# Istoria arhitecturii

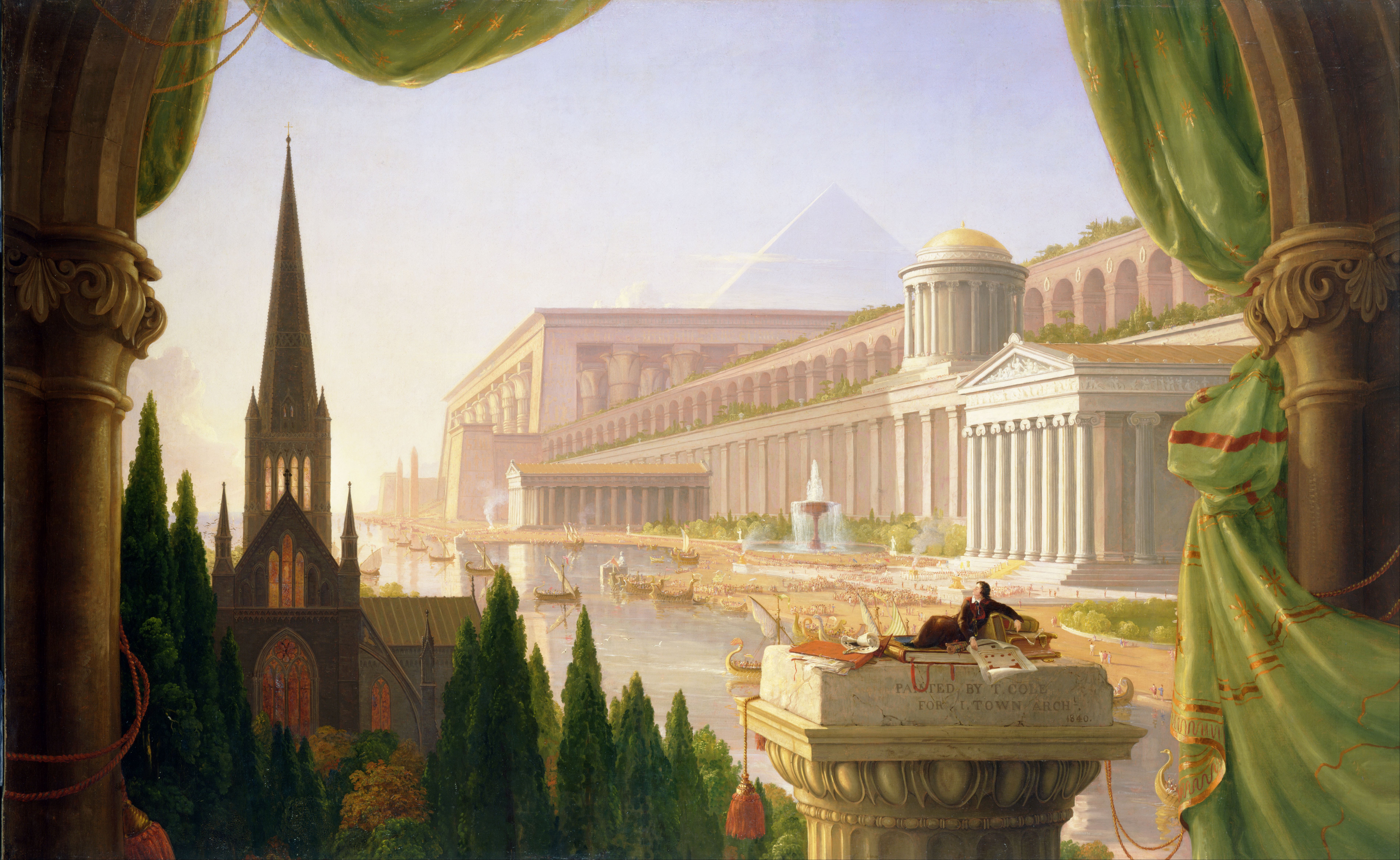
Visul Arhitectului, de Thomas Cole, 1840, ulei pe pânză, în Muzeul de Artă din Toledo (Toledo, Ohio, SUA)

Istoria arhitecturii urmărește schimbările din arhitectură din diferite epoci, prin tradiții, tendințe stilistice generale din diferite regiuni. Se crede că începuturile tuturor acestor tradiții sunt legate de constructiile care satisfăceau nevoia de bază de adăpost și protecție. Termenul „arhitectură” se referă în general la clădiri, dar cuprinde domenii pe care le considerăm acum forme specializate de practică, cum ar fi ingineria civilă, navală, militară, și arhitectura peisagistică.

## Arhitectura neolitică

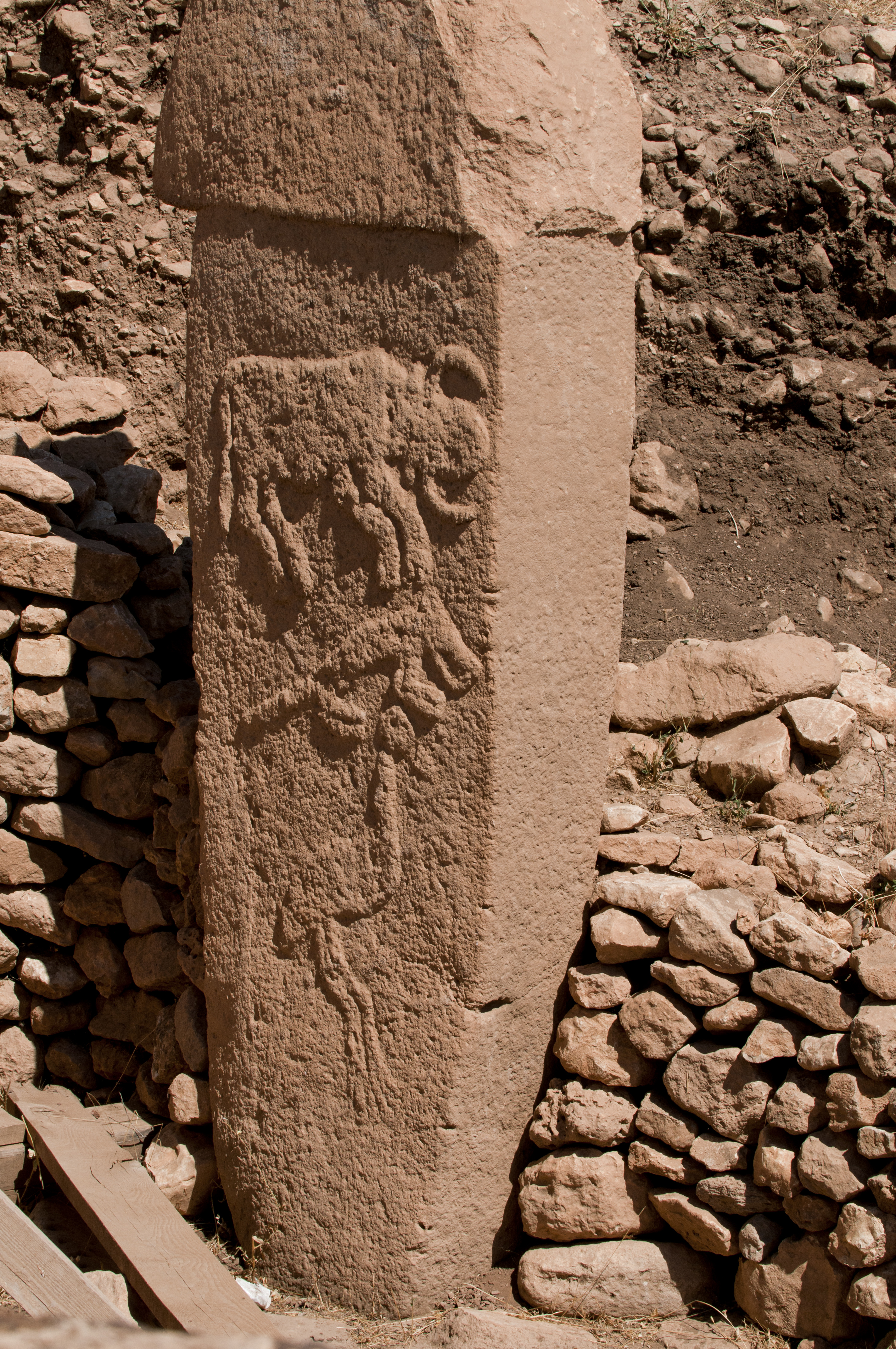
Stâlp de piatră sculptat, la Göbekli Tepe (Turcia), circa 8500 î.Hr.

Progresele arhitecturale sunt o parte importantă a perioadei neolitice (10.000-2000 î.Hr.), timp în care s-au produs unele dintre inovațiile majore ale istoriei umane. Domesticirea plantelor și a animalelor, de exemplu, a dus atât la o nouă economie, cât și la o nouă relație între oameni și lume, o creștere a dimensiunii și a permanenței comunității, o dezvoltare masivă a culturii materiale și noi soluții sociale și ritualice pentru a permite oamenilor să trăiască  împreună în aceste comunități. Stiluri noi de structuri individuale și combinarea lor în așezări au constituit clădirile necesare pentru noul stil de viață și economie și au fost, de asemenea, un element esențial al schimbării.
Chiar dacă au fost descoperite multe locuințe aparținând tuturor perioadelor preistorice, precum și unele modele de lut ale unor locuințe care permit crearea unor reconstrucții fidele, rareori au fost incluse elemente care pot să le lege de artă. Unele excepții sunt oferite de ornamente de pe pereți și de descoperirile care se aplică în mod egal la riturile și arta neolitice și calcolitice.
În Asia de Sud și de Sud-Vest, culturile neolitice apar la scurt timp după 10.000 î.Hr., inițial în Levant (neoliticul preceramic A și neolitic preceramic B), iar de acolo s-au răspândit spre est și spre vest.  Există culturi neolitice timpurii în sud-estul Anatoliei, Siria și Irak până în 8000 î.Hr., iar societățile producătoare de alimente apar pentru prima dată în sud-estul Europei până în 7000 î.Hr. și în Europa Centrală până în circa 5500 î.Hr. (dintre care cele mai vechi complexe cultural includ Starčevo-Koros (Criș) și Vinča).
Așezări și „orașe” neolitice includ: 
- Göbekli Tepe din Turcia, circa 9000 î.Hr.
- Ierihon din Levant, neolitic din circa 8350 î.Hr., apărând din cultura epipaleolitică Natufi
- Nevalı Çori din Turcia, circa 8000 î.Hr.
- Çatalhöyük din Turcia, circa 7500 î.Hr.
- Mehrgarh din Pakistan, circa 7000 î.Hr.
- Knap of Howar și Skara Brae din arhipelagul Orkney (Scoția), circa 3500 î.Hr.
- peste 3500 de așezări ale culturii Cucuteni, unele cu o populație de până la 15.000 de locuitori, înflorind în ceea ce sunt azi România, Republica Moldova și Ucraina din 5400 î.Hr. până în 2800 î.Hr..

Oamenii neolitici din Levant, Anatolia, Siria, nordul Mesopotamiei și Asia Centrală au fost mari constructori, folosind chirpici ca să-și construiască sate și case. La Çatalhöyük, casele erau tencuite și pictate cu scene elaborate cu oameni și animale. Culturile neolitice mediteraneene din Malta își practicau religia în temple megalitice.
În Europa, erau construite case vagon făcute din zăbrele. Au fost construite și morminte elaborate. Aceste morminte sunt deosebit de numeroase în Irlanda, unde există încă multe mii. Oamenii neolitici din Insulele Britanice au construit niște cămine lungi și morminte cu camere pentru morții lor și pe drumuri, au minat silex și monumente cursus.

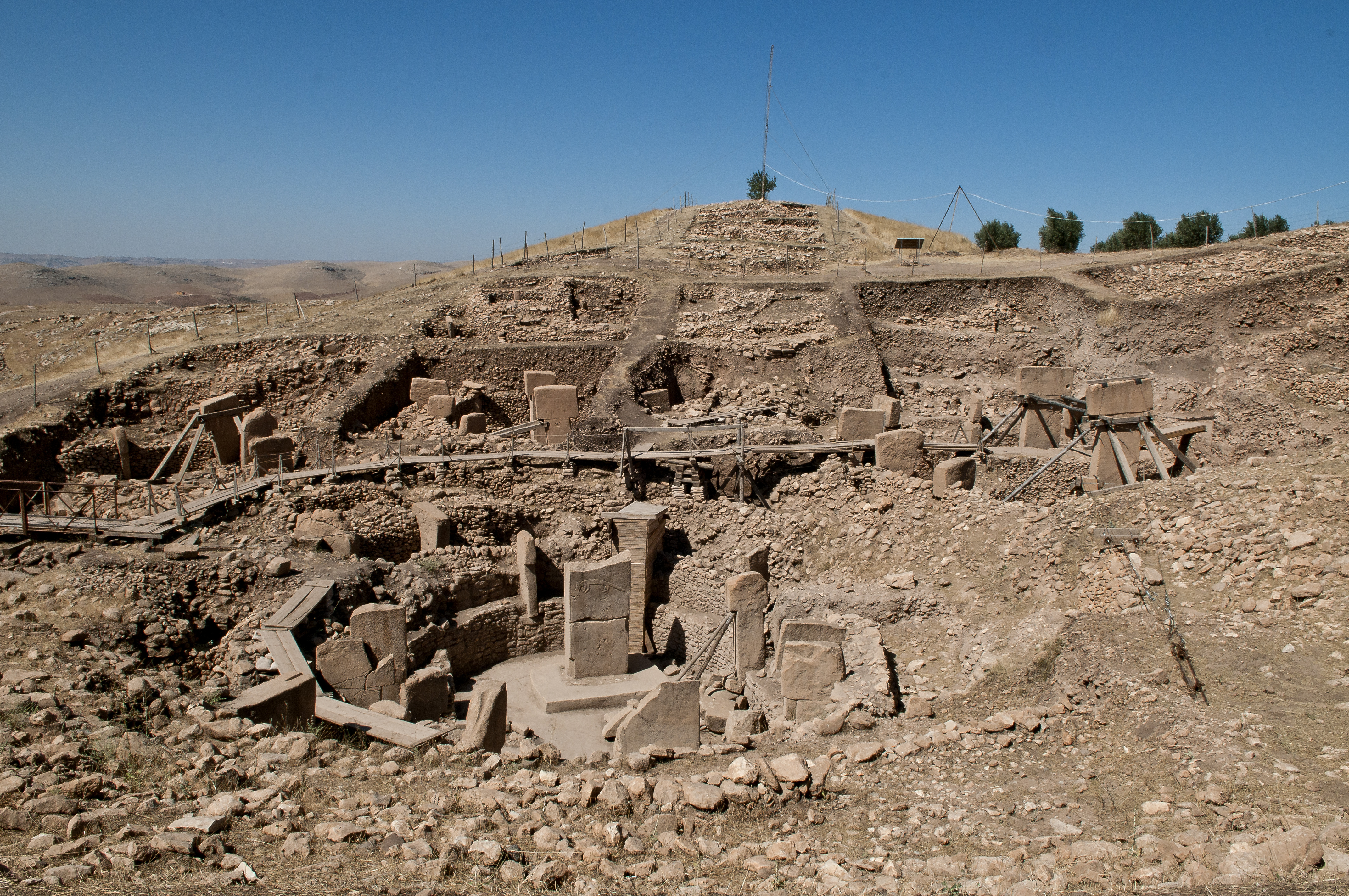
Göbekli Tepe din Turcia, fondat în mileniul al X-lea î.Hr. și abandonat în mileniul al VIII-lea î.Hr.
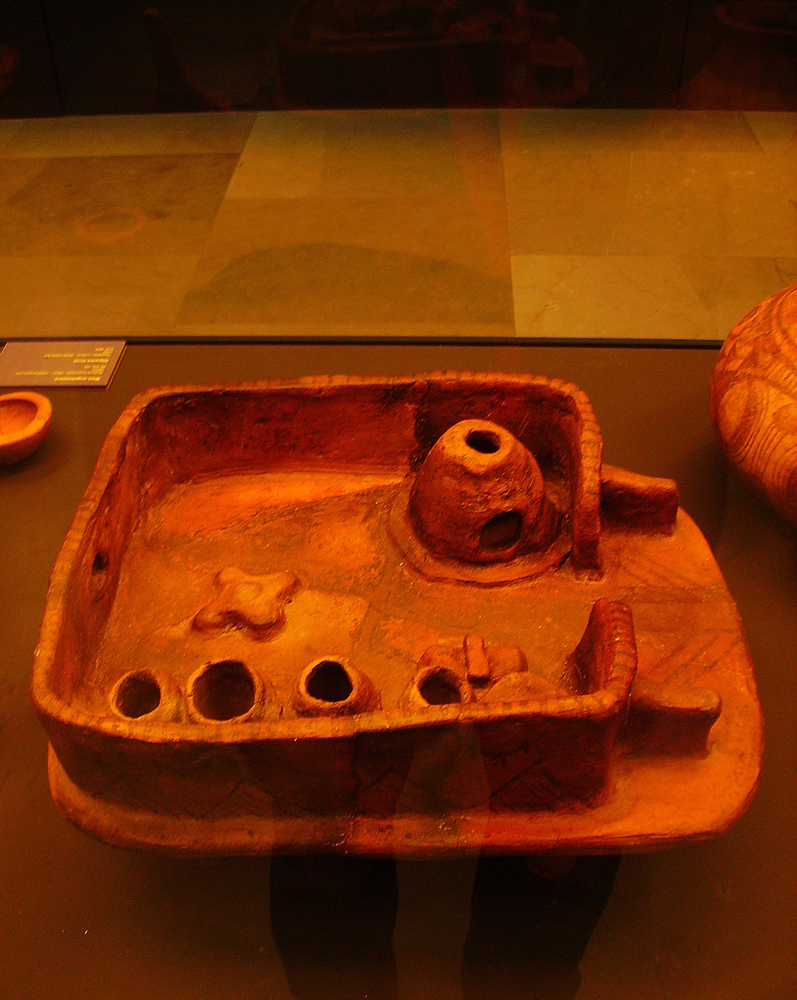
Miniatură de ceramică a unei case cucuteniene
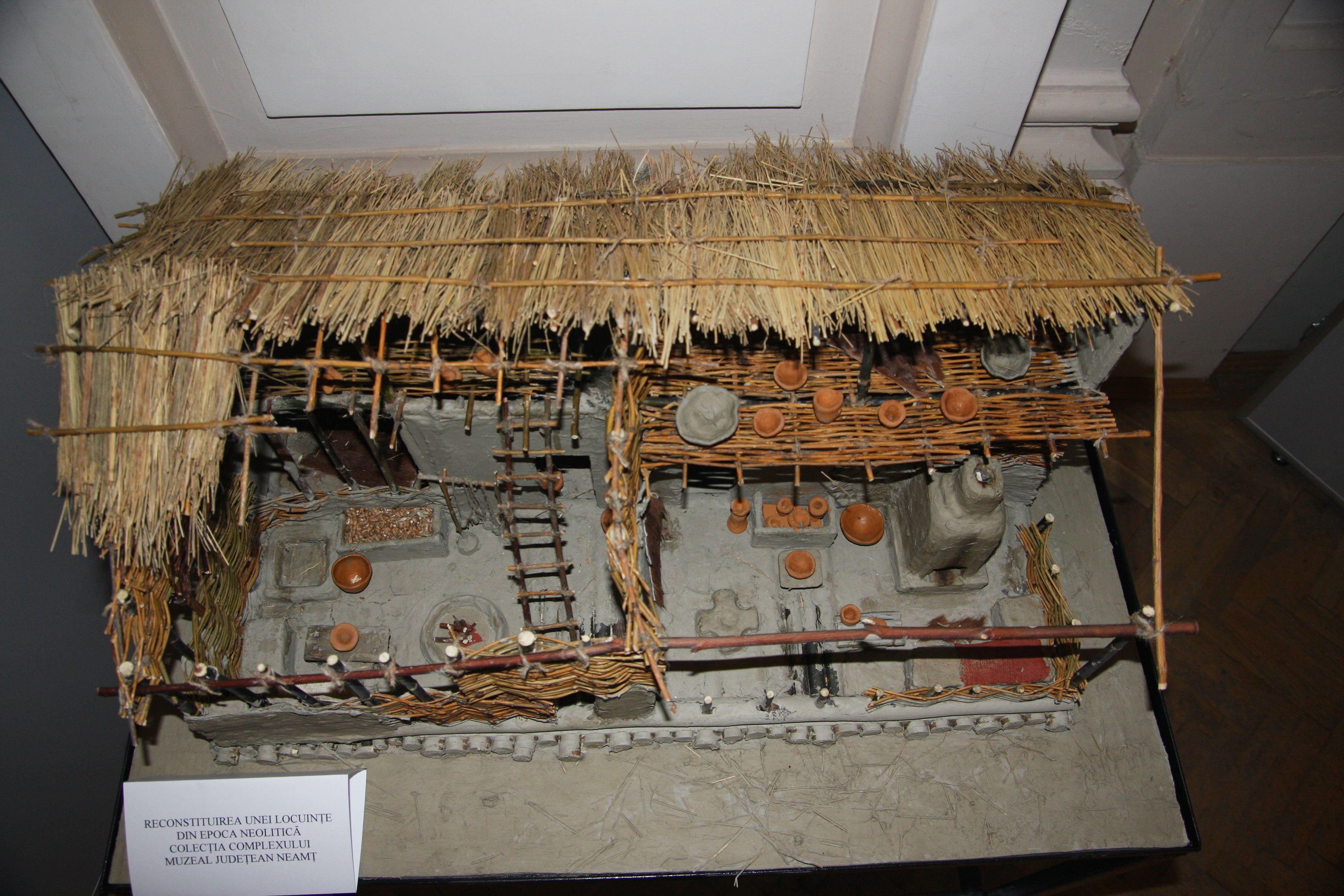
Machetă a unei case cucuteniene obișnuite, plină de vase de ceramică
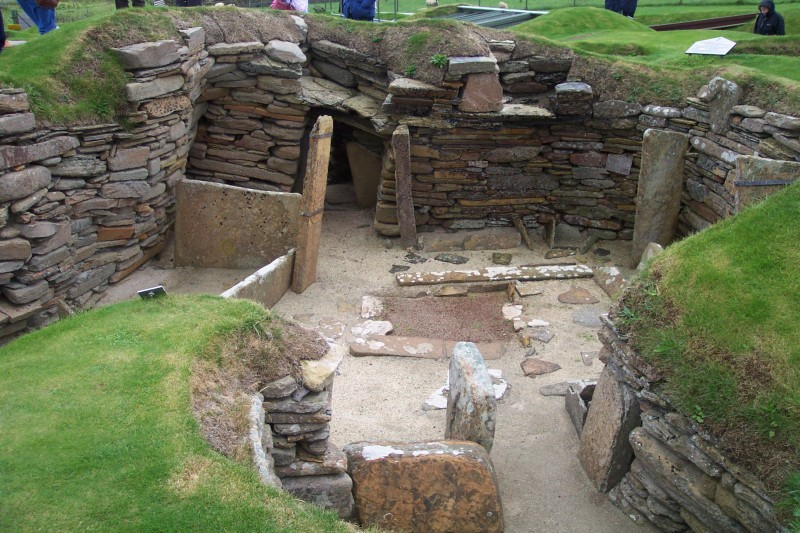
Locuințe excavate la Skara Brae (Mainland, Orkney, Scoția, Regatul Unit)

## Antichitatea

### Mesopotamia
Mesopotamia antică este remarcată mai ales pentru construcția de clădiri din chirpici și construirea de zigurate, care ocupă un loc proeminent în fiecare oraș și constă într-o movilă artificială, care se ridică adesea în trepte uriașe, cu un templu în vârf. Movila exista, fără îndoială, ca să ridice templul într-o poziție impunătoare în ceea ce altfel era o vale plată a unui râu. Marele oraș Uruk avea o serie de incinte religioase, conținând multe temple mai mari și mai ambițioase decât orice clădiri cunoscute anterior.
Cuvântul zigurat e o formă anglicizată a cuvântului akkadian ziqqurratum, numele dat turnurilor solide în trepte de cărămidă. Derivă de la verbul zaqaru, („a fi înalt”). Clădirile sunt descrise ca fiind ca niște munți care leagă Pământul și cerul. Ziguratul Urului, excavat de Leonard Woolley, are 64 m pe 46 m la bază și inițial aproximativ 12 m înălțime, cu trei etaje. A fost construit sub regele Ur-Nammu (circa 2100 î.Hr.) și reconstruit sub Nabonid (555-539 î.Hr.), când a fost mărit în înălțime până la probabil șapte etaje.
Palatele asiriene aveau o mare curte publică, cu o suită de apartamente pe partea de est și o serie de săli mari pentru banchete pe partea de sud. Acesta avea să devină planul tradițional al palatelor asiriene, construit și împodobit pentru glorificarea regelui.  Cantități masive de mobile din fildeș au fost găsite în unele palate.

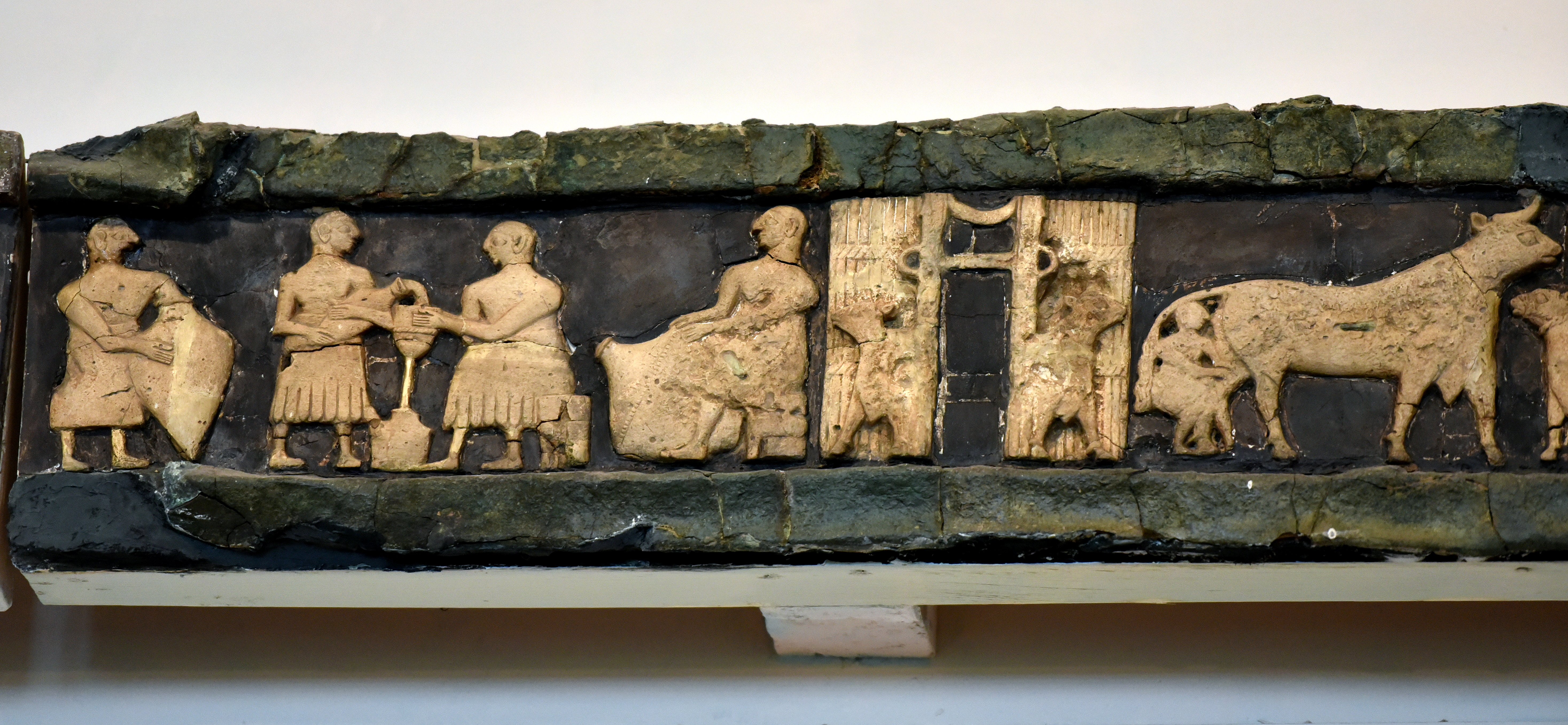
Bandă sumeriană cu o scenă cu mulsul vacilor și producerea lactatelor, de pe fațada Templului lui Ninhursag (Tell al-'Ubaid, Irak), 2800-2600 î.Hr., Muzeul Național al Irakului (Bagdad)
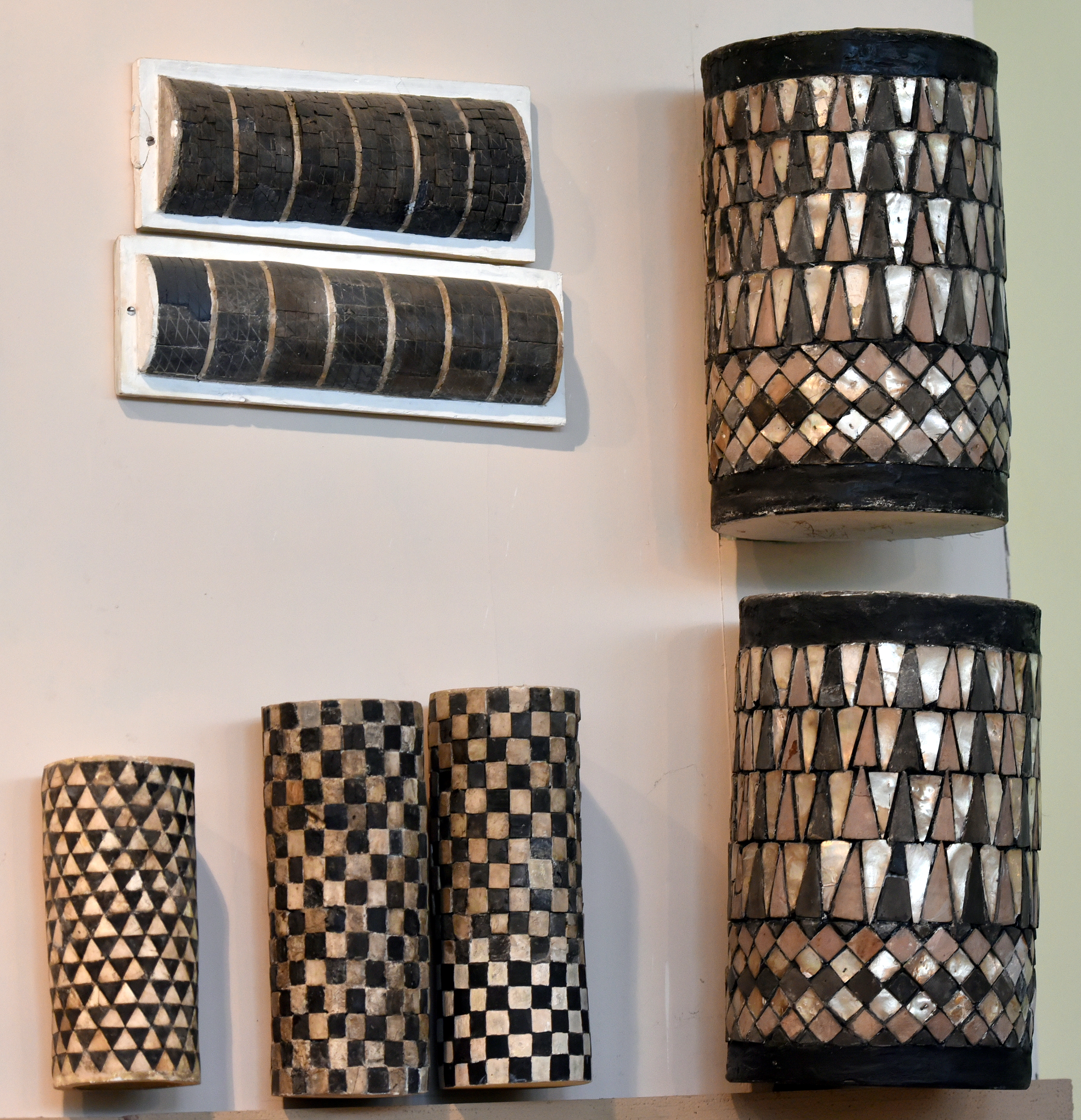
Bucăți de coloane mozaicate de la intrarea Templului lui Ninhursag, 2800-2600 î.Hr., Muzeul Național al Irakului
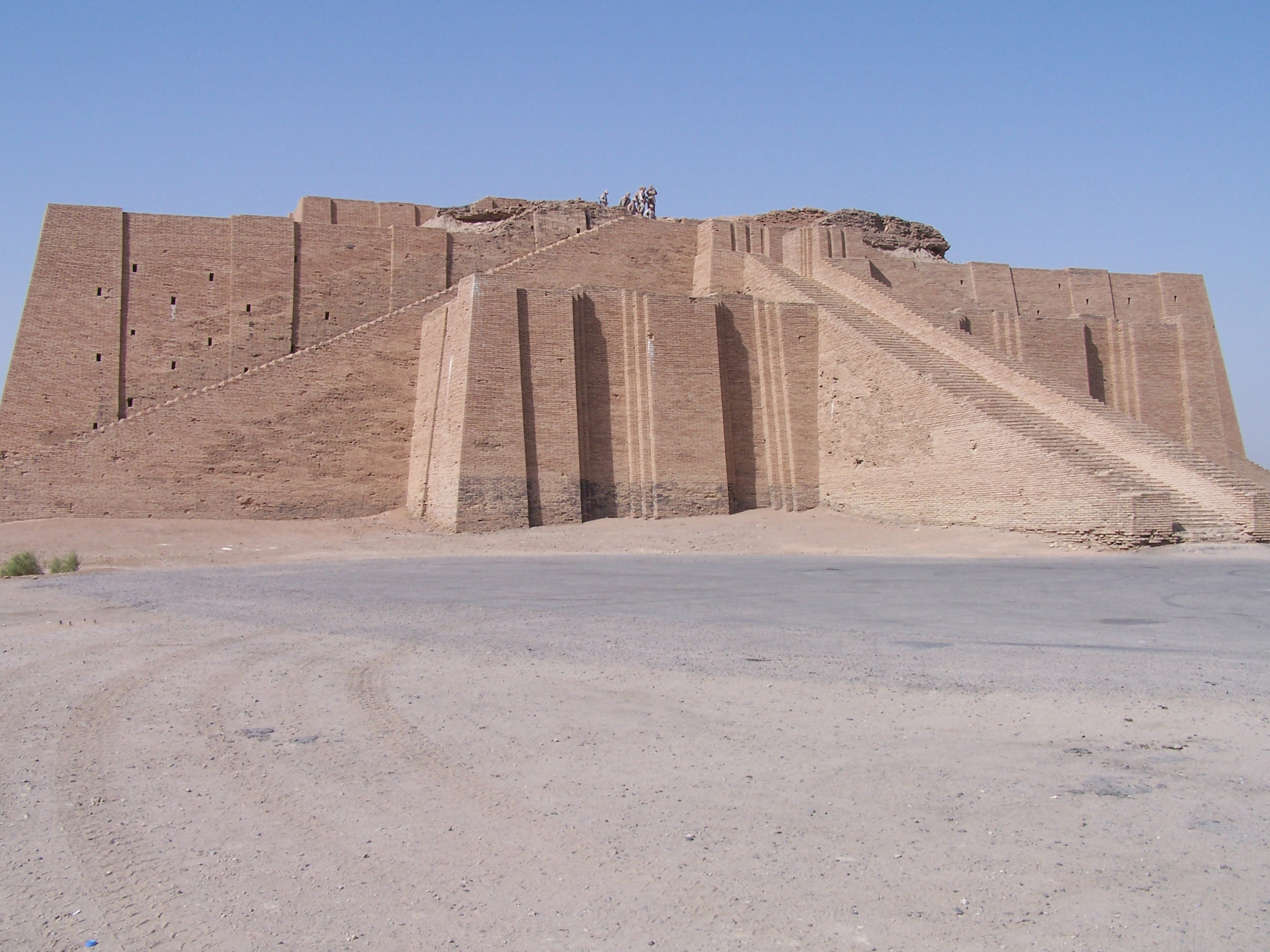
Ziguratul Urului, circa secolul al XXI-lea î.Hr., Tell el-Muqayyar (Provincia Dhi Qar, Irak)
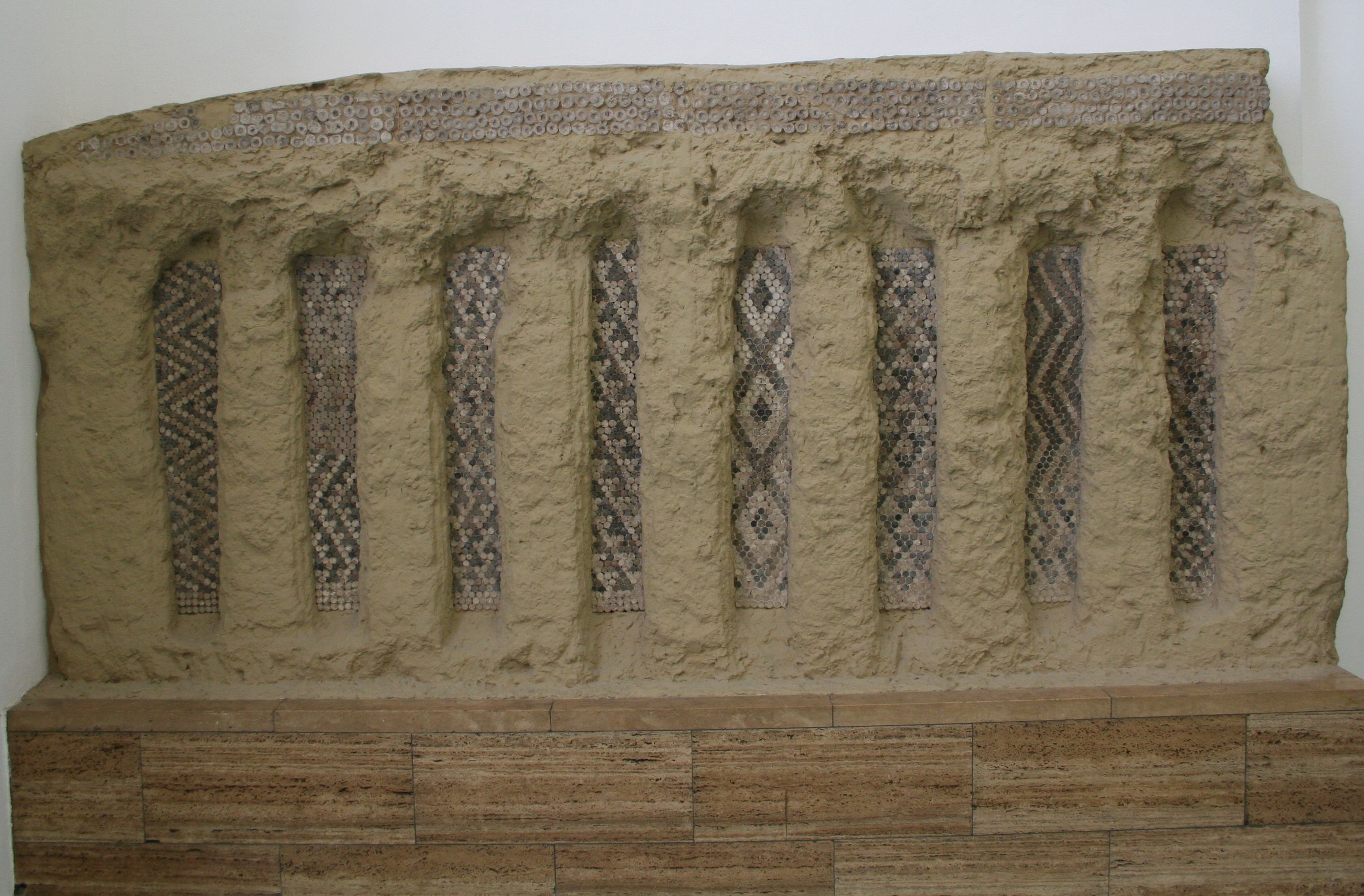
Reconstruire modernă a unor coloane cu mozaicuri din conuri din templul Eanna, în Muzeul Pergamon (Berlin, Germania)
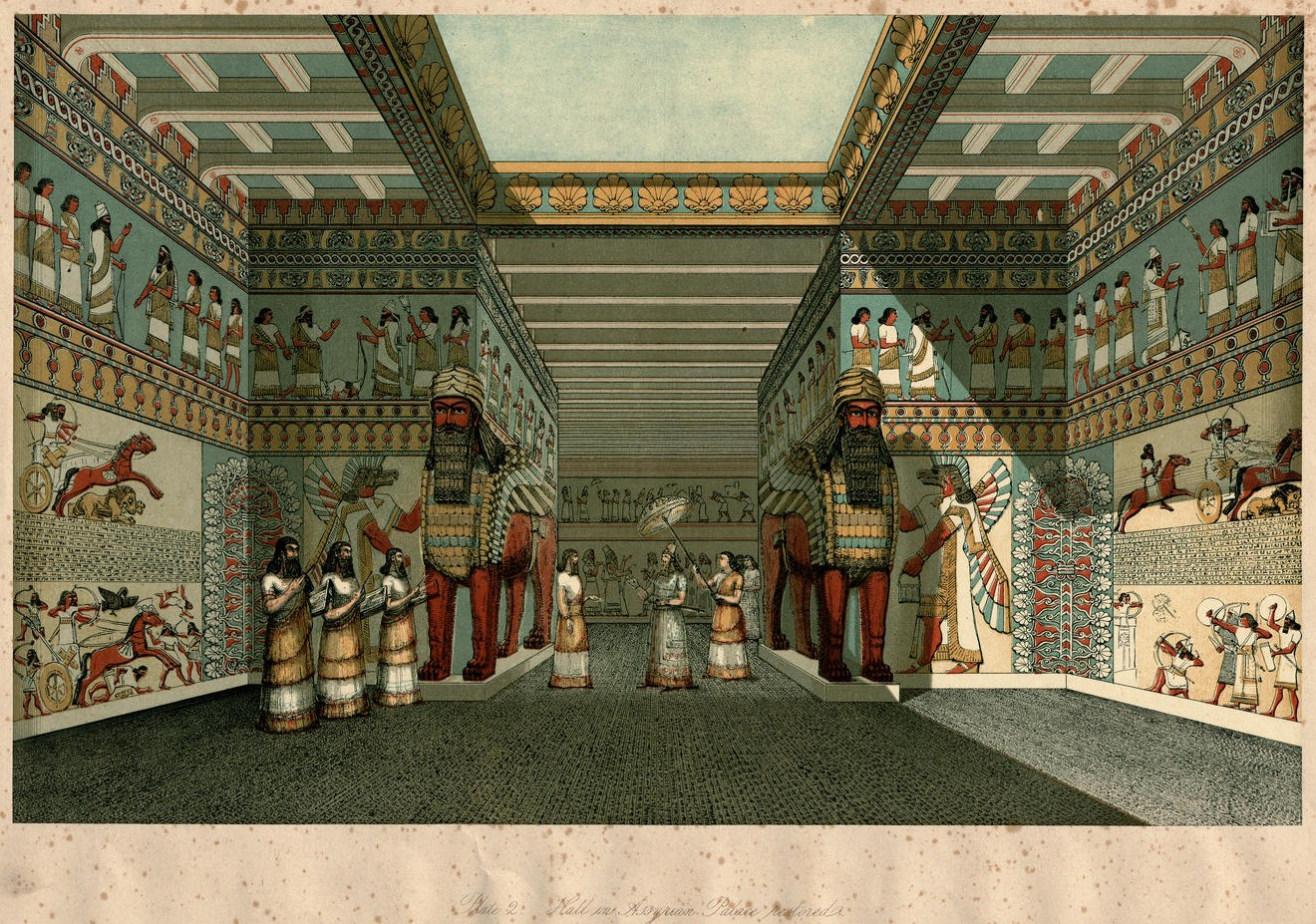
Ilustrație a unei săli din Palatul asirian al lui Așurnasrirpal al II-lea, de Austen Henry Layard (1854)
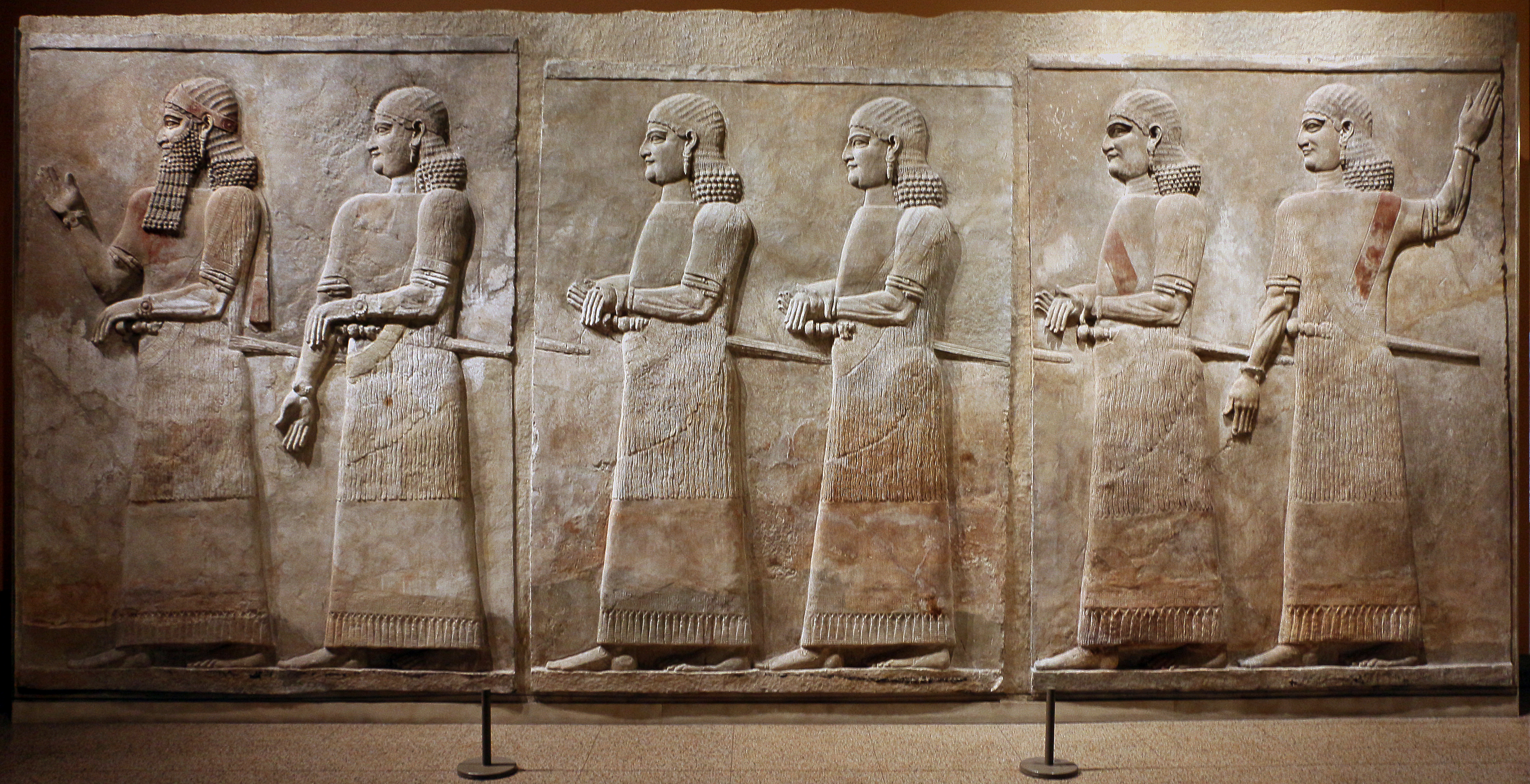
Reliefuri asiriene din Palatul lui Sargon al II-lea din Dur-Șarrukin, 721-705 î.Hr., Muzeu, Institutului Oriental (Chicago, SUA)
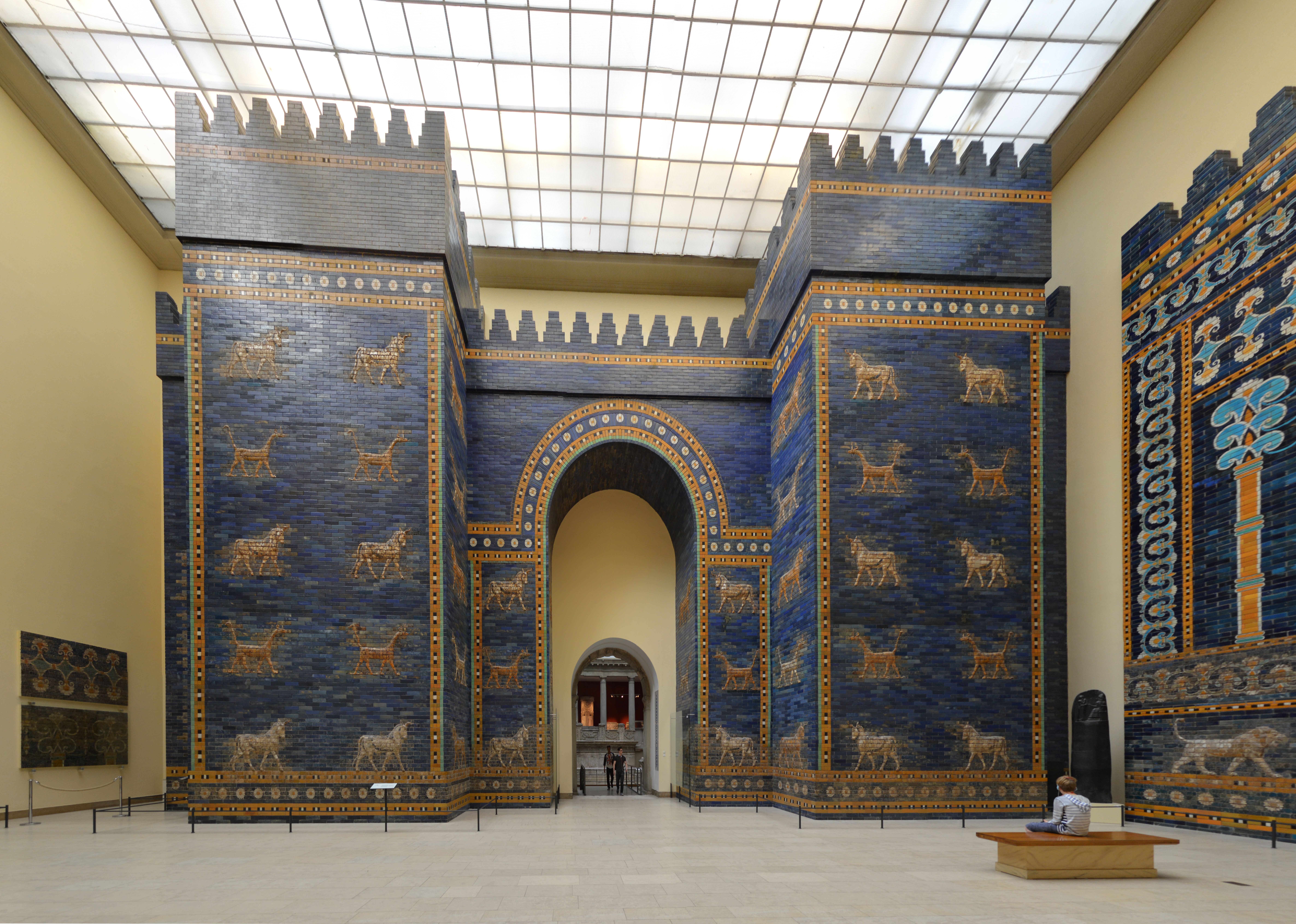
Reconstruire a Porții lui Iștar în Muzeul Pergamon (Berlin, Germania), circa 575 î.Hr.
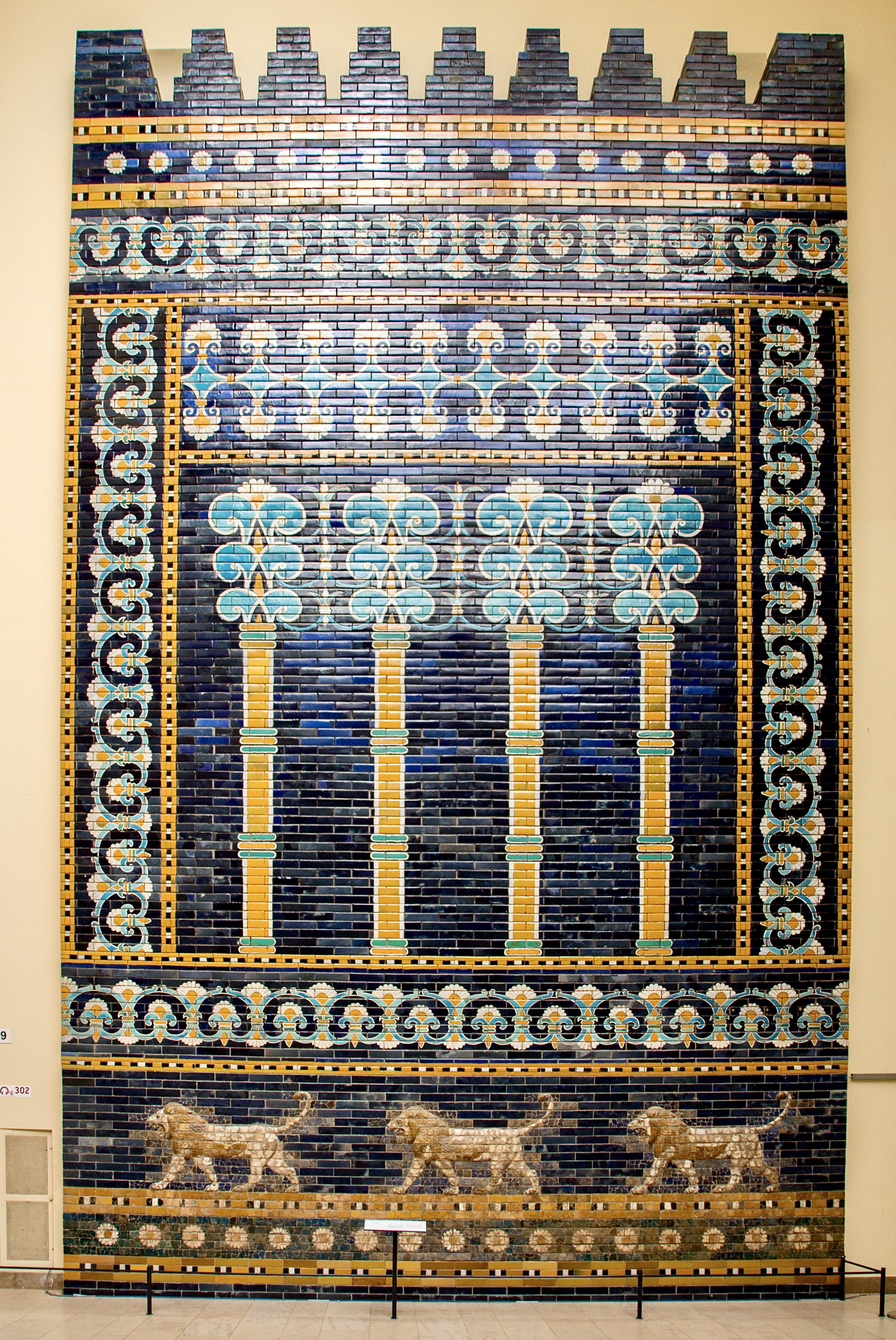
Panou de la Poarta lui Iștar în Muzeul Pergamon

### Egiptul

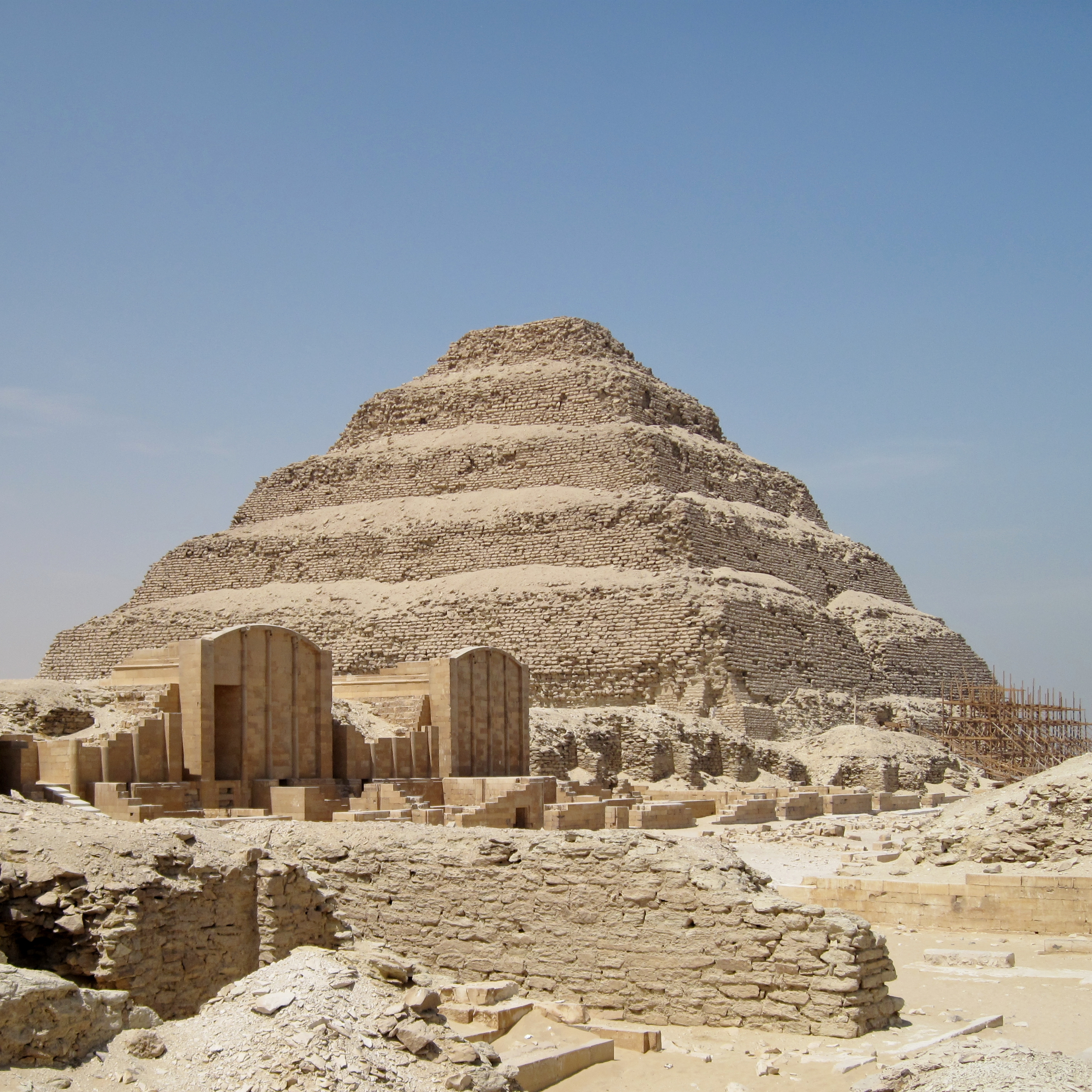
Piramida lui Djoser (Saqqara, Egipt), 2667-2648 î.Hr., de Imhotep. Asta a fost prima piramidă egipteană construită vreodată, fiind o piramidă în trepte

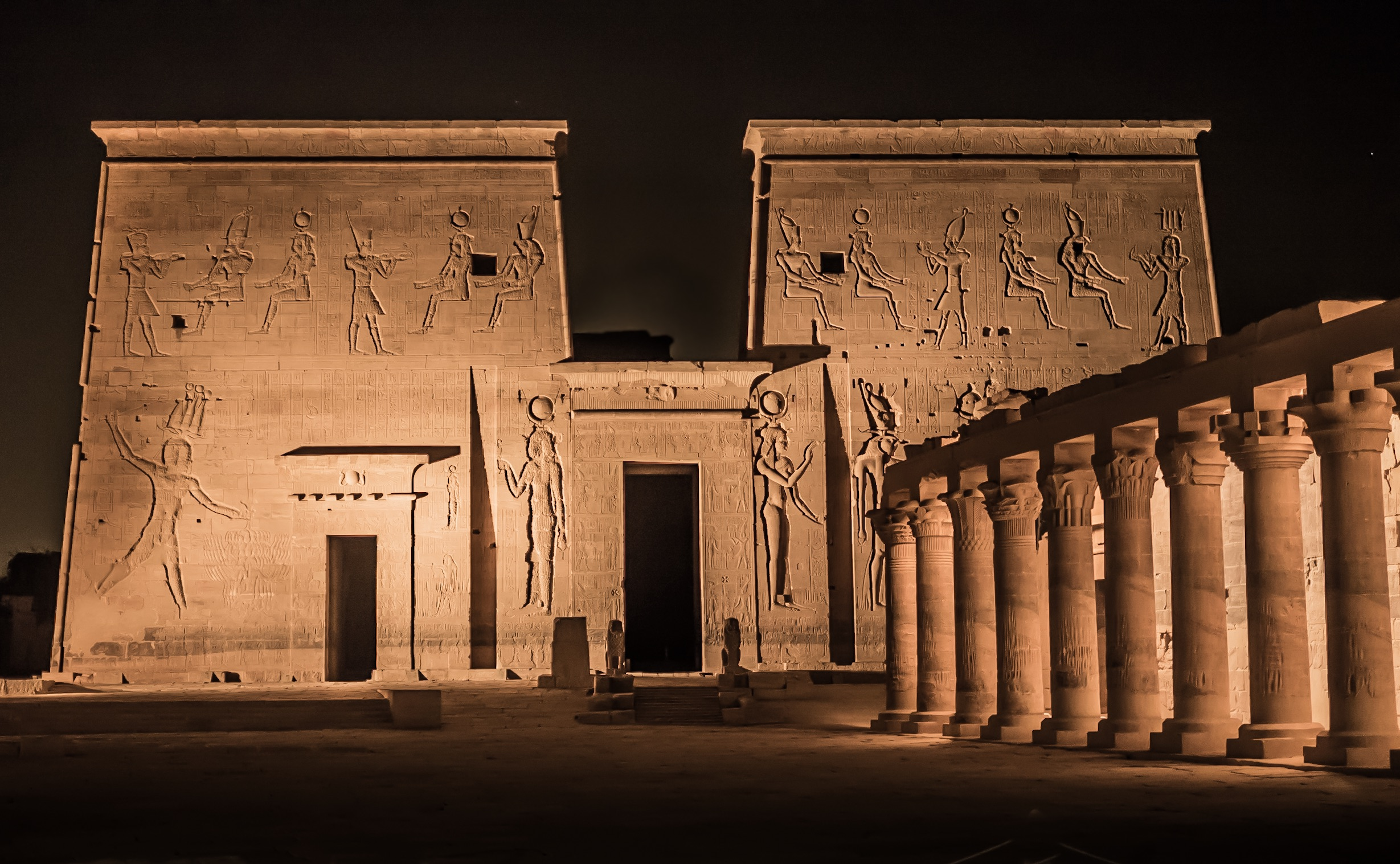
Bine conservatul Templu al lui Isis din Philae (Egypt), unul dintre cele mai bine conservate temple din Egiptul antic, 380 î.Hr.-117 d.Hr.

Imaginările moderne ale Egiptului antic sunt puternic influențate de urmele supraviețuitoare ale arhitecturii monumentale. Multe stiluri și motive formale au fost stabilite în zorii statului faraonic, în jurul anului 3100 î.Hr.. Inspirația pentru multe dintre aceste stiluri constă în elementele organice folosite la clădirile timpurii din materiale perisabile. În timp ce structurile originale sunt aproape total necunoscute, motivele stilizate ale plantelor au continuat să fie reproduse și adaptate inclusiv în perioada romană. Rezistența formelor pe o perioadă atât de lungă înseamnă că arhitectura faraonică e ușor de recunoscut astăzi și a fost imitată pe scară largă de către arhitecți în timpurile moderne.
Egiptenii antici credeau în viața de apoi. Ei credeau, de asemenea, că pentru ca sufletul lor (cunoscut sub numele de ka) să trăiască veșnic în viața de apoi, corpurile lor trebuie să rămână intacte pentru etenitate. Astfel, au trebuit să găsească o modalitate de a proteja decedatul de daune și hoții de morminte. Așa s-a născut mastaba. Acestea erau structuri de chirpici cu acoperiș plat, care aveau încăperi subterane pentru sarcofag, la aproximativ 30 m adâncime. Imhotep, un preot și arhitect egiptean antic, a trebuit să proiecteze un mormânt pentru faraonul Djoser. Pentru asta, el a plasat cinci mastabale, una deasupra celeilalte, creând astfel prima piramidă egipteană, Piramida lui Djoser din Saqqara. Cele mai reprezentative clădiri egiptene antice sunt piramidele. Au fost construite în timpul Regatelor Vechi și Mijlociu (circa 2600-1800 î.Hr.). Cea mai impunătoare a fost Marea Piramidă din Giza, realizată pentru faraonul Khufu în jurul anilor 2589-2566 î.Hr.. Piramidele egiptene antice au fost construite cu precizie, pietrele lor masive fiind legate atât de fin, încât lama unui cuțit nu ar putea să intre între ele. Blocurile de piatră erau ținute împreună de mortar, iar întreaga structură era acoperită cu calcar alb foarte lustruit, iat vârfurile acoperite cu aur. Ceea ce vedem astăzi este de fapt structura de bază a piramidei. În ciuda faptului că sunt extrem de asociate cu egiptenii antici, piramide au fost construite de alte civilizații, ca mayașii sau aztecii.
Din cauza lipsei de resurse și a schimbării puterii către preoție, egiptenii antici s-a îndepărtat de piramide, iar templele au devenit punctul central al construirii. La fel ca piramidele, templele egiptene antice erau, de asemenea, spectaculoase și monumentale. Au evoluat de la mici altare la complexe mari și, prin Noul Regat (circa 1550-1070 î.Hr.), au devenit structuri masive de piatră formate din săli și curți. Templele constau de obicei în 4 părți: un pilon masiv, o curte peristilă, o sală hipostilă și un sanctuar. Pilonii aveau o lungime de 40 m. În fața lor erau obeliscuri și sculpturi ale faraonului.
Un element arhitectural specific arhitecturii egiptene antice e cornișa cavetto (o mulură concavă), introdusă până la sfârșitul Vechiului Regat. A fost folosit pe scară largă la vârful aproape tuturor clădirilor faraonice formale. Datorită frecvenței cu care a fost folosită, o să decoreze ulterior multe construcții și obiecte neoegiptene. Niciun plan formal sau cărți de modele nu supraviețuiesc, iar întrebarea cu privire la modul exact în care au fost construite piramidele continuă să provoace dezbateri. Similar cu ordinele antice grecești și romane, au existat anumite tipuri de coloane egiptene antice, cum ar fi cele compozite, cele hathorice, cele lotiforme, cele palmiforme, cele papiriforme, și altele. Templele erau decorate cu reliefuri și pictate în culori intense, în principal roșu, albastru, galben, verde, portocaliu și alb. Datorită climatului deșertic al Egiptului, părți din aceste suprafețe pictate au fost bine păstrate.

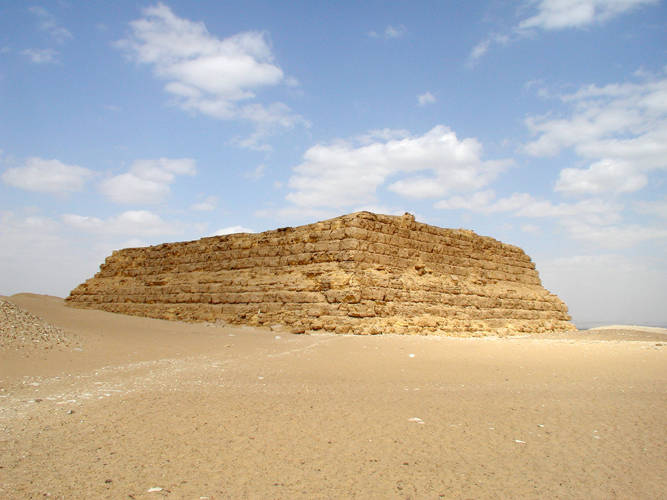
Mastaba al-Fir'aun (Saqqara, Egipt), construită în timpul Dinastiei a IV-a
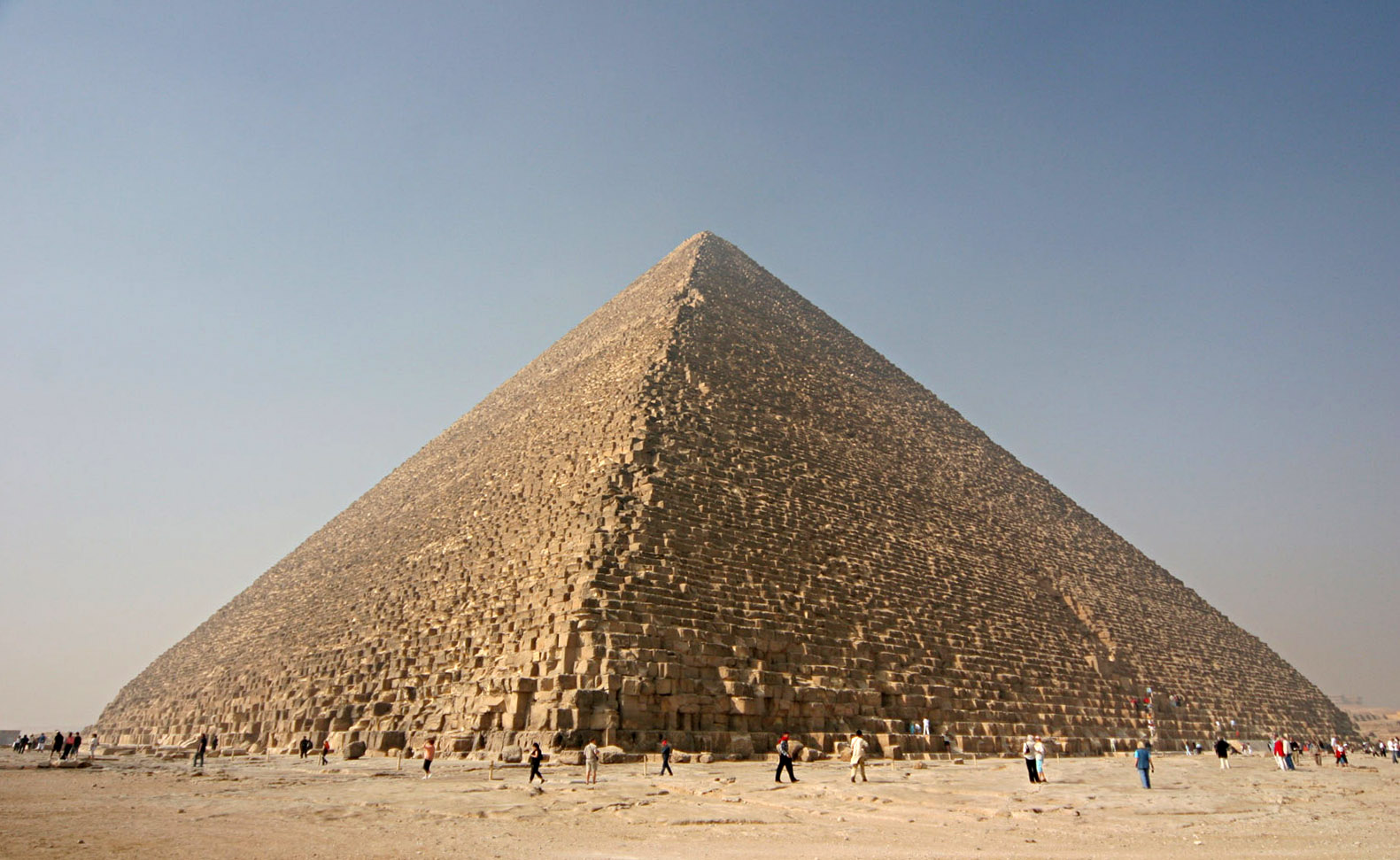
Marea Piramidă din Giza (Giza, Egipt), circa 2589-2566 î.Hr., de Hemiunu
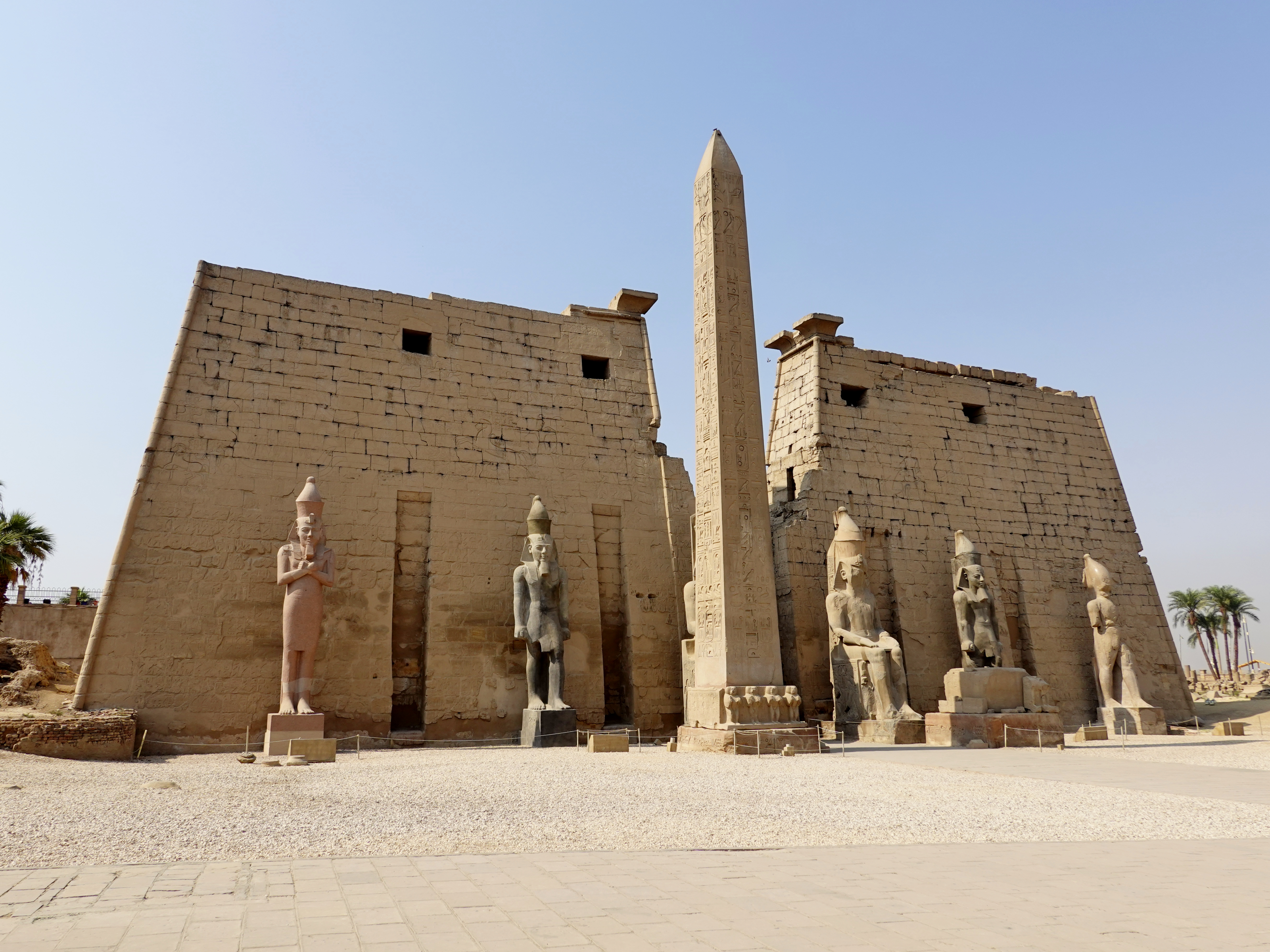
Pilon al Templului din Luxor (Luxor, Egipt), cu un obelisc în față, circa 1400 î.Hr.
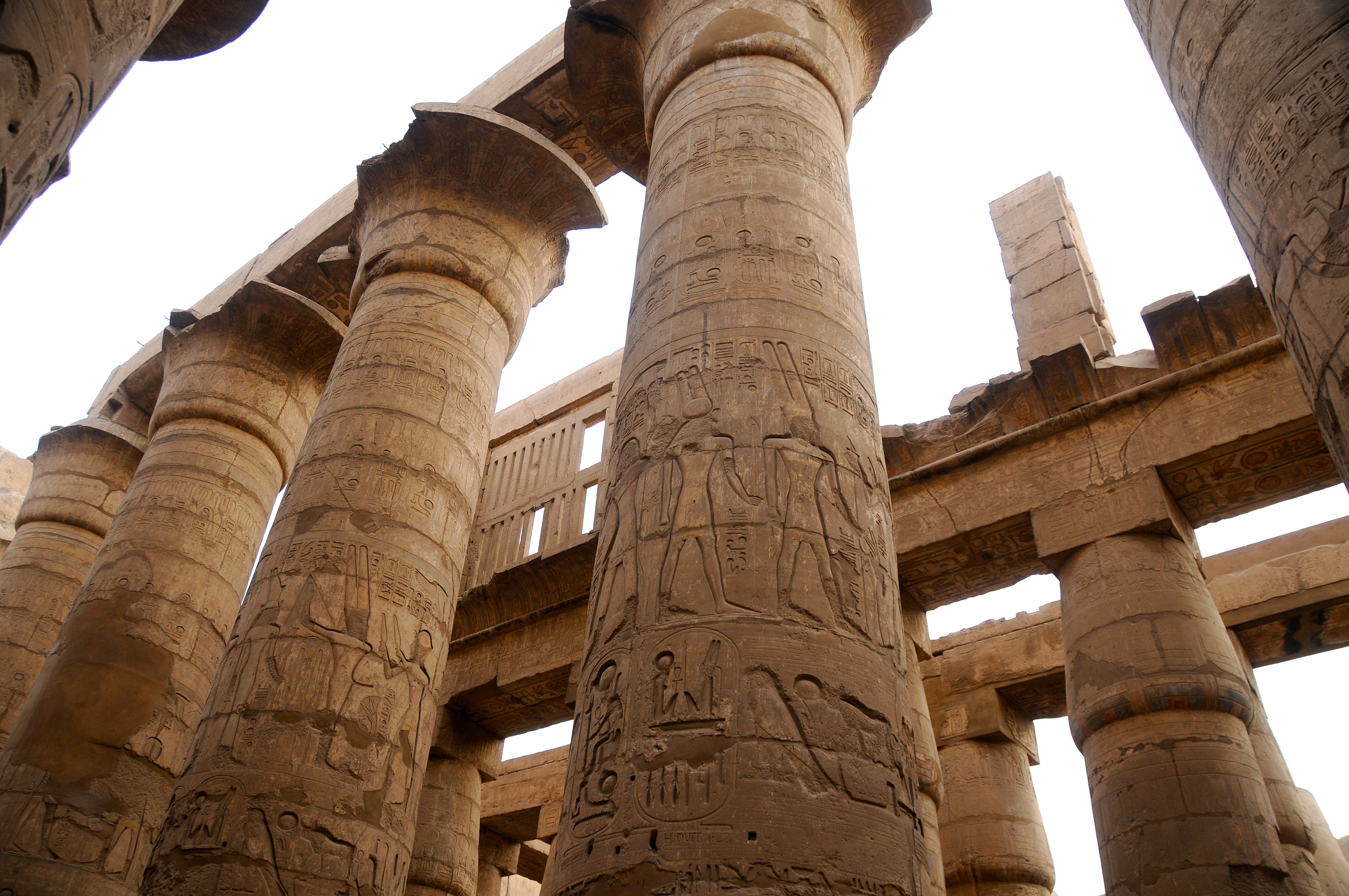
Coloane ale Marii Săli Hipostile din Templul Karnak (El-Karnak, Egipt), circa 1294-1213 î.Hr.
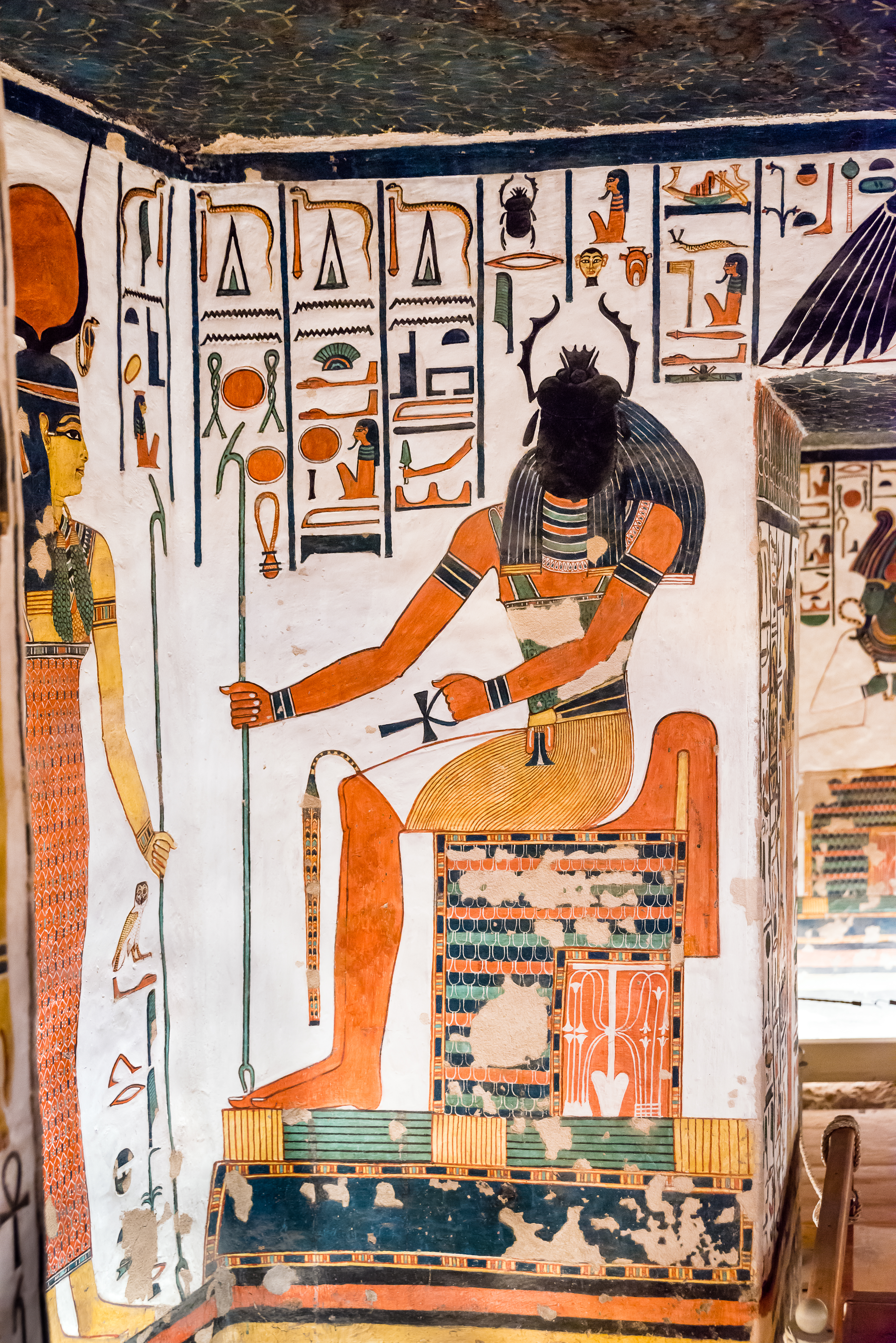
Fresce în Mormântul lui Nefertari, în care apare Khepri stând pe un tron pătrat foarte colorat, secolul al secolul al XIII-lea î.Hr.
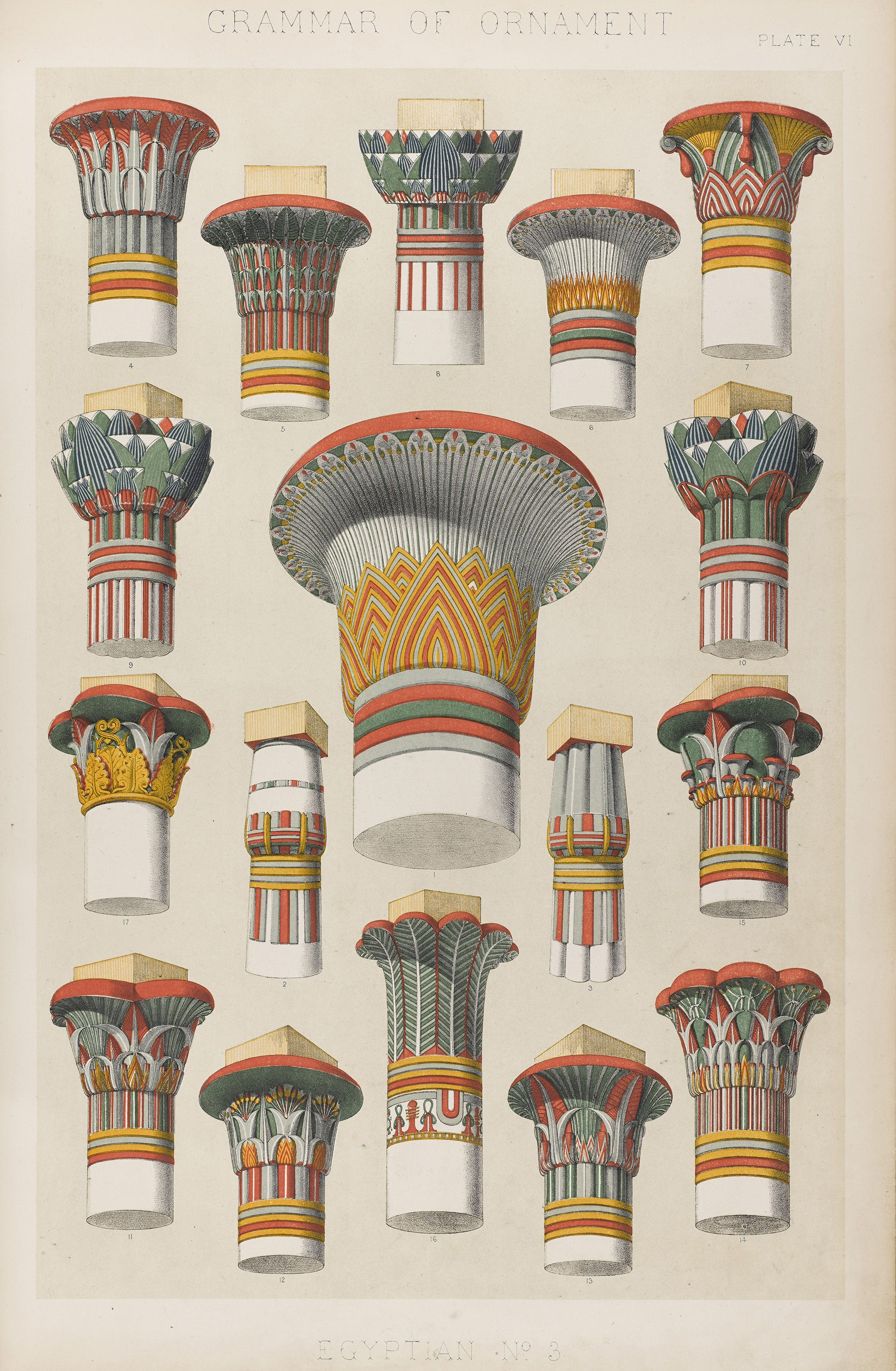
Ilustrații cu diverse tipuri de capiteluri vegetale
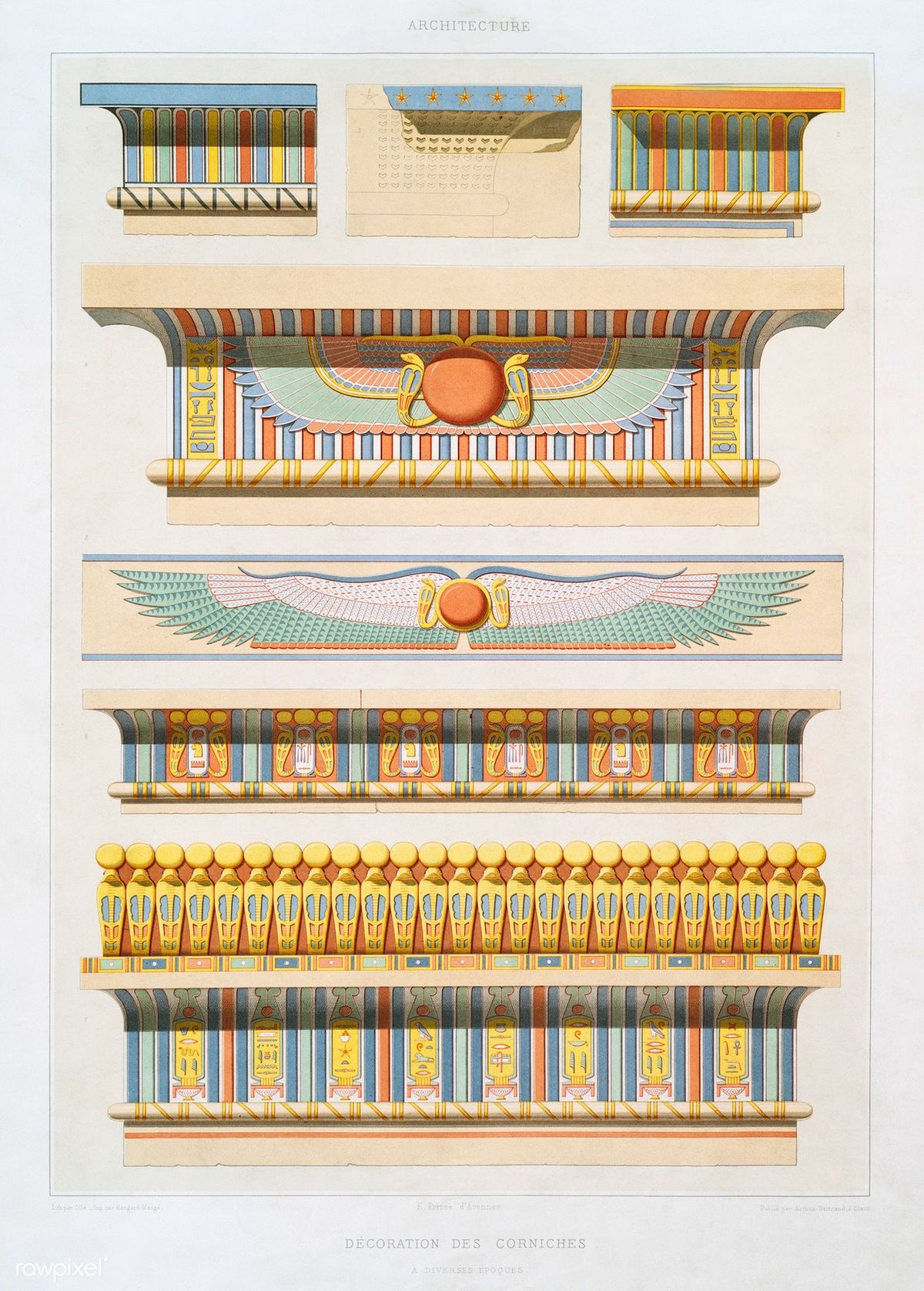
Ilustrații cu cornișe cavetto, unele dintre ele decorate cu sori înaripați
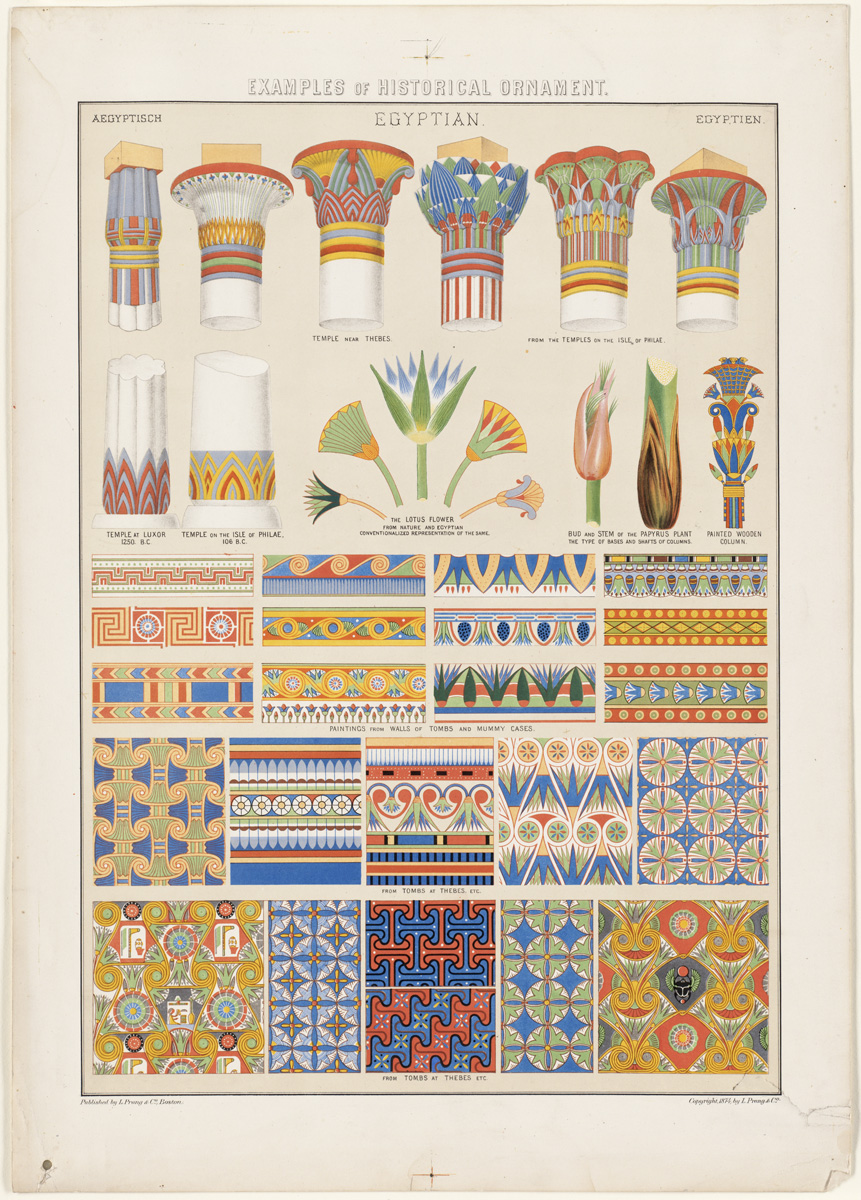
Ilustrații din 1874 cu ornamente și modele folosite de egiptenii antici

### Grecia

#### Perioada preclasică

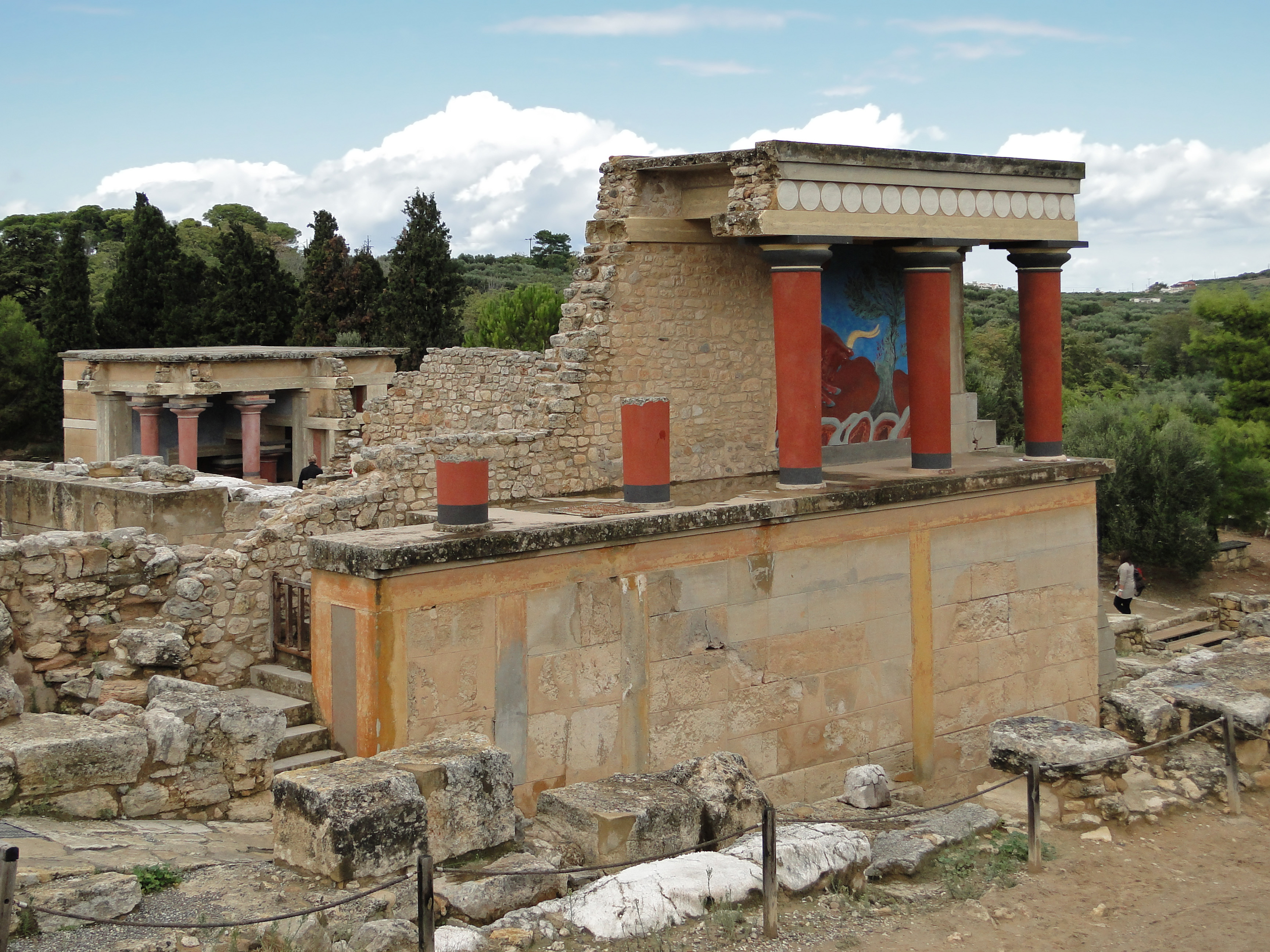
Intrarea de Nord a Palatului din Cnossos (Creta) restaurată, cu o frescă cu un taur și cu niște coloane minoice colorate

Civilizația minoică a fost o civilizație egeeană din Epoca Bronzului pe insula Creta și alte insule din Marea Egee, înflorind din circa 2700 până în circa 1450 î.Hr. Clădirile minoice aveau de multe ori acoperișuri plate cu țiglă; podele de ipsos, lemn sau piatră, având o înălțime de două până la trei etaje. Zidurile inferioare erau construite de obicei din piatră și moloz, iar pereții superiori din cărămidă. Lemnele din tavan susțineau acoperișurile. Principalele culori folosite la frescele minoice erau negrul (șist carbonic), alb (hidrat de var), roșu (hematit), galben (ocru), albastru (silicat de cupru) și verde (galben și albastru amestecate împreună). Cea mai cunoscută clădire minoică e Palatul din Cnossos, fiind legat de povestea mitologică a Minotaurului, pentru că s-a scris că în palat a existat labirintul.

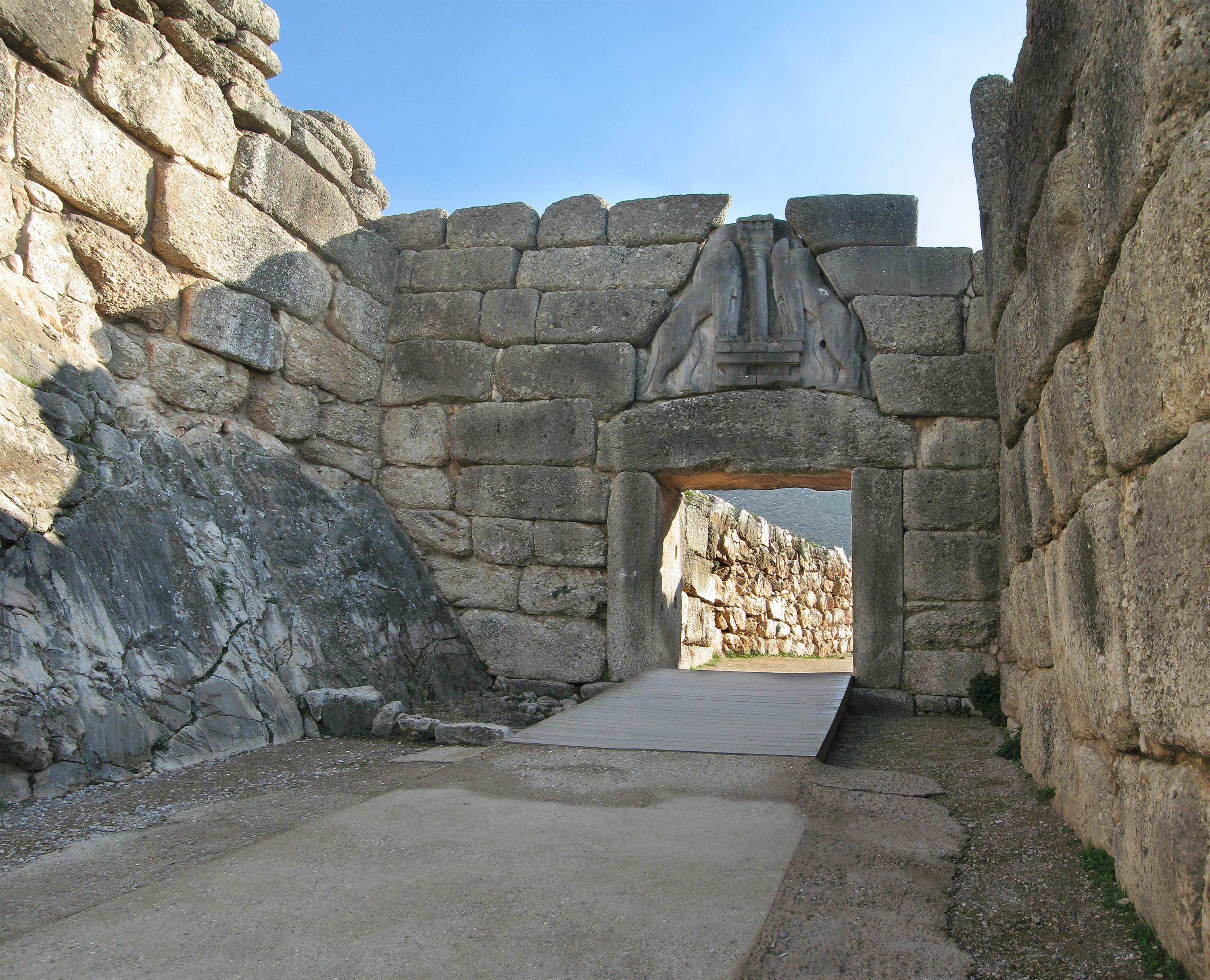
Poarta Leilor, circa 1250 î.Hr., o clădire miceniană reprezentativă

O caracteristică comună a arhitecturii minoice erau acoperișurile plate. Camerele vilelor nu aveau ferestre la stradă, lumina venind din curți. În mileniul al II-lea î.Hr., vilele aveau unul sau două etaje, iar palatele chiar și trei. Una dintre cele mai notabile contribuții minoice la arhitectură e coloana inversată, cu partea de sus mai largă decât baza (spre deosebire de majoritatea coloanelor grecești, care sunt mai largi în partea de jos ca să dea o impresie de înălțime). Coloanele erau făcute din lemn (nu din piatră) și erau în general vopsite în roșu. Fiind montate pe o bază simplă de piatră, erau acoperite cu un capitel rotund asemănător cu o pernă.
Arta egeeană și-a atins apogeul în jurul anilor 1650-1450 î.Hr. și a fost la început dominată de minoici. Totuși, la apogeul influenței sale, civilizația minoică a căzut, iar poziția sa a fost rapid moștenită de micenieni, o rasă de războinici care a înflorit în Grecia între 1600 și 1200 î.Hr.. Chiar dacă artizanii cretani ar fi putut să fie angajați la refacerea cetăților miceniene, cele două stiluri au rămas diferite. Clădirile miceniene au fost atent planificate și concentrate asupra megaronului (unitate centrală), în timp ce minoicii au favorizat formele complexe și labirintice. Coloanele miceniene, la fel ca exemplele minoice, erau subțiri și ascuțite în jos.

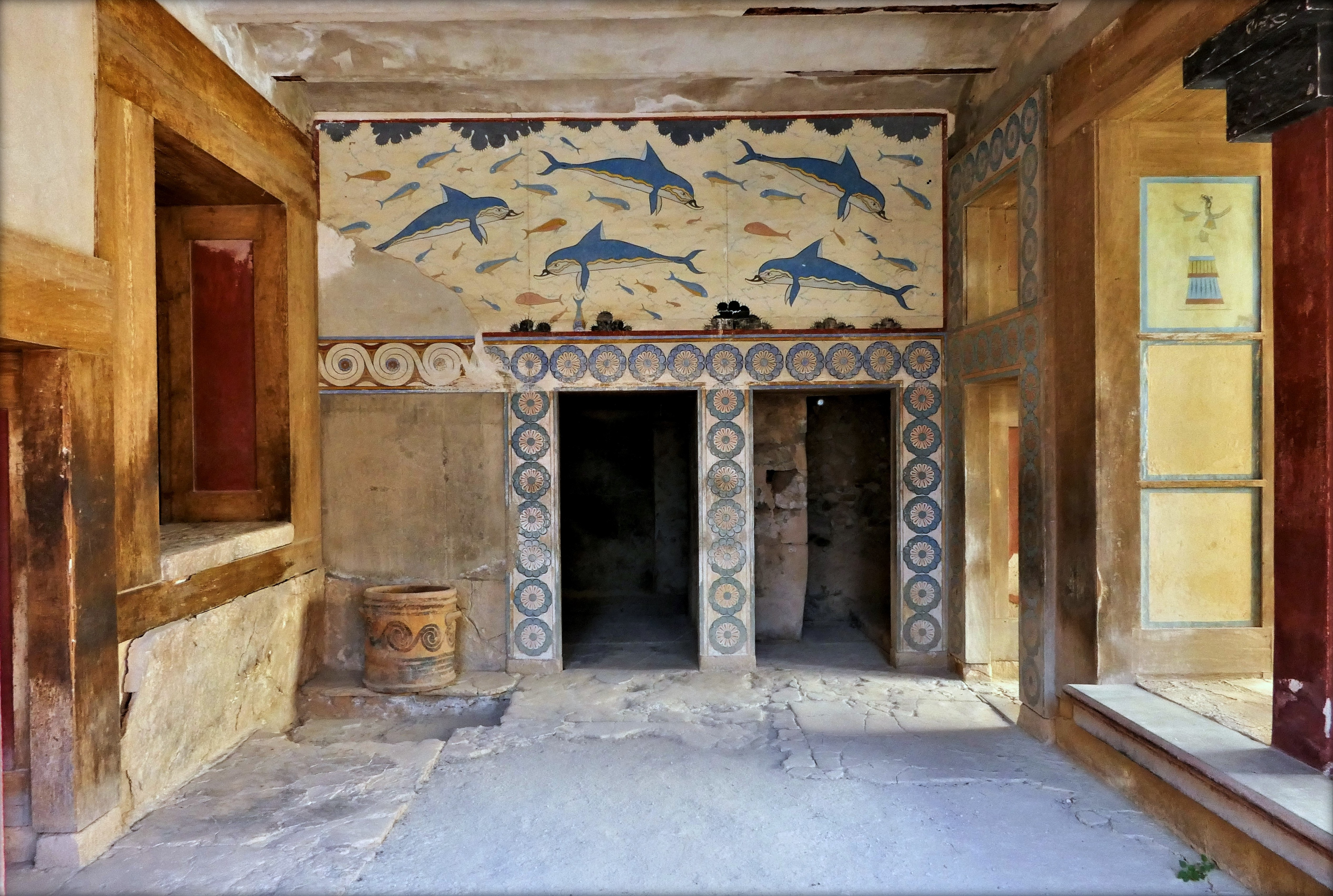
Megaronul Reginei din Palatul din Cnossos, cu o frescă cu delfini. O caracteristică comună a palatelor minoice sunt frescele
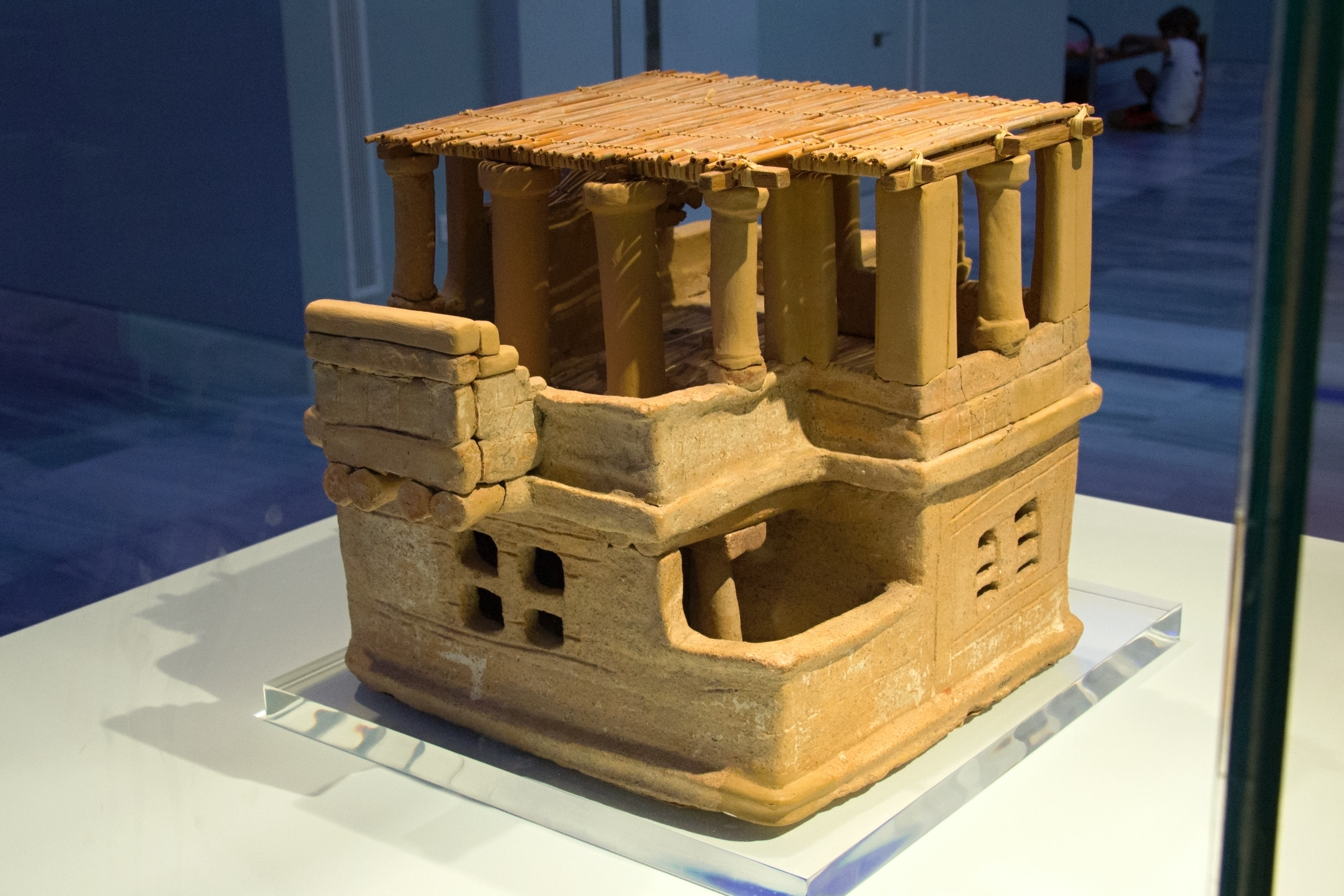
Miniatură unei case minoice de oraș, circa 1700–1675 î.Hr., teracotă, înălțime: 18 cm, din Archanes (Creta), în Muzeul Arheologic din Heraklion (Heraklion, Grecia)
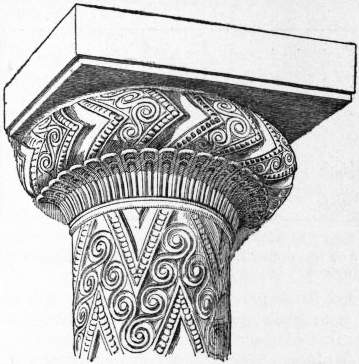
Ilustrație cu partea de sus a unei coloane miceniene, din Mormântul lui Agamemnon
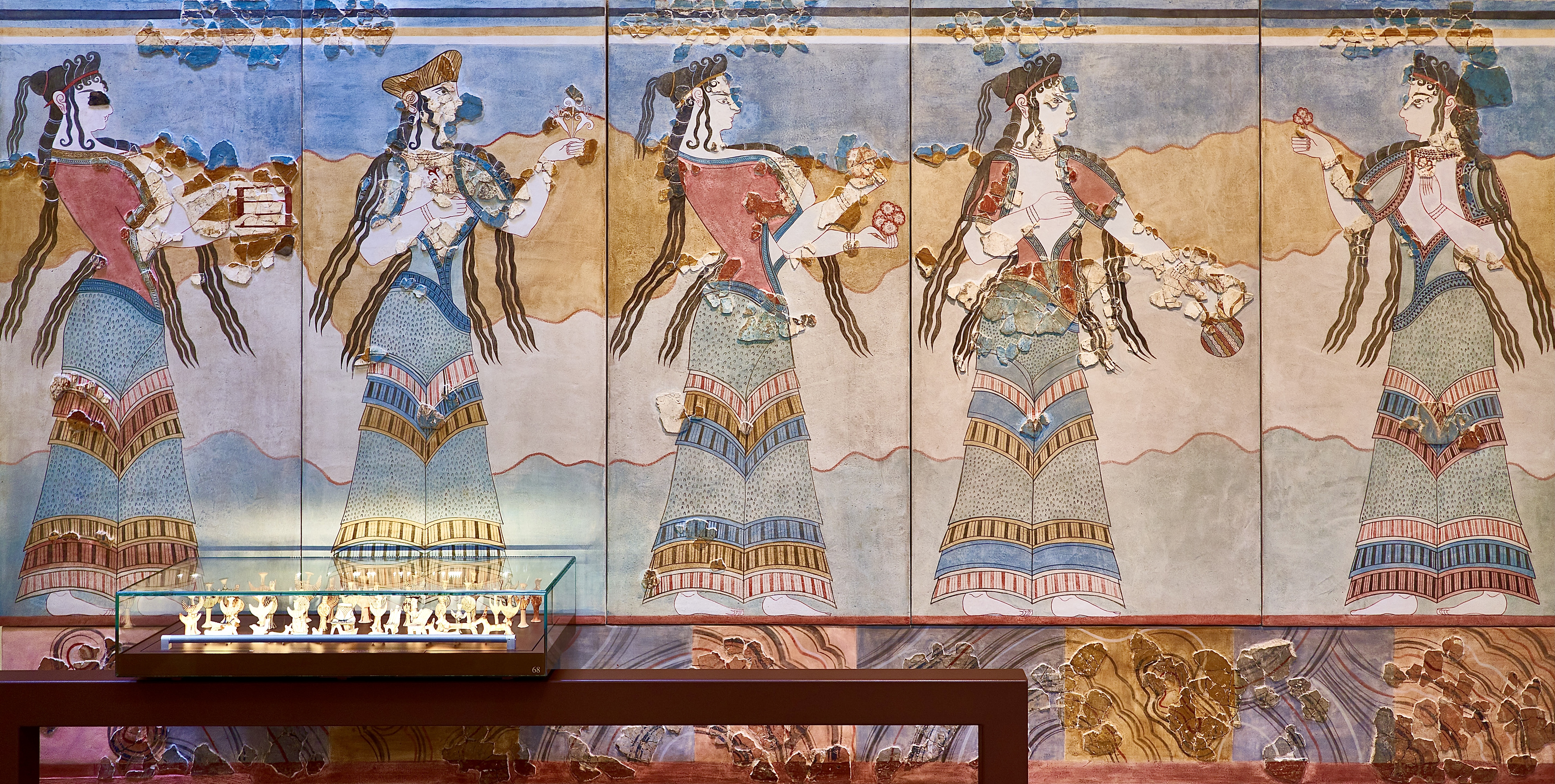
O parte conservată a unei fresce miceniene mari din Palatul din Teba, secolele al XIV-lea-al XIII-lea î.Hr.

#### Perioada clasică și cea elenistică

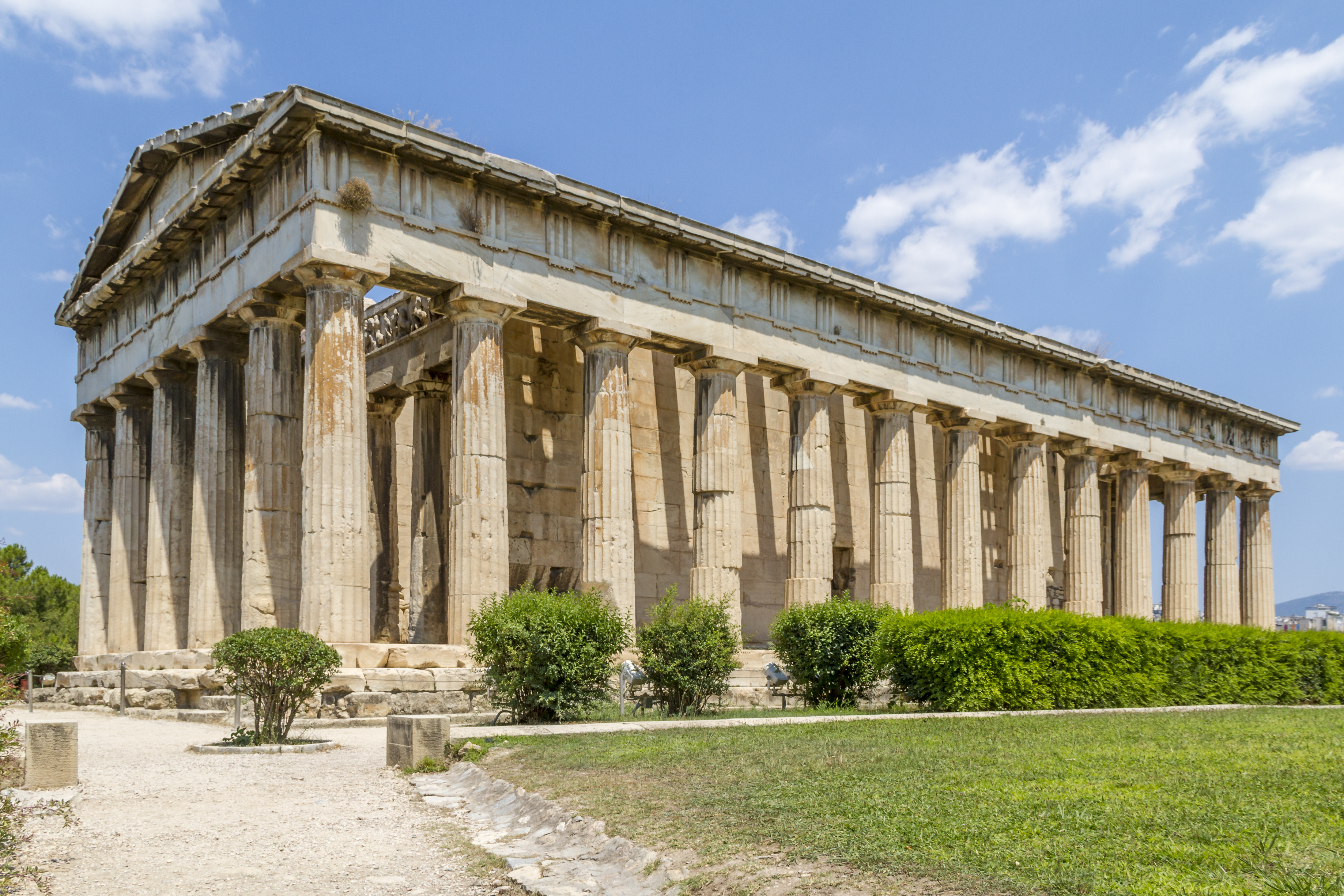
Templul lui Hefaistos de pe Dealul Agoraios Kolonos (Atena, Grecia), circa 449 BC, arhitect necunoscut

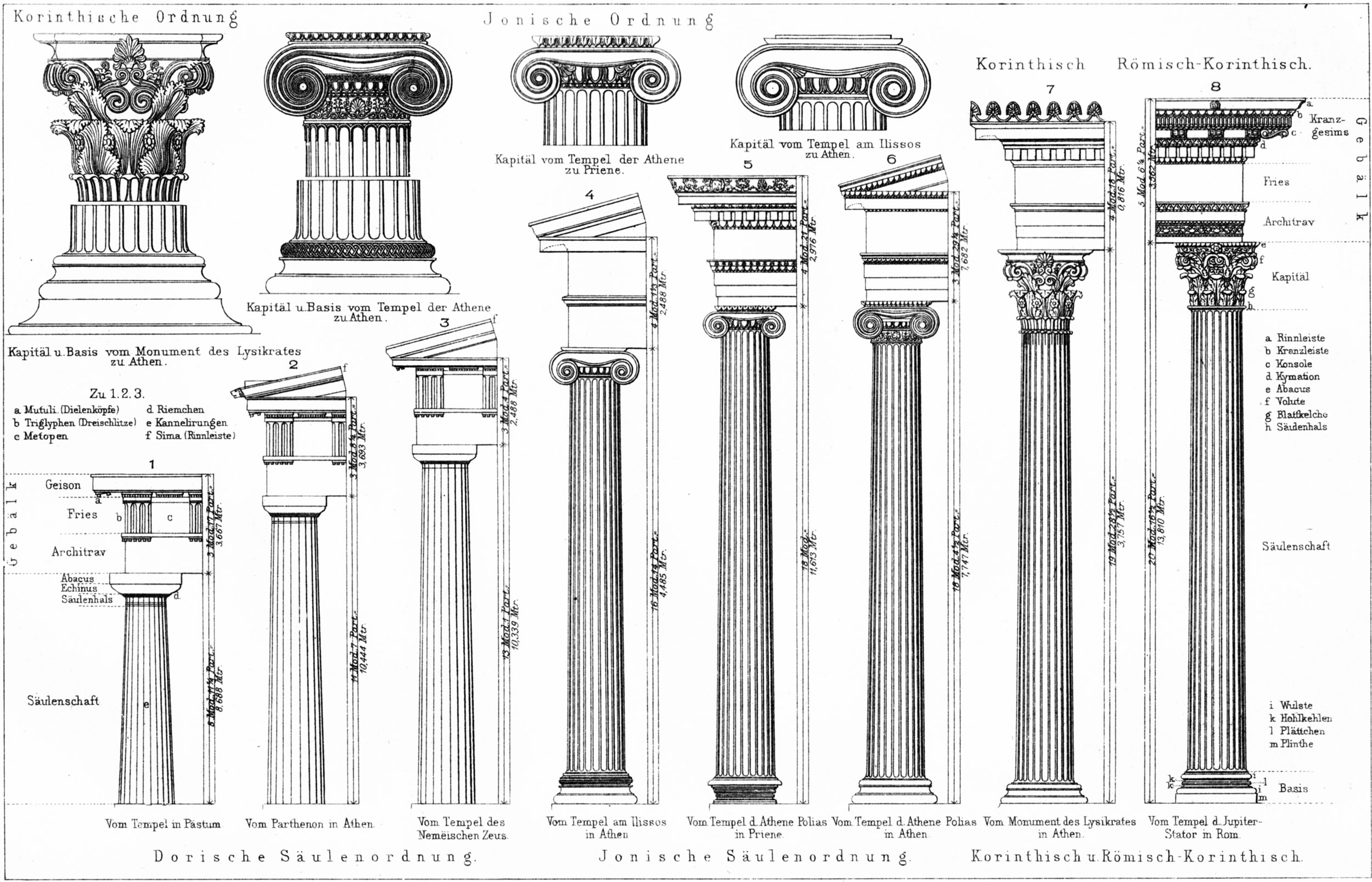
Ilustrații cu coloane și antablamente dorice (cele trei din stânga), ionice (cele trei din mijloc) și corintice (cele două din dreapta)

Fără îndoială, arhitectura greacă antică, împreună cu cea romană, e unul dintre cele mai influente stiluri arhitecturale din toate timpurile. Din circa 850 î.Hr. până în circa 300 d.Hr., cultura greacă antică a înflorit în Grecia Continentală, în Peloponez și pe insulele din Marea Egee. Cinci dintre minunile lumii erau grecești: Templul lui Artemis din Efes, Statuia lui Zeus din Olympia, Mausoleul din Halicarnas, Colosul din Rodos și Farul din Alexandria. Totuși, arhitectura greacă antică e cunoscută cel mai bine pentru templele sale, dintre care multe se găsesc în întreaga regiune, iar Partenonul e un prim exemplu. Mai târziu, ele vor servi ca inspirație pentru arhitecții neoclasici la sfârșitul secolului al XVIII-lea și începutul secolului al XIX-lea. Cele mai cunoscute temple sunt Partenonul și Erehteionul, ambele pe Acropola din Atena. Un alt tip de clădiri grecești antice importante erau teatrele. Atât templele, cât și teatrele au folosit un amestec complex de iluzii optice și rapoarte echilibrate.
Templele grecești antice constau de obicei dintr-o bază cu scări la fiecare margine (cunoscută sub numele de crepidomă), un naos cu o statuie de cult în el, coloane, un antablament și două frontoane, unul în față și altul în spate. Până în secolul al IV-lea î.Hr., arhitecții și zidarii greci au dezvoltat un sistem de reguli pentru toate clădirile cunoscute sub numele de ordine: cel doric, cel ionic și cel corintic. Sunt recunoscute cel mai ușor după coloanele lor (în special după capiteluri). Coloana dorică e robustă și simplă, cea ionică este mai subțire și are patru volute la colțurile capitelului, iar coloana corintică e la fel ca cea ionică, dar capitelul e complet diferit, fiind decorat cu frunze de acante și patru volute mici. Pe lângă coloane, friza era diferită în funcție de ordin. În timp ce cea dorică are metope și triglife cu gută, frizele ionice și cele corintice constau dintr-o bandă mare continuă cu reliefuri.
Pe lângă coloane, templele erau puternic decorate cu sculpturi, în frontoane, pe frize și metope. În ciuda modului în care arată acum și a modului în care majoritatea oamenilor le percep azi, complet albe, toate templele au fost parțial vopsite în culori vii, inclusiv roșu și albastru. Ornamentele folosite de arhitecții și artiștii greci antici includ palmete, volute vegetale sau unele asemănătoare valurilor, mascaroane de lei (mai ales pe cornișe laterale), denticule, frunze de acante, bucranii, festoane, ove, rais-de-coeur, margele, meandre și acrotere la colțurile frontoanelor. Destul de des, ornamentele grecești antice sunt folosite continuu, sub forma de benzi. O să fie folosite mai târziu în stilurile etrusc, roman și în cele post-medievale care au încercat să reînvie arta și arhitectura greco-romană, ca cel renascentist, baroc, neoclasic etc.

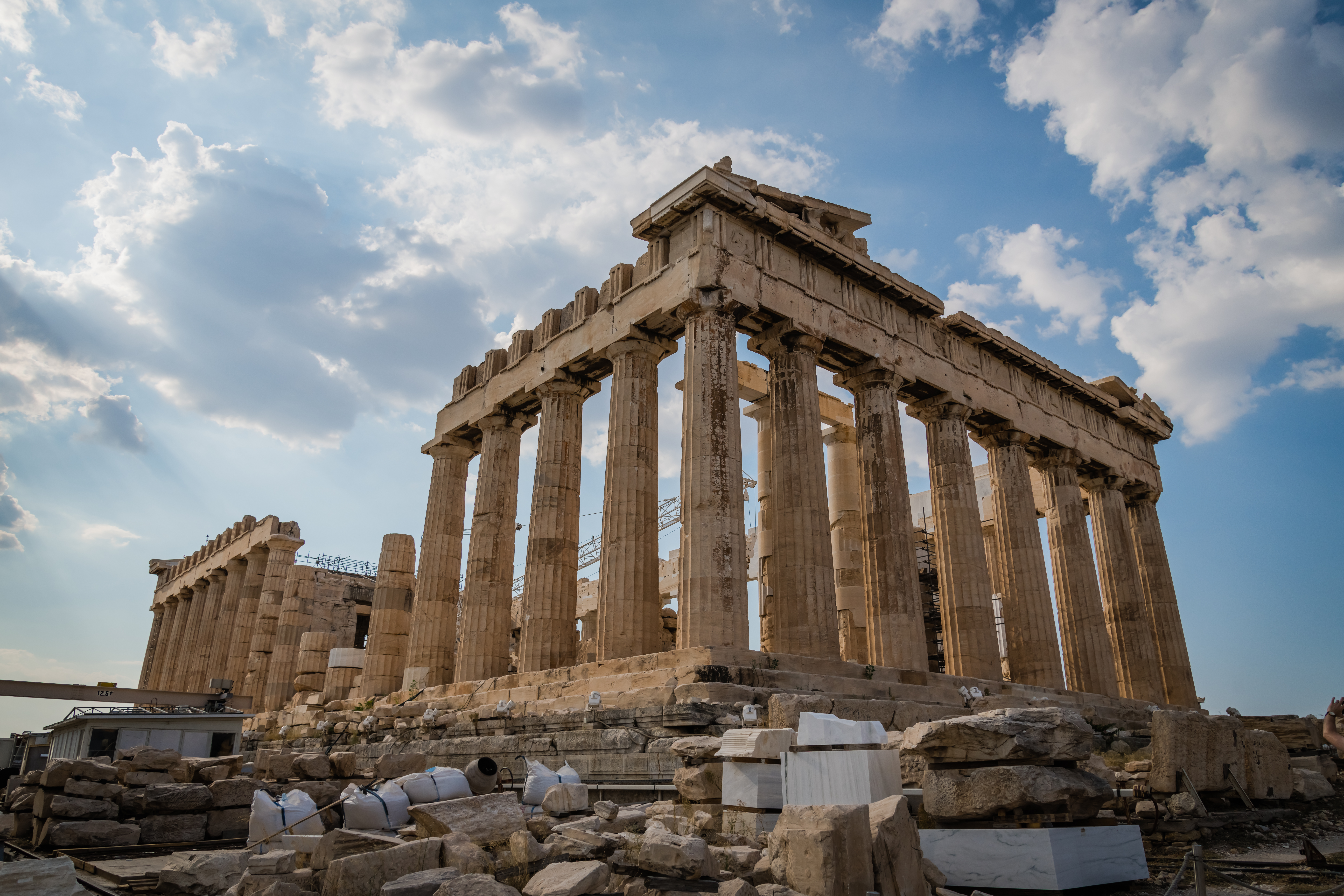
Partenonul de pe Acropola din Atena, făcut din marmură și calcar, 460-406 î.Hr.
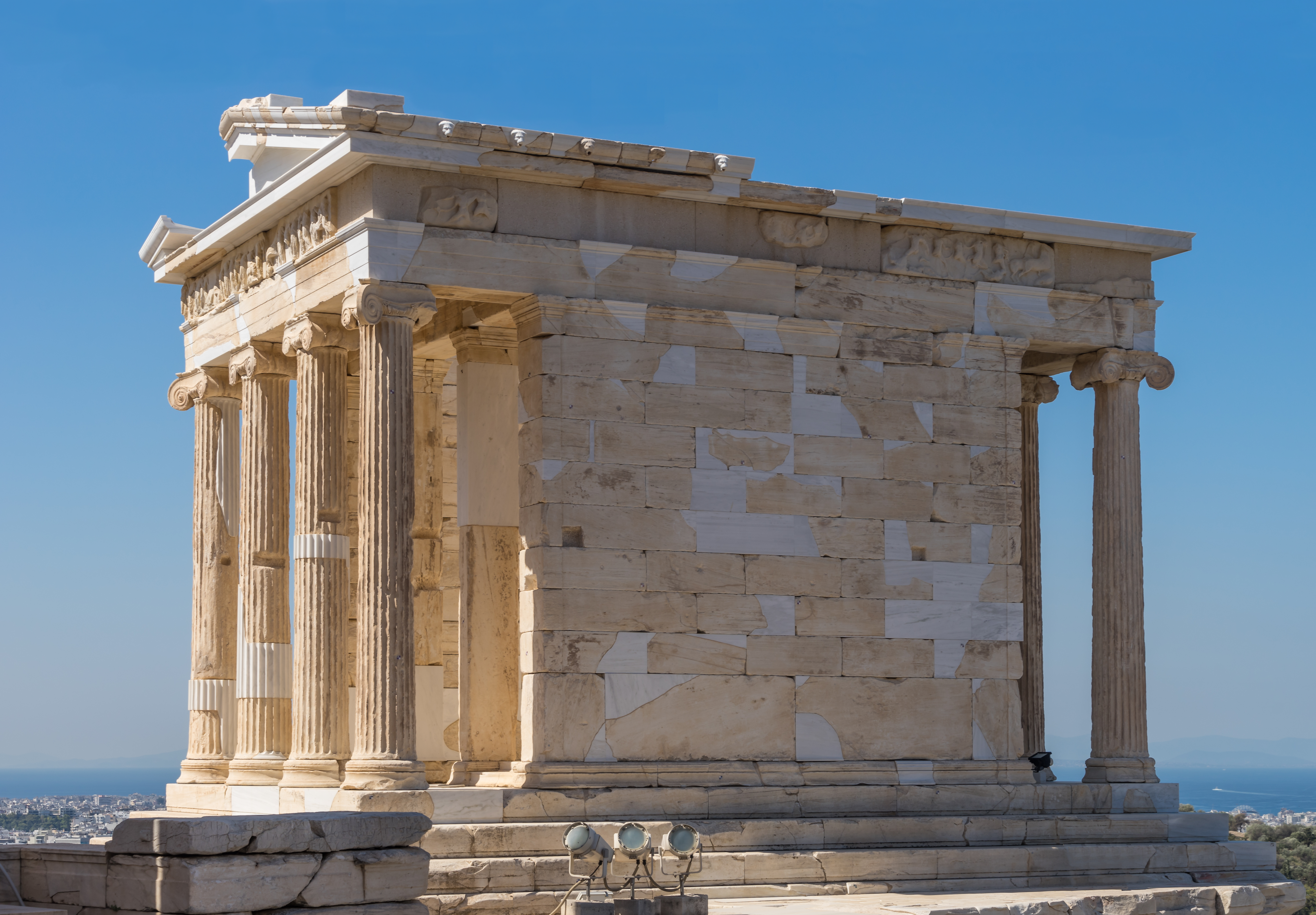
Templul Atenei Nike de pe Acropola din Atena, 437-432 î.Hr.
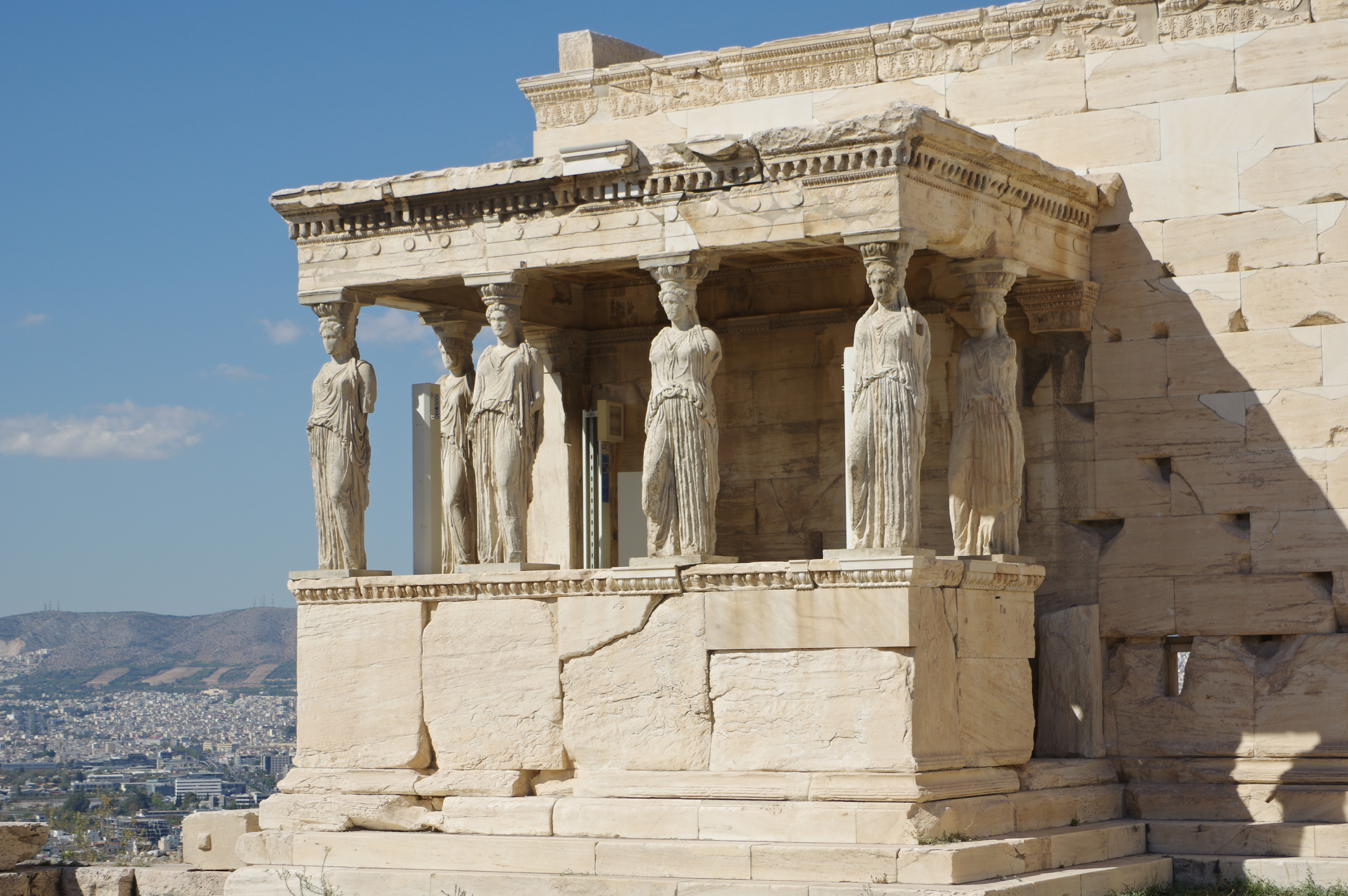
Porticul cu criatide al Erehteionului (Atena), 421-406 î.Hr.
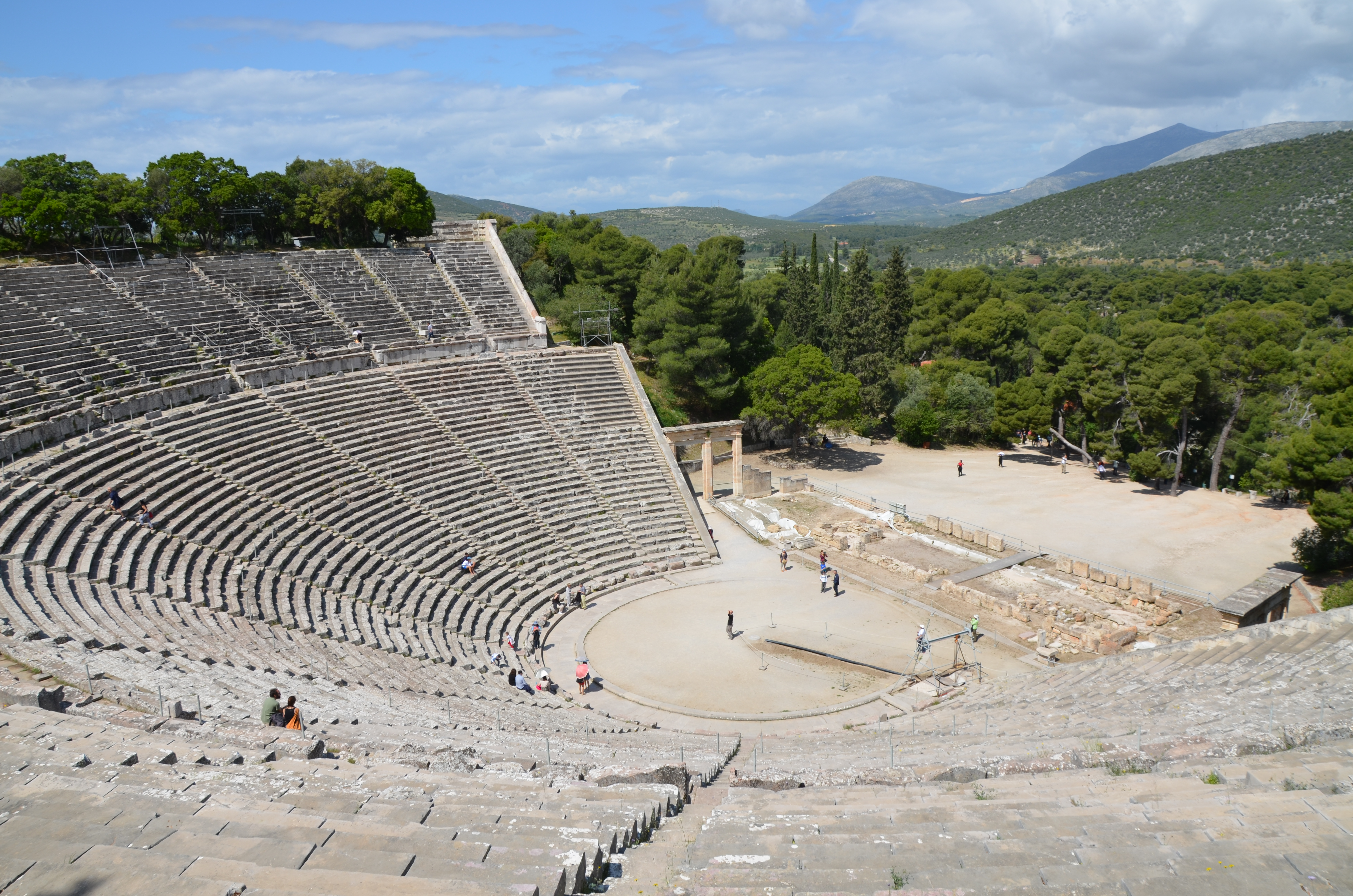
Teatrul din Epidaur (Epidaur, Grecia), secolul al III-lea î.Hr., atribuit lui Polykleitos cel Tânăr
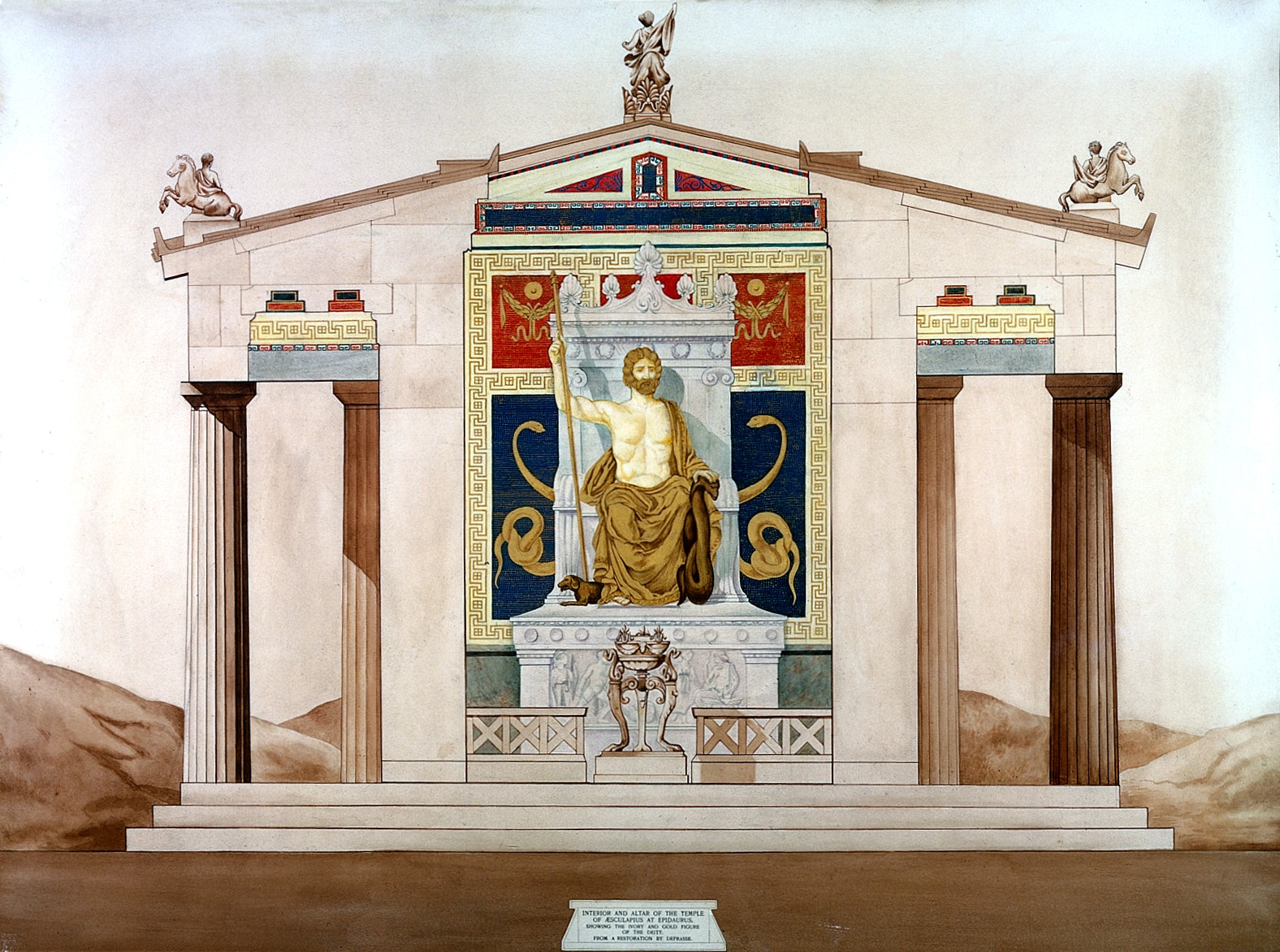
Ilustrație a altarului și a statuii Templului lui Asclepios (Epidaur, Grecia), care arată interiorul unui templu grec antic
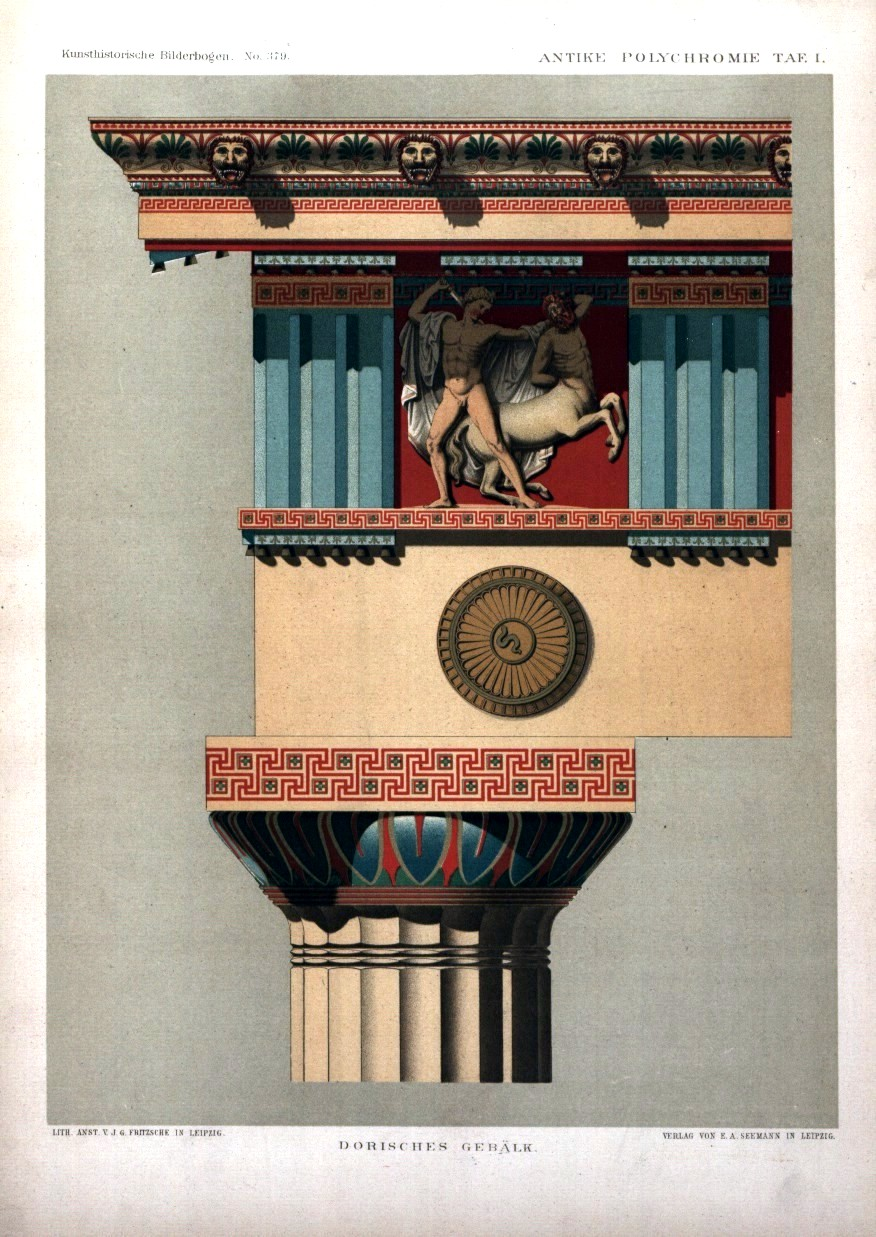
Culorile antablamentului și capitelului unui templu doric. În ciuda modului în care majoritatea oamenilor le percep, templele grecești antice nu erau complet albe, având multe detalii policrome
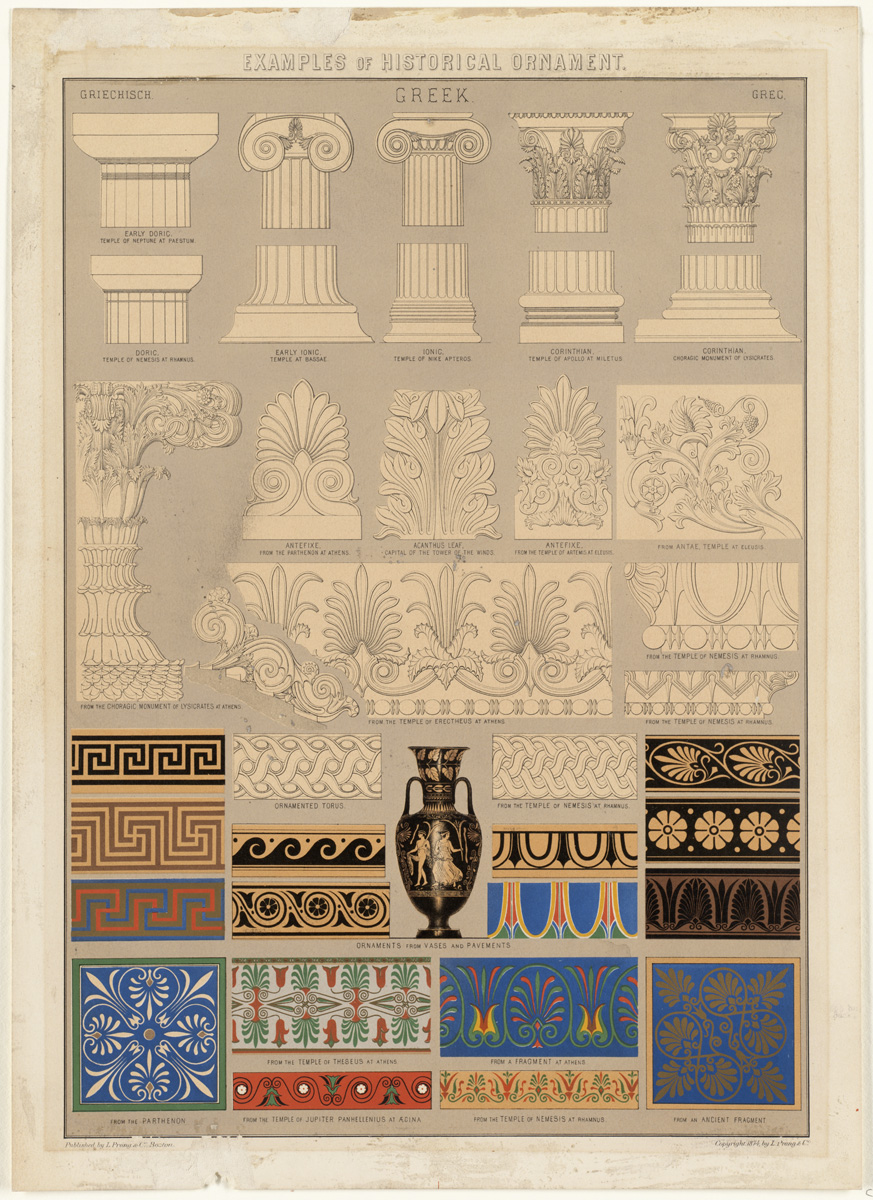
Ilustrații din 1874 cu ornamente și modele folosite de grecii antici și de romani

### Etruscii

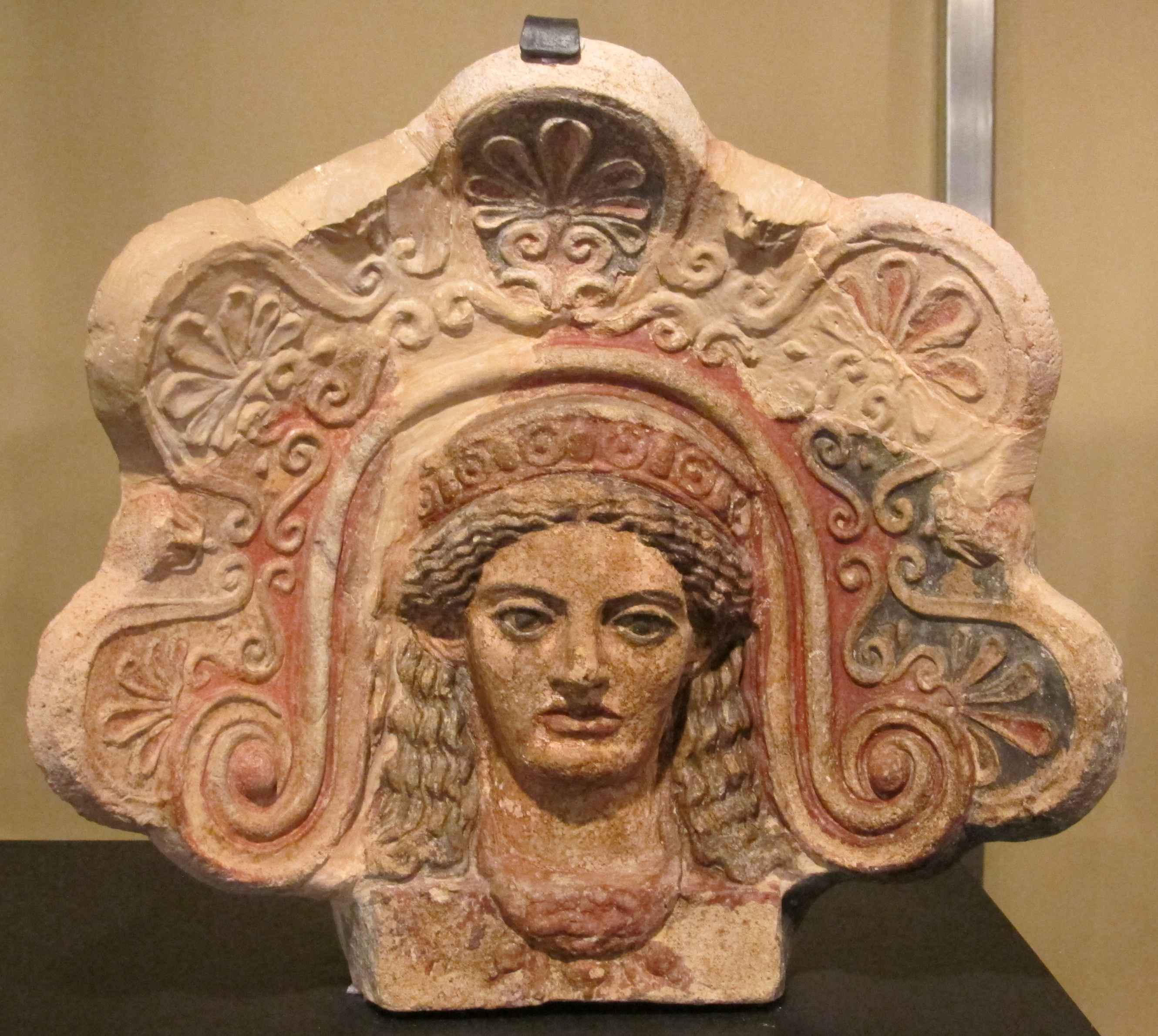
Antefix de la Tempio di Belvedere, în Muzeul Național de Arheologie din Orvieto (Italia)

La fel cum arhitectura miceniană pare să-i fi influențat grecii clasici, tot așa structurile ridicate de etrusci sunt importante în evoluția arhitecturii romane antice. Etruscii provin probabil din Asia Mică și s-au stabilit în Italia central-vestică (Etruria), între râurile Arno și Tibru. De la sfârșitul secolului al VII-lea î.Hr puterea lor a crescut și pentru o vreme Roma însăși a fost condusă de regii etrusci. Dar odată cu înființarea unei republici în 509 î.Hr., civilizația etruscă a început să scadă și diferitele sale orașe-state au fost cucerite. Cu toate astea, etruscii nu și-au încetat activitatea arhitecturală, care și-a păstrat caracterul distinct până în secolul I î.Hr. Puține clădiri au supraviețuit, dar cele care există sunt extrem de fine, în special mormintele, care sunt situate în principal în situri specifice necropolelor.
Etruscii, după cum știm din scrierile lui Vitruviu, arhitect și inginer roman din secolul I î.Hr., au dezvoltat un stil de construire a templului care, chiar dacă inspirat din exemplele grecești și orientale, era destul de distinctiv în sine.  A respectat reguli specifice, denumite tuscanicae dispositiones de Vitruviu. Templele erau de obicei făcute din chirpici și cherestea, chiar dacă piatra a fost folosită mai târziu, și se pare că au fost construite cu fața spre sud. Au fost așezate în centrul orașelor și orientate spre piețe, în care erau așezate altare. Templele erau decorate generos cu teracotă pictată, care avea parțial rolul de a proteja elementele de lemn ale structurii. De exemplu, părțile laterale ale acoperișului purtau antefixe (plăci folosite pentru a închide capătul unui rând de țiglă) și existau statui deasupra frontonului și în interiorul pronaosului. Multe dintre temple au fost împărțite în trei naosuri (sanctuare), cel central fiind cel mai important și uneori cel mai mare.

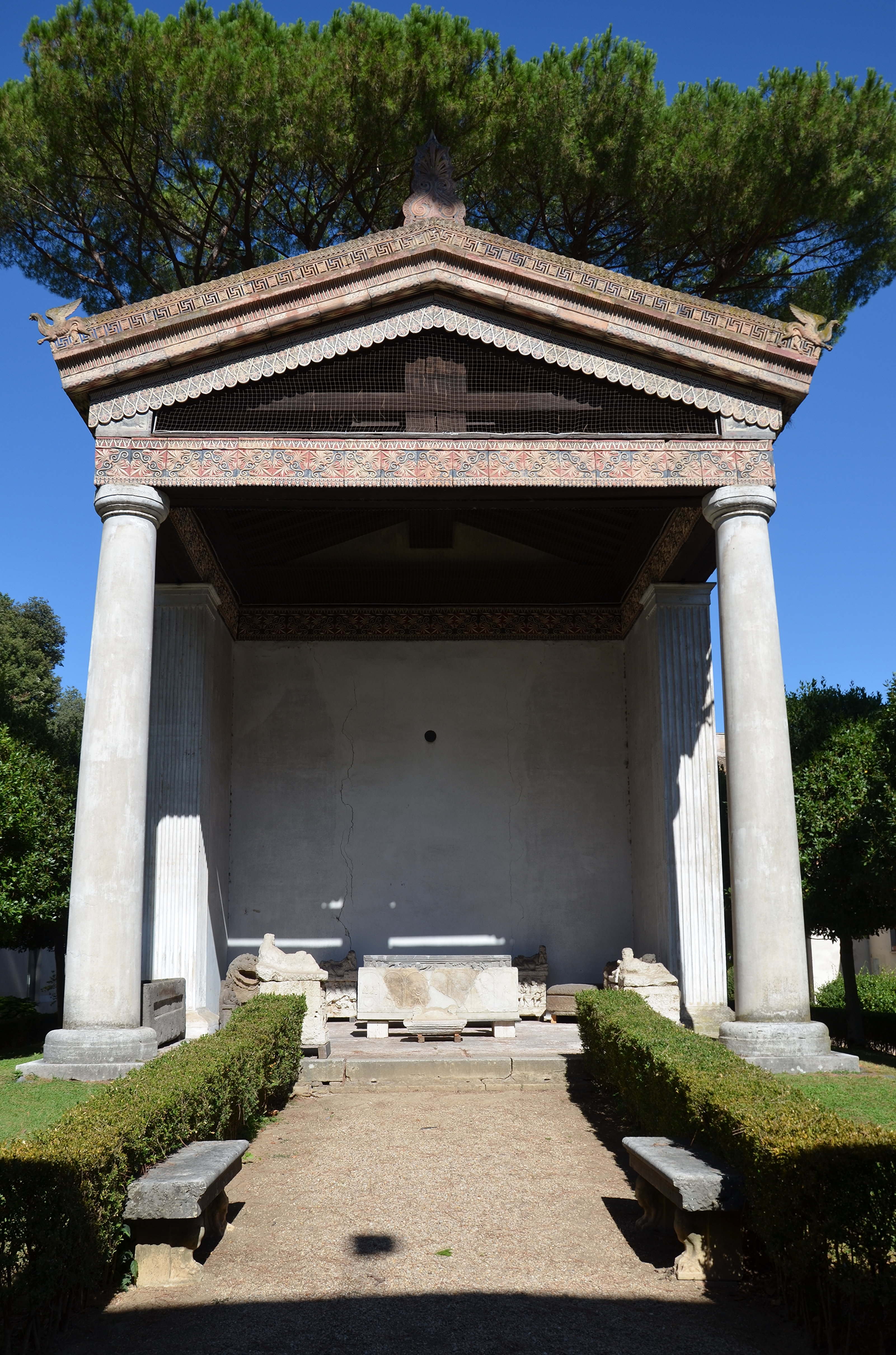
Replică a unui templu, construit între 1889 și 1890 pe baza ruinelor găsite în Alatri, acum în Muzeul Național Etrusc al Vilei Giulia (Roma)
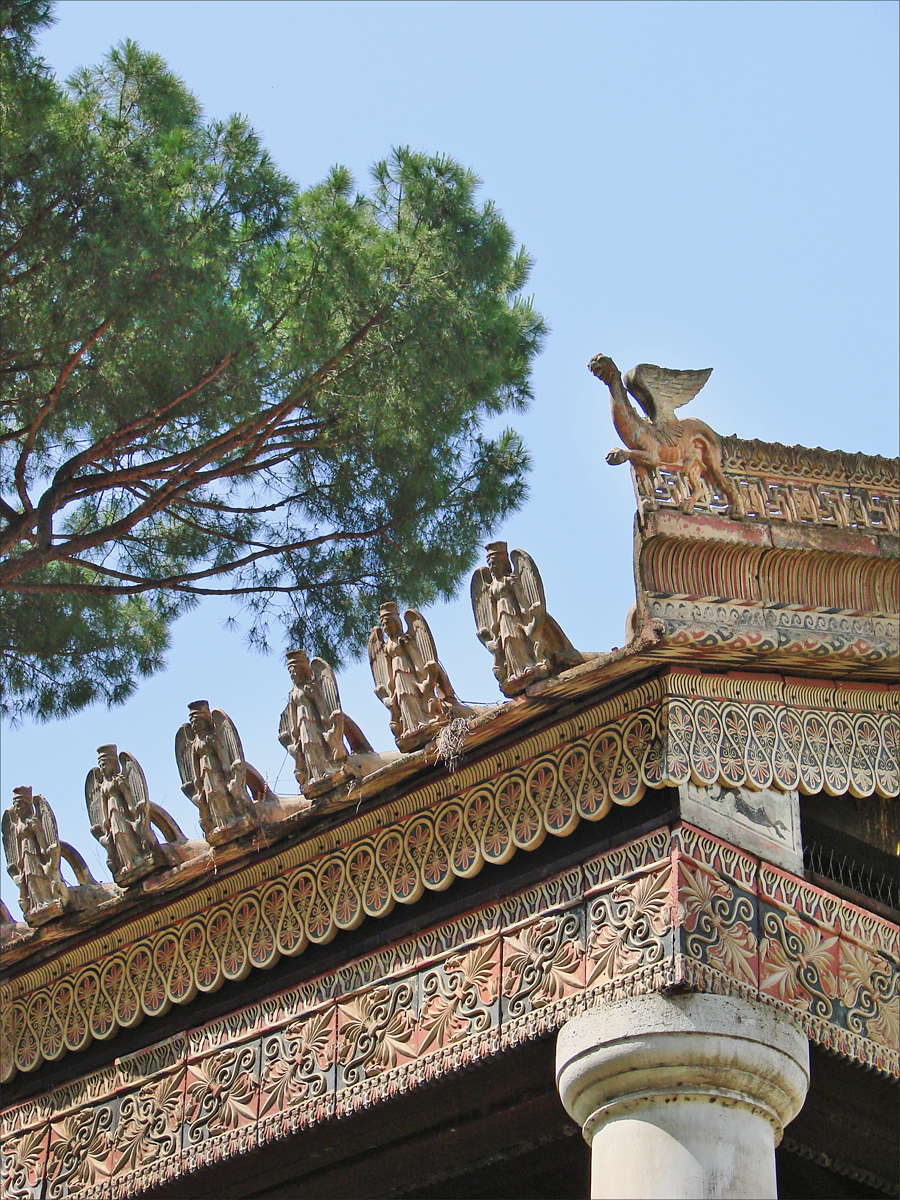
Detaliu al reconstrucției unui templu etrusc de la Villa Giulia
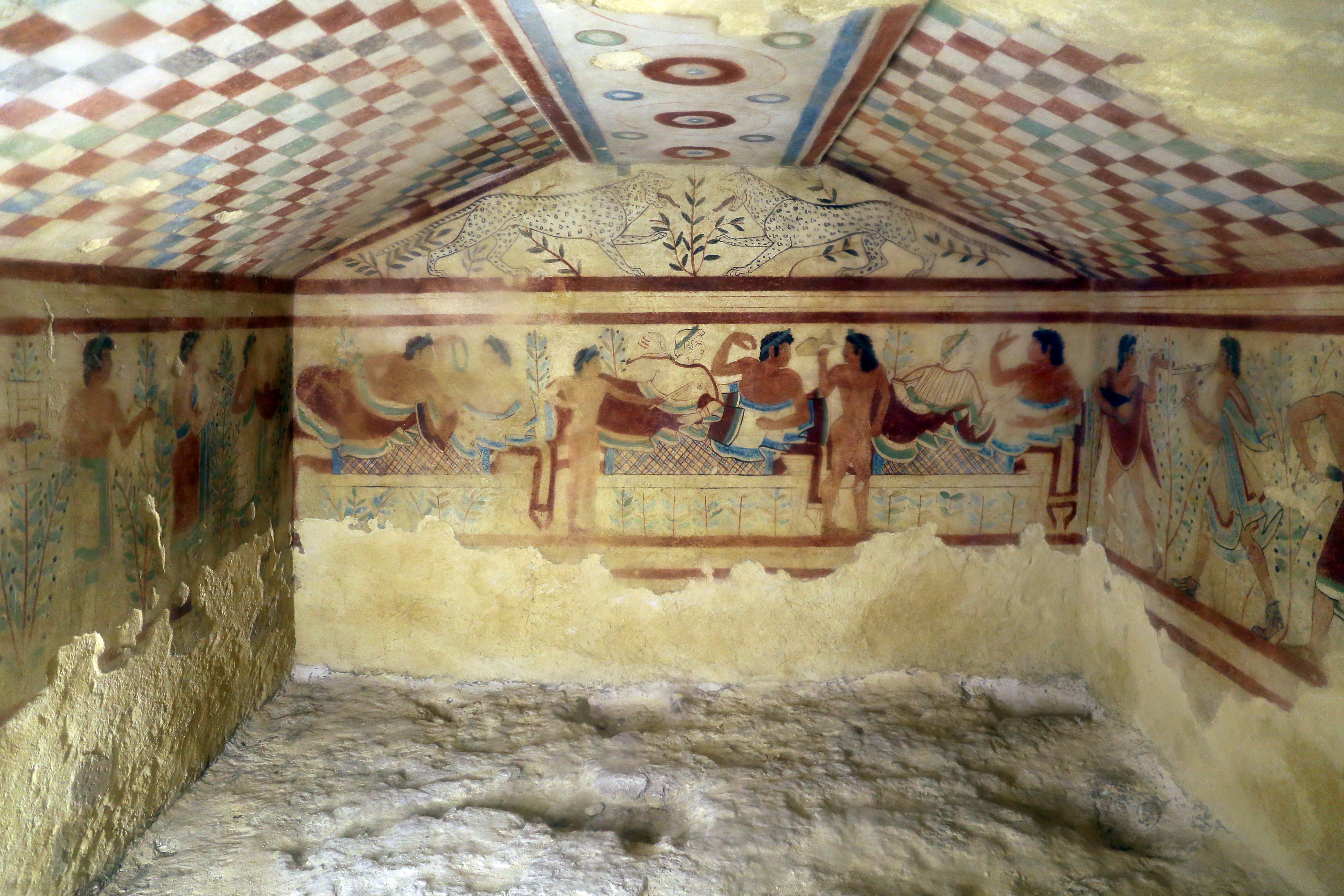
Mormântul Leoparzilor din Necropola Monterozzi (Lazio, Italia), 480-450 BC
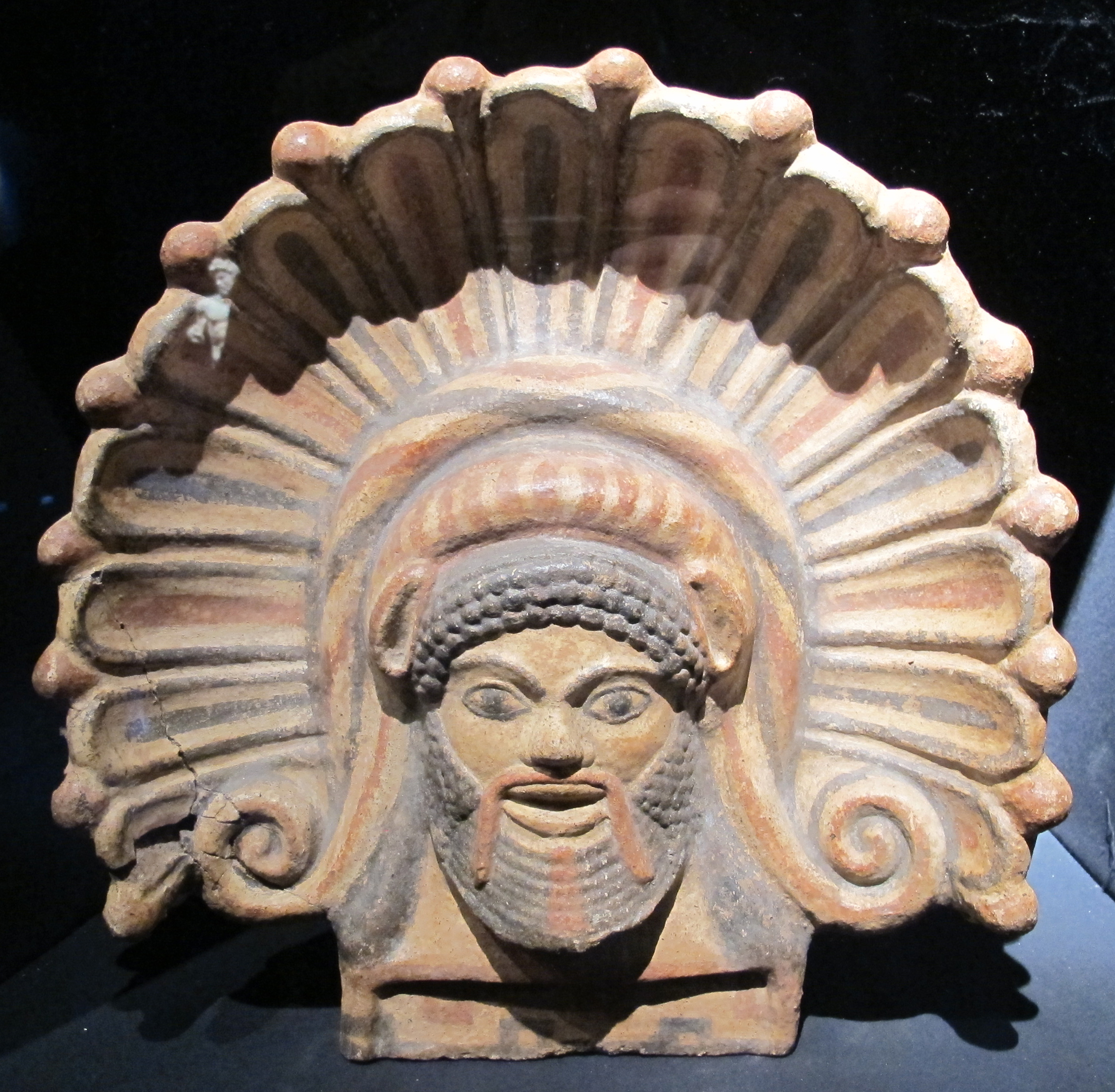
Antefix cu capul lui Silenus, secolul al V-lea î.Hr., Museo nazionale dell'Agro Falisco (Civita Castellana, Lazio, Italia)

### Imperiul Ahemenid

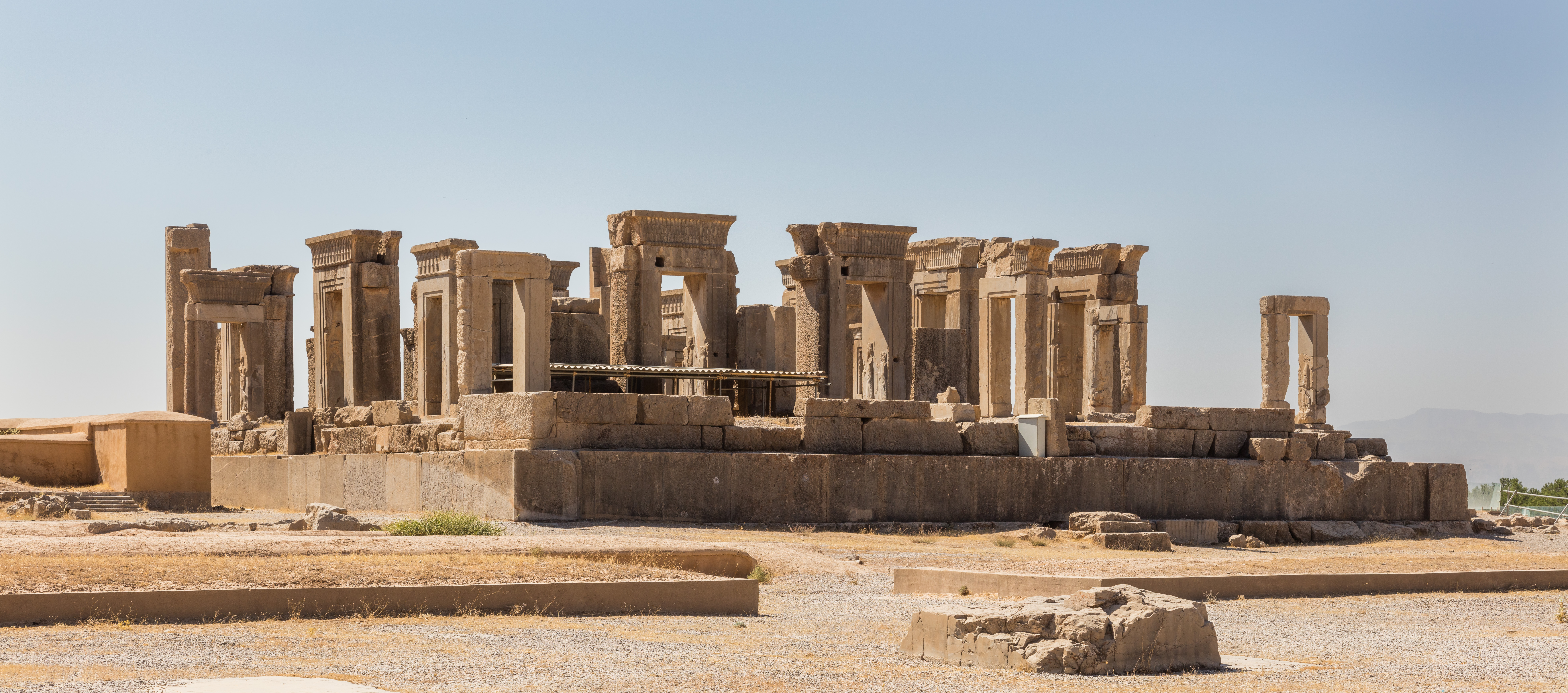
Ruinele de la Persepolis în actualul Iran, cu o vechime de aproximativ 2500 de ani

Stilurile preislamice se bazează pe 3-4 mii de ani de dezvoltare arhitecturală din diferite civilizații ale platoului iranian. La rândul său, arhitectura islamică a Iranului își trage ideile de la predecesorul său preislamic și are forme geometrice și repetitive, precum și suprafețe bogat decorate cu plăci vitrate, stucaturi, zidărie cu modele, motive florale și caligrafie. Iranul este recunoscut de UNESCO ca fiind unul dintre leagănele civilizației.
Fiecare dintre perioadele elamiților, ahemenizilor, parților și sasanizilor au fost creatoare de arhitectură mare care de-a lungul secolelor s-a răspândit pe scară largă și departe în alte culturi adoptate. Chiar dacă Iranul a suferit partea sa de distrugere, inclusiv decizia lui Alexandru cel Mare de a arde Persepolisul, există suficiente rămășițe pentru a forma o imagine a arhitecturii sale preislamice.
Ahemenizii au construit la scară mare. Artiștii și materialele pe care le foloseau au fost aduși din practic toate teritoriile a ceea ce era atunci cel mai mare stat din lume. Pasargadae stabilise standardul: orașul a fost așezat într-un parc extins cu poduri, grădini, palate cu colonade și pavilioane deschise cu coloane. Pasargadae împreună cu Susa și Persepolis au exprimat autoritatea Regelui Regilor, scările acestuia din urmă înfățișând prin reliefuri vasta întindere a frontierei imperiale.
Odată cu apariția parților și a  sasanizilor, a apărut o nouă formă. Inovațiile parților au înflorit pe deplin în perioada sasanidă cu camere masive cu bolți lungi, cupole solide din zidărie și coloane înalte. Această influență urma să rămână în anii următori. Rotunjimea orașului Bagdad în era Califatului Abbasid, de exemplu, indică precedentele sale persane, cum ar fi Firuzabad din Persida. Cei doi designeri care au fost angajați de al-Mansur ca să planifice proiectarea orașului au fost Naubakht, un fost zoroastrian persan care a stabilit, de asemenea, că data înființării orașului o să fie de bun augur din punct de vedere astrologic, și Mashallah, un fost evreu din Khorasan. Ruinele din Persepolis, Ctesiphon, Jiroft, Sialk, Pasargadae, Firuzabad, Arg-e Bam și alte mii de ruine pot să ne dea doar o privire îndepărtată a contribuției pe care persanii au adus-o la arta construirii.

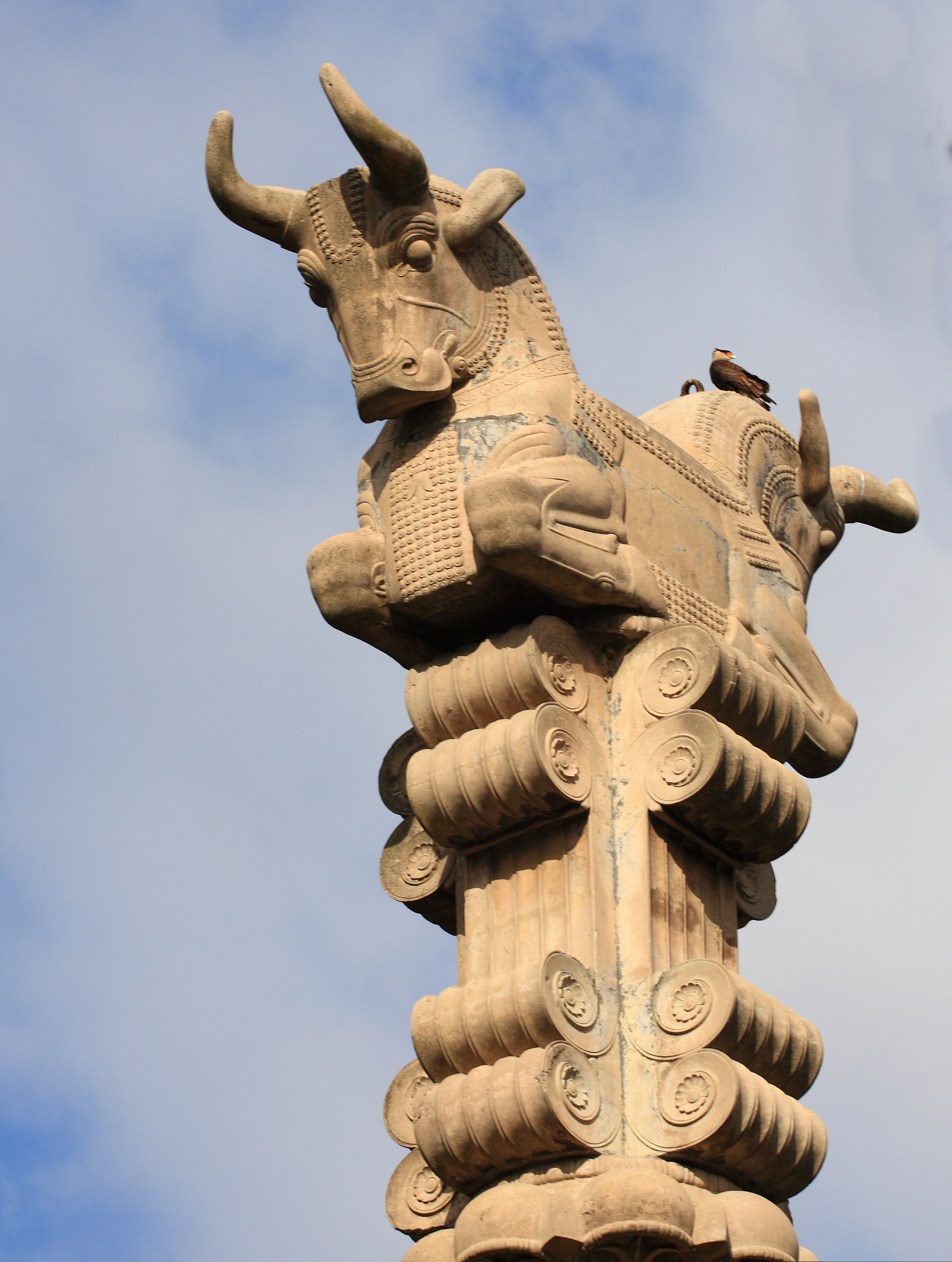
Capitelul unei coloane persane bine conservată din Persepolis (Iran)
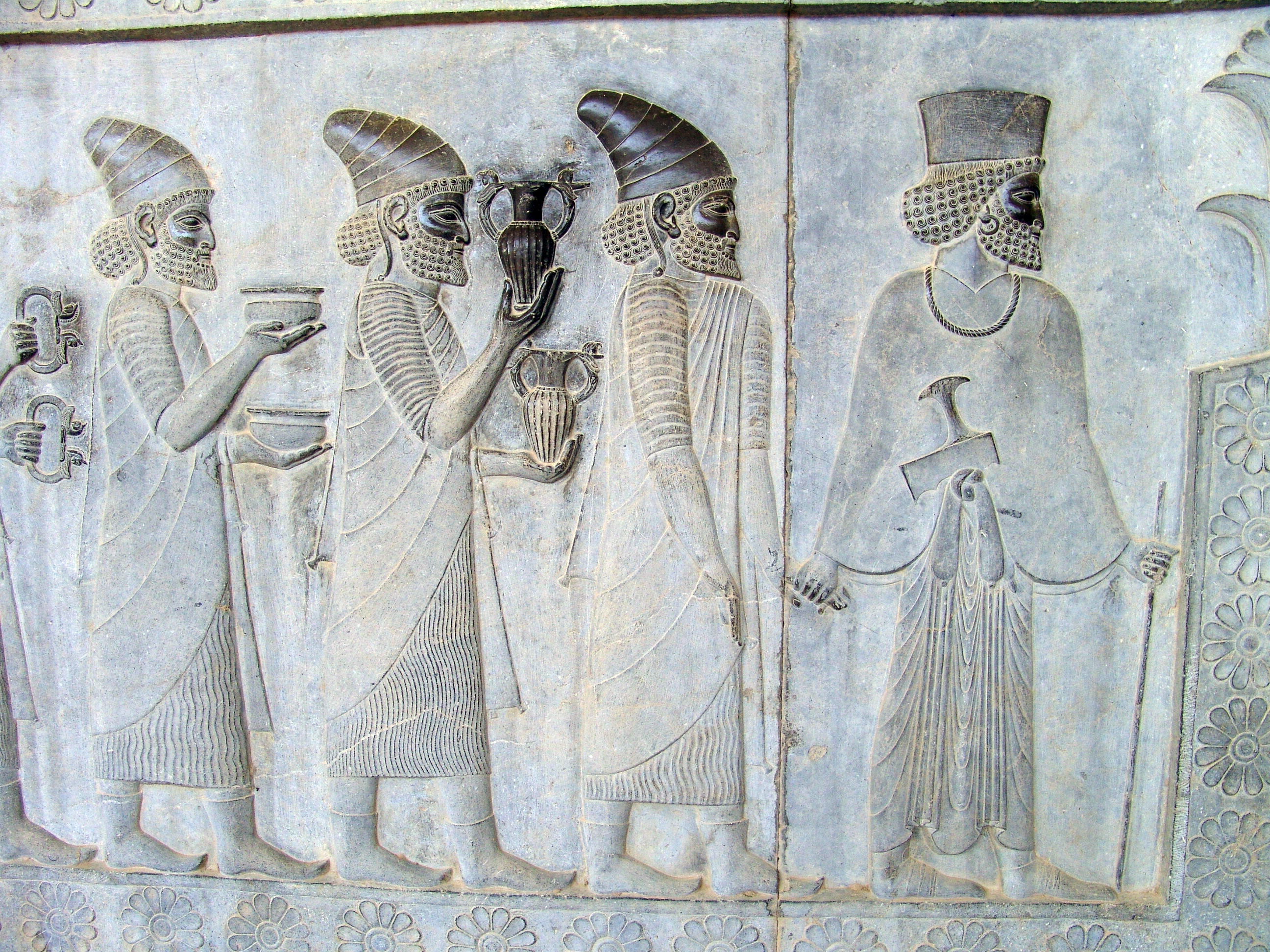
Relief din Persepolis care înfățișează oameni care cară boluri și amfore
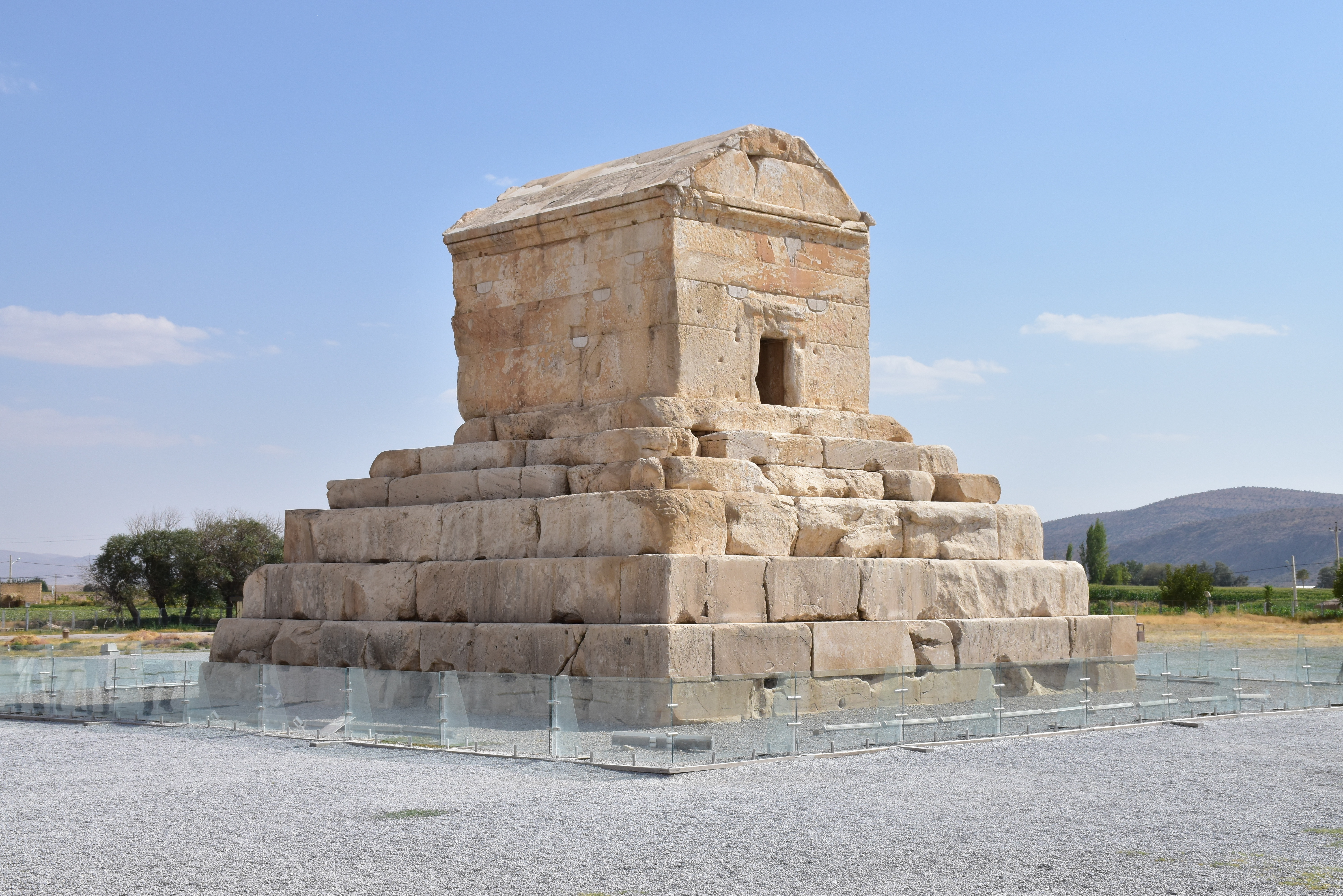
Mormântul lui Cirus cel Mare (Pasargadae, Iran), 540-530 î.Hr.
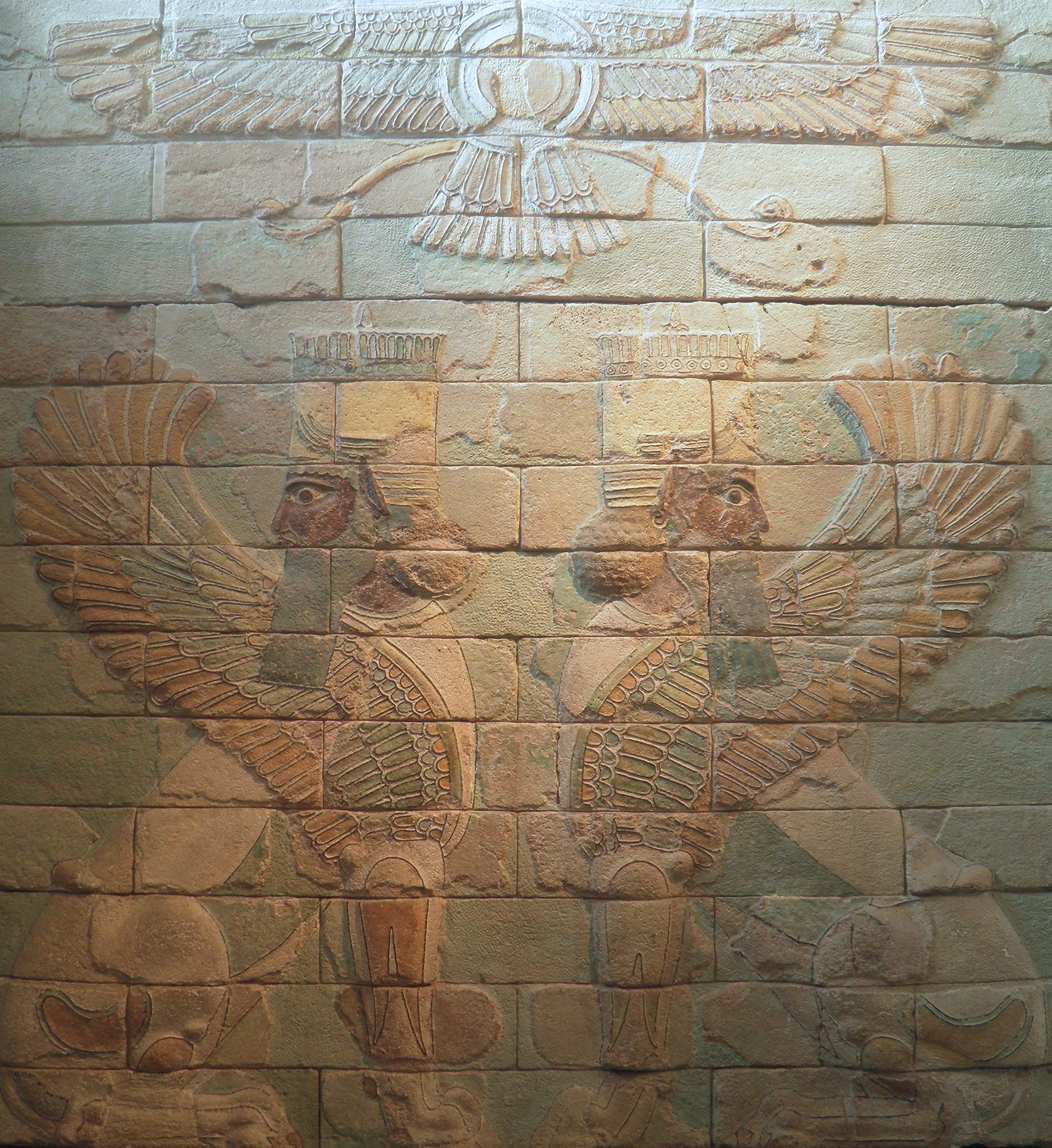
Panou decorativ cu sfincși din Palatul lui Darius I din Susa, 522-486 î.Hr,, Luvru
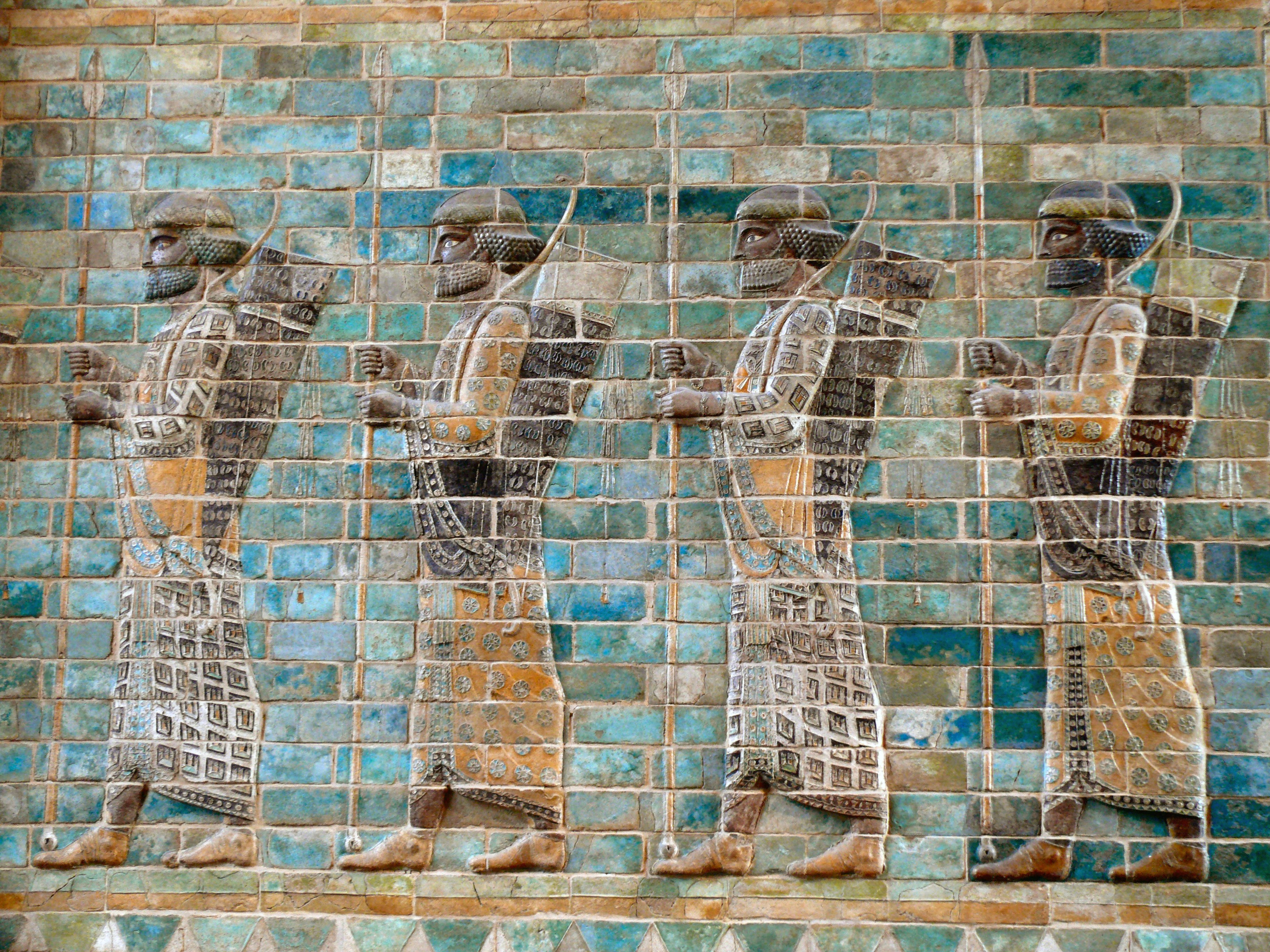
Friză cu arcași, circa 510 î.Hr., din Palatul lui Darius din Susa, Luvru
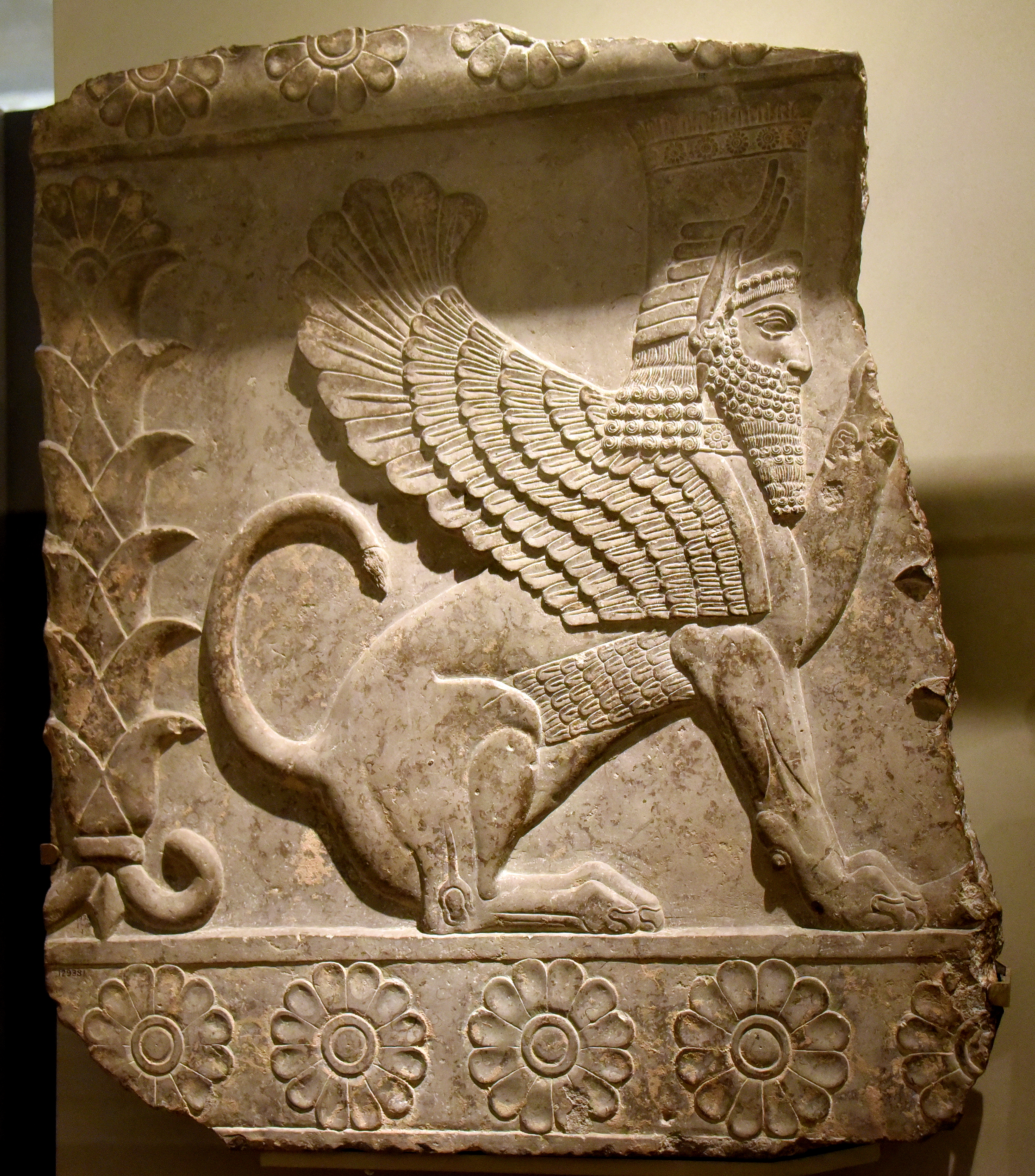
Sfinx cu cap de om, inițial parte a fațadei Palatului G din Persepolis, construit de Artaxerxes al III-lea, secolul al IV-lea î.Hr., British Museum (Londra)
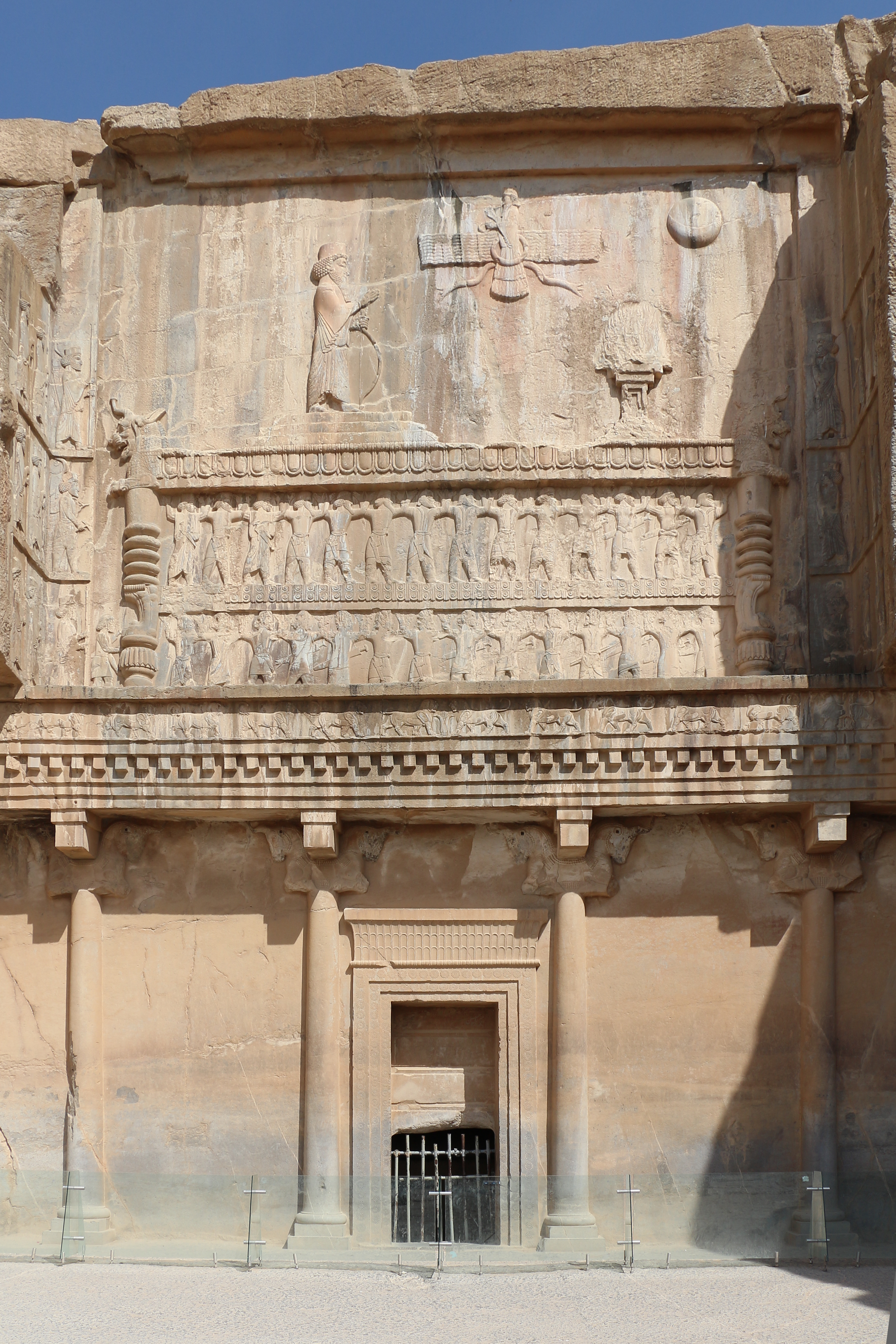
Mormântul lui Artaxerxes al III-lea din Persepolis
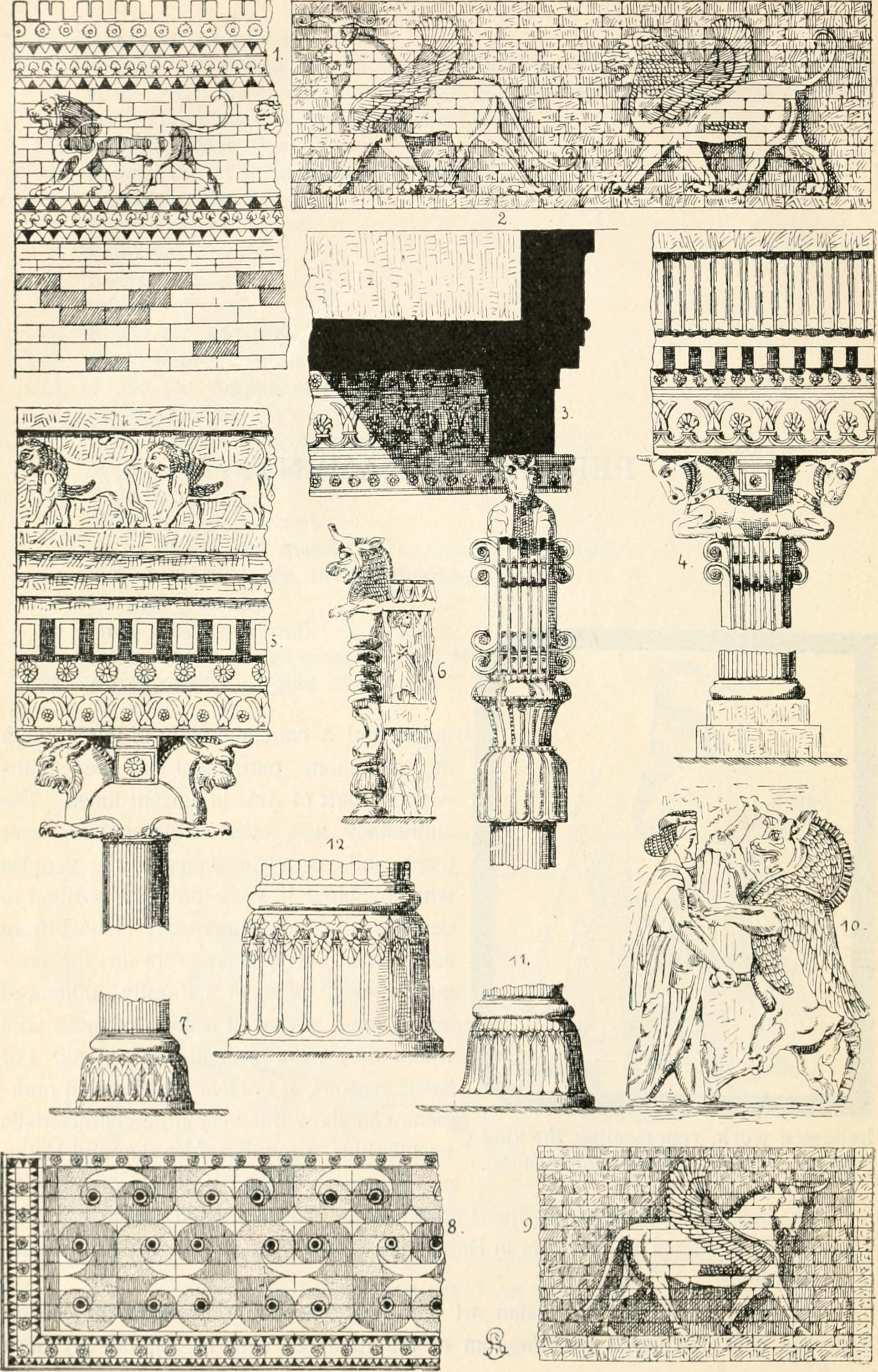
Ilustrații cu ornamente, modele și designuri folosite în arhitectura ahemenidă

### Imperiul Roman

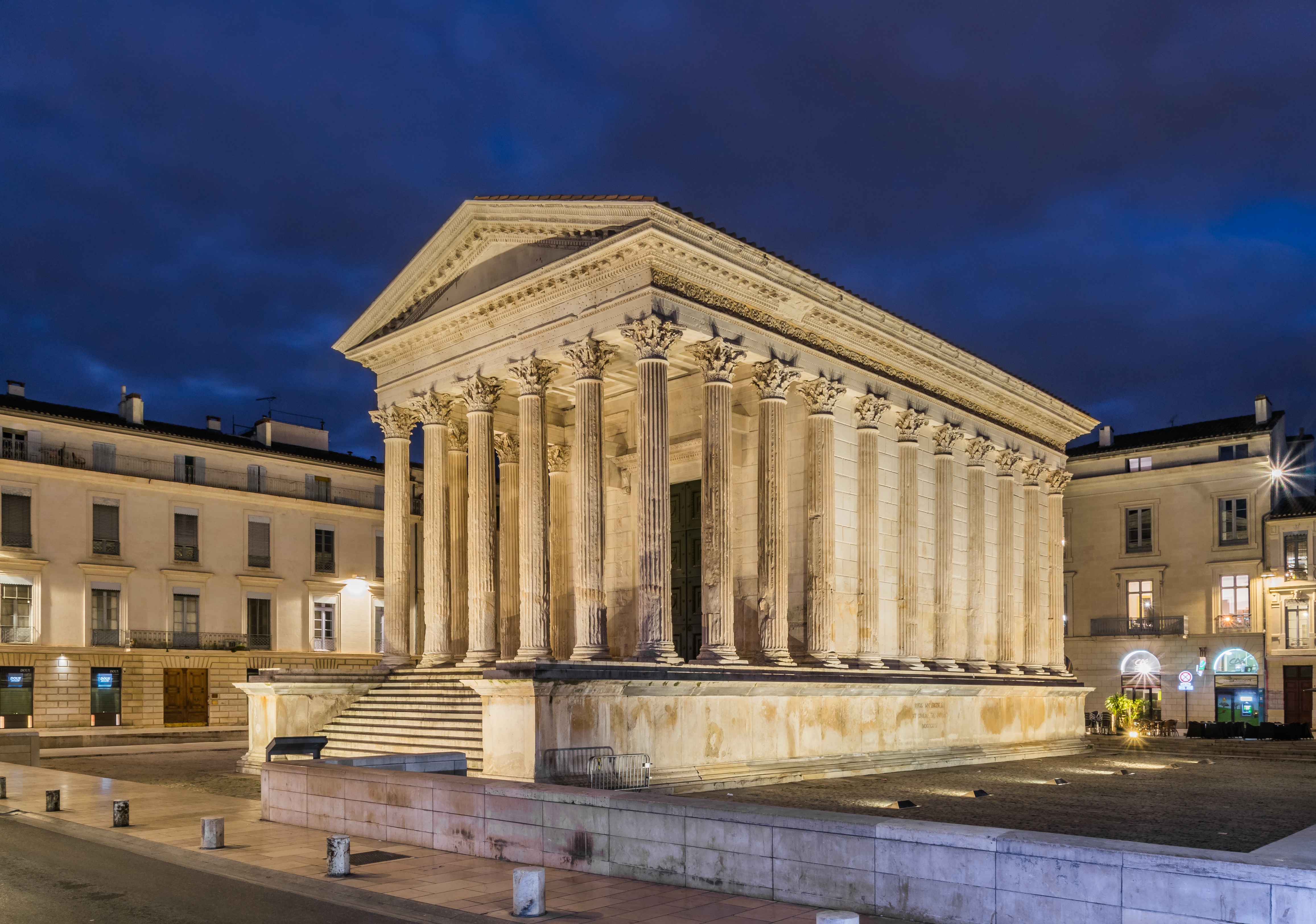
Maison Carrée din Nîmes (Franța), unul dintre cele mai bine conservate temple romane, circa 2 d.Hr.. E unul dintre cele mai bine conservate temple romane. E un templu augustan provincial al cultului imperial

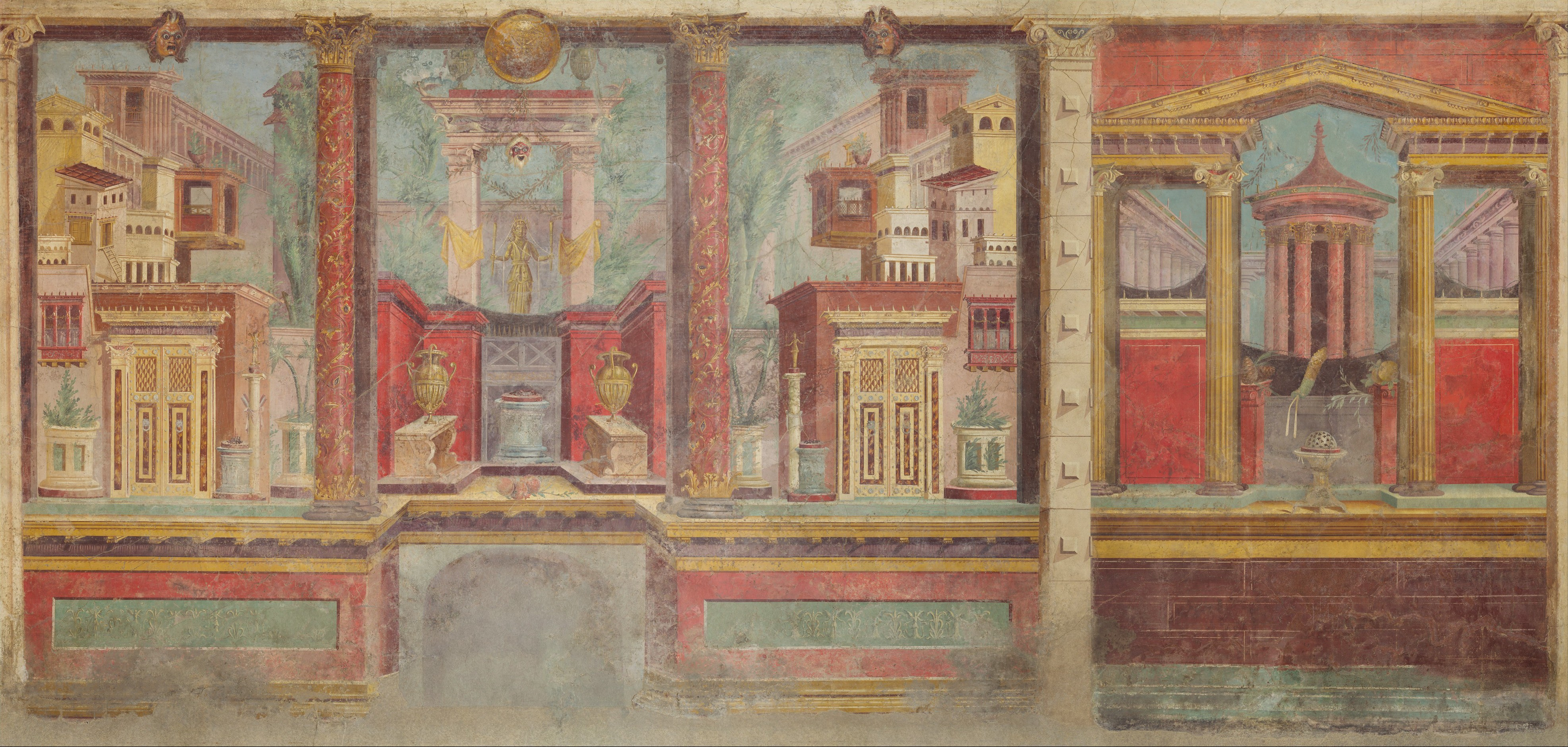
Fresecele din cubiculum-ul (dormitorul) din Vila lui P. Fannius Synistor din Boscoreale, în Muzeul Metropolitan de Artă (New York City)

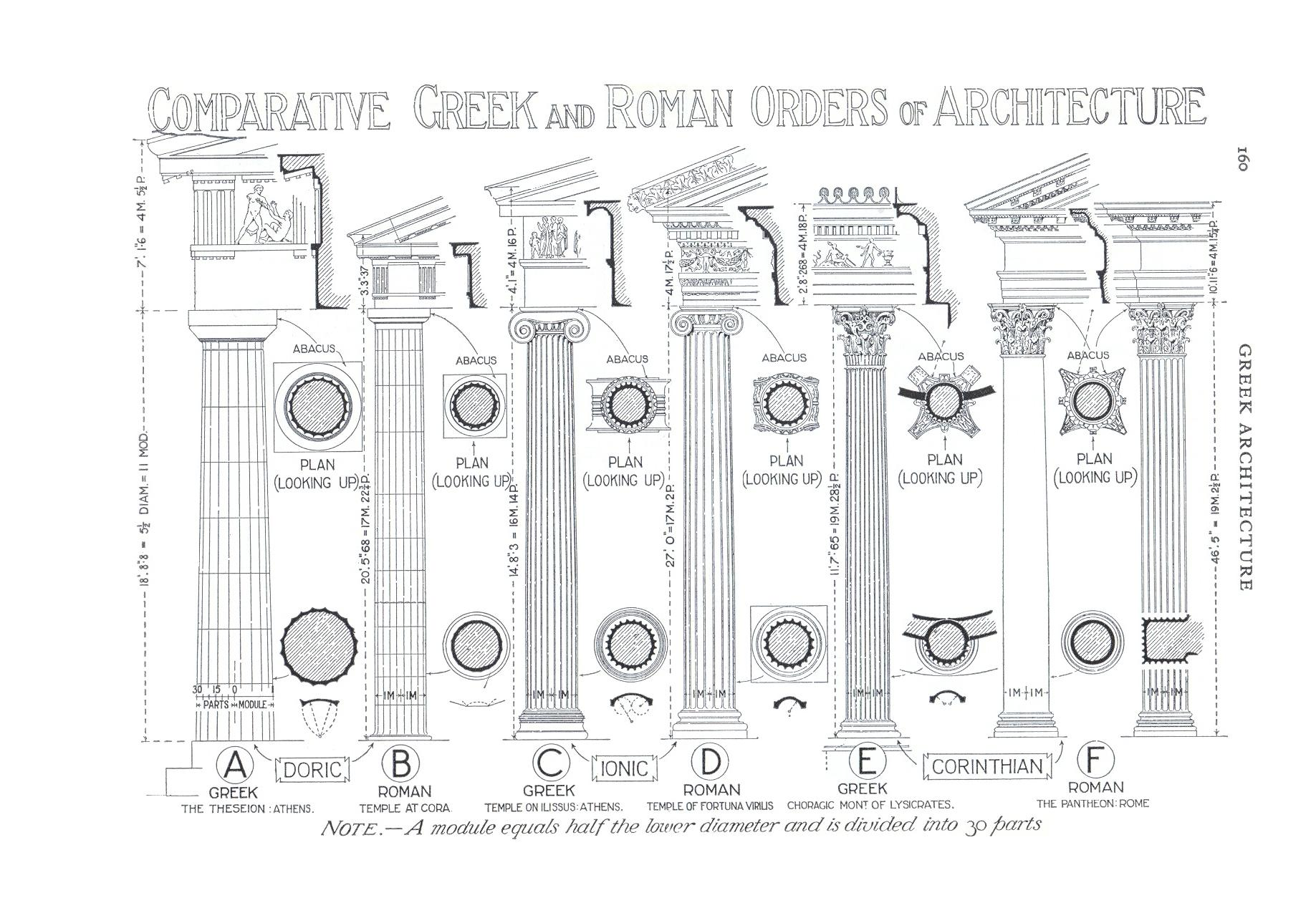
Ilustrații care compară ordinele de coloane, în versiuni grecești și romane, în History of Architecture, de Sir Banister Fletcher, din 1898

Arhitectura Romei antice a fost una dintre cele mai influente din lume. Moștenirea sa e evidentă pe parcursul perioadelor medievale și modernă timpurie, iar clădirile romane continuă să fie refolosite în epoca modernă înemulații atât tradiționaliste cât și postmoderne. Cu toate astea, arhitectura romană cuprinde o gamă excepțional de diversă de stiluri și perioade istorice. În timp ce cele mai importante lucrări se găsesc în Italia, constructorii romani au găsit, de asemenea, locuri de creație în provinciile de vest și de est, dintre care cele mai bune exemple păstrate se află în Africa de Nord modernă, Turcia, Siria și Iordania.
Ambiția constructorilor Romei era deja evidentă la sfârșitul secolului al VI-lea î.Hr., în Templul lui Jupiter de pe dealul Capitolin, iar dedicarea templului în 509 î.Hr. marca în mod tradițional începutul Republicii Romane. Înălțat pe o platformă terasată înaltă, cu pereți de blocuri masive de tuf vulcanic local, templul avea un portic cu coloane amplasate larg și un acoperiș cu streașină deasupra, și ornamente de teracotă, fiind creat un aspect care, conform lui Vitruviu cinci secole  mai târziu, părea neplăcut și demodat. Cu toate astea, accentul pe care templul l-a pus pe demnitatea frontală și amplasarea sa impozantă ridicată nu numai că a rămas o caracteristică a arhitecturii romane în imperiul ulterior, ci a devenit și o influență substanțială asupra proiectării clădirilor în perioadele următoare.
Arhitectura romană a fost influențată în special de stilurile grec și etrusc. O gamă de tipuri de temple a fost dezvoltată în timpul anilor republicani (509-27 î.Hr.), modificată din prototipurile grecești și etrusce. Dintre acestea, forma templului pseudoperipterial, cu coloane independente în fața porticului, dar jumătăți de coloane încorporate în pereții din spate, oferind iluzia unui templu complet peripterial, a devenit tipică nu numai în Occident, ci și în Africa de Nord și Levant. Integrarea completă a coloanelor într-un perete continuu a devenit un semn distinctiv al clasicismului ulterior, cum e la Primăria din Todmorden (Yorkshire, Marea Britanie) din 1875, unde jumătatea coloanelor puse în jurul clădirii ia forma unui ordin gigant, dar datoria templul roman pseudoperipterian cu podium rămâne evidentă.
Între secolele IV și I î.Hr., orașele italiene au exploatat, de asemenea, evoluțiile grecești elenistice în arhitectura fortificațiilor. Arcul de voussoir-ul (piatră prinsă) adoptat structurilor porților din fostele orașe grecești Poiseidonia (Paestum) și Velia (Elea) din sudul Italiei și din orașele din nordul Italiei Falerii și Cosa au devenit un semn distinctiv al orașului roman. Zidul Telesiei din nordul Campaniei simbolizează rafinamentul zidurilor cetăților republicane târzii, cu segmente de zid curbate reintrate între turnurile rotunde și poligonale. În aceste structuri, folosirea betonului cu moloz constând din mortar de var cu un agregat de piatră - variind de la silex la piatră ponce vulcanică ușoară din zona Pozzuoli - a ilustrat cea mai decisivă contribuție a arhitecturii romane în a da naștere unor noi idei de volum și spațiu. Folosirea betonului a încurajat, de asemenea, inactivitatea în arhitectura monumentală a mormintelor. Mormântul cu trei niveluri de lângă Capua, cunoscut ca La Conocchia, constă într-un tolos (mormânt în formă de cupolă) cocoțat pe o formă de pavilion cu o curbă inversă, deasupra unui podium care prefigurează demnitățile bisericilor lui Francesco Borromini (1599-1667).
Arhitectura romană a fost transformată prin folosirea marmurei grecești din secolul al II-lea î.Hr.. Templele din marmură albă în ordinele ionic și corintic au provocat vechile forme de teracotă și, până în secolul I î.Hr., marmura colorată din Grecia, Asia și Africa de Nord a înfrumusețat fronturile cu scene ale teatrelor temporare și ale interioarelor de bazilici, culminând cu Bazilica Aemilia din Roma (14 d.Hr.) cu marmură policromă și figuri de susținere asemănătoare cu cariatidele. Porticuri de marmură albă au fost construite ca să închidă spații publice. Ordinul corintic, prezent în templele de marmură ale lui Augustus și în Forumul lui Augustus (2 î.Hr.), a devenit un model pentru centrele provinciale, dintre care Maison Carrée din Nîmes (Franța actuală) rămâne un exemplu excepțional. Teatrelor li s-au oferit clădiri pentru scene permanente decorate cu coloane de marmură policromă, care derivă din tradiția romană a clădirilor pentru scene temporare din ultimele decenii ale Republicii. Teatrul lui Pompei (55 î.Hr.) a fost primul teatru permanent din Roma, iar aspectul său a influențat versiunile provinciale. În Teatrul Roman din Orange din sudul Galiei, clădirea scenei a fost înfrumusețată cu trei niveluri de coloane care încadrau statui în nișe.

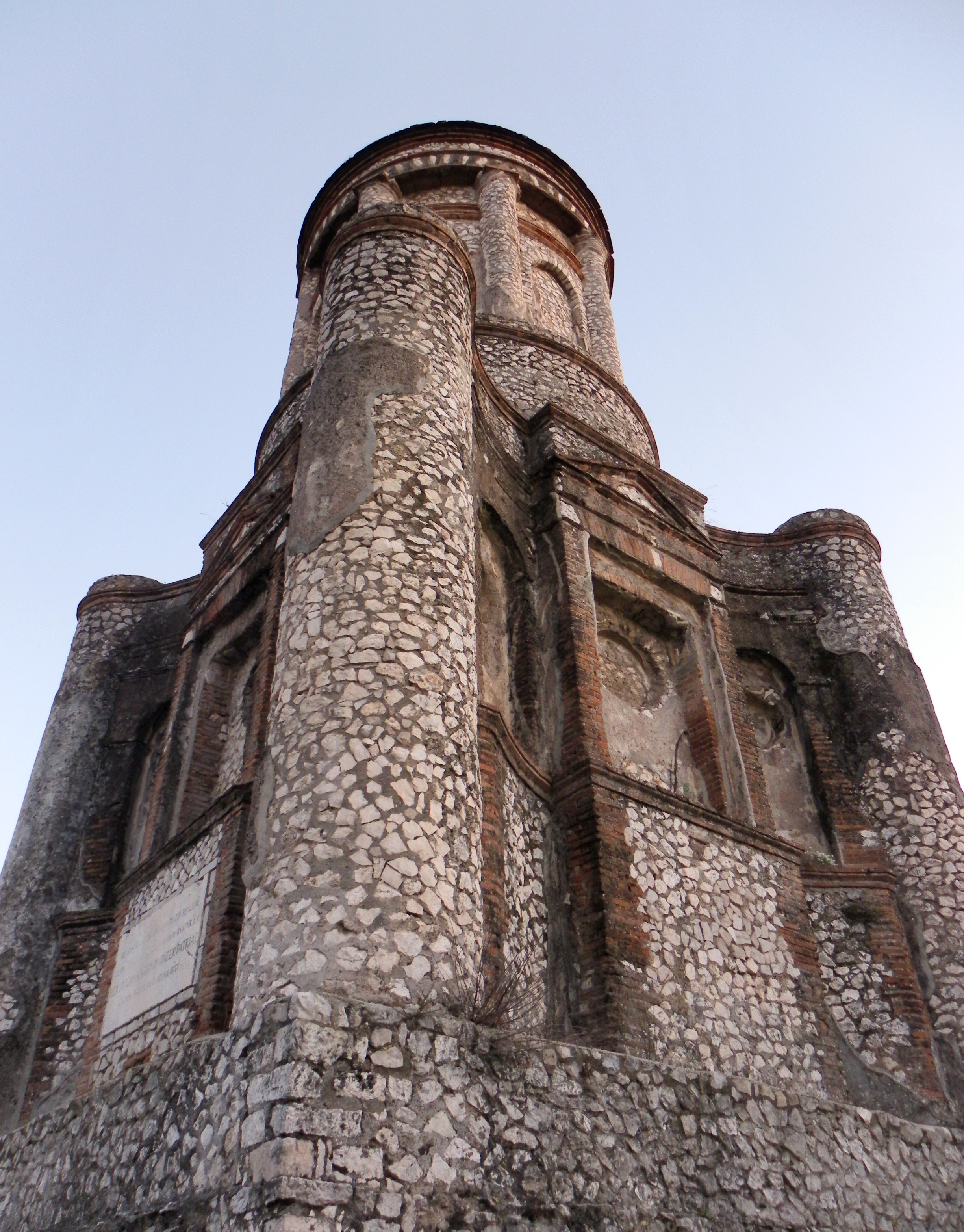
La Conocchia (Curti, Campania, Italia), secolul I î.Hr.
Colosseumul (Roma), 72-80 d.Hr.
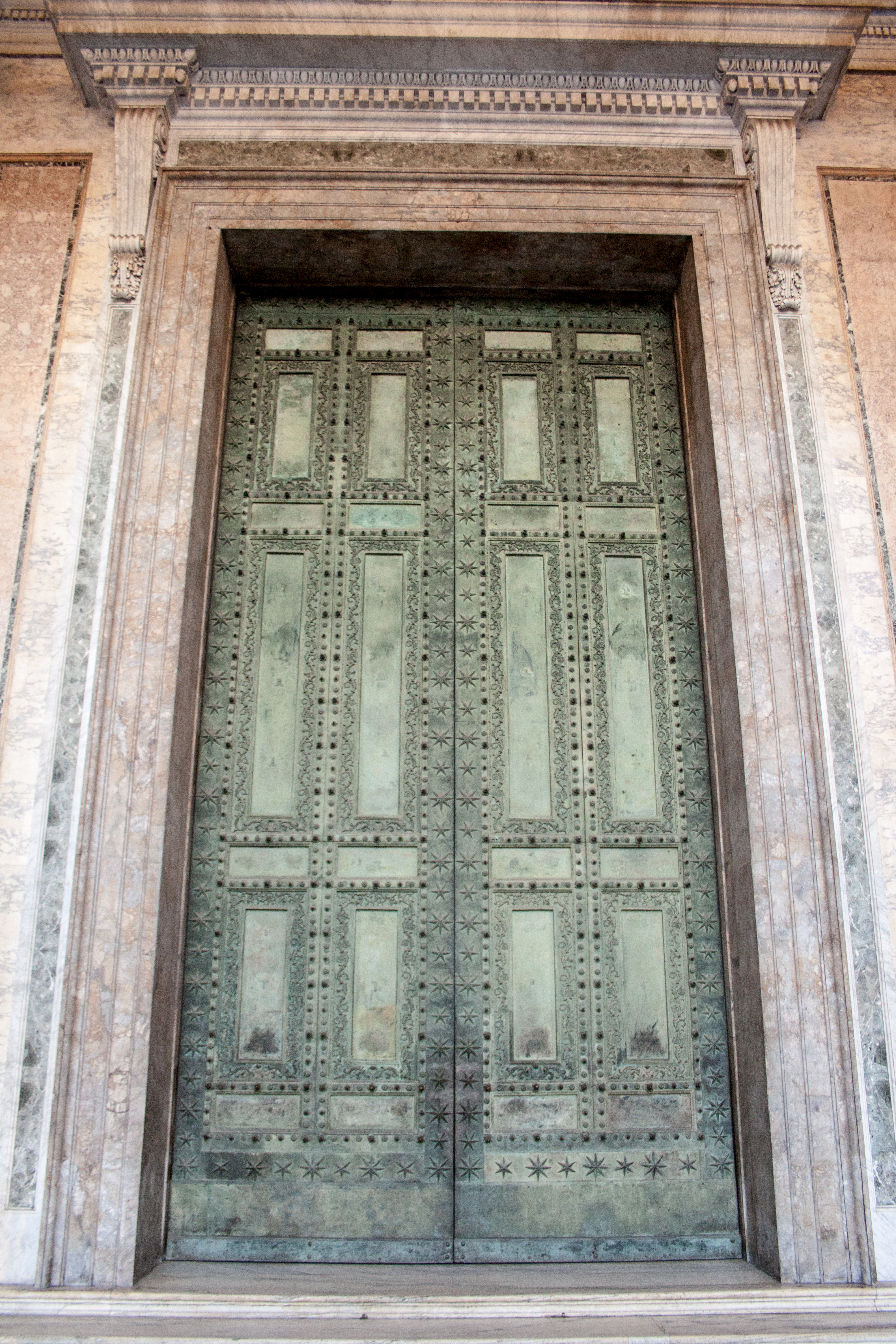
Ușa de bronz de la Curia Julia (44–29 î.Hr.), un exemplu de ușă antică care încă mai e folosită
Pont du Gard (Vers-Pont-du-Gard, Gard, Franța), un apeduct roman, 40–60 d.Hr.
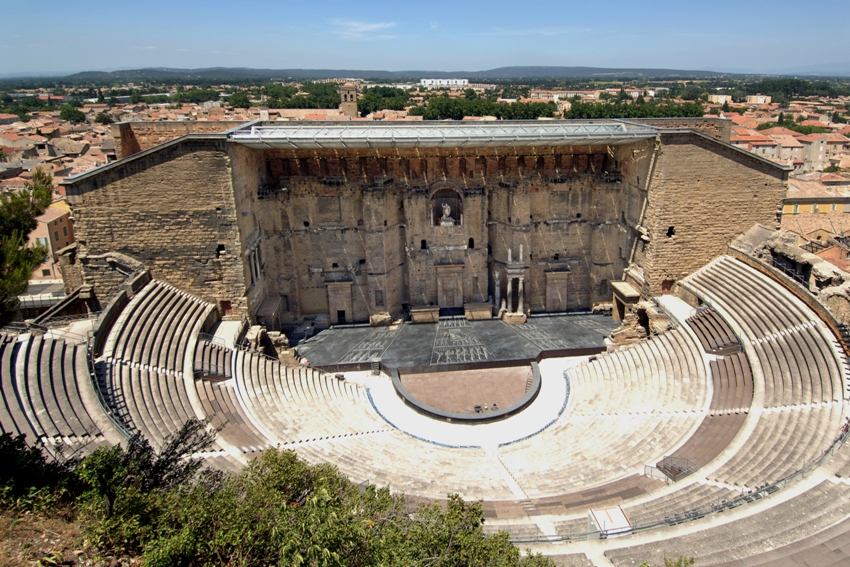
Teatrul Roman din Orange (Orange, Vaucluse, Franța), secolul I d.Hr.
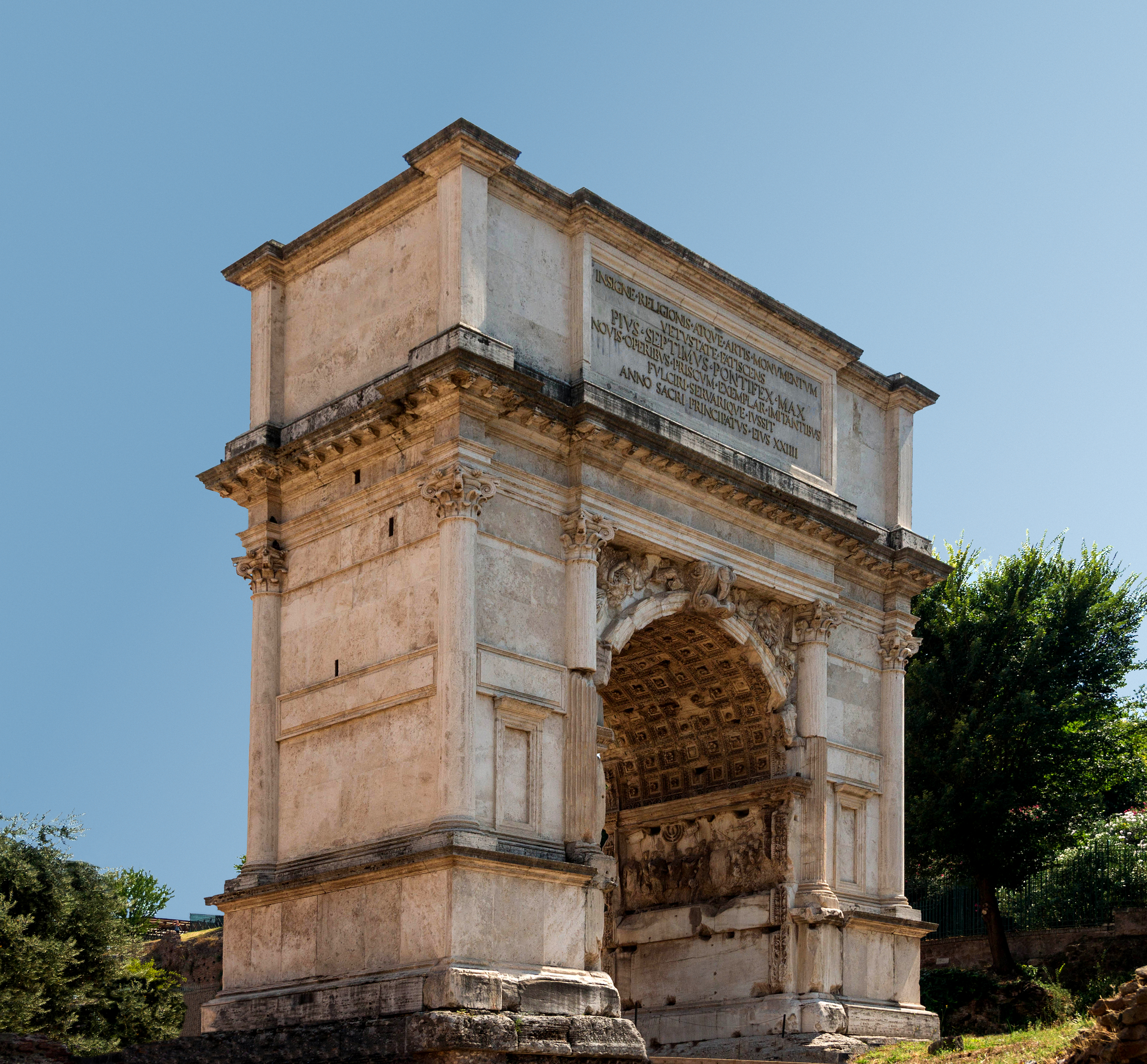
Arcul lui Titus (Roma), circa 81 d.Hr.
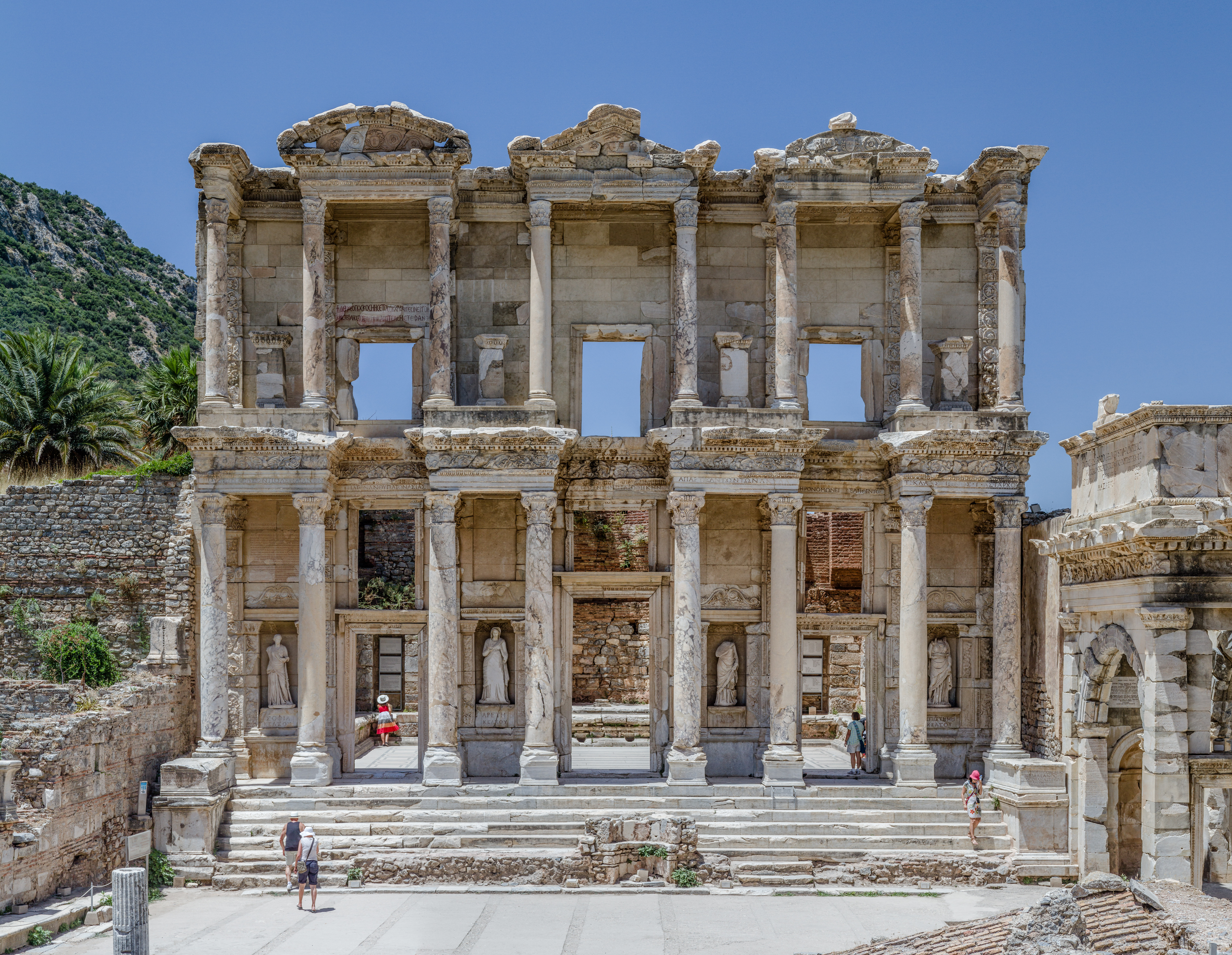
Biblioteca lui Celsus (Efes, Turcia), 112-120 d.Hr.
Panoramă cu interiorul Panteonului (Roma), 114-123 d.Hr.
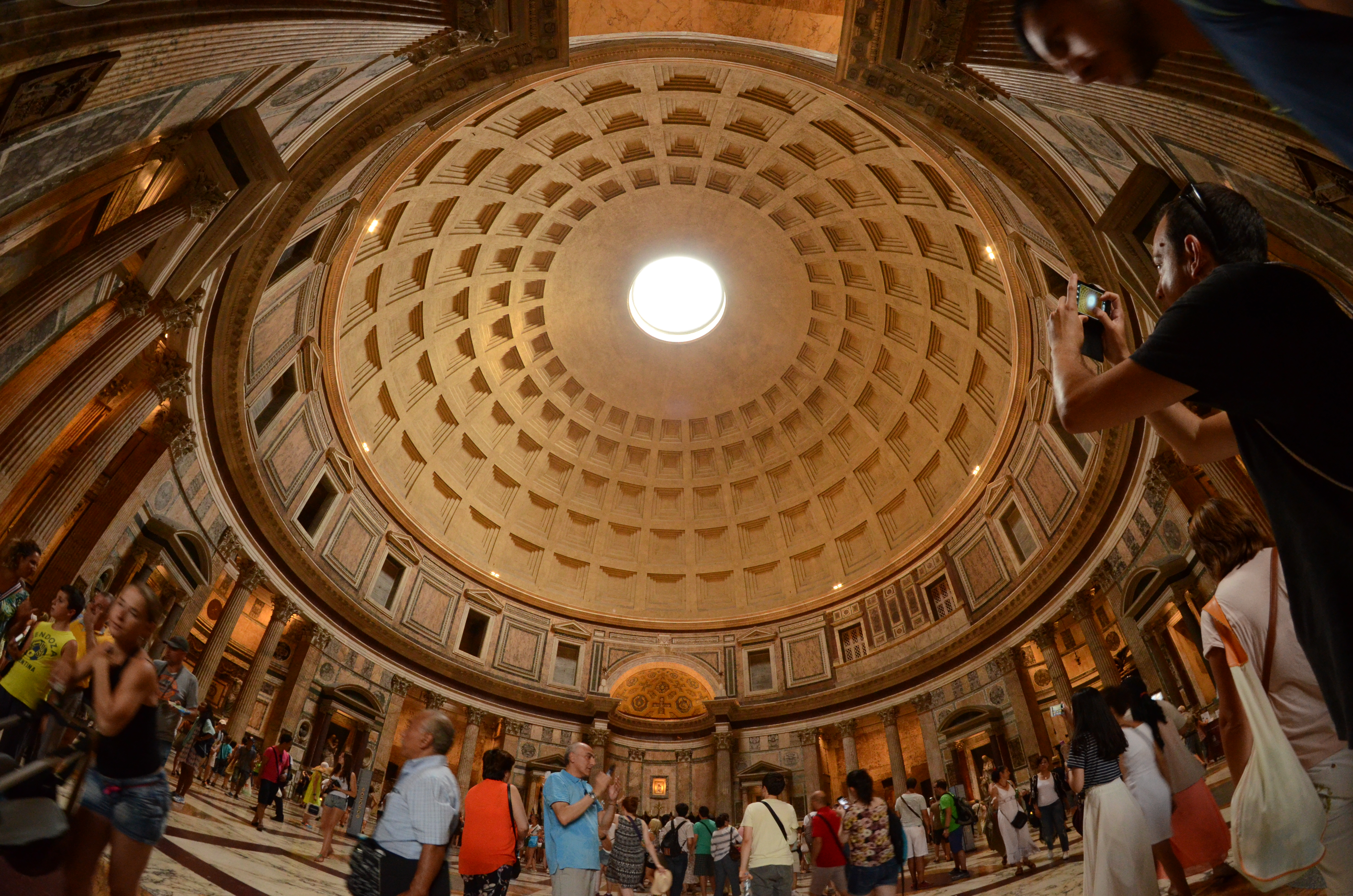
Cupola Panteonului (Roma)
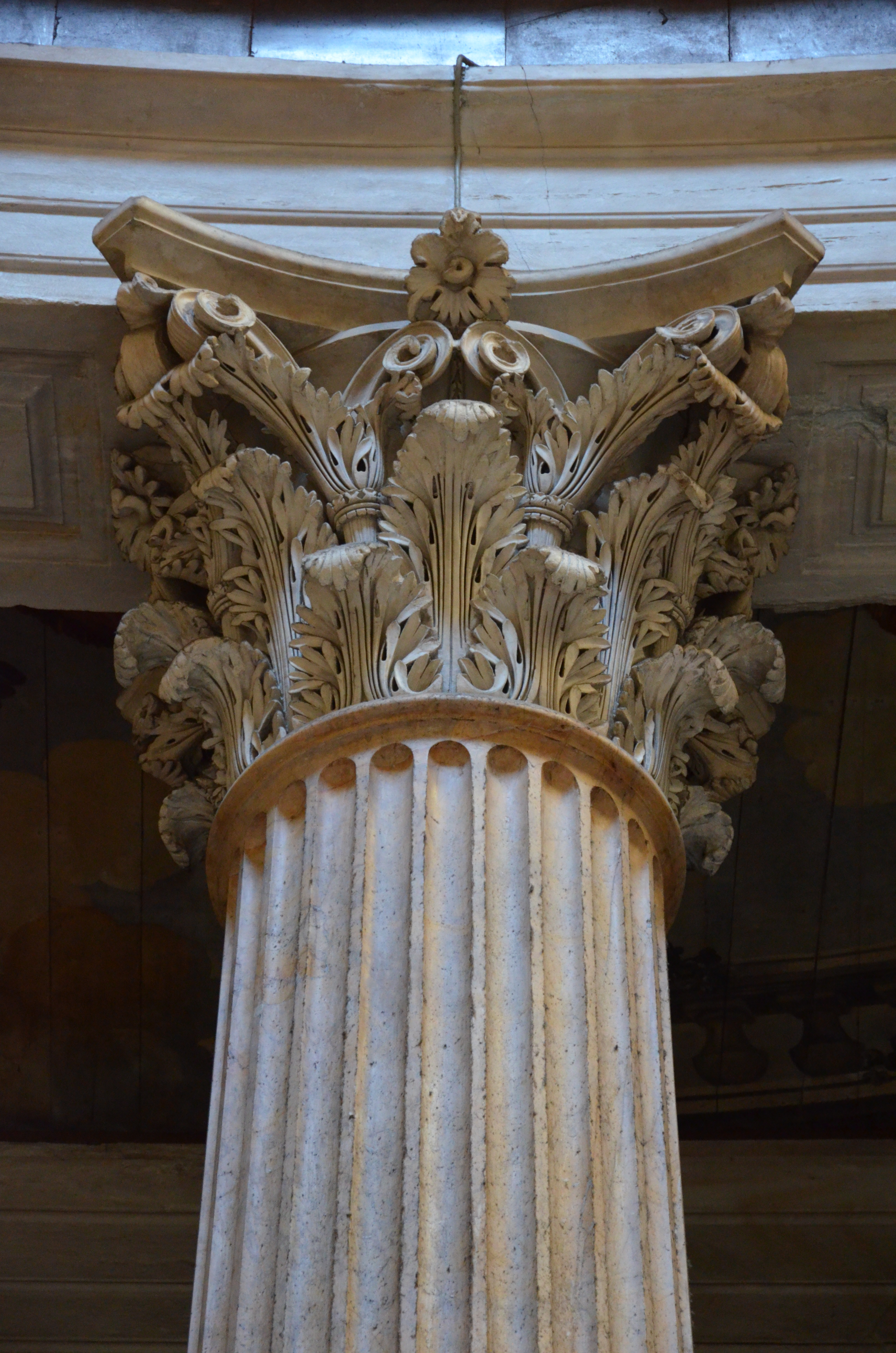
Un capitel corintic al Panteonului (Roma)
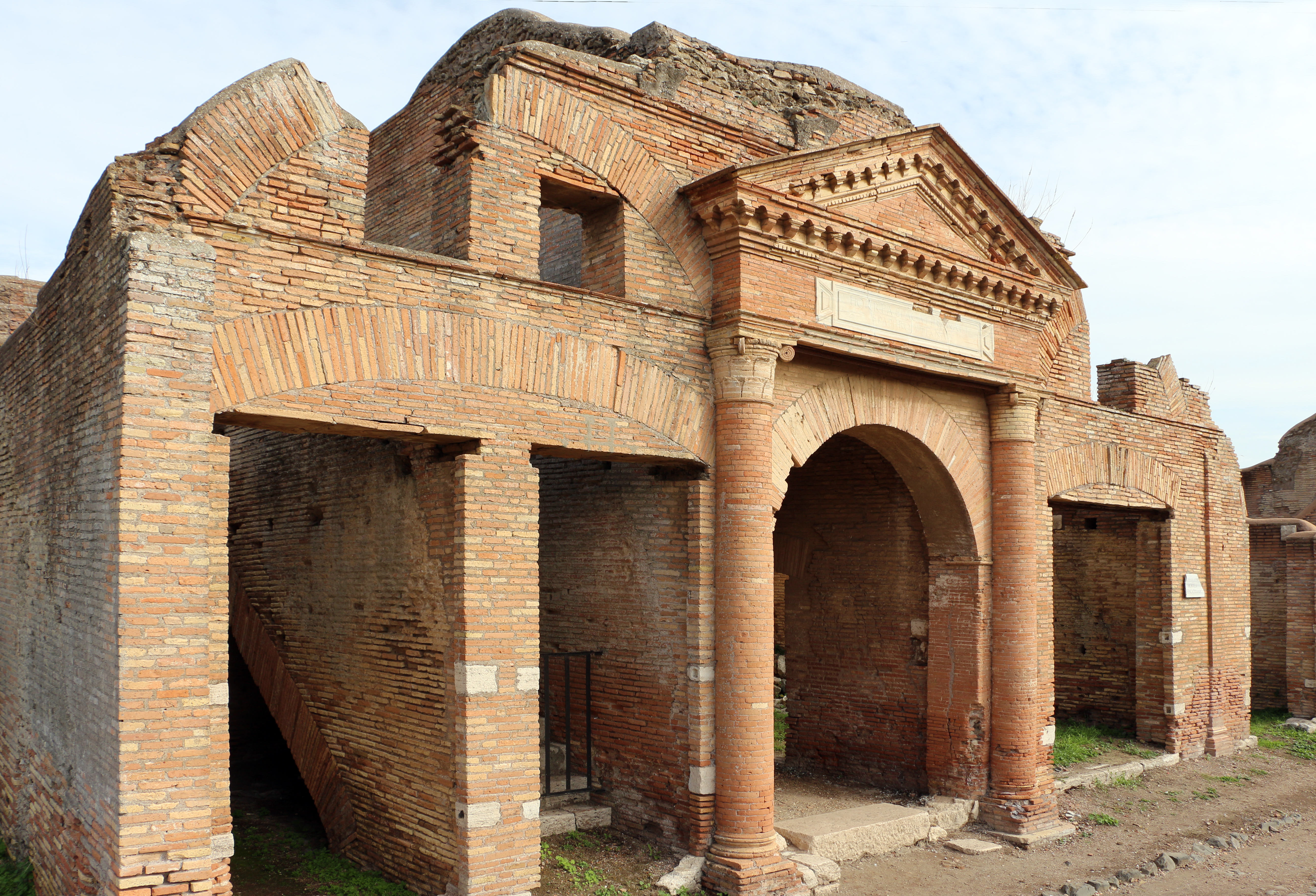
Horrea Epagathiana et Epaphroditiana (Ostia, Roma), 145-150 d.Hr.
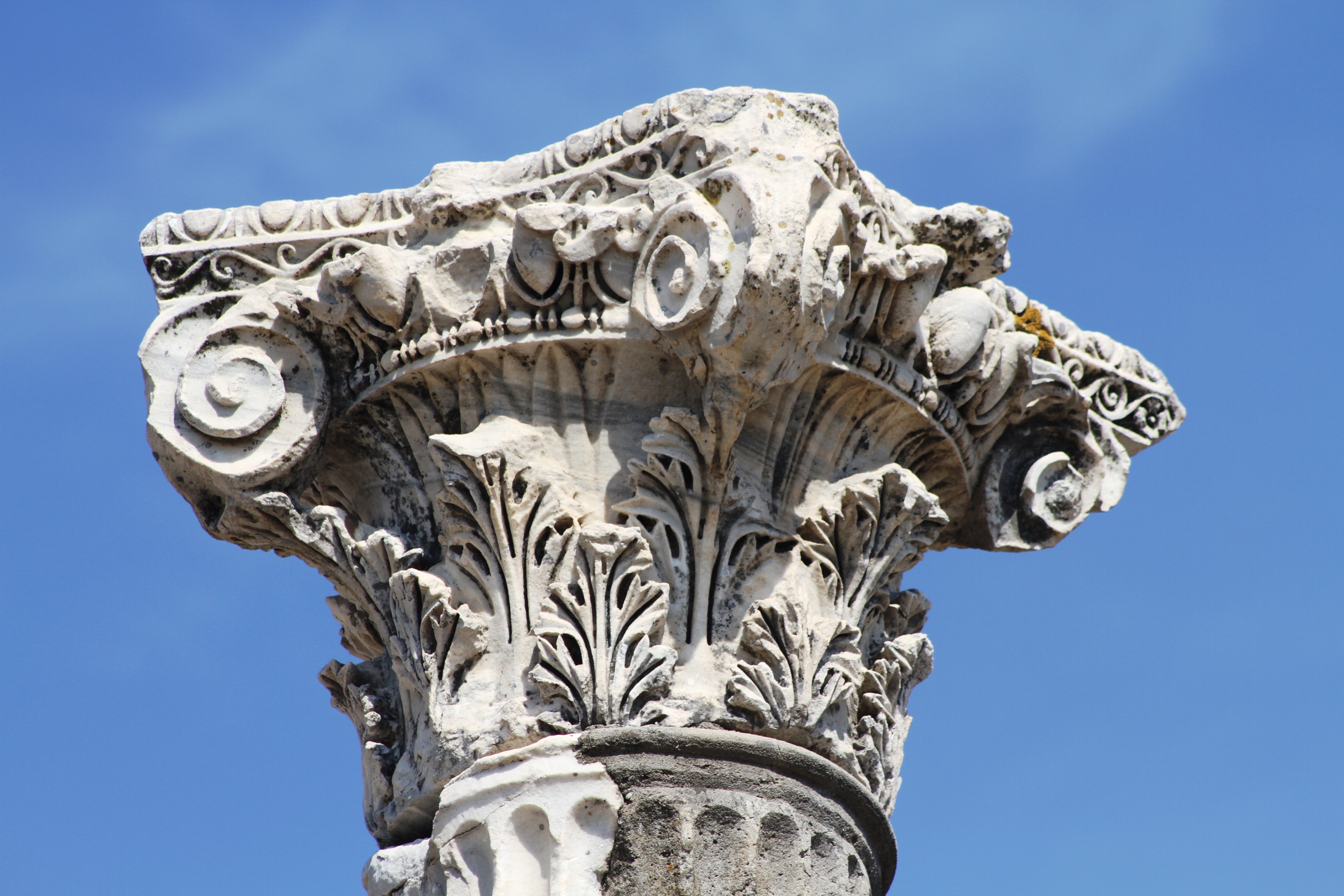
Un capitel compozit din Templul lui Traia (Pergamon, Turcia), secolul al II-lea d.Hr.
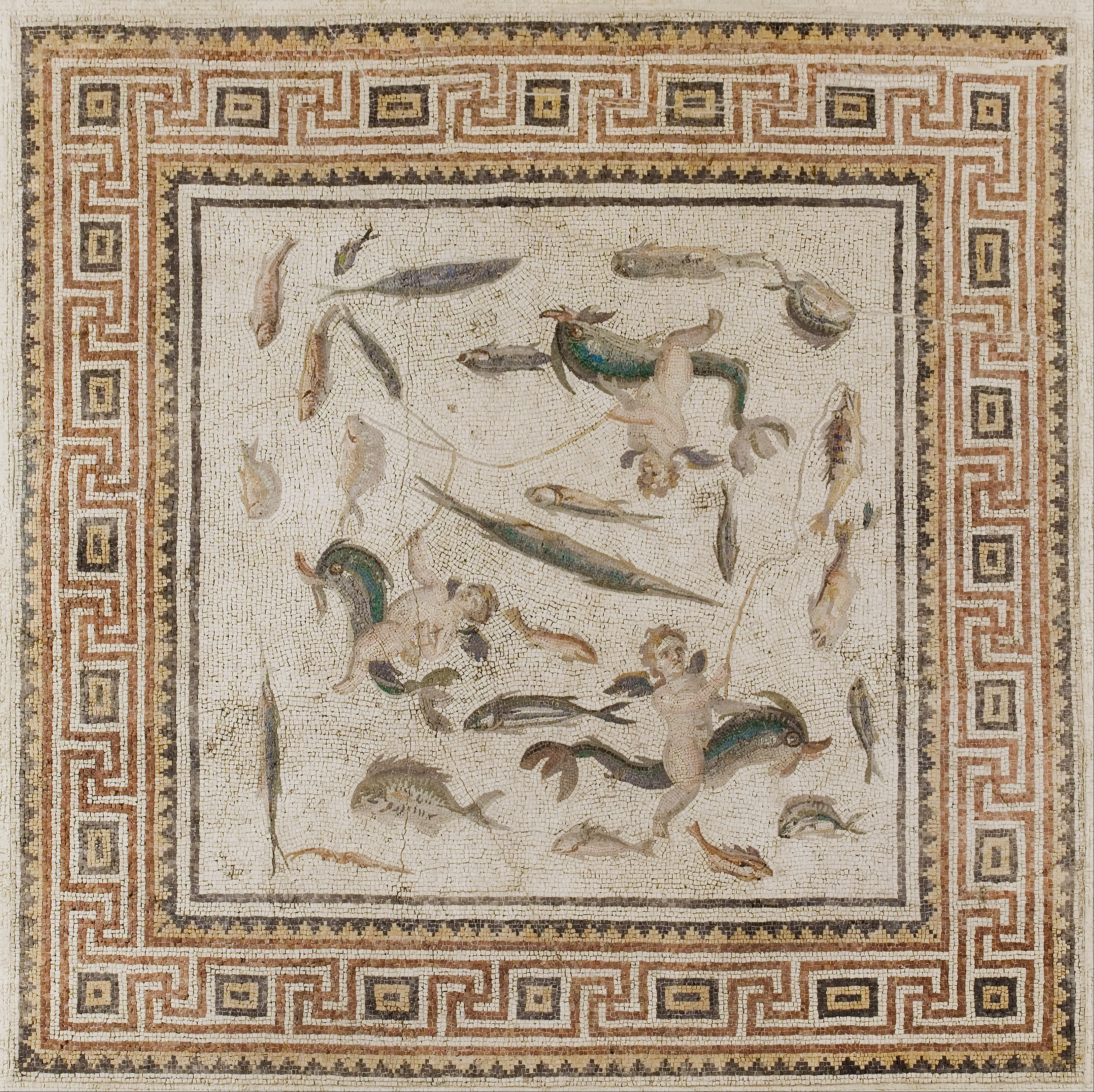
Mozaic marin (panoul central din trei panouri ale unei podele), 200-230 d.Hr., mozaic (piatră și sticlă), Muzeul de Arte Frumoase (Boston, SUA)
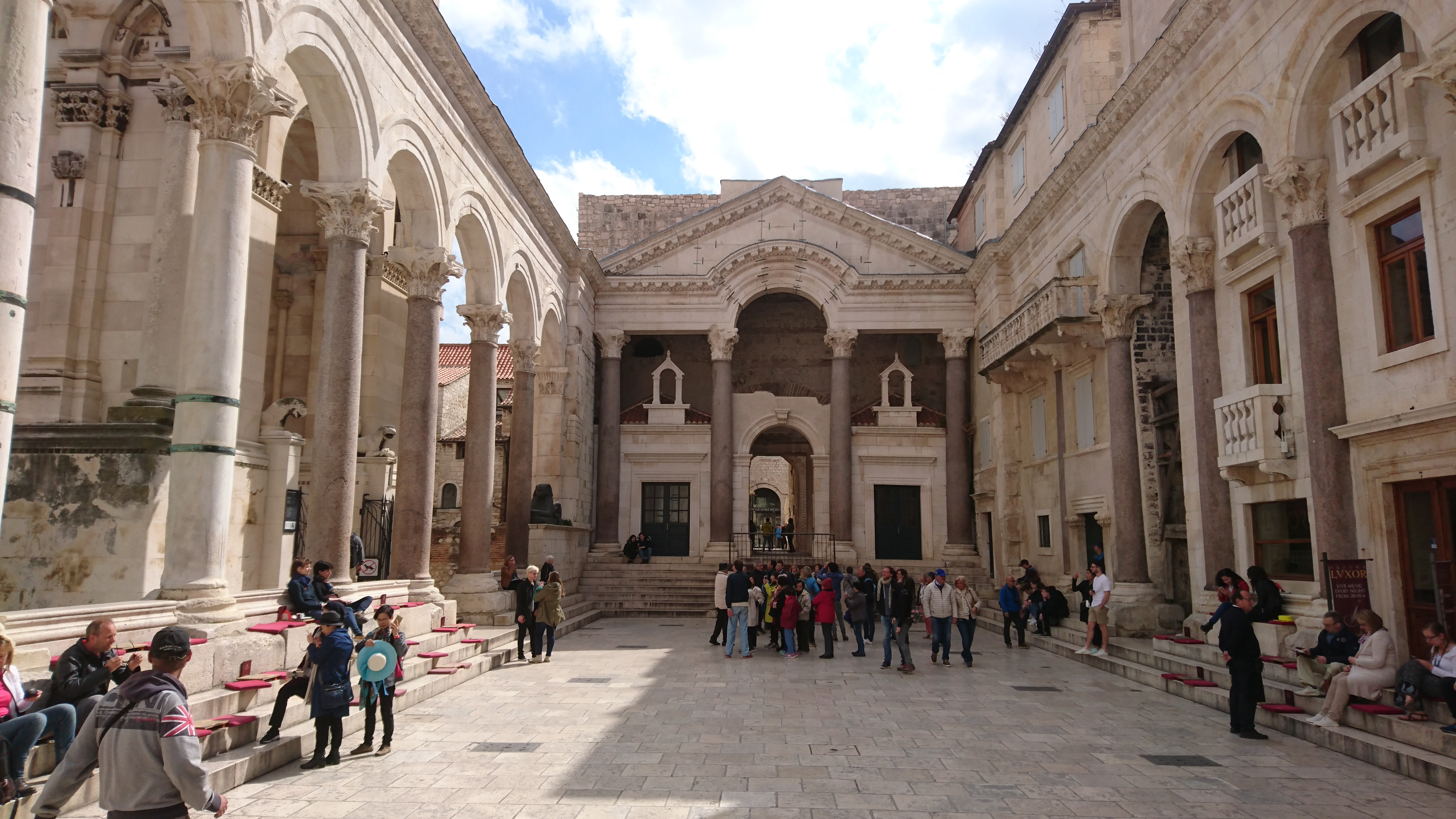
Palatul lui Dioclețian (Split, Croația), 295-305 d.Hr.
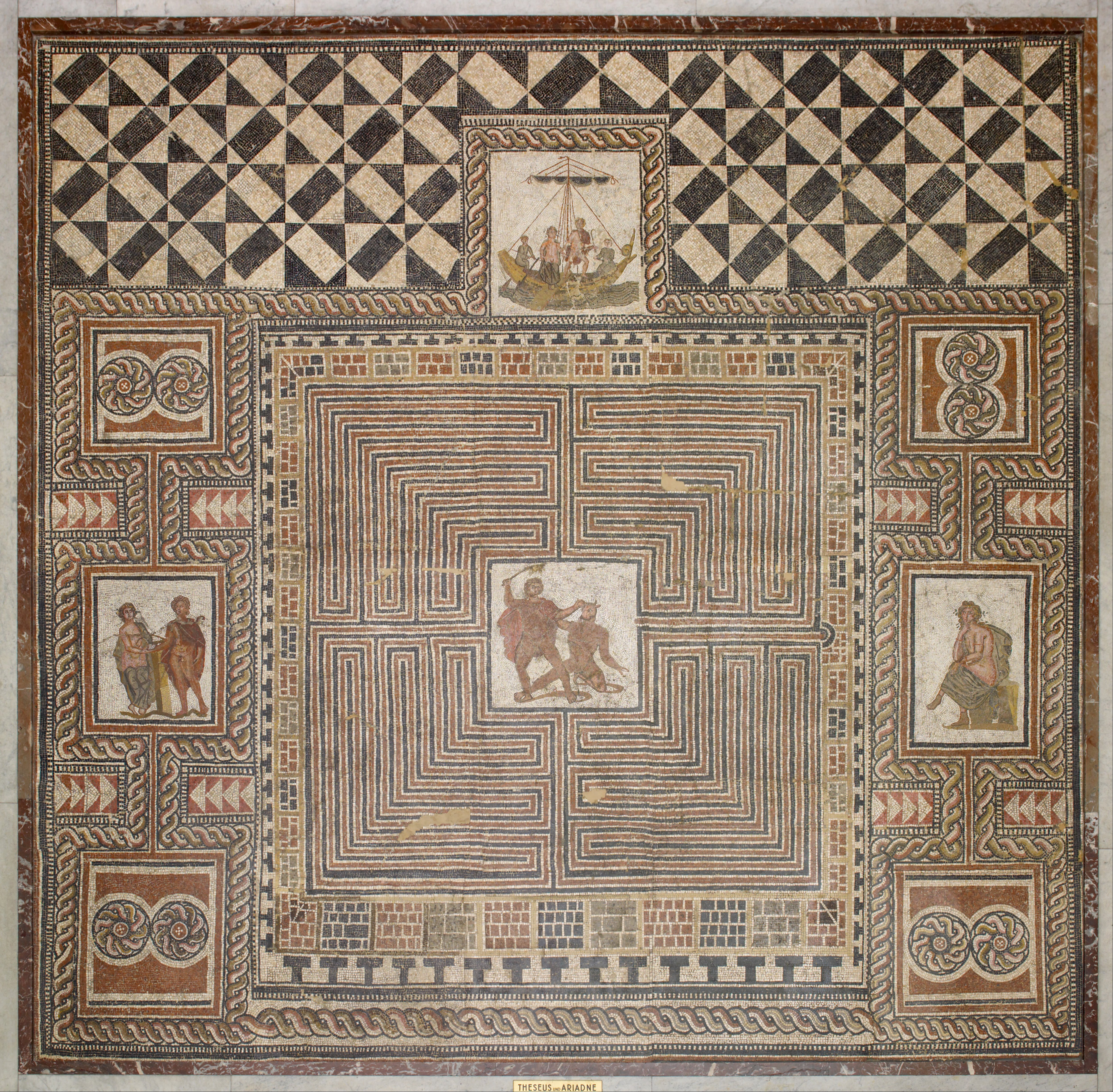
Mozaicul cu Tezeu, 300-400 d.Hr., bucățele de marmură și calcar, Muzeul de Istorie a Artei din Viena (Austria)
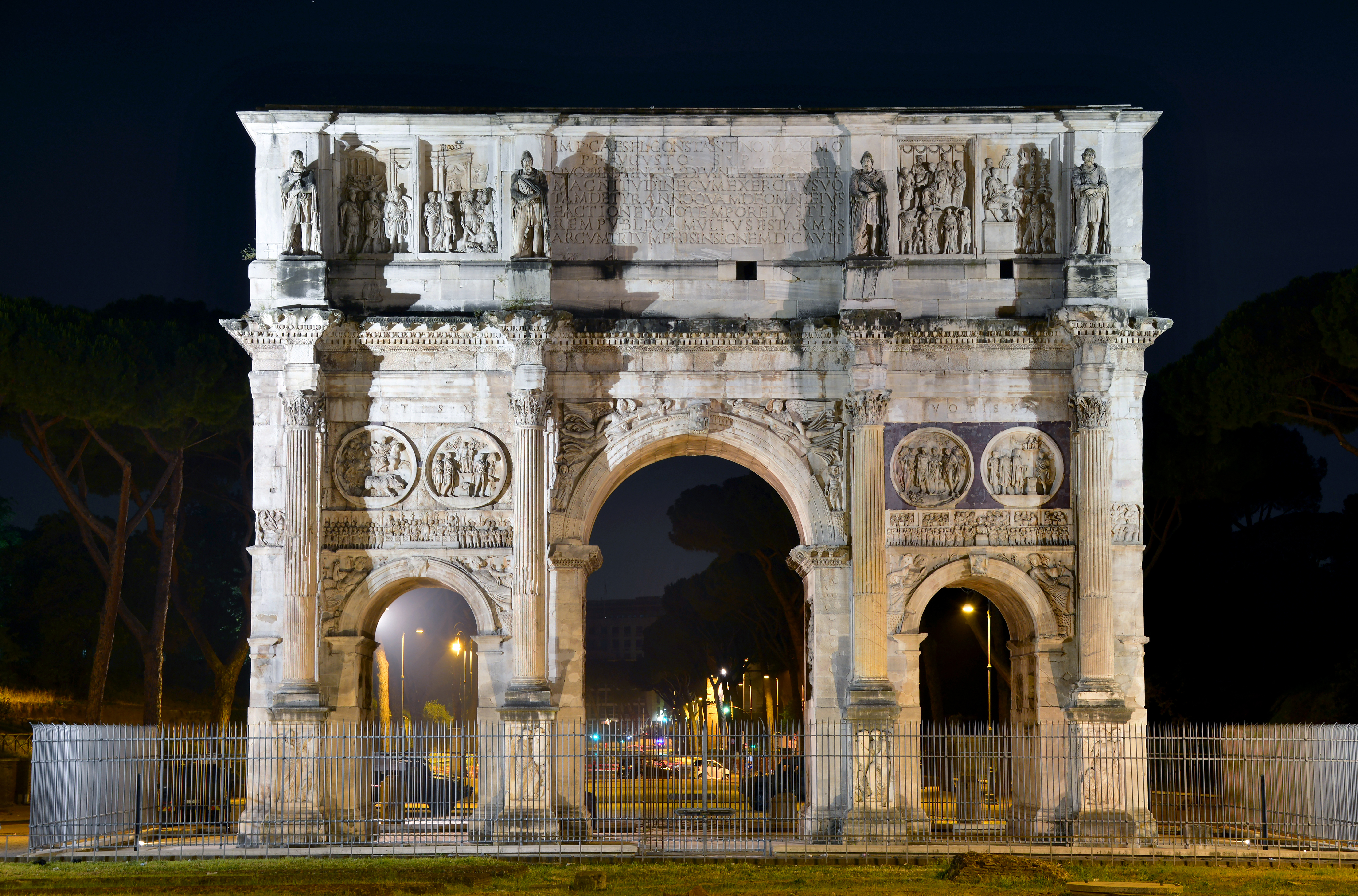
Arcul lui Constantin (Roma), 315 d.Hr.

## Lumea islamică
Datorită amplorii cuceririlor islamice, arhitectura islamică cuprinde o gamă largă de stiluri arhitecturale, de la întemeierea Islamului până în prezent. Atât proiectele religioase, cât și cele seculare au influențat proiectarea și construirea clădirilor și structurilor din și din sfera culturii islamice.  Arhitectura islamică se bazează de obicei pe ideea de a se raporta la secular sau religios. Unele structuri distinctive în arhitectura islamică sunt moscheile, mormintele, palatele, băile și forturile, chiar dacă arhitecții islamici au aplicat, desigur, și preceptele lor de design distinctiv arhitecturii domestice.
Istoria largă și lungă a Islamului a dat naștere multor stiluri arhitecturale locale, inclusiv arhitectura abbasidă, cea persană, cea maură, marocană, cea timuridă, cea otomană, cea fatimidă, cea mamelucă, cea mogulă, cea indoislamică, cea sinoislamică și cea afroislamică. Printre tipurile arhitecturale islamice notabile se numără clădirile abbaside timpurii, moscheile de tip T și moscheile cu cupolă centrală din Anatolia. Islamul nu încurajează închinarea la idoli; prin urmare, arhitectura tinde să fie decorată cu caligrafie arabă din Coran, mai degrabă decât cu ilustrații de scene din el.

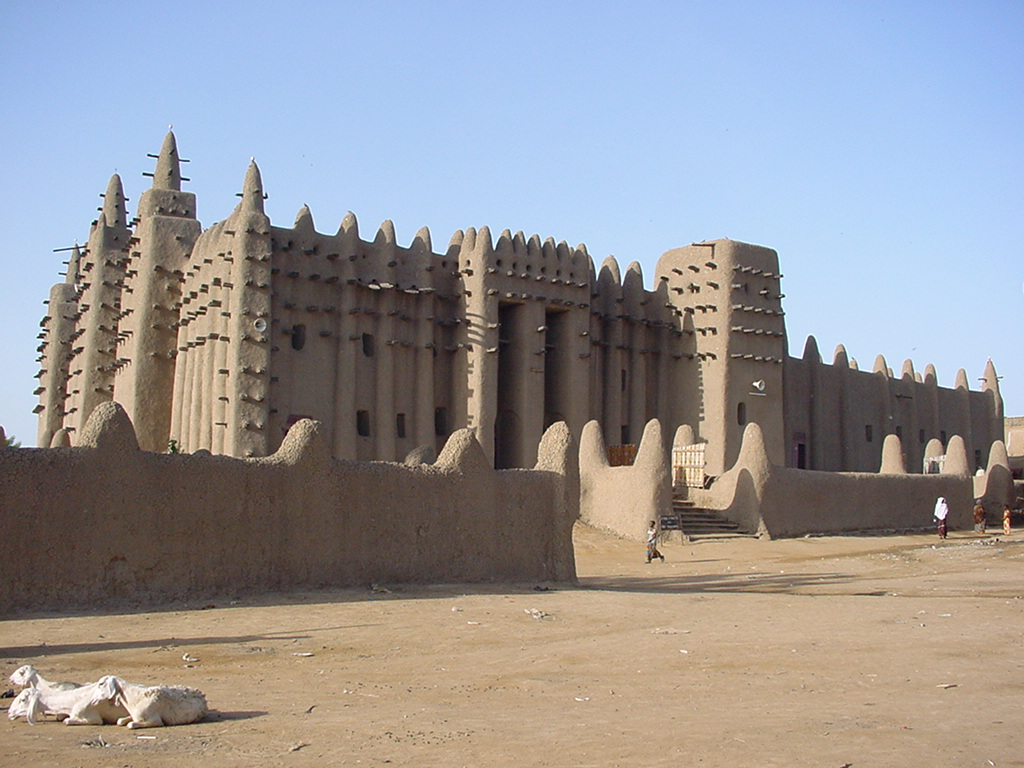
Arhitectura sudanosaheliană: Marea Moschee din Djené în actualul Mali, ilustrând construcțiile de chirpici din Africa de Vest
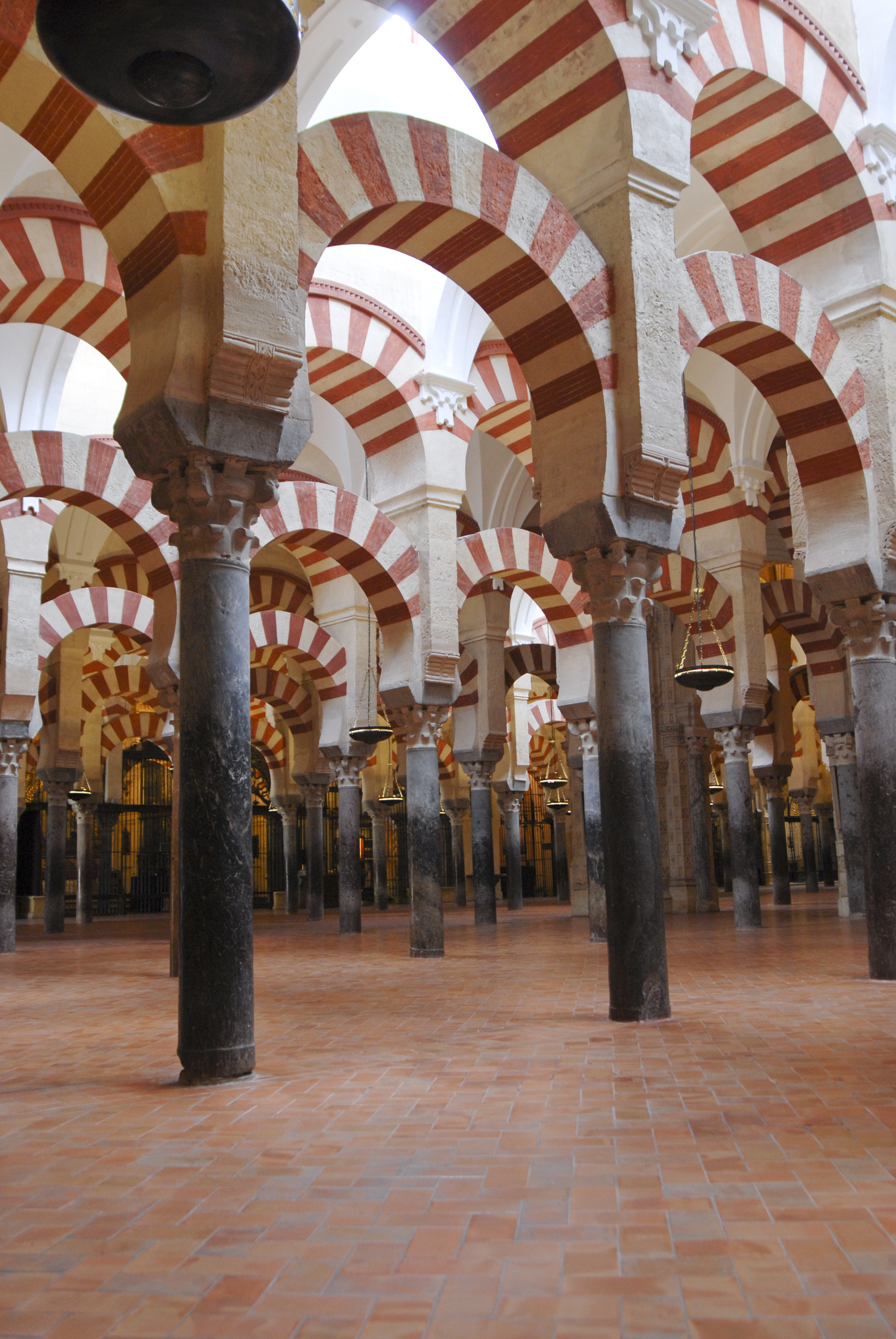
Arhitectura maură: Marile arce ale Moscheii-Catedrală din Córdoba (Spania)
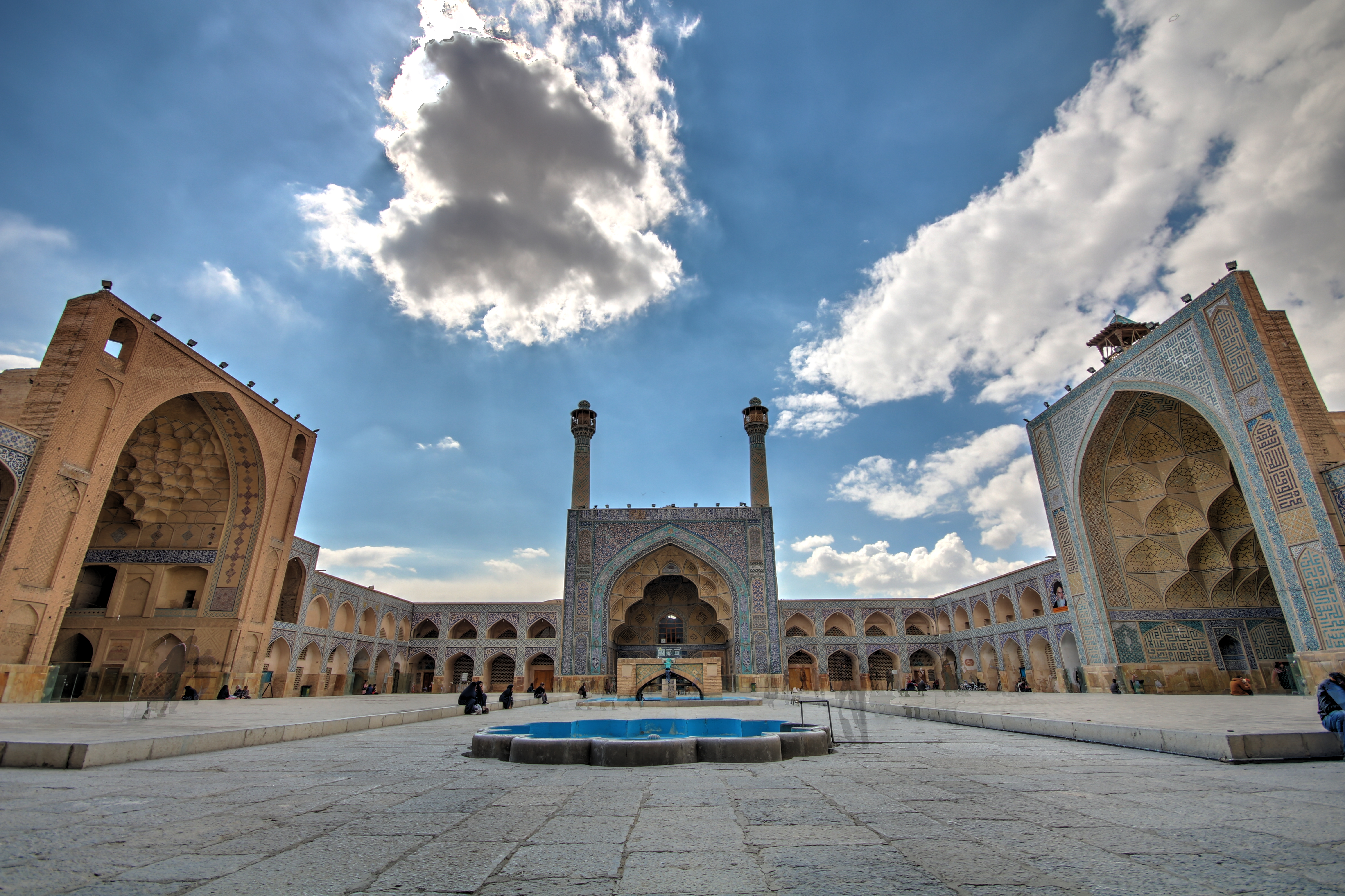
Arhitectura persană: Moscheea Jameh din Isfahan (Iran)
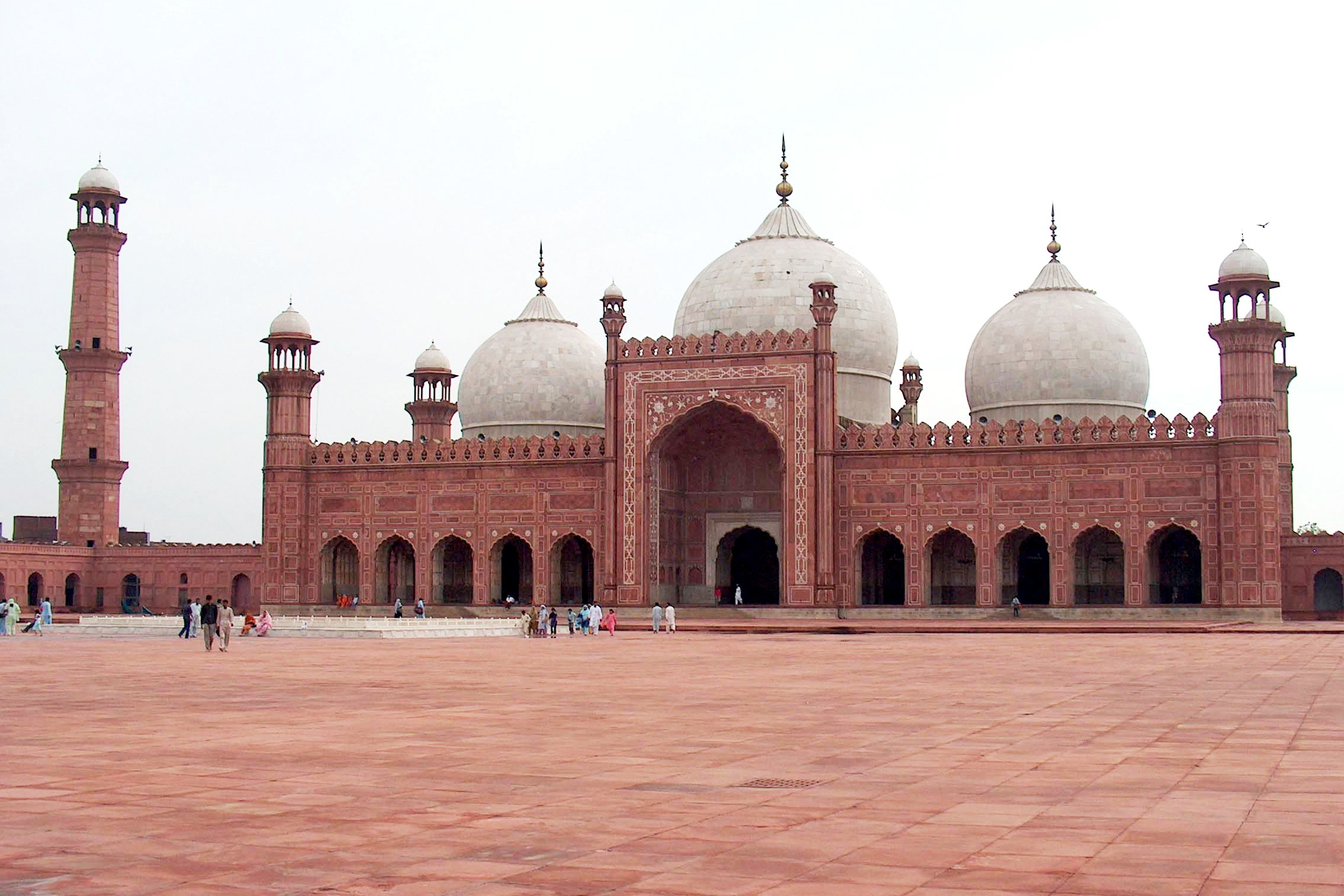
Arhitectura mogulă: Moscheea Badshahi din Lahore (Pakistan)
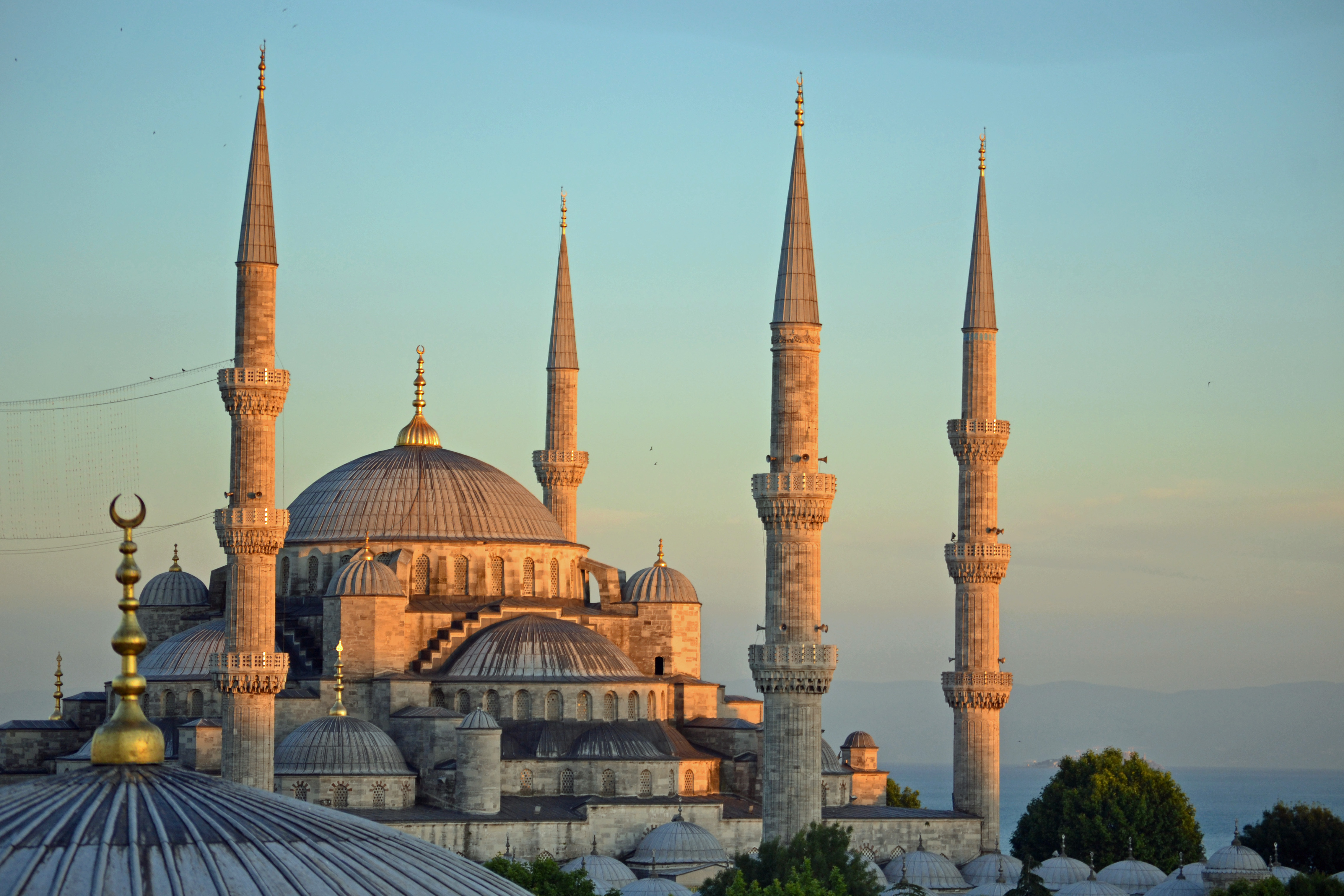
Arhitectura otomană: Moscheea Albastră din Istanbul (Turcia)
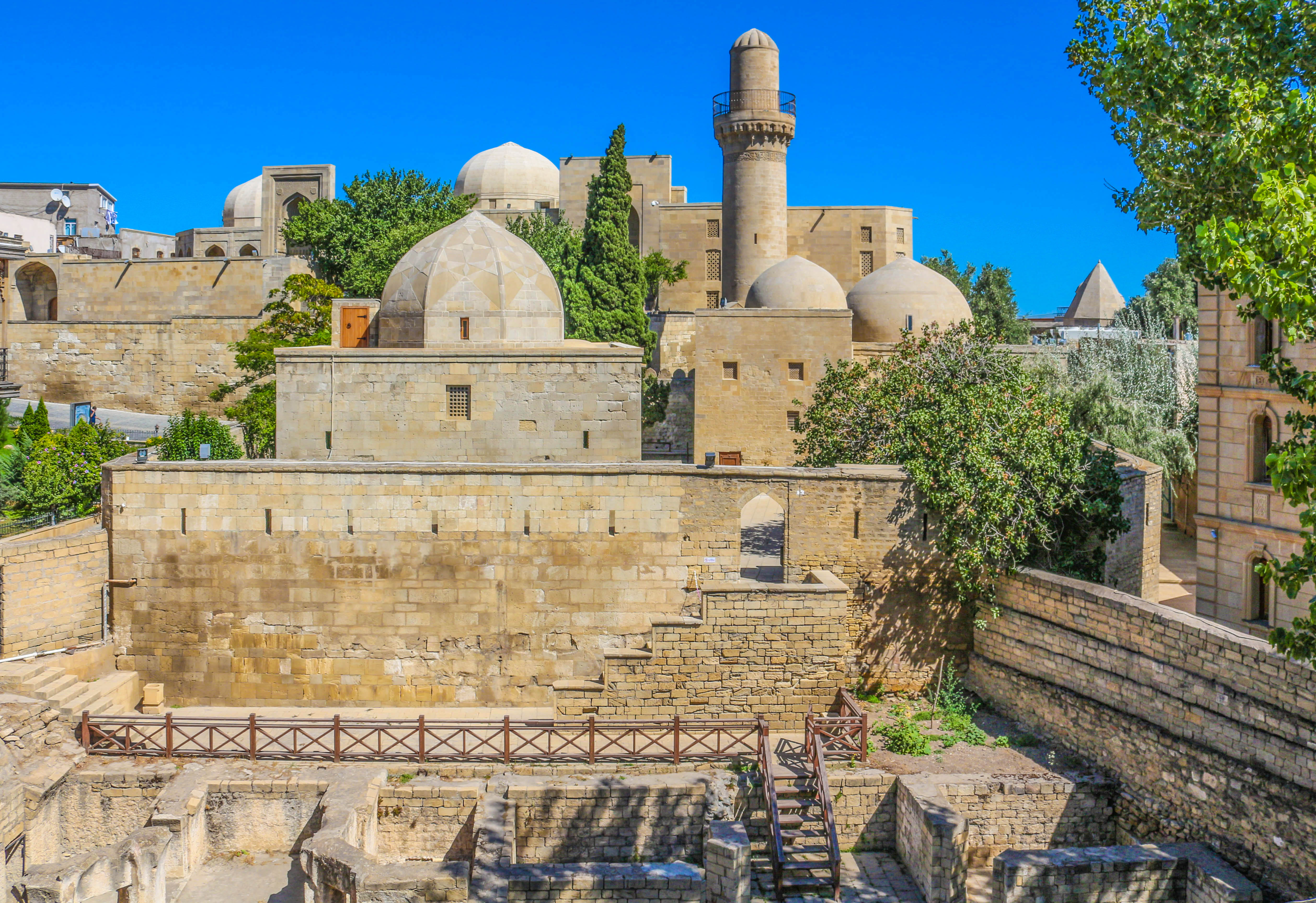
Arhitectura azerbaijană: Palatul Șirvanșahilor din Baku (Azerbaijan)
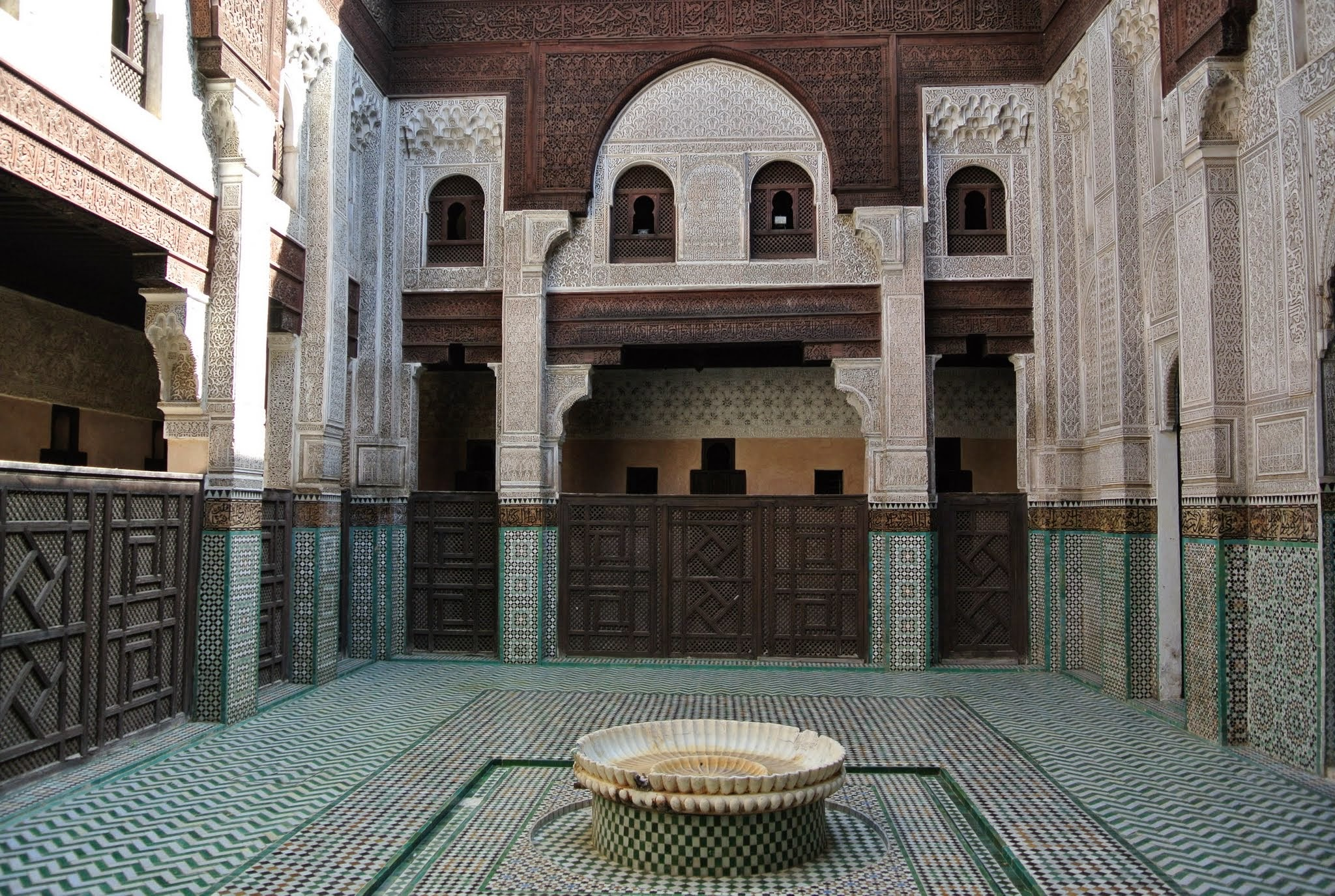
Arhitectura Marocului: Bou Inania Madrasa in Meknès (Maroc)
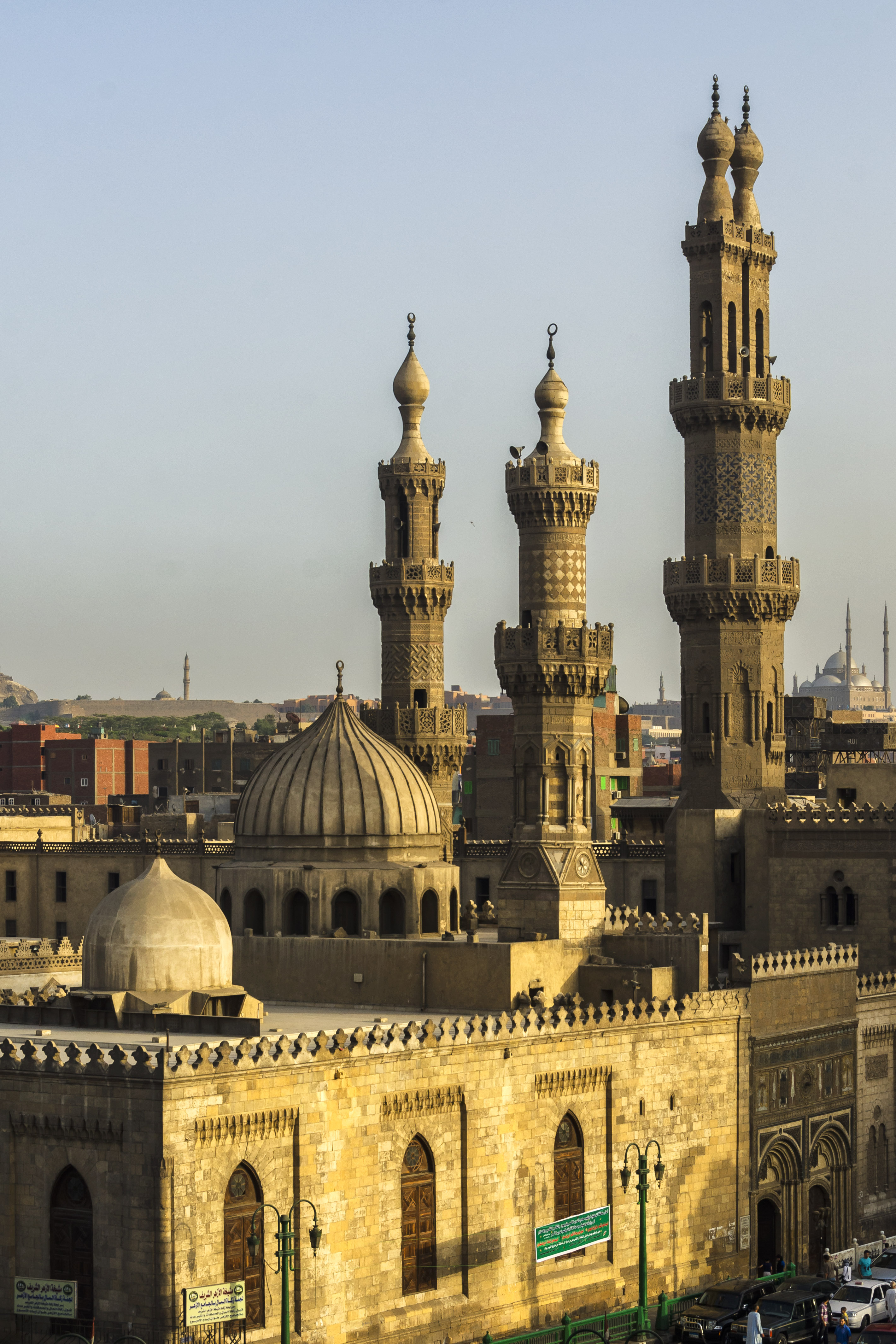
Arhitectura fatimidă: Moscheea Al Azhar din Cairo (Egipt)

## Americile

### Mesoamerica

Templul mayaș El Castillo (Yucatán, Mexic), cuoscut și ca Templul lui Kukulcan, secolele al IX-lea-al XII-lea

Arhitectura mesoamericană constă într-un set de tradiții arhitecturale produse de culturile și civilizațiile precolumbiene din Mesoamerica (ca olmecii, mayașii și aztecii), tradiții care sunt cel mai bine cunoscute sub formă de clădiri și structuri monumentale publice, ceremoniale și urbane. Trăsăturile distinctive ale arhitecturii mesoamericane cuprind o serie de stiluri regionale și istorice diferite, care sunt de fapt corelate semnificativ. Aceste stiluri s-au dezvoltat de-a lungul diferitelor faze ale istoriei mesoamericane ca urmare a schimbului cultural intens între diferitele culturi din zona culturii mesoamericane de-a lungul a mii de ani. Cultura Mezcala (700-200 î.Hr.) e cunoscută pentru sculpturile sale în formă de temple, de obicei cu câte o persoană antropomorfă în mijloc.
Arhitectura mesoamericană e remarcată mai ales pentru piramidele sale, care sunt cele mai mari astfel de structuri din afara Egiptului antic. Piramidele în trepte erau forma predominantă de arhitectură monumentală în America precolumbiană.  Ele aveau puține camere, întrucât interioarele contau mai puțin decât prezența rituală a acestor structuri impunătoare și ceremoniile publice pe care le găzduiau; deci, platforme, altare, scări procesionale, statuare și sculpturi erau toate importante.

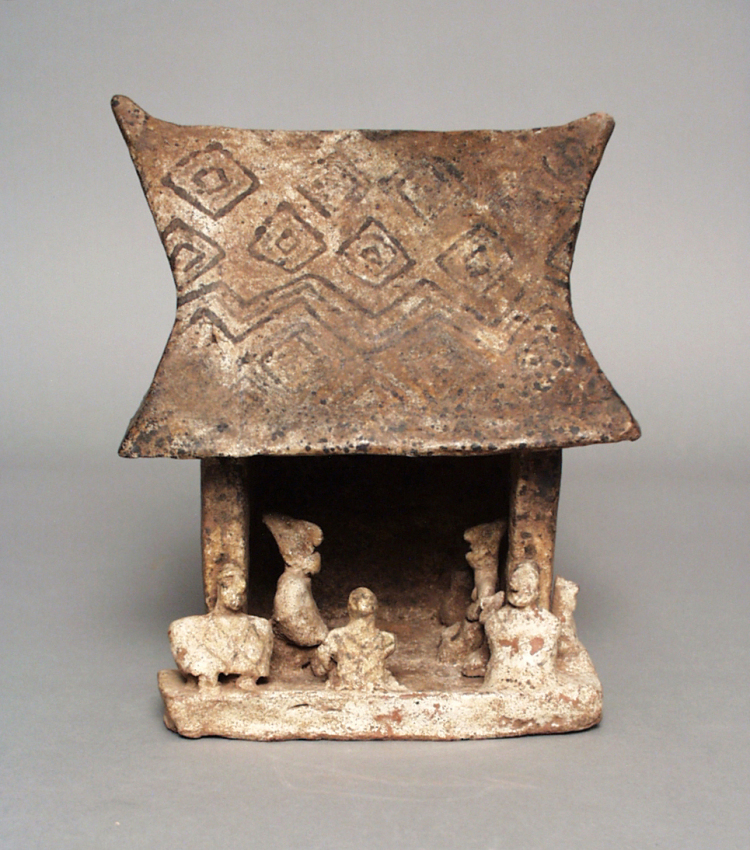
Miniatură de ceramică a unei case, probabil 200 î.Hr., Muzeul de Artă al Comitatului Los Angeles
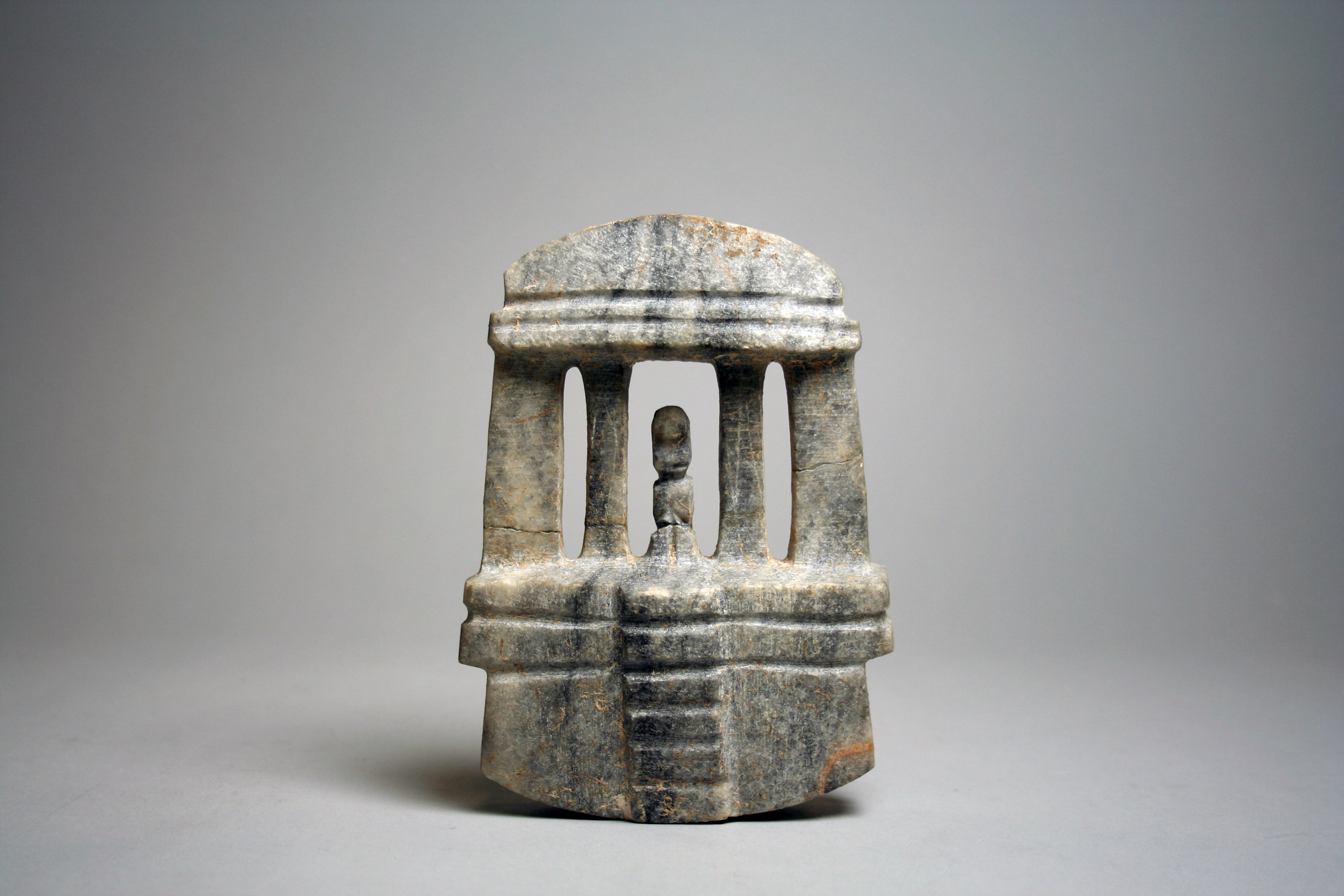
Miniatură mezcala a unui templu cu o figură în centru, secolele I-al VIII-lea, Muzeul Metropolitan de Artă (New York City)
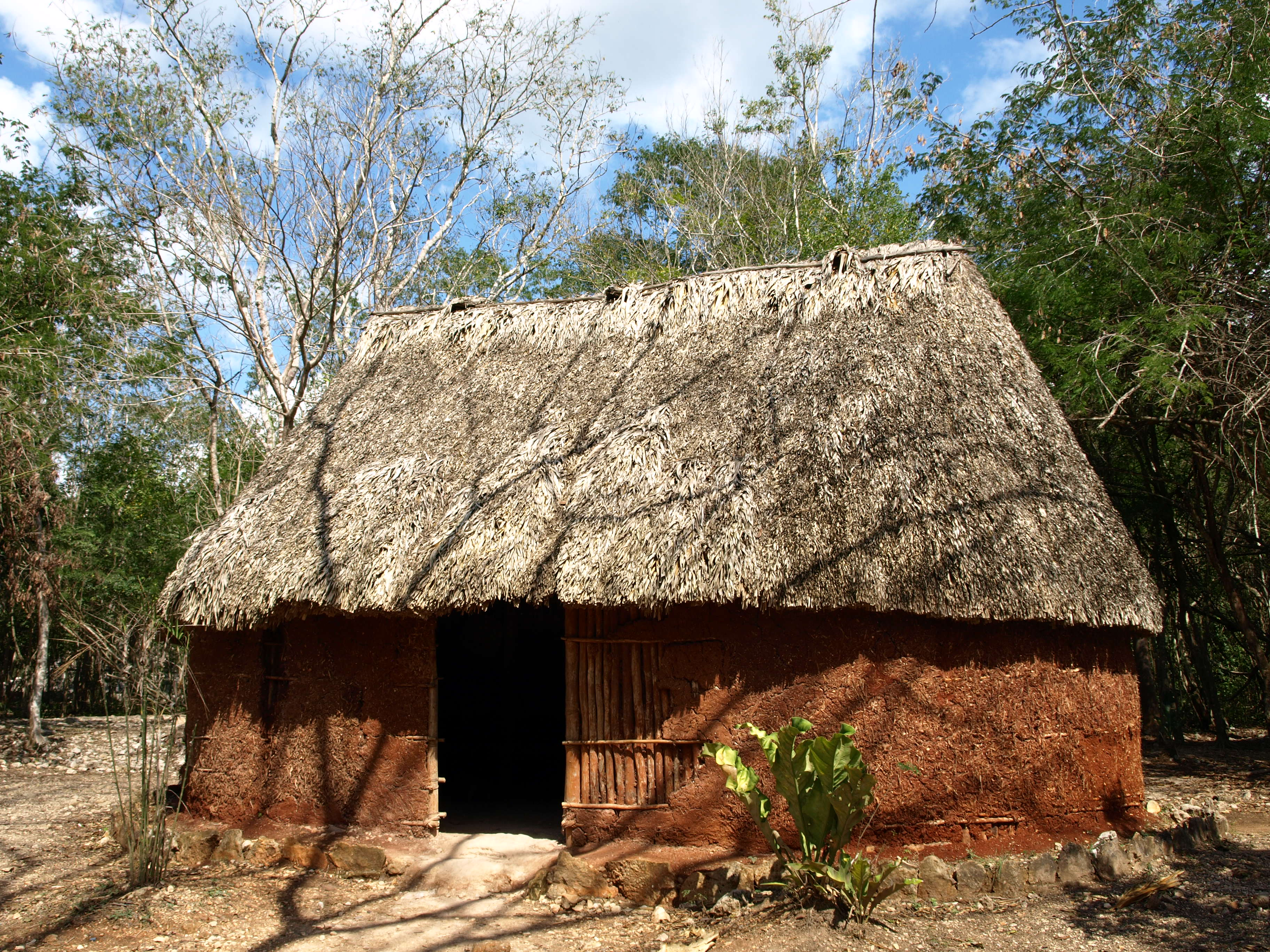
Casă mayașâ tradițională la Chichen Itza (Mexic)
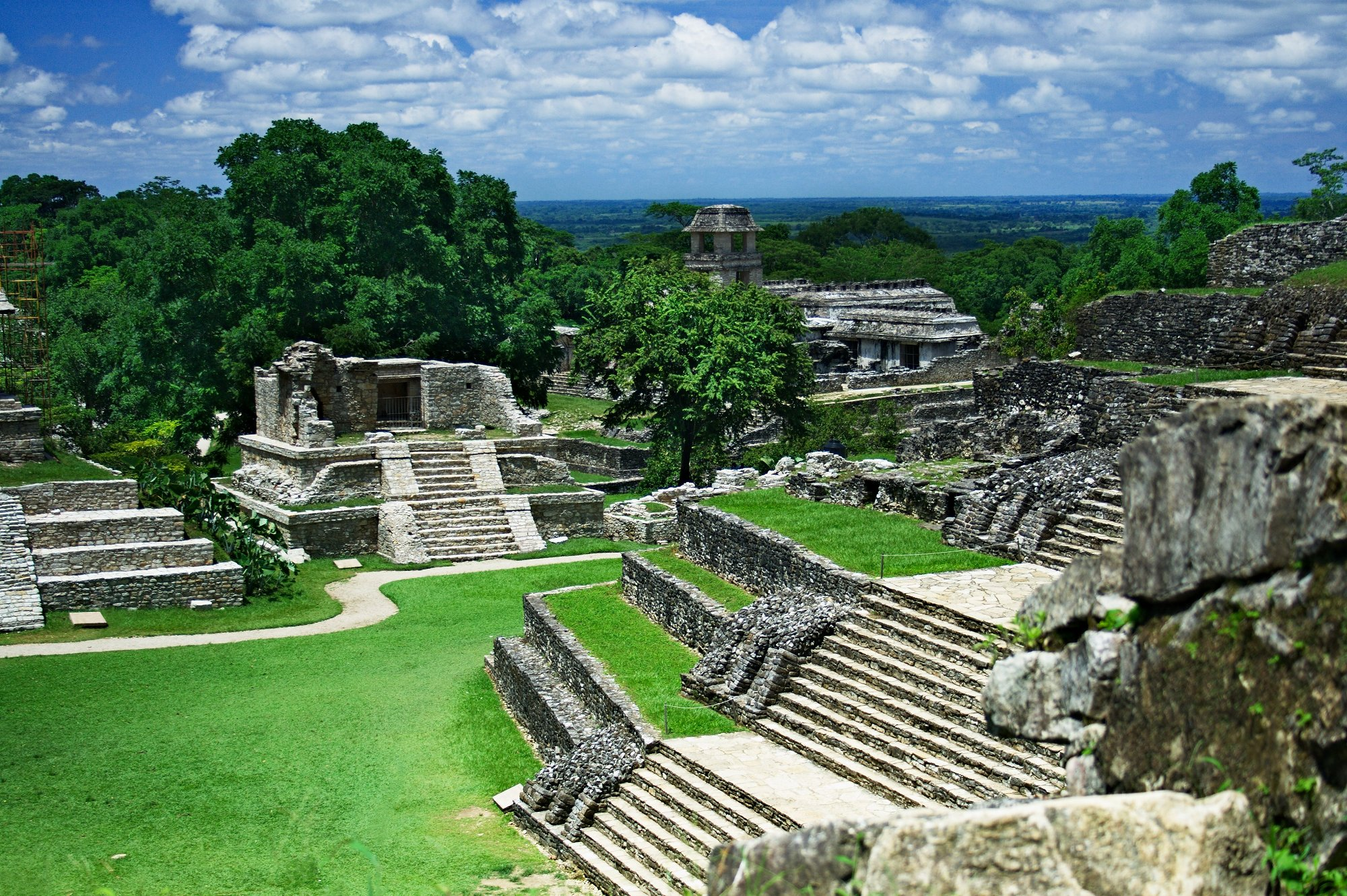
Priveliște cu piața centrală a orașului mayaș Palenque (Chiapas, Mexic)
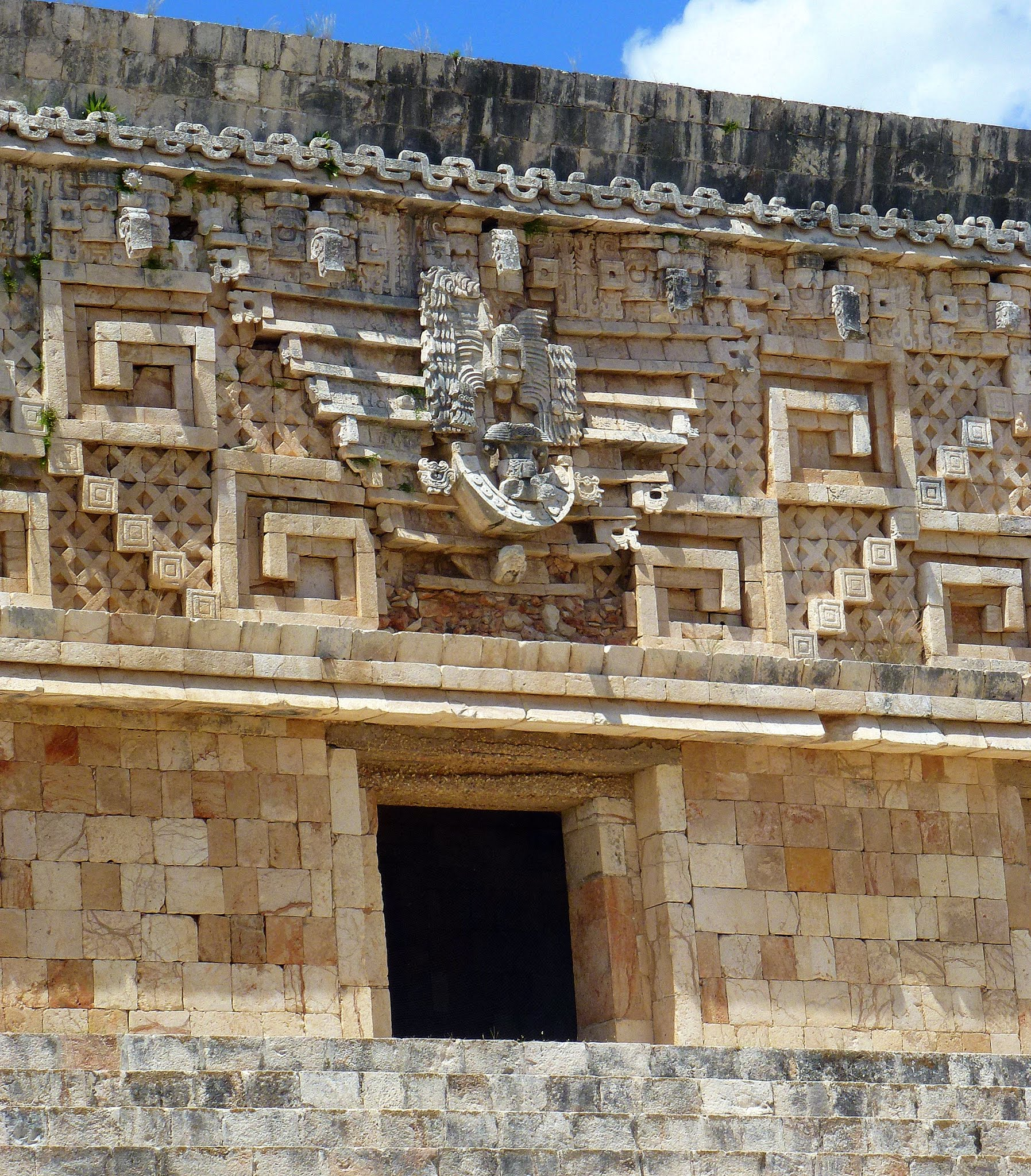
Ornamentare mayașă cu spirale geometrice pe o fațadă a Palatului Guvernatorului (Uxmal, Yucatán)
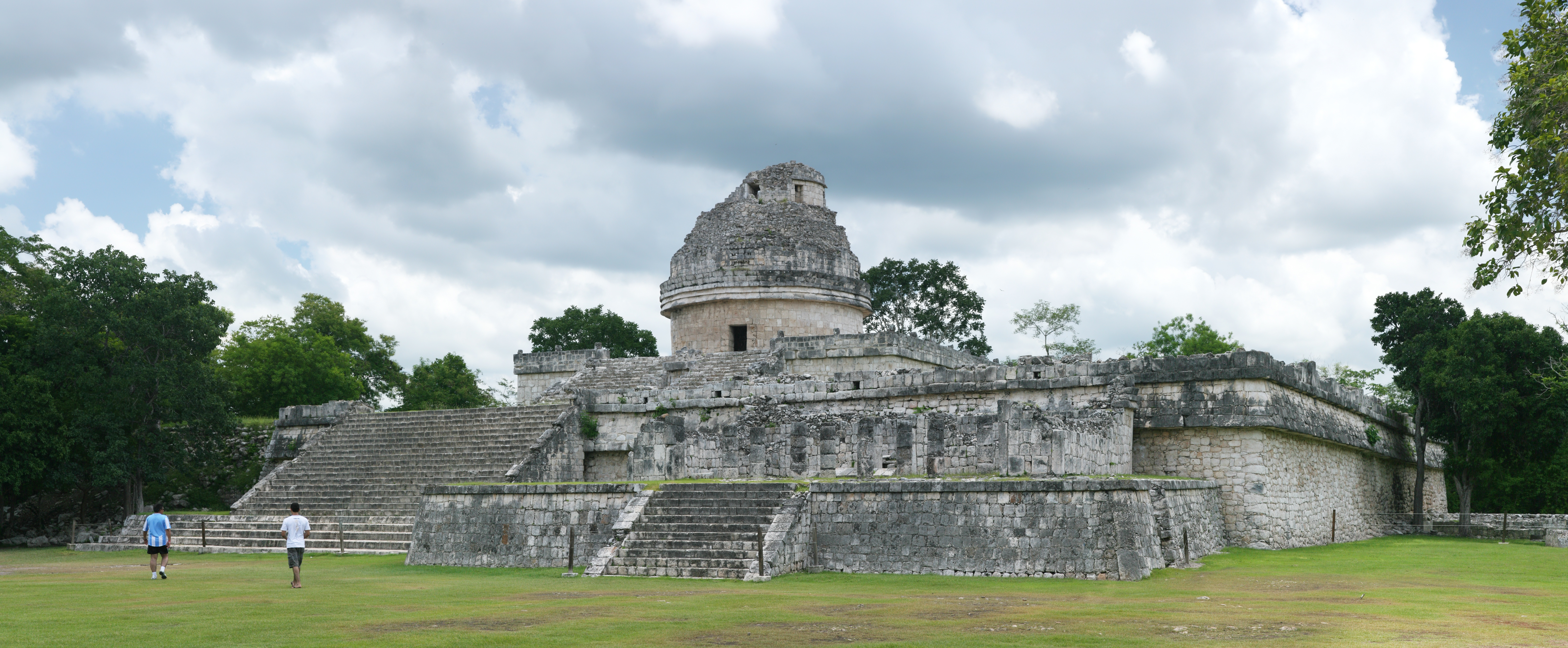
Observatorul mayaș El Caracol (Chichen Itza, Mexic)
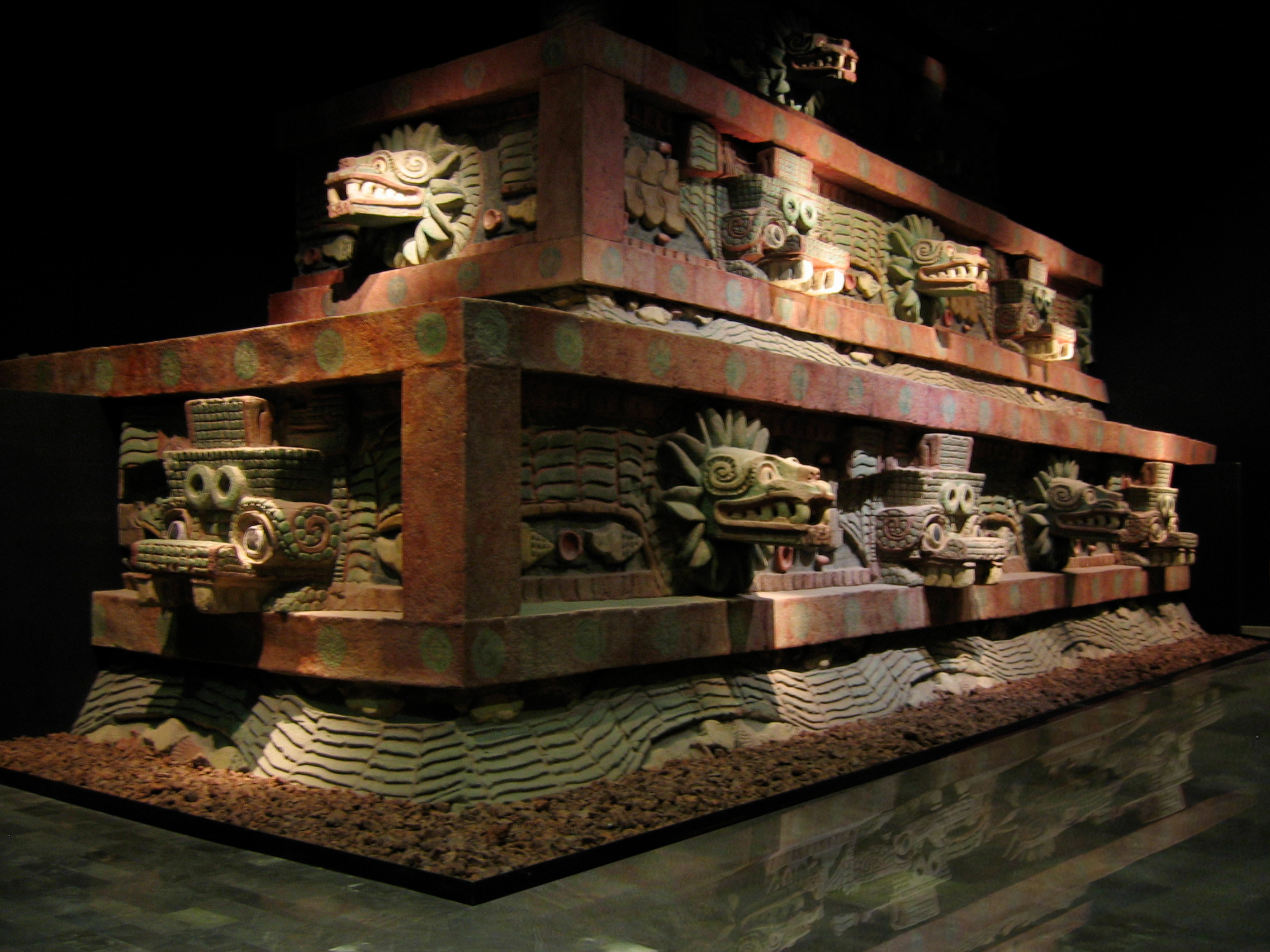
Arhitectură în stilul Teotihuacan cu ornamente cu intarsii de obsidian și scoici
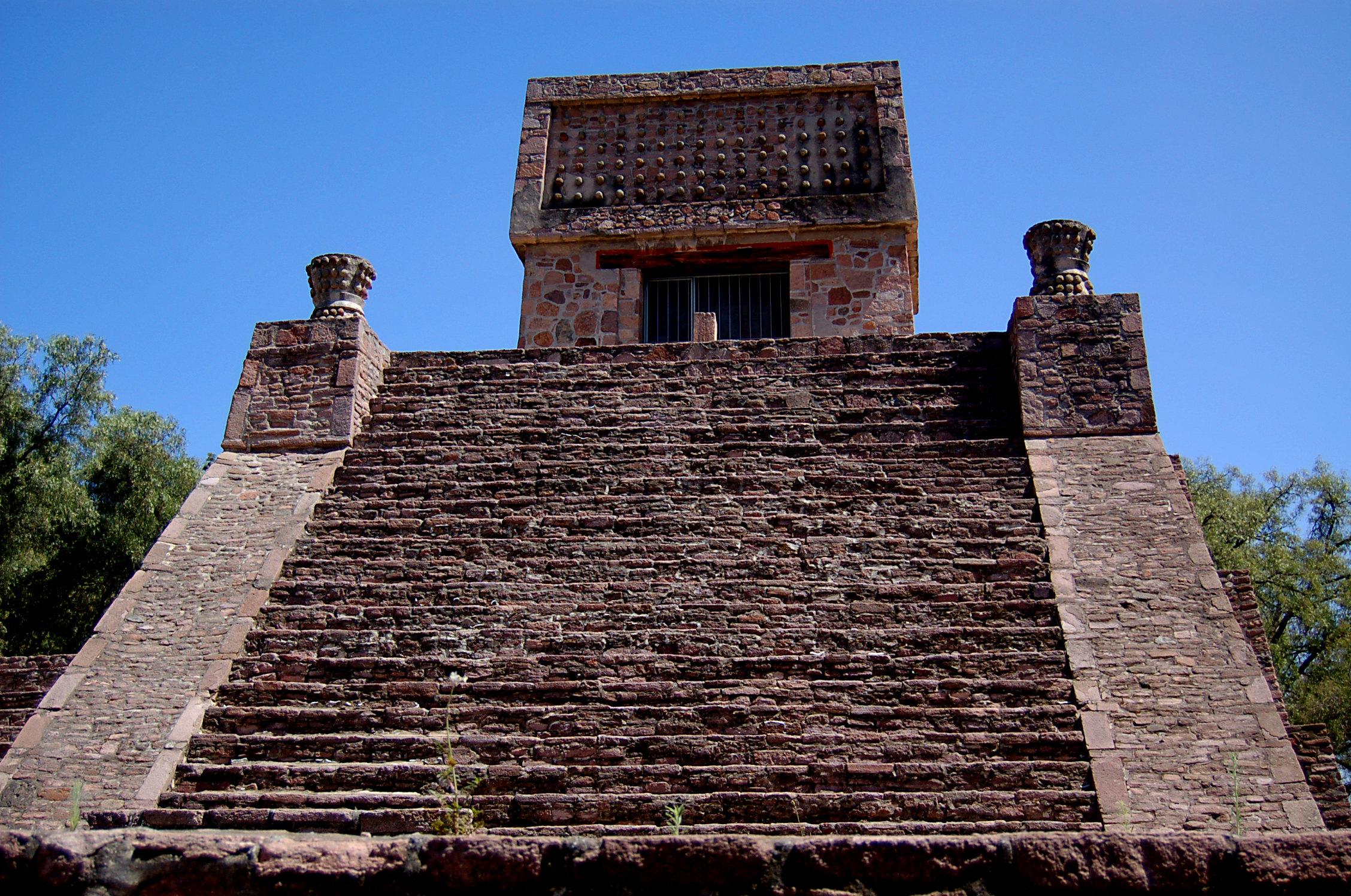
Piramida aztecă de la Santa Cecilia Acatitlan (Mexic)

### Imperiul Inca
Arhitectura incașă constă în realizările majore ale construcțiilor dezvoltate de incași. Incașii au dezvoltat un sistem rutier extins care se întinde pe cea mai mare parte a lungimii vestice a continentului. Podurile cu frânghie incașe ar putea să fie considerate primele poduri suspendate din lume. Deoarece incașii nu foloseau roți (n-ar fi fost practic pentru teren) sau cai, și-au construit drumurile și podurile pentru mersul pe jos sau pentru transporturile de pachete făcute cu lame. O mare parte din arhitectura actuală din fosta capitală incașă Cuzco prezintă influențe atât incașe, cât și spaniole. Faimosul oraș pierdut Machu Picchu e cel mai bun exemplu de arhitectură incașă care a supraviețuit. Un alt sit semnificativ e Ollantaytambo. Incașii erau pricepuți în tăiatul pietrei, și nu folosea mortar.

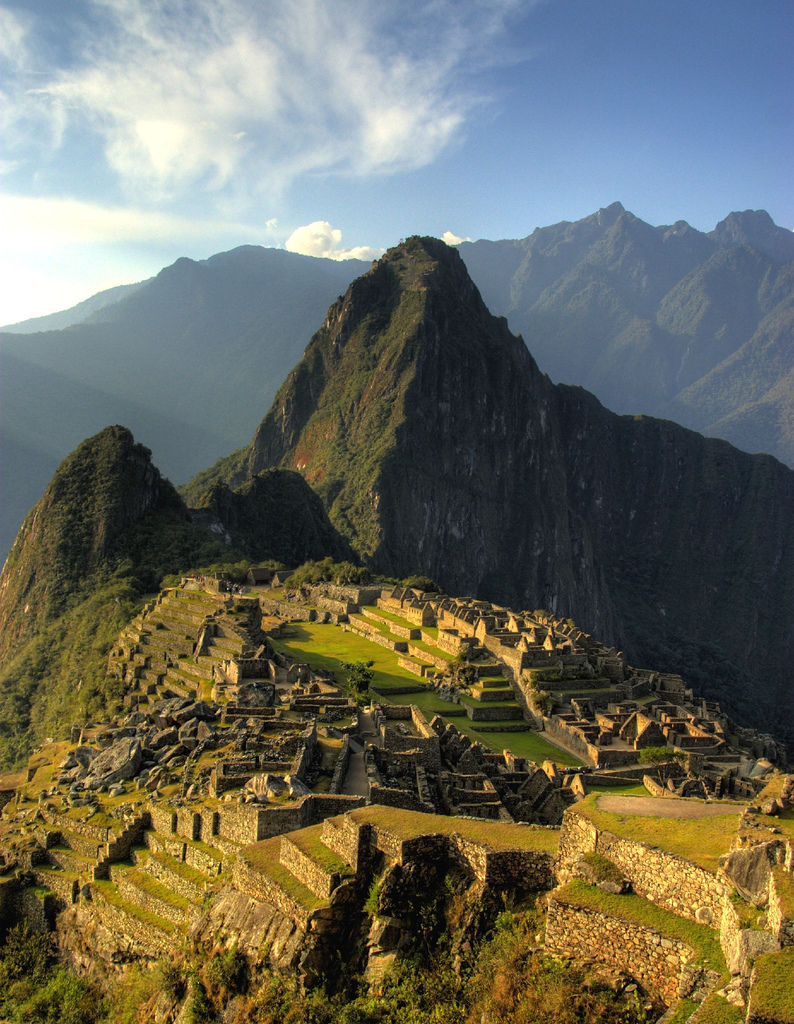
Machu Picchu din Peru, circa 1450 d.Hr.
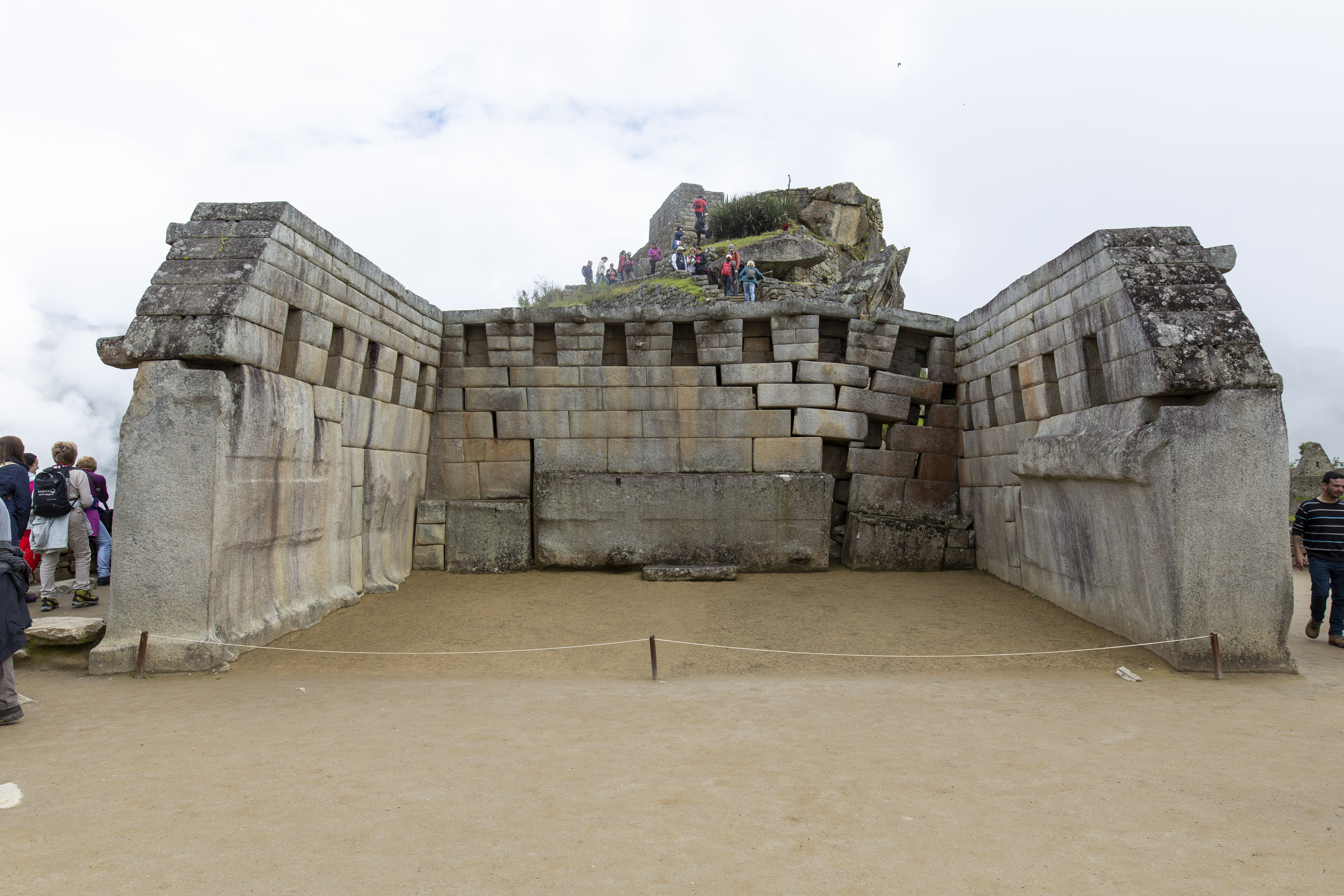
Templul Principal din Machu Picchu
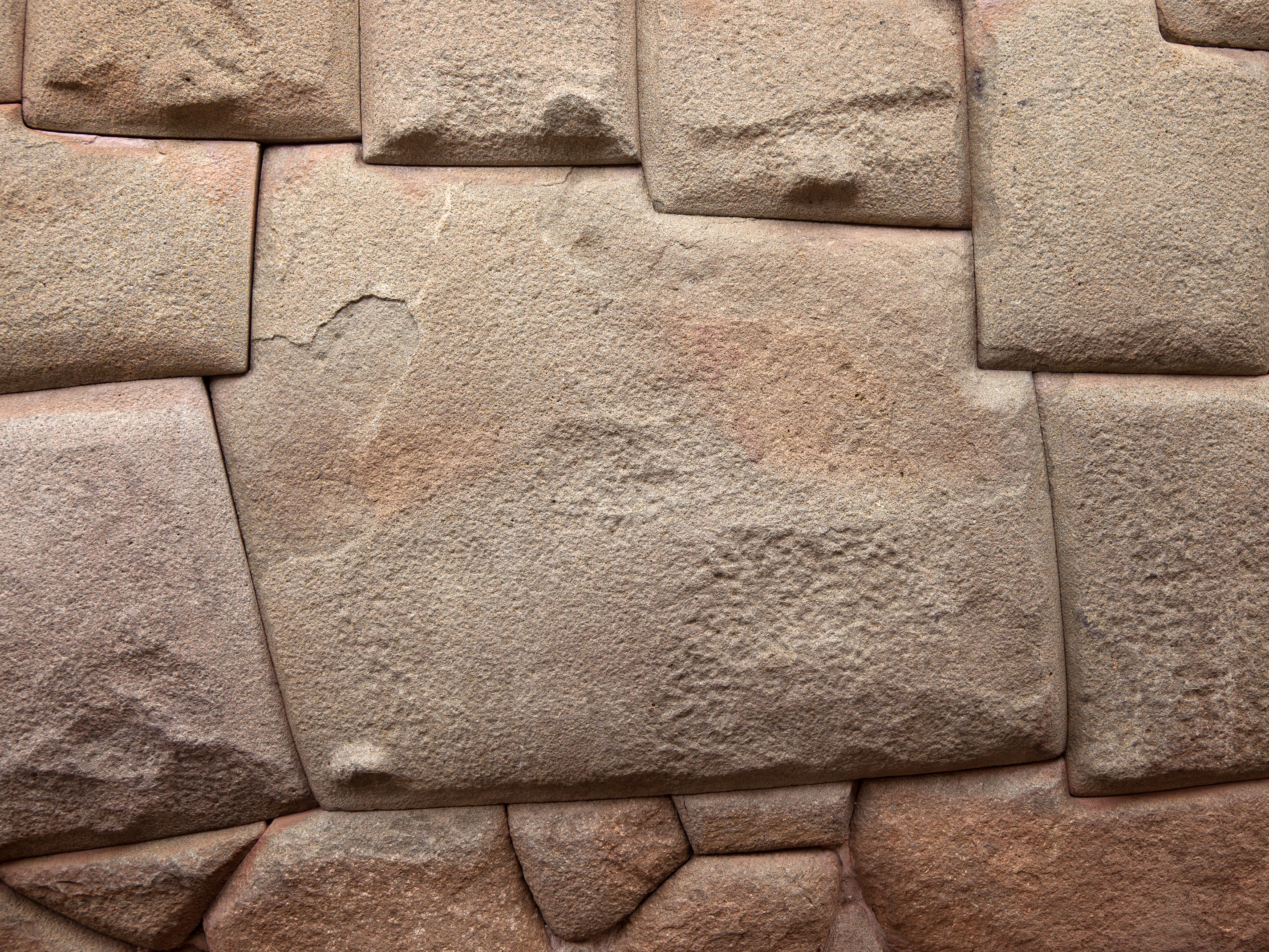
Piatra cu 12 unghiuri, parte a unui zid de piatră al unui palat incaș, și un obiect național de patrimoniu
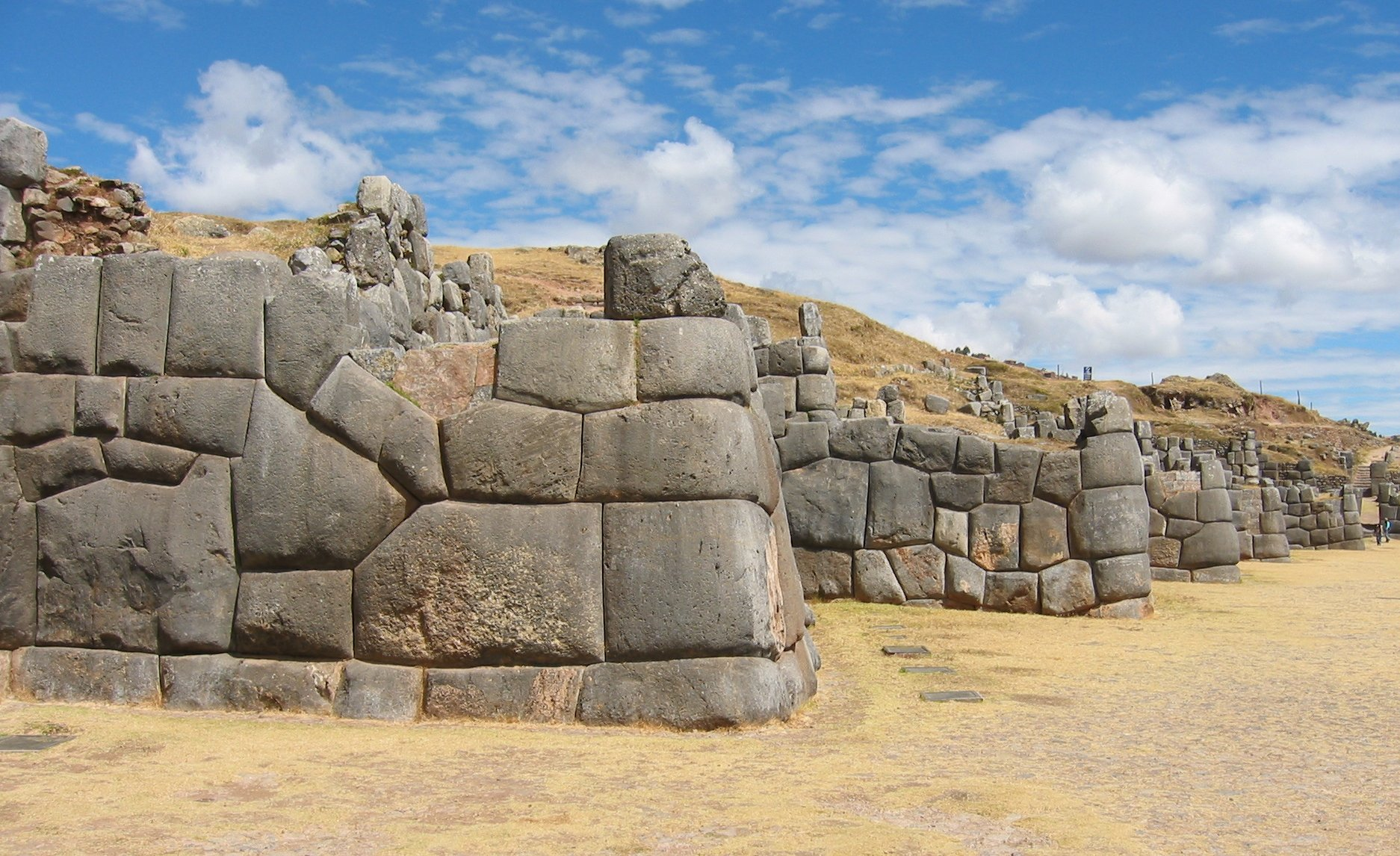
Zidările poligonală la Sacsayhuamán

### America de Nord
În interiorul statelor actuale ale Statelor Unite, Mississippienii și Puebloenii au creat o arhitectură publică substanțială. Cultura Mississippiană se număra printre popoarele care construiesc movile.
Clădirile nonpermanente, care erau deseori unice din punct de vedere arhitectural de la o regiune la alta, continuă să influențeze arhitectura americană astăzi. În rezumatul său, „The World of Textiles”, statul Carolina de Nord, Tushar Ghosh, oferă un exemplu: acoperișul Aeroportului Internațional Denver e o structură care constă într-o țesătură, fiind influențată și/sau seamănă cu cele ale culturilor locale. În scrierea despre Evergreen State College, Lloyd Vaughn enumeră un exemplu de arhitectură nativă foarte diferită, care a influențat și o clădire contemporană: programul de Studii asupra nativilor americani e găzduit într-o casă-vagon modernă derivată din arhitectura precolumbiană a zonei Pacificului de Nord-Vest.

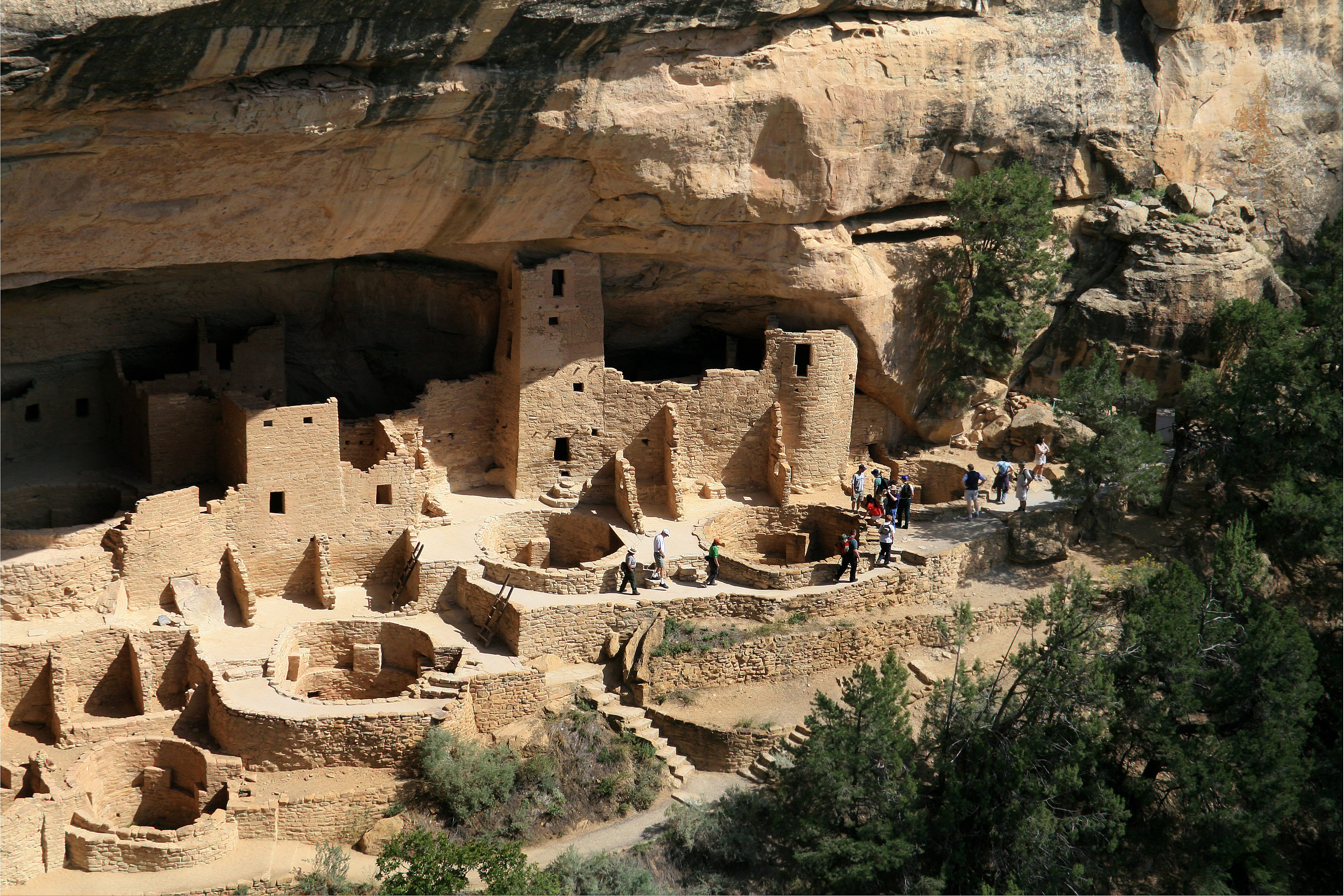
Palatul Cliff din Mesa Verde (Colorado, SUA), creat de Puebloenii Ancestrali
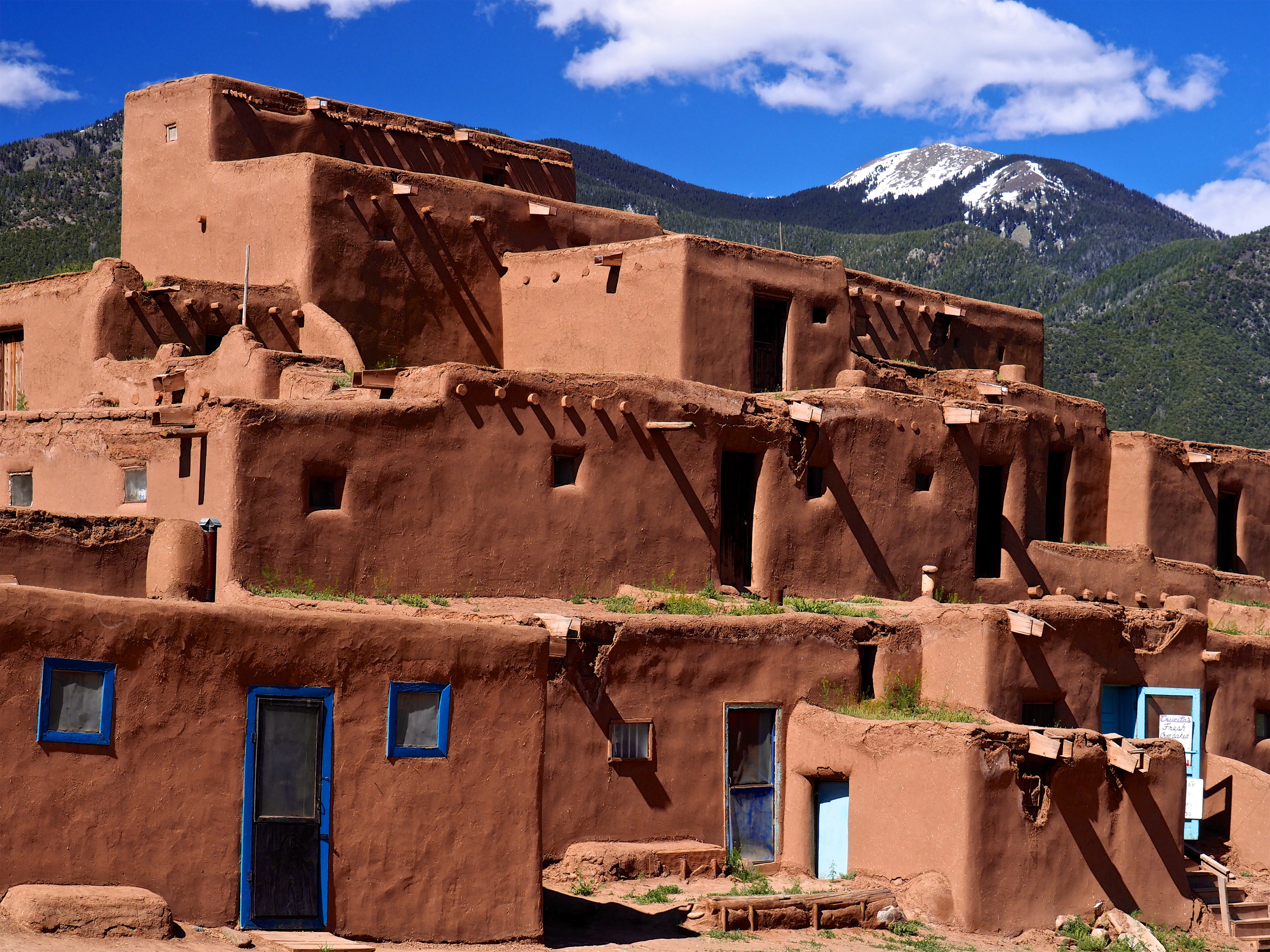
Taos Pueblo (New Mexico, USA), un exemplu de arhitectură puebloana
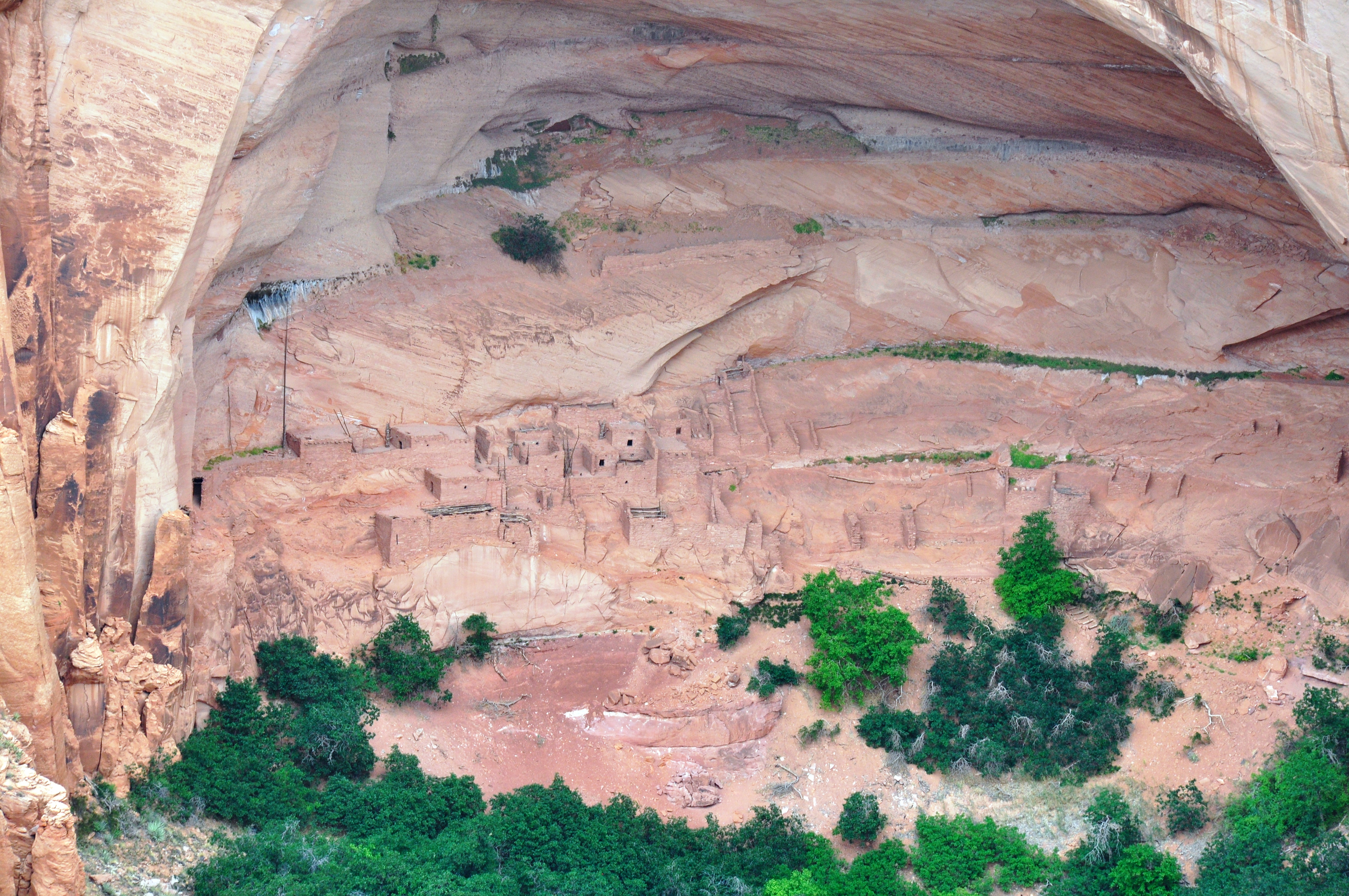
Monumentul Național Navajo (nordul Arizonei, SUA)
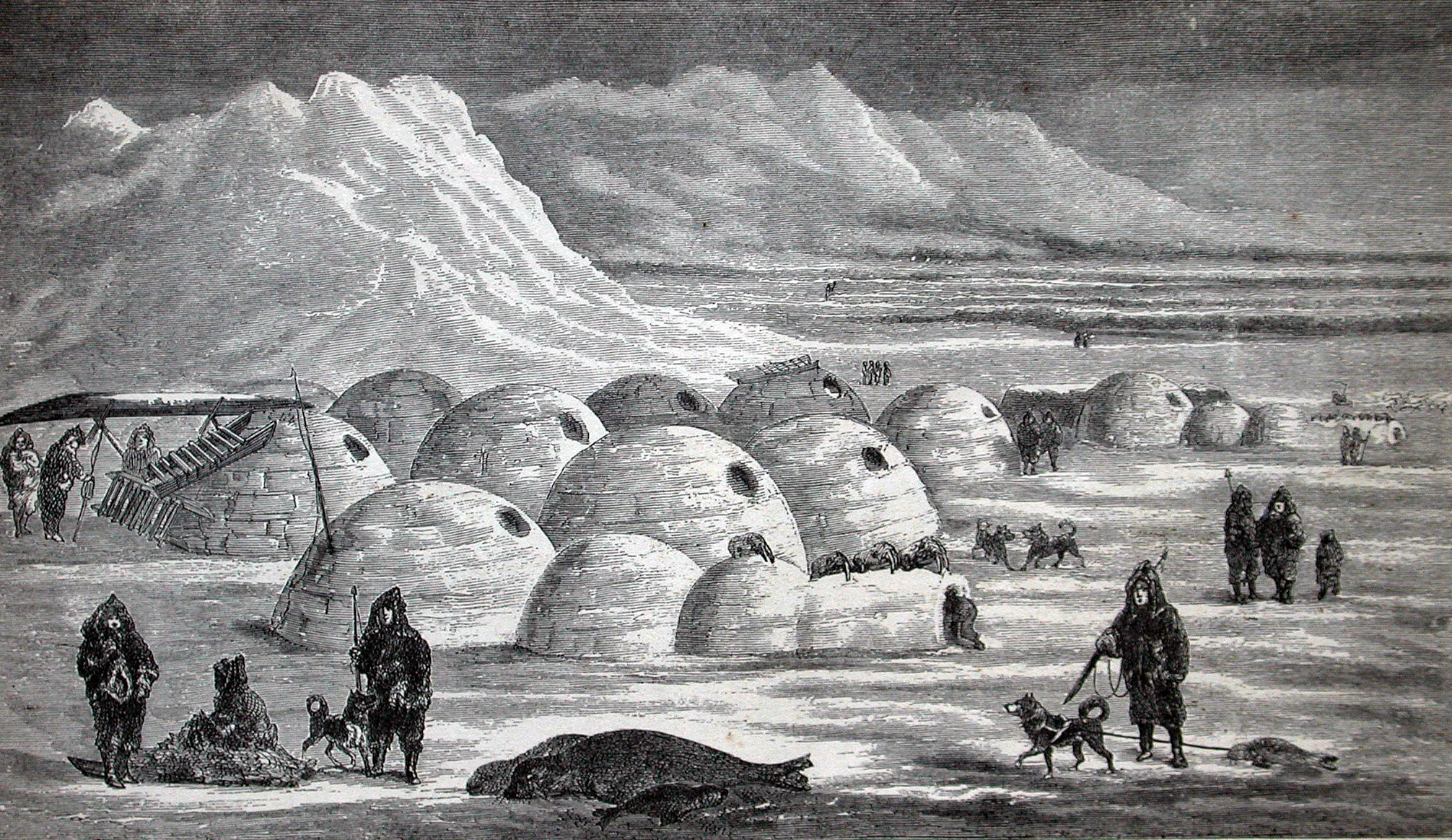
O ilustrație dintr-o carte a unui sat inuit, Oopungnewing, aproape de Golful Frobisher pe Insula Baffin (Canada), la mijlocul secolului al XIX-lea

## Asia

### India

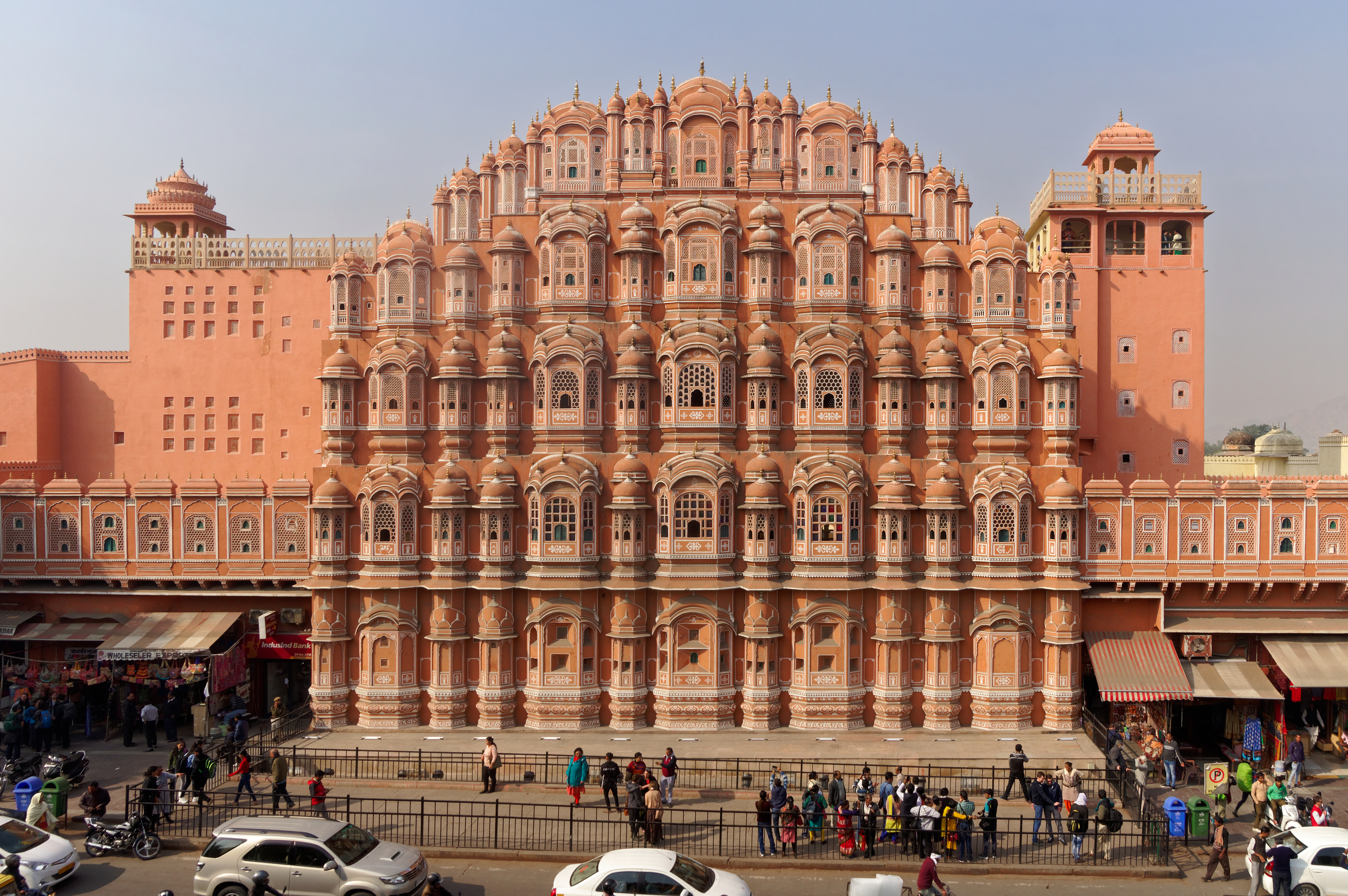
Hawa Mahal (Jaipur, India), 1799

Arhitectura indiană cuprinde o mare varietate de structuri răspândite geografic și istoric și a fost transformată de istoria subcontinentului indian. Rezultatul e o gamă în continuă evoluție a producerii de arhitectură care, chiar dacă dificil de identificat într-un singur stil reprezentativ, păstrează totuși o anumită continuitate de-a lungul istoriei. Diversitatea culturii indiene este reprezentată în arhitectura sa. E un amestec de tradiții native vechi și variate, cu tipuri de construcții, forme și tehnologii din Asia de Vest și Centrală, precum și din Europa. Stilurile arhitecturale variază de la arhitectura templelor hinduse la arhitectura islamică, până la arhitectura clasică occidentală și arhitectura modernă și cea postmodernă.
Civilizația urbană a Indiei a trăit inițial în Mohenjo-daro și Harappa, acum în Pakistan. De atunci, arhitectura indiană și ingineria civilă au continuat să se dezvolte, manifestându-se în temple, palate și forturi din Subcontinentul Indian și din regiunile învecinate. Arhitectura și ingineria civilă erau cunoscute sub numele de sthapatya-kala, la propriu „arta de a construi”.
Arhitectura indiană tăiată în stâncă oferă cele mai vechi supraviețuiri complete ale templelor budiste, jainiste și hinduse. Templele din Aihole și Pattadakal sunt exemple binecunoscute timpurii de arhitectură templelor hinduse, când templul și-a luat forma finală. Acest lucru a fost mai mult sau mai puțin stabilit în Sulbasutras, apendicele Vedelor care oferă reguli pentru construirea altarelor, cu cerințe geometrice și rituale detaliate. „Cuprindeau o mulțime de cunoștințe geometrice, dar matematica era dezvoltată, nu de dragul ei, ci pur în scopuri religioase practice.” Cu toate acestea, există o mare varietate în detaliile și decorarea stilurilor în funcție de regiuni și perioade, de exemplu în arhitectura Hoysala, arhitectura Vijayanagara și în arhitectura occidentală Chalukya.
În timpul Imperiului Mauryan și al Imperiului Kușan, arhitectura indiană și ingineria civilă au ajuns în regiuni ca Belucistan și Afganistan. Statuile lui Buddha au fost sculptate, acoperind stânci întregi de munți, cum e cazul lui Ansamblul de la Bamian (Afganistan). De-a lungul unei perioade de timp, artă indiană antică a construirii s-a amestecat cu stilurile grecești și s-a răspândit în Asia Centrală.
Conducerea Sultanatului din Delhi, a Sultanatelor din Deccan și a Imperiului Mogul a dus la dezvoltarea arhitecturii indoislamice, un stil care combina influențele islamice cu stilurile tradiționale indiene.
În timpul Indiei Britanică, s-a dezvoltat un nou stil arhitectural cunoscut ca arhitectura indosarazină, care a încorporat diferite grade de elemente indiene în stilul britanic. Bisericile și mănăstirile din Goa sunt făcute în stilul arhitectural baroc indian sub orientarea celor mai eminenți arhitecți ai vremii. E un prim exemplu de îmbinare a stilurilor tradiționale indiene cu stilurile arhitecturale europene occidentale.

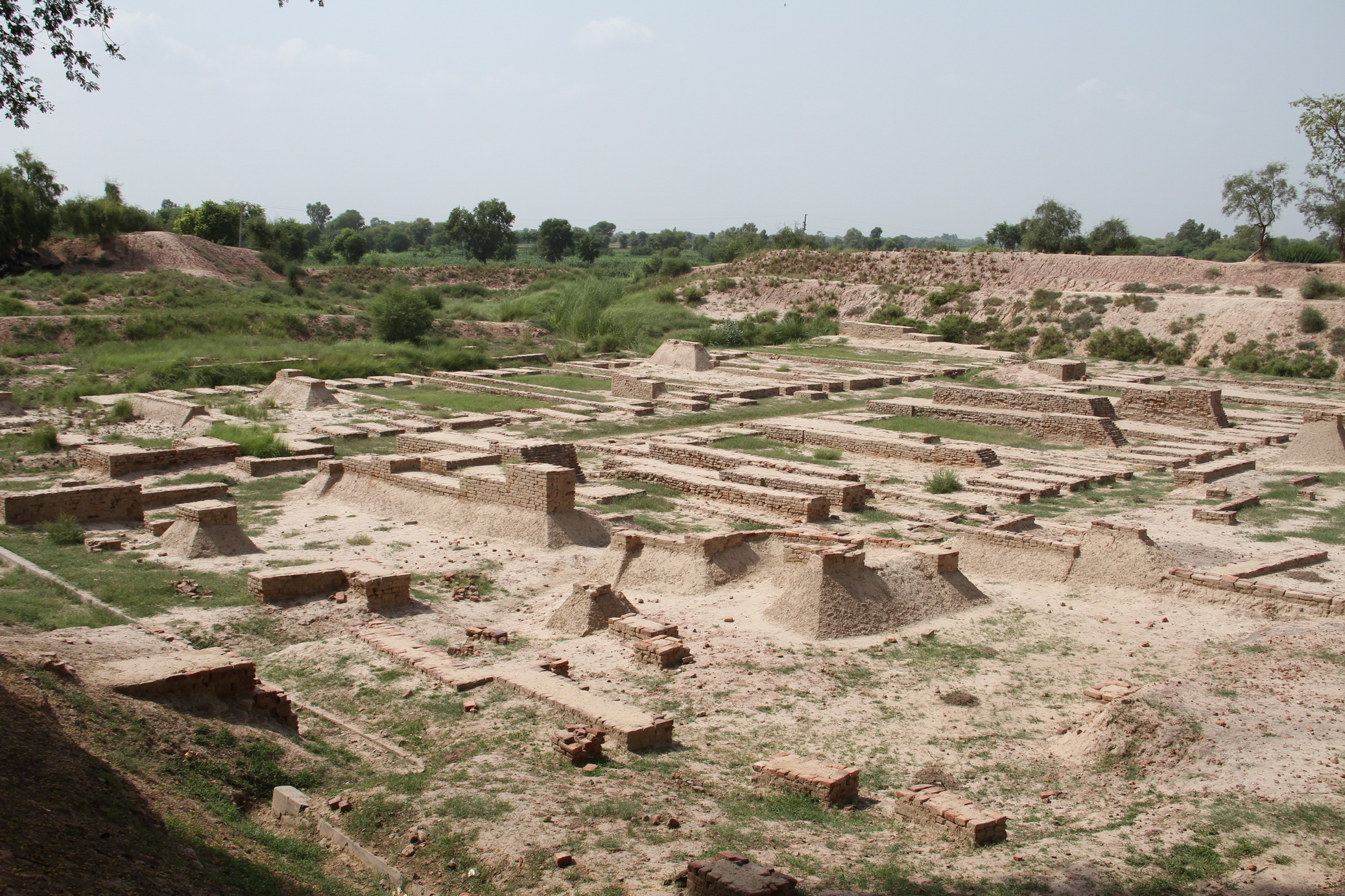
Ruinele de la Harappa (Punjab, actualul Pakistan), o așezare antică Civilizației de pe Valea Indului, circa 2550 î.Hr.
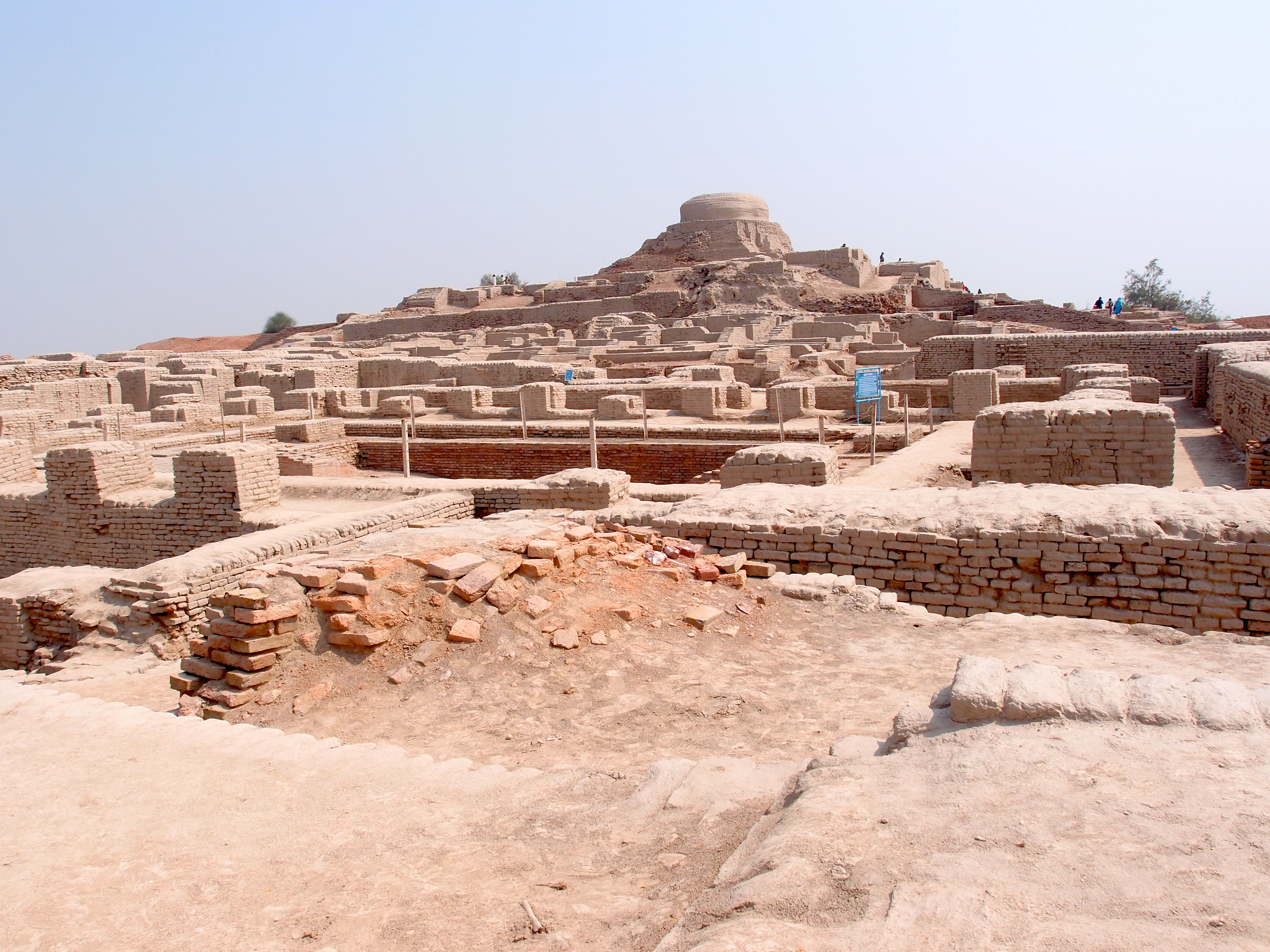
Ruinele de la Mohenjo-daro (Sindh, Pakistan), una dintre cele mai mari așezări a Civilizației de pe Valea Indului, circa 1700 î.Hr.
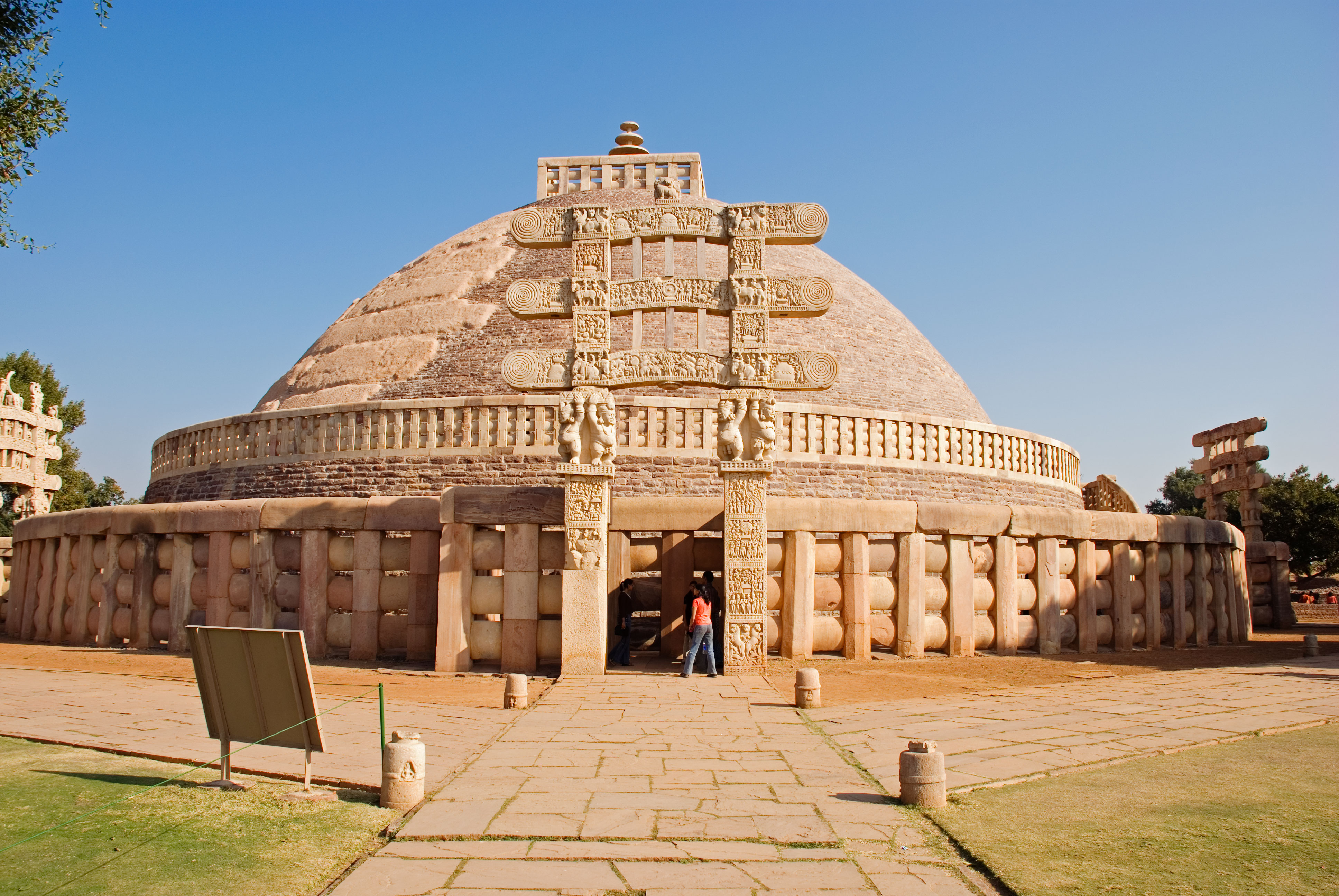
Marea Stupa din Sanchi (Madhya Pradesh, India), secolul al II-lea î.Hr.
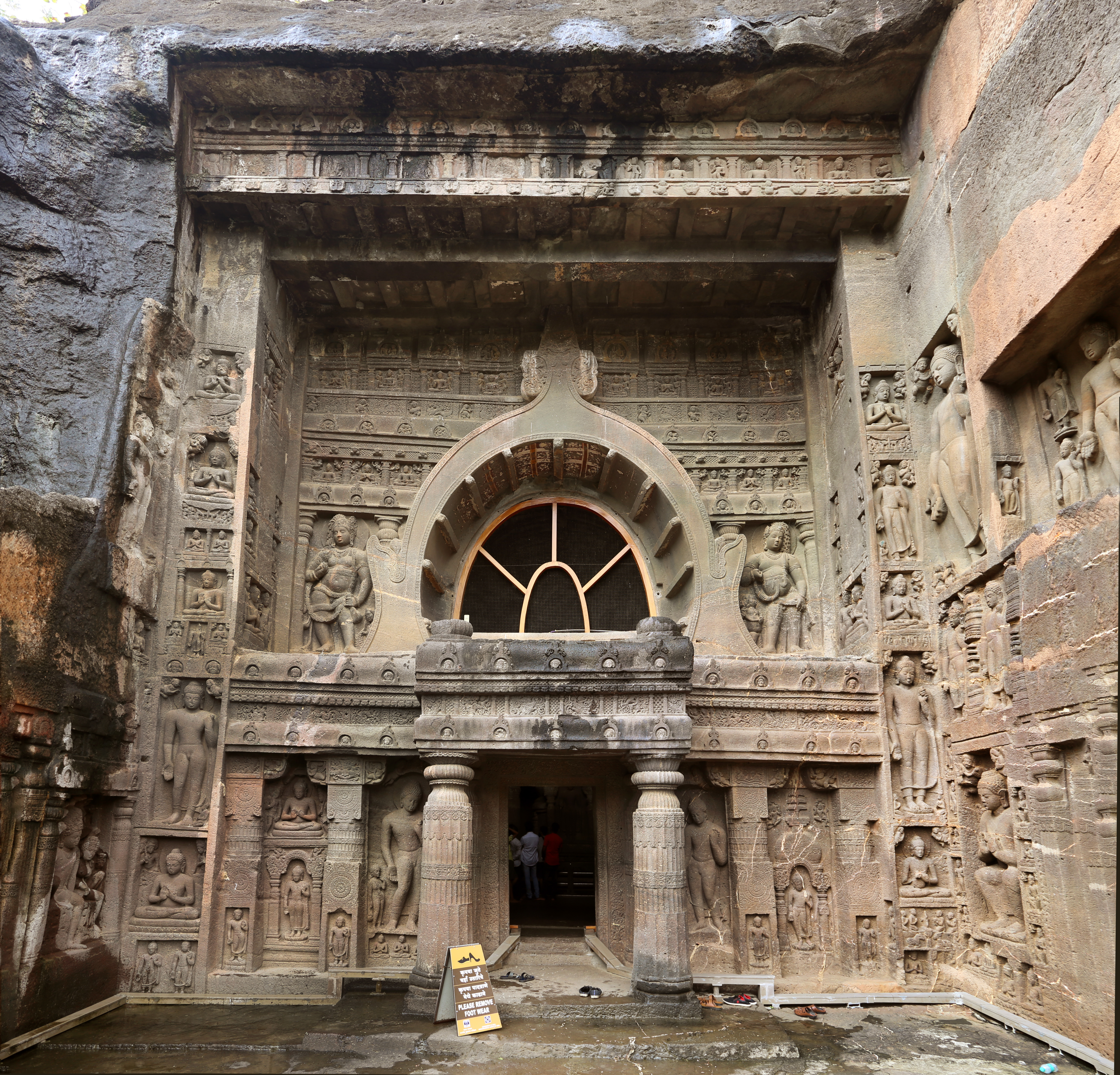
Peștera 19 a Pașterilor Ajanta (Maharashtra, India), o sală de tipul chaitya din secolul al V-lea d.Hr.
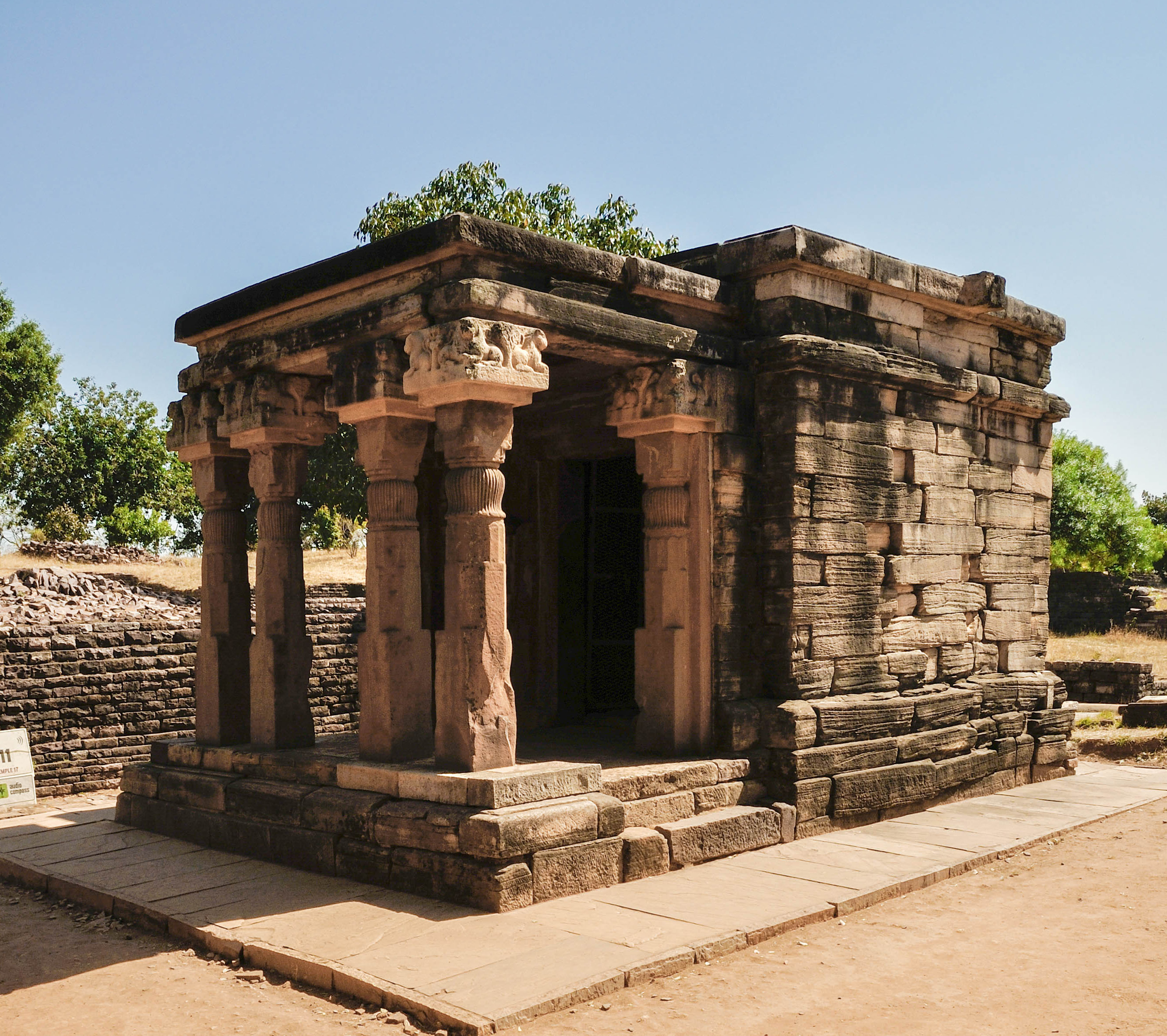
Templul Sanchi 17, secolul al III-lea-550
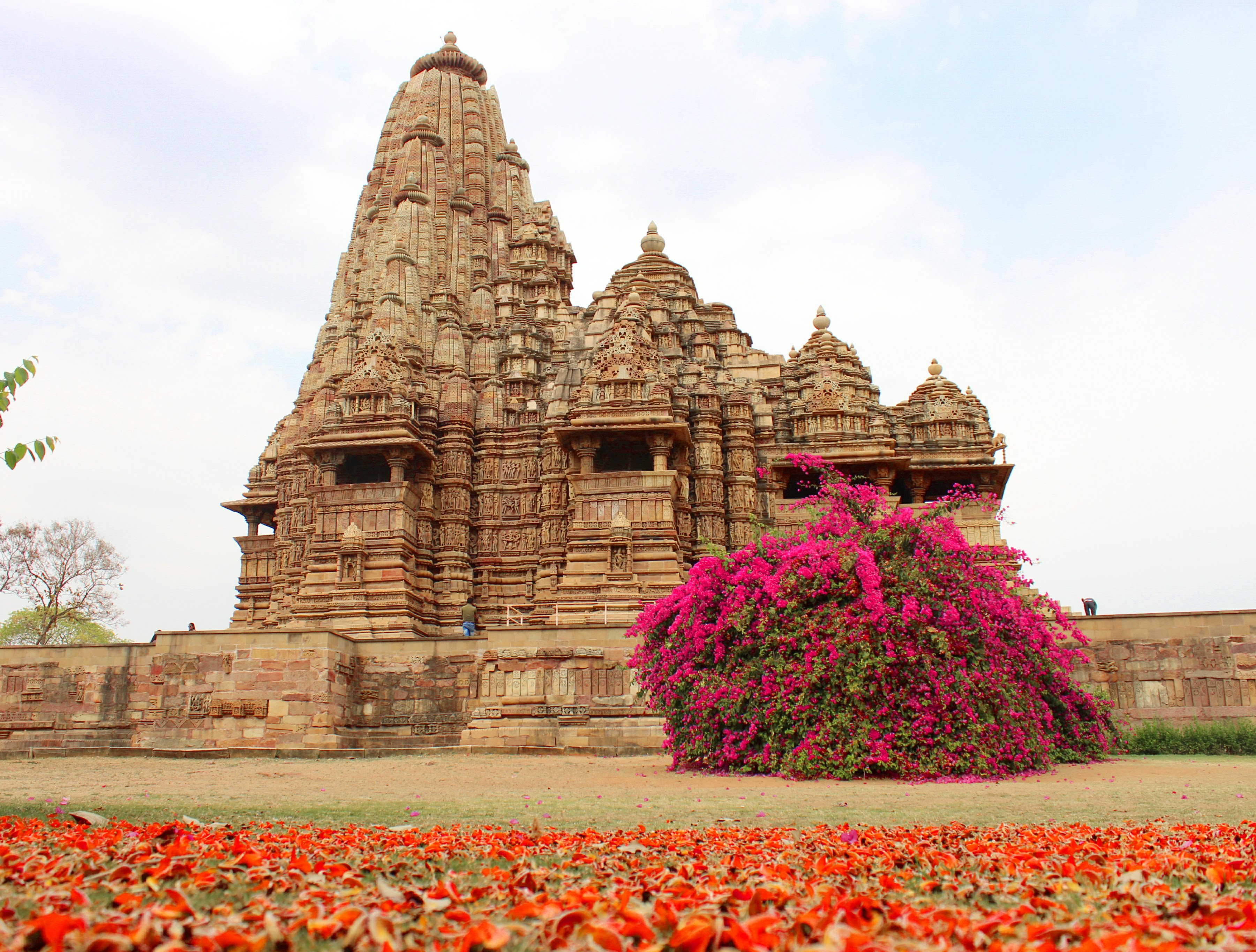
Templul Kandariya Mahadeva (Khajuraho, Madhya Pradesh, India), circa 1030
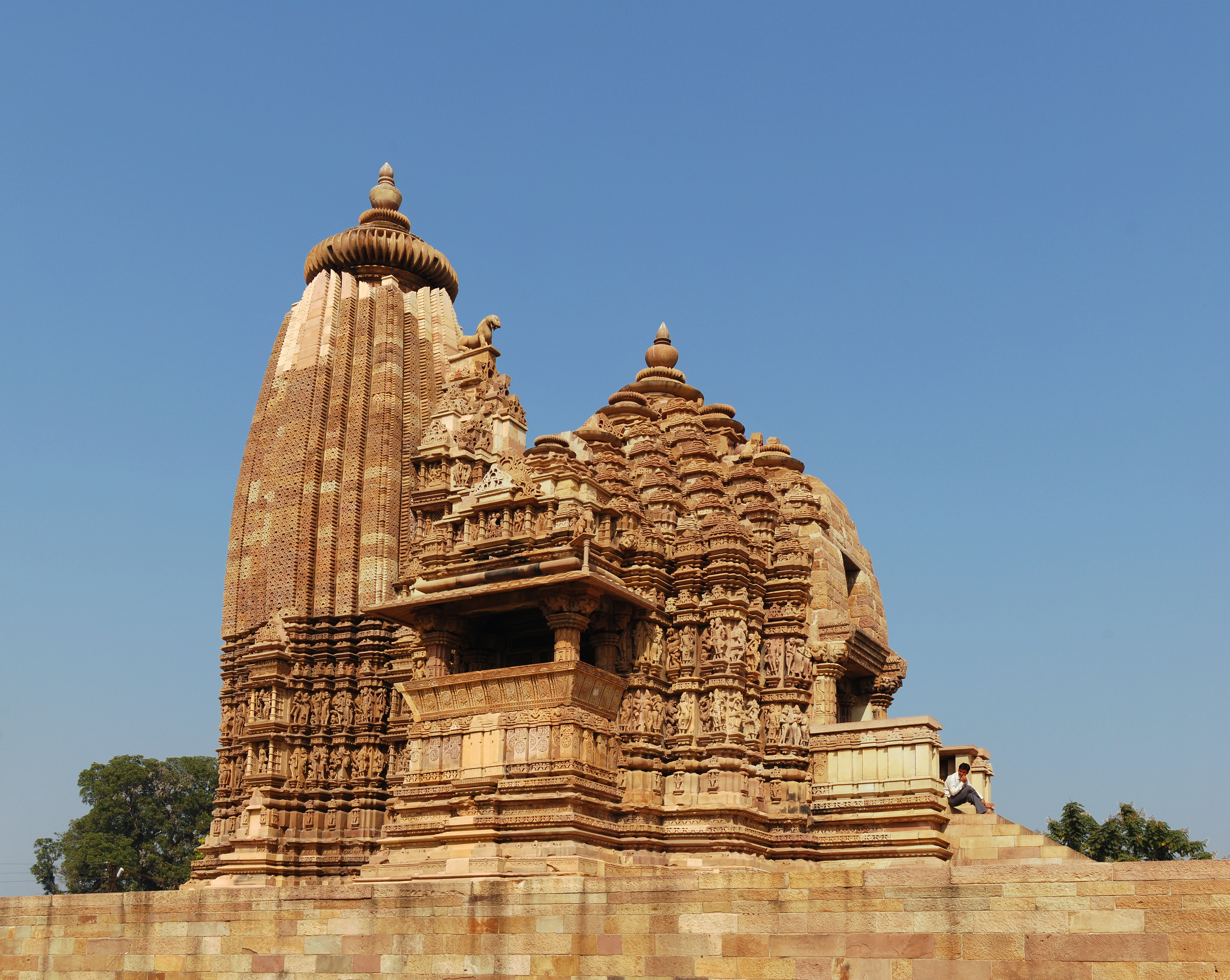
Templul Vamana (Khajuraho), mijlocul secolului al XI-lea
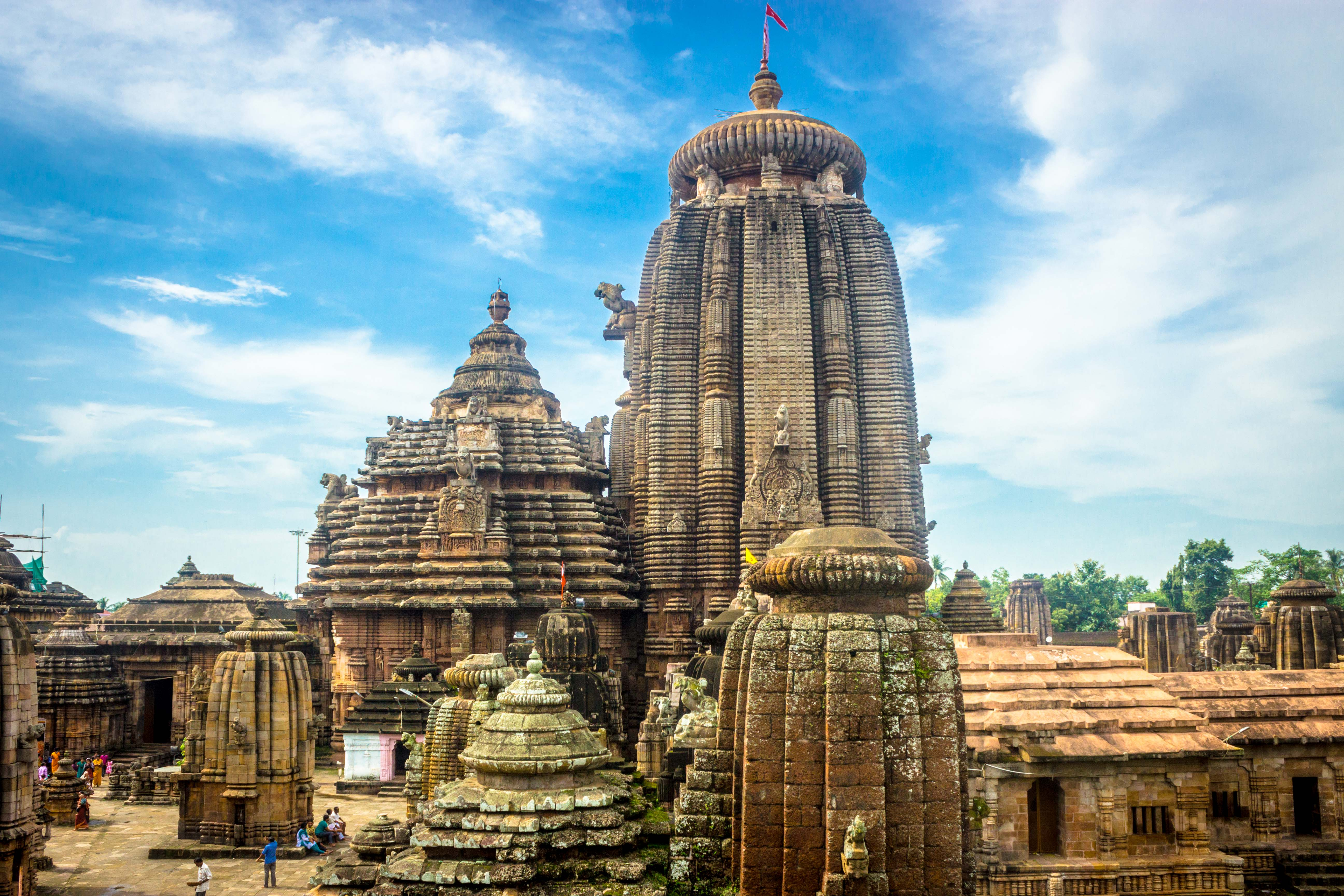
Templul Lingaraja (Bhubaneswar, Orissa, India), circa 1060
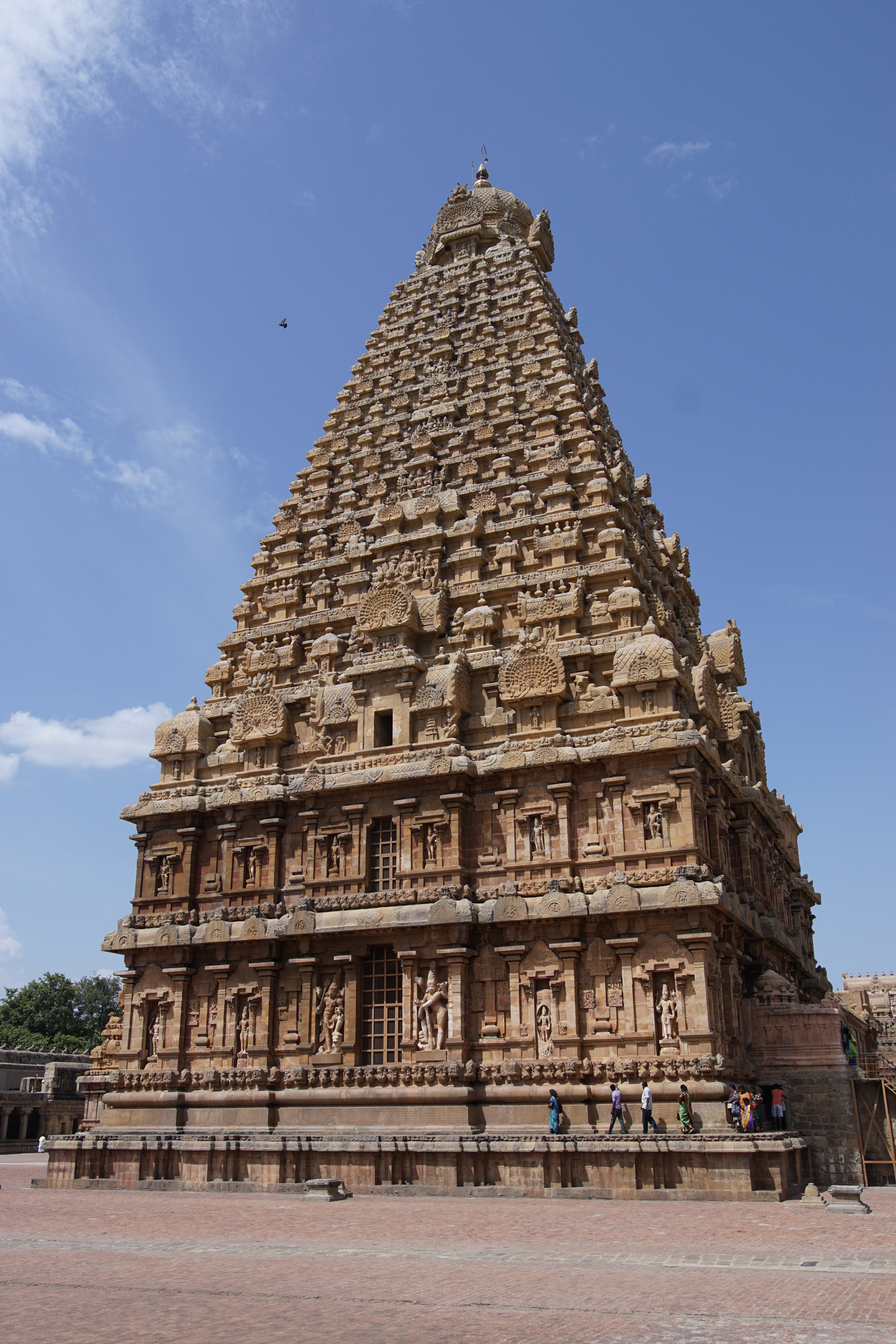
Templul Brihadisvara (Thanjavur, Tamil Nadu, India)
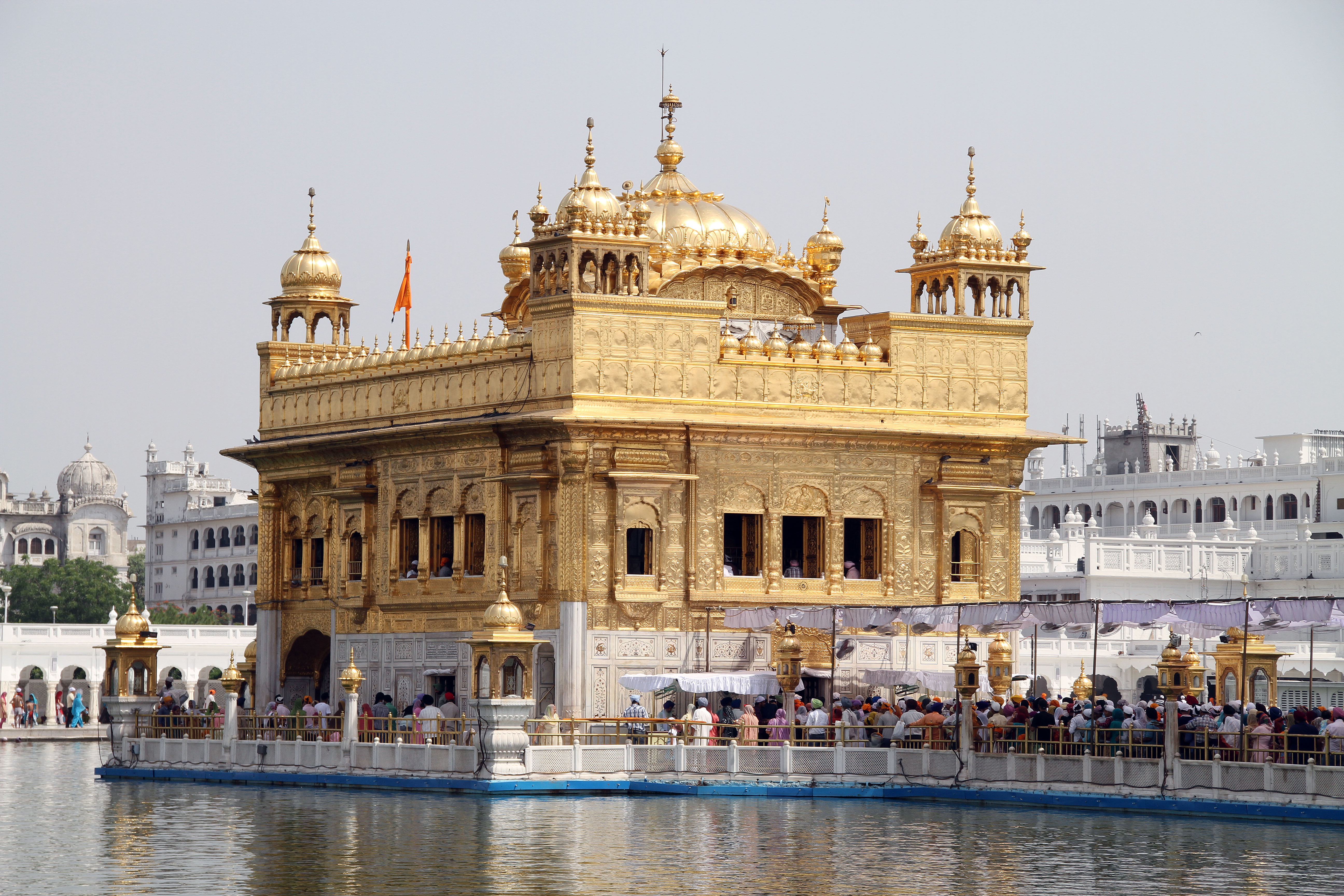
Templul de Aur (Amritsar, Punjab, India), 1581-1589
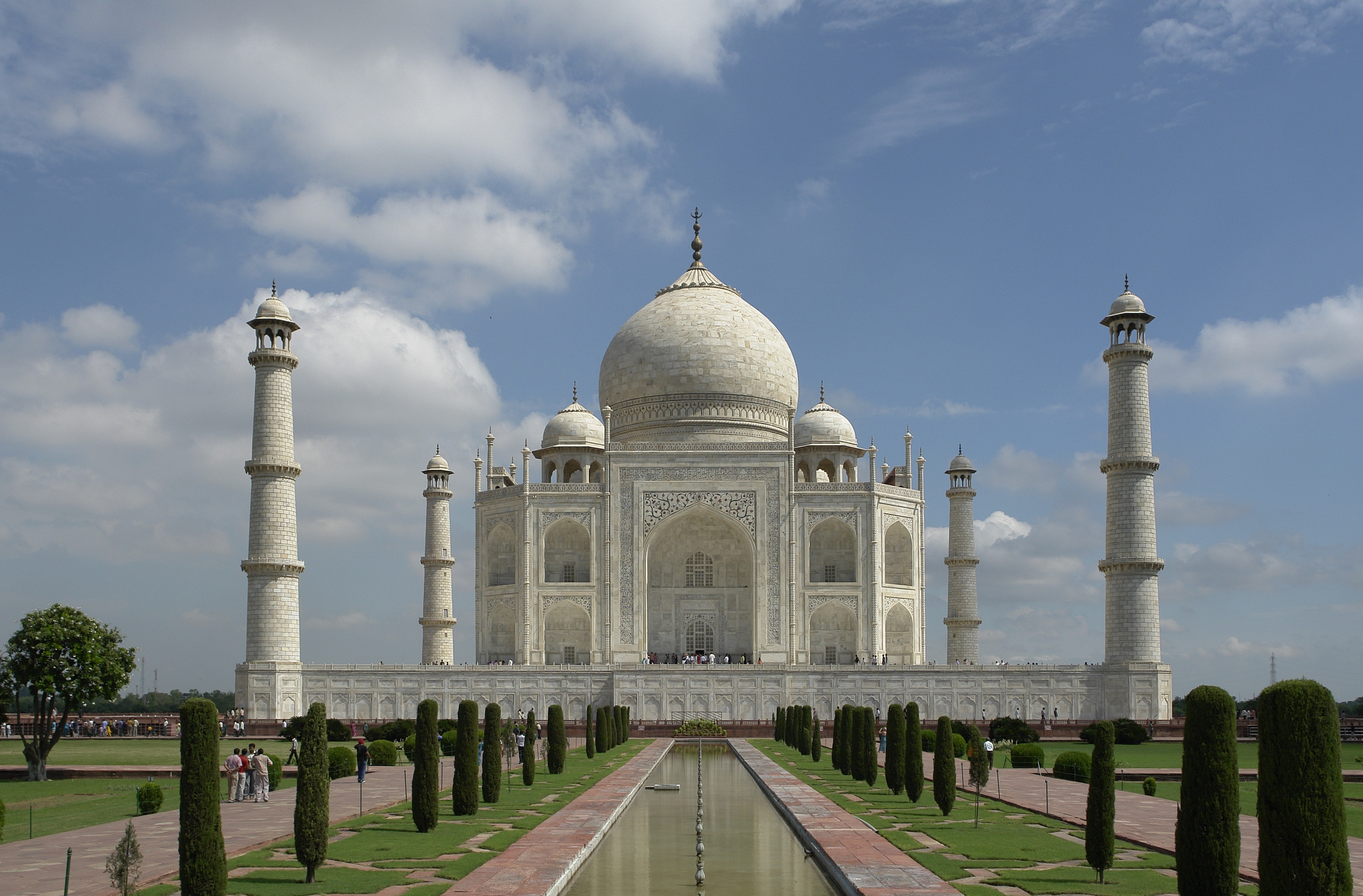
Taj Mahalul (Agra, India), cel mai cunoscut exemplu de arhitectură mogulă, circa 1649
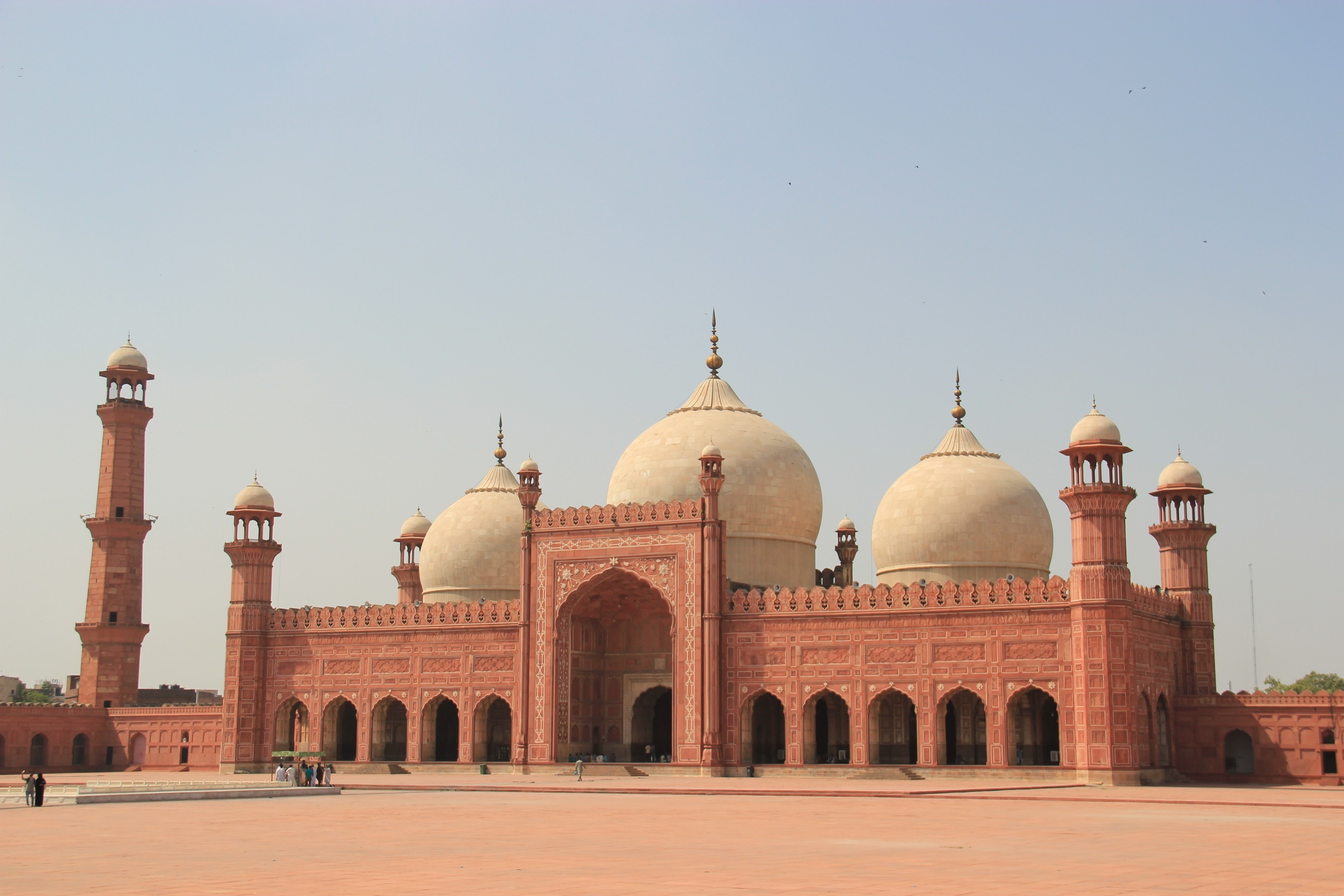
Moscheea Badshahi (Punjab, Pakistan), un alt exemplu de arhitectură mogulă, 1673

### China

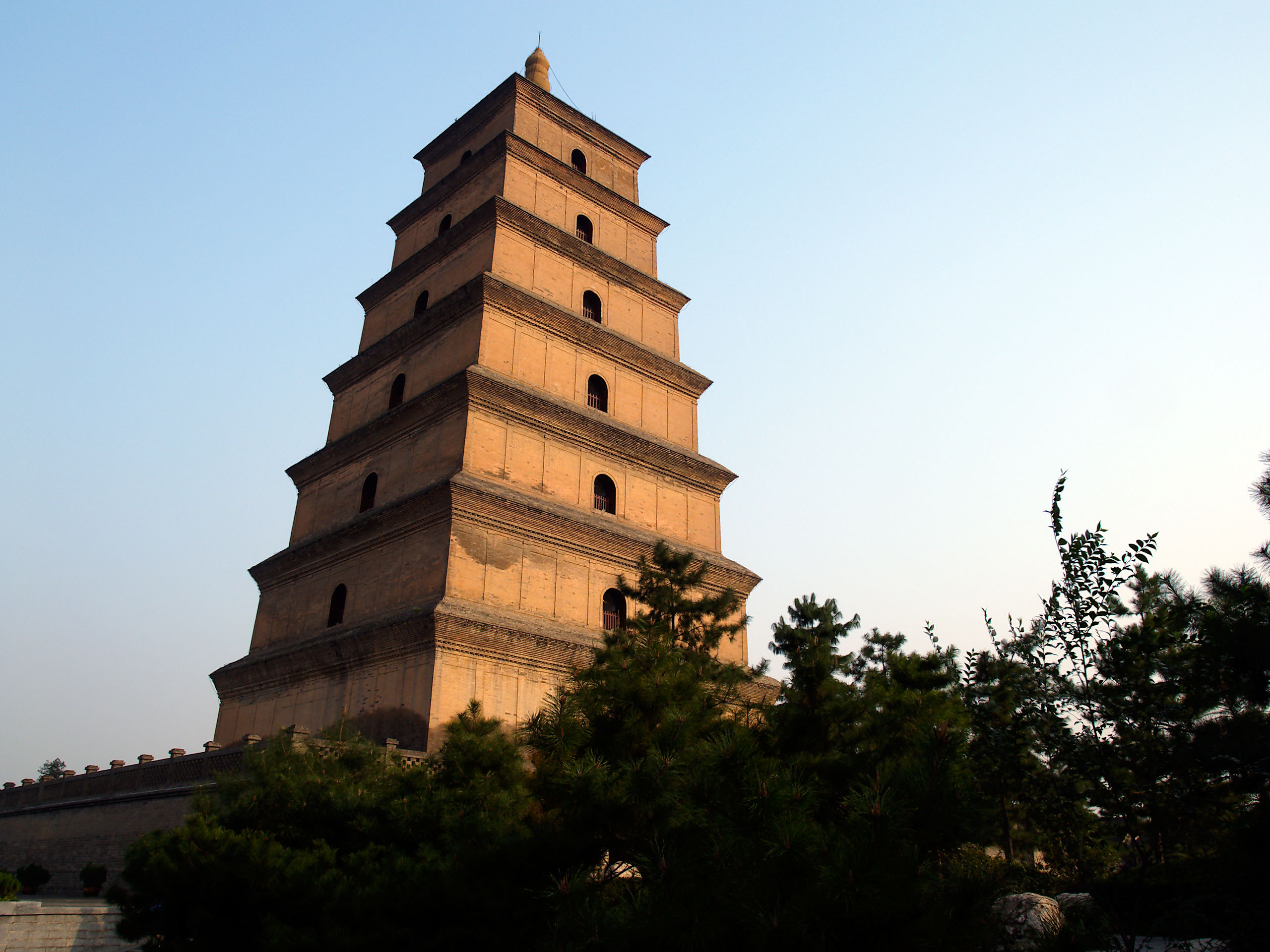
Marea Pagodă a Gâștii Sălbatice din sudul Xi'an-ului (provincia Shaanxi, China), 652 (în timpul dinastiei Tang)

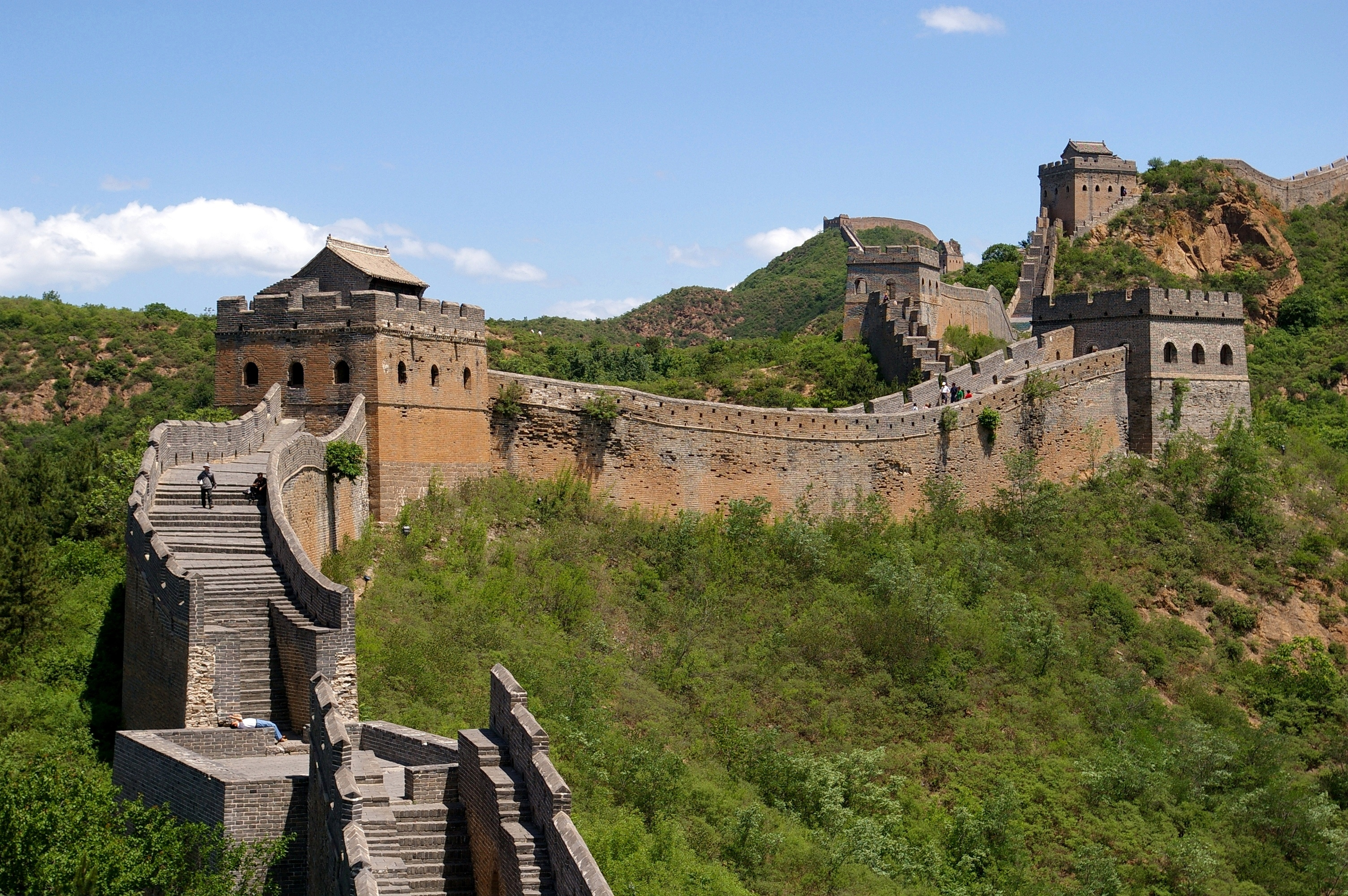
Marele Zid Chinezesc, măsurând 21.196 km

Principiile structurale ale arhitecturii chineze au rămas în mare parte neschimbate, principalele schimbări fiind doar detaliile decorative. Încă din dinastia Tang, arhitectura chineză a avut o influență majoră asupra stilurilor arhitecturale din Coreea, Vietnam și Japonia.
Din cultura neolitică Longshan și cultura Erlitou din timpul Epocii Bronzului, există cele mai vechi fortificații din pământ, cu dovezi ale arhitecturii din lemn. Ruinele subterane ale palatului de la Yinxu datează din dinastia Shang (circa 1600 î.H. - 1046 î.Hr.). În China istorică, accentul arhitectural a fost pus pe axa orizontală, în special construirea unei platforme grele și a unui acoperiș mare care plutește peste această bază, cu pereții verticali nu la fel de bine accentuați. Acest lucru contrastează arhitectura occidentală, care tinde să crească în înălțime și adâncime. Arhitectura chineză subliniază impactul vizual al lățimii clădirilor. Abaterea de la acest standard este arhitectura turnului tradiției chineze, care a început ca o tradiție nativă și a fost în cele din urmă influențată de clădirile budiste pentru adăpostirea sūtreloe religioase - stupa - care a venit din Nepal. Modelele antice de morminte chinezești reprezentând turnuri rezidențiale cu mai multe etaje și turnuri de veghe datează din timpul dinastiei Han (202 î.Hr.- 220 d.Hr.). Cu toate acestea, cea mai veche pagodă chinezească budistă existentă e Pagoda Songyue, un turn înalt de 40 m (131 ft) din cărămidă, construit în provincia Henan în anul 523 d.Hr.. Începând cu secolul al VI-lea, structurile pe bază de piatră devin mai frecvente, în timp ce cele mai vechi sunt formate din arcuri de piatră și cărămidă găsite în mormintele dinastiei Han. Podul Zhaozhou construit între 595 și 605 d.Hr. e cel mai vechi pod de piatră existent din China, precum și cel mai vechi pod cu un arc complet segmentat din piatră deschisă din lume.

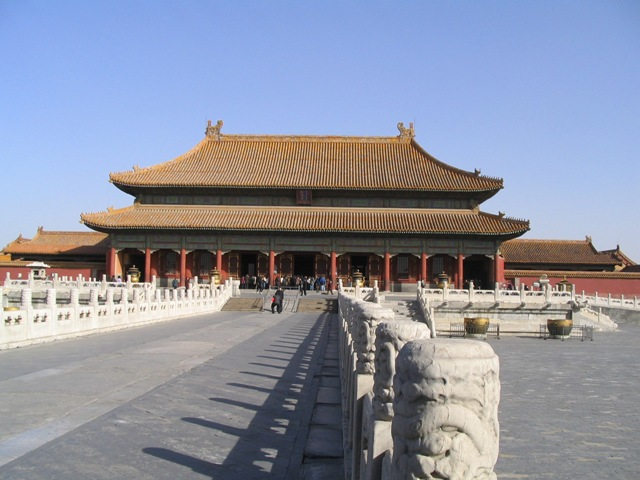
În Orașul Interzis, un exemplu de arhitectură chineză din secolul al XV-lea

Comerțul vocațional de arhitect, meșter și inginer nu a fost la fel de respectat în societatea chineză premodernă precum cercetătorii-birocrați care au fost înscriși în guvern de către sistemul de examinare al serviciului public. O mare parte a cunoștințelor despre arhitectura chineză timpurie a fost transmisă de la un comerciant la fiul său sau ucenic asociativ. Cu toate astea, au existat mai multe tratate timpurii despre arhitectură în China, cu informații enciclopedice despre arhitectură datând din timpul dinastiei Han. Înălțimea tradiției arhitecturale chineze clasice în scriere și ilustrare poate să fie găsită în Yingzao Fashi, un manual de construire scris de 1100 și publicat de Li Jie (1065–1110) în 1103. În el există numeroase și minuțioase ilustrații și diagrame care arată asamblarea sălilor și a componentelor clădirii, precum și clasificarea tipurilor de structuri și a componentelor clădirilor.
Existau anumite trăsături arhitecturale care erau rezervate exclusiv clădirilor construite pentru împăratul Chinei. Un exemplu este folosirea țiglei galbene; galbenul fiind culoarea imperială, țiglele galbene acoperă încă majoritatea clădirilor din Orașul Interzis. Totuși, Templul Cerului folosește țiglă albastră care simbolizează cerul. Acoperișurile sunt aproape invariabil susținute de aplici, o caracteristică împărtășită doar cu cele mai mari clădiri religioase. Coloanele din lemn ale clădirilor și pereții tind să fie de roșii.
Multe modele arhitecturale chinezești actuale urmează stilurile postmoderne și occidentale.

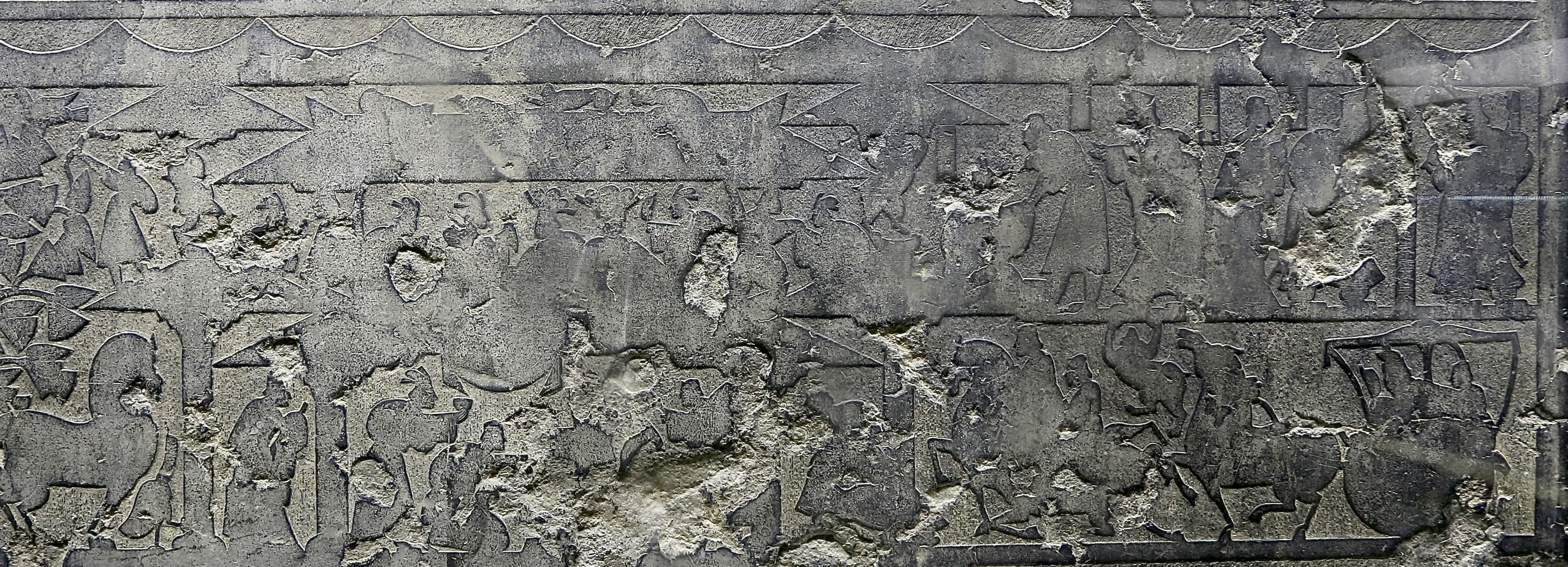
Relief din Sanctuarele Familiei Wu (Jiaxiang, Shandong, China) care arată arhitectură din timpul dinastiei Han, 151 d.Hr.
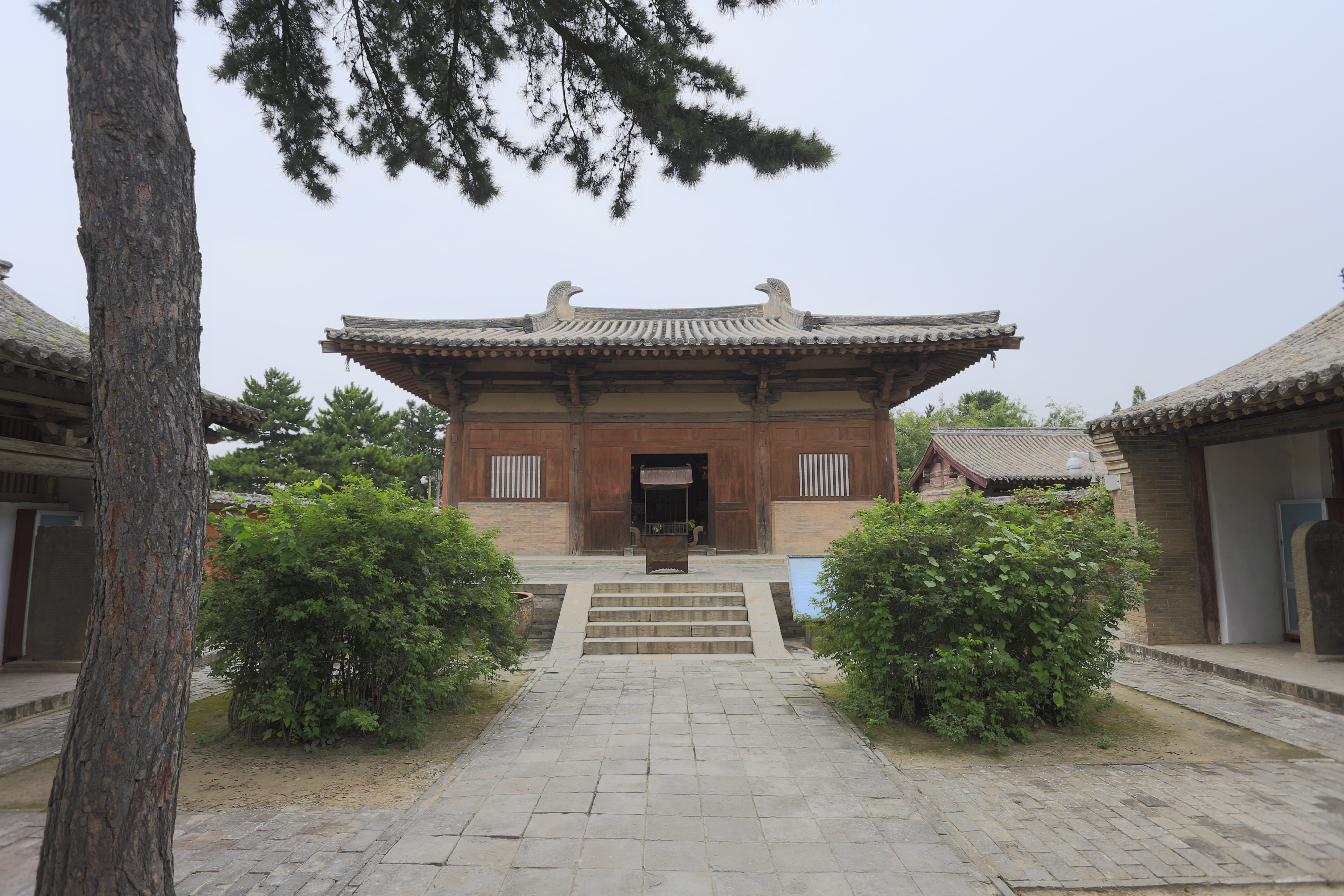
Clădirea principală a Mănăstirii Nanchan (Wutai, Xinzhou, Shanxi, China), renovată în 782
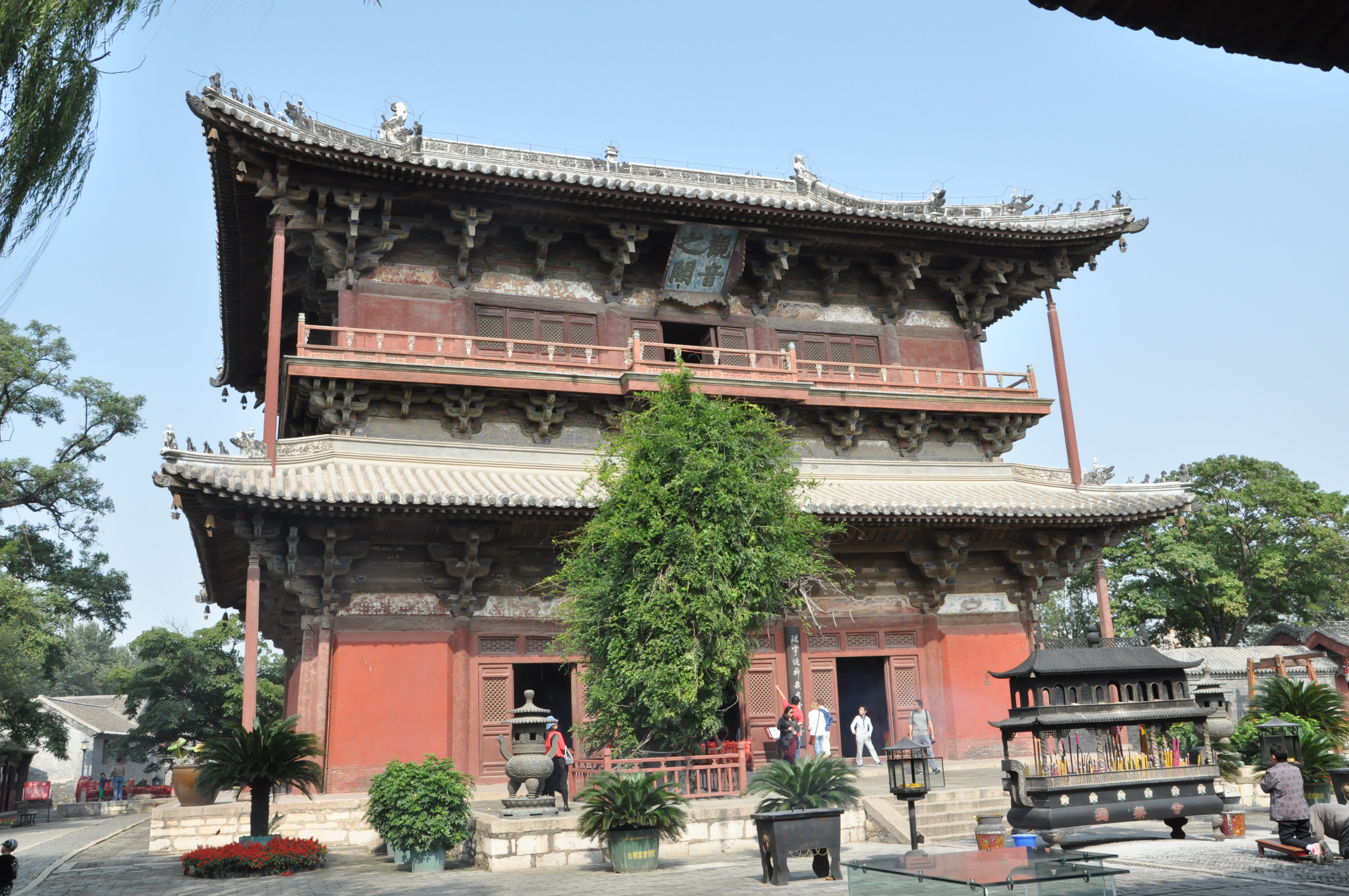
Pavilionul Guanyian al Mănăstirii Dule (Jixian, China), 984
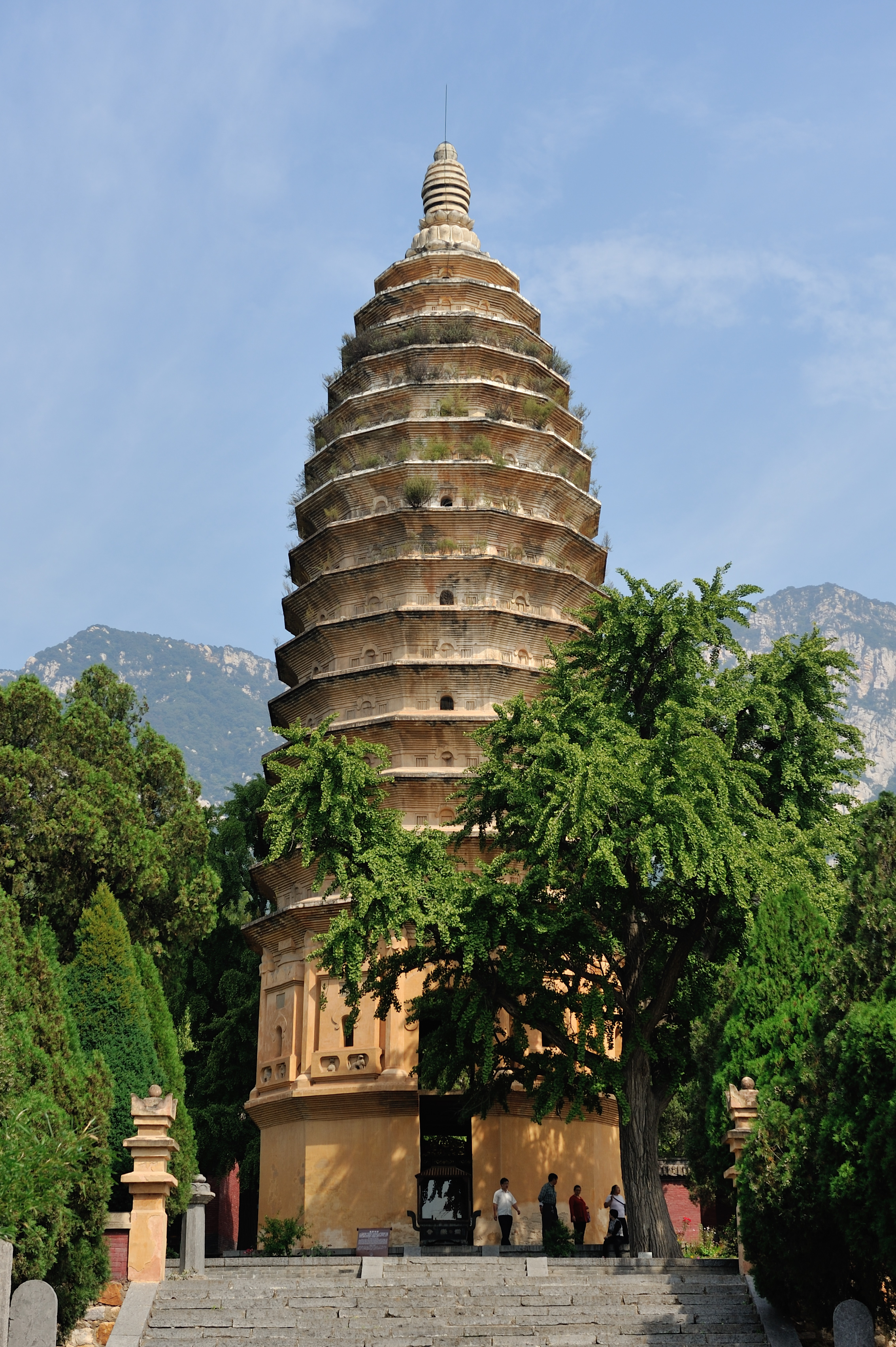
Pagoda Songyue (Henan, China), 523
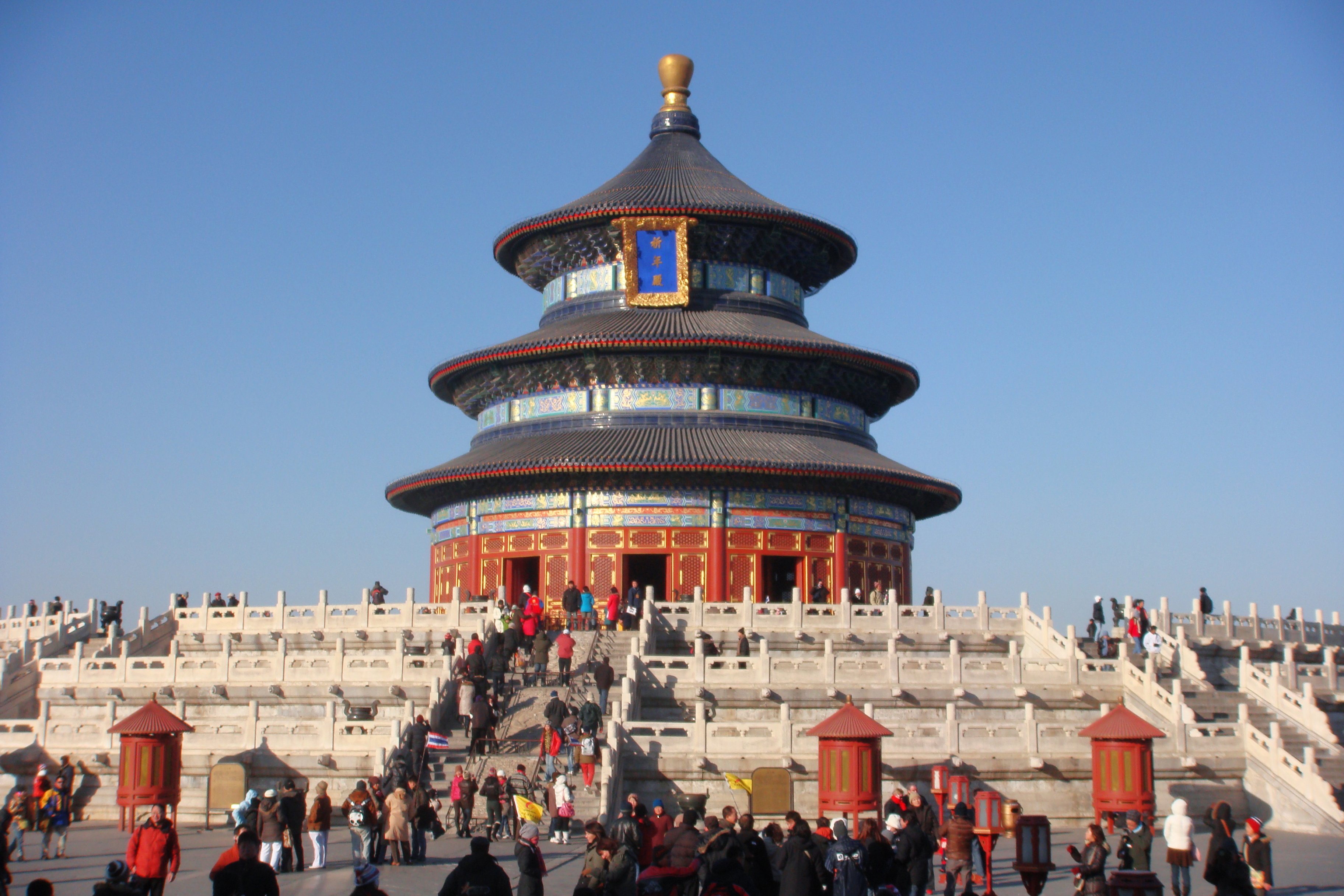
Clădirea Rugăciunilor pentru Recolte Bune a Templului Cerului (Beijing), 1703-1790
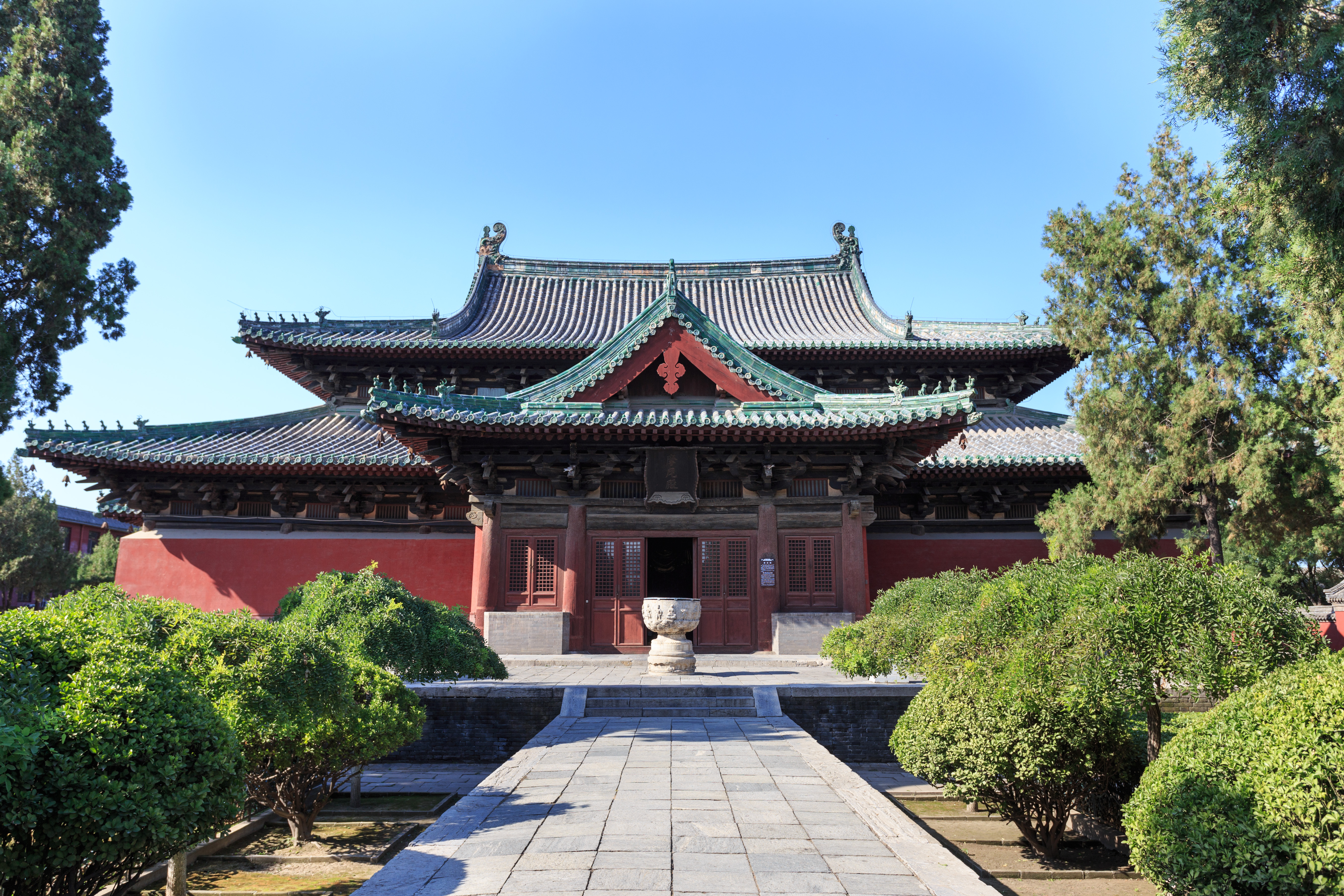
Templul Longxing din Hebei (Zhengding, China), 1052
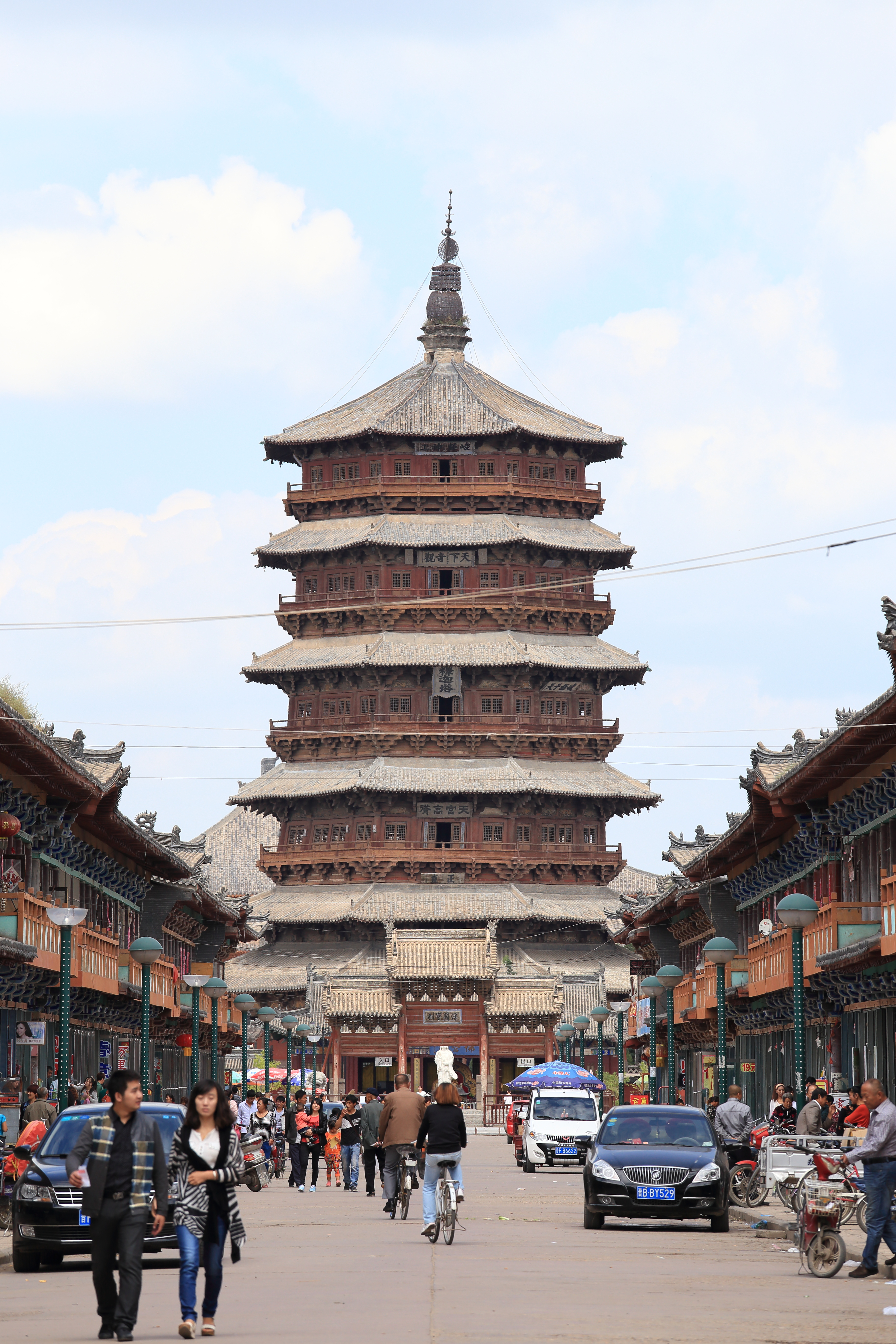
Pagoda Templului Fogong (Shanxi, China), 1056
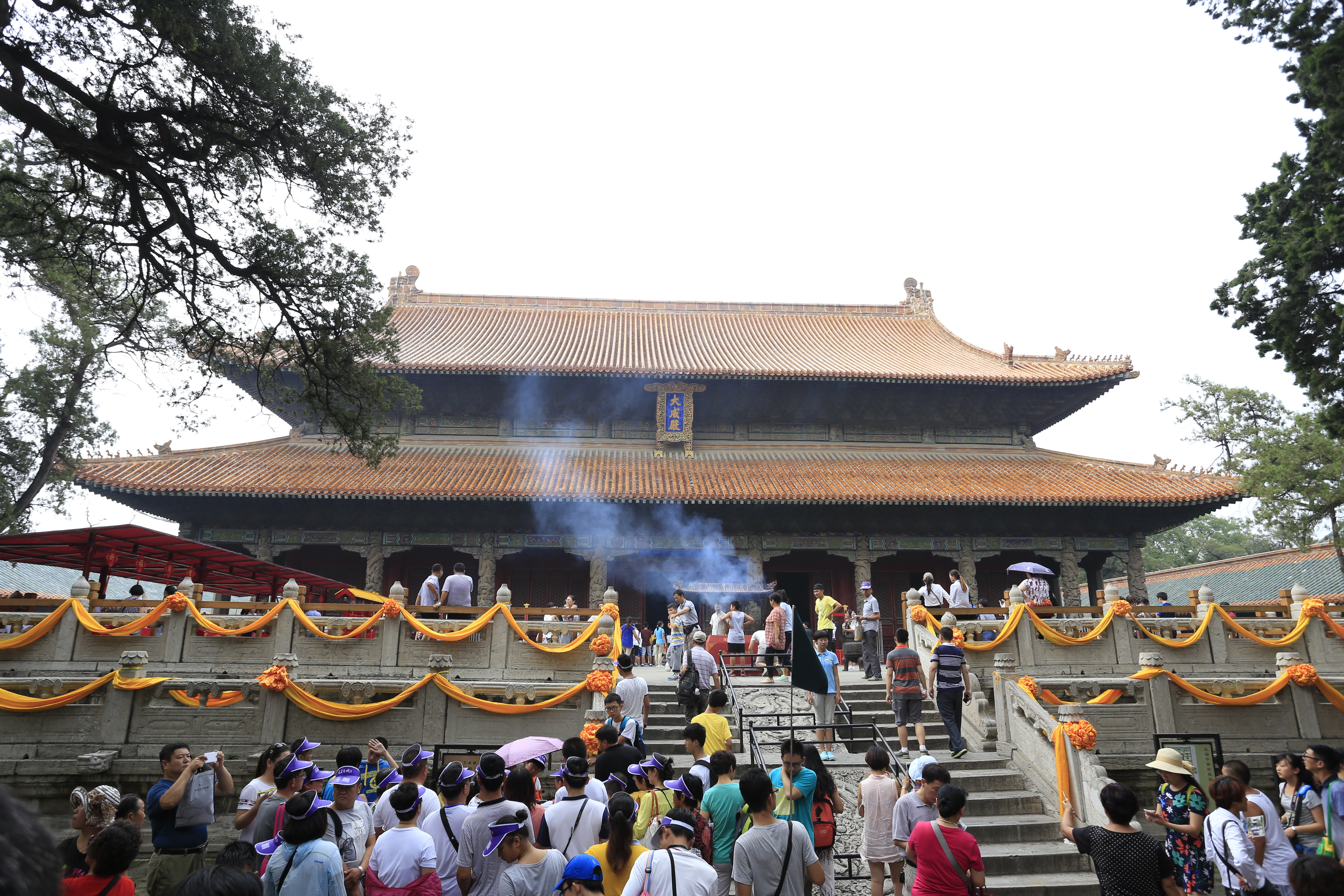
Clădirea Dacheng a Templului lui Confucius (Qufu, Shandong, China), 1499

### Japonia

Byōdō-in (Templul Egalității) (Uji, Prefectura Kyoto), 1053

Arhitectura japoneză are o istorie la fel de lungă ca orice alt aspect al culturii japoneze. De asemenea, arată o serie de diferențe și aspecte importante, care sunt unic japoneze.
Două noi forme de arhitectură au fost dezvoltate în Japonia medievală ca răspuns la climatul militarist al vremurilor: castelul (城, shiro), o structură defensivă construită ca să găzduiască un conducător feudal și soldații săi în vremuri de necaz; și shoin, o sală de recepție și o zonă de studiu privată concepută ca să reflecte relațiile de conducător și vasal în cadrul unei societăți feudale.
Din cauza nevoii Japoniei de a reconstrui după Al II-lea Război Mondial, marile orașe japoneze conțin numeroase exemple de arhitectură modernă. Japonia a jucat un rol în proiectarea modernă a zgârie-norilor, datorită familiarității sale îndelungate cu principiul de a susține greutatea acoperișurilor templelor. Noile idei de planificare a orașelor bazate pe principiul stratificării în jurul unui spațiu interior (oku), un concept spațial japonez care a fost adaptat nevoilor urbane, au fost adaptate în timpul reconstruirii.

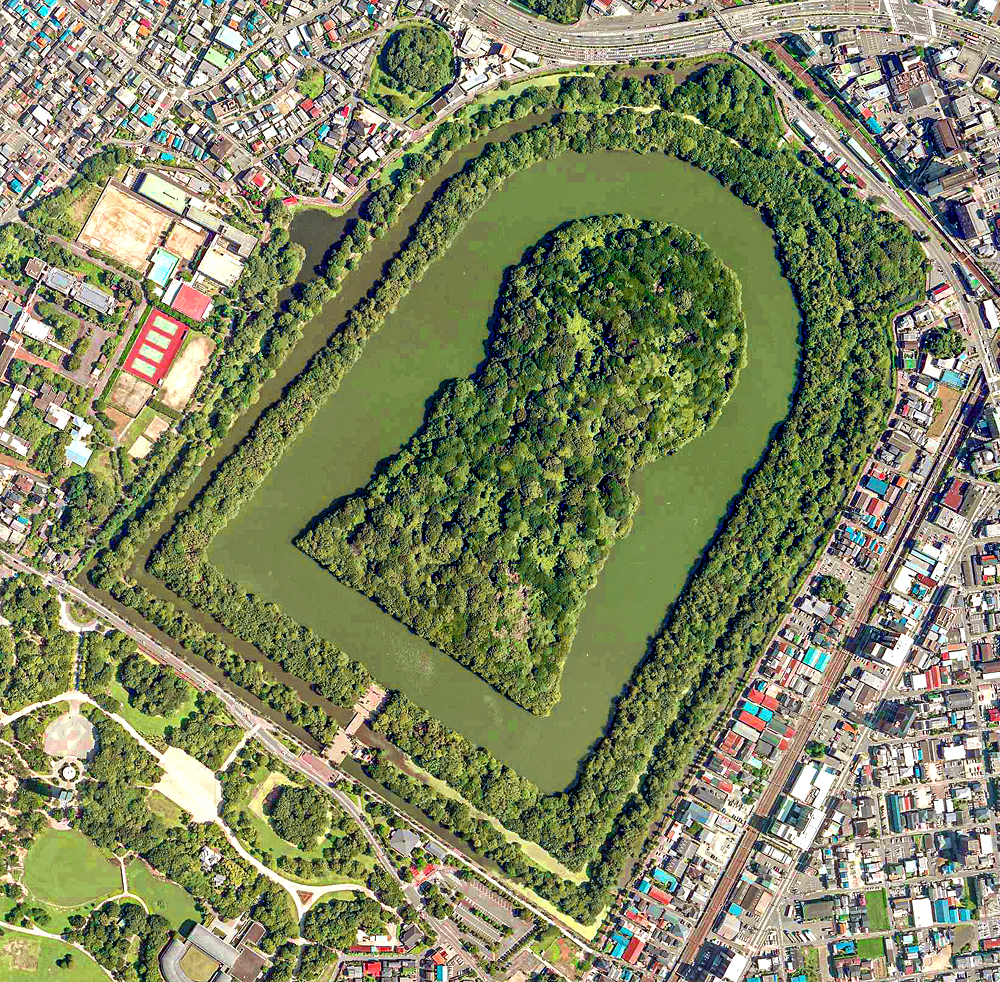
Mausoleul Împăratului Nintoku (Sakai, Prefectura Osaka, Japonia), secolul al IV-lea
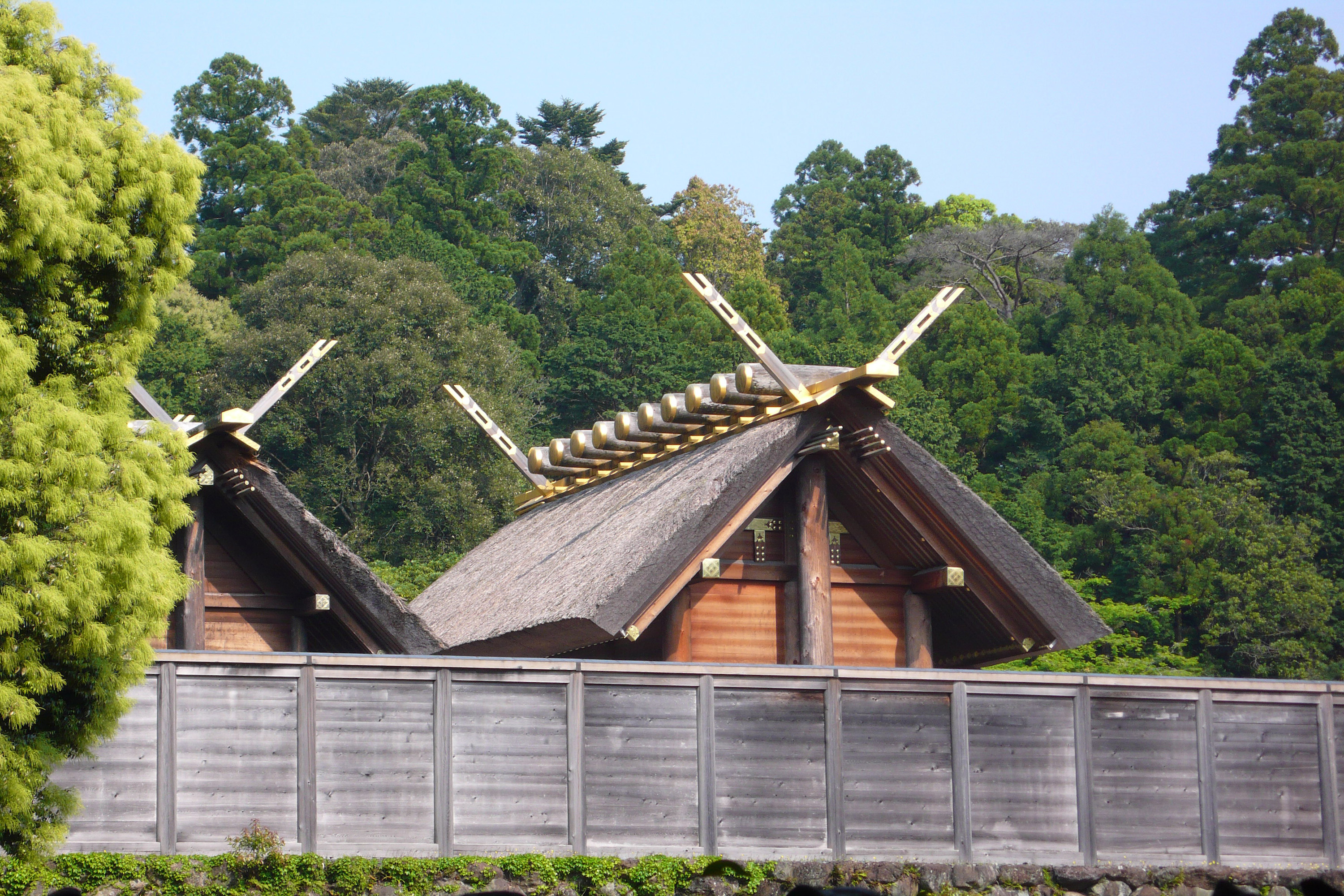
Marele Sanctuar din Ise (Parcul Național Ise-Shima, Ise, Prefectura Mie), secolul al V-lea târziu
Pagoda de la Hōryū-ji (la propriu Templul Legii Înfloritoare), un templu budist din Ikaruga (Prefectura Nara), 607
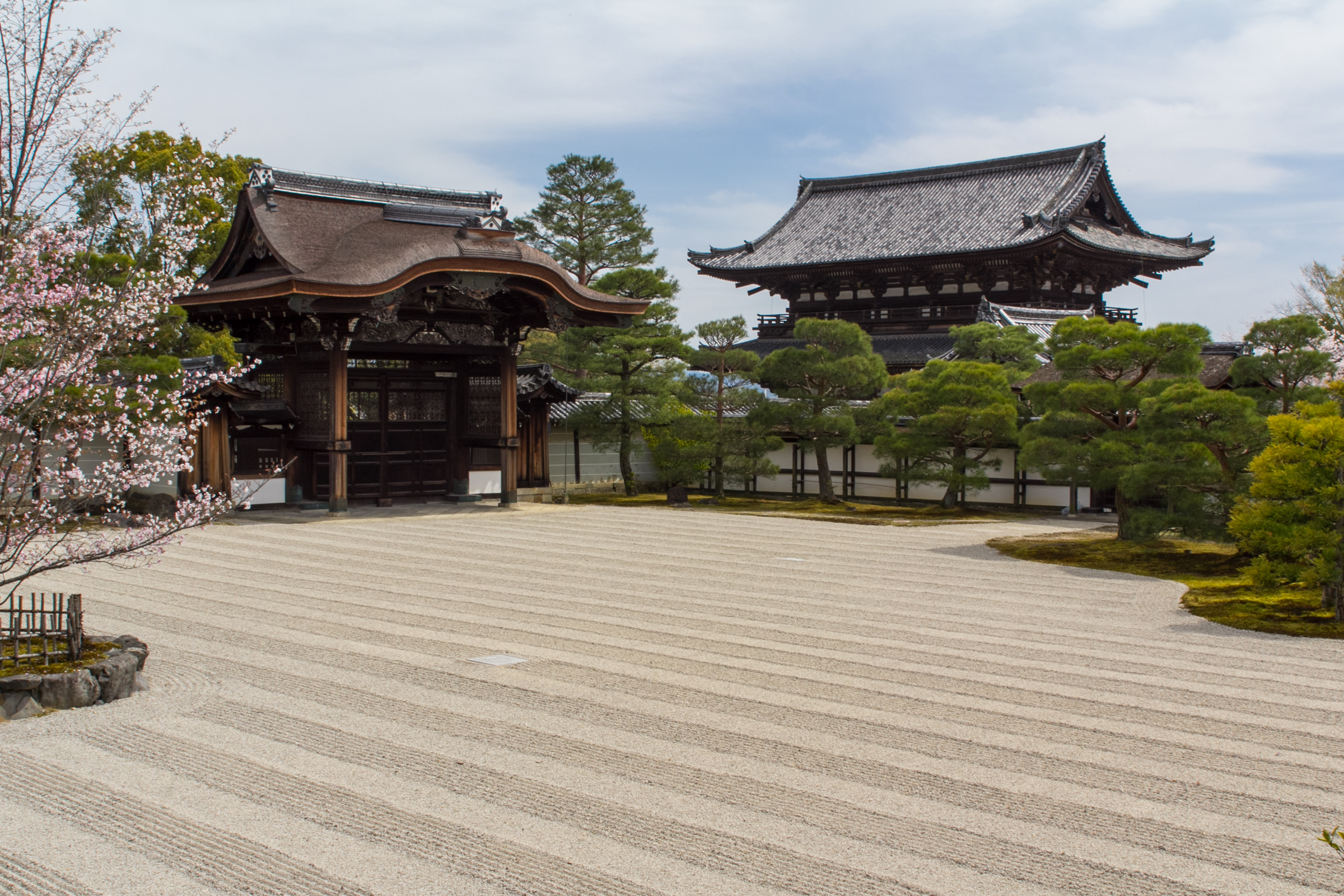
Grădina templului Ninna-ji din Kyoto (Prefectura Kyoto), un exemplu de grădină japoneză, 888
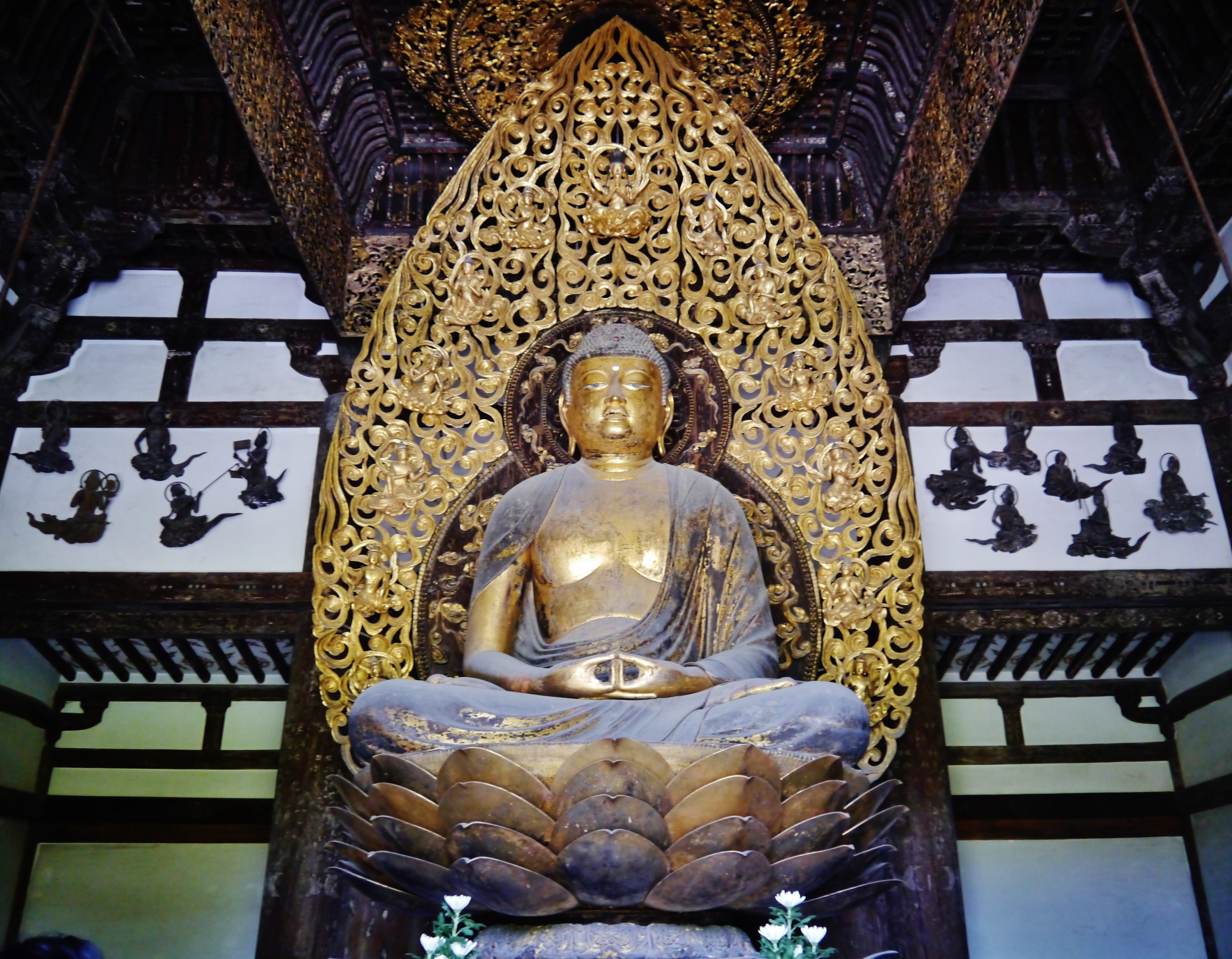
O statuie aurită a lui Buddha din Byōdō-in (Templul Egalității) (Uji, Prefectura Kyoto), 1053
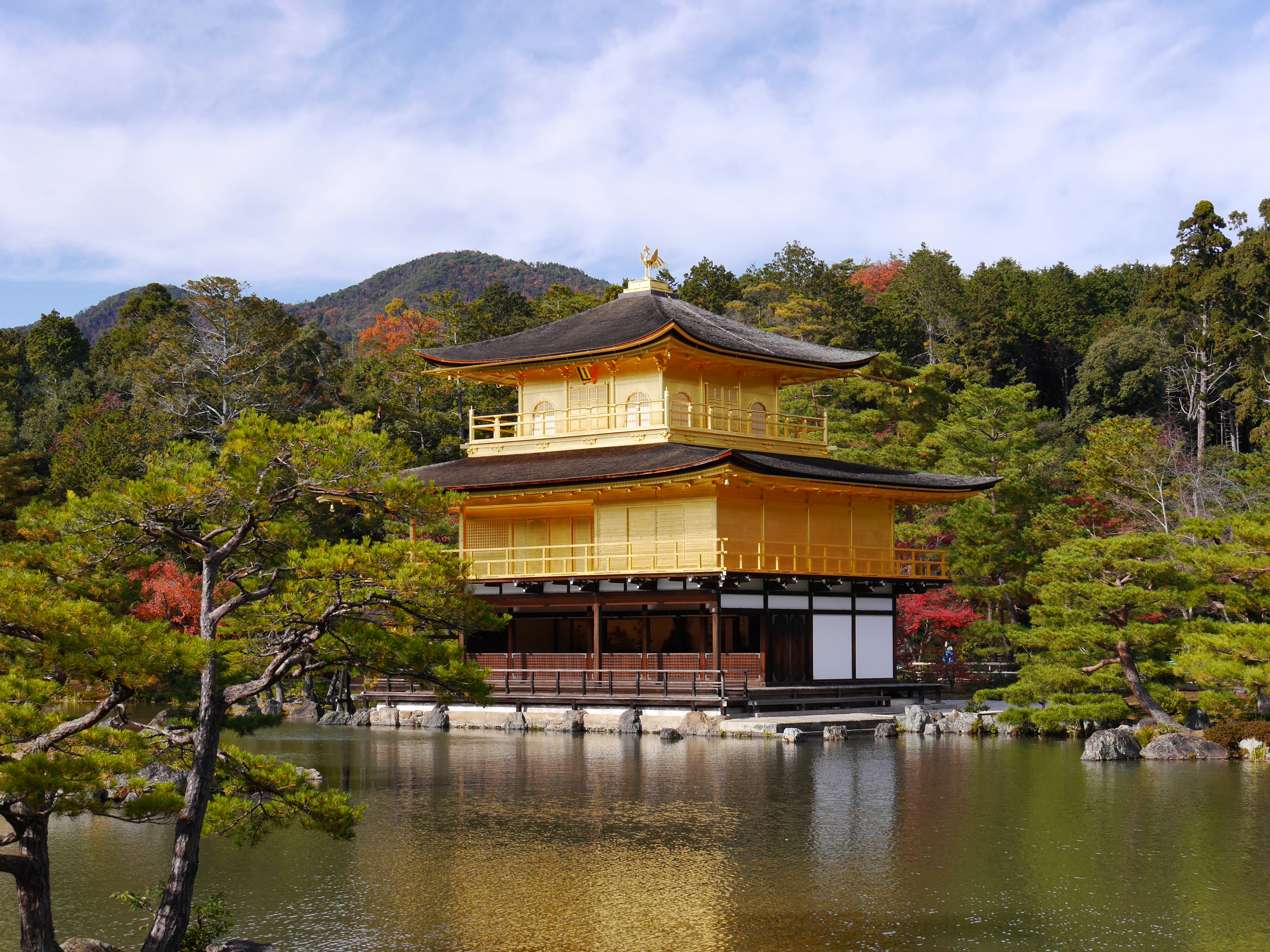
Kinkaku-ji (Templul Pavilionului Auriu) (Kitayama, Kyoto), un templu budist zen din Kyoto, 1398
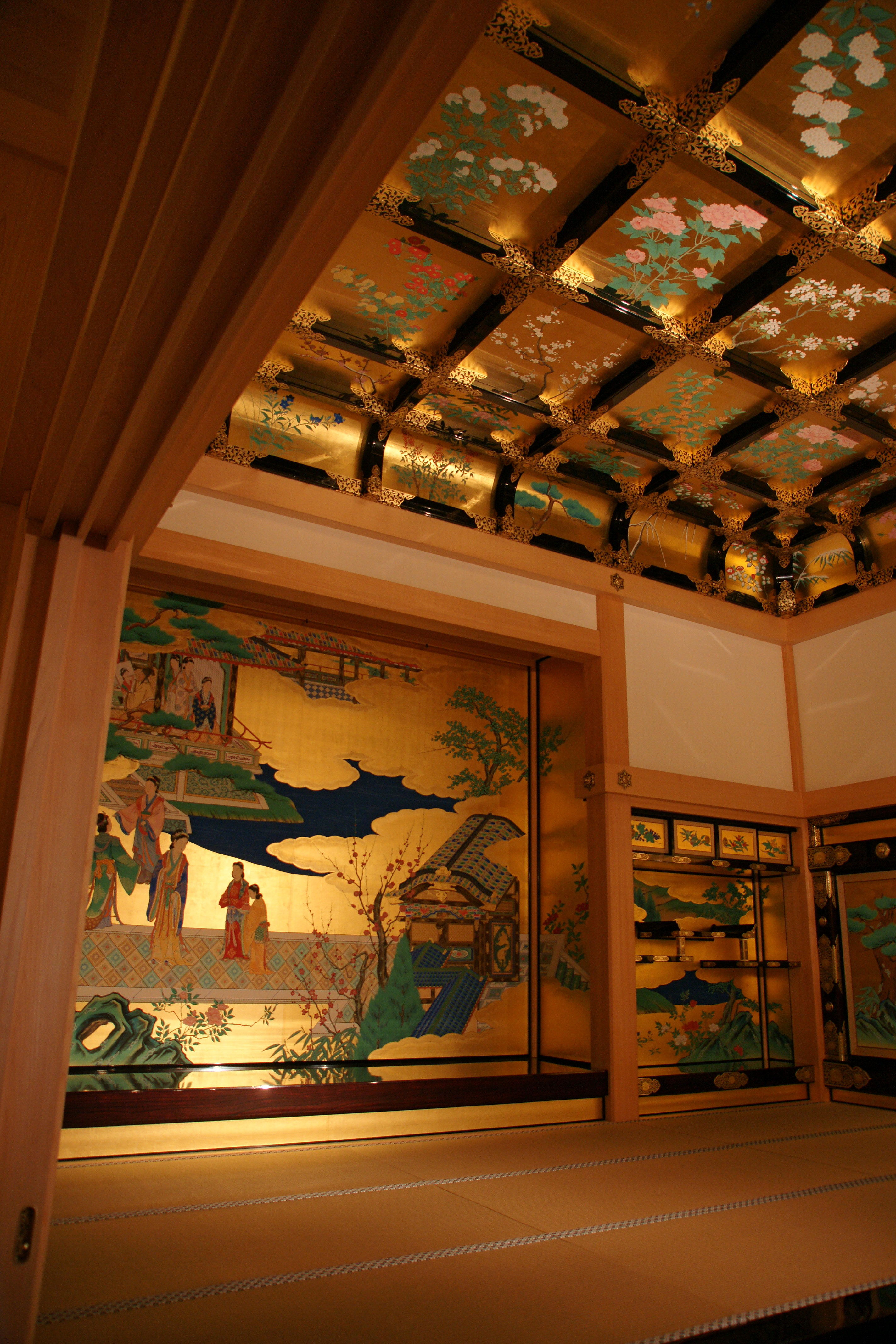
Interior din Castelul Kumamoto (Prefectura Kumamoto), construit în 1467, demolat în 1877 și reconstruit în 1960
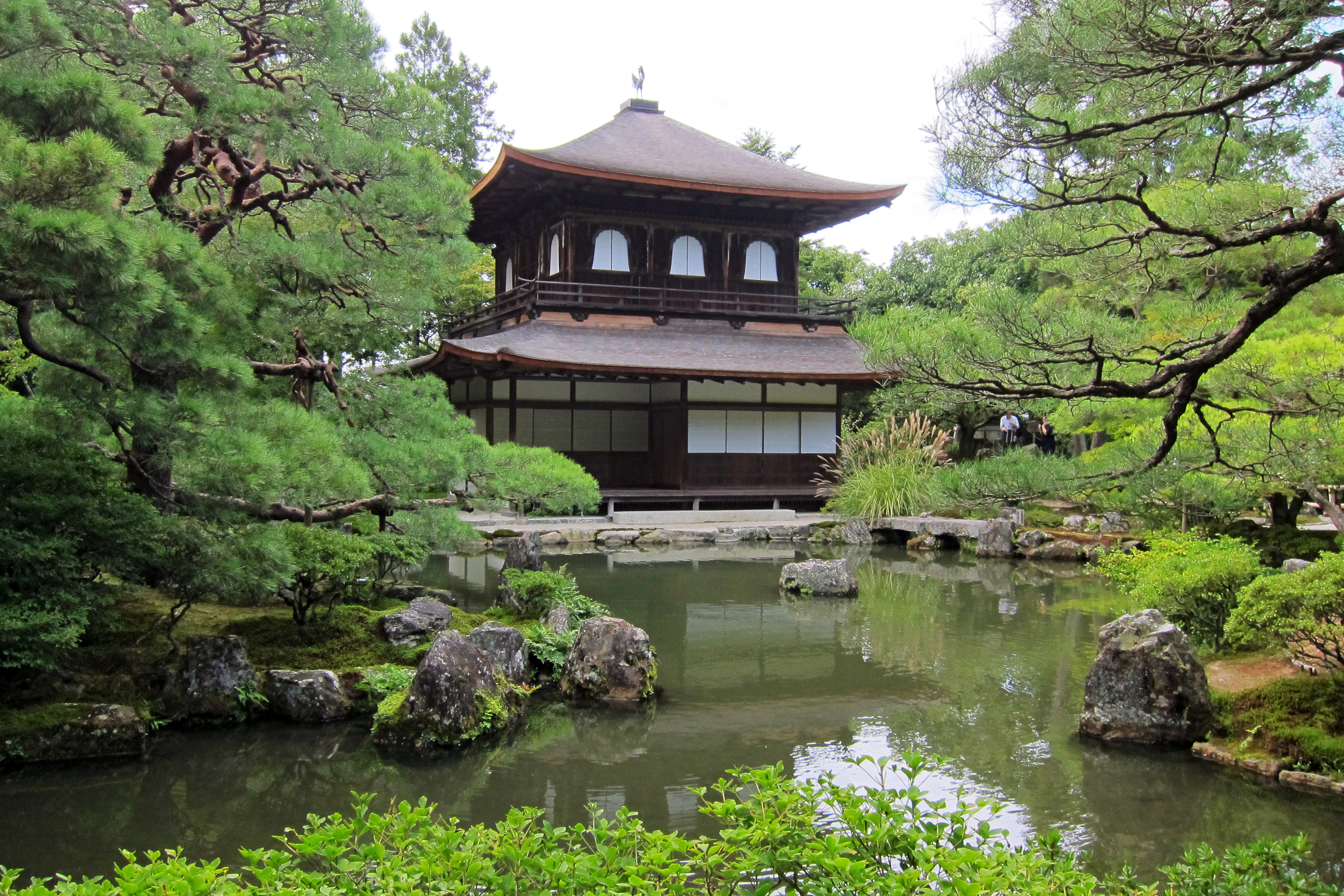
Ginkaku-ji (Templul Pavilionului de Argint) (Kyoto), 1490
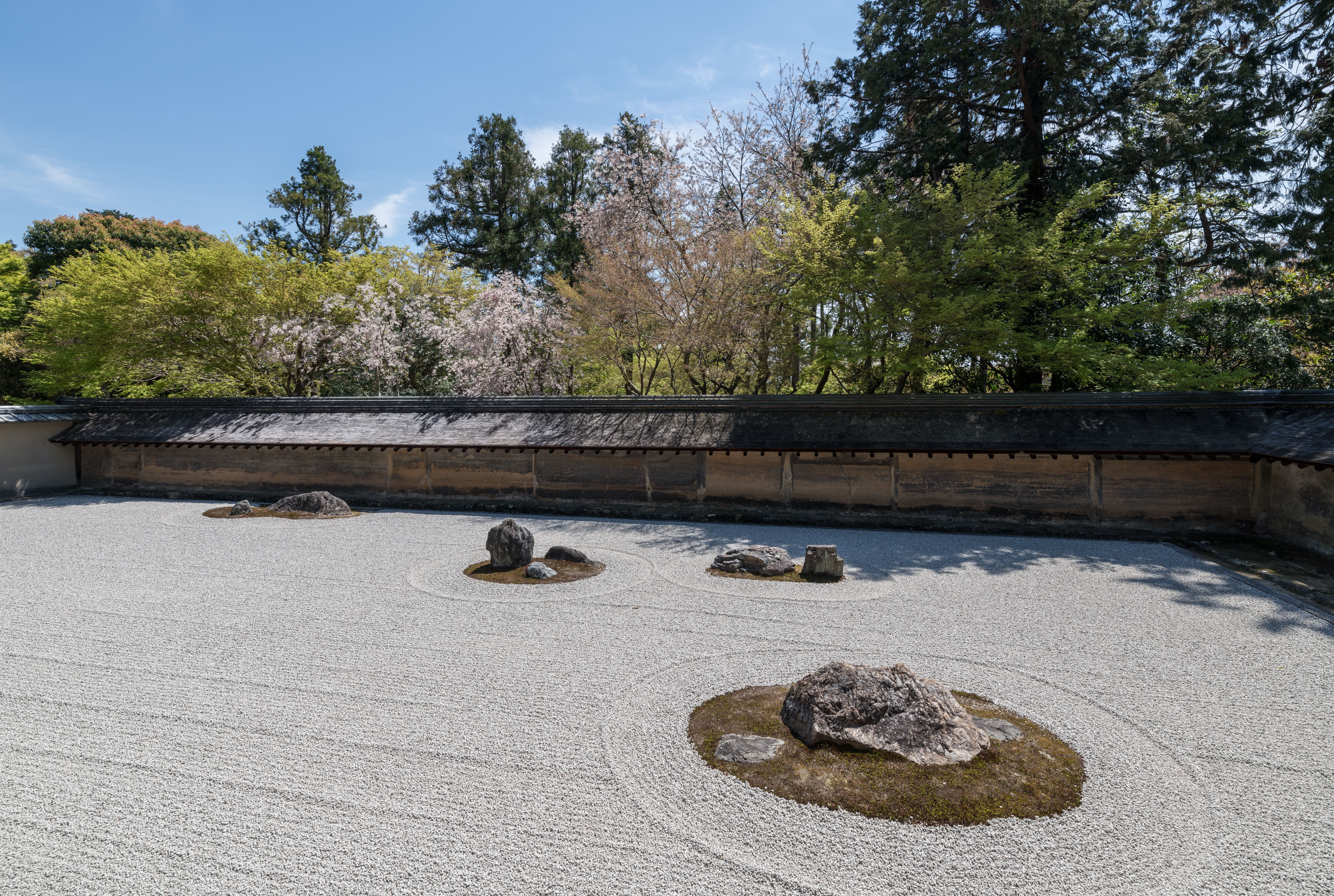
Ryōan-ji (Kyoto), un exemplu cunoscut de grădină zen secolul al XVI-lea târziu
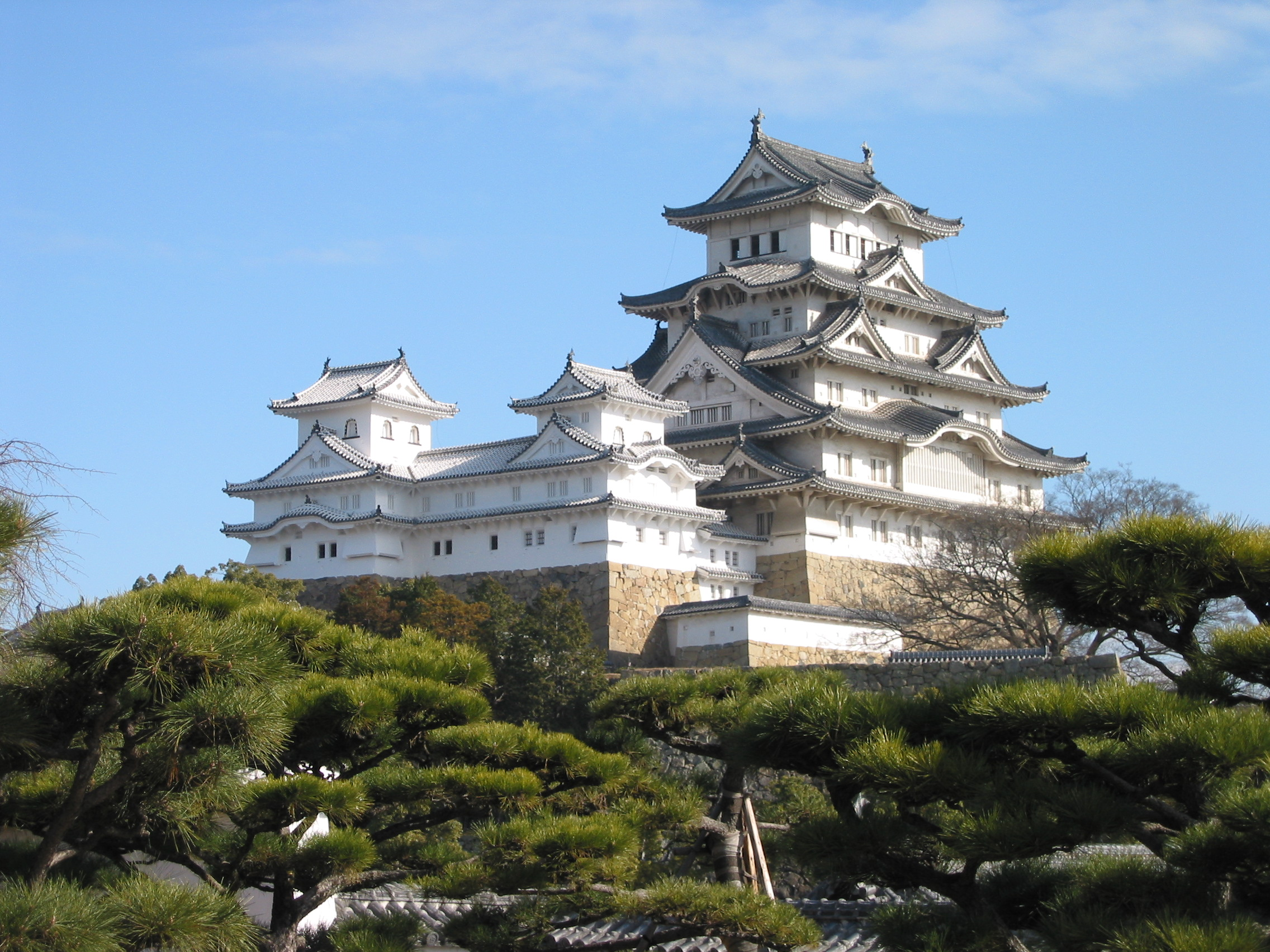
Castelul Himeji (Himeji, Prefectura Hyōgo), 1609
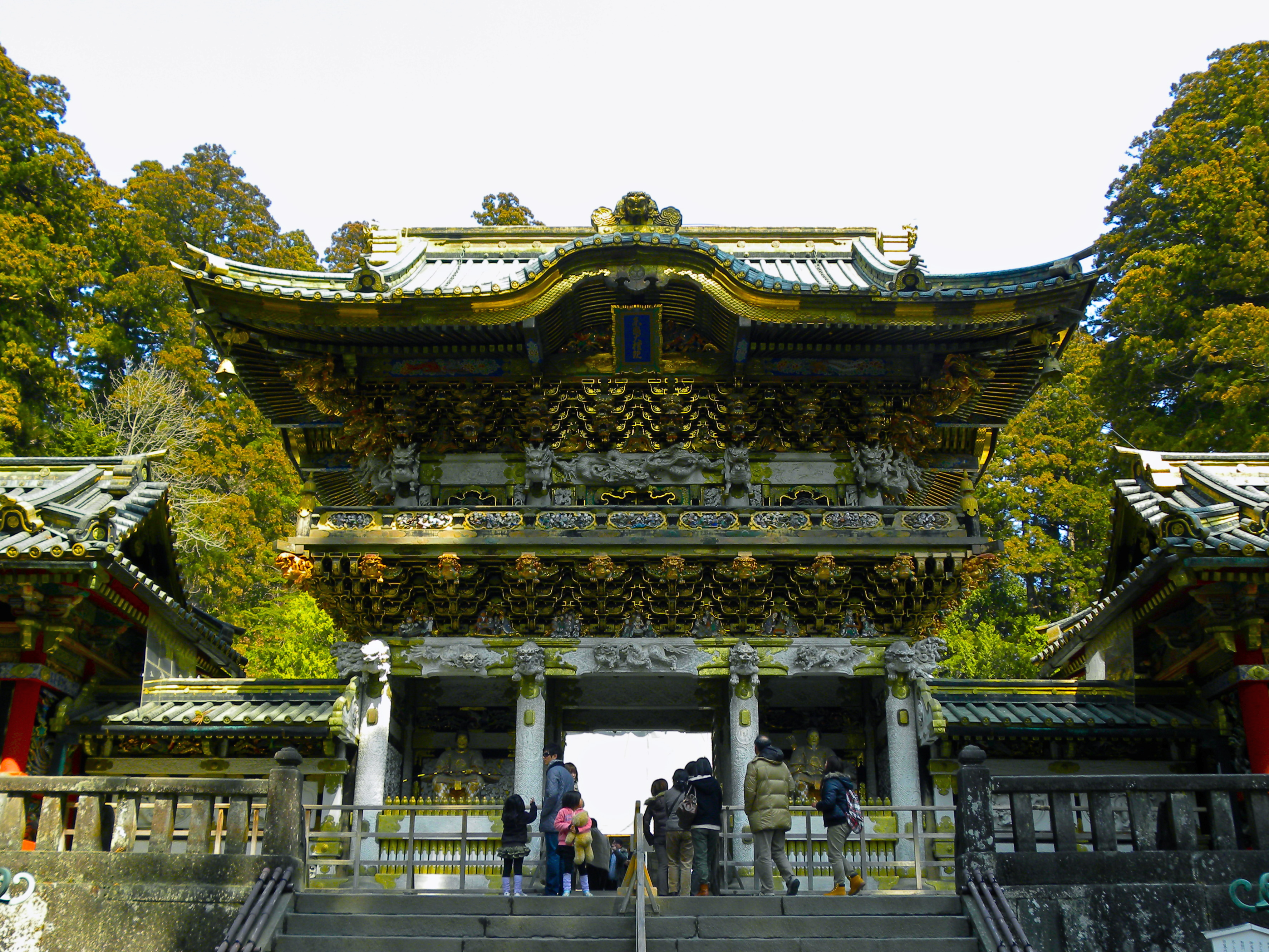
Nikkō Tōshō-gū (Nikko, Prefectura Tochigi), 1617
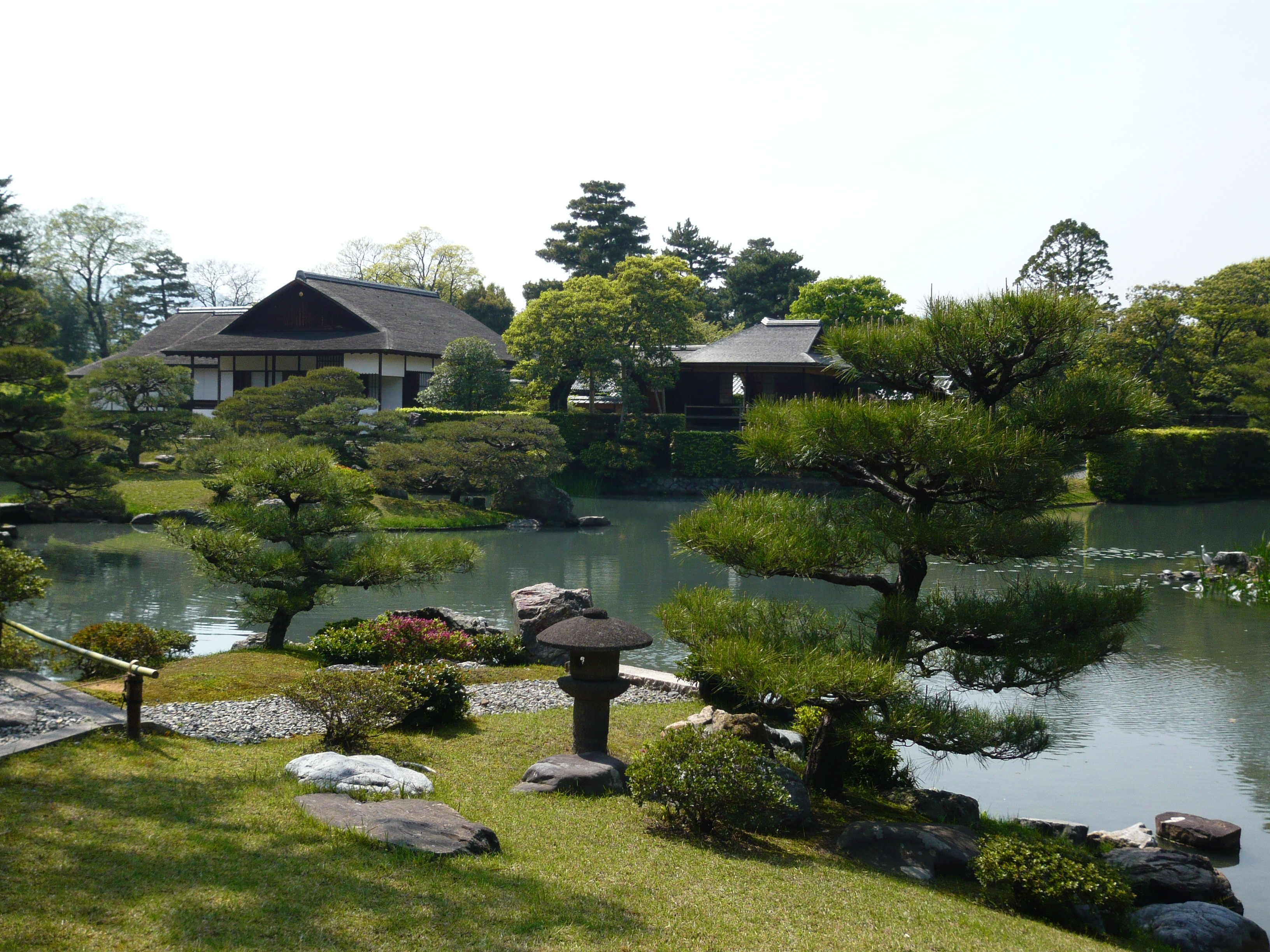
Vila Imperială Katsura (Kyoto), din secolul al XVII-lea, și cu modificări ulterioare

### Coreea

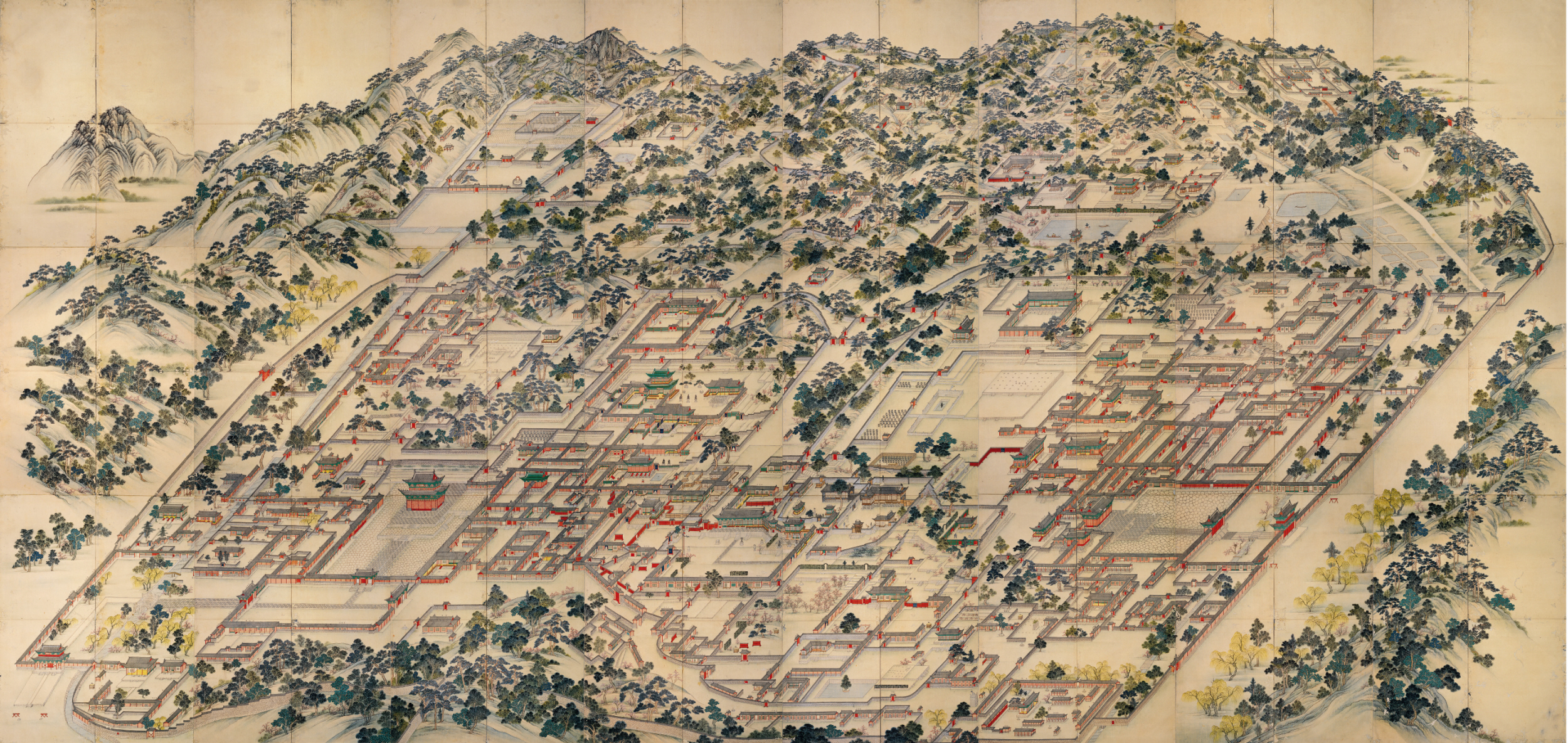
Donggwoldo, un peisaj al terenurilor cândva extinse ale Palatelor Changdeokgung și Changgyeonggung

Forma de construire de bază e mai mult sau mai puțin similară cu sistemul de construire din Asia de Est. Din punct de vedere tehnic, clădirile sunt structurate vertical și orizontal. O construcție se ridică de obicei dintr-o sub-fundație de piatră cu un acoperiș curbat acoperit cu țiglă, susținut de o structură de console și sprijinit pe stâlpi; pereții sunt din pământ (chirpici) sau sunt uneori compuși în totalitate din uși mobile de lemn. Arhitectura e construită în funcție de unitatea k'an, distanța dintre două stâlpi (aproximativ 3,7 metri) și e proiectată astfel încât să existe mereu un spațiu de tranziție între „interior” și „exterior”.
Consola sau structura de console e un element arhitectural specific care a fost proiectat în diferite moduri de-a lungul timpului. Dacă sistemul simplu de console era deja folosit sub regatul Goguryeo (37 î.Hr. - 668 e.n.) - în palatele din Phenian, de exemplu - o versiune curbată, cu console plasate doar pe capetele coloanelor clădirii, a fost elaborată la începutul dinastiei Koryo (918–1392). Sala Amita a templului Pusok din Antong e un exemplu bun. Mai târziu (de la mijlocul perioadei Koryo până la începutul dinastiei Choson), a fost dezvoltat un sistem cu mai multe console sau un sistem inter-coloană-consolă, sub influența dinastiei Yuan a mongolilor (1279–1368). În acest sistem, consolele au fost plasate și pe grinzile orizontale transversale. Poarta Namtaemun din Seul, cea mai importantă comoară națională a Coreei, e poate cel mai simbolic exemplu al acestui tip de structură.
La mijlocul perioadei Choson, a apărut forma de consolă asemănătoare aripilor (un exemplu e Sala Yongnyongjon din Jongmyo (Seul)), care este interpretată de mulți cărturari ca un exemplu de influență confuciană puternică în Coreea Joseon, care a evidențiat simplitatea și modestia în acestor clădiri cu altare. Numai în clădirile importante, cum ar fi palatele sau uneori templele (Tongdosa, de exemplu), consolele adunate au fost încă folosite. Confucianismul a dus, de asemenea, la soluții mai sobre și mai simple.

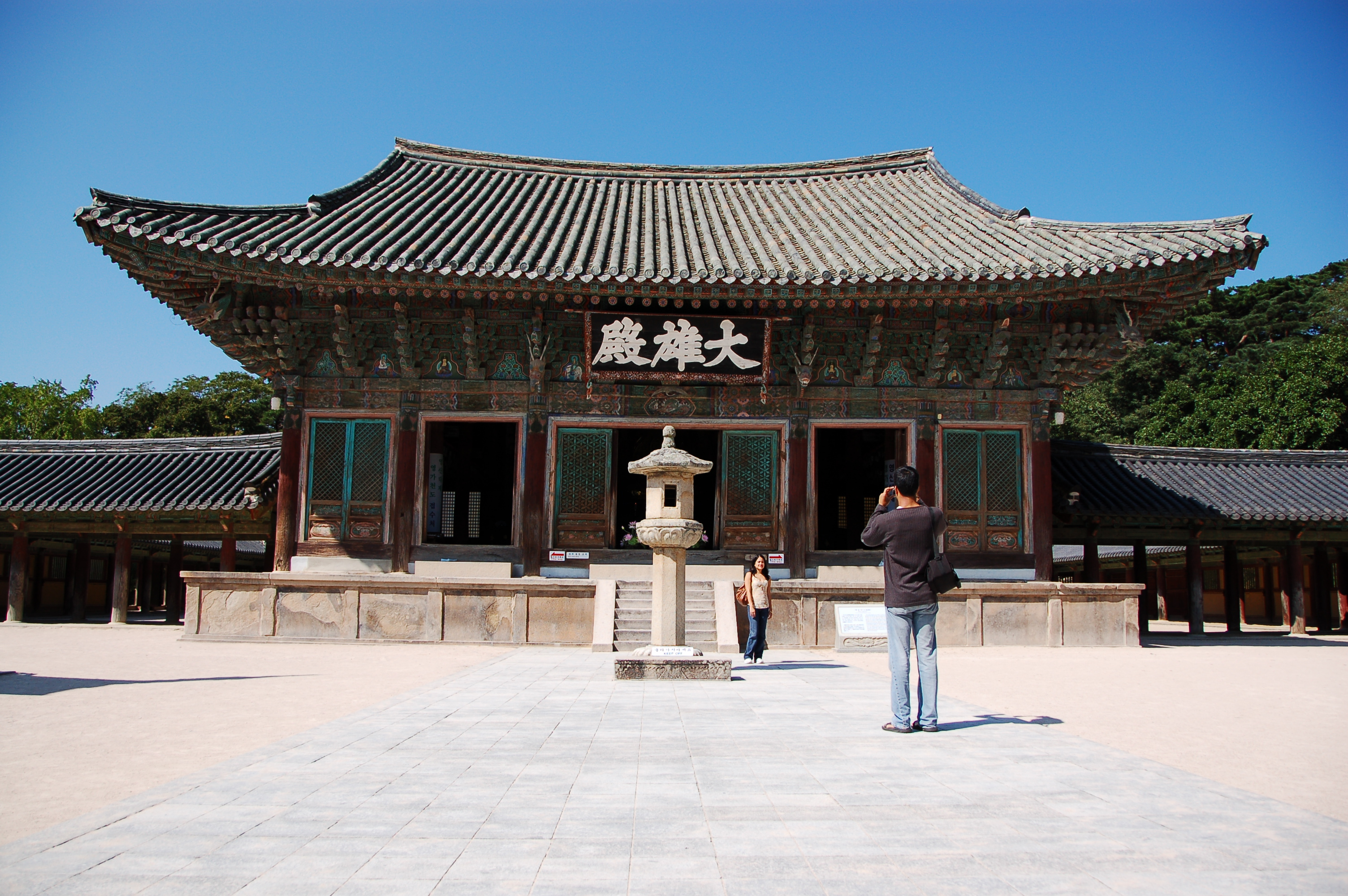
Templul Bulguksa (Gyeongju, Coreea de Sud), 528 d.Hr.
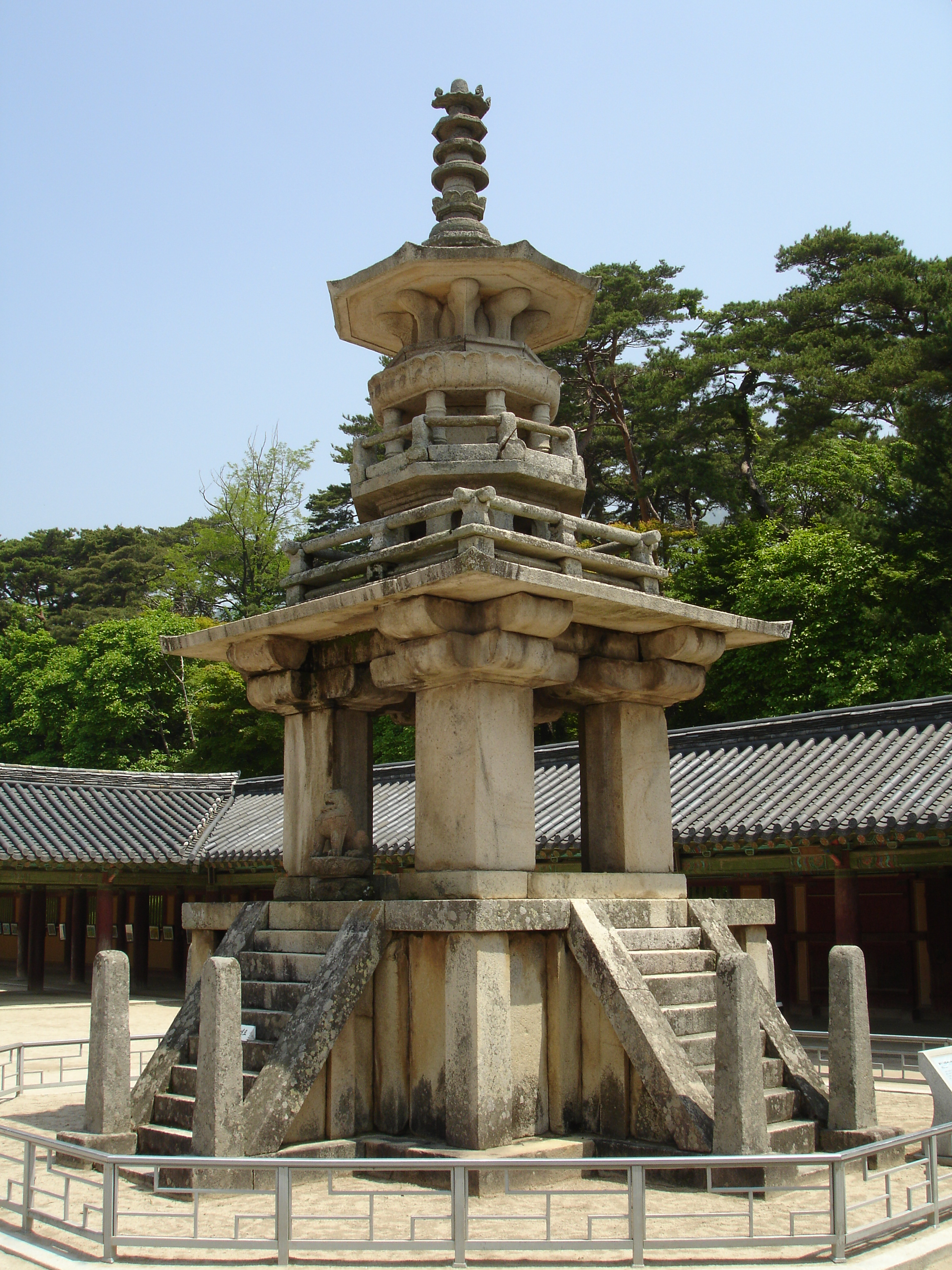
Pagoda Dabo din Bulguksa, circa 751
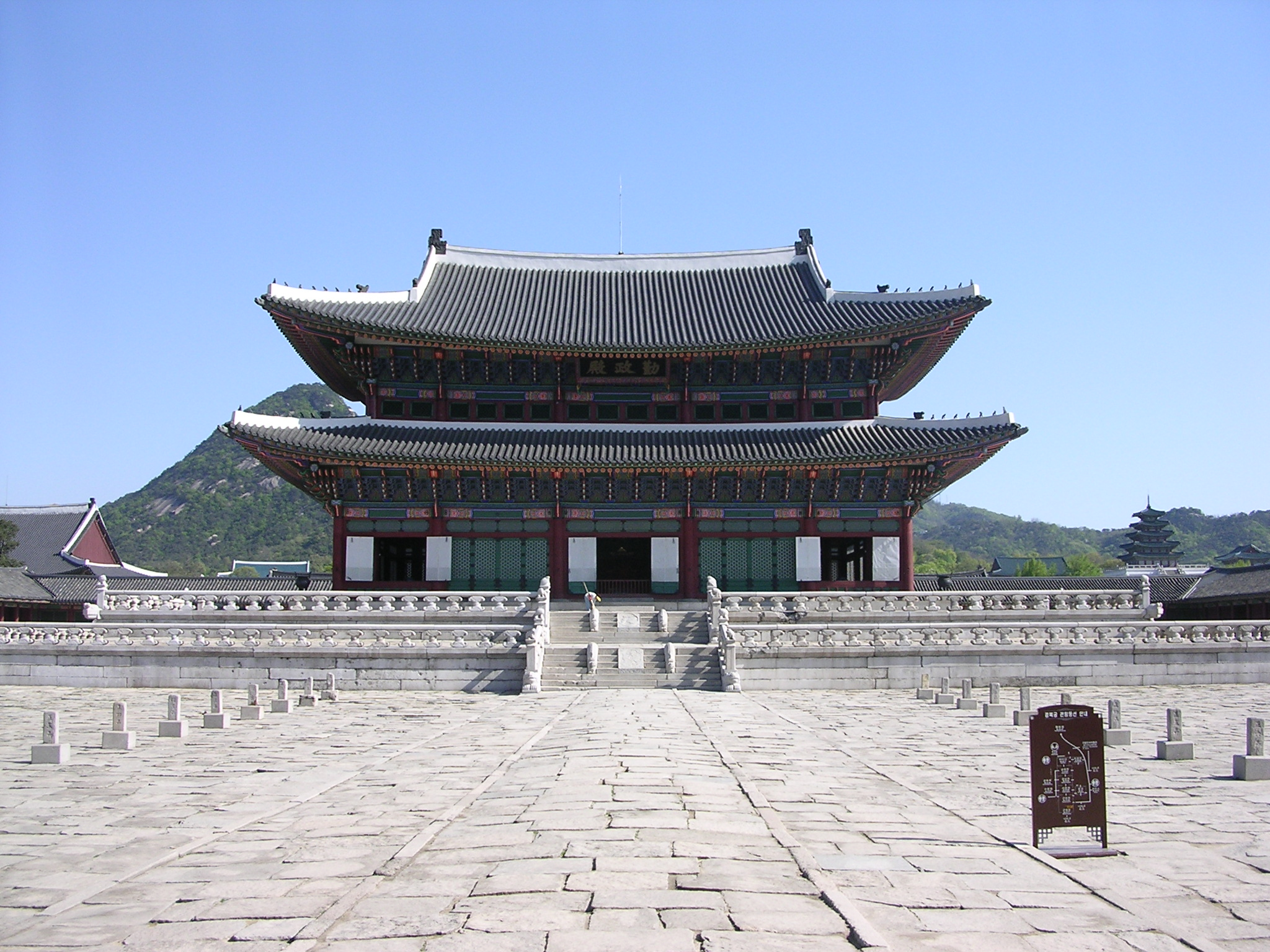
Sala Tronului a Palatului Gyeongbokgung (Seul, Coreea de Sud)
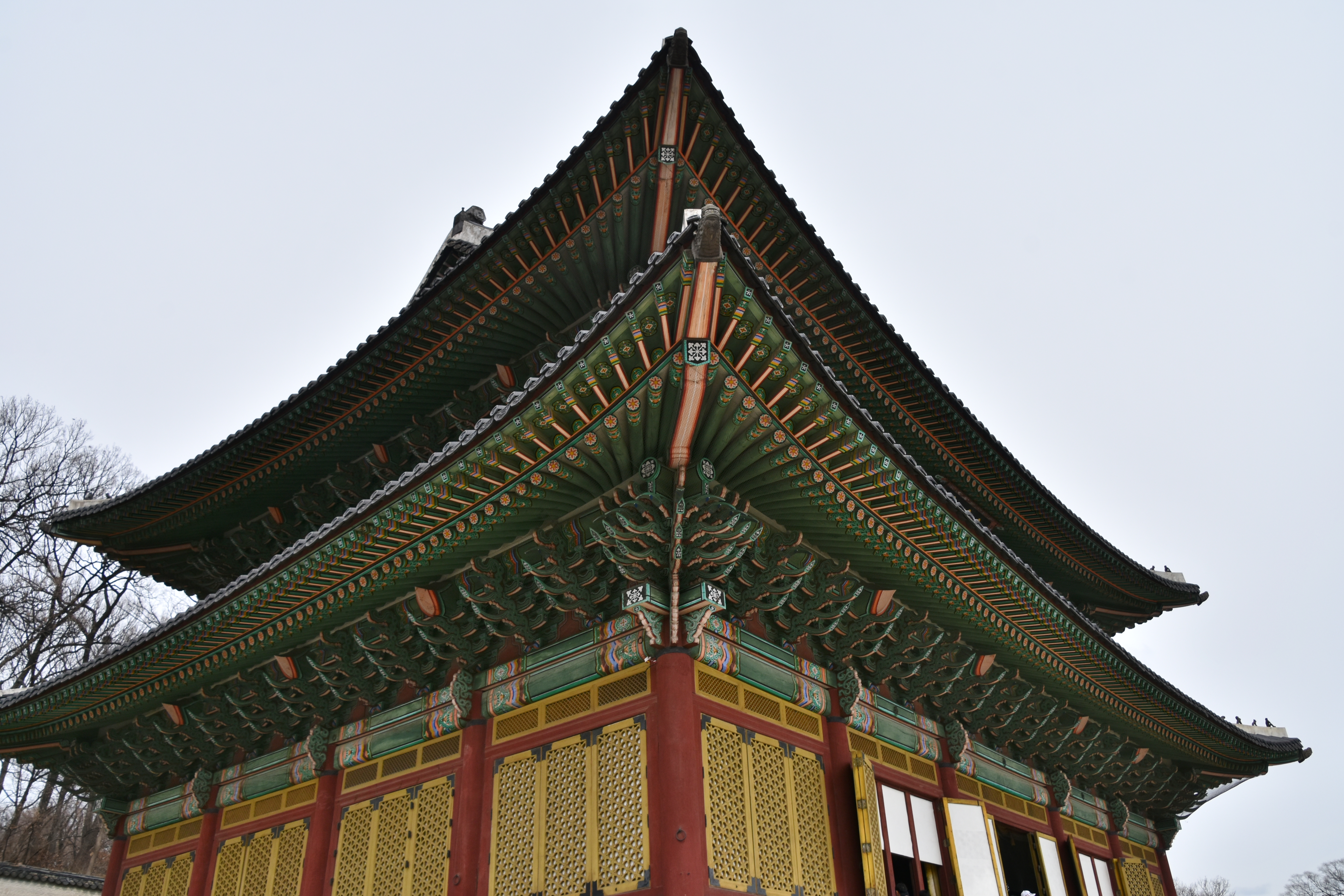
Palatul Changdeokgung (Gyeongju, Coreea de Sud), 1405

## Africa
Arhitectura etiopiană (inclusiv cea din Eritreea modernă) s-a extins de la stilul axumit și a încorporat noi tradiții odată cu extinderea statului etiopian. Stilurile au încorporat mai multe structuri din lemn rotunde în arhitectura internă din centrul țării și din sud, iar aceste influențe stilistice s-au manifestat în construirea de biserici și mănăstiri. De-a lungul perioadei medievale, arhitectura și influențele axumite și tradiția sa monolitică au persistat, cu influența sa cea mai puternică în perioadele medievală timpurie (axumite târzie) și zagwe (când au fost sculptate bisericile monolitice tăiate în stâncă din Lalibela). De-a lungul perioadei medievale, și în special în secolele X-XII, bisericile au fost sculptate în stâncă în toată Etiopia, în special în cea mai nordică regiune, Tigray, care era inima Imperiului Axumit. Cu toate astea, biserici sculptate în stâncă au fost găsite până la Adadi Maryam (secolul al XV-lea), la aproximativ 100 km sud de Addis Abeba. Cel mai faimos exemplu de arhitectură etiopiană sculptată în stâncă sunt cele unsprezece biserici monolitice din Lalibela, sculptate din tuful vulcanic roșu găsit în jurul orașului. Chiar dacă hagiografiile medievale ulterioare atribuie toate cele unsprezece structuri regelui omonim Lalibela (orașul fiind numit Roha și Adefa înaintea domniei sale), noi dovezi indică faptul că ele ar fi putut să fie construite separat pe o perioadă de câteva secole, cu doar câteva dintre bisericile mai recente fiind construite sub domnia sa. Arheologul și etiopianistul David Phillipson postulează, de exemplu, că Bete Gebriel-Rufa'el a fost de fapt construită în perioada foarte timpurie medievală, o perioadă între 600 și 800 d.Hr., inițial ca o fortăreață, dar ulterior a fost transformată într-o biserică.
În perioada modernă timpurie, absorbția unor noi influențe diverse, cum ar fi stilurile baroc, arab, turc și indian gujarati, a început odată cu venirea misionarilor iezuiți portughezi în secolele al XVI-lea și al XVII-lea. Soldații portughezi veniseră inițial la mijlocul secolului al XVI-lea ca aliați ca să ajute Etiopia în lupta împotriva Sultanatului Adal, iar mai târziu iezuiții au venit în speranța de a converti țara. E posibil ca o anumită influență turcească să fi intrat în țară la sfârșitul secolului al XVI-lea în timpul războiului său cu Imperiul Otoman (vezi Habesh), care a dus la o construire sporită de cetăți și castele.

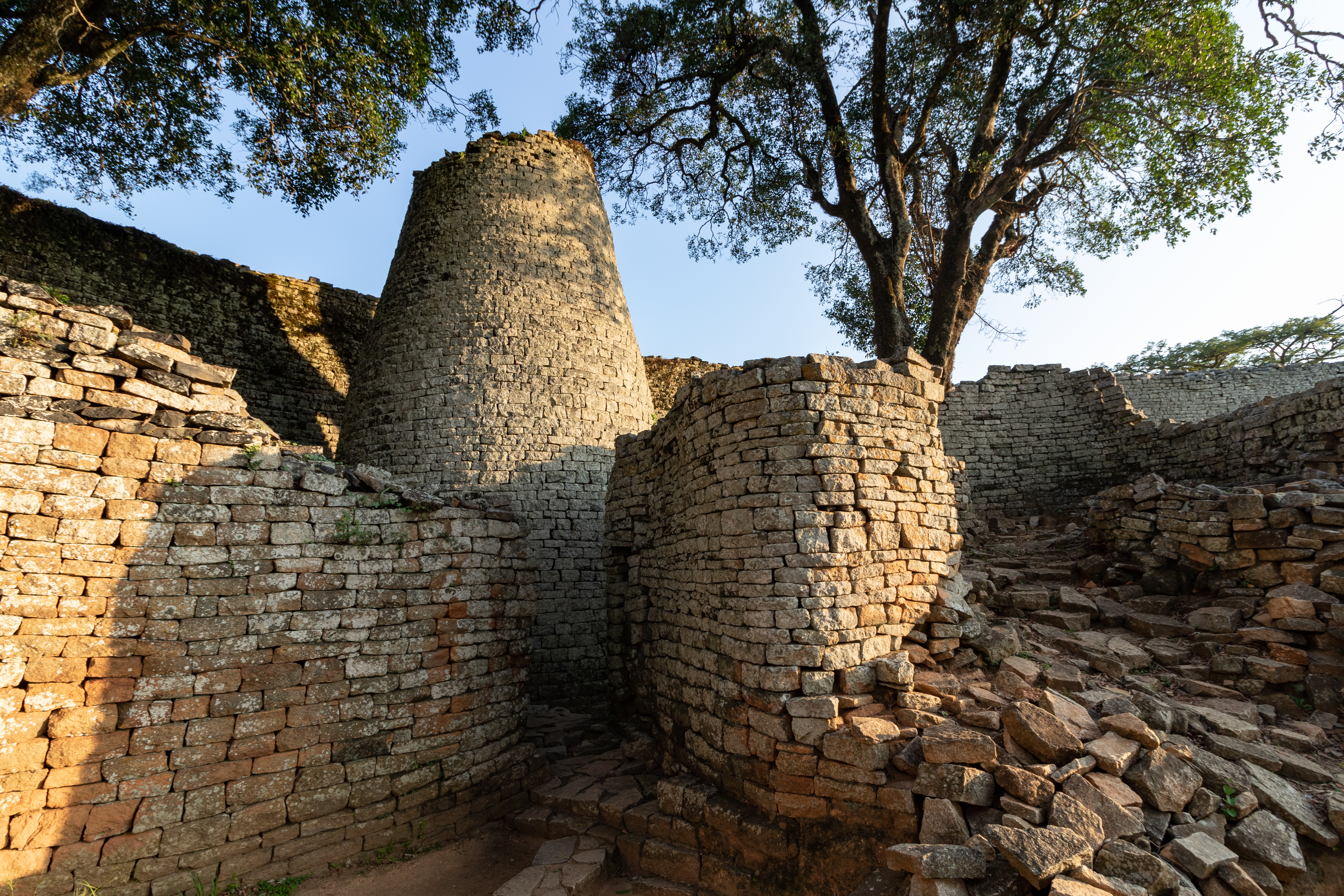
Zidul conic din interiorul Marelui Zimbabwe, un oraș medieval construit de o cultură prosperă

În regiunea Sahelului de Vest, influența islamică a fost un factor major care a contribuit la dezvoltarea arhitecturală din epocile ulterioare ale Imperiului Ghana. La Koumbi Saleh, localnicii locuiau în locuințe în formă de cupolă din secțiunea regelui a orașului, înconjurate de o incintă mare. Comercianții locuiau în case de piatră într-o secțiune care avea 12 moschei frumoase, așa cum sunt descrise de Al-Bakri, cu una centrată pe rugăciunea de vineri. Se spune că regele deținea mai multe conace, dintre care unul avea 66 de picioare lungime, 42 de picioare lățime, conținea șapte camere, avea o înălțime de două etaje și o scară; cu pereții și camerele pline de sculpturi și picturi.
Arhitectura saheliană s-a dezvoltat inițial din cele două orașe Djenné și Timbuktu. Moscheea Sankore din Timbuktu, construită din chirpici pe lemn, avea un stil similar cu Marea Moschee din Djenné. Apariția regatelor în regiunea de coastă a Africii de Vest a produs o arhitectură care s-a bazat pe tradițiile indigene, folosind lemnul. Renumitul Benin City, distrus de Expediția punitivă, era un mare complex de case de lut, cu acoperișuri îndoite de șindrilă sau frunze de palmier. Palatul avea o serie de săli ceremoniale și era decorat cu plăci de alamă.
Un tip obișnuit de case din Africa subsahariană erau casele stup, făcute dintr-un cerc de pietre acoperit cu un acoperiș cu cupolă. Vechii Bantu foloseau acest tip de casă, care era făcută din chirpici, stâlpi și balegă de vacă.

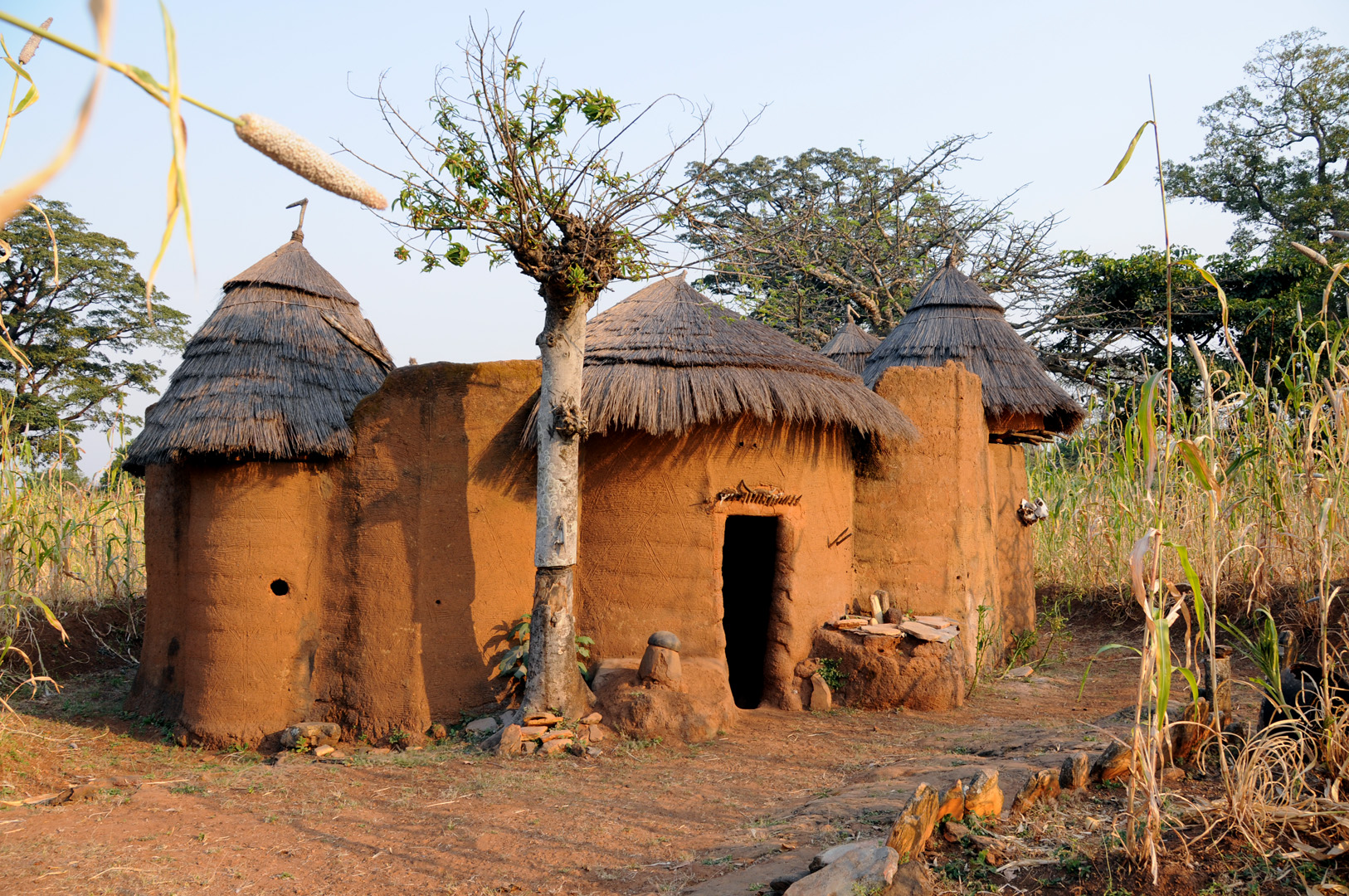
O casă tradițională tata-somba în Benin
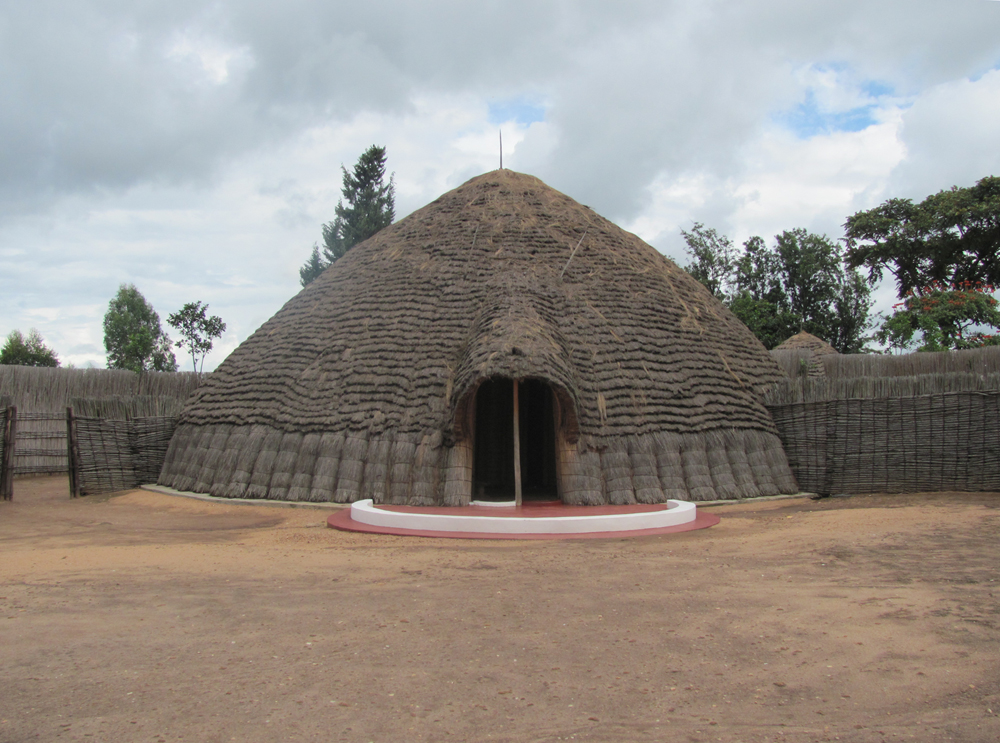
Palatul Regelui din Nyanza (Rwanda)
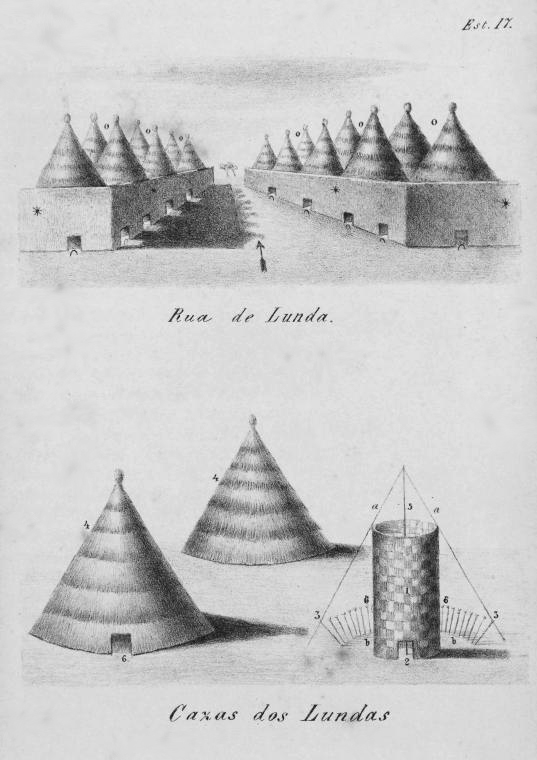
Ilustrație din 1854 cu o stradă și niște case lunda
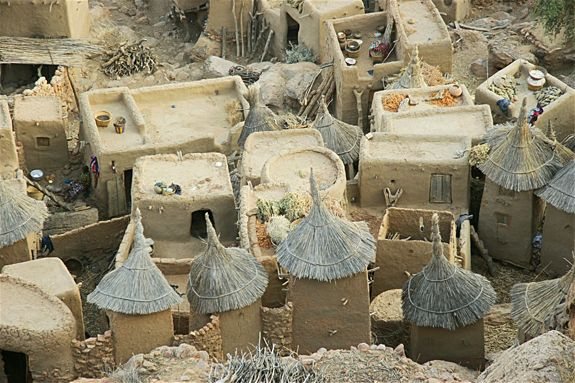
Un sat dogon în Mali

## Oceania

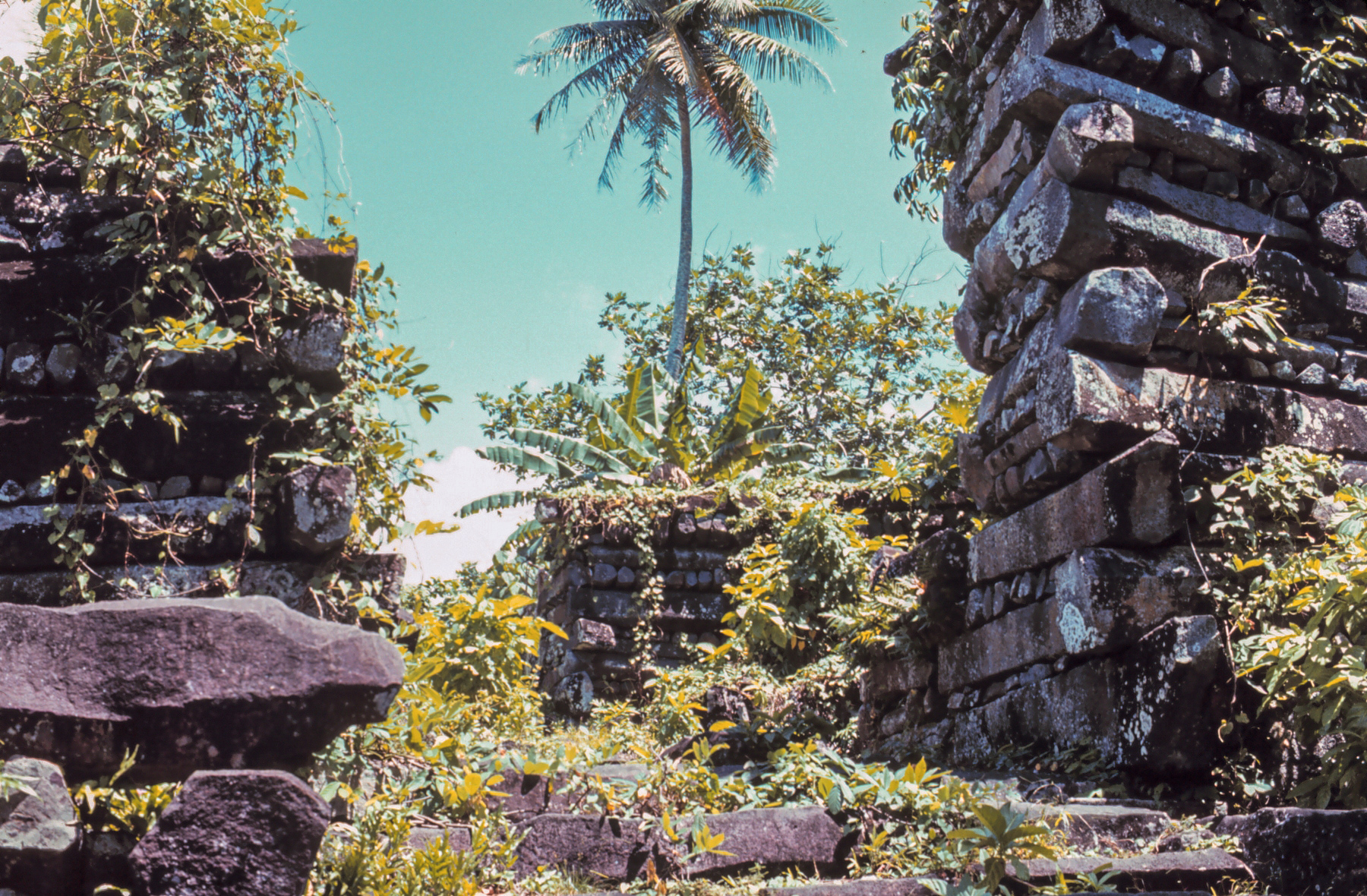
Ruinele de la Nan Madol de pe insula Pohnpei

Majoritatea clădirilor oceanice sunt colibe de lemn și alte materiale vegetale. Arta și arhitectura au fost adesea strâns legate - de exemplu, depozitele și casele de întâlnire sunt adesea decorate cu sculpturi complexe - și astfel sunt prezentate împreună în această discuție. Arhitectura insulelor Pacificului a fost variată și, uneori, la scară largă. Clădirile reflectau structura și preocupările societăților care le-au construit, cu detalii simbolice considerabile. Din punct de vedere tehnic, majoritatea clădirilor din Oceania nu erau altceva decât simple ansambluri de stâlpi ținute împreună cu ancore de trestie; numai în Insulele Caroline erau cunoscute metode complexe de îmbinare și fixare.
Un sit arheologic oceanic important e Nan Madol din Statele Federate ale Microneziei. Nan Madol a fost sediul ceremonial și politic al dinastiei Saudeleur, care a unit cei aproximativ 25.000 de oameni din Pohnpei până în jurul anului 1628. Așezat între insula principală Pohnpei și insula Temwen, a fost o scenă a activității umane încă din secolul I sau al II-lea d.Hr.. Până în secolul al VIII-lea sau al IX-lea, construirea insulelor începuse, construirea arhitecturii megalitice distincte începând cu 1180–1200 d.Hr..

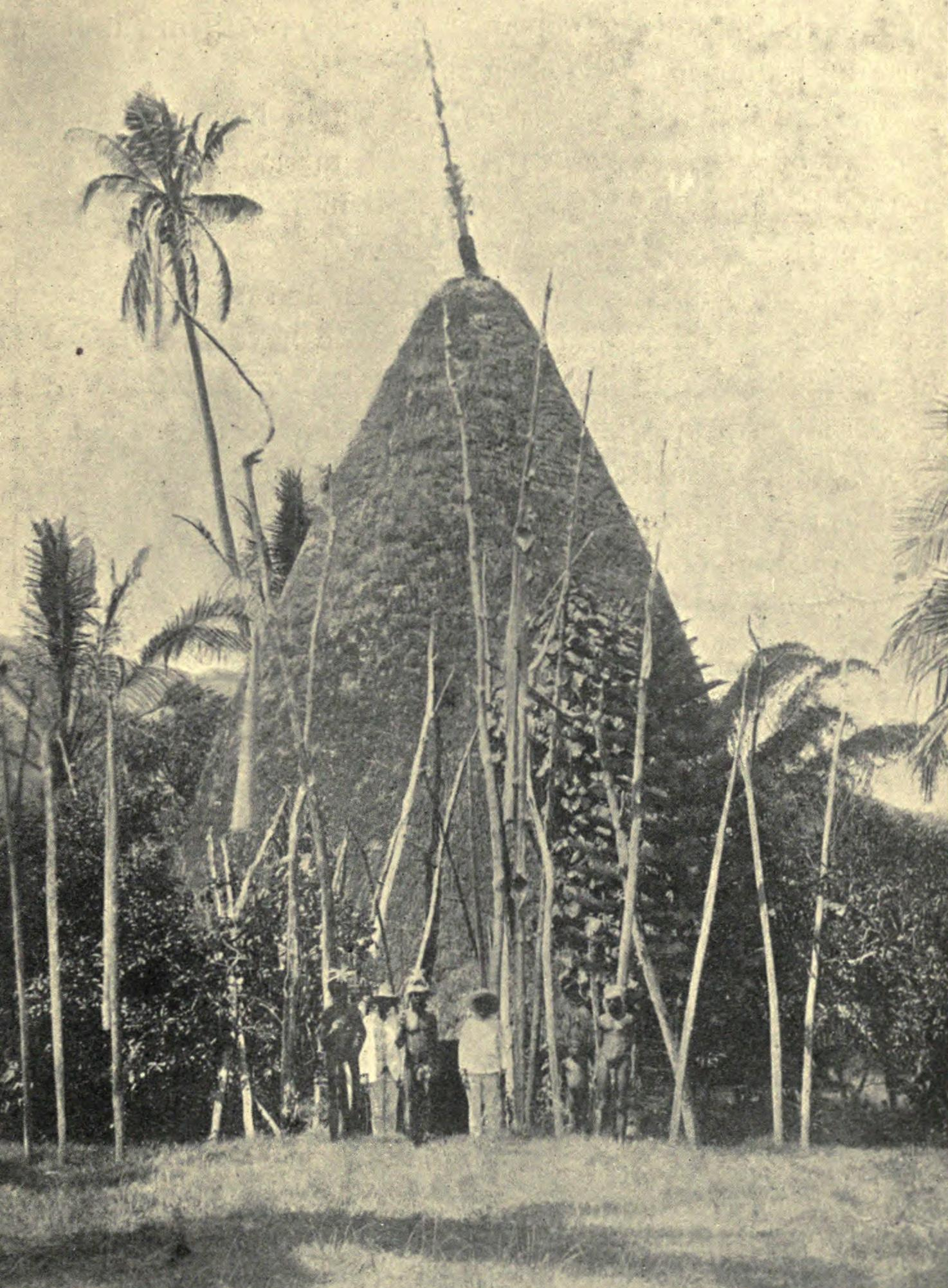
Poză a unei case native din Noua Caledonie, circa 1906
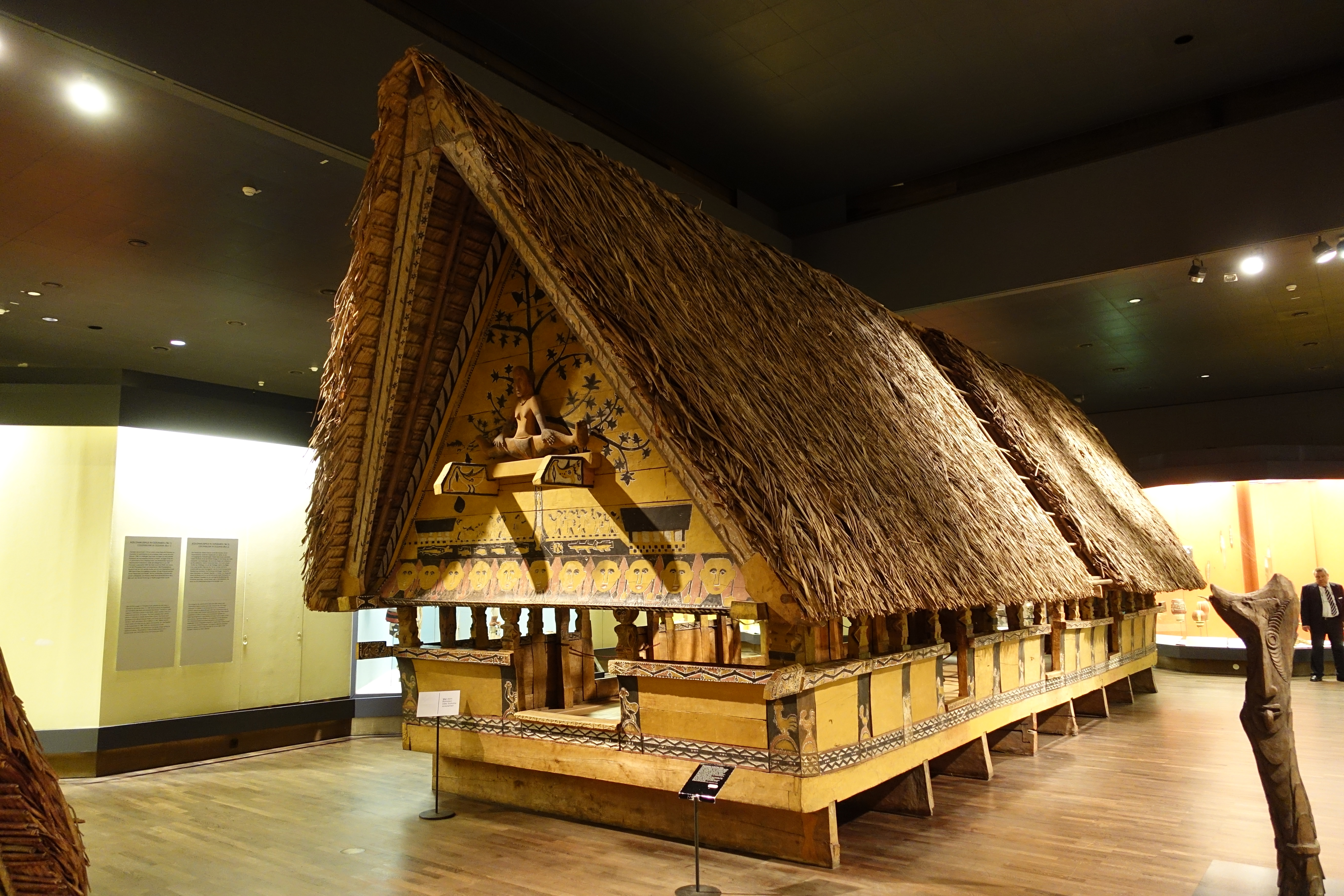
Casa clubului bărbaților, 1907, sin Palau, acum în Muzeul Etnologic din Berlin
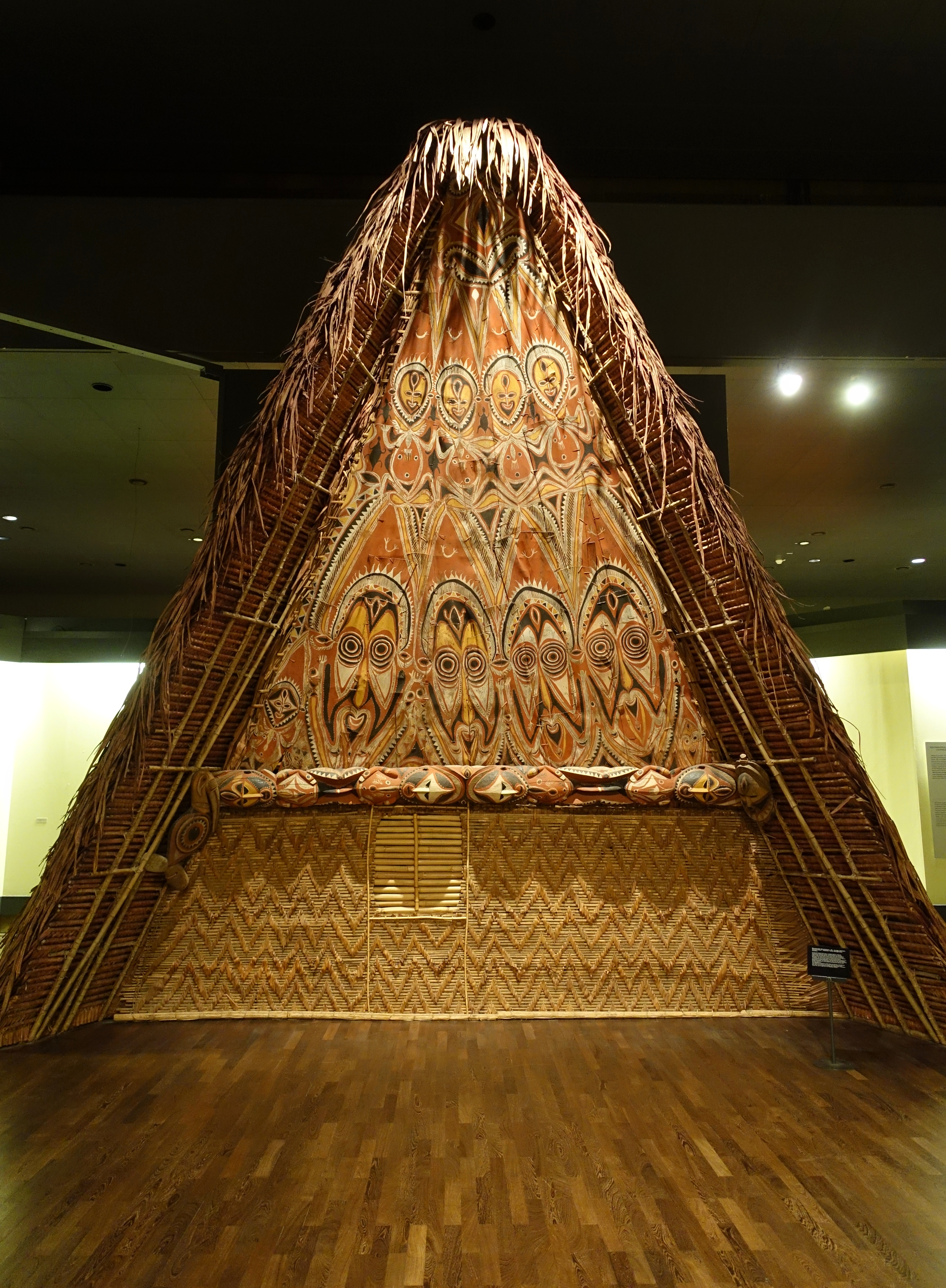
Detaliu al unei case ceremoniale de aprovizionare, din Papua Noua Guinee, acum în Muzeul Etnologic din Berlin
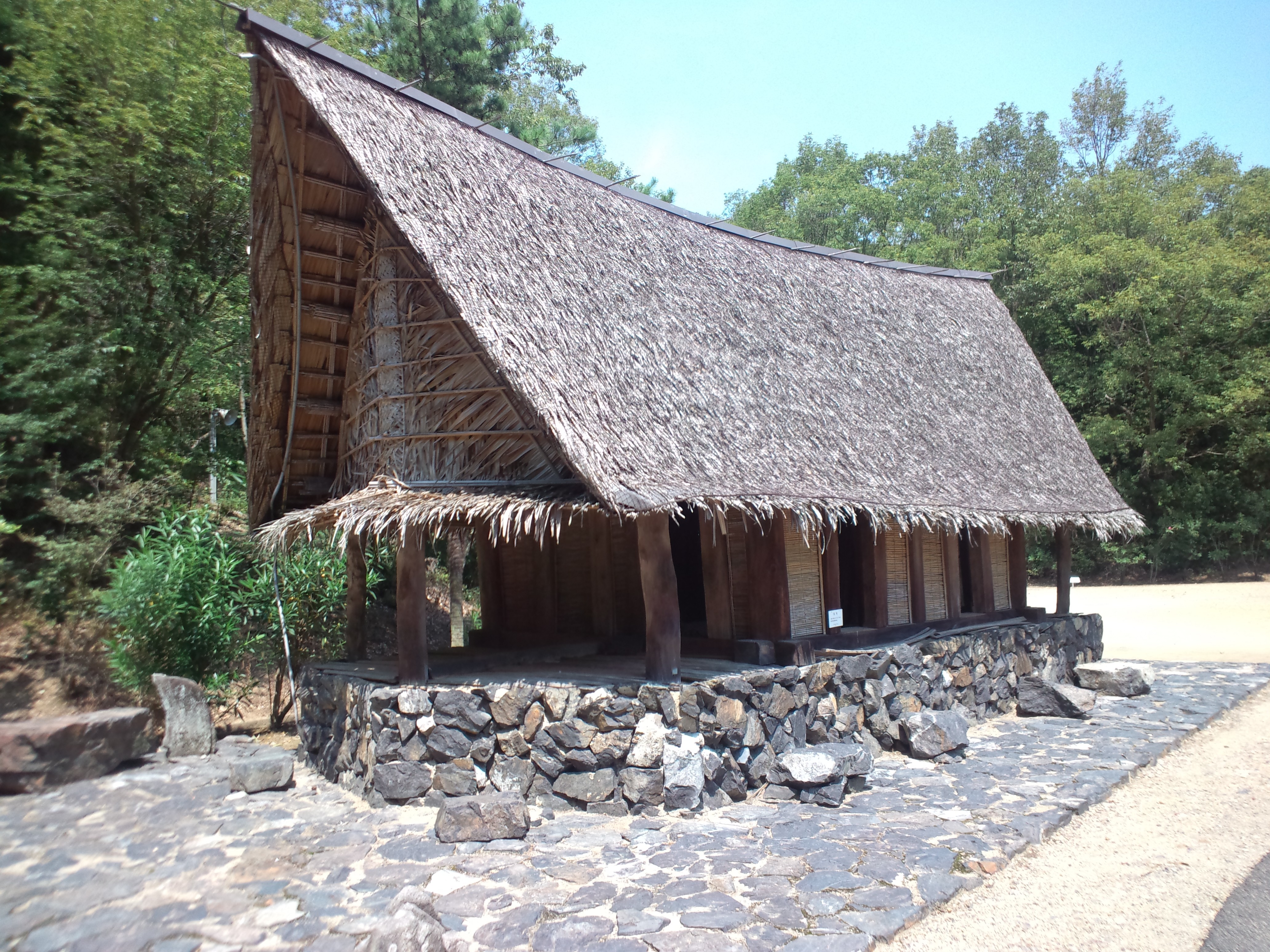
Casă tradițională în Micronezia

## Evul Mediu
Exemplele supraviețuitoare ale arhitecturii seculare medievale au servit în principal pentru apărare. Castelele și zidurile fortificate oferă cele mai notabile exemple nonreligioase rămase de arhitectură medievală. Ferestrele au câștigat o formă de cruce în scopuri mai mult decât decorative: au oferit o potrivire perfectă pentru ca un arbaletar să tragă în siguranță asupra invadatorilor din interior. Zidurile cu creneluri ofereau adăposturi pentru arcași pe acoperișuri pentru a se ascunde în spate atunci când nu trageau.

### Imperiul Bizantin
Imperiul Bizantin a apărut treptat ca o entitate artistică și culturală distinctă din Imperiul Roman după 330 d.Hr., când împăratul roman Constantin cel Mare a mutat capitala Imperiului Roman spre est de la Roma la Bizanț (denumită mai târziu Constantinopol, iar acum Istanbul). Imperiul a îndurat mai mult de un mileniu, influențând arhitectura epocii medievale și renascentiste în Europa și, după capturarea Constantinopolului de către turcii otomani în 1453, ducând direct la arhitectura Imperiului Otoman.
Arhitectura bizantină timpurie a fost construită ca o continuare a arhitecturii romane. Schimbările stilistice, progresele tehnologice și schimbările politice și teritoriale au însemnat că treptat a apărut un stil diferit, care a impregnat anumite influențe din Orientul Apropiat și a folosit planul în cruce greacă în arhitectura bisericilor. Clădirile au crescut în complexitate geometrică, cărămida și tencuiala au fost folosite în plus față de piatră în decorarea unor structuri publice importante, ordinele clasice au fost folosite mai liber, mozaicurile au înlocuit decorul sculptat, cupolele complexe a fost așezate pe piloni masivi, iar ferestrele au filtrat lumina prin foi subțiri de alabastru ca să ilumineze încet interioarele. Acest stil bizantin, cu cupole din ce în ce mai exotice și mozaicuri din ce în ce mai bogate, a călătorit spre vest până la Ravenna și Veneția, și până la nord la Moscova. Majoritatea bisericilor și bazilicilor au cupole înalte. Drept urmare, au creat spații deschise vaste în centrele bisericilor, sporind simțul harului și luminii. Arcul rotund e un element fundamental al stilului bizantin. Mozaicurile aurii magnifice, cu simplitatea lor grafică și puterea lor imensă, au adus lumină și căldură în inima bisericilor. Capitelurile bizantine se desprind de convențiile clasice din Grecia antică și Roma. Liniile sinuoase și formele naturaliste sunt precursori ai stilului gotic.
Conform descrierilor, interioarele erau placate cu marmură sau piatră. Unele dintre coloane erau, de asemenea, din marmură.  Alte materiale folosite pe scară largă erau cărămizile și piatra, nu doar marmura ca în antichitatea clasică. Picturile murale sau mozaicurile din bucățele de pietre strălucitoare erau, de asemenea, elemente ale arhitecturii interioare. Mobila din lemn prețios, cum ar fi paturi, scaune, scaune, mese, rafturi pentru cărți, și cupe argintii sau aurii cu reliefuri frumoase, decorau interioarele bizantine.

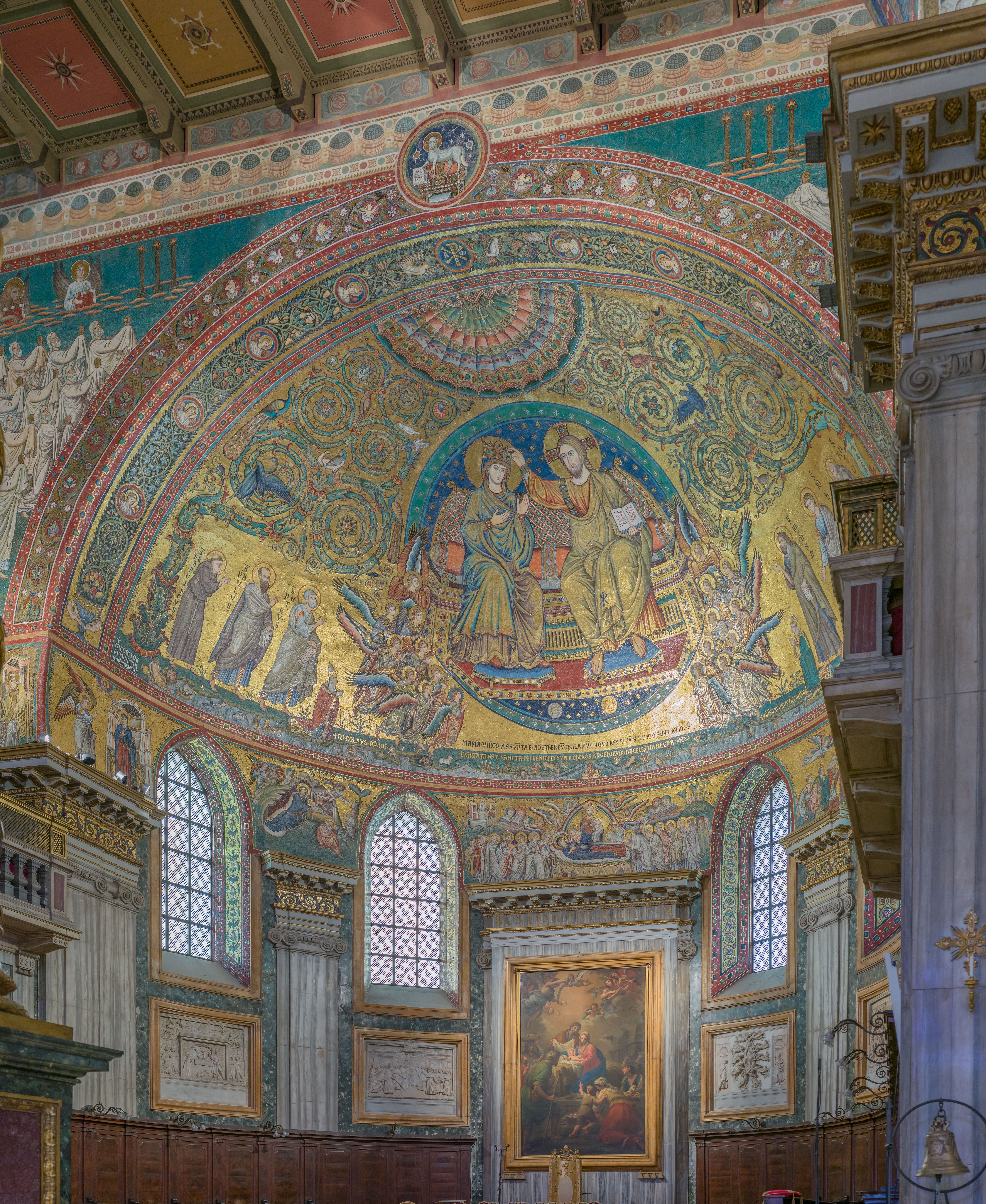
Absidă din Santa Maria Maggiore (Roma), decorată ci mozaicuri din secolul al V-lea
Hagia Sofia (Constantinopol, actualul Istanbul (Turcia)), 532-537
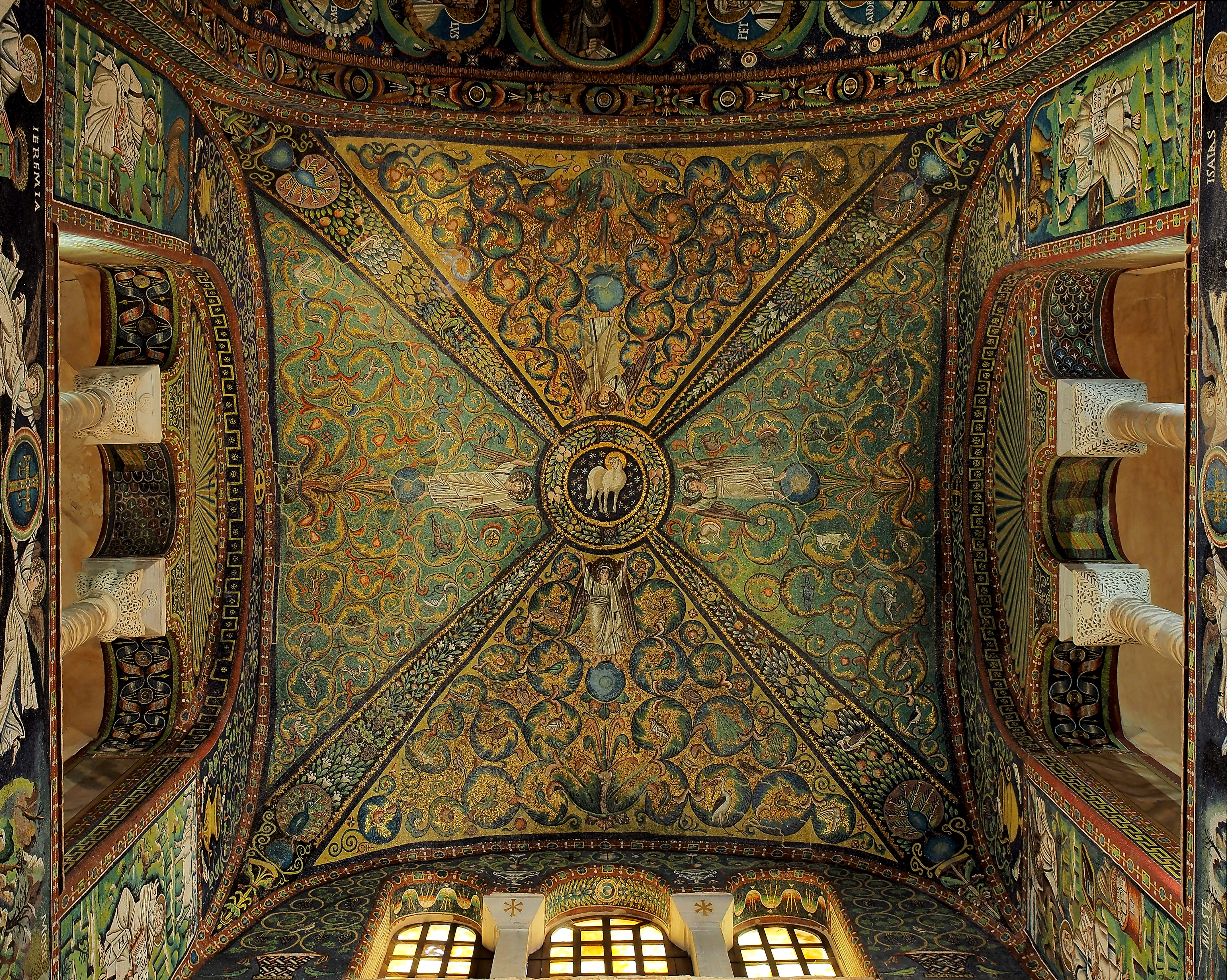
Mozaic pe un tavan și niște pereți ai Bazilicii San Vitale (Ravenna, Italia), circa 547
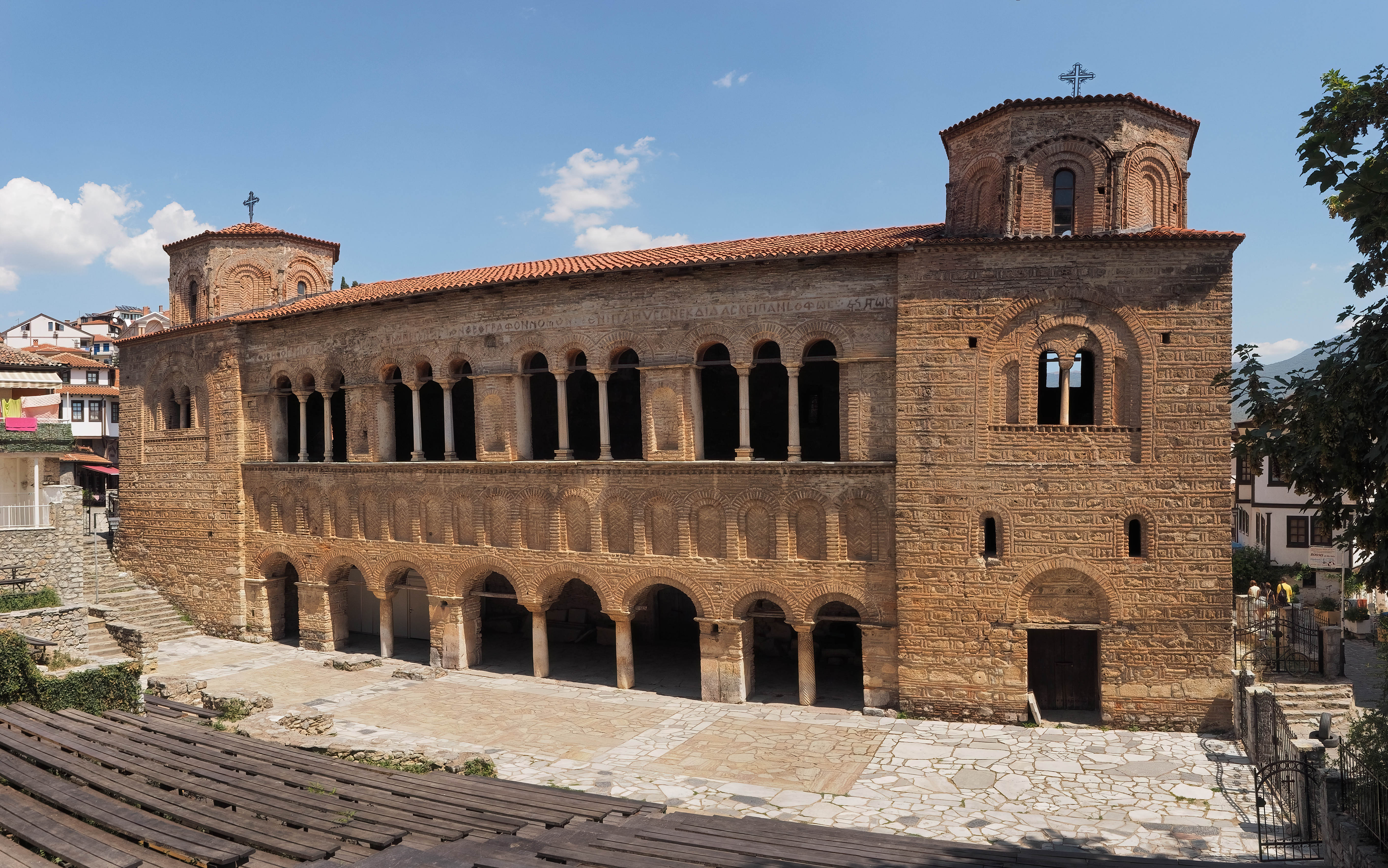
Biserica Sfânta Sofia (Ohrida, Macedonia de Nord), secolul al IX-lea
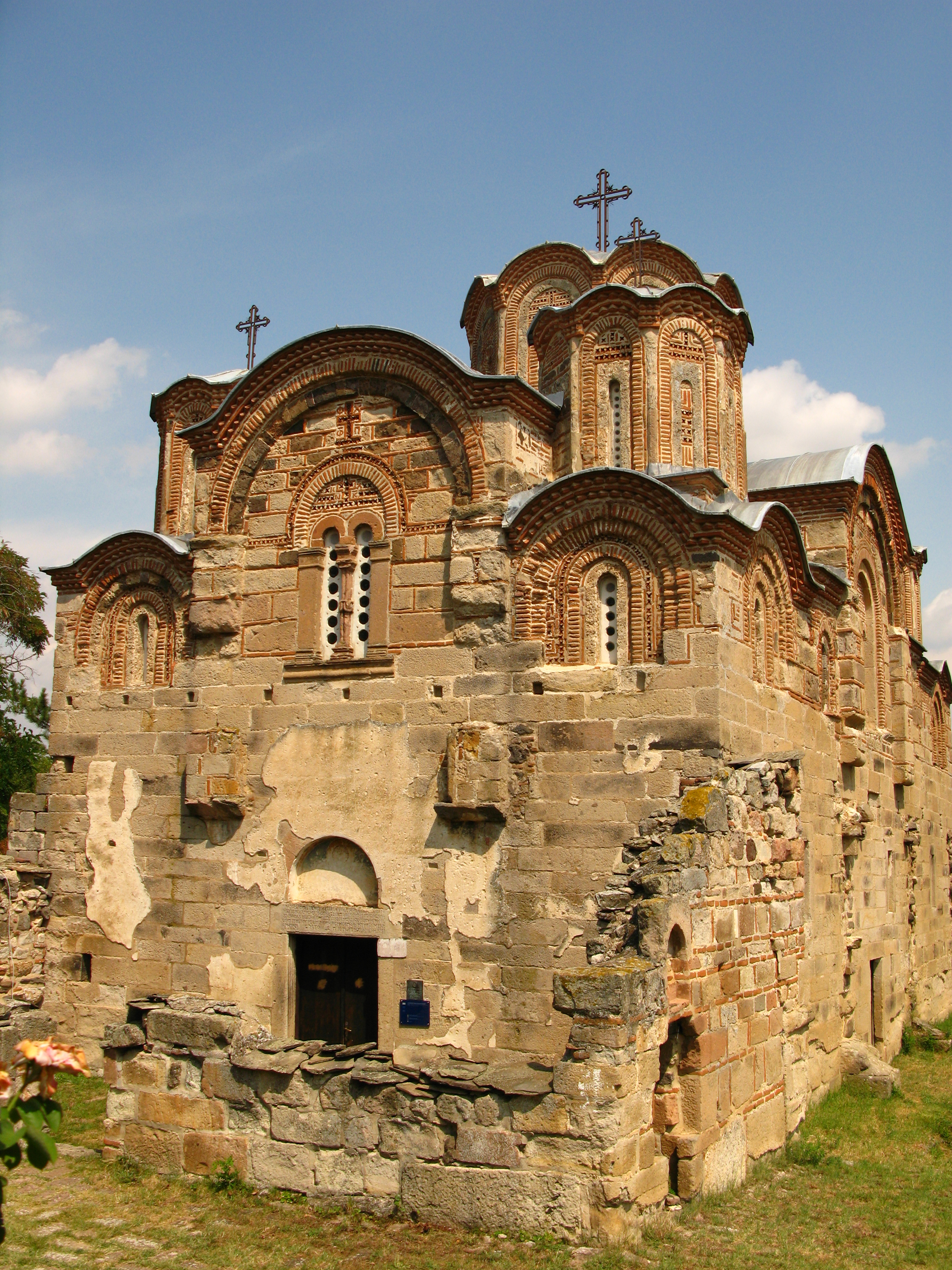
Biserica Sfântul Gheorgje (Staro Nagoričane, Macedonia de Nord), construită în stilul sârbobizantin, 1071
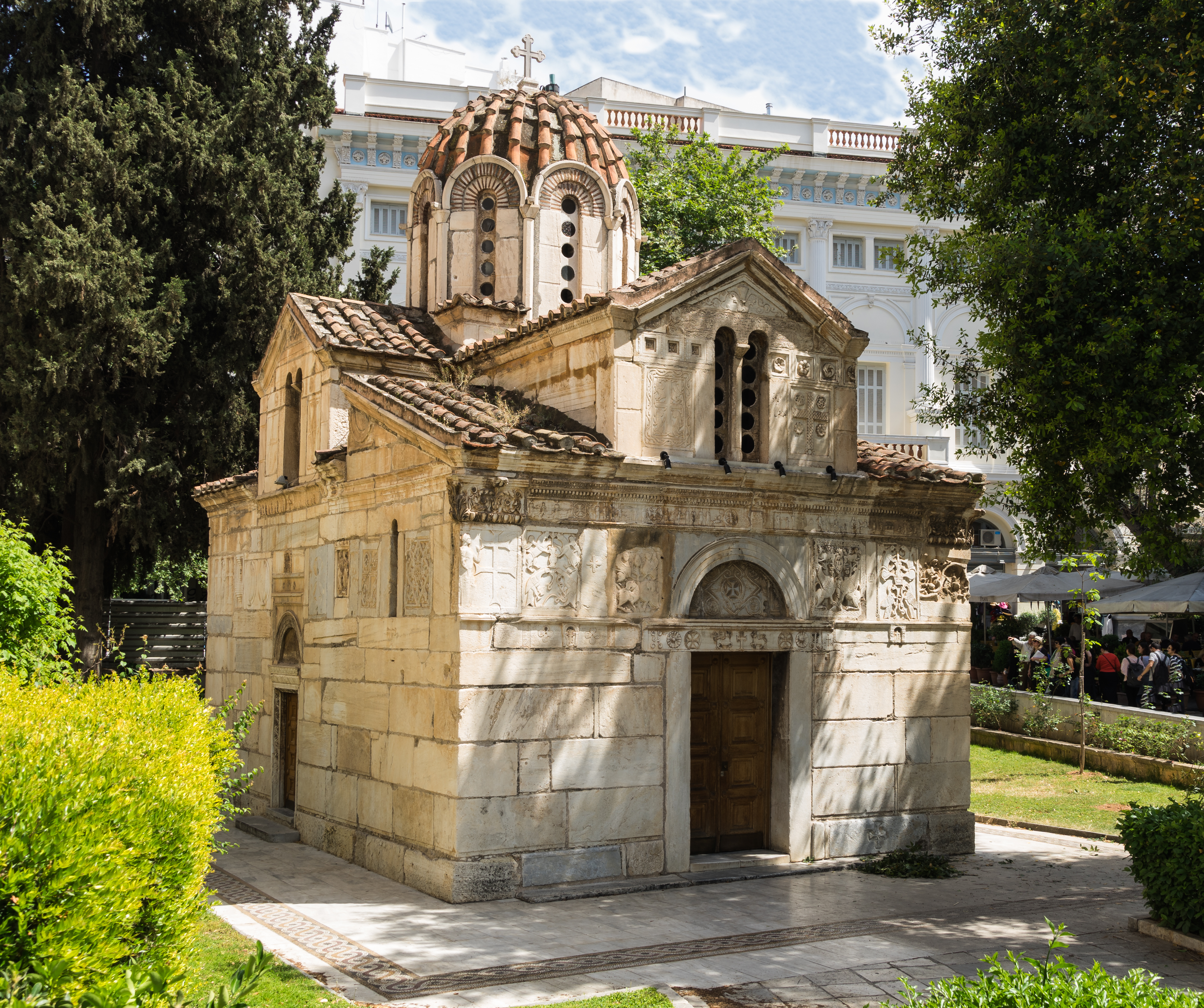
Mica Metropolă (Atena), vechime necunoscută, între secolul al IX-lea spre secolul al XIII-lea
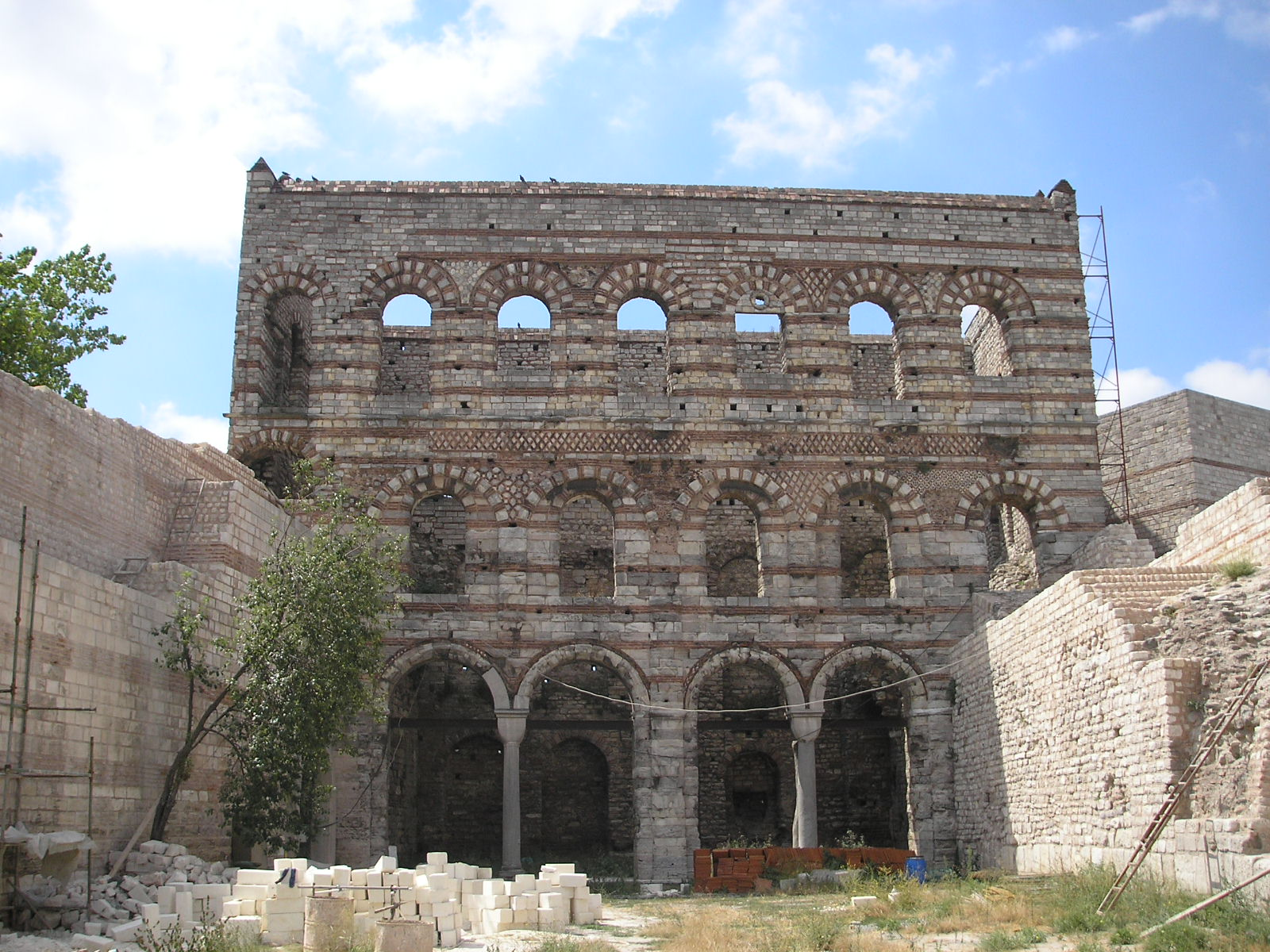
Fațada nordică a Palatul Porfirogeneților, înainte de renovarea modernă, secolul al XIII-lea târziu
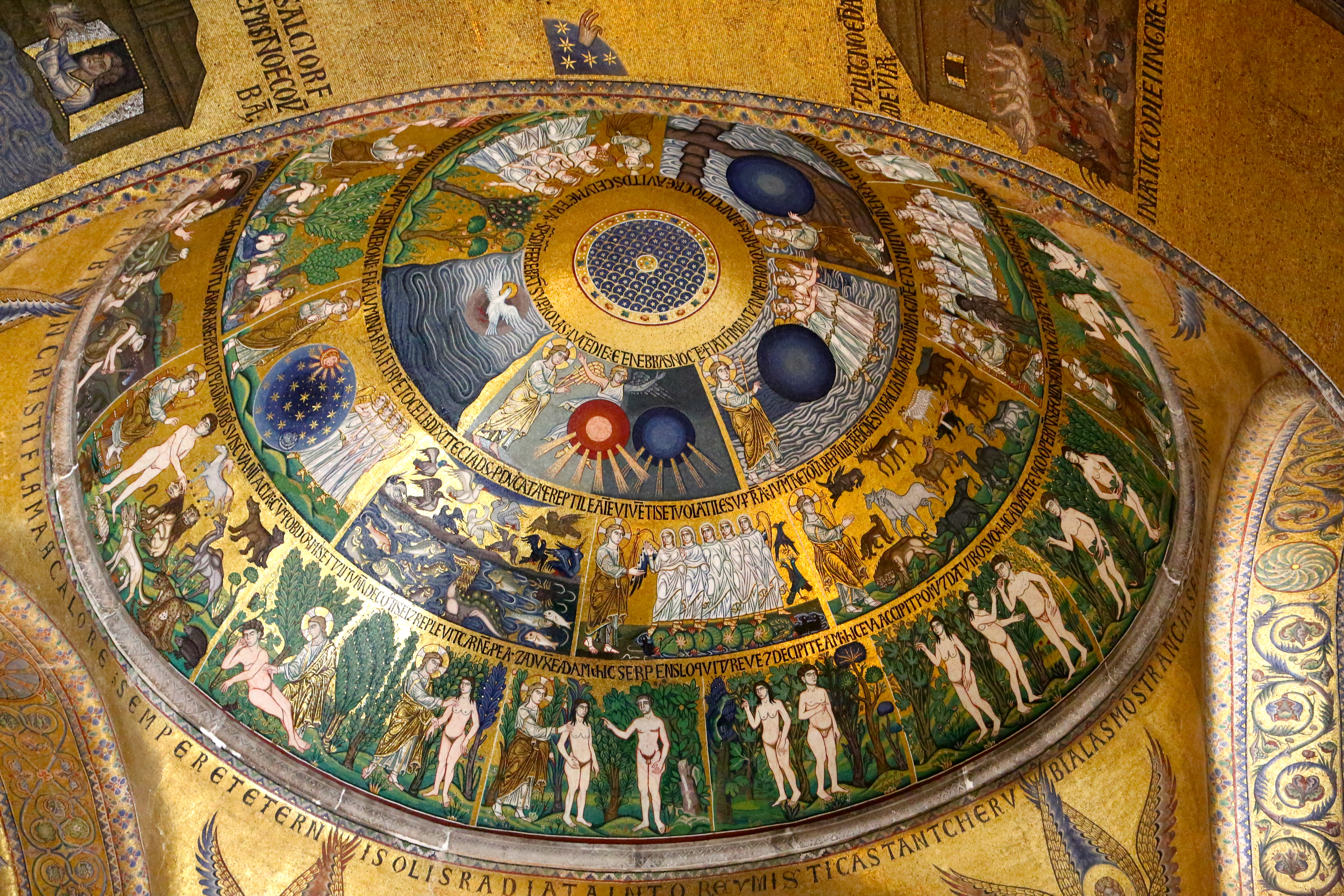
Unul dintre mozaicurile din Bazilica Sfântul Marcu (Veneția)

### Arhitectura romanică

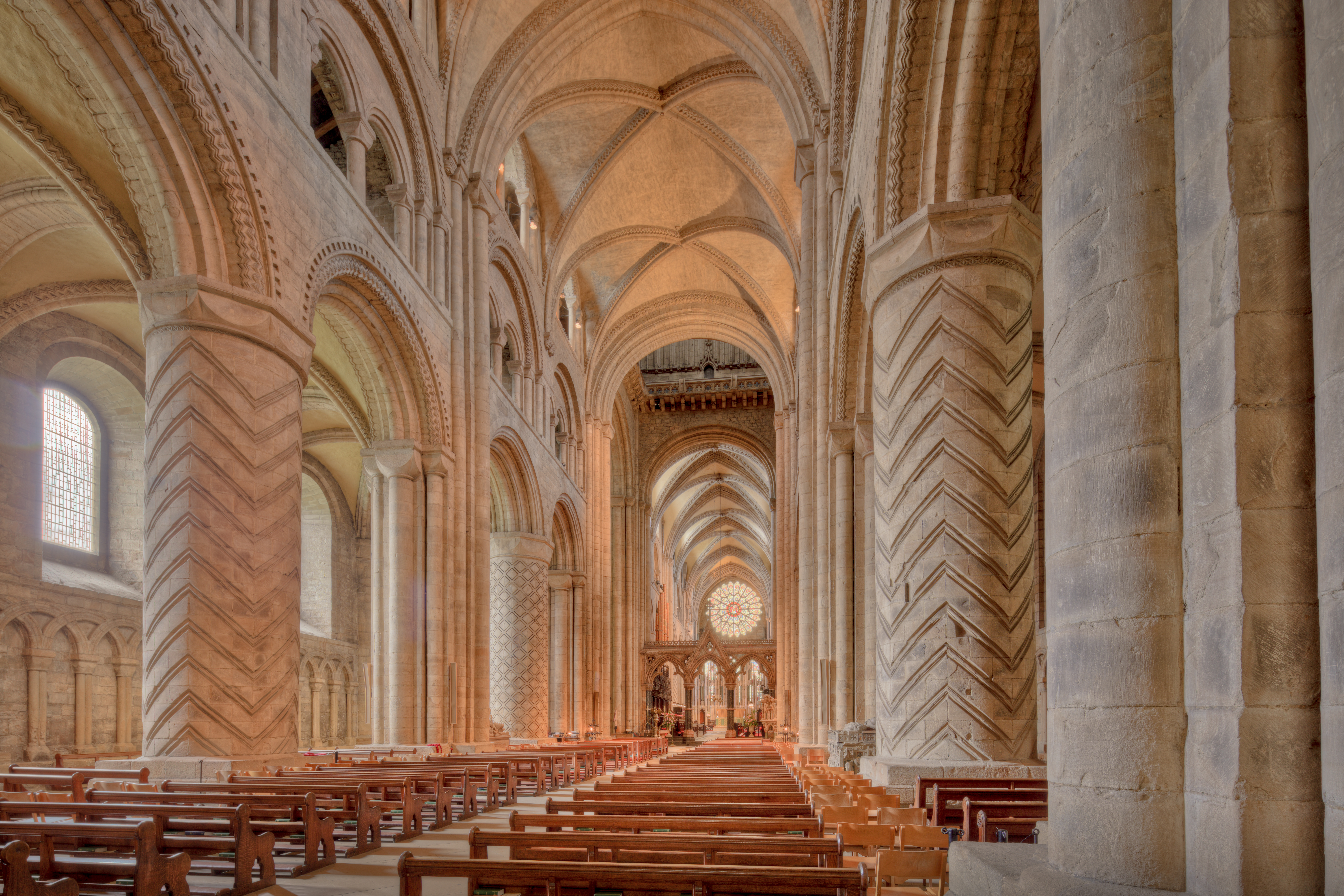
Interiorul Catedralei din Durham (Durham, Regatul Unit), 1093-1133

Termenul „romanic” are rădăcini în secolul al XIX-lea, când a fost inventat pentru a descrie bisericile medievale construite din secolul al X-lea până în al XII-lea, înainte de apariția arcelor ascuțite abrupte, a arcelor butante și a altor elemente gotice. Pentru criticii din secolul al XIX-lea, romanicul reflecta arhitectura zidarilor care în mod evident admirau bolțile grele adânci și capitelurile sculptate complexe ale romanilor antici, dar a căror arhitectură proprie era considerată derivată și degenerată, lipsită de rafinamentul modelelor lor clasice.
Savanții din secolul XXI sunt mai puțin înclinați să înțeleagă arhitectura acestei perioade ca pe un „eșec” de a reproduce realizările din trecut și sunt mult mai predispuși să recunoască abundența sa de forme experimentale, ca o serie de invenții creative noi. Cu toate acestea, la acea vreme, cercetările au pus sub semnul întrebării valoarea romanicului ca termen stilistic. La suprafață, oferă o denumire convenabilă pentru clădirile care împărtășesc un vocabular comun cu arce rotunjite și zidărie groasă de piatră, și apar între renașterea carolingiană a antichității clasice din secolul al IX-lea și evoluția rapidă a arhitecturii gotice după a doua jumătate a  secolul al XII-lea. Cu toate acestea, o problemă e că termenul cuprinde o serie de variante regionale, unele cu legături mai strânse cu Roma decât altele. De asemenea, trebuie remarcat faptul că distincția dintre arhitectura romanică și predecesorii și adepții ei imediați nu este deloc clară. Există puține dovezi că oamenii din Evul Mediu ar fi fost preocupați de distincțiile stilistice pe care le observăm azi, ceea ce face dificilă separarea lentă a arhitecturii medievale în categorii cronologice îngrijite. Cu toate acestea, romanicul rămâne un cuvânt util în ciuda limitărilor sale, deoarece reflectă o perioadă de activitate intensivă de construire care a menținut o oarecare continuitate cu trecutul clasic, dar a reinterpretat în mod liber formele antice într-o nouă manieră distinctivă.

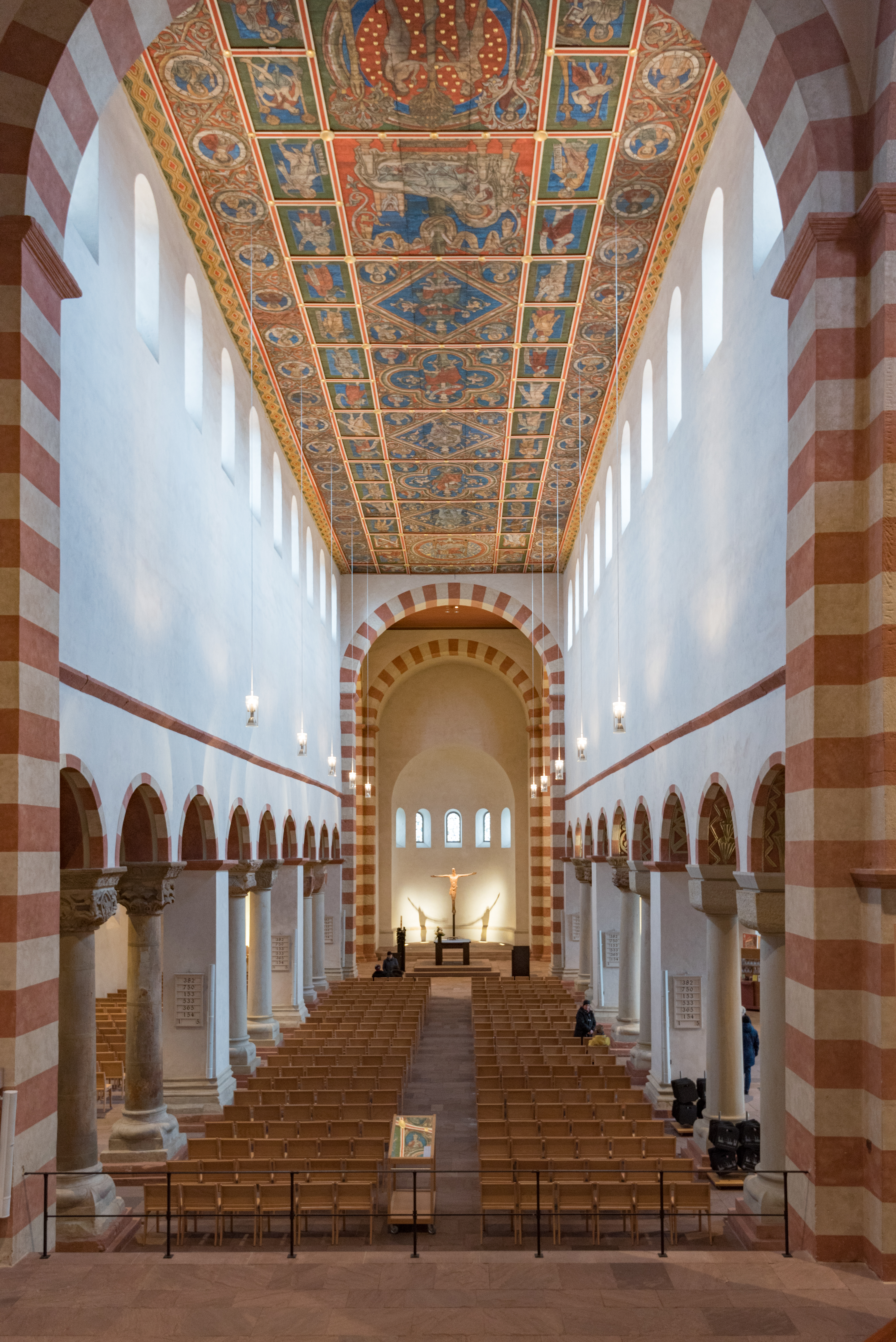
Interior al Bisericii Sfântul Mihail (Hildesheim, Germania), 1010-1031
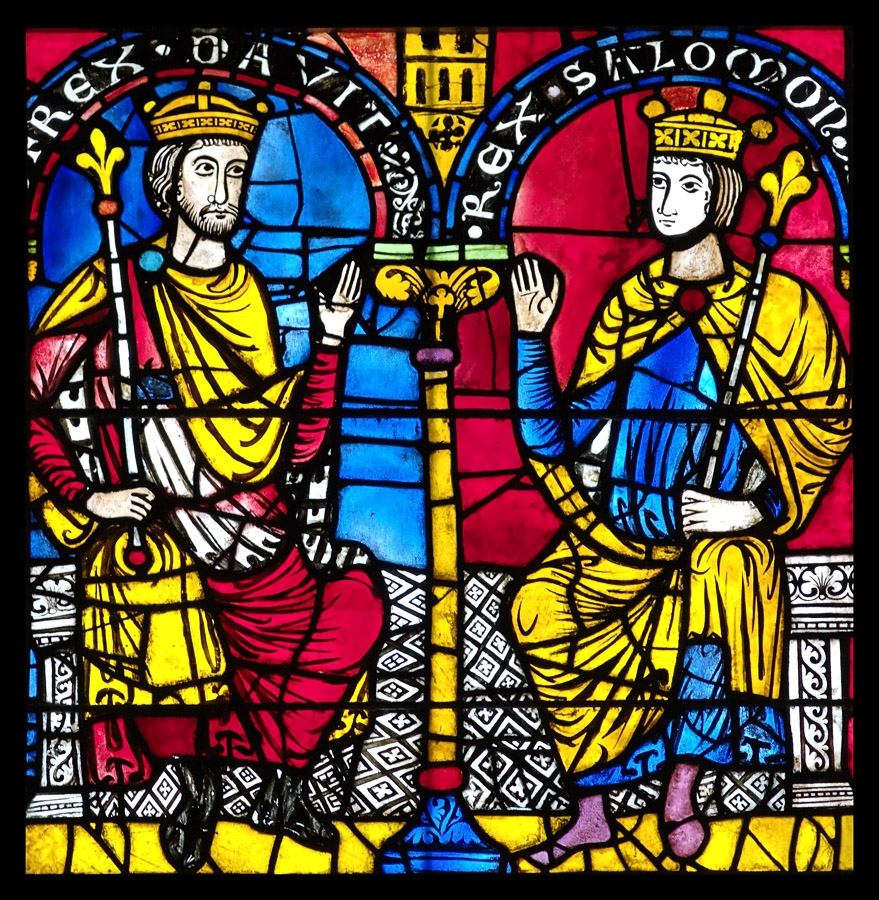
Parte a unui vitraliu cu regii David și Solomon din Cathédrale Notre-Dame de Strasbourg (Strasbourg, Franța), 1015-1439
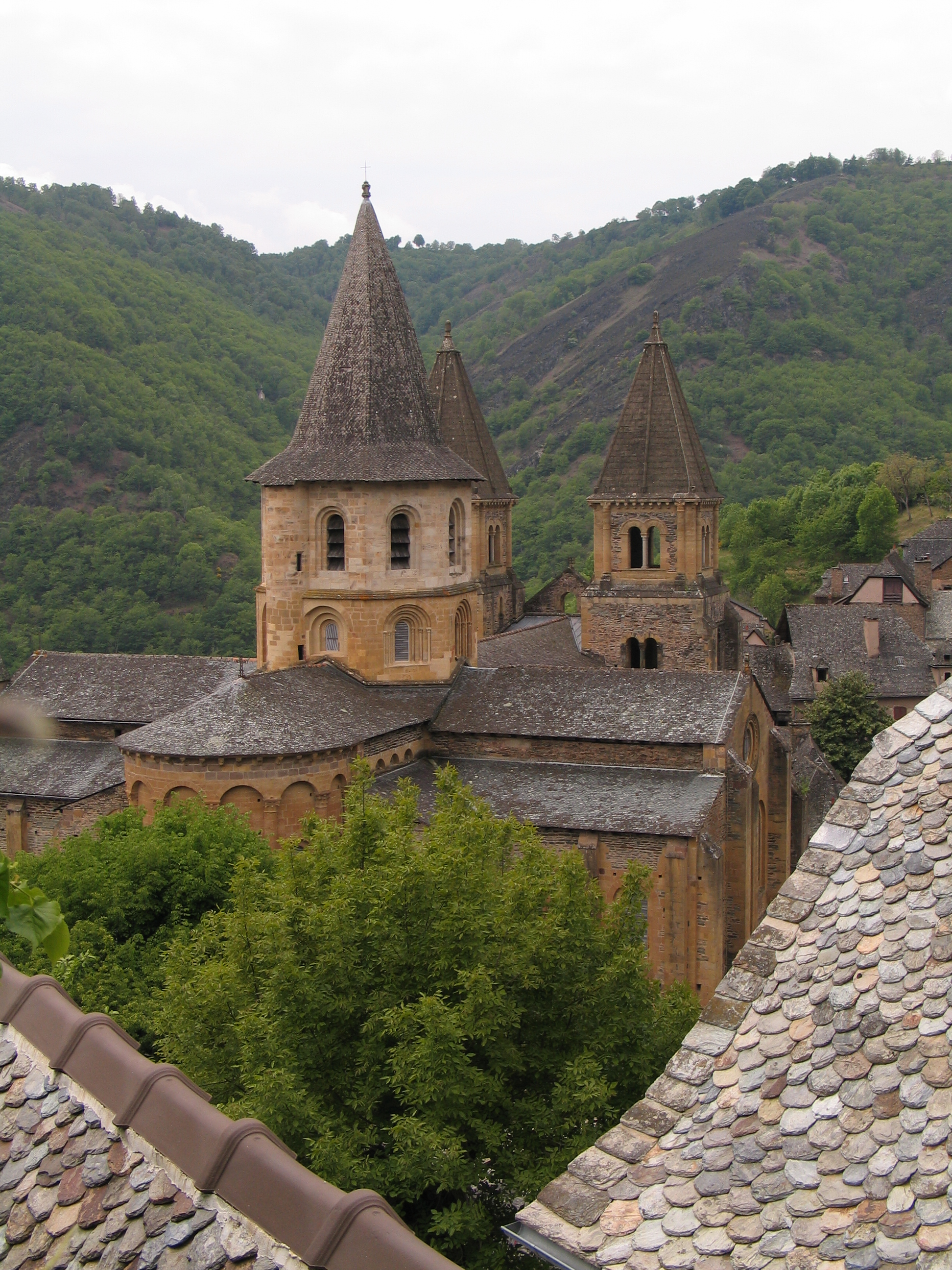
Spatele Bisericii Abațiale Sainte-Foy (Conques, Franța), 1087-1107
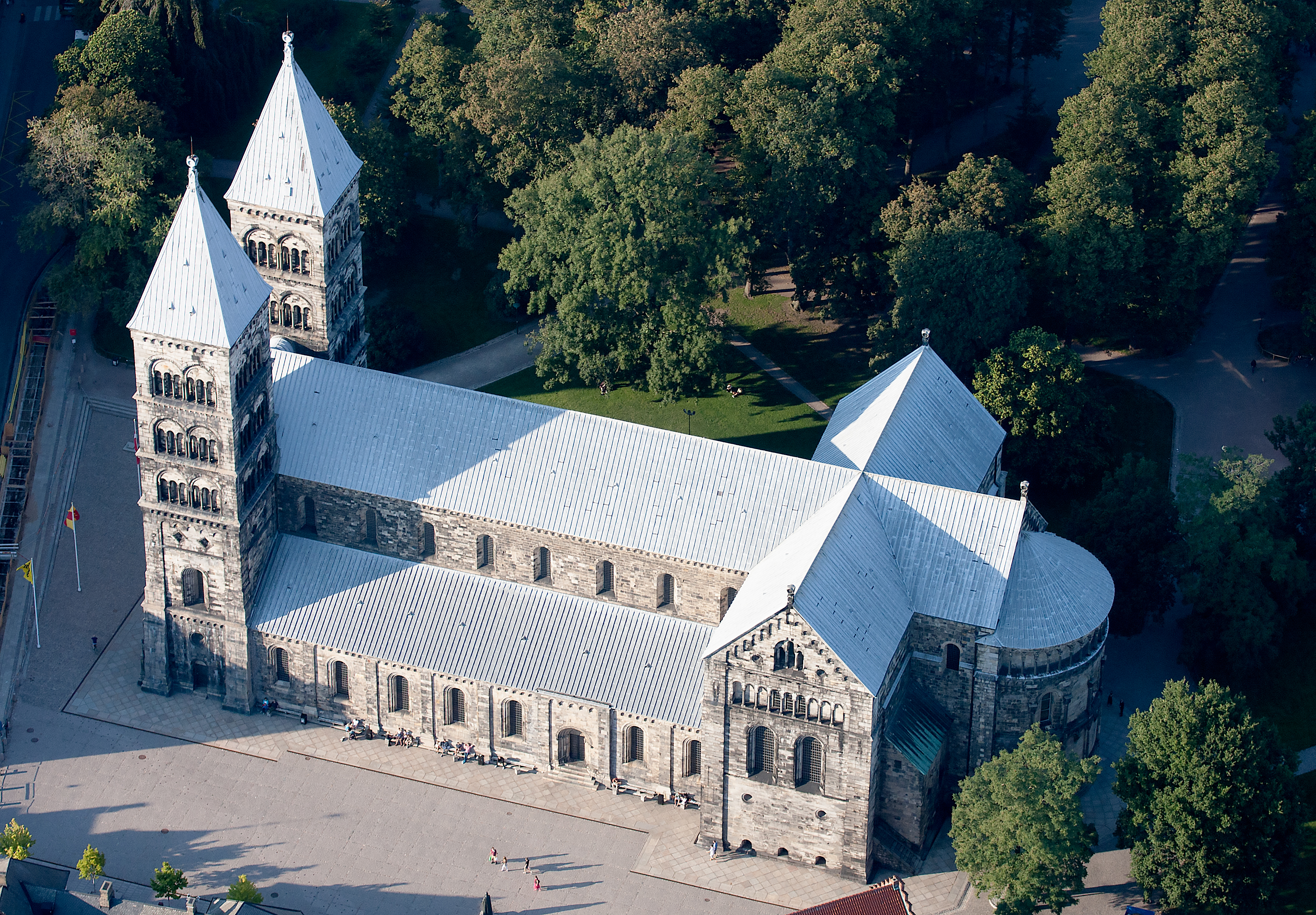
Catedrala din Lund (Lund, Suedia), secolul al XI-lea târziu
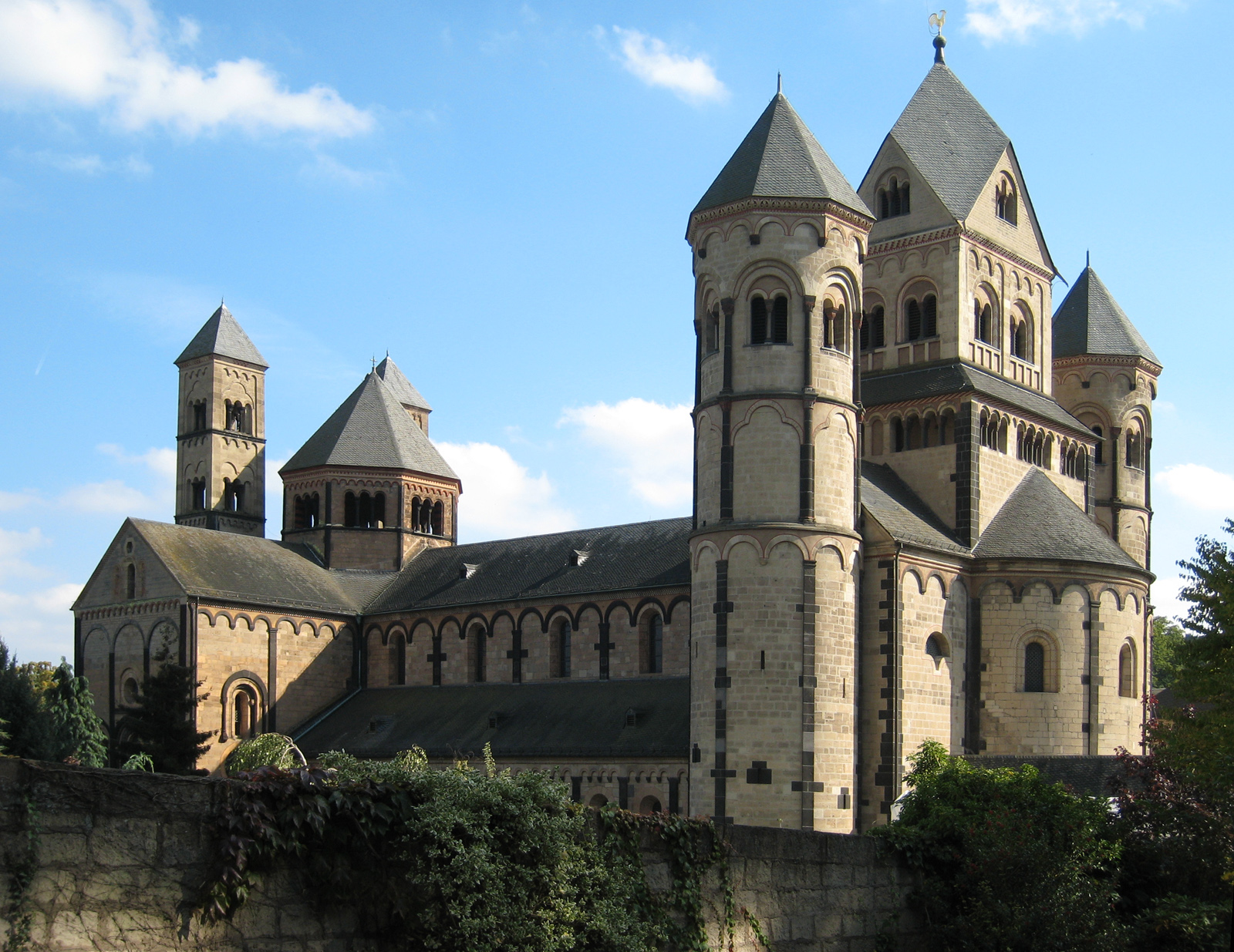
Abația Maria Laach, situată pe malul sud-vestic al Laacher See (Lacul Laach), aproape de Andernach (Germania), secolele al XI-lea-al XII-lea
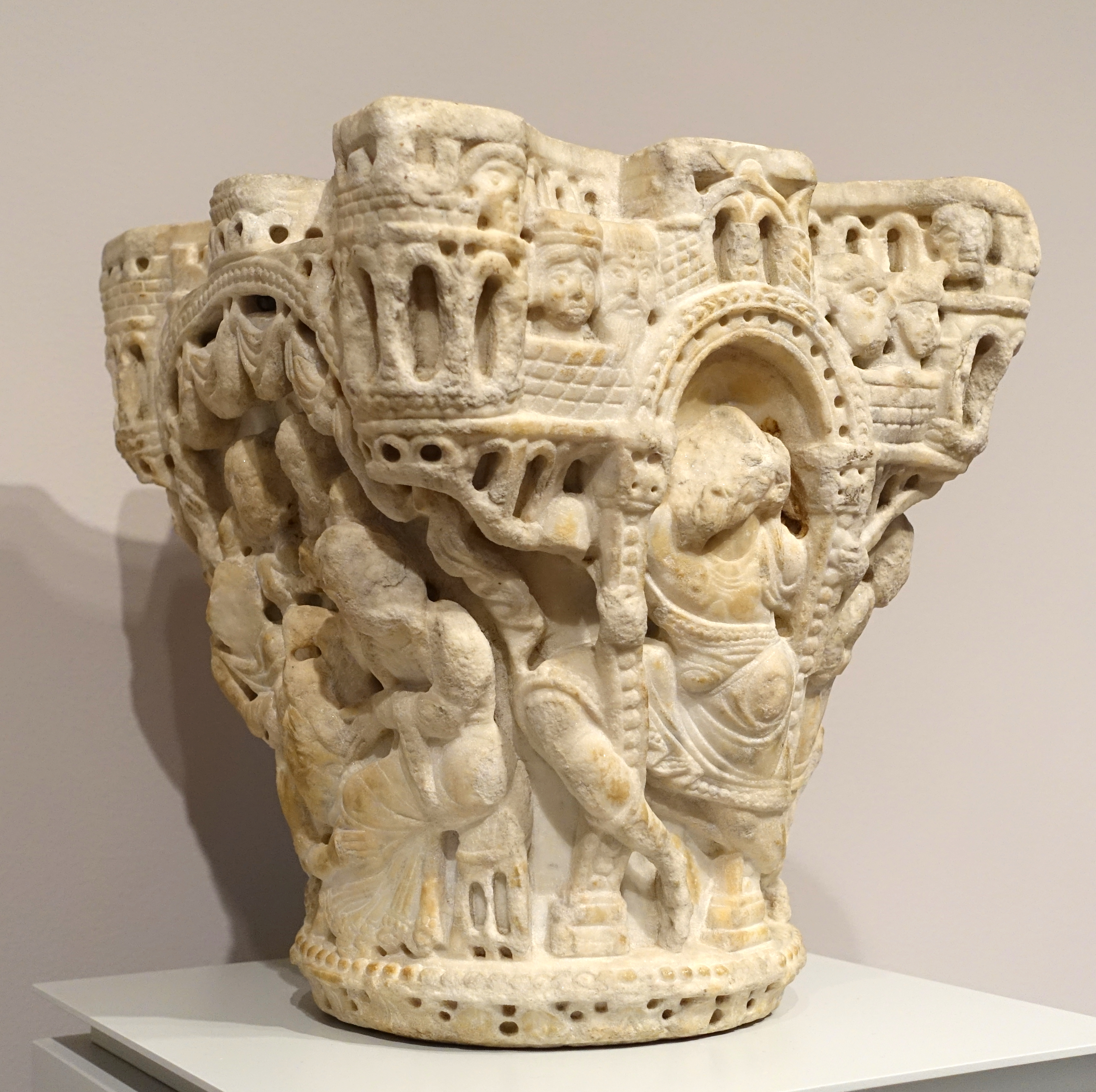
Capitel de marmură cu patru scene din povestea lui Samson, din mănăstirea Catedralei din Avignon (Avignon, Franța), 1150-1175
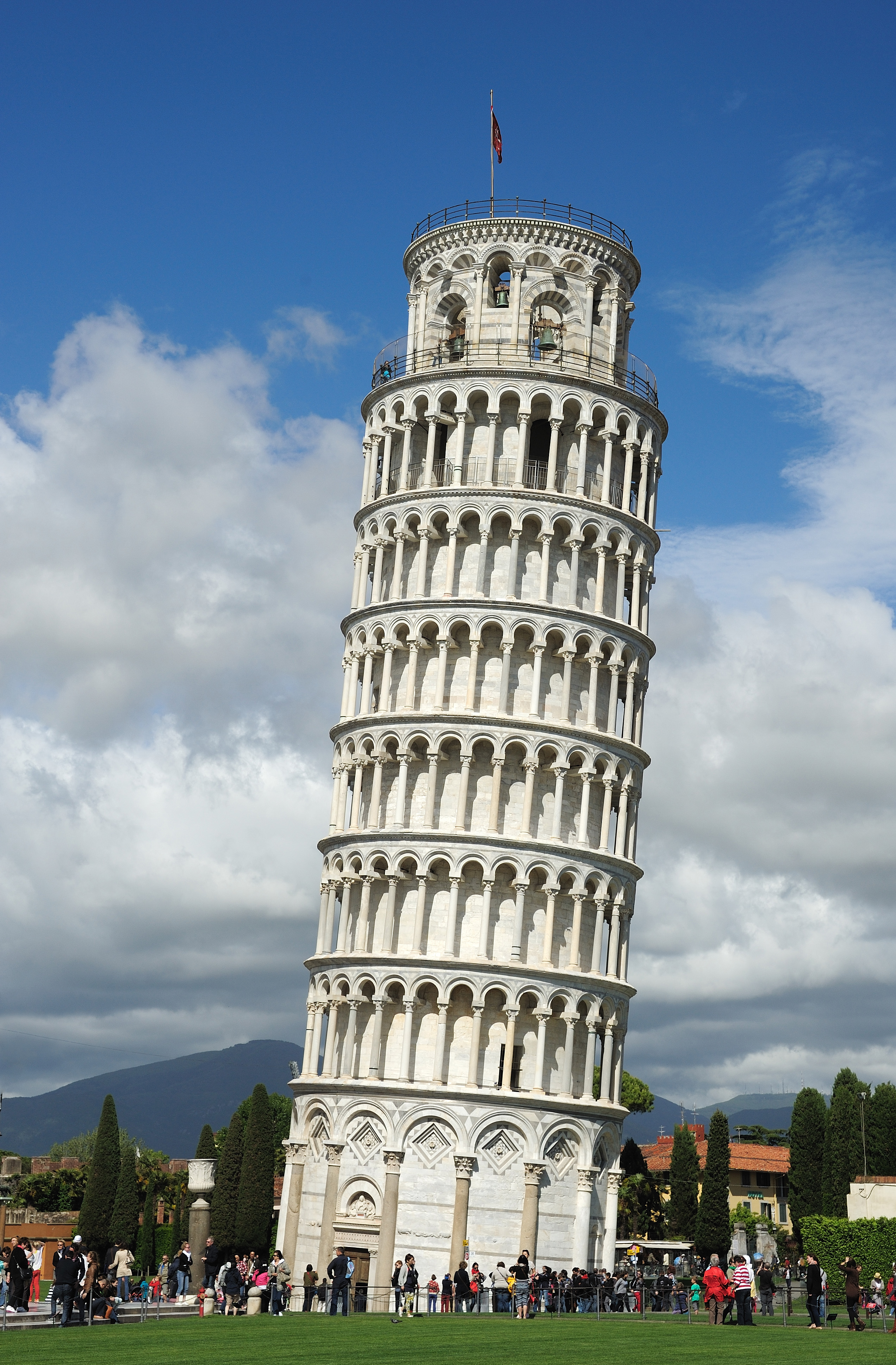
Turnul din Pisa (Pisa, Italia), 1173-1372
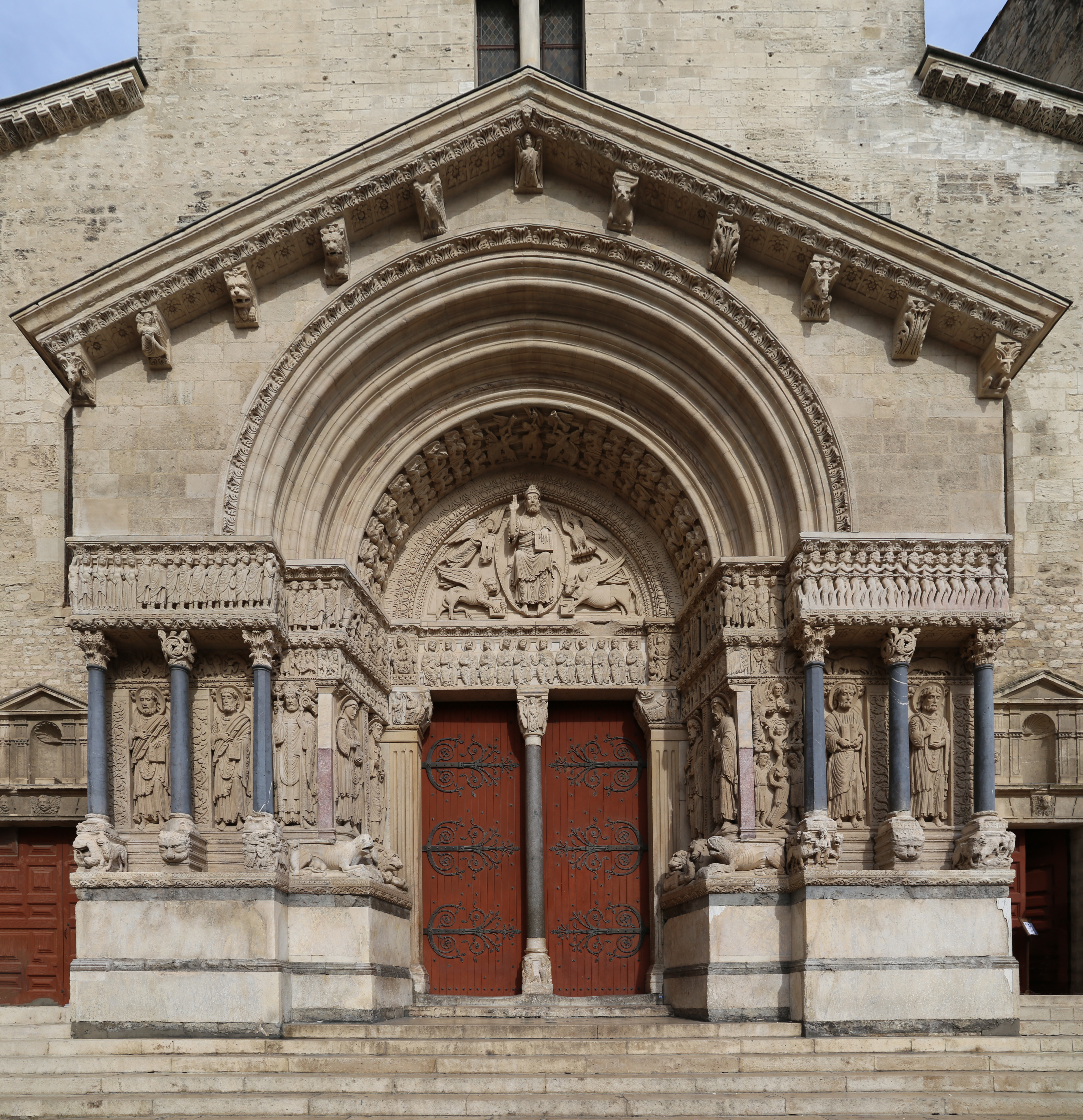
Portalul Bisericii Sfântul Trophime (Arles, Franța)

### Arhitectura gotică

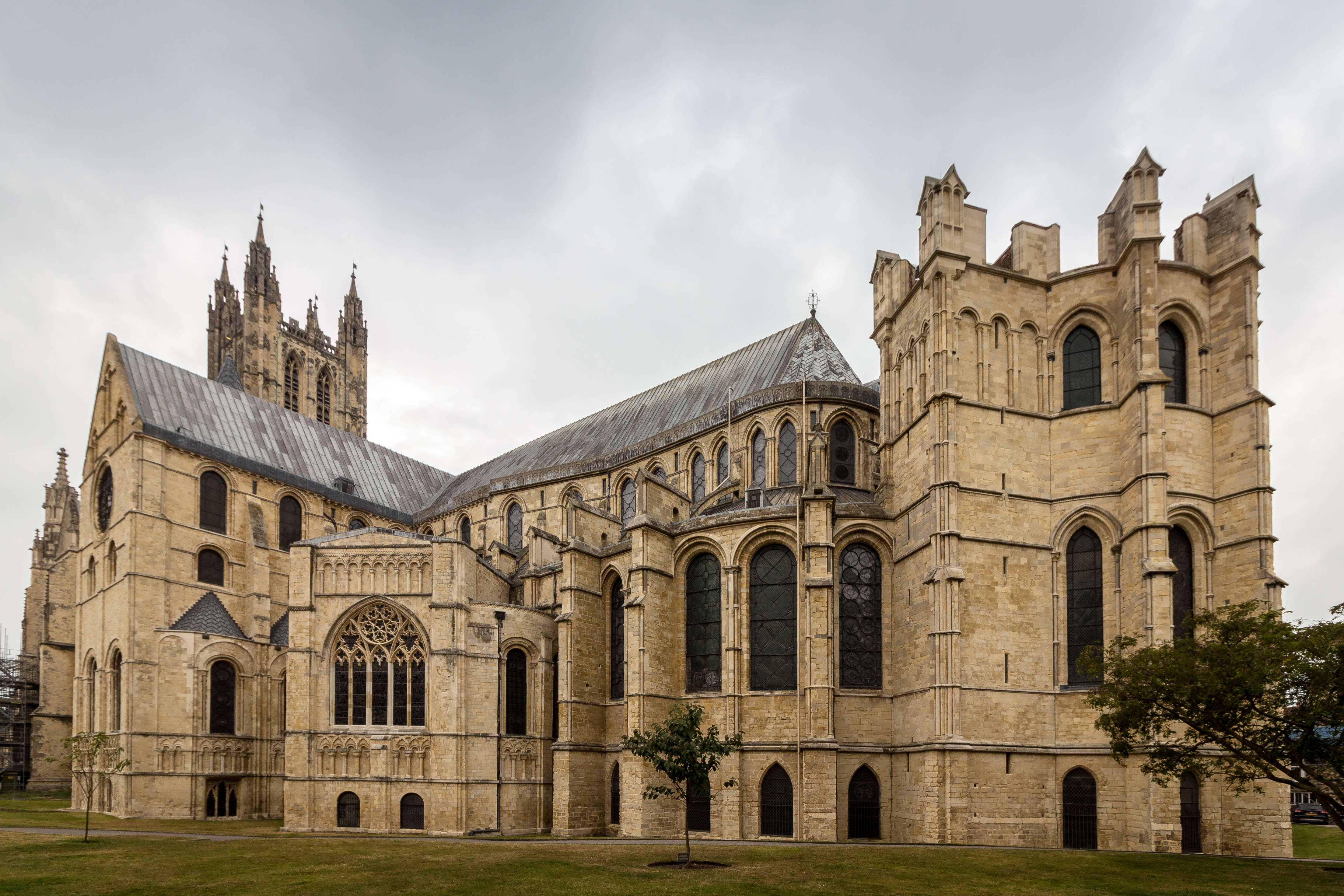
Spatele Catedralei din Canterbury (Kent, Regatul Unit), de William de Sens, circa 1174-1184

Arhitectura gotică a început cu o serie de experimente, care au fost efectuate ca să îndeplinească cererile specifice ale patronilor și ca să găzduiască numărul tot mai mare de pelerini care vizitează situri care adăposteau moaște prețioase. Pelerinii din circa 1000 - 1250 d.Hr. călătoreau din ce în ce mai mult spre locuri renumite de pelerinaj, dar și spre locuri locale unde sfinții locali și naționali aveau reputația de făcători de minuni. Bisericile și mănăstirile care adăposteau moaște importante au vrut, prin urmare, să sporească popularitatea respectivilor lor sfinților și să construiască altare adecvate pentru ei. Aceste sanctuare nu erau doar relicve încrustate cu bijuterii, ci, mai important, au luat forma unor structuri arhitecturale puternice caracterizate de lumină colorată care era prezentă în zonele mari cu vitralii. Folosirea vitraliilor nu e singurul element definitoriu al arhitecturii gotice, și nici arcele ascuțite, bolțile în formă de ogive, rozasele sau arcele butante, deoarece multe dintre aceste elemente au fost folosite într-un fel sau altul în tradiții arhitecturale precedente. Mai degrabă combinația și rafinamentul constant al acestor elemente, împreună cu răspunsul rapid la tehnicile de construire rapid schimbătoare ale vremii, au alimentat mișcarea gotică în arhitectură.
În consecință, e dificil să indicăm un element anume sau locul exact în care a apărut prima oară goticul; cu toate acestea, e tradițional să inițiezi o discuție despre arhitectura gotică începând cu Catedrala din Saint-Denis (circa 1135-1344) și cu patronii săi, starețul Suger, care au început să reconstruiască frontul de vest și corul bisericii. Așa cum a scris în De Administratione, vechea clădire nu mai putea să găzduiască volumele mari de pelerini care veneau să se închine la moaștele Sfântului Denis, iar soluția a fost dublă: o fațadă vestică cu trei portaluri mari și un cor nou inovator nou, care combina un deambulatoriu cu niște 
capelele ridicate care erau unice, nefiind separate de ziduri. În schimb, un rând de coloane subțiri a fost introdus între capele și arcada corului ca să susțină bolțile în formă de ogive. Rezultatul a permis vizitatorilor să circule în jurul altarului și să ajungă ușor la moaște fără să perturbe de fapt spațiul altarului, văzând în același timp marile vitralii din capele. După cum a confirmat Suger, dorința pentru mai multe vitralii nu a fost neapărat de a aduce mai multă lumină a zilei înauntru, ci mai degrabă să umple spațiul cu o rază continuă de lumină colorată, asemănătoare cu niște mozaicuri sau pietre prețioase, care ar face peretele să dispară. Cererea de vitralii tot mai numeroase și căutarea de tehnici care să le susțină sunt constante pe tot parcursul dezvoltării arhitecturii gotice, așa cum e evident în scrierile lui Suger, care a fost fascinat de calitatea mistică a unei astfel de iluminări.

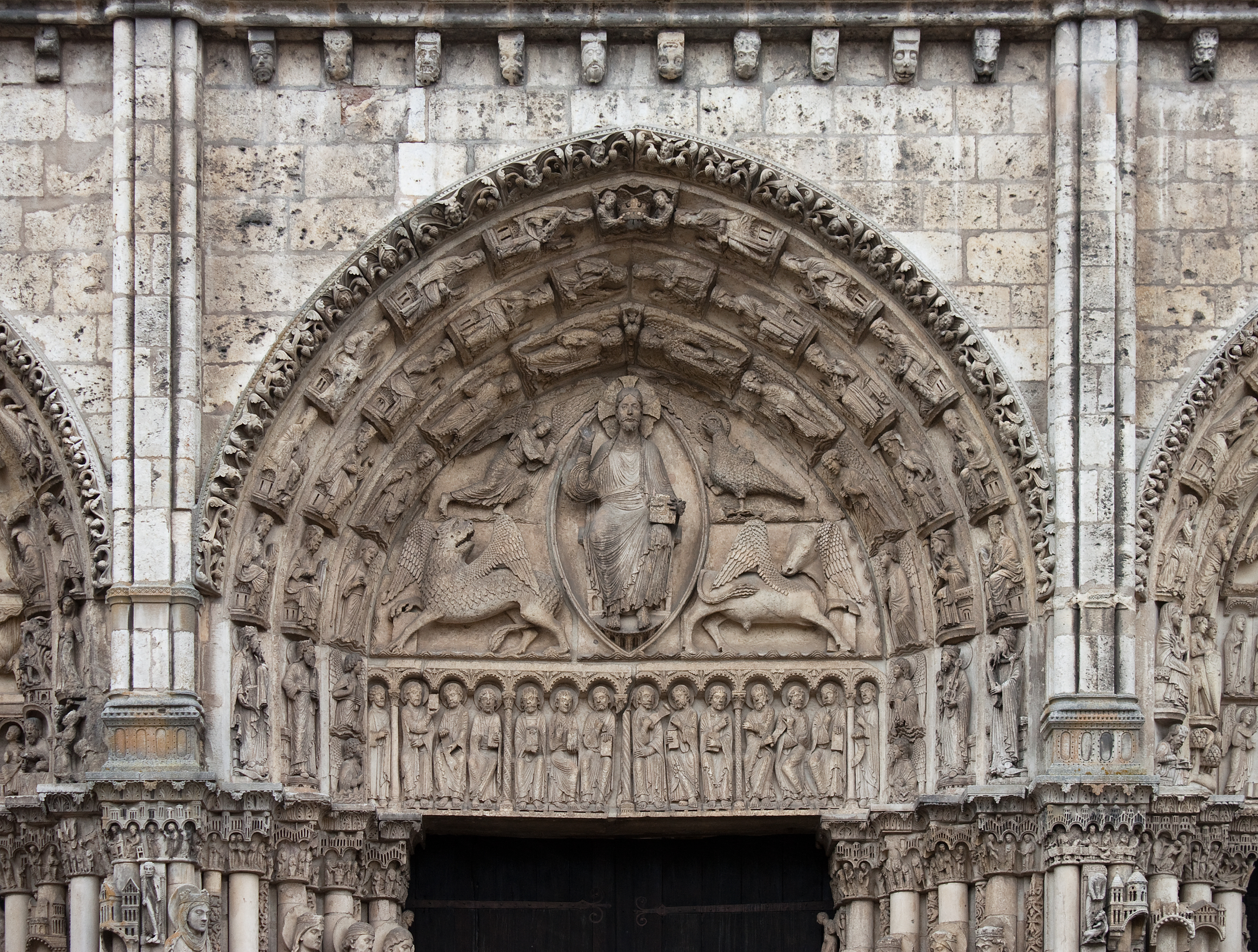
Portalul central al Catedralei Notre-Dame din Chartres (Franța), circa 1145–1155
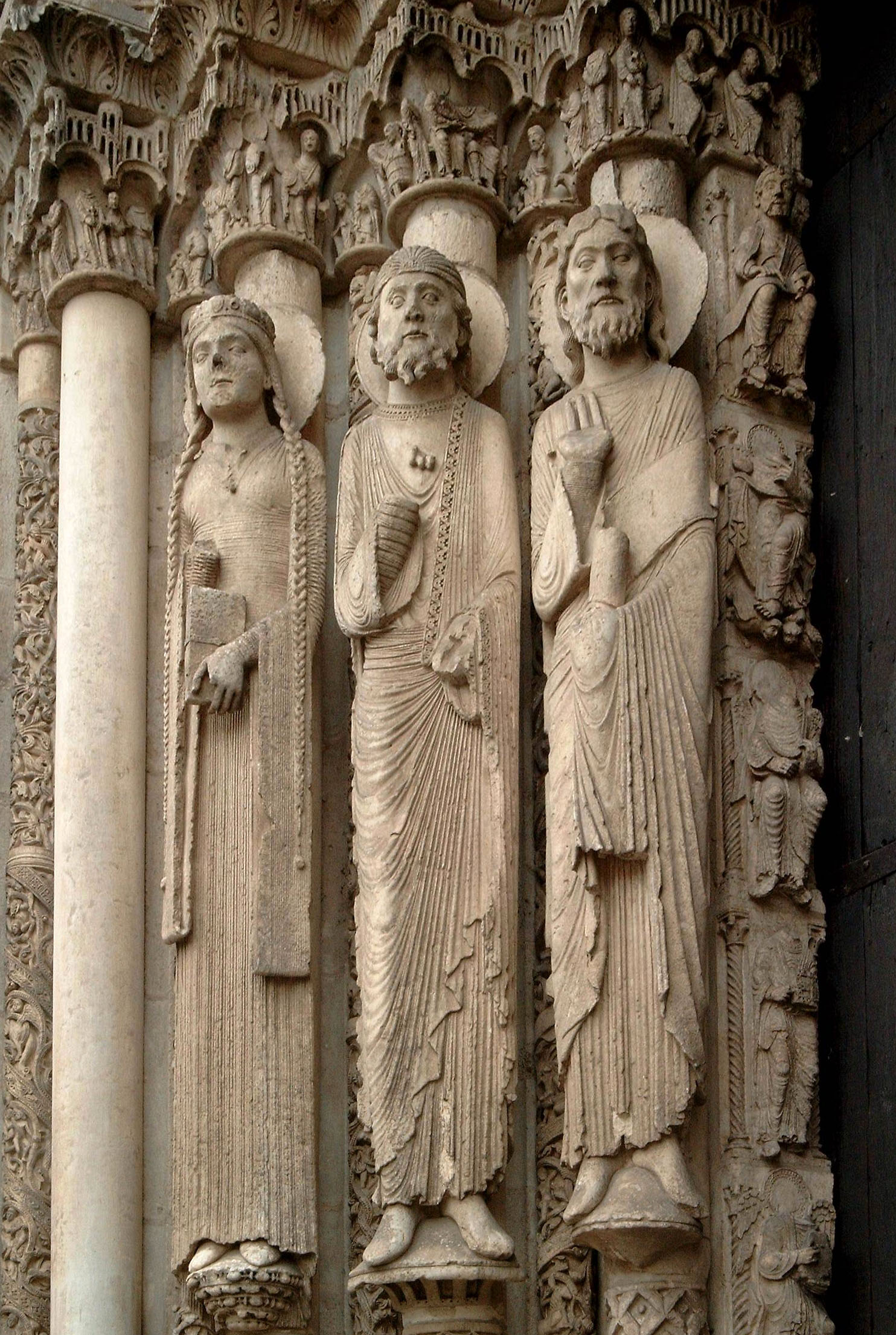
Statui în timpanul central al Catedrala Notre-Dame din Chartres
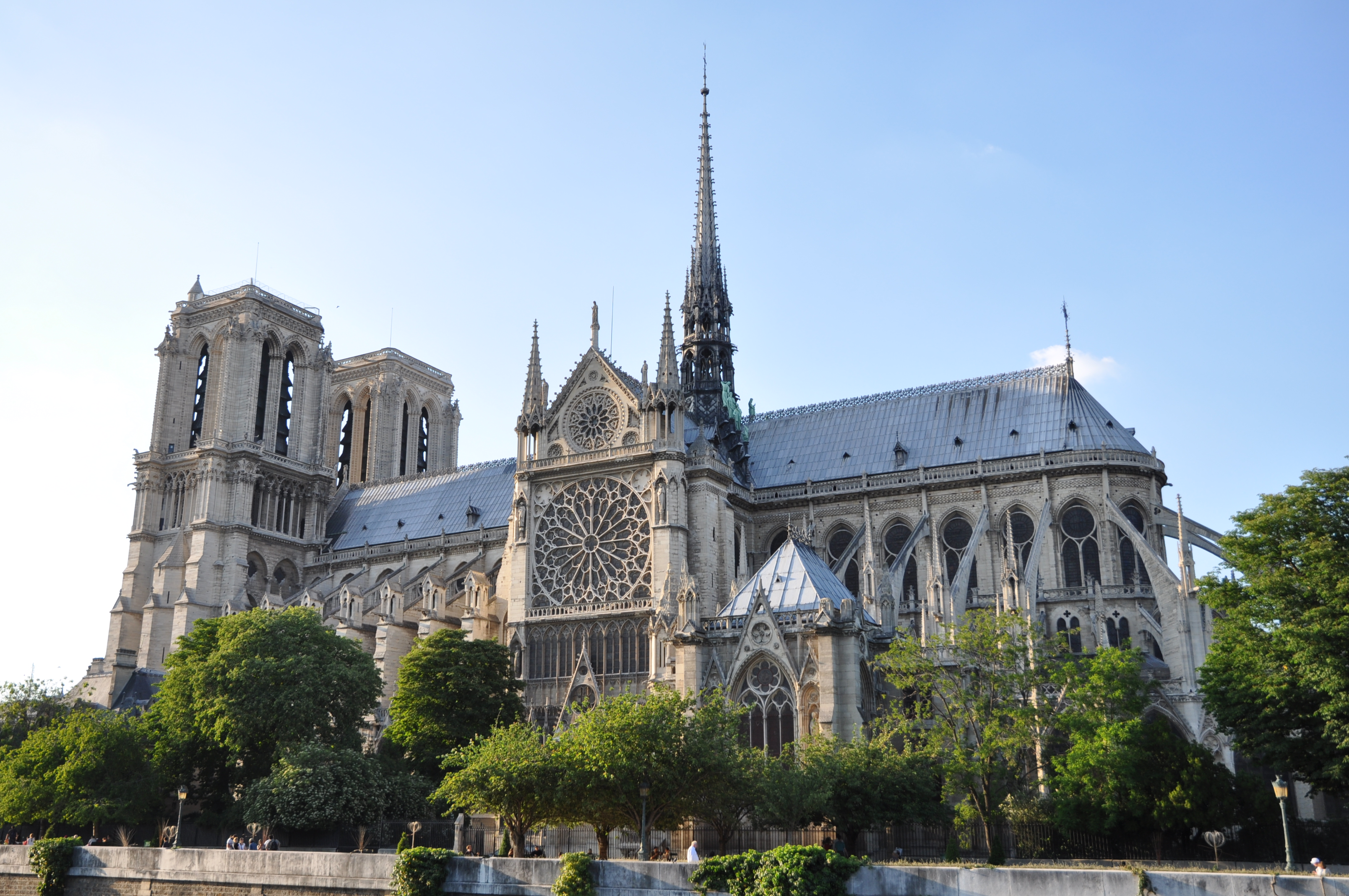
Notre-Dame de Paris, cea mai cunoscută clădire gotică, proiectată de diverși arhitecți, începută în 1163
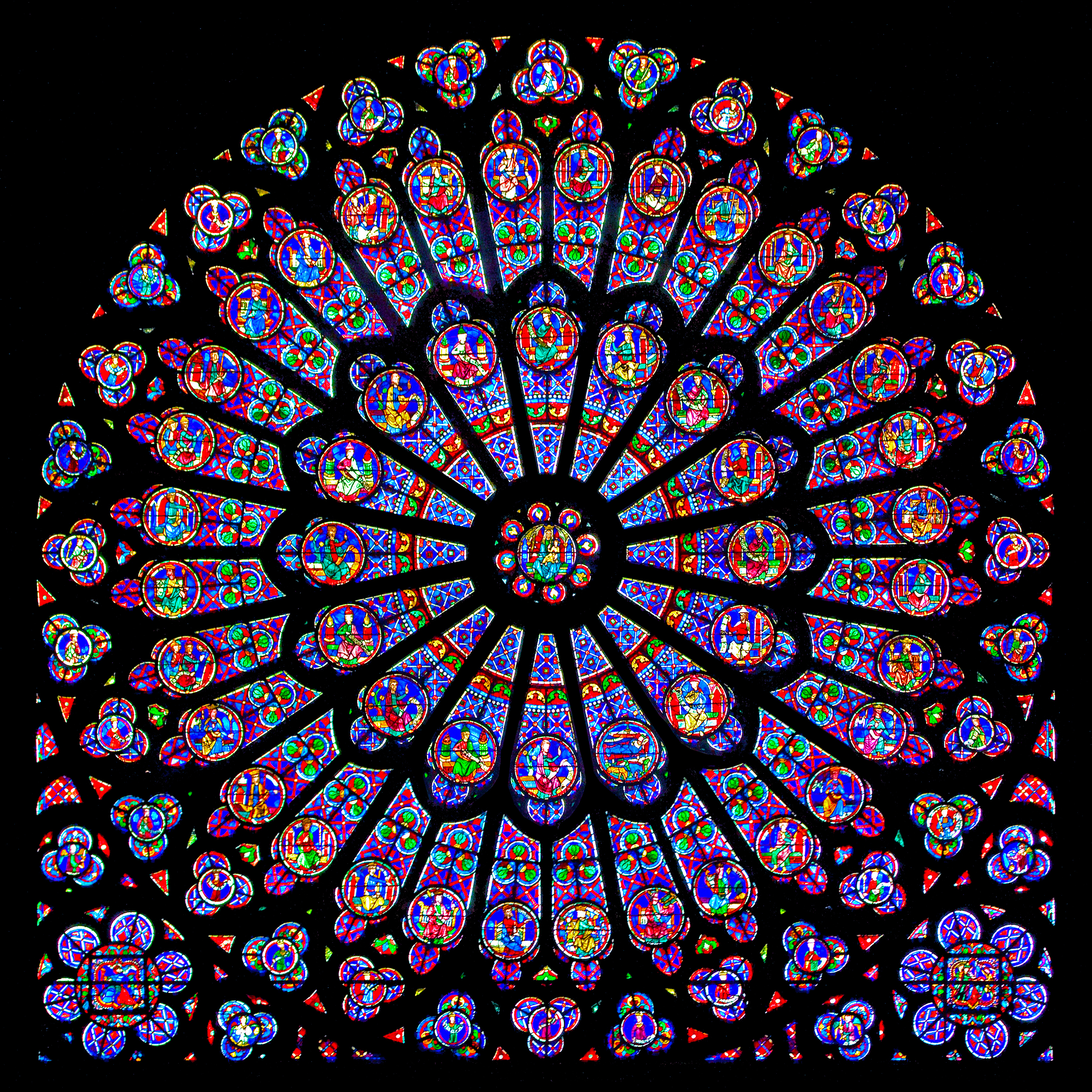
Rozasa de nord din Notre-Dame de Paris, cu Preafericita Fecioară Maria și Hristos Copil în Majestate în centrul ei, înconjurați de profeți și sfinți
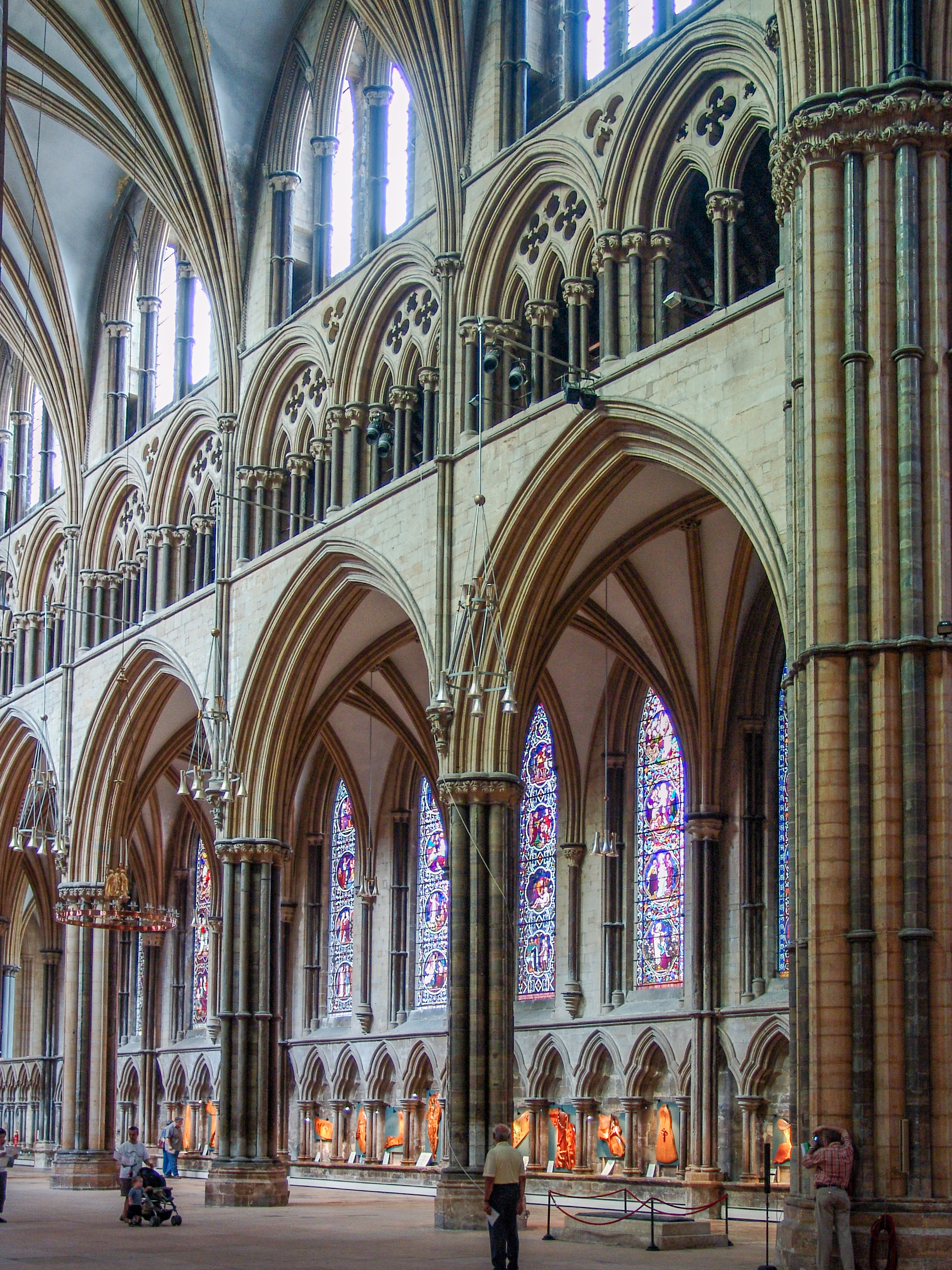
Arce ascuțite în arcadele și triforii Catedralei din Lincoln (Lincoln, Anglia), 1185–1311
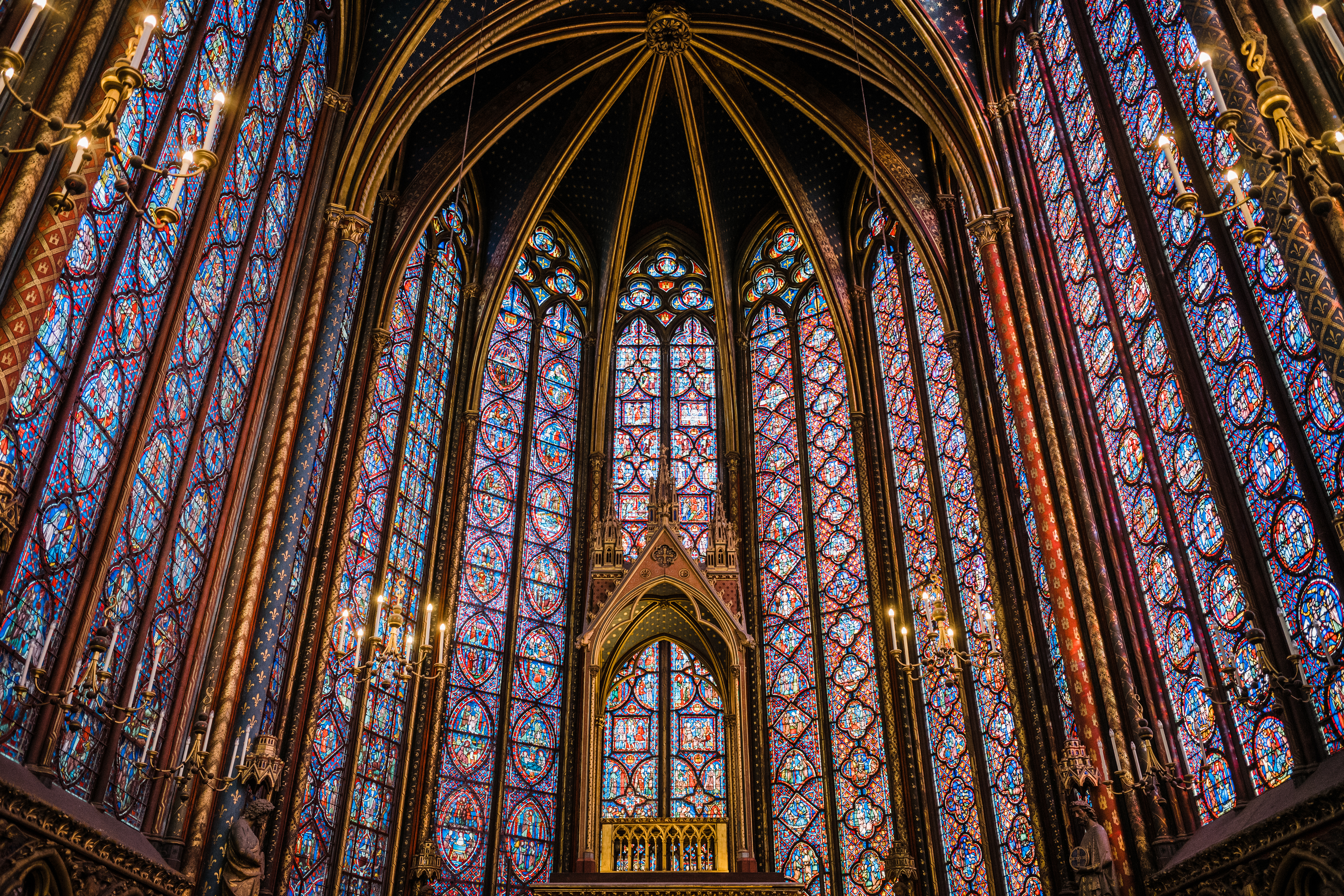
Vitralii din Sainte-Chapelle (Paris), terminată în 1248, construită în principal între 1194 și 1220
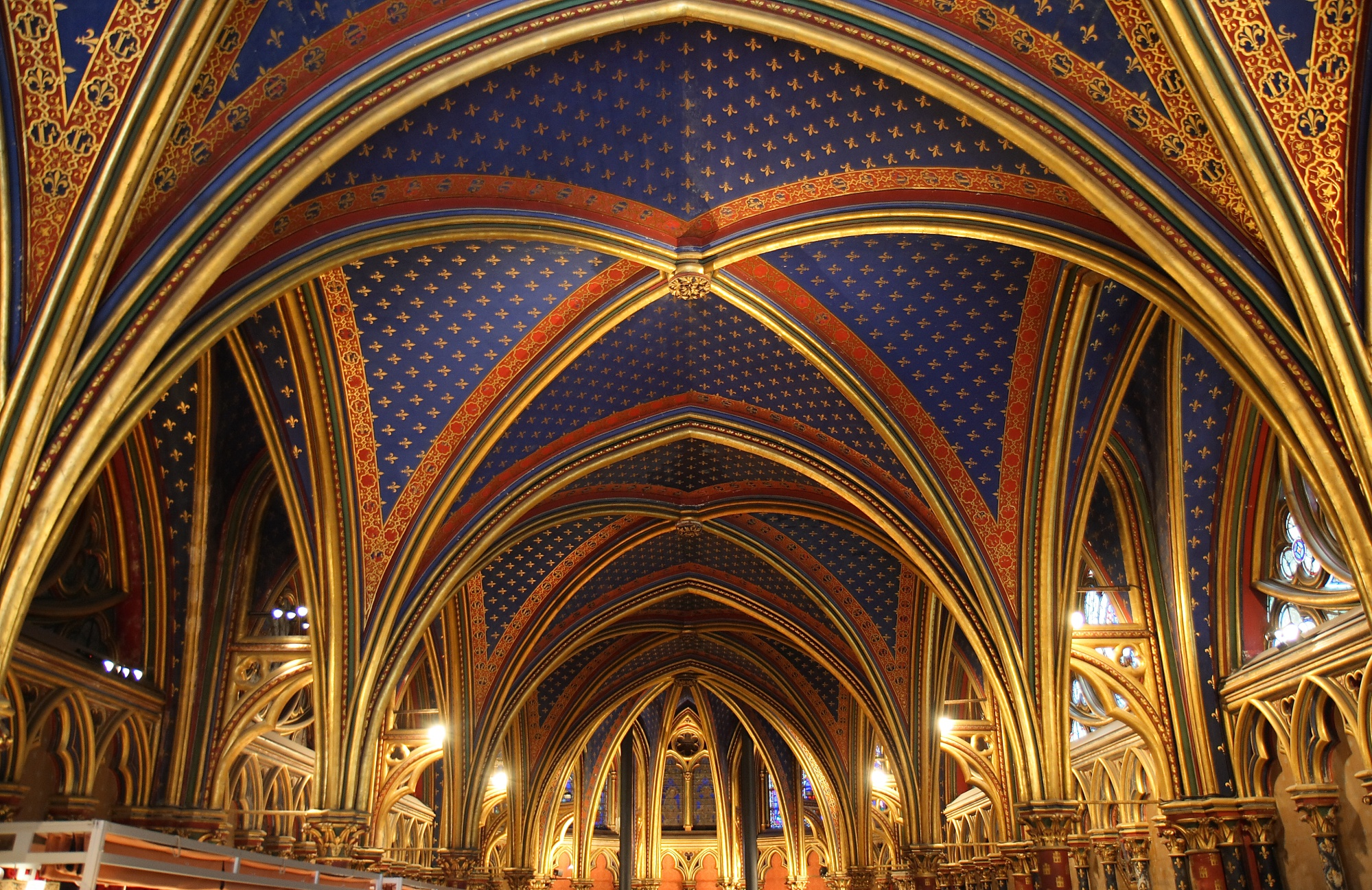
Tavan al Capelei Inferioare din Sainte-Chapelle
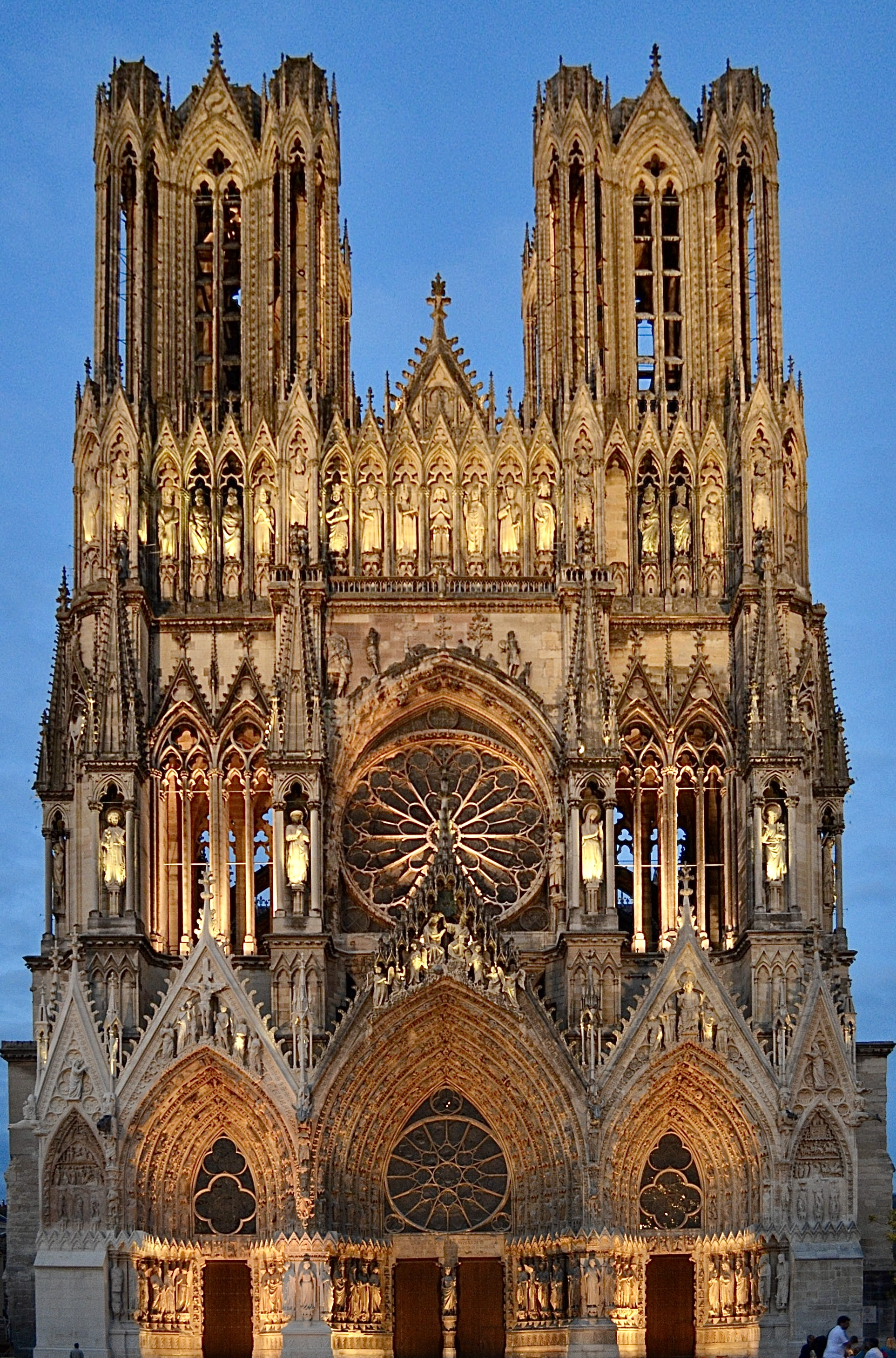
Catedrala Notre-Dame din Reims, 1211-1275, de diverși arhitecți
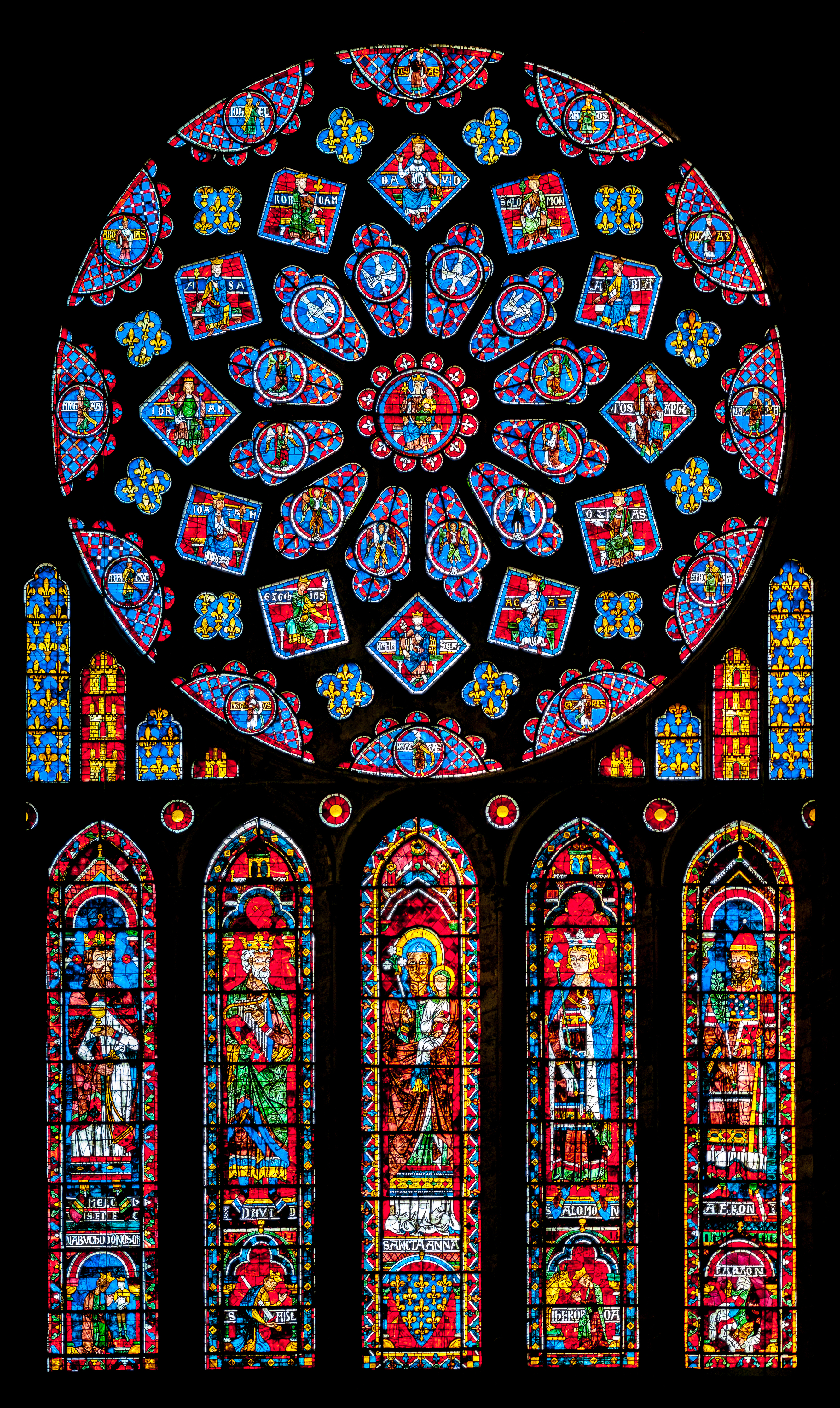
Vitraliu, circa 1230–1235, în Catedrala Notre-Dame din Chartre
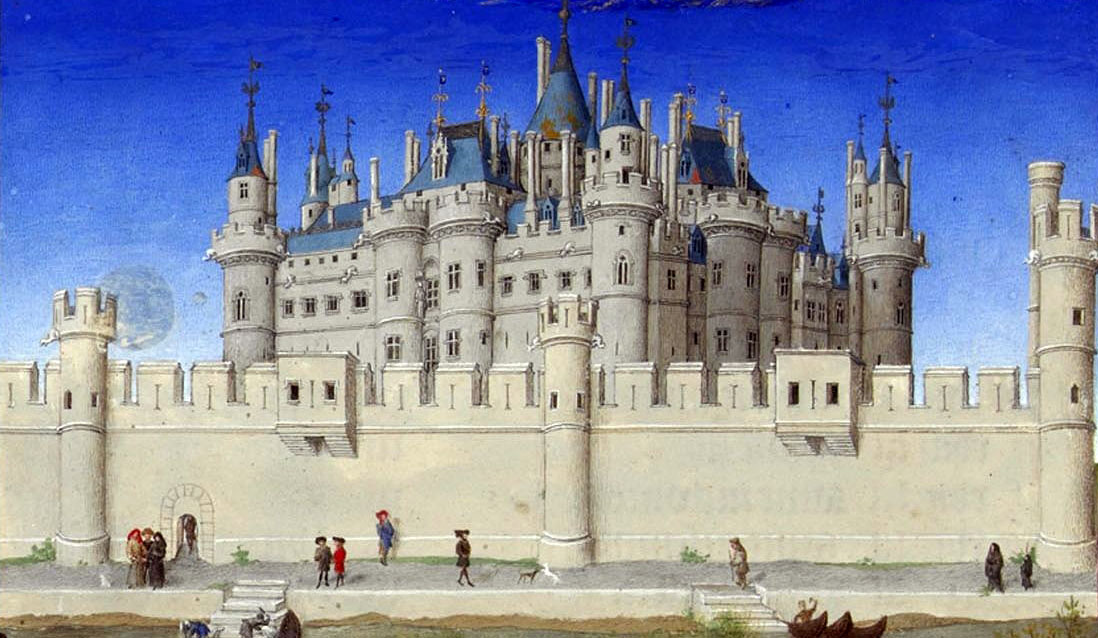
Castelul Luvru la începutul secolului al XV-lea, demolat și înlocuit cu Palatul Luvru
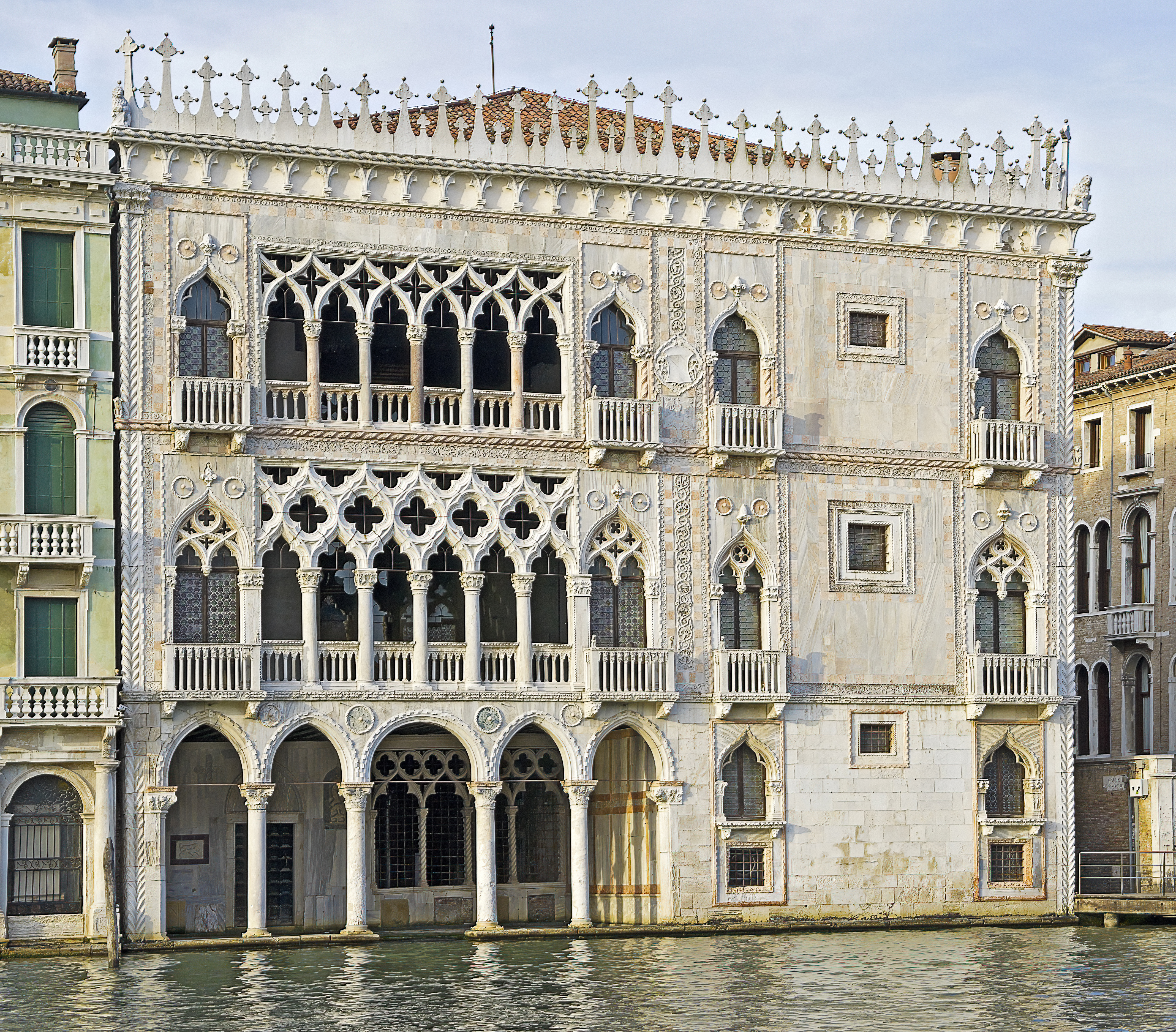
Ca' d'Oro din Veneția (Italia), unu exemplu de arhitectură gotică venețiană, de Matteo Raverti (1398-1436) și Giovanni Bon (1355-1443)
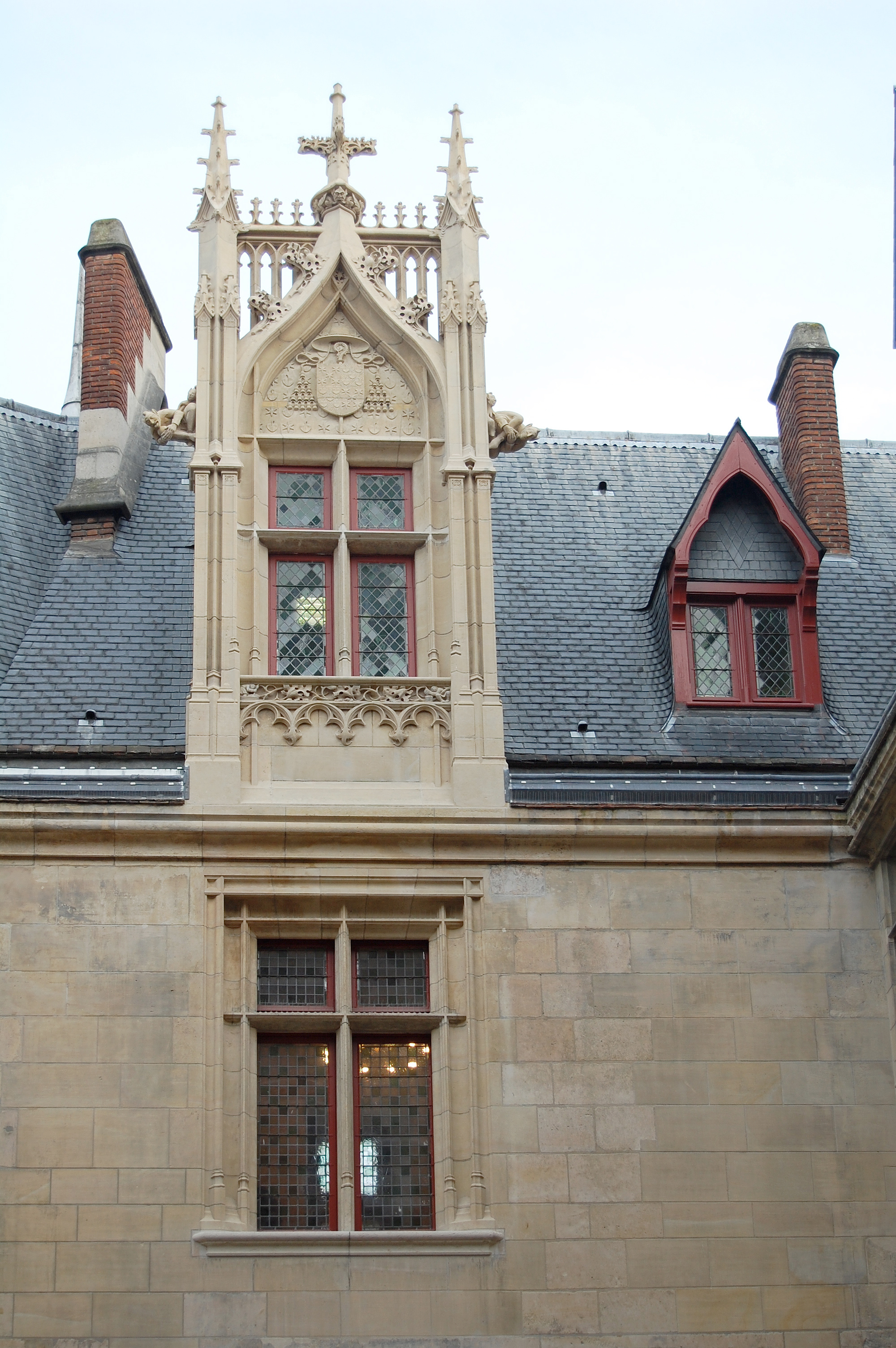
Fereastră gotică flamboiantă a Hôtelului de Sens (Paris), terminat în 1507

### Rusia

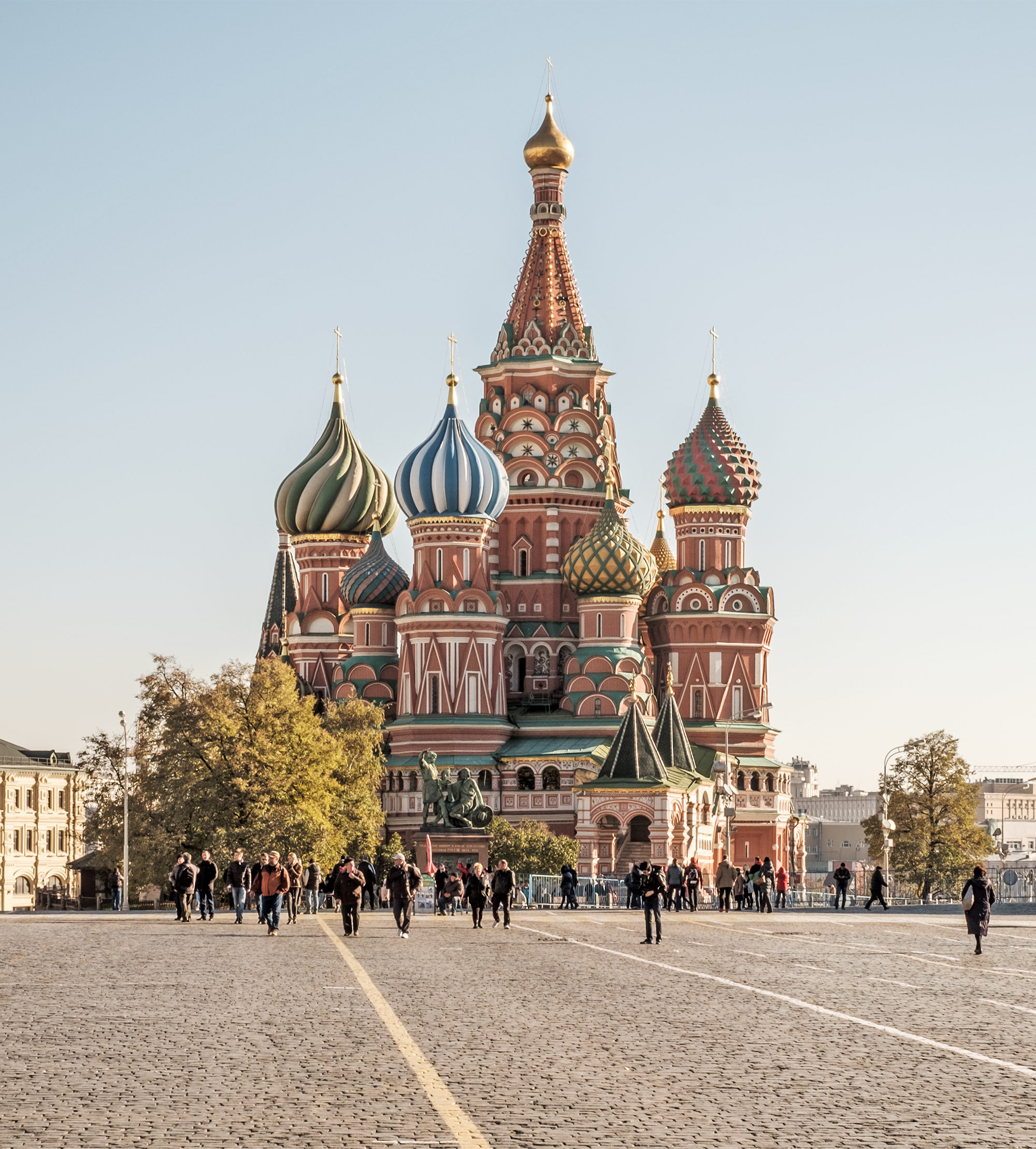
Catedrala Sfântul Vasile din Piața Roșie (Moscova), 1482–1495

Istoria arhitecturală a Rusiei e condiționată de Europa de Est ortodoxă: spre deosebire de Occident, dar, în mod asemănător, chiar dacă e legată de tradițiile antichității clasice (prin Bizanț). A experimentat din când în când mișcări occidentale care au culminat cu reformele cuprinzătoare ale lui Petru cel Mare (în jurul anului 1700). Din timpuri preistorice materialul arhitecturii vernaculare rusești a fost lemnul. Bisericile bizantine și arhitectura Rusiei Kievene s-au caracterizate prin cupole mai late, mai plate, fără un cadru special ridicat deasupra tamburului. Spre deosebire de această formă antică, fiecare tambur al unei biserici rusești e depășit de o structură specială din metal sau cherestea, care e căptușită cu tablă de fier sau dale. Unele caracteristici preluate de la templele păgâne slave sunt galeriile exterioare și pluralitatea turnurilor.
Catedrala Sfântul Vasile e una dintre cele mai distinctive atracții ale Rusiei. Construită de țarul Ivan al IV-lea (cunoscut și ca Ivan cel Groaznic) pentru comemorarea înfrângerii mongolilor la bătălia de la Kazan din 1552, aceasta se află chiar lângă Kremlin în Piața Roșie, în inima Moscovei. Cupolele sale extraordinare în formă de ceapă, pictate în culori vii, creează un orizont memorabil, făcând din Catedrala Sf. Vasile un simbol atât al Moscovei, cât și al Rusiei în ansamblu. Fiecare dintre cupole are propria sa formă uimitoare de ornamentare, variind de la prisme și piramide la dungi, toate fiind accentuate de culori strălucitoare. Culorile lor sunt neobișnuite, majoritatea cupolelor rusești fiind fie simple, fie aurite. Inițial, cupolele catedralei avea un finisaj auriu, cu unele ornamente ceramice albastre și verzi. Culorile strălucitoare și pictate au fost adăugate în diferite momente, din secolul al XVII-lea până în al XIX-lea.

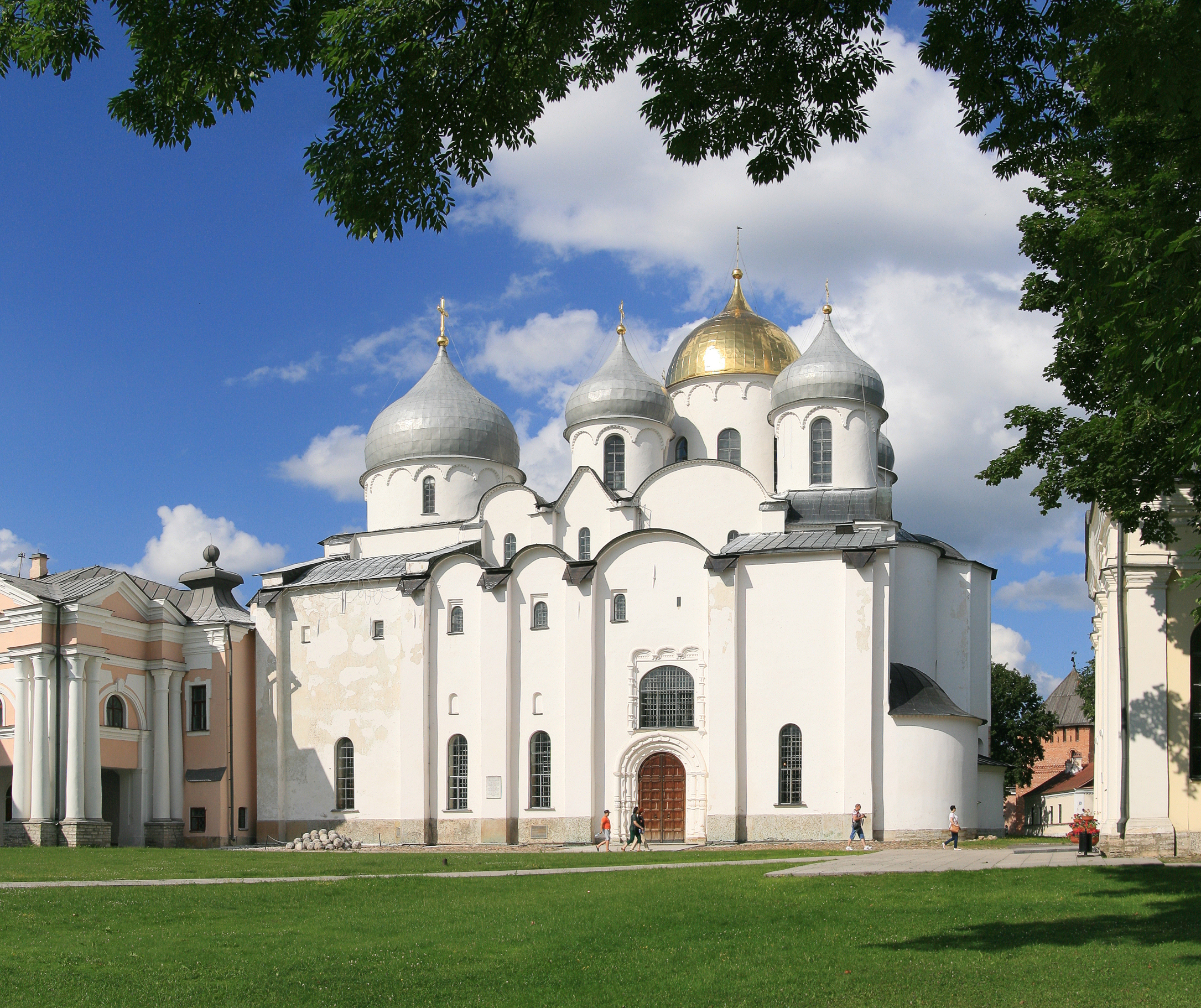
Catedrala Sfânta Sodia (Veliki Novgorod), 1045–1050
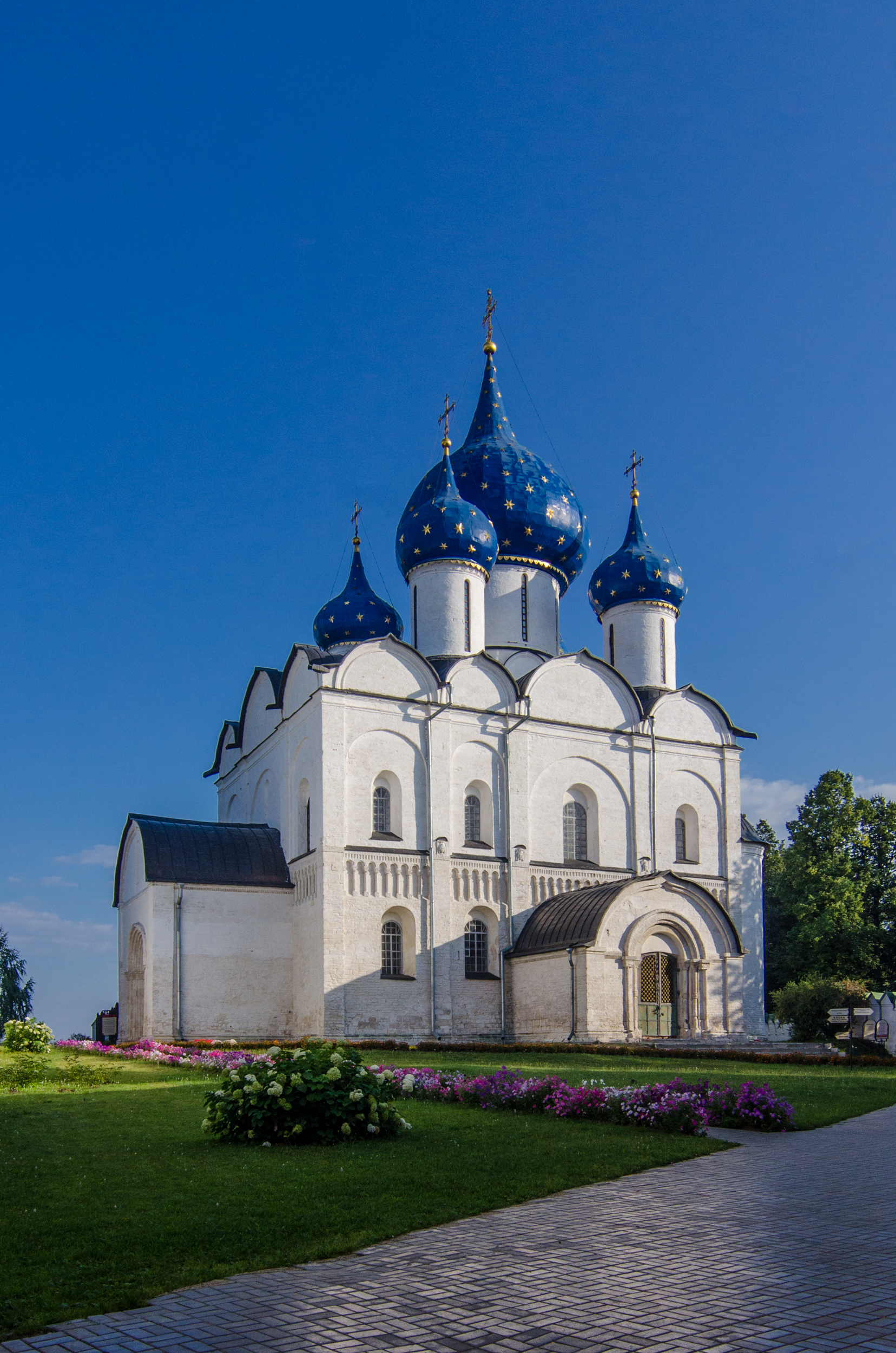
Catedrala Nașterii Domnului (Suzdal), 1222–1225
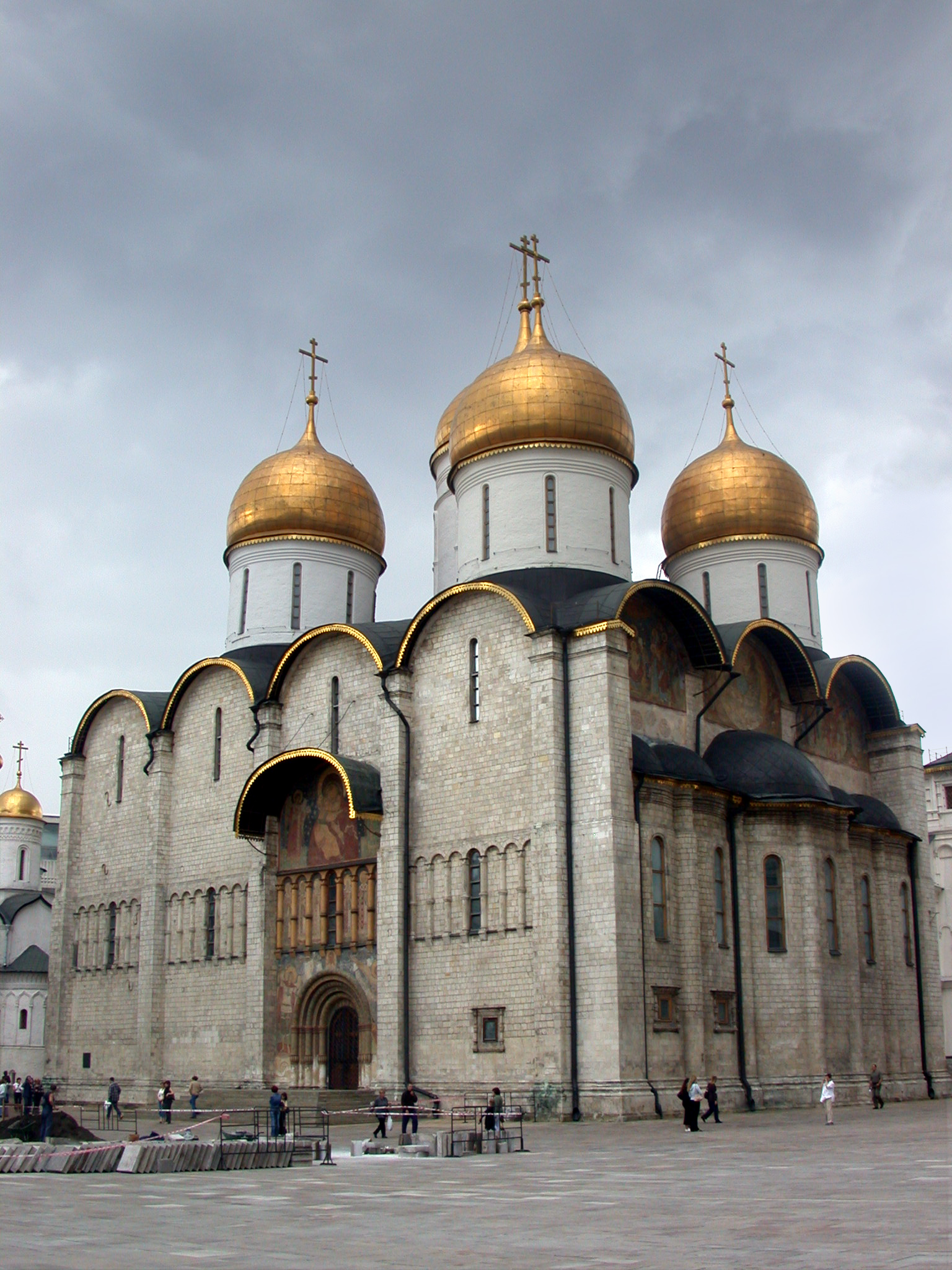
Catedrala Adormirii Maicii Domnului (Moscova), 1475–1479
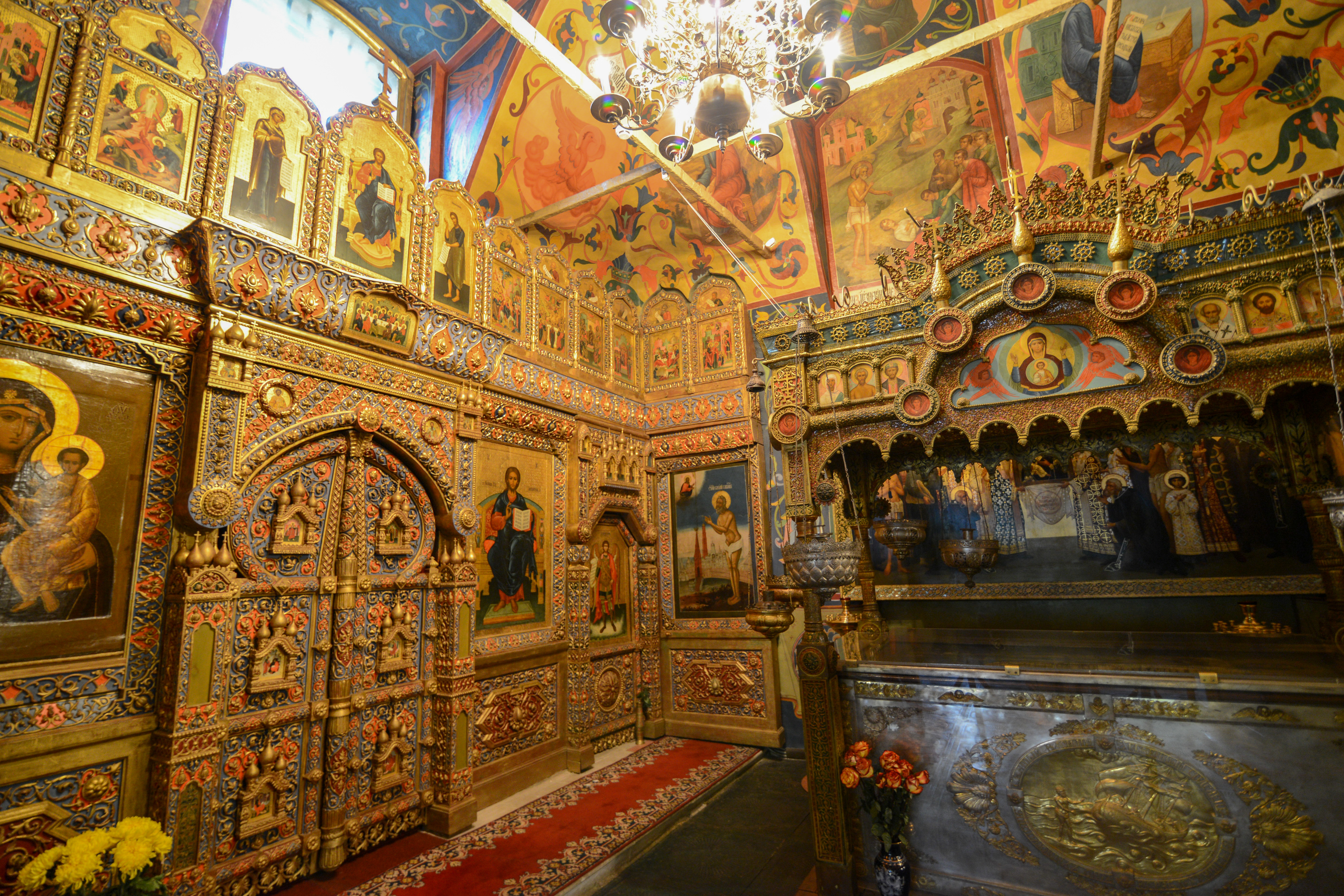
Interior din Catedrala Sfântul Vasile, plin de icoane pictate în stilul bizantin
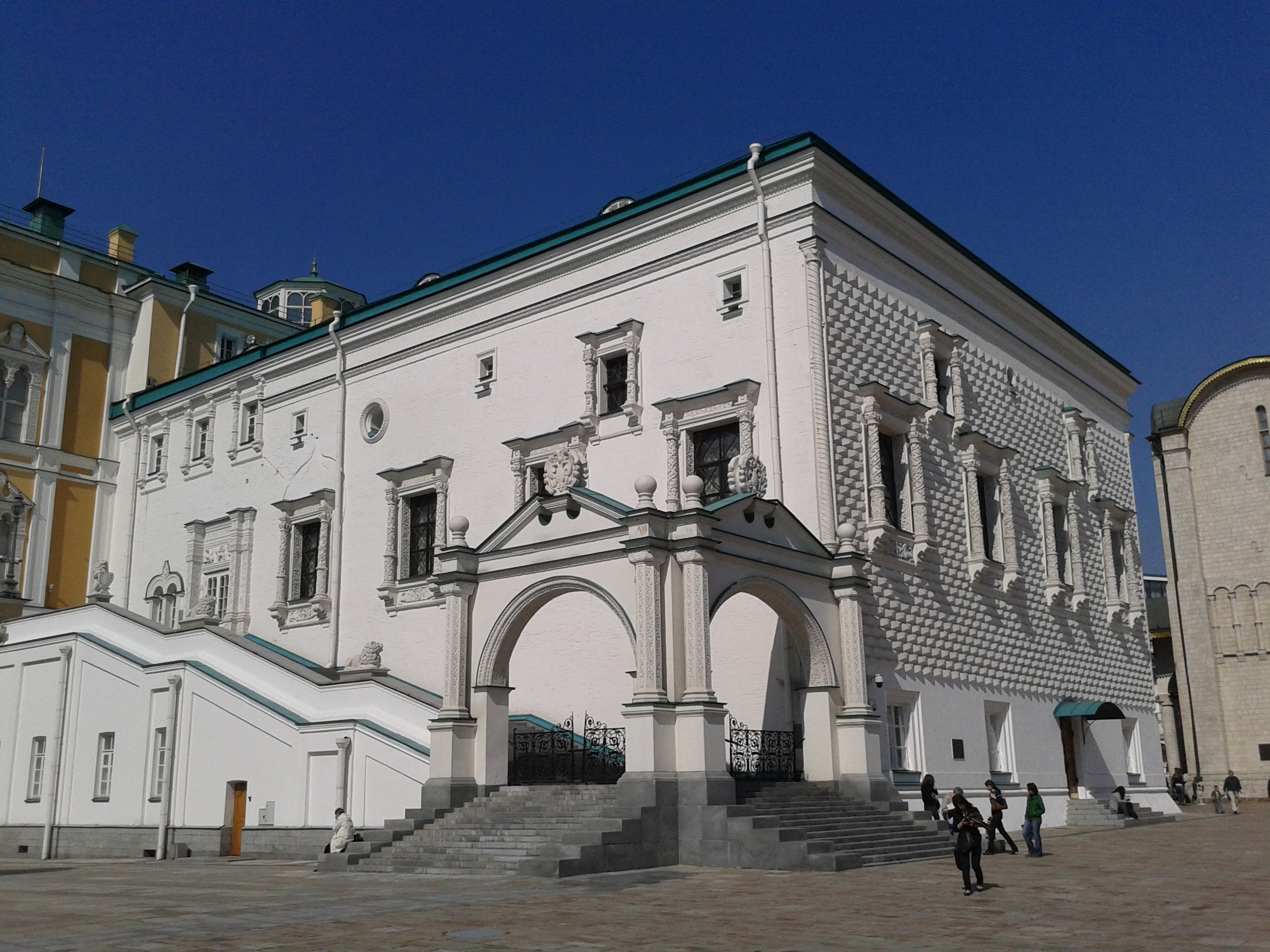
Palatul Fațetelor din Kremlinul din Moscova, 1487–1492
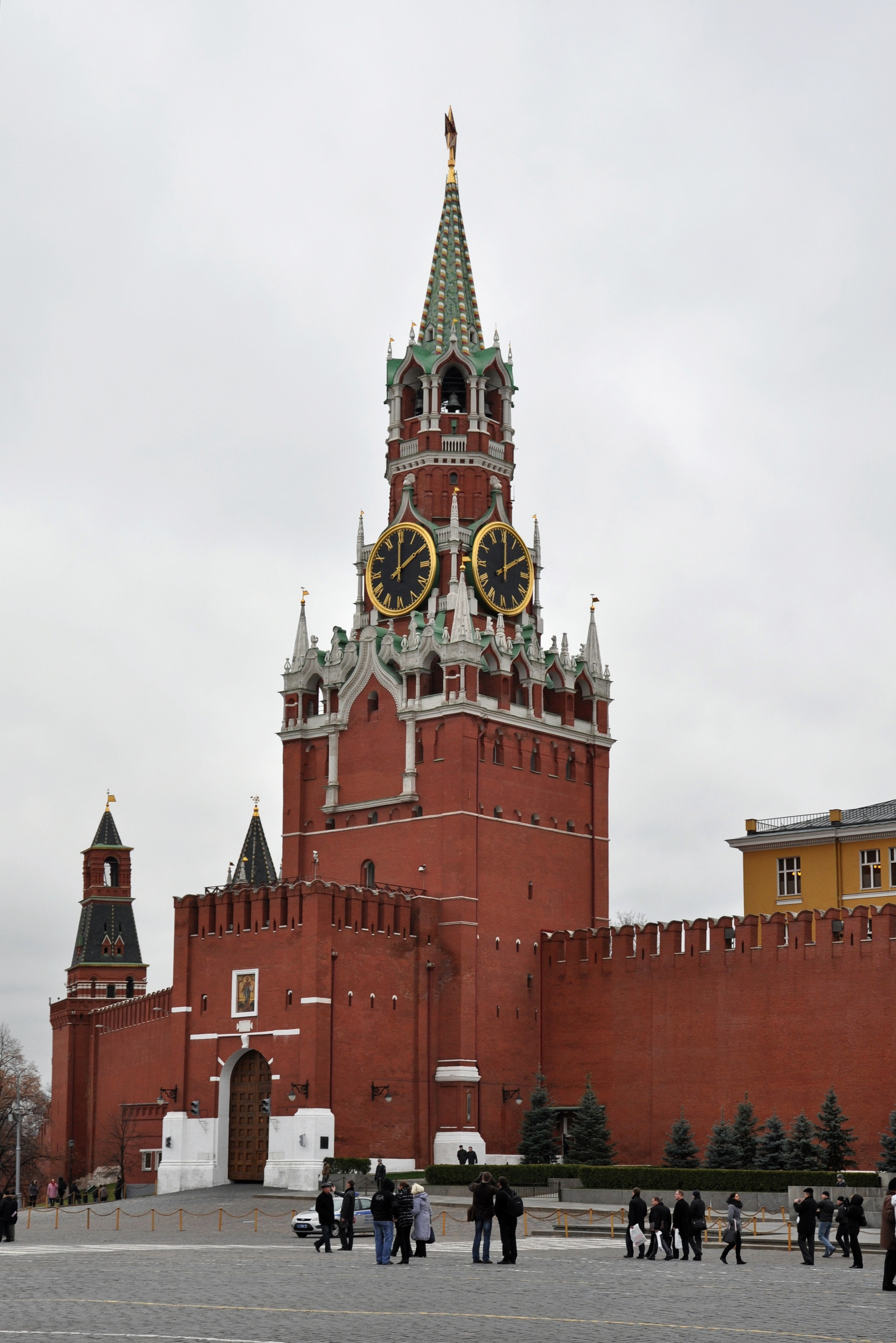
Turnul Spasskaya din Kremlinul din Moscova, 1491
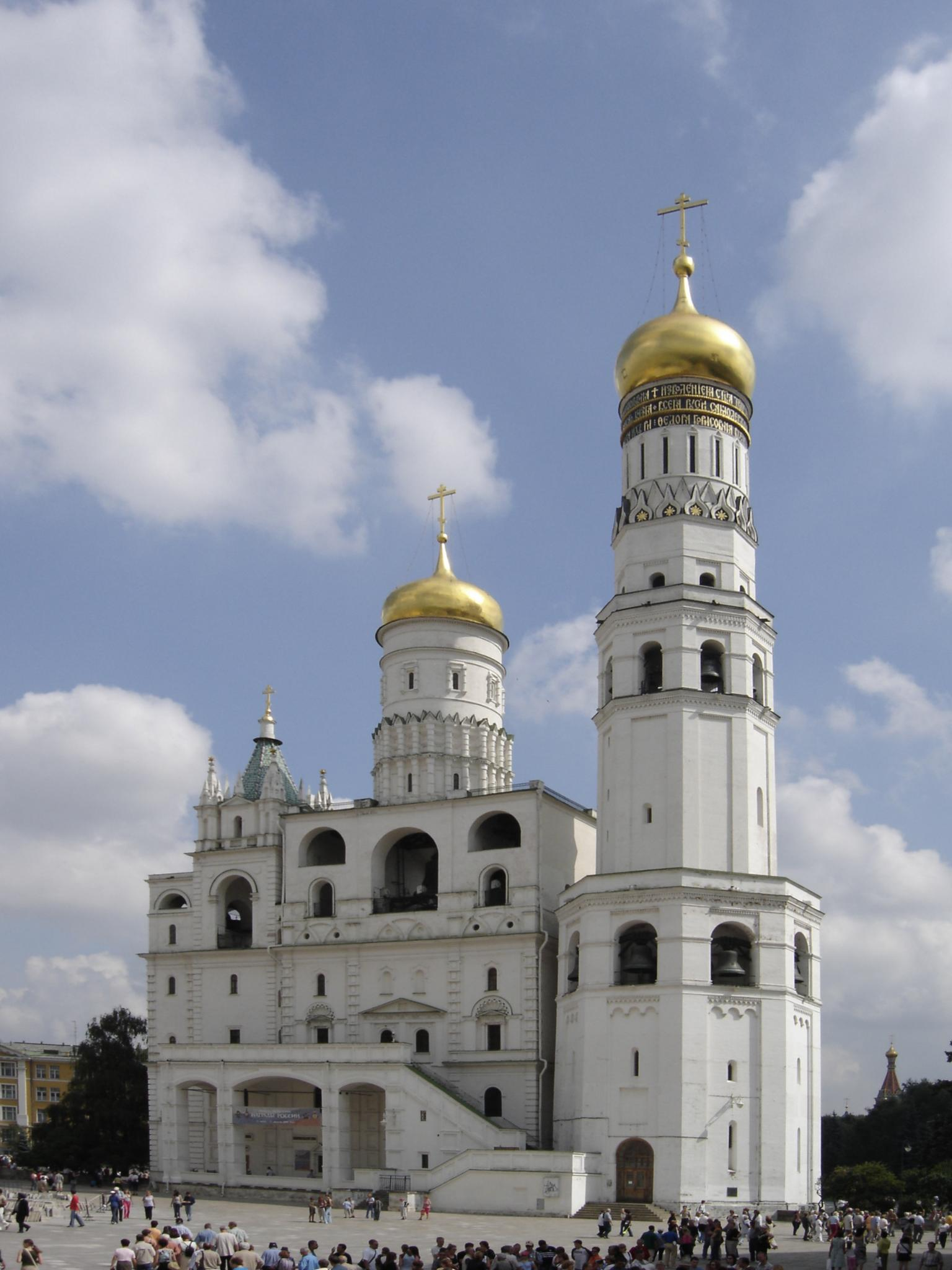
Clopotnița lui Ivan cel Mare din Kremlinul din Moscova, 1505–1508
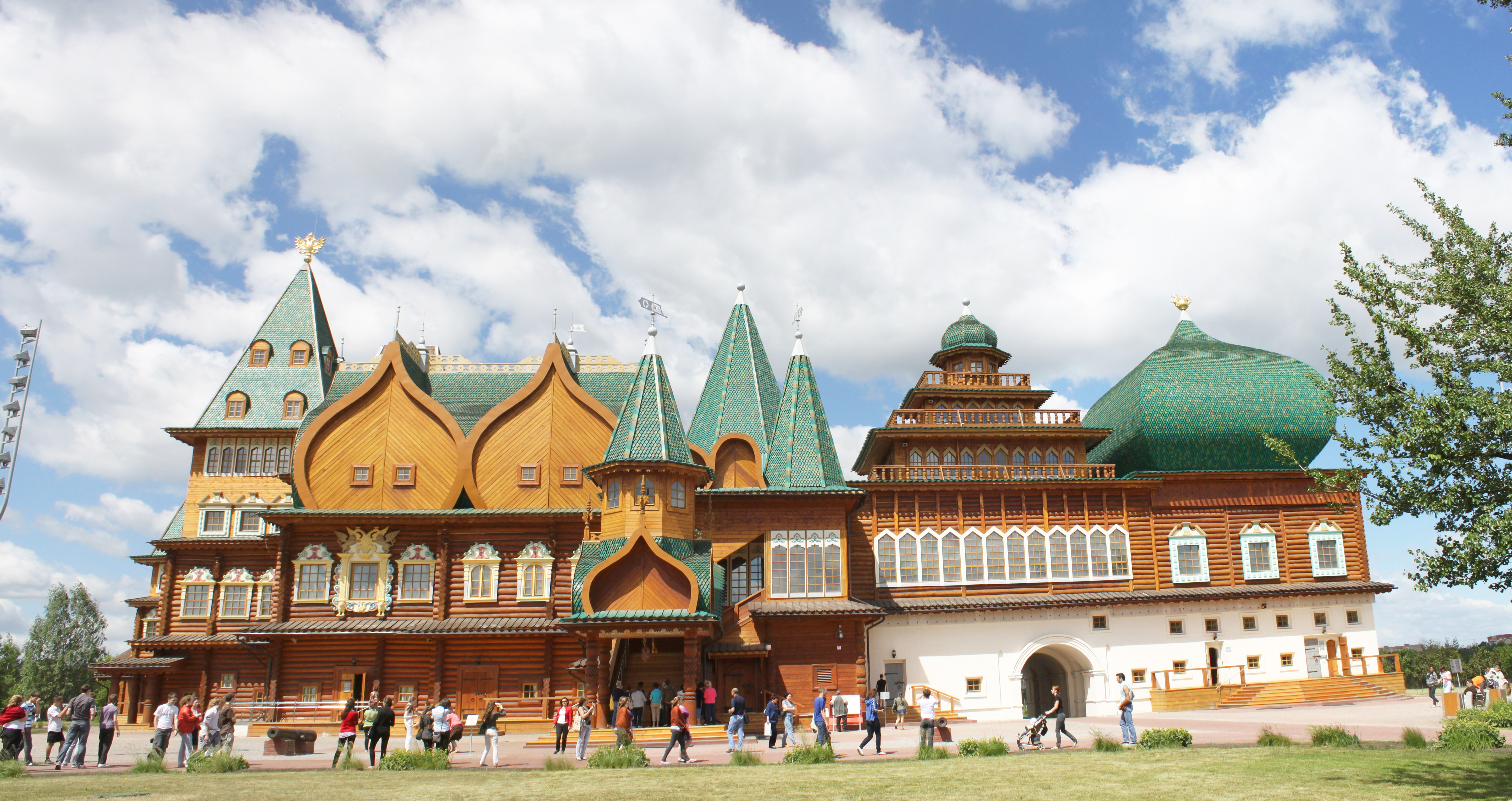
Kolomenskoye, reședință de vară a țarilor, 1667–1668

### Țările Române
Stilul brâncovenesc e un stil în arta și arhitectura românească medievală, mai precis în Țara Românească în timpul domniei lui Constantin Brâncoveanu (1688-1714). Clădirile brâncovenești se caracterizează prin folosirea unor porticuri asemănătoare cu niște foișoare (în principal la intrările bisericilor), arce trilobate sau în formă de cocoșnic, coloane (de obicei corintice) cu caneluri răsucite și acoperișuri din țiglă ceramică sau metalică. Principalele ornamente folosite pentru decorare sunt antrelacul și rinceaul. Unele dintre caracteristicile arhitecturii brâncovenești derivă din arhitectura bizantină și din cea otomană, iar unele pot fi găsite și în arhitectura rusească medievală.
Bisericile au de obicei fațade minimaliste cu reliefuri, majoritatea bisericilor fiind albe, în timp ce unele au picturi elaborate pe fațade (cum e Biserica Stavropoleos din București) sau zidărie de cărămidă complexă (cum ar fi Biserica Kretzulescu din București). Pereții interioarelor lor sunt plini de fresce în stilul bizantin. Deasupra ușii lor principale se află o pisanie, care e o placă de piatră inscripționată. Inscripția include de obicei o invocație religioasă, numele ctitorului sau a ctitorilor, data construirii, motivarea zidirii, împrejurările timpului și alte date.

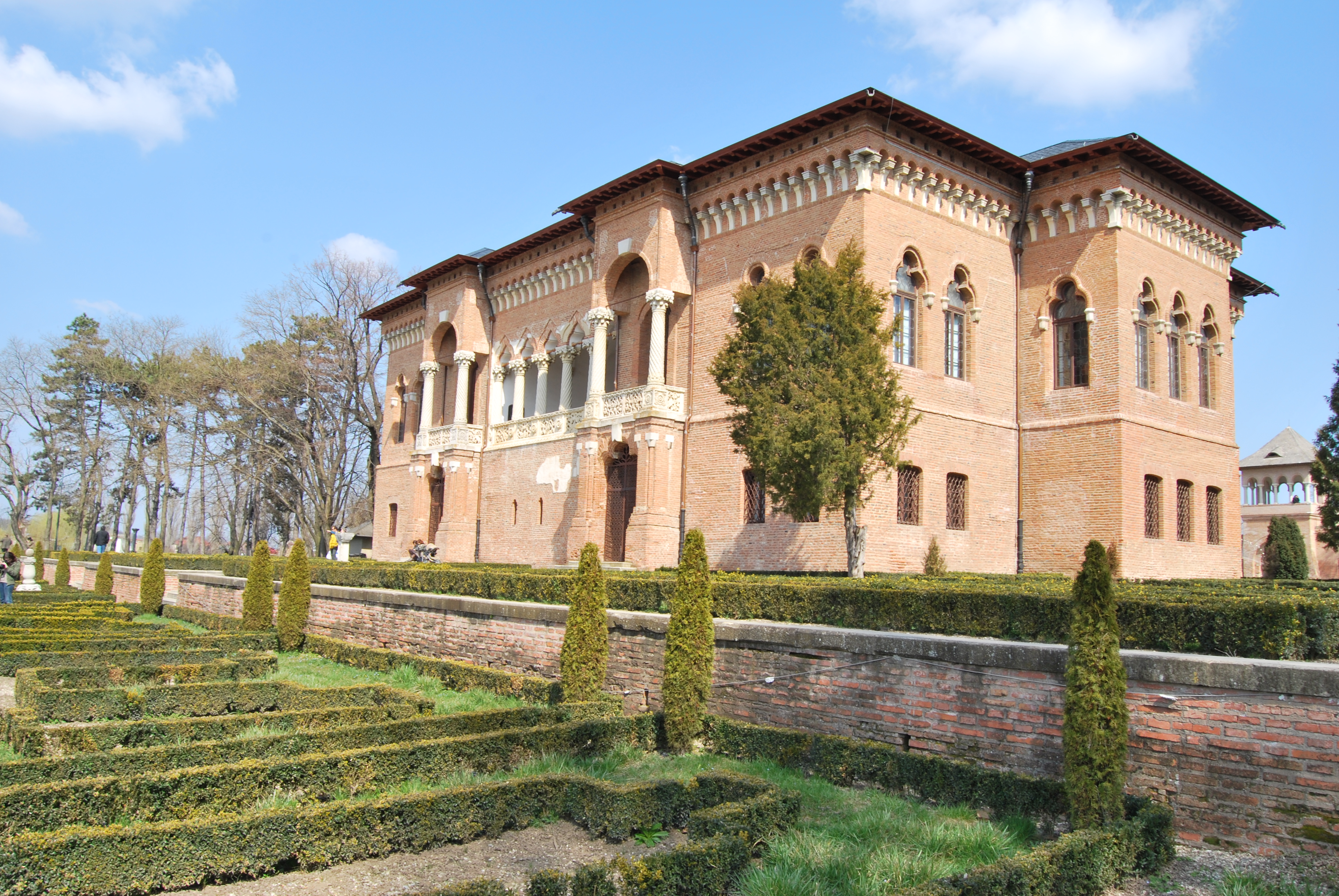
Clădirea principală a Palatului Mogoșoaia (Mogoșoaia, România), 1698-1702
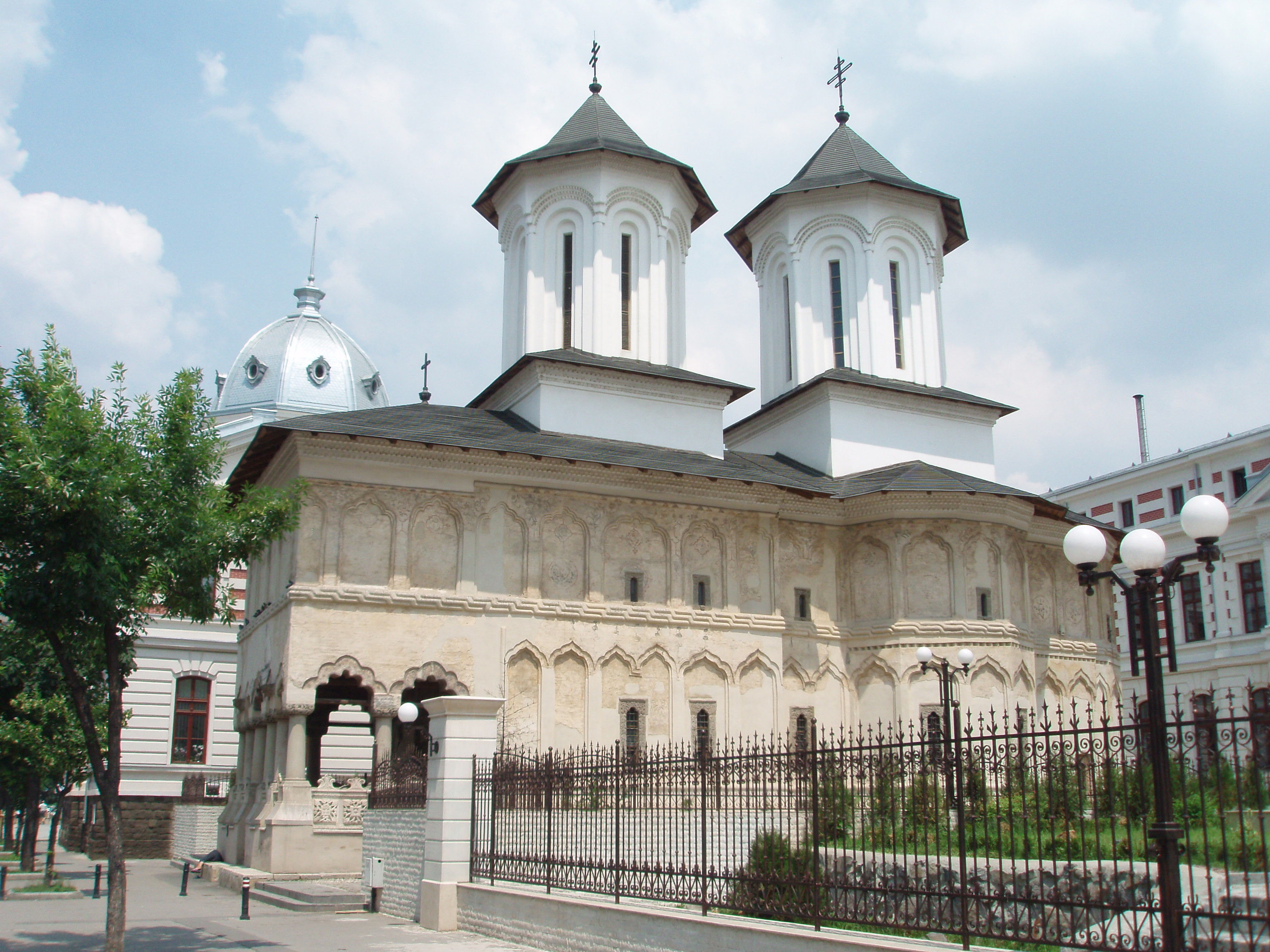
Biserica Colțea (București), cu reliefuri albe și simpliste pe fațade
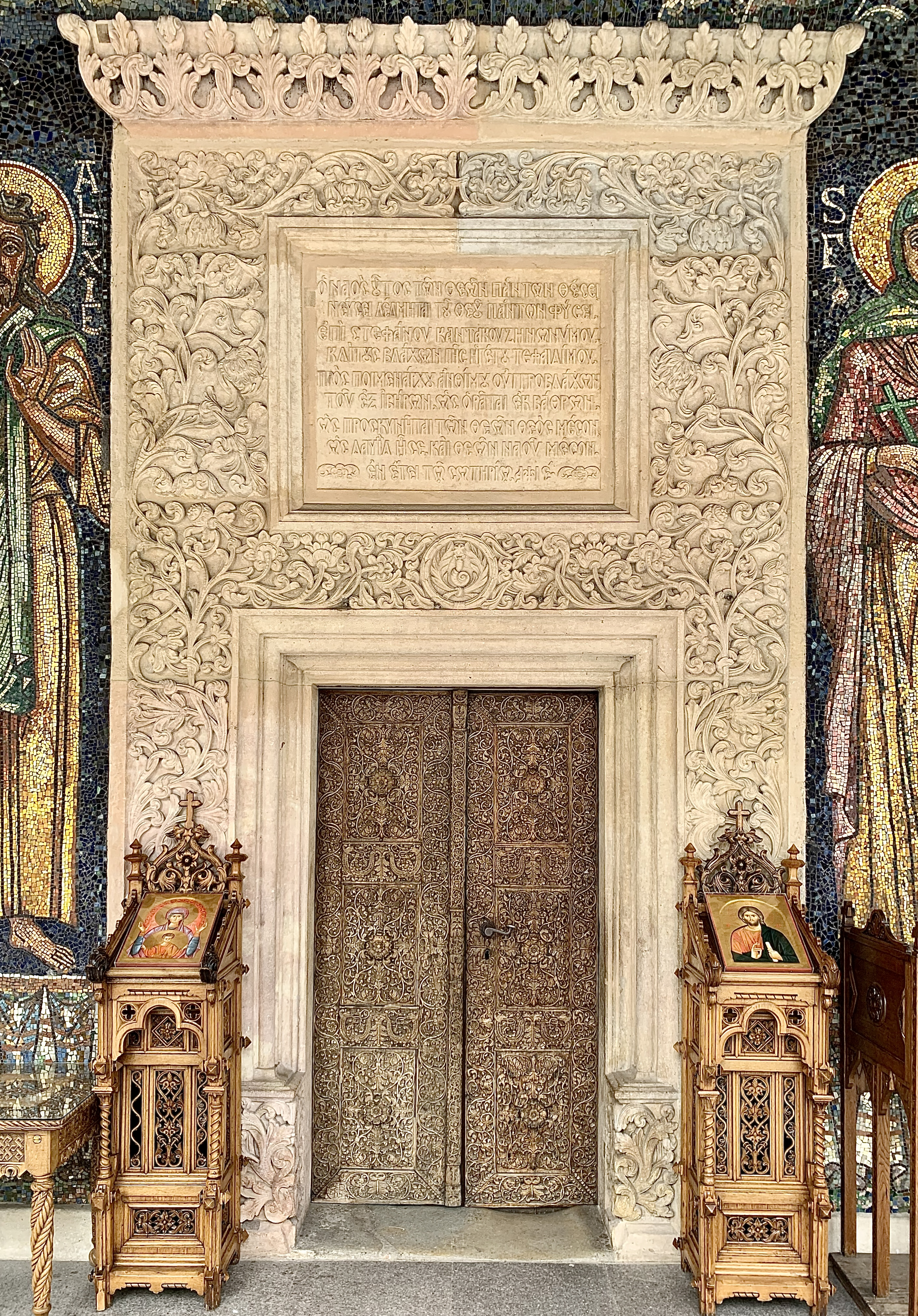
Ușa principală a Bisericii Mănăstirii Antim (București), cu o pisanie deasupra ei și margini cu rinceaux-uri
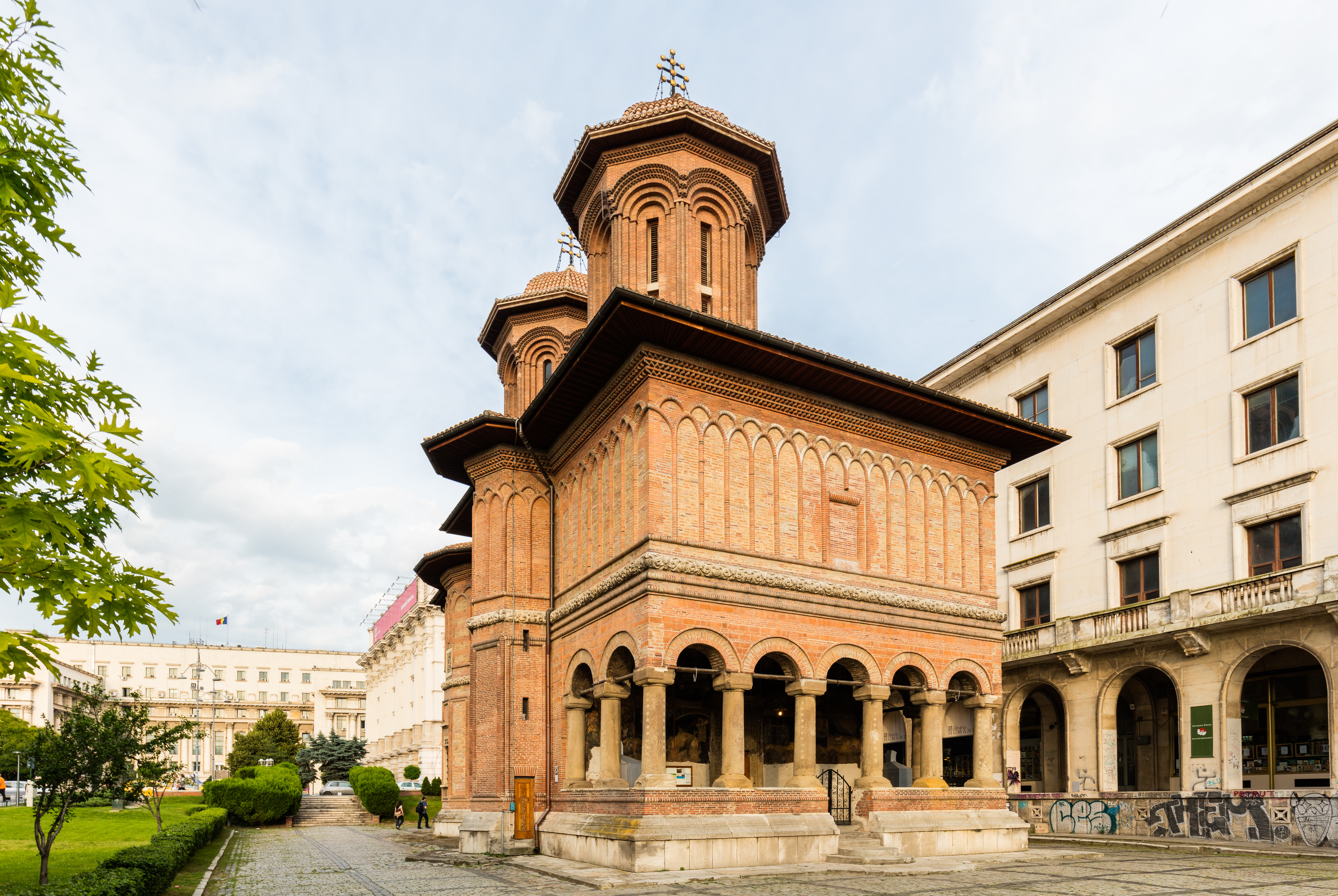
Biserica Kretzulescu (București), cu zidărie de cărămidă complexă pe fațade, 1720–1722
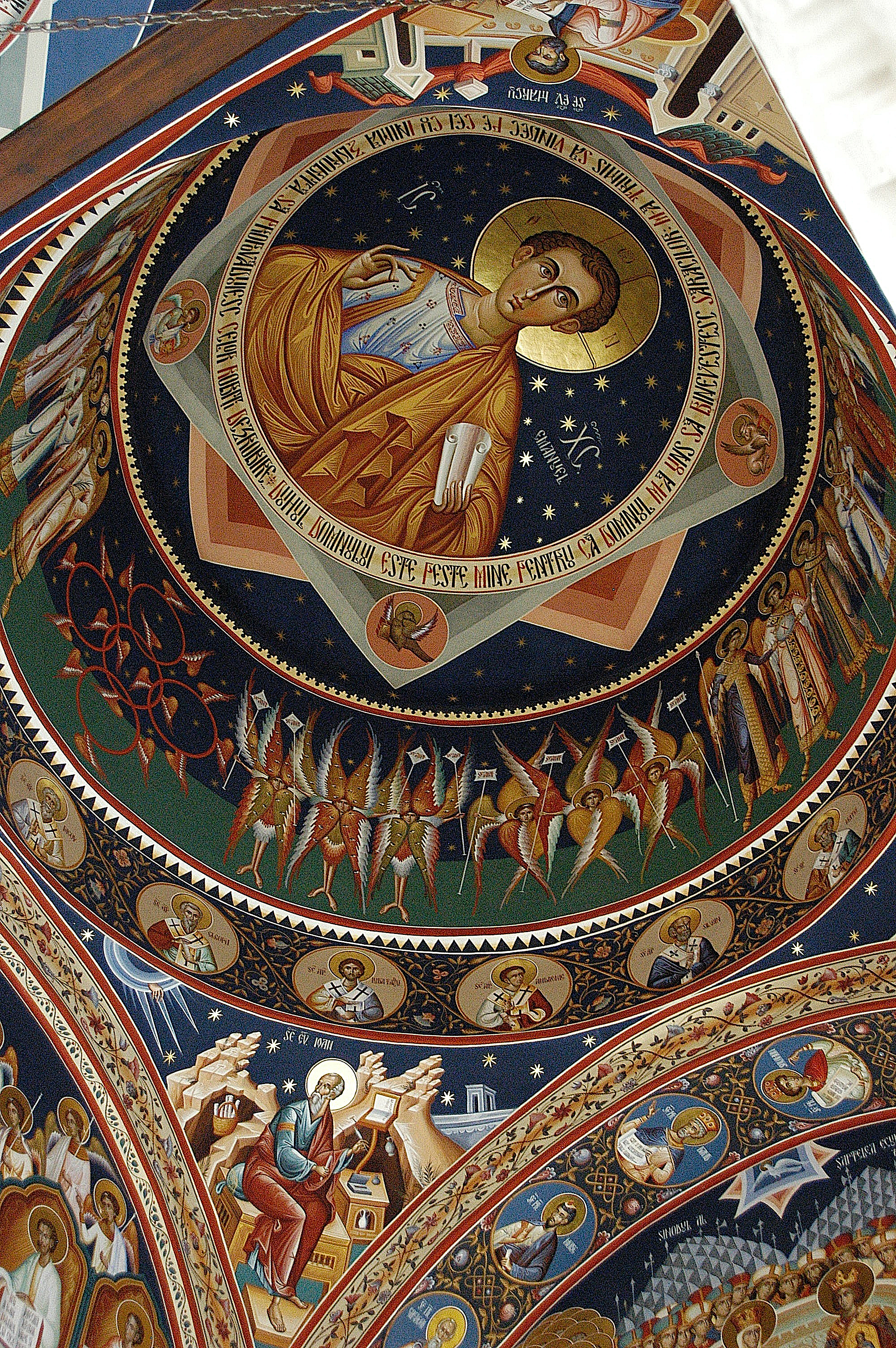
Tavan cu fresce al Bisericii Sfântul Gheorghe Nou (București)
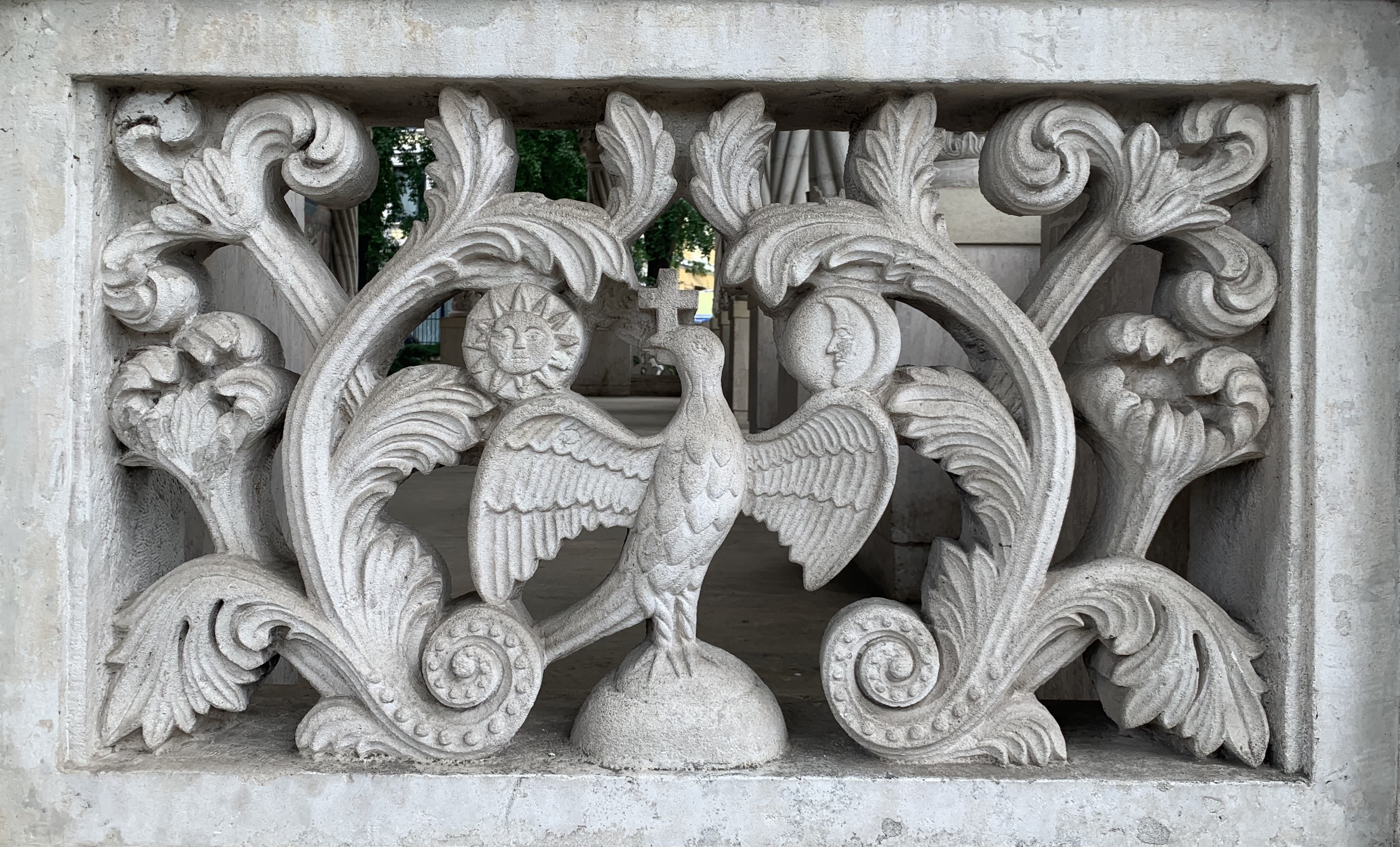
Balustradă a porticului Bisericii Sfântul Gheorghe Nou din București
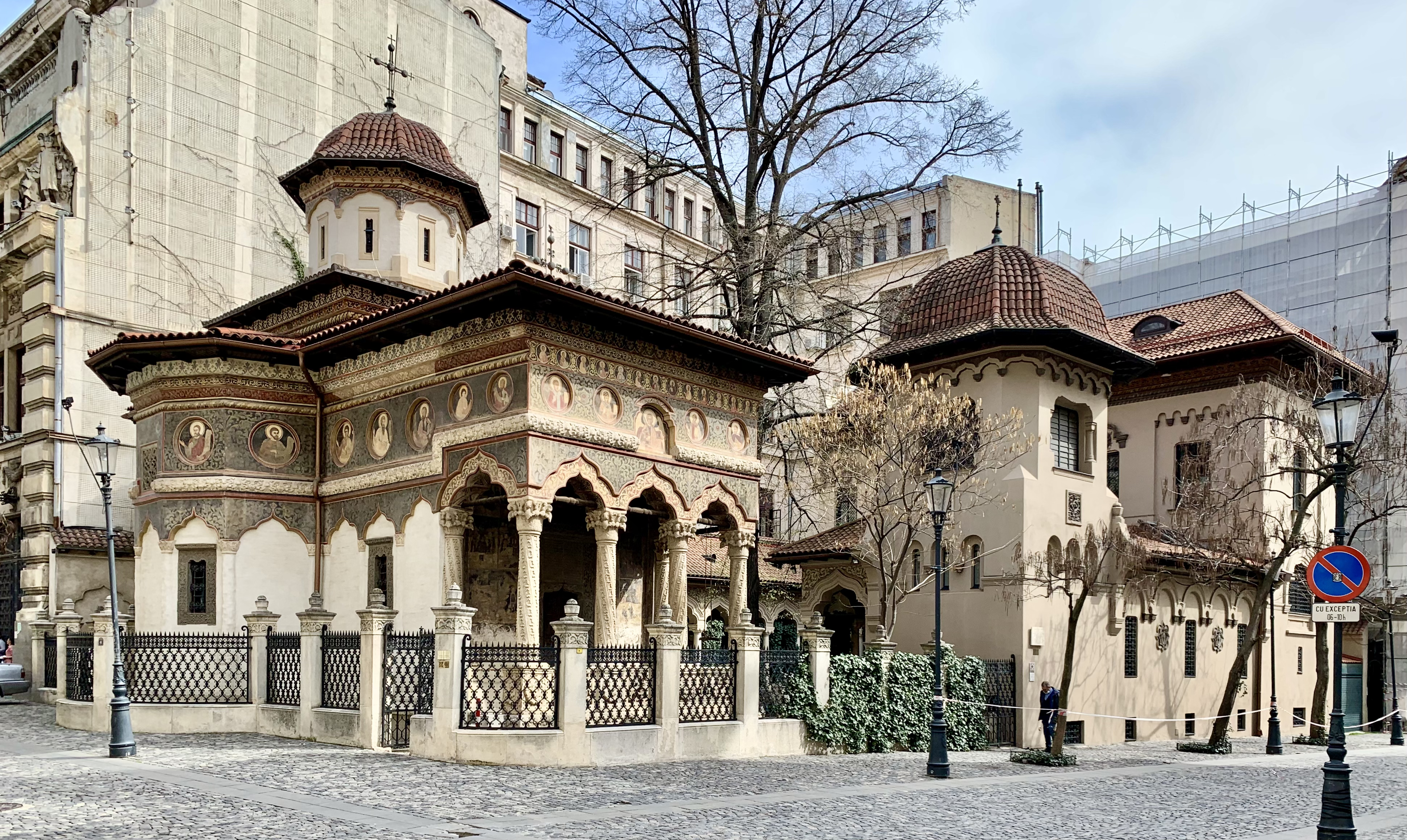
Biserica Stavropoleos (centrul vechi al Bucureștiului), cu picturi elaborate pe fațade, 1724
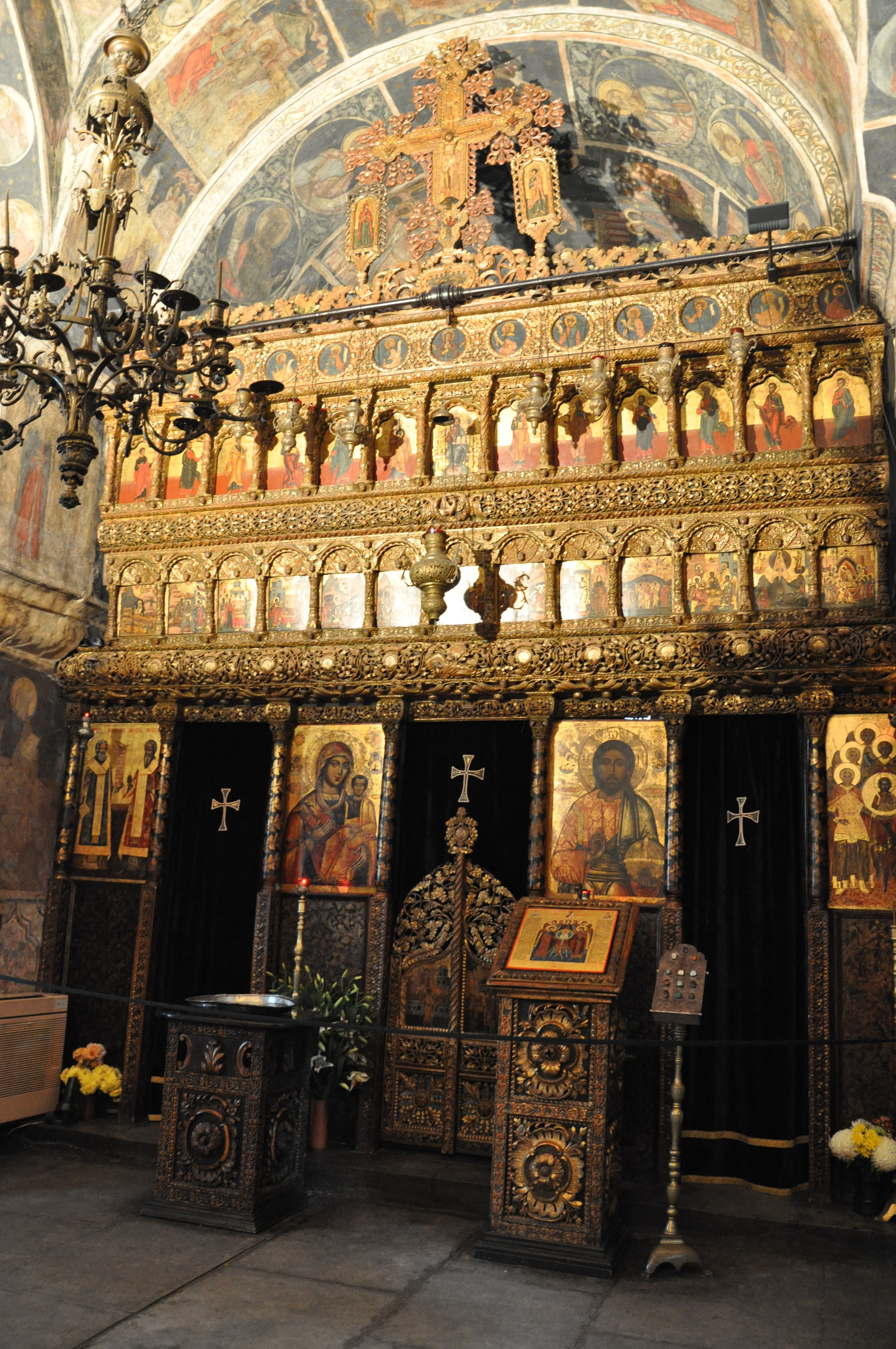
Altarul Bisericii Stavropoleos, plin de icoane în stilul bizantin

## Renașterea

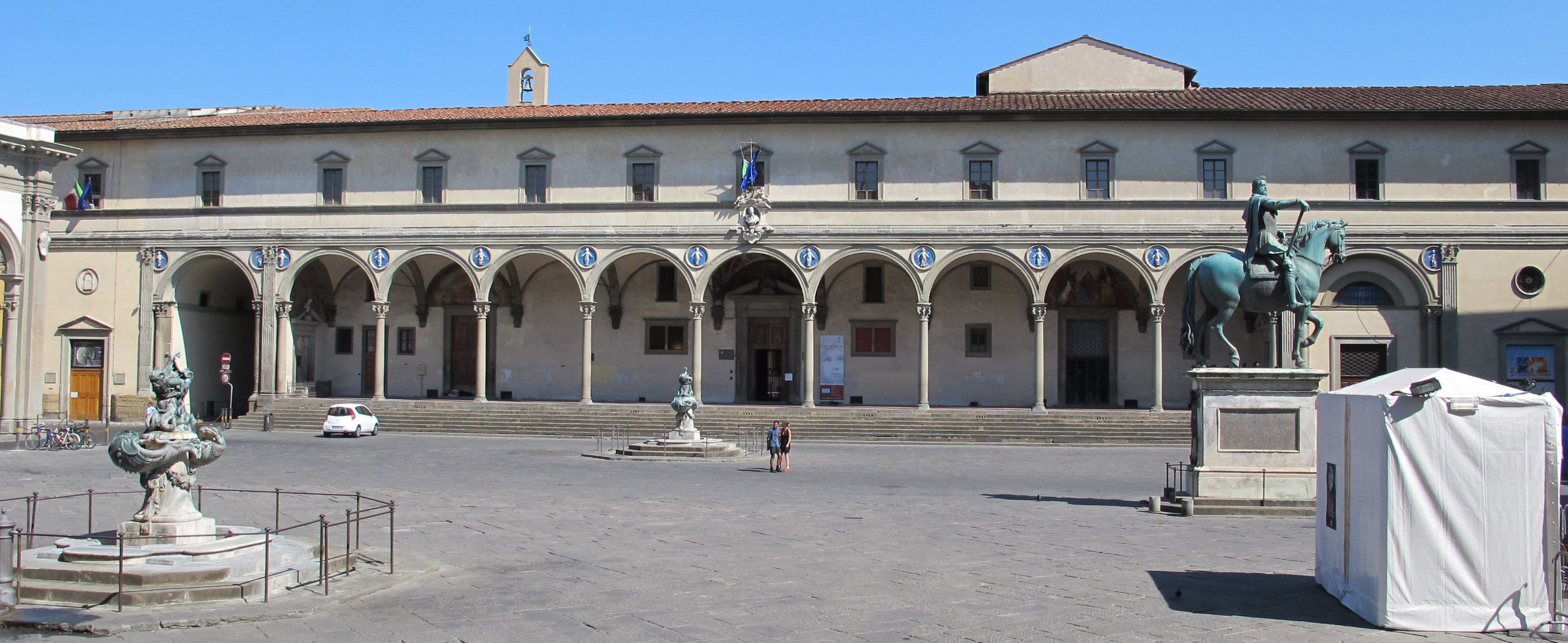
Spitalul Inocenților (Florența, Italia), de Filippo Brunelleschi, 1421-1445

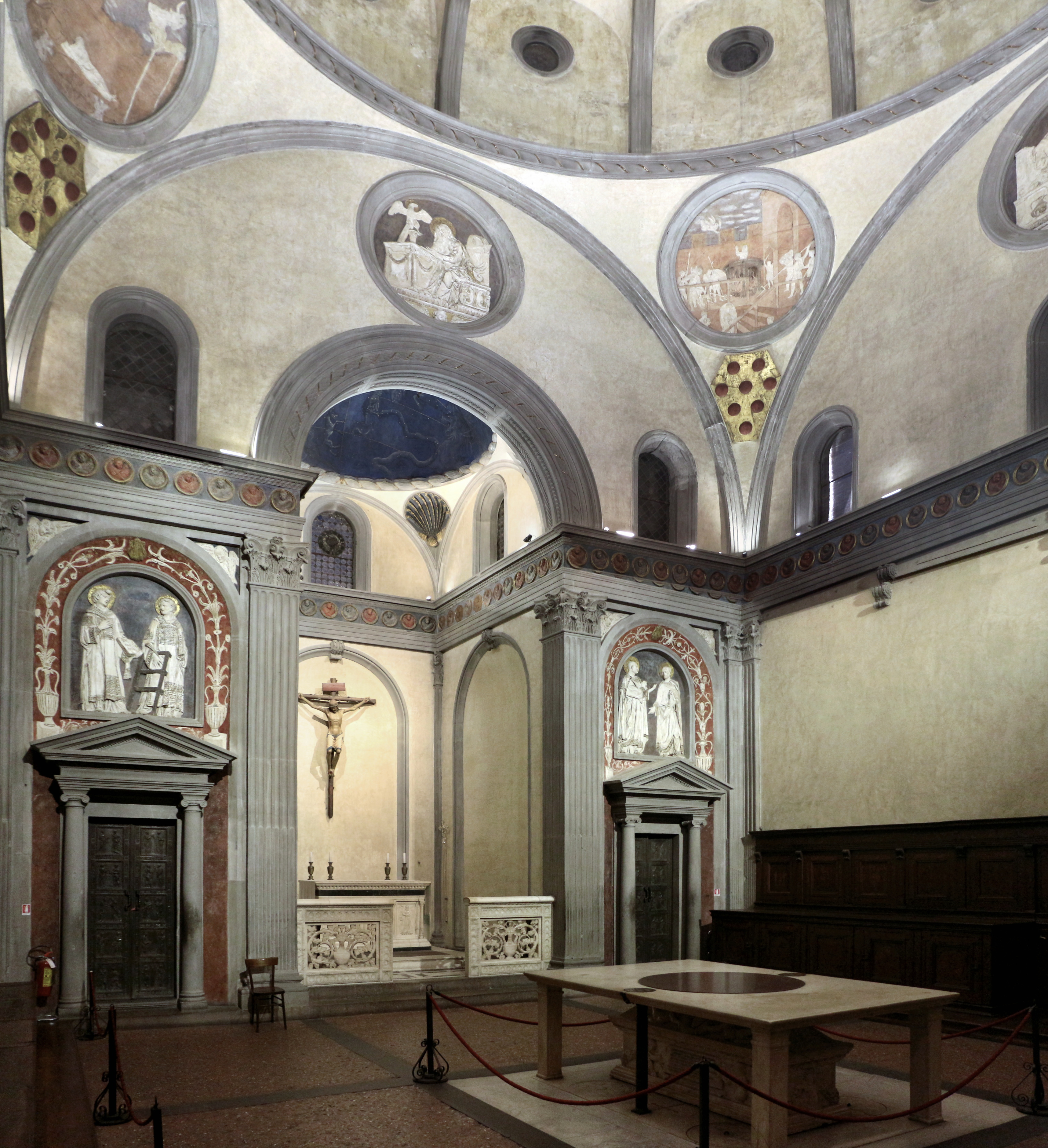
Interior din Bazilica Sfântul Laurențiu, de Filippo Brunelleschi, 1421-1440

Trecerea de la stilul gotic la Renaștere a presupus adoptarea unor forme și principii estetice care au fost copiate din - și, într-o oarecare măsură, aspirau să reînvie - antichitatea romană. Romanicul și goticul mai recente ale Toscanei (actuala Italie) au avut și ele un rol. Acestea s-au dovedit a fi nu o regresie, ci treceri de la medieval la protomodern. Dezvoltările mai mari în structura și cultura societății florentine au făcut-o să simpatizeze o succesiune scurtă de proiecte arhitecturale la începutul anilor 1420. Filippo Brunelleschi (1377-1446), în timp ce lucra la cupola gotică a Catedralei din Florența, Santa Maria del Fiore (1296-1436), a introdus stilul renascentist în două lucrări mai mici, ambele la câteva sute de metri de catedrală și ambele  începute în jurul anului 1421: Spitalul Inocenților și Bazilica Sfântul Laurențiu.
Spitalul Inocenților a fost primul orfelinat din Europa, comandat de o breaslă de mătase într-un moment în care caritatea devenea o practică obișnuită în societatea seculară, chiar dacă bogăția materială a Florenței începuse să scadă. Brunelleschi era probabil mai conștient de introducerea unui nou stil decât fusese Suger, așa-numitul inventator al goticului, cu trei secole mai devreme. Cu toate acestea, în ambele cazuri, toate componentele existau deja. Inovația reală constă în aranjamentele și combinațiile acestor elemente pentru crearea unui nou efect general. Fațada spitalului era simetrică cu nouă travee. Ritmul a fost stabilit de coloane, evidențiat de ferestrele cu frontoane (care corespund traveelor) și punctat de tondi (opere de artă rotunde). Ele au fost goale până la sfârșitul secolului al XV-lea, când Luca della Robbia le-a populat cu bebeluși înveliți, de teracotă. Cea mai proeminentă caracteristică e colonada cu arcele sale semicirculare. Ele erau de origine romană antică, la fel ca coloanele corintice și arhitrava proporțional corectă. Totuși, romanii nu ar fi sprijinit niște arce atât de mari pe niște coloane atât de subțiri, folosite în mod normal pentru interioare. Această formă antică a apărut pe vremea lui Brunelleschi, iar arhitectul a încorporat-o într-o colonadă orientată spre stradă. Rezultatul a fost o logie strălucitoare care exprimă dorința Renașterii de viață publică.
Bazilica Sfântul Laurențiu a fost inițial lipsită de ornamente. Pilaștrii canelați cu capiteluri corintice și tondi goale inițial inscripționate în pandantive au fost concepute nu ca înfrumusețări decorative, ci ca referințe arhitecturale. Brunelleschi s-a plâns de intervențiile ulterioare în sacristie, ale lui Donatello (circa 1386-1466) și ale altora, și cu un motiv întemeiat în unele cazuri: micile tondi de-a lungul frizei au slăbit efectul pe care-l avea pietra serena (gresie italiană) creat de albul pereților. Oricât ar putea imaginea mentală a lui Brunelleschi despre arhitectura să atragă sensibilitățile moderne, nu corespundea neapărat realităților antice; el a evocat-o de la vederea ruinelor în timpul călătoriei sale la Roma în 1402, unde frescele dispăruseră, interioarele fuseseră distruse, iar vopseaua sau aurul de pe fațade se degradase complet, fiind înlocuite de vegetație.
În ultimele decenii ale secolului al XV-lea, artiștii și arhitecții au început să viziteze Roma ca să studieze cu seriozitate ruinele. Au lăsat în urmă consemnări prețioase ale studiilor lor sub formă de desene. În timp ce interesul umanist față de Roma se dezvoltase de peste un secol (datând cel puțin de la Francesco Petrarca în secolul al XIV-lea), considerațiile anticare ale monumentelor s-au concentrat mai degrabă pe informațiile literare, epigrafice și istorice decât pe resturile fizice. Chiar dacă unii artiști și arhitecți, ca Filippo Brunelleschi (1377-1446), Donatello (circa 1386-1466) și Leon Battista Alberti (1404-1472), se pare că au studiat sculptura și ruinele romane, aproape nici o dovadă directă a acestei munci nu mai supraviețuiește. În anii 1480, arhitecți proeminenți, ca Francesco di Giorgio (1439-1502) și Giuliano da Sabgallo (circa 1445-1516), făceau numeroase studii asupra monumentelor antice, întreprinse în moduri care demonstrează că procesul de transformare a modelului într-o nouă concepție începuse deja. În multe cazuri, desenarea ruinelor în starea lor fragmentară a necesitat folosirea imaginației, așa cum Francesco însuși a recunoscut cu ușurință în adnotarea sa legată de reconstruirea Capitoliului, menționând „în mare parte imaginat de mine, pentru că se înțelege foarte puțin din ruine”.
Acest studiu intens a dat roade imediate, inspirând o serie de încercări din ce în ce mai îndrăznețe de a egala cu amploarea și ambiția operelor antice. Cea mai dramatică demonstrație a acestei noi atitudini față de antichitate - care nu viza doar imitația și emularea, ci rivalitatea - a avut loc în opera lui Donato Bramante (circa 1444-1514), un arhitect care s-a format pentru prima dată ca pictor în Milano.

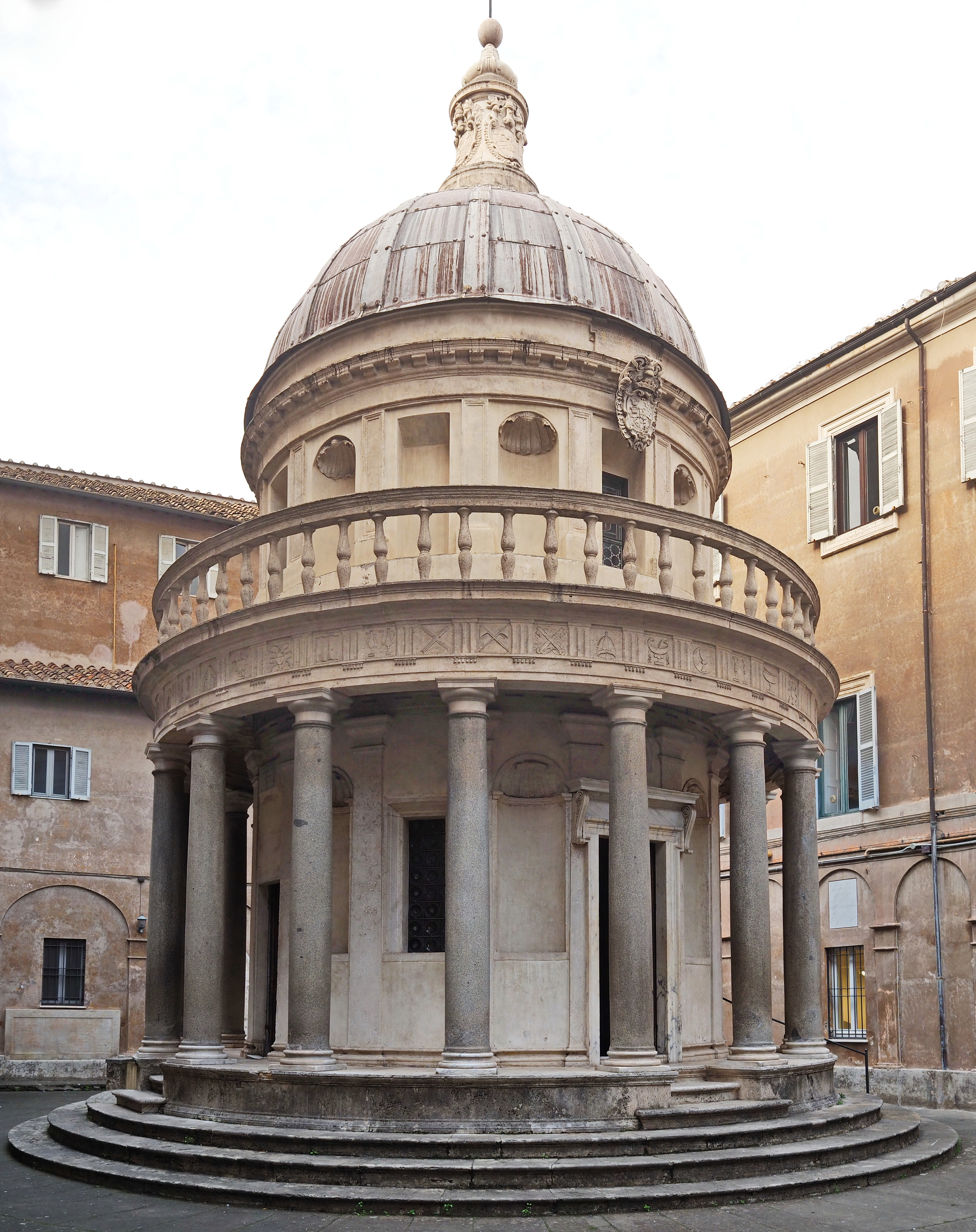
Tempietto (San Pietro in Montorio, Roma), de Donato Bramante, 1444-1514
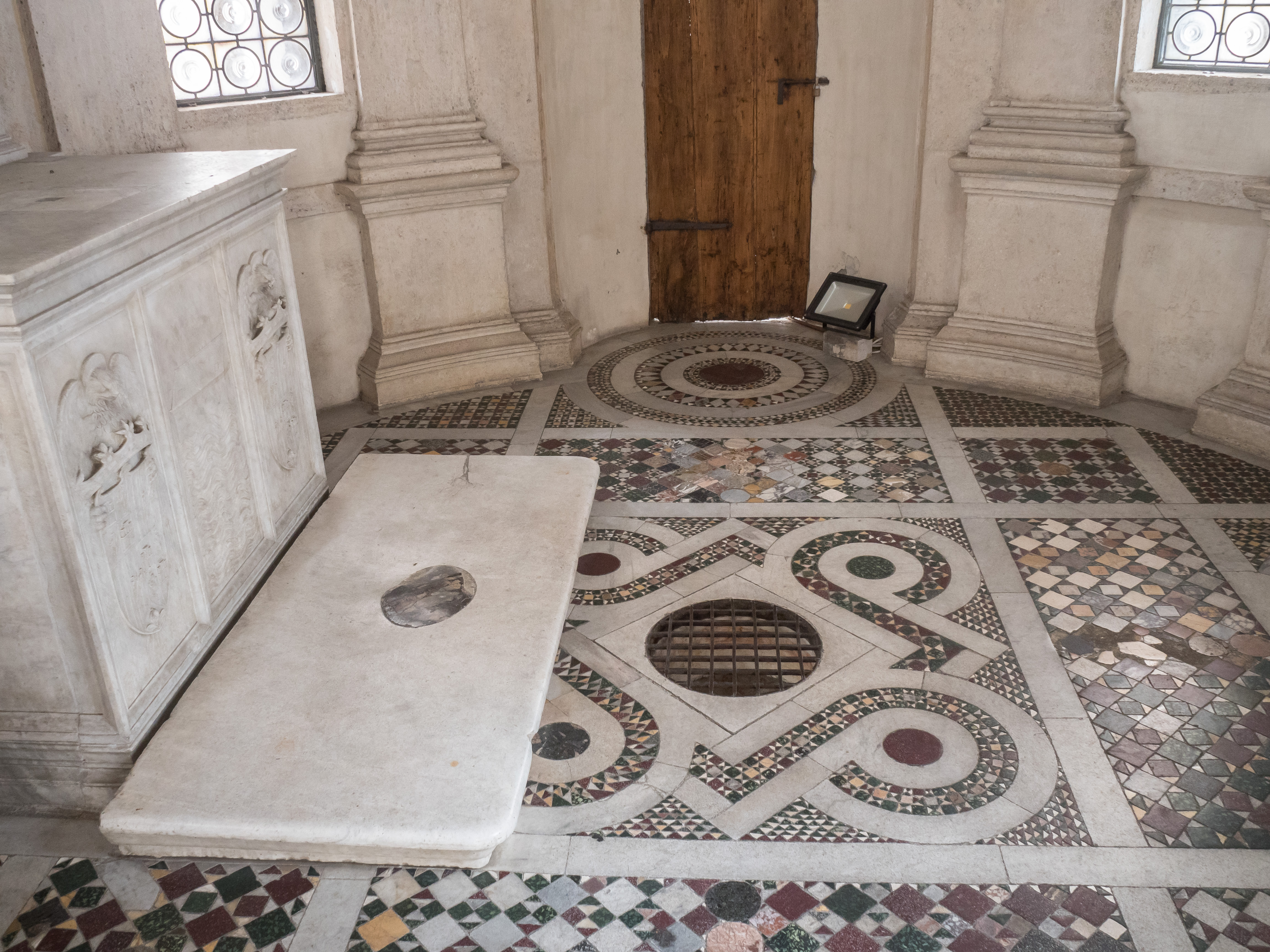
Podea mozaicată a Tempietto-ului
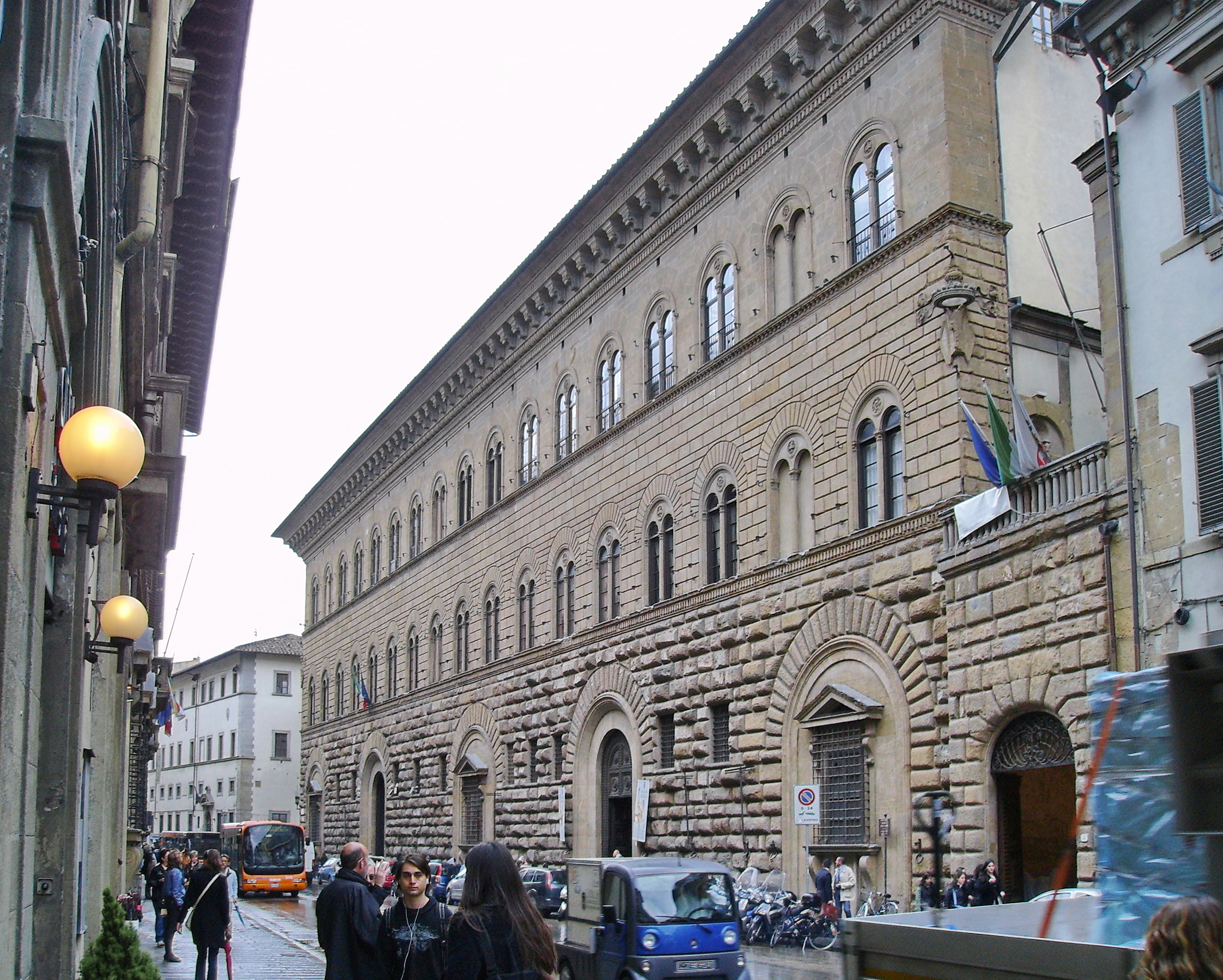
Palazzo Medici Riccardi (Florența), de Michelozzo, 1445-1468
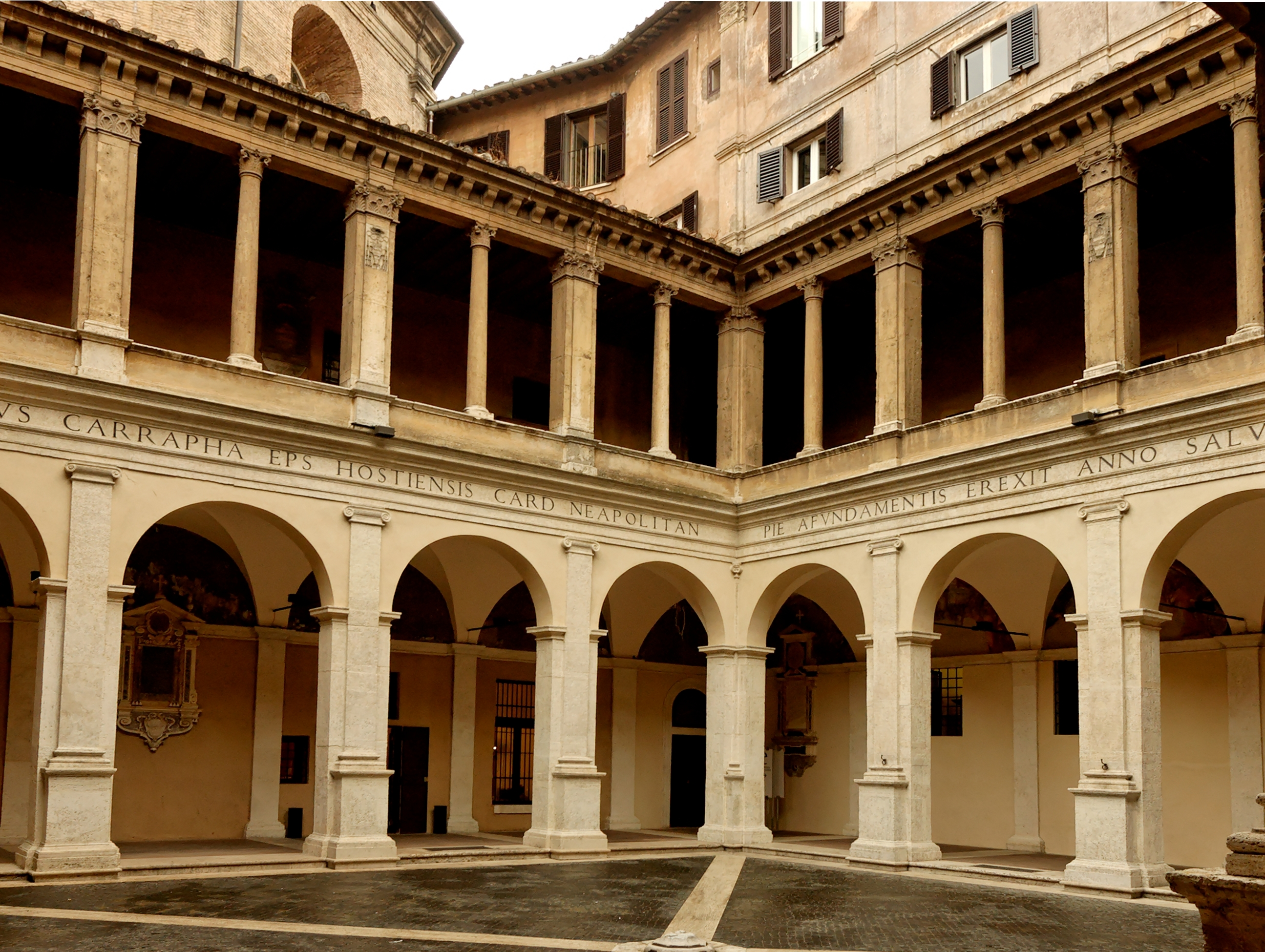
Curte a bisericii Santa Maria della Pace (Roma), de Donato Bramante, 1504
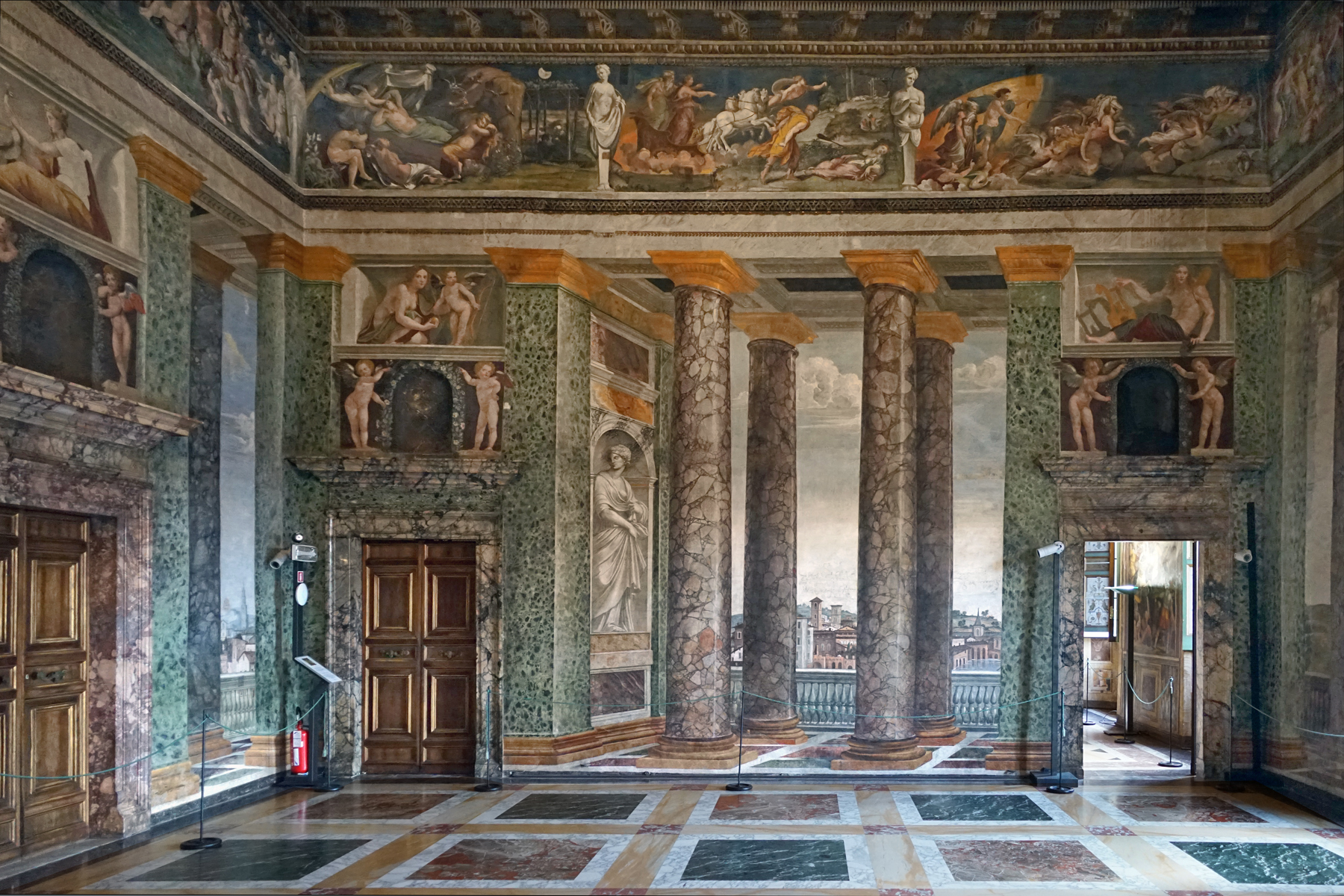
Sala Perspectivei din Vila Farnesina (Roma), de Baldassare Peruzzi, 1505-1510
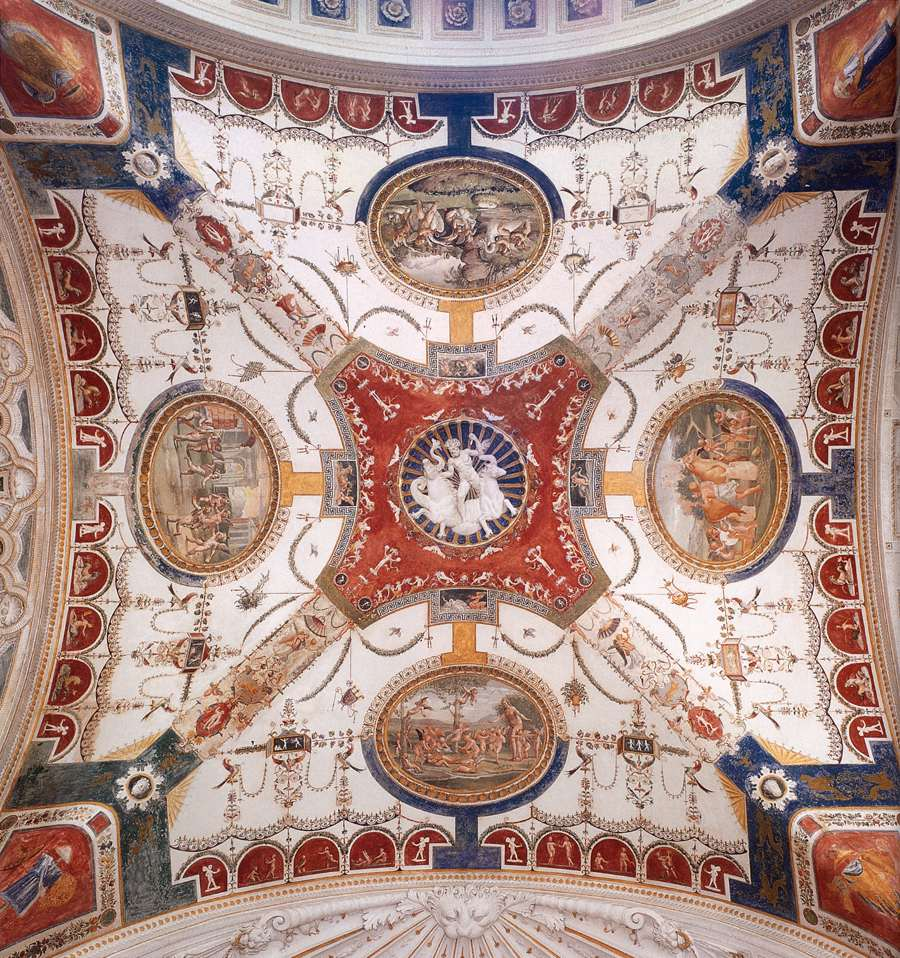
Tavan din Vila Madama, de Rafael, 1518-1525
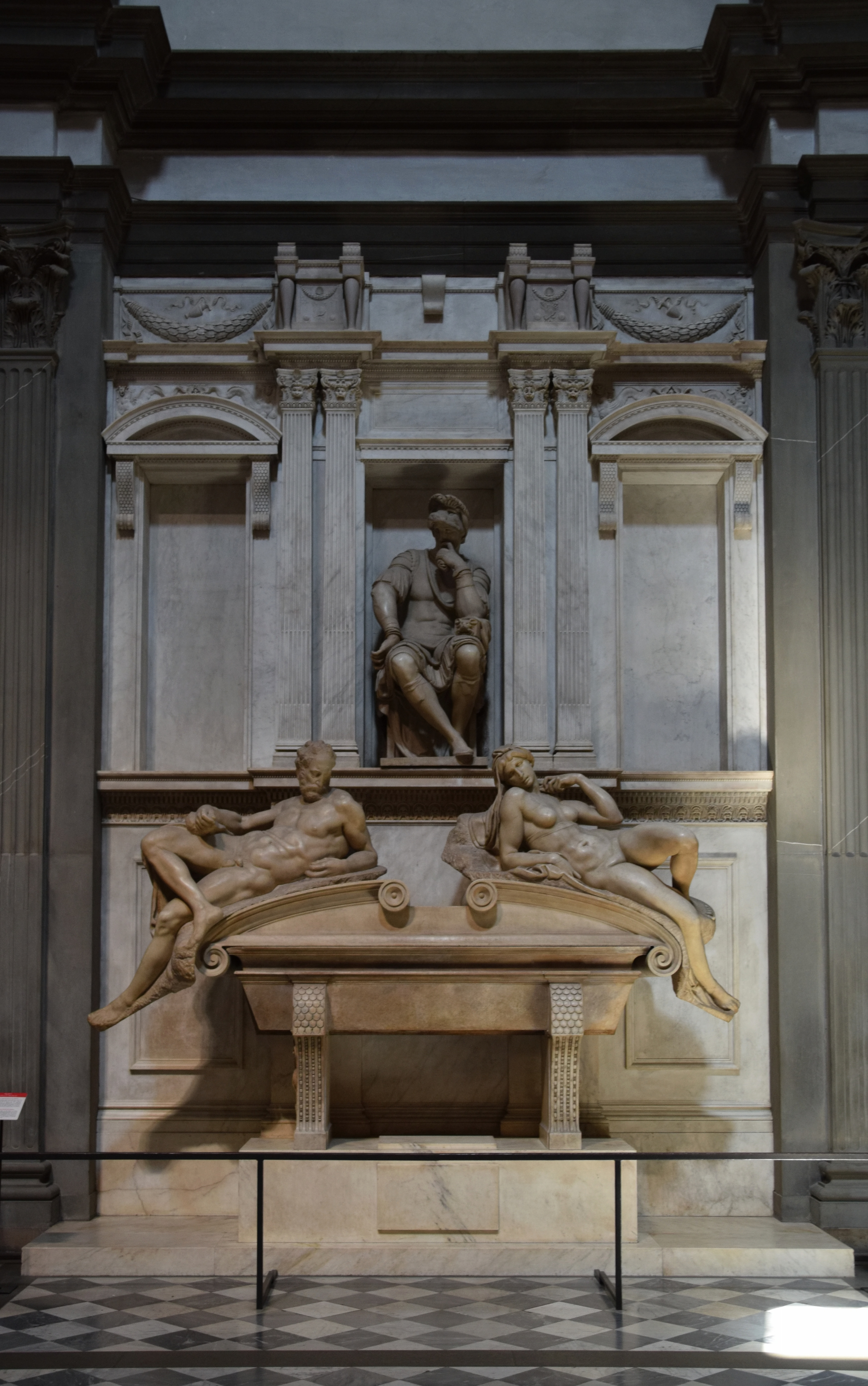
Mormântul lui Lorenzo de' Medici din Bazilica Sfântul Laurențiu, de Michelangelo, 1524
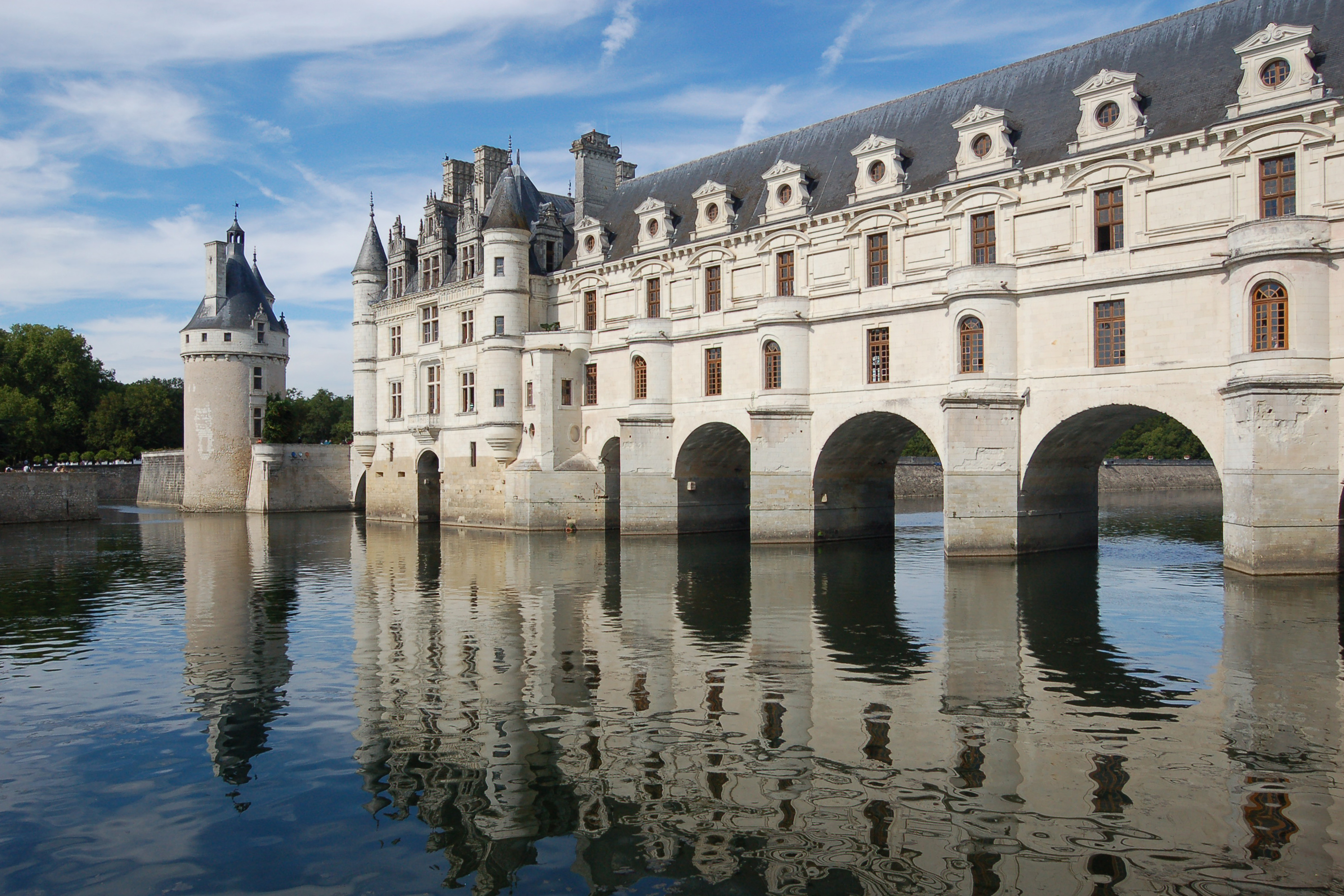
Castelul Chenonceau (Franța), de Philibert de l'Orme, 1576
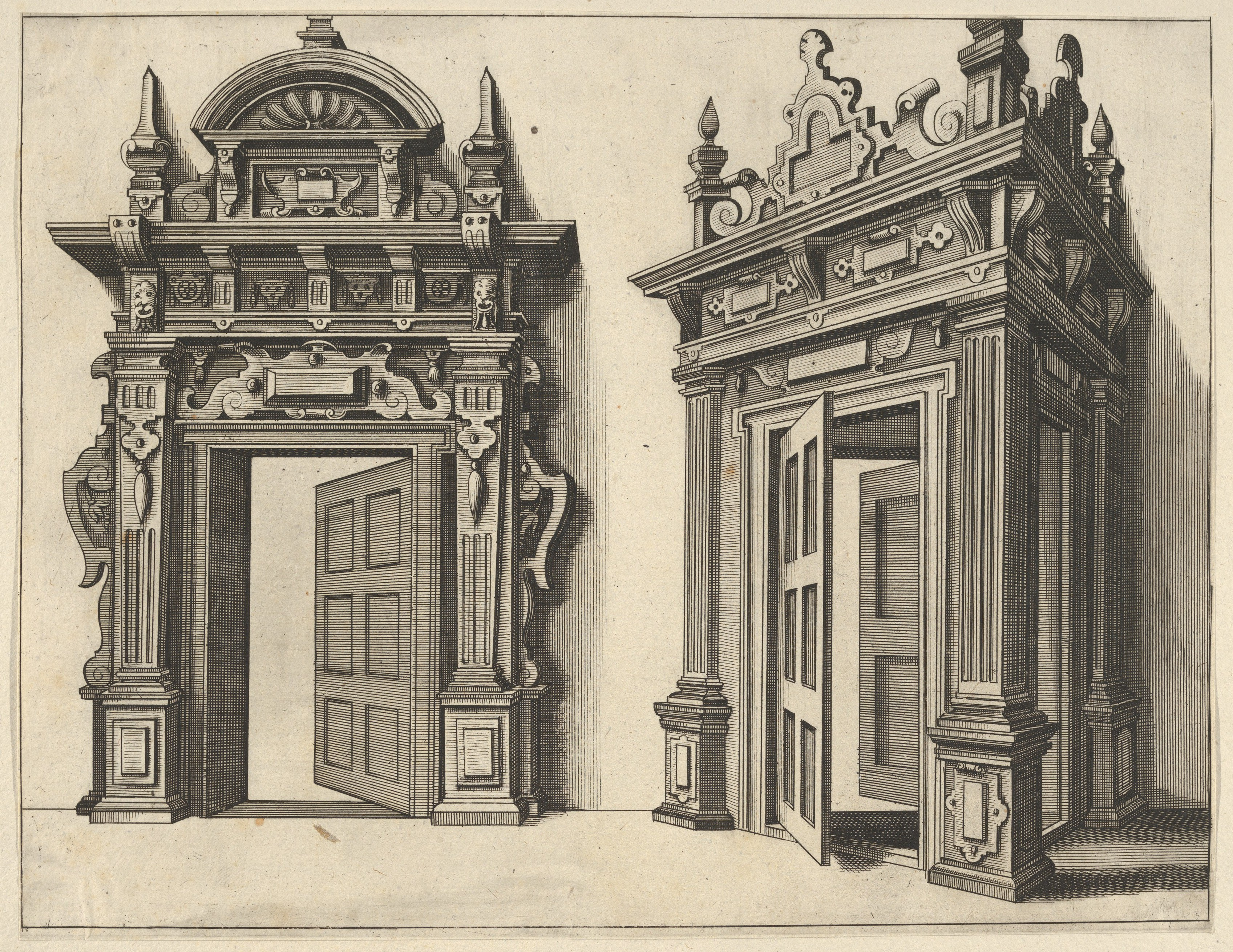
Designuri pentru două portale de lemn, de Paul Vredeman de Vries

## Stilurile mondiale

### Barocul
Barocul și varianta sa târzie, rococoul, au fost primele stiluri cu adevărat globale în artă. Dominând mai mult de două secole de artă și arhitectură în Europa, America Latină și dincolo, de la circa 1580 până la circa 1800, au fost primele stiluri care s-au concentrat atât de intens pe impactului lor asupra privitorului, datorând o mare parte a popularității și scopului global acestei atracții vizuale. Născut în studiourile de pictură din Bologna și Roma în anii 1580 și 1590, și în atelierele sculpturale și arhitecturale din Roma deceniilor al doilea și al treilea ale secolului al XVII-lea, barocul s-a răspândit rapid în Italia, Spania și Portugalia, Flandra, Franța, Olanda, Anglia, Scandinavia și Rusia, precum și în centrele europene centrale și de est de la München (Germania) până la Vilnius (Lituania).
Arhitectura barocă a luat naștere în Roma secolului al XVII-lea, unde s-a dezvoltat ca o expresie a noii Bisericii Catolice triumfătoare. Contrareforma a afirmat că arhitectura, pictura și sculptura aveau să joace un rol important în transformarea Romei într-un oraș cu adevărat catolic. Străzile care radiau de la Bazilica Sfântul Petru au fost imediat presărate cu amintiri ale credinței victorioase. Rupând cu formulele intelectuale oarecum statice ale Renașterii, arhitectura barocă a fost în primul rând o artă a persuasiunii. Perioadele manierismului și barocului care l-au urmat au semnalat o anxietate crescătoare față de semnificație și reprezentare. Dezvoltări importante în știință și filozofie au separat reprezentări matematice ale realității de restul culturii, schimbând fundamental modul în care oamenii se leagă de lumea lor prin arhitectură.
Arhitecții baroci au luat elemente de bază ale arhitecturii renascentiste, inclusiv cupolele și colonadele, și le-au făcut mai înalte, mai mărețe, mai decorate și mai dramatice. Efectele interioare au fost adesea obținute cu folosirea de cvadratură sau a picturilor trompe-l'œil combinate cu sculptura: ochiul e atras în sus, fiind creată iluzia că cineva se uită în spre ceruri. Grupuri de îngeri sculptați și figuri pictate înghesuie tavanele. Lumina a fost folosită și pentru efecte dramatice; curgea din cupole și se reflectă dintr-o abundență de aurire. Coloanele salomone au fost folosite des, ca să dea o iluzie de mișcare în sus, alte elemente decorative ocupând fiecare spațiu disponibil. În palatele baroce, marile scări au devenit un element central.

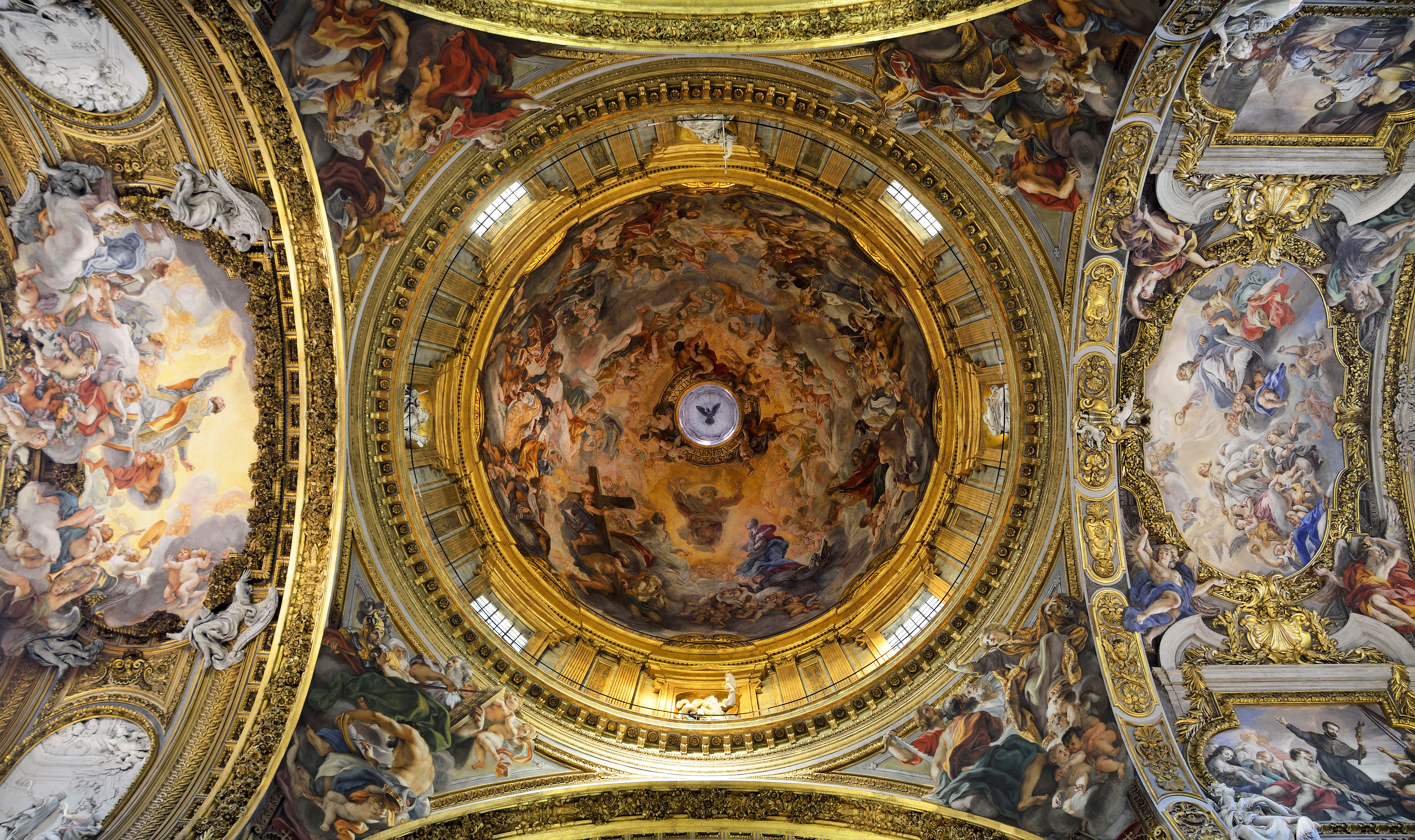
Interiorul cupolei Bisericii Il Gesù (Roma), de Giacomo Barozzi da Vignola și Giacomo della Porta
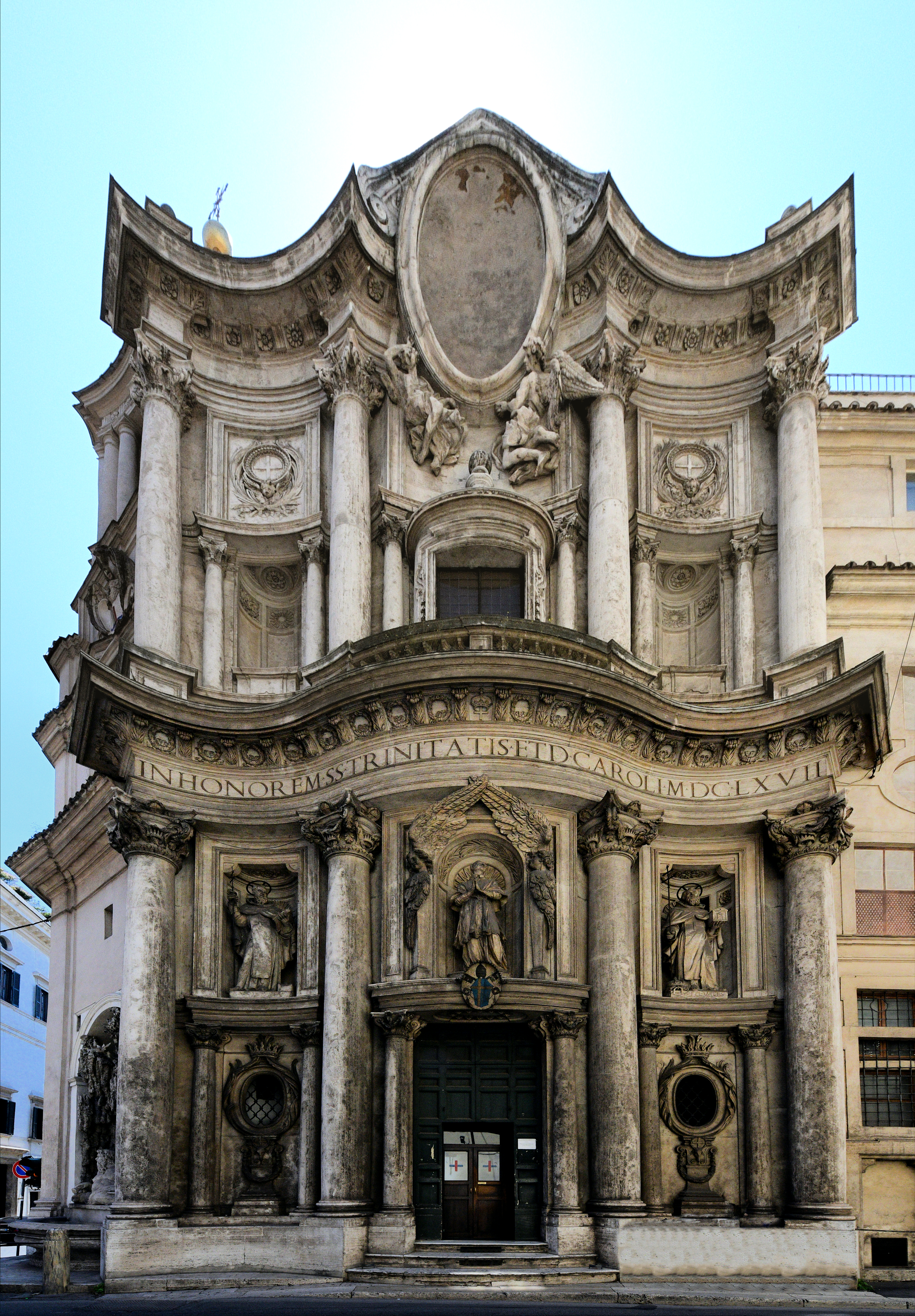
San Carlo alle Quattro Fontane (Roma), de Francesco Borromini, 1599-1667
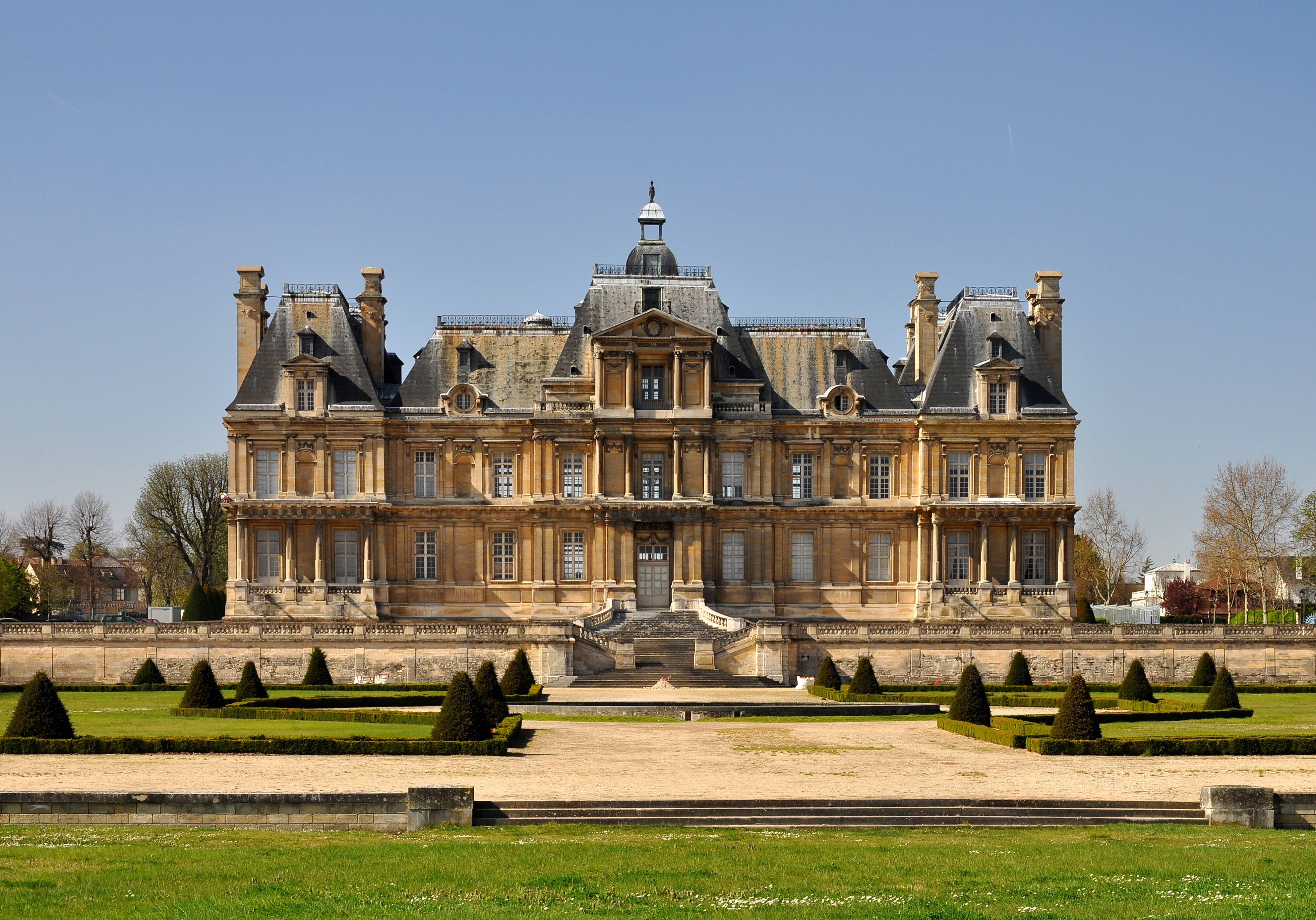
Château de Maisons (Franța), de François Mansart, 1630–1651
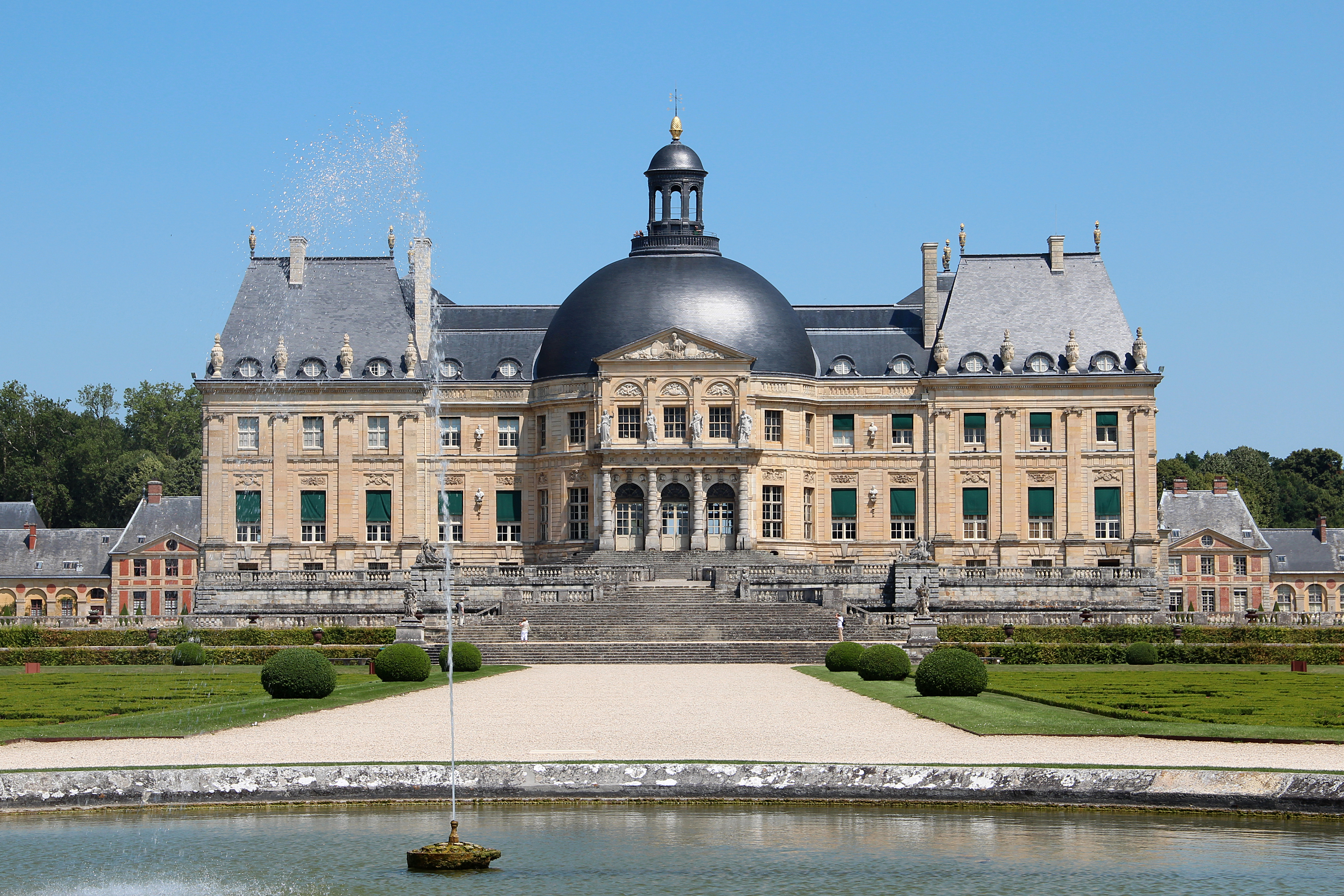
Vaux-le-Vicomte în apopiere de Paris, de Louis Le Vau și André Le Nôtre, 1656-1661
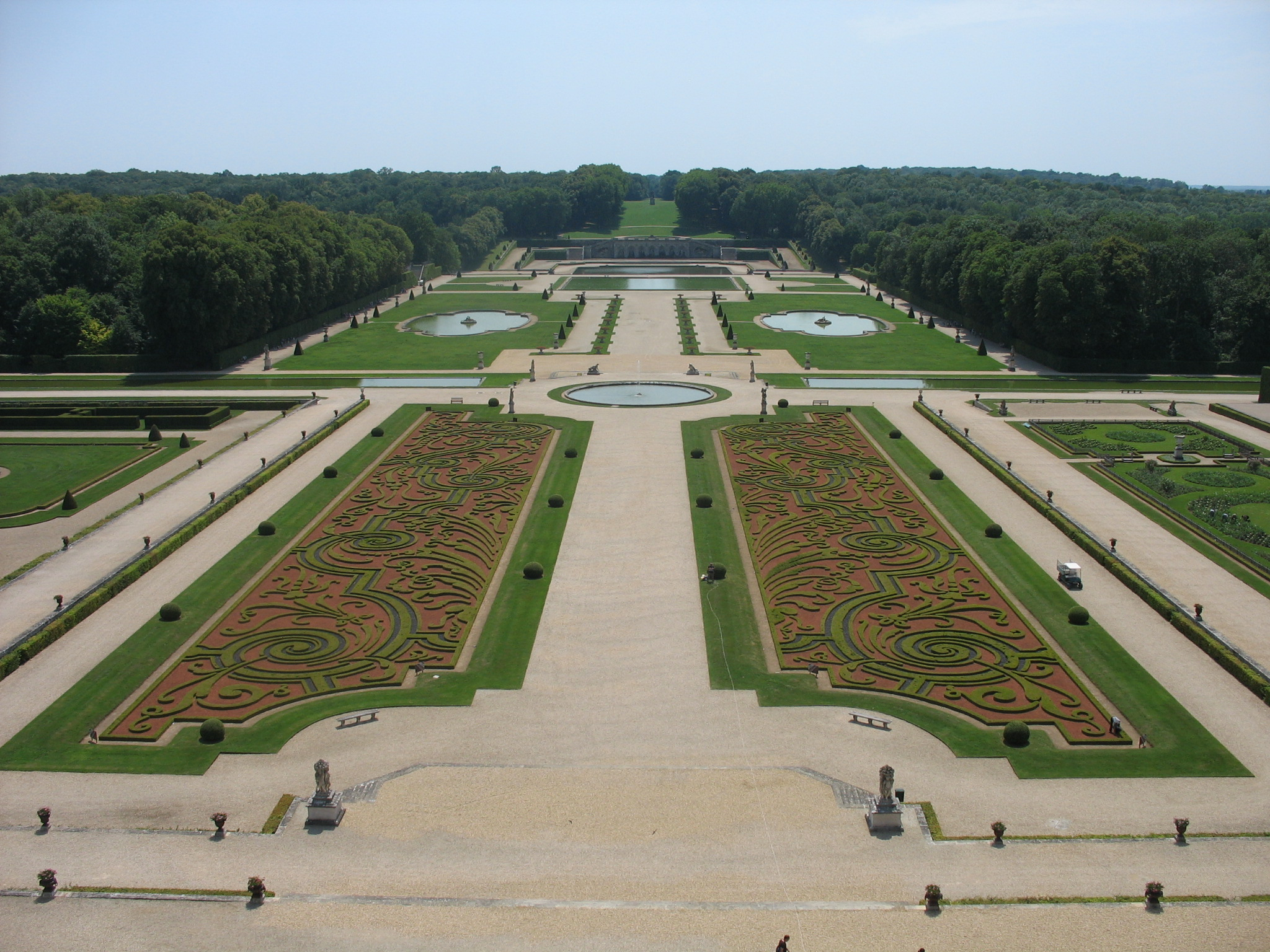
Grădină barocă la Vaux-le-Vicomte. Parterre-ul, proiectat astfel încât să fie văzut de sus de la ferestrele și terasa Chateau-ului, a fost o extensie a designului și arhitecturii interiorului
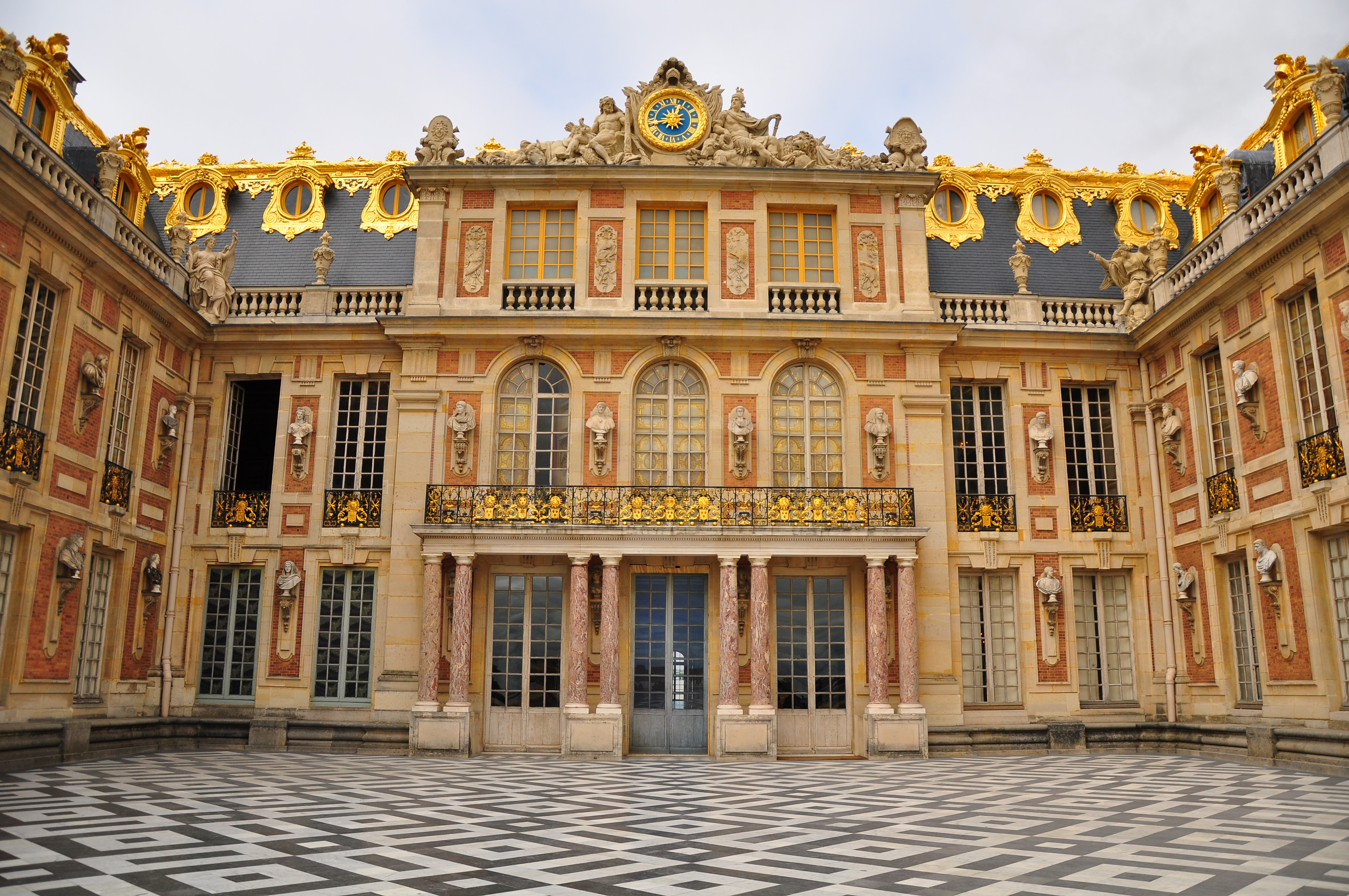
Curtea de Marmură și o parte a fațadelor Palatului de la Versailles (Versailles, Franța), înfrumusețate de Louis Le Vau (1661–1668) și mai târziu de Hardouin-Mansart (1679–1681)
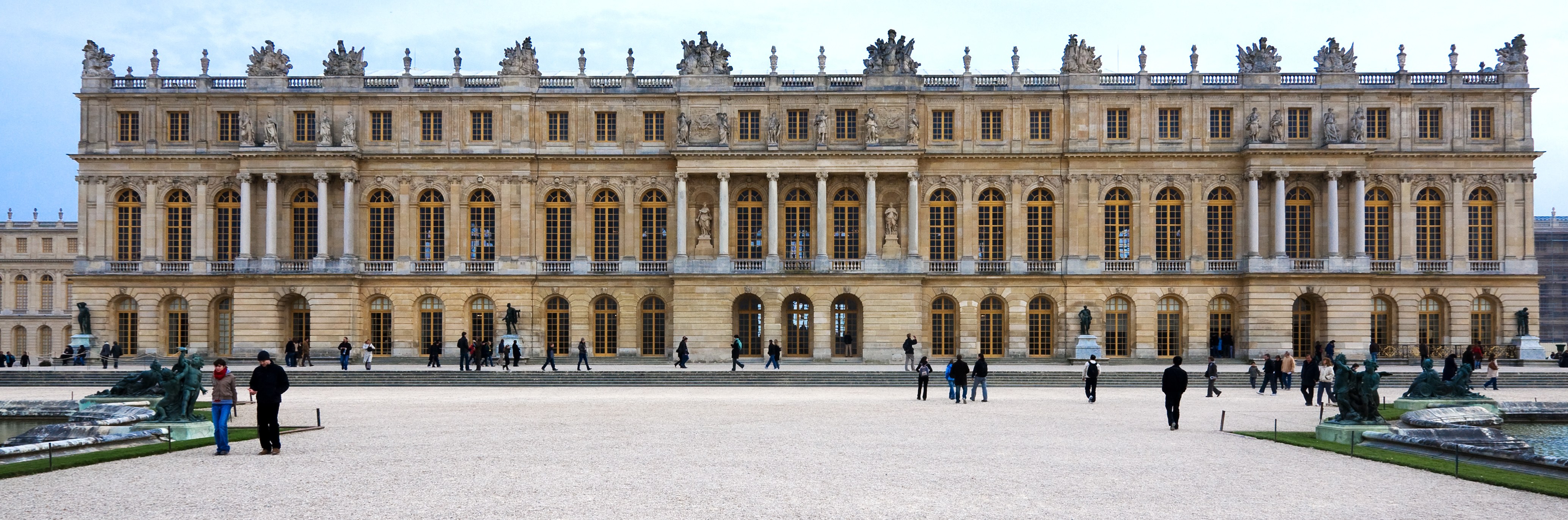
Fațada grădinii Palatului de la Versailles, cu pilaștri și coloane ionice
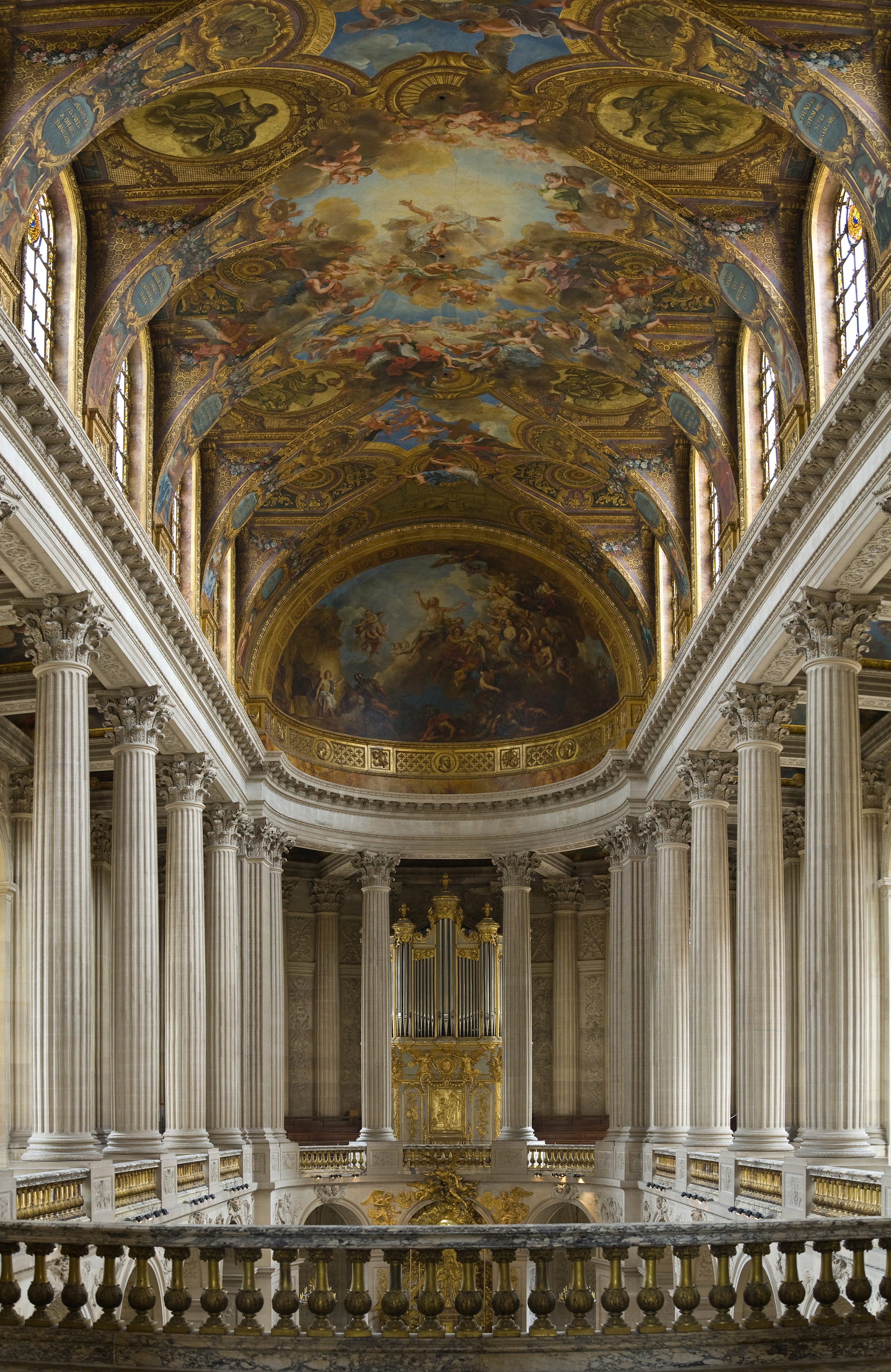
Capela Regală, văzută din Galeria Regală a Palatului de la Versailles
Bazilica Sfântul Petru (Roma), de Gian Lorenzo Bernini, 1666
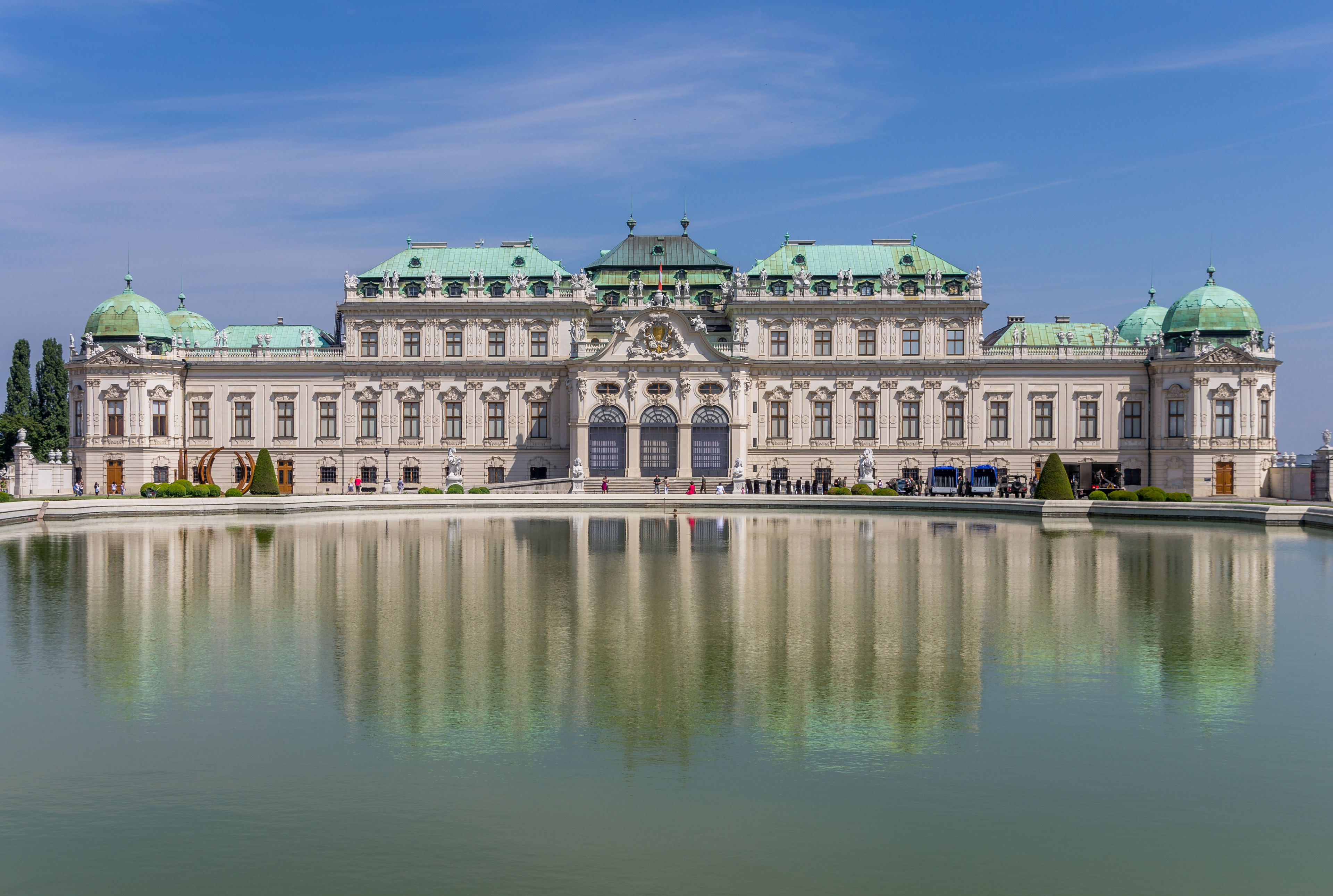
Palatul Belvedere (Viena, Austria), 1714-1723
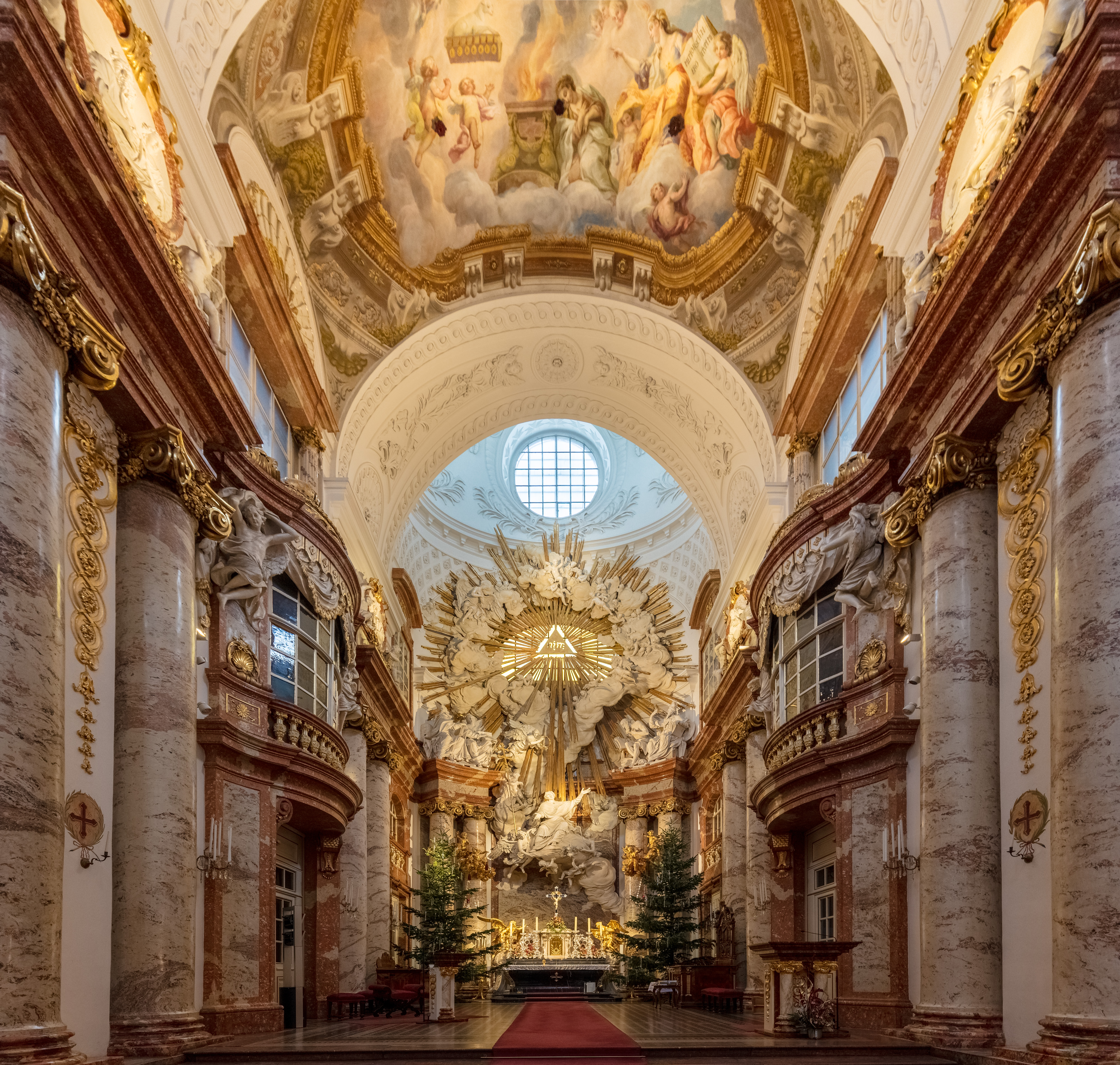
Altarul din Karlskirche (Viena), de Alberto Camesina, 1715-1737
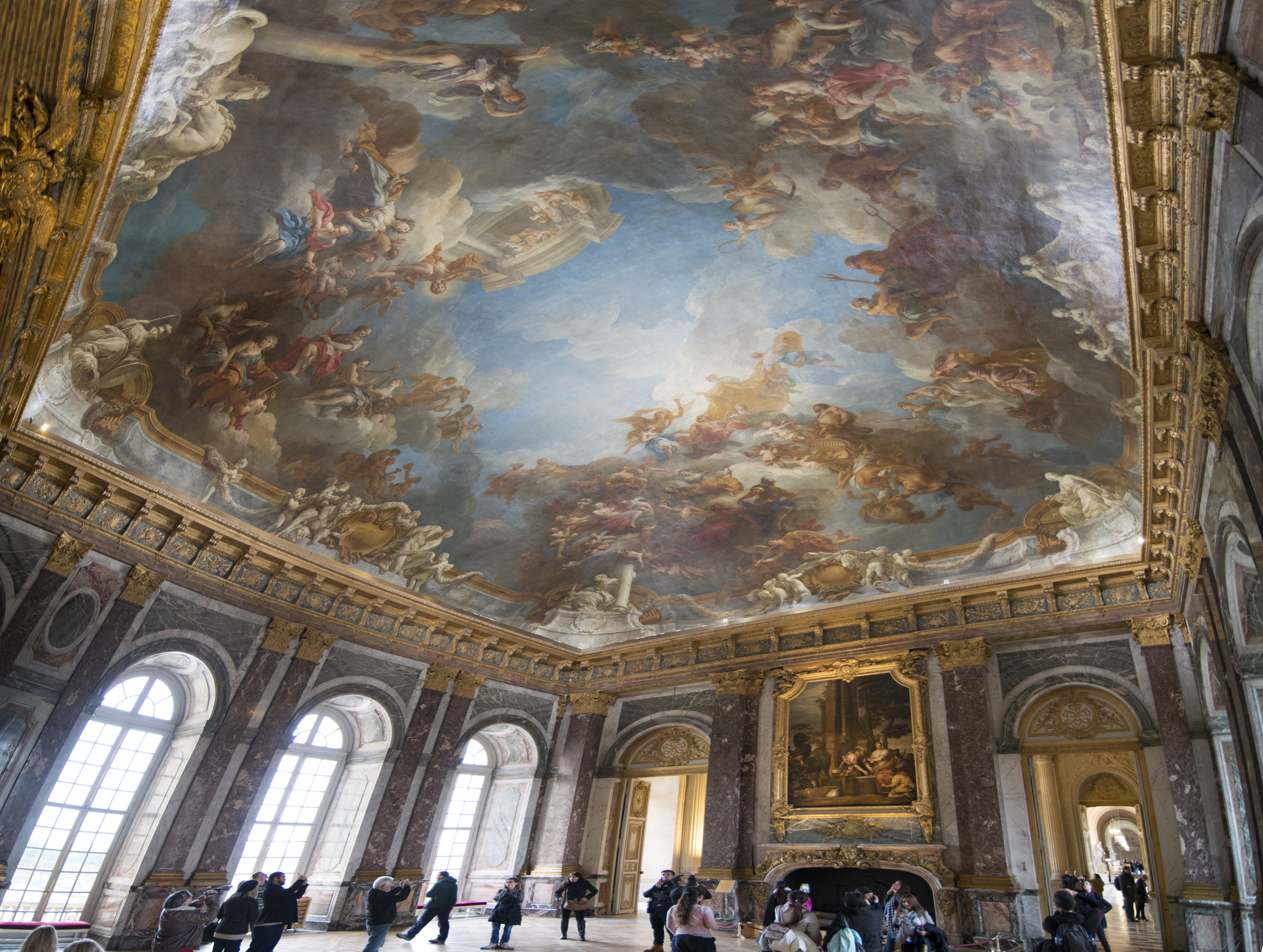
Salon d'Hercule (Palatul de la Versailles), 1724–1736, de Robert de Cotte, Jacques Gabriel, Antoine Vassé, și Claude Tarlé
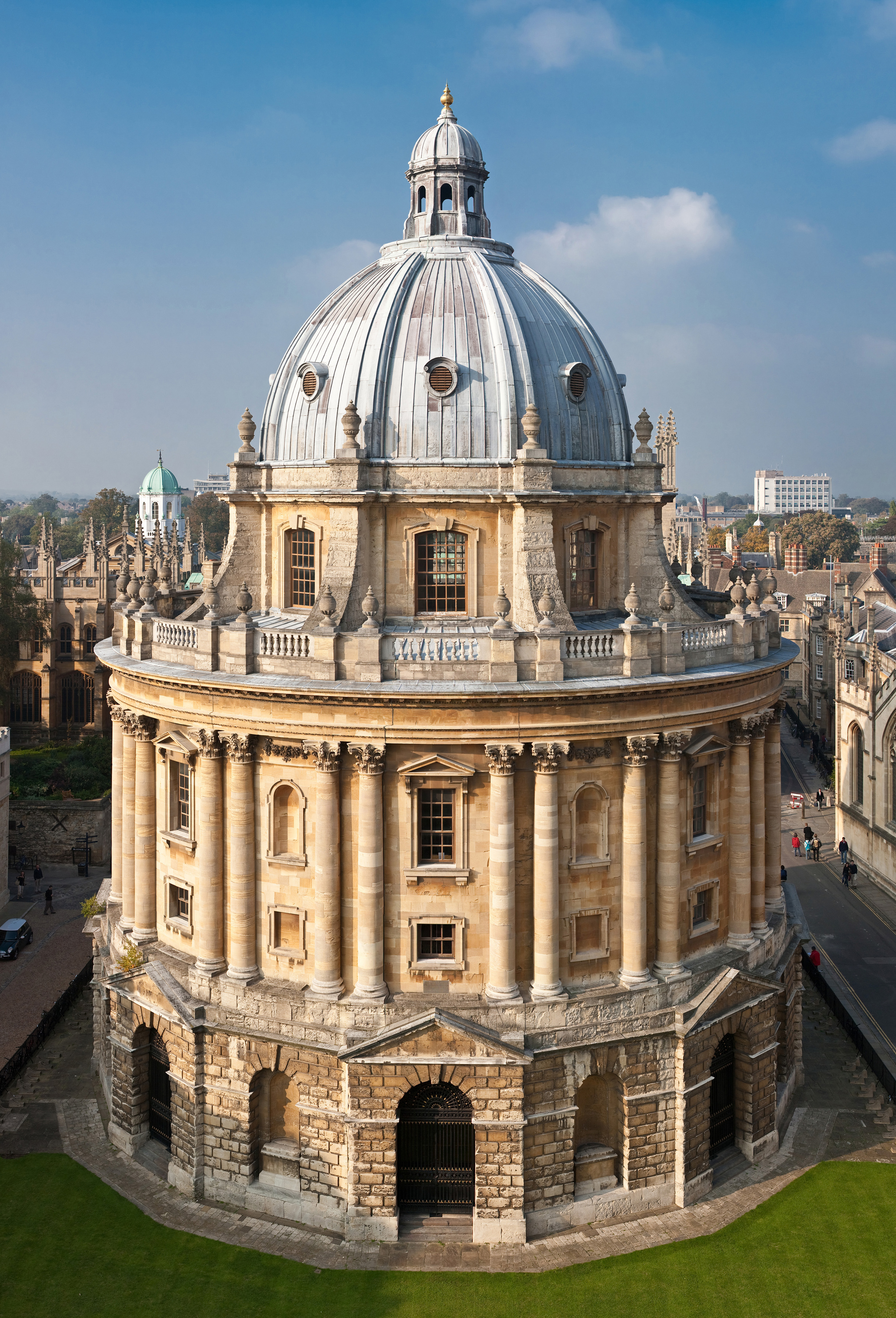
The Radcliffe Camera (Oxford, Anglia), 1749, de James Gibbs
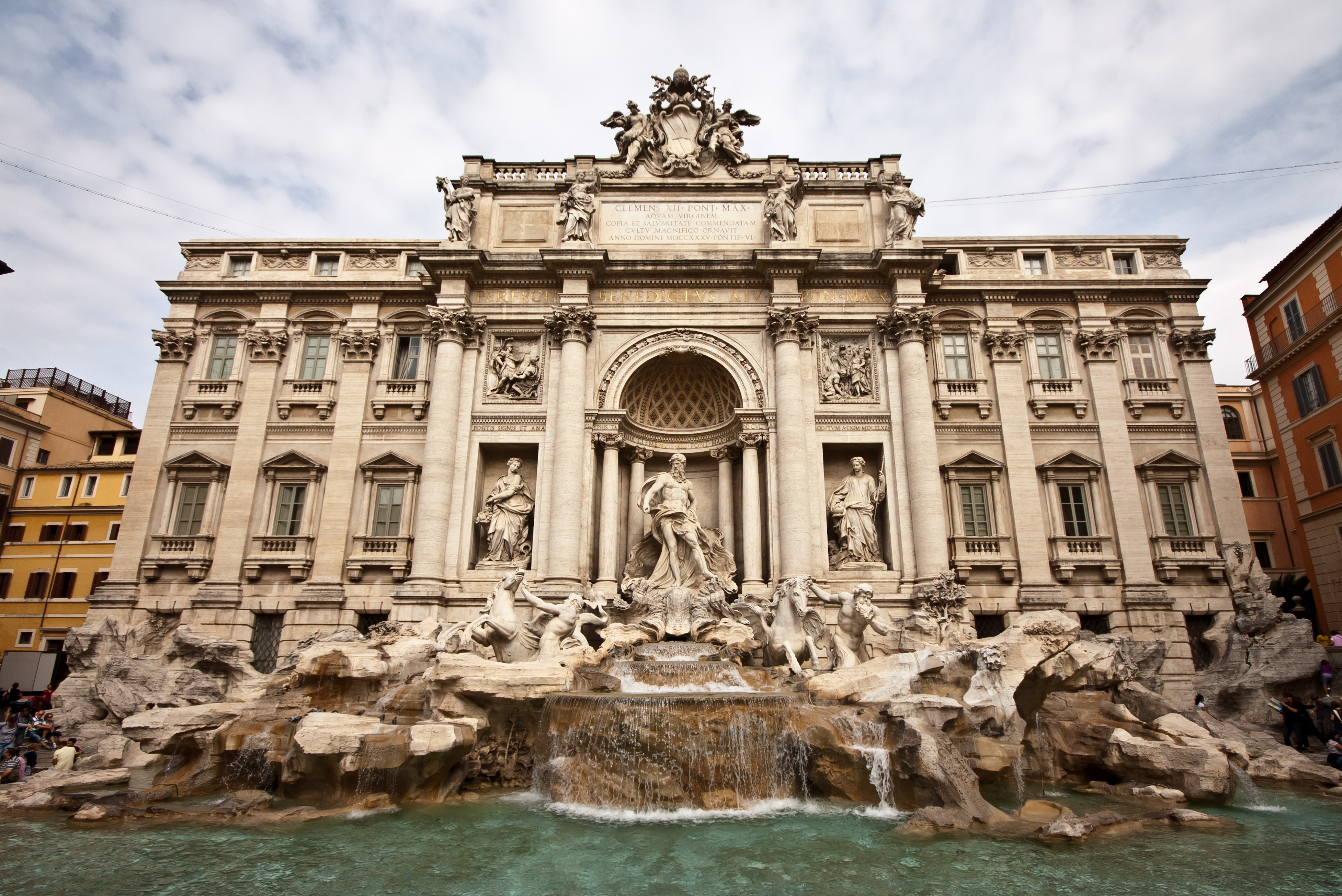
Fontana di Trevi (Roma), de Nicola Salvi, 1762
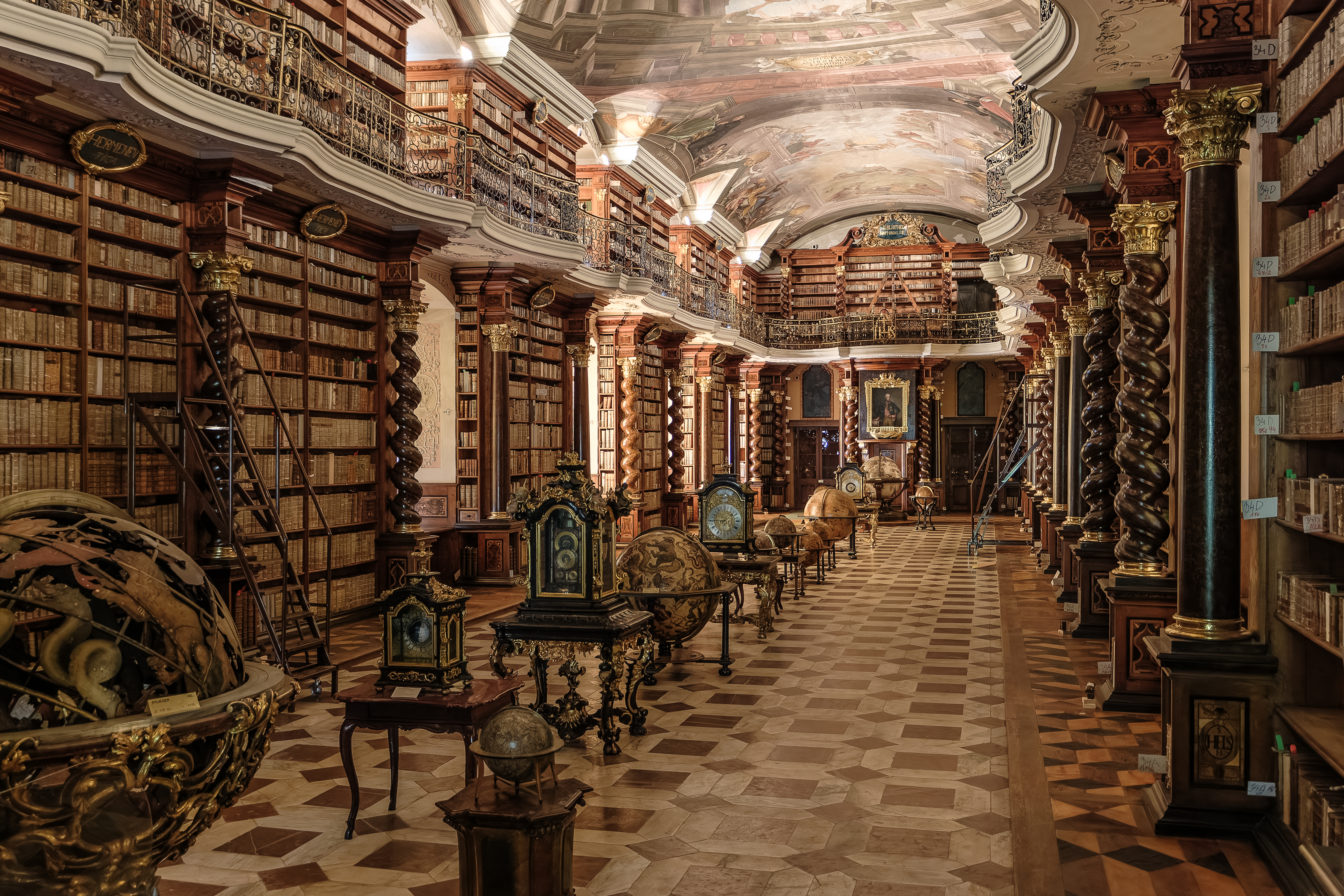
Biblioteca Clementinumului (Praga, Republica Cehă), secolul al XVIII-lea
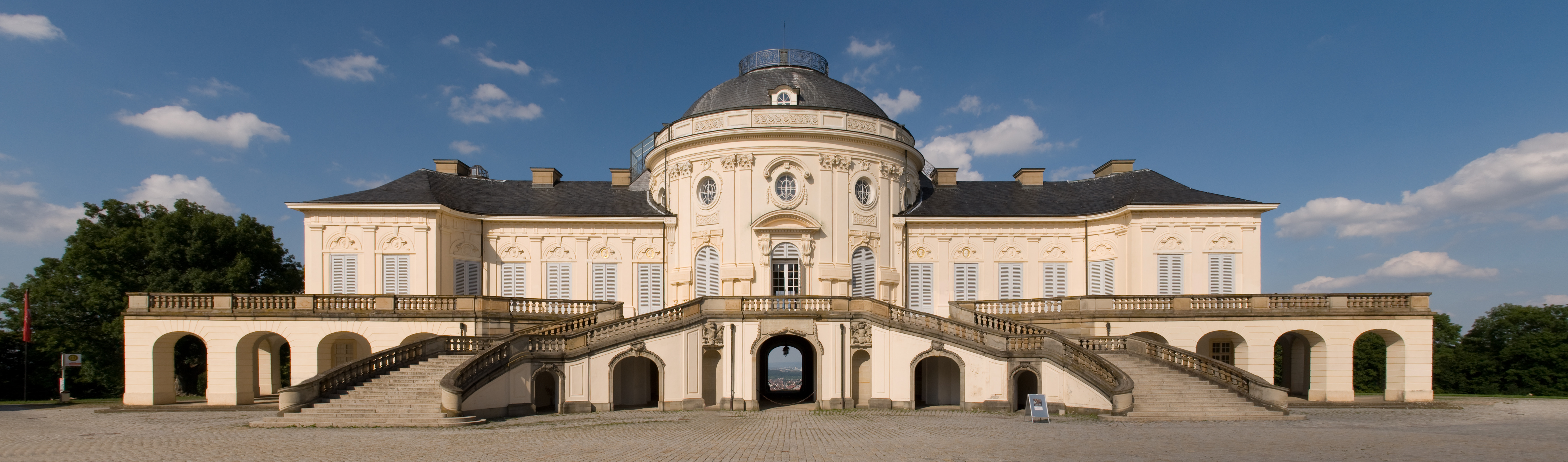
Palatul Solitude (Stuttgart, Germania), 1764-1769

### Rococo și rocaille

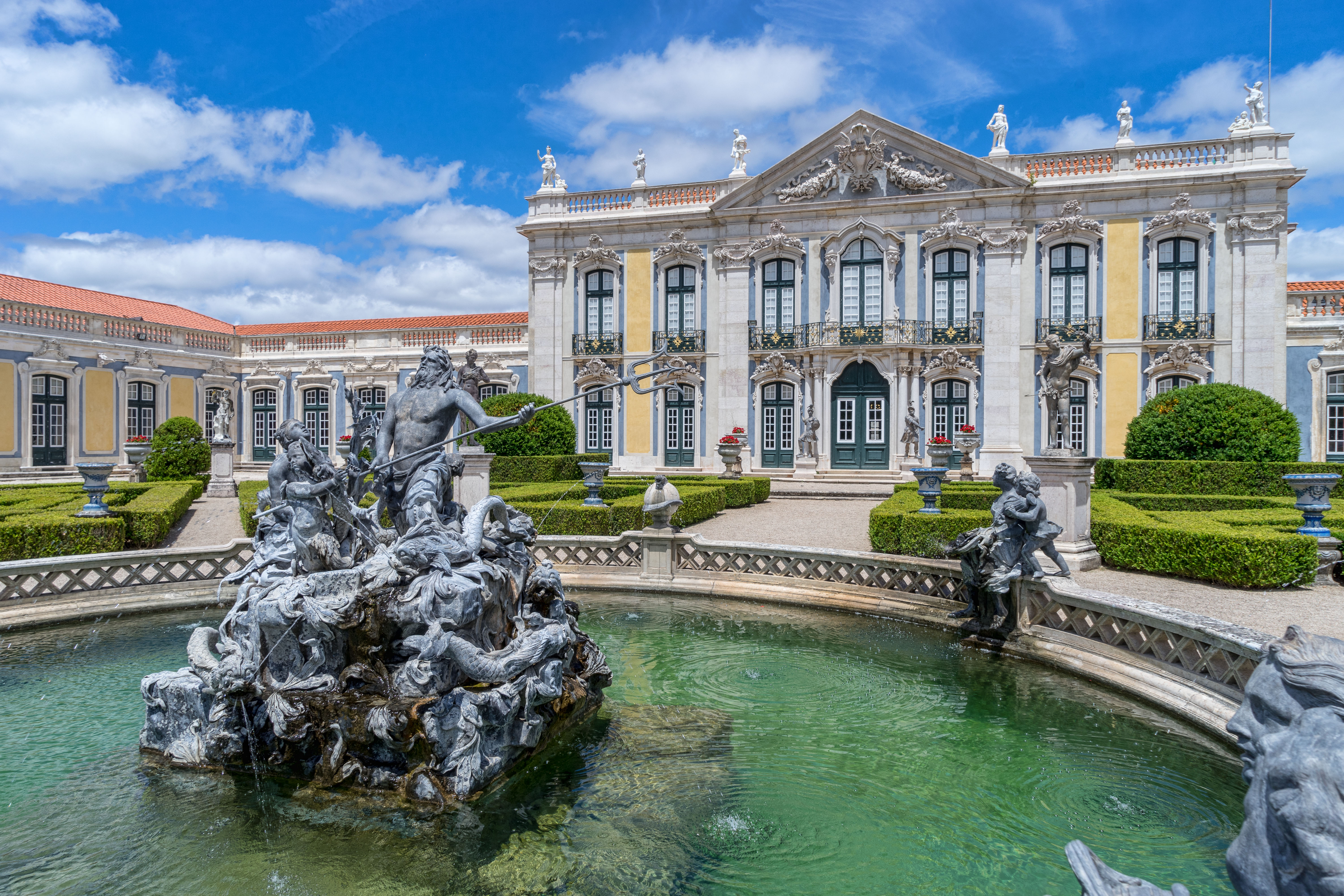
Palatul de la Queluz (Lisabona, Portugalia), 1752, de Mateus Vicente de Oliveira

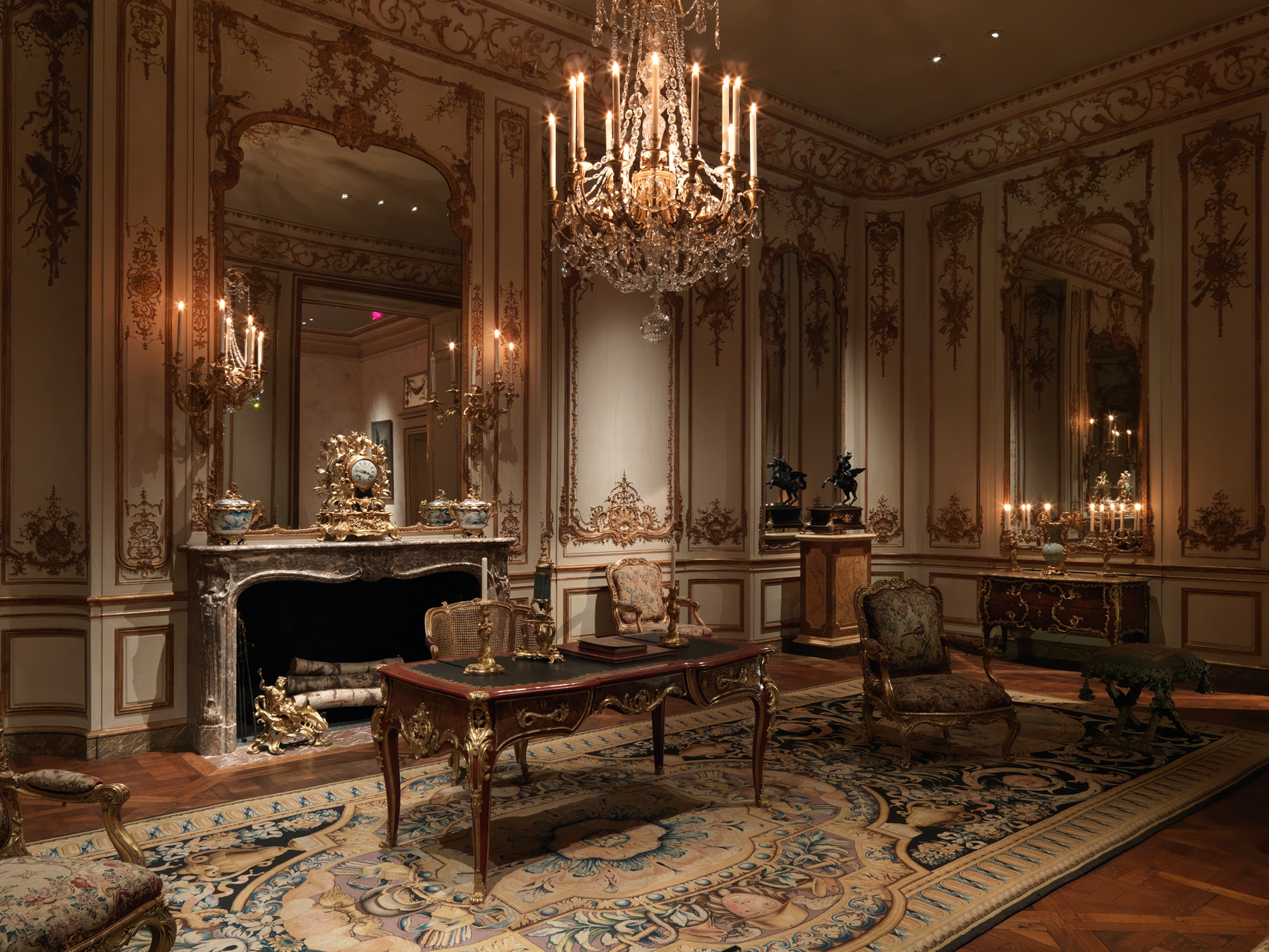
Boiserie din Hôtel de Varengeville (Paris), circa 1736–1752, lemn de stejar sculptat, pictat, și aurit, înălțime: 5,58 m, lățime: 7,07 m, lungime: 12,36 m, în Muzeul Metropolitan de Artă (New York City)

Stilul rococo a fost în esență o mișcare decorativă care originează în Franța în aproximativ 1700, casele de oraș și în hôtelurile particuliere ale nobilimii pariziene, fiind în principal un stil de interioare. Chiar dacă stilul își are originea în bogata ornamentare a Palatului de la Versailles, a fost și o reacție la formalitatea palatului regal. Juste-Aurèle Meissonnier, Gilles-Marie Oppenordt, Nicolas Pineau și Germain Boffrand au fost printre designerii care au reușit să reflecte dimensiunea mai intimă și amenajarea confortabilă a camerelor, decorându-le cu scheme ușoare, frivole și în culori deschise, în care panourile și cadrele ușilor s-au dizolvat iar pereții s-au contopit cu tavanul. Repertoriul de motive, inclusiv arabescurile și chinoiseriile rocaille, a fost infinit de variate. Caracteristice stilului sunt motivele rocaille derivate din scoici (în principal), stalactite și grote. Arabescurile rocaille erau în mare parte forme abstracte, așezate simetric peste și în jurul cadrelor arhitecturale. Un motiv preferat a fost scoica cu volute, ale cărei volute sunt în formă de S și C, fiind combinată cu arabescuri în decorarea camerelor. În timp ce puține exterioare rococo au fost construite în Franța, o serie de biserici rococo se găsesc în sudul Germaniei. Alte motive de foarte folosite în artele decorative și arhitectura interioară includ: acanta și alte frunze, păsări, buchete de flori, fructe, elemente asociate cu iubirea (putti, tolbe cu săgeți, inimi străpunse), trofee, medalioane cu fețe, multe multe flori, și elemente din Orientul Îndepărtat (pagode, dragoni, maimuțe, flori bizare, și chinezi). De asemenea, designerii rococo au adorat oglinzile (cu cât mai multe cu atât mai bine), un exemplu fiind Sala Oglinzilor din Amalienburg (München, Germania), de Johann Baptist Zimmermann. În general, oglinzile sunt, de asemenea, prezente și deasupra șemineelor. Rococoul intern a abandonat tonul moral ridicat al barocului, alegoriile sale greoaie și obsesia sa pentru legitimitate: de fapt, formele sale abstracte și subiectele pastorale lipsite de griji, legate mai mult de noțiunile de refugiu și bucurie, care au creat o atmosferă mai iertătoare pentru conversațiile politicoase. Camerele rococo sunt de obicei mai mici decât omologele lor baroce, reflectând o mișcare spre intimitatea internă. Chiar și saloanele mai mari folosite pentru distracție erau mai modeste la scară, pentru că evenimentele sociale implicau un număr mai mic de invitați. Mai degrabă decât să servească drept lanțuri repetitive și mari de anfilade, camerele rococo erau frecvent aranjate în grupuri și luau forme și înfățișări din ce în ce mai specifice în funcție de funcție.
Stilul se caracterizează prin decoruri exuberante, cu o abundență de curbe, controcurbe, ondulații și elemente inspirate de natură. Exteriorul clădirilor rococo e de obicei simplu, în timp ce interioarele sunt în întregime dominate de ornamente. La fel ca barocul, și rococoul e extrem de teatral, conceput ca să impresioneze și să creeze admirație, de la prima vedere. Planurile de etaj ale bisericilor sunt deseori complexe, cu ovale interconectate. În palate, scările mari au devenit elemente centrale și au oferit diferite puncte de vedere ale decorului. Stilul a integrat adesea picturi, stucaturi, sculpturi de lemn și cvadraturi/picturi pe tavane iluzioniste, care au fost concepute astfel încât să dea impresia că cei care intră într-o cameră se uită spre cer, unde putti și alte figuri se uită la ei. Materialele folosite au includ stucul, pictat sau lăsat alb; combinații de lemn de diferite culori; lemn lăcuit în stilul japonez și ornamente de bronz aurit. Intenția a fost de a crea o impresie de surpriză, uimire și mirare la prima vedere.

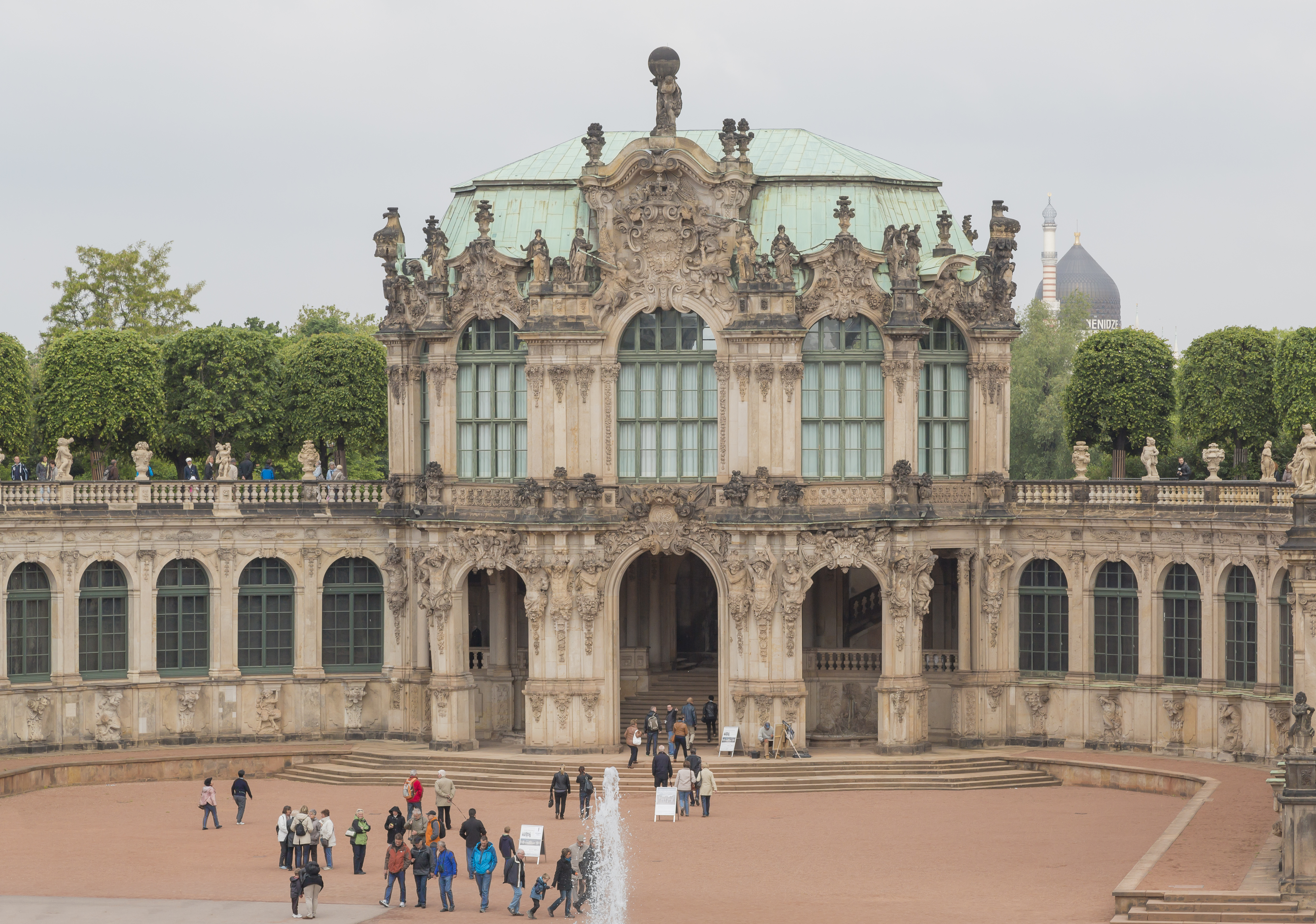
Pavilionul de Perete al Palatului Zwinger (Dresda, Germania), 1722, de Matthäus Daniel Pöppelmann
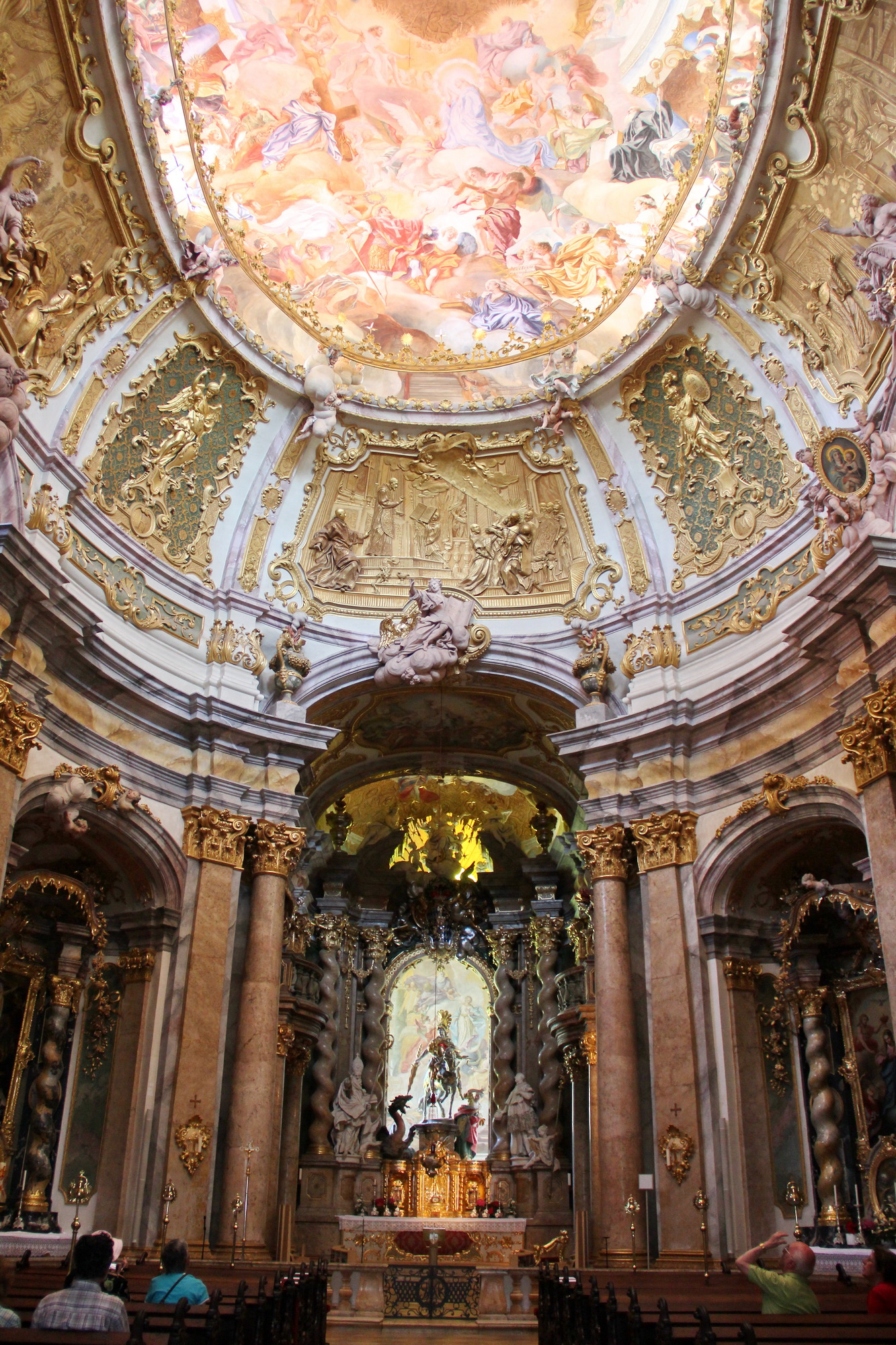
Abația Weltenburg (în apropiere de Kelheim, Bavaria, Germania), 1724, de Egid Quirin Asam și Cosmas Damian Asam
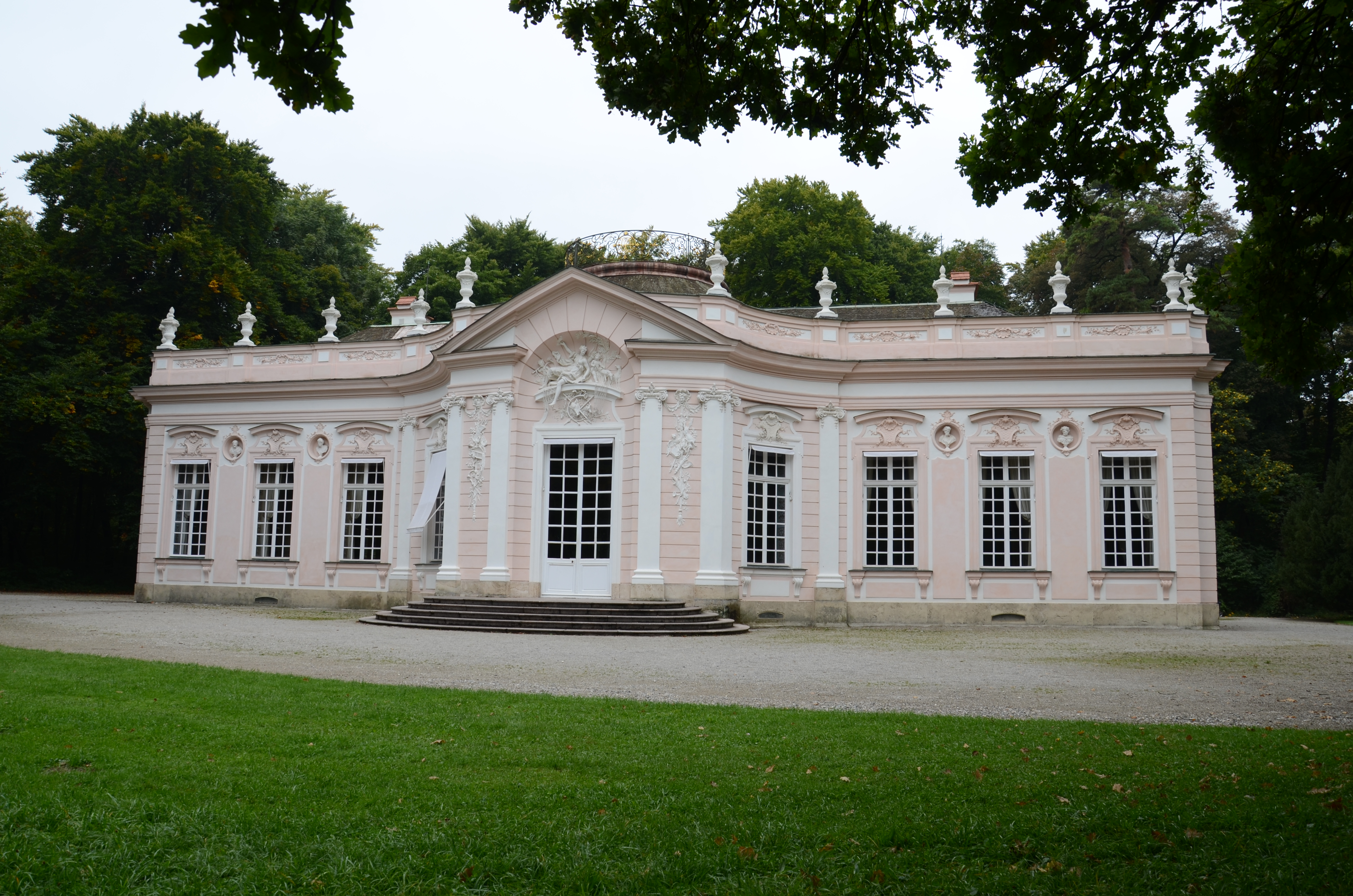
Amalienburg (München, Germania), 1734-1739, de François de Cuvilliés
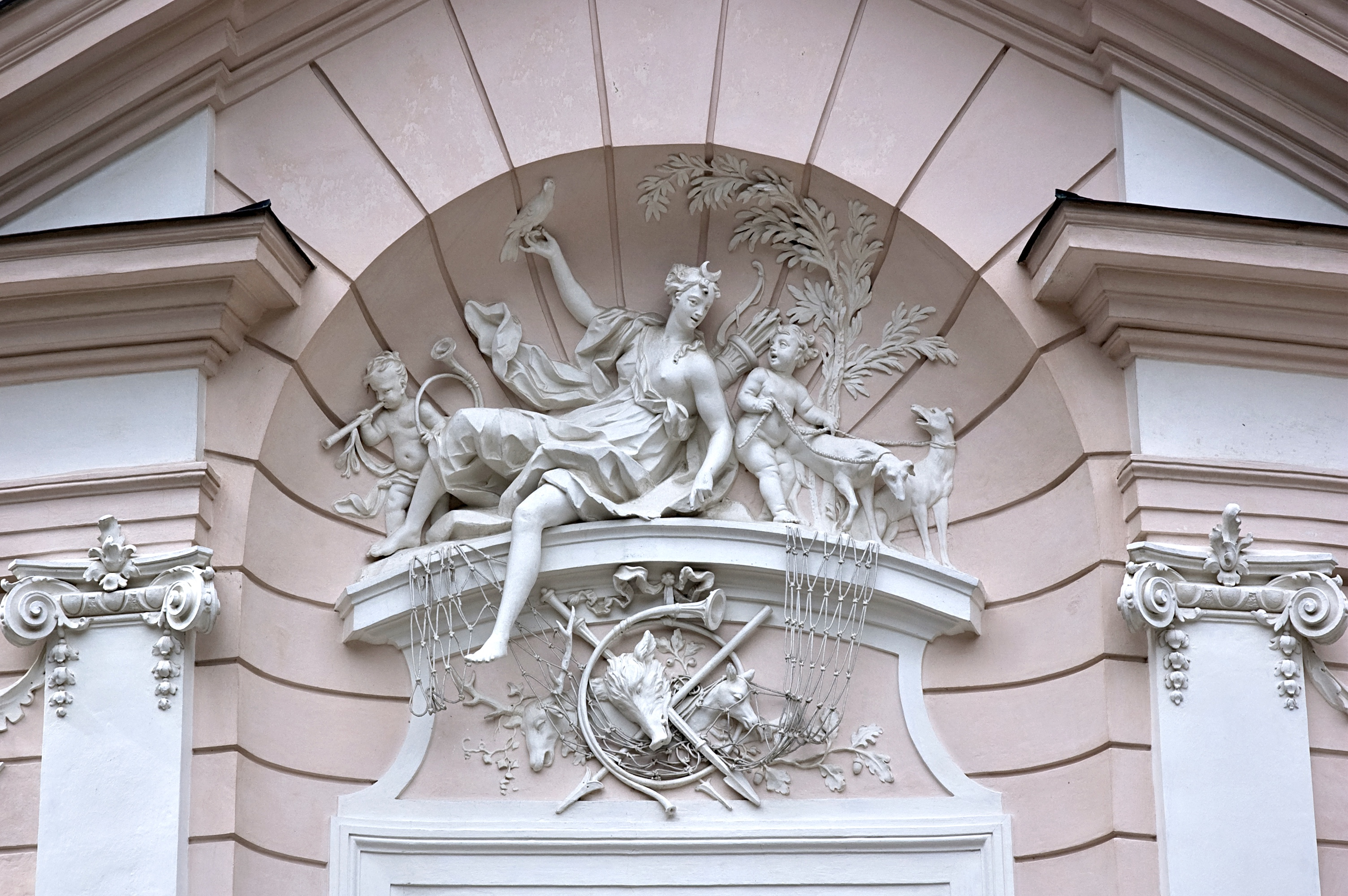
Relieful cu Diana de pe fațada Amalienburg-ului
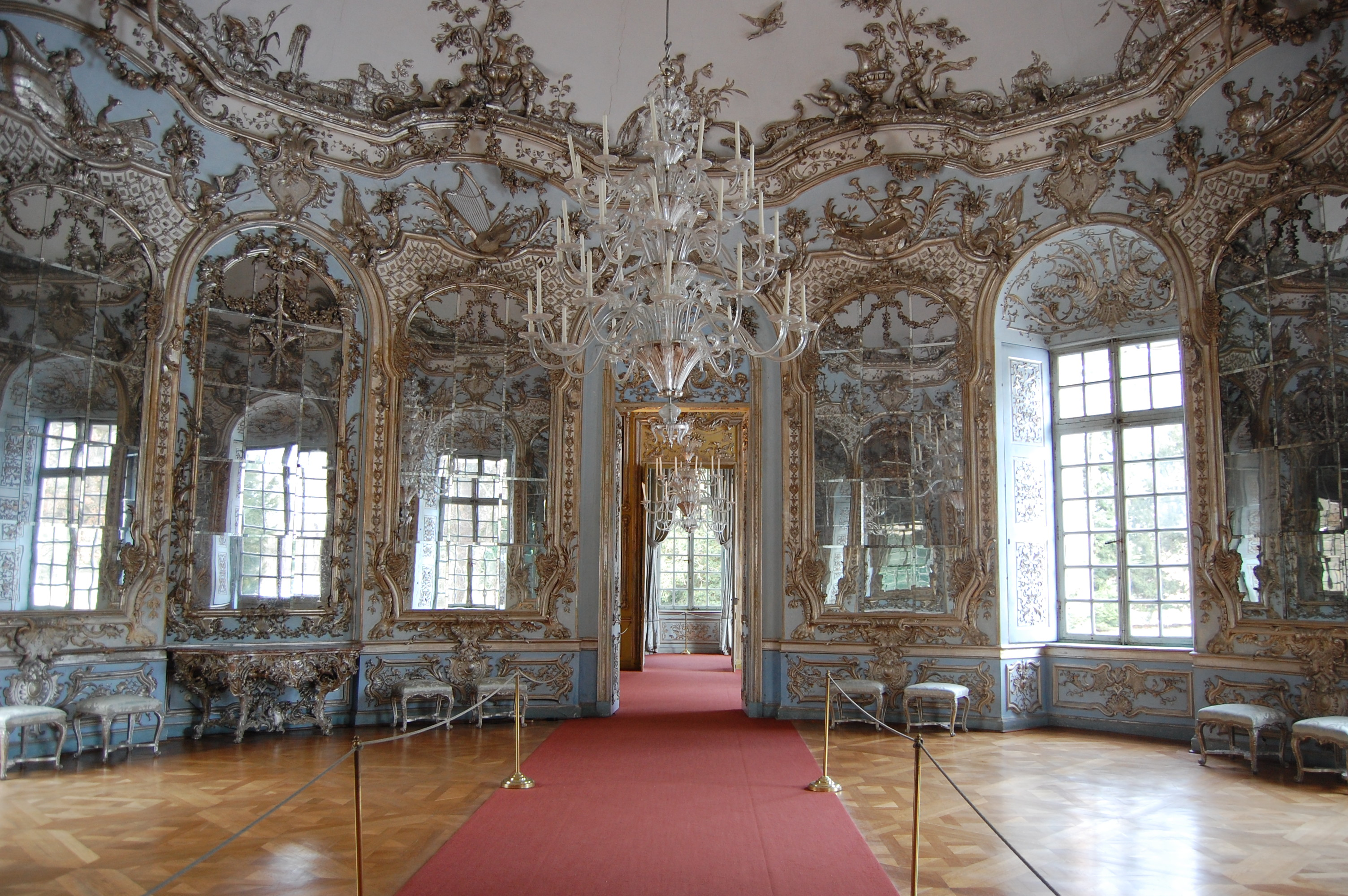
Sala Oglinzilor din Amalienburg, de Johann Baptist Zimmermann
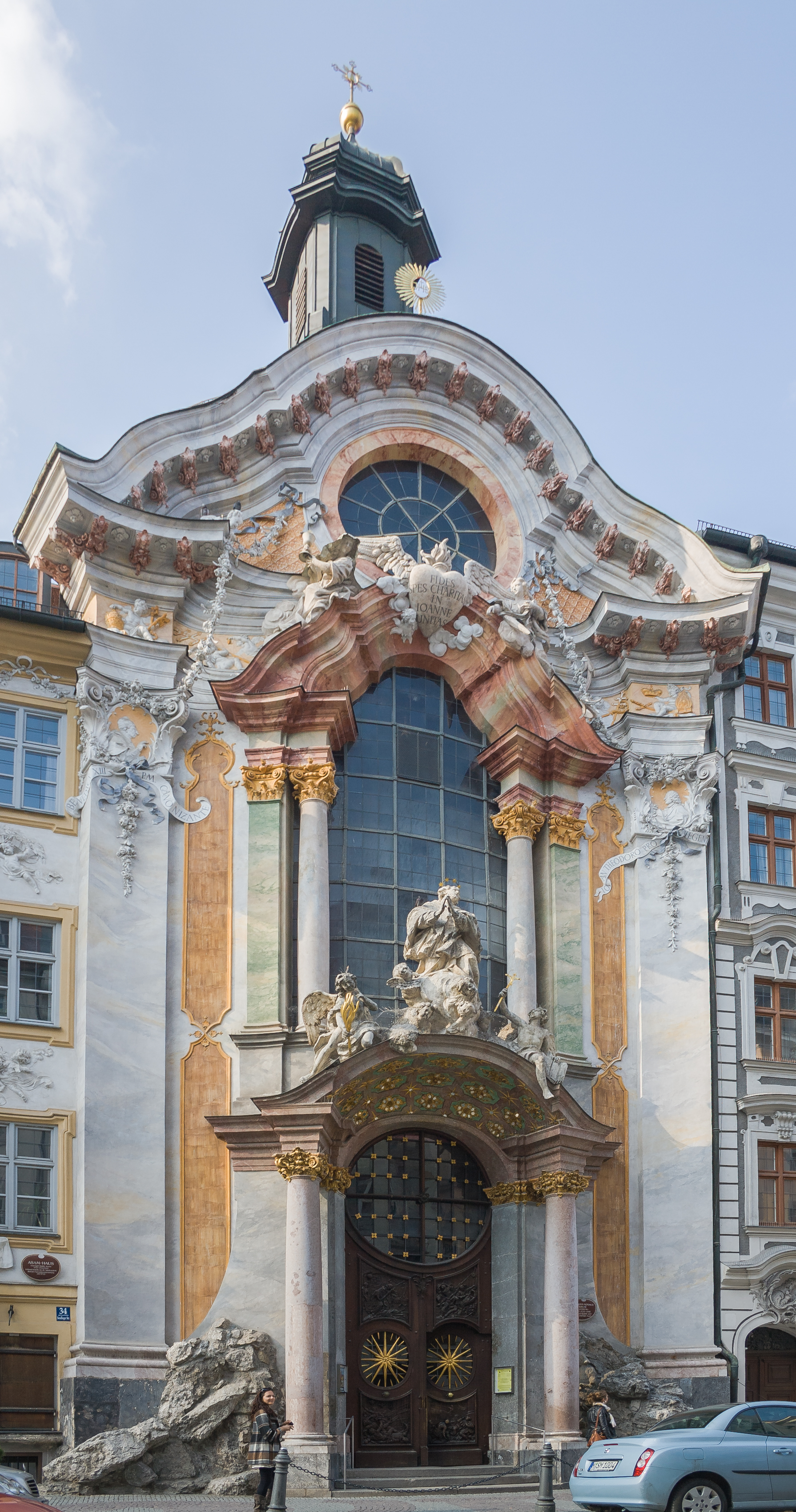
Biserica Asam (München), 1733-1746, de Egid Quirin Asam și Cosmas Damian Asam
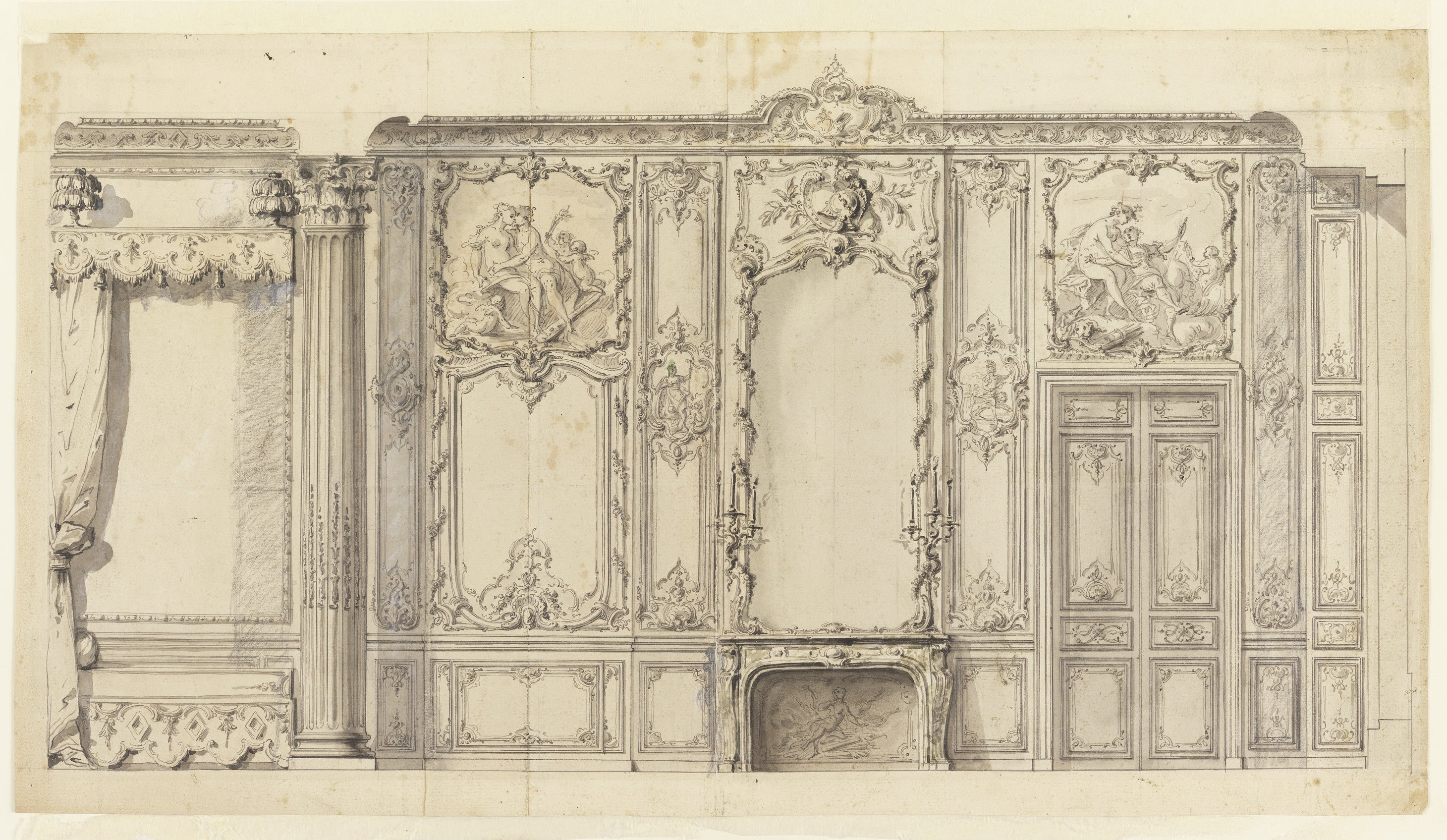
Design al camerei Prințului de Rohan (Hôtel de Soubise, Paris), 1735-1736, de Germain Boffrand
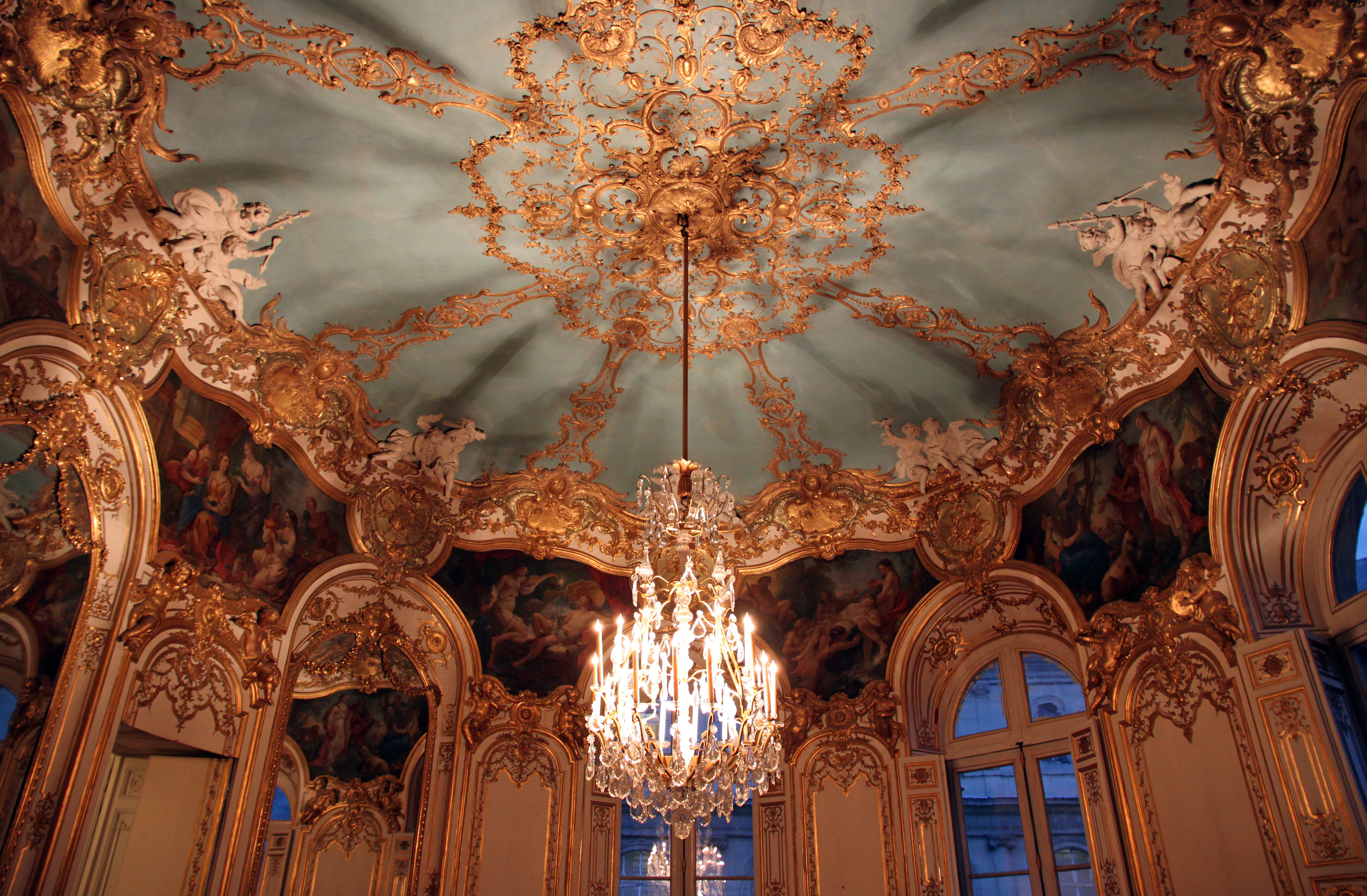
Tavanul oval al Salonului Prințesei din Hôtel de Soubise, 1740, de Germain Boffrand
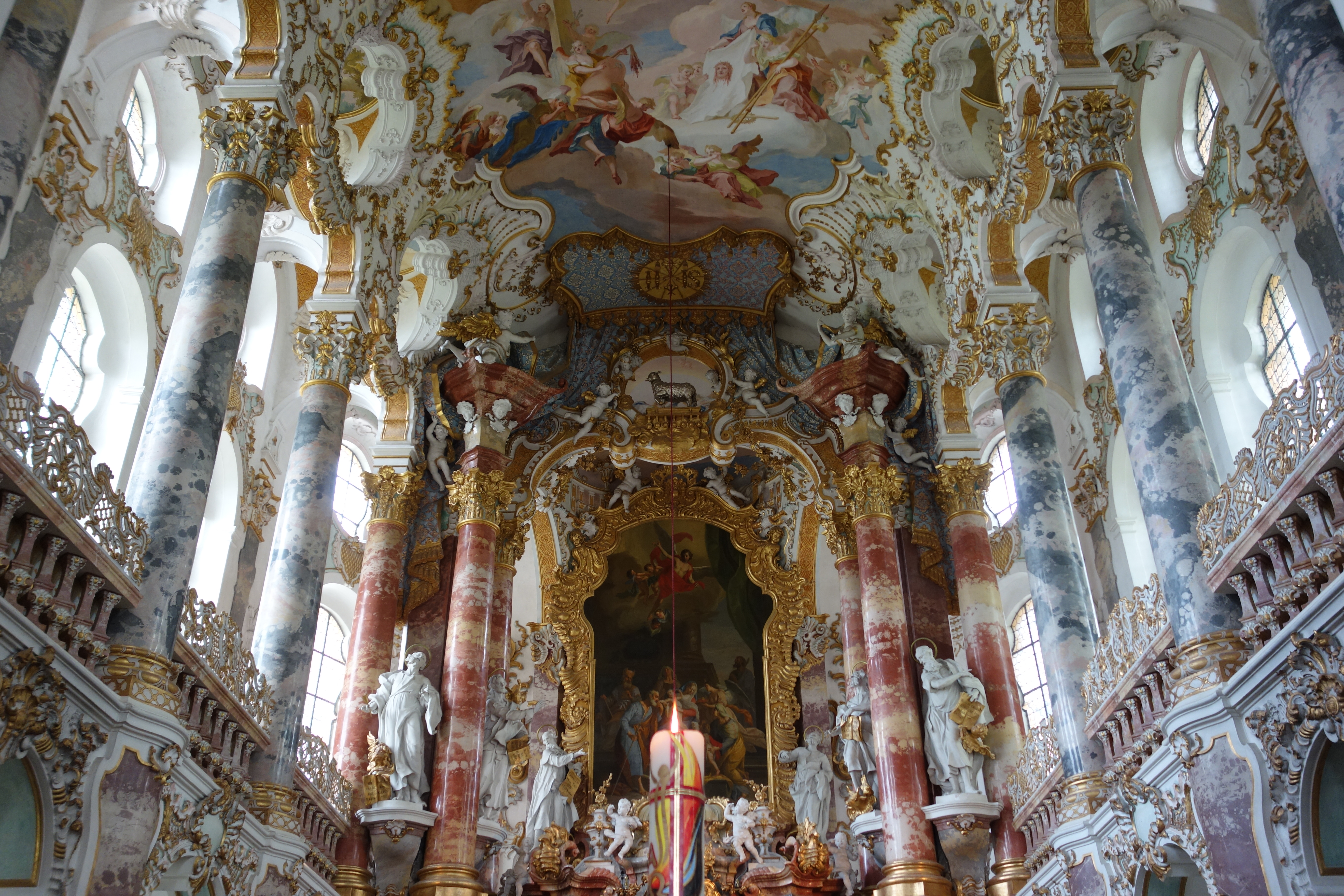
Interiorul Bisericii de Pelerinaj Wies (Steingaden, Austria), 1754, de Dominikus Zimmermann și Johann Baptist Zimmermann
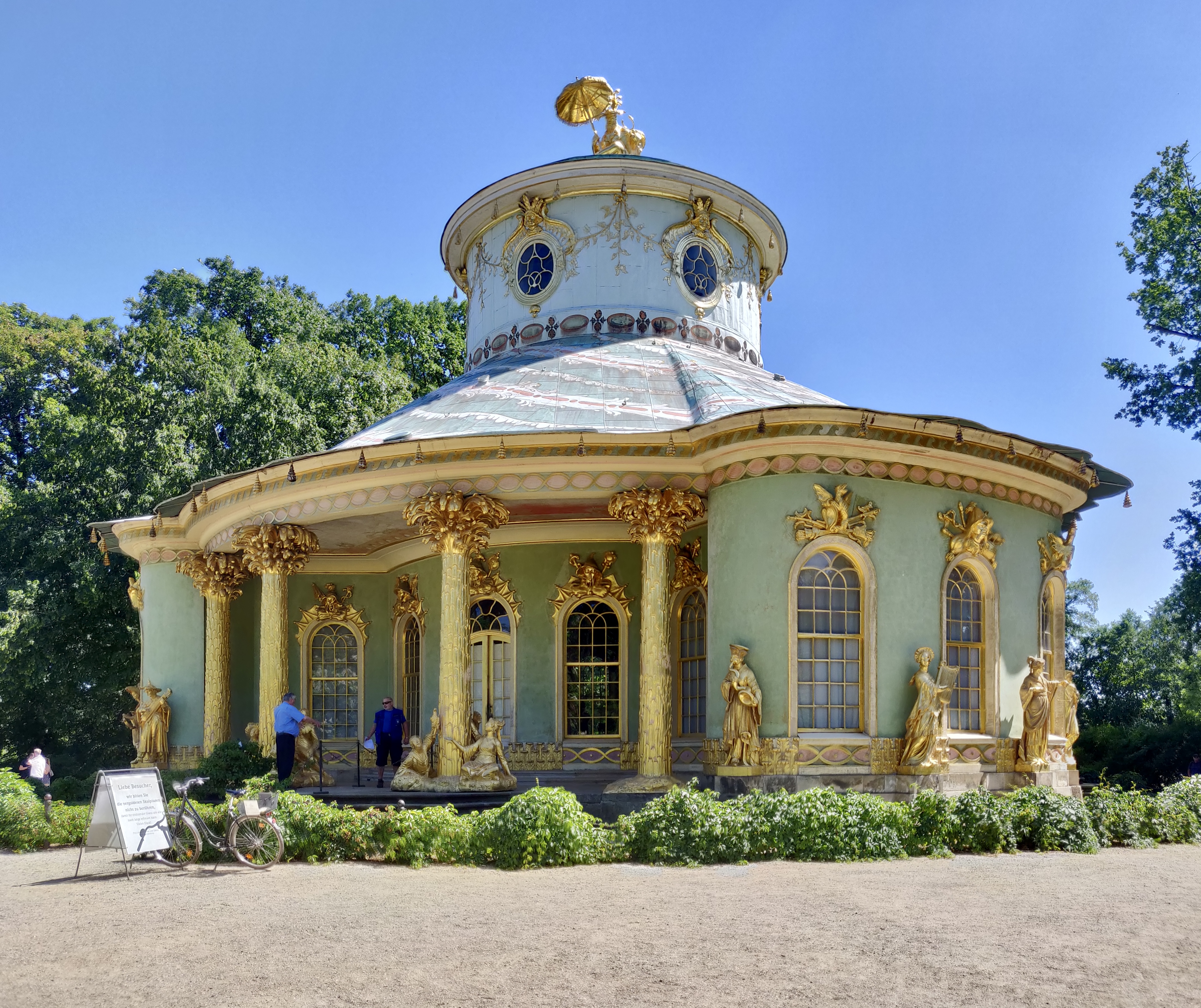
Casa Chinezească, (Potsdam, Germania), un exemplu de chinoiserie, 1755-1764, de Johann Gottfried Büring
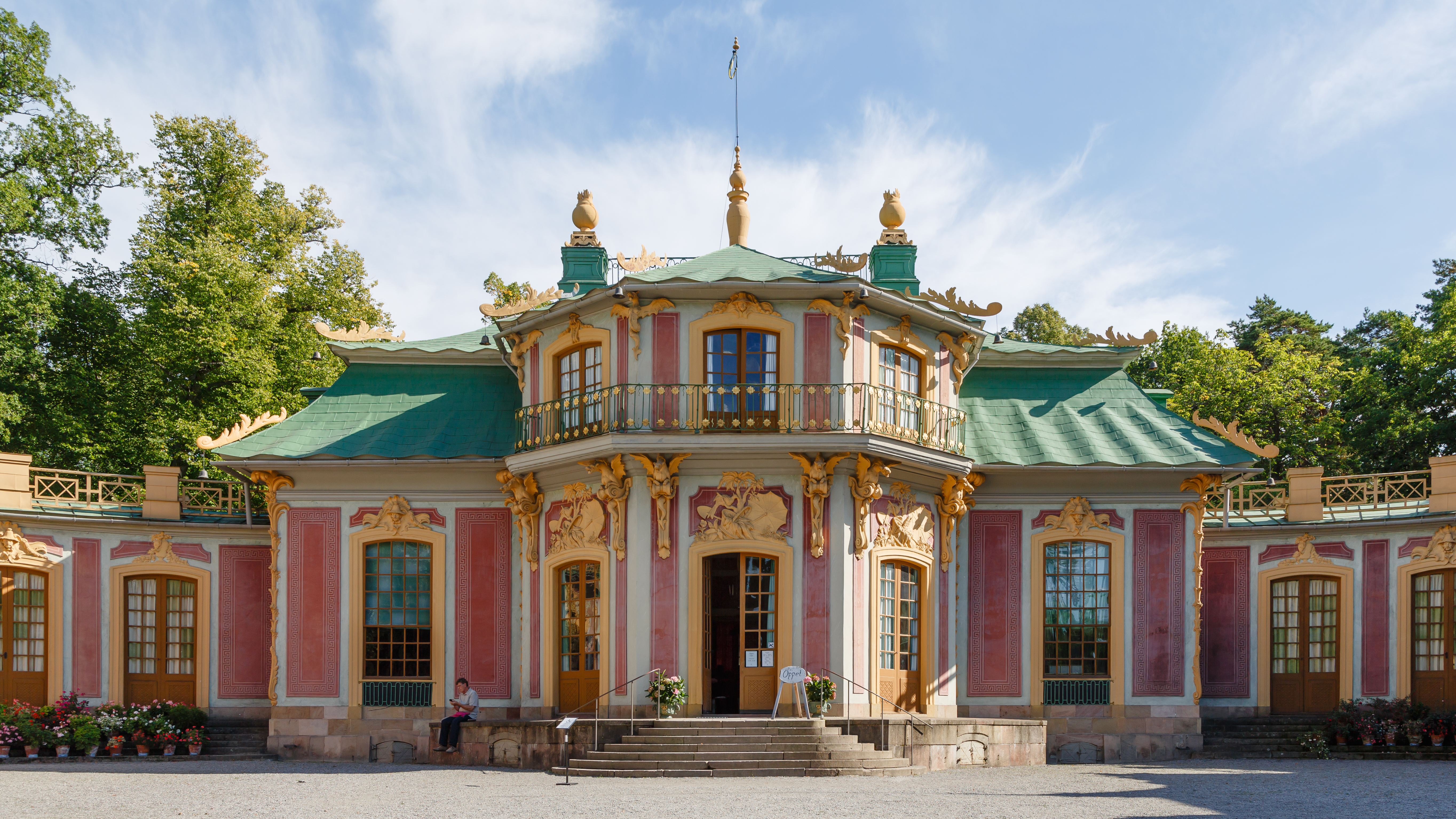
Pavilionul Chinezesc (Comuna Ekerö, Suedia), 1763–1769, de Carl Fredrik Adelcrantz
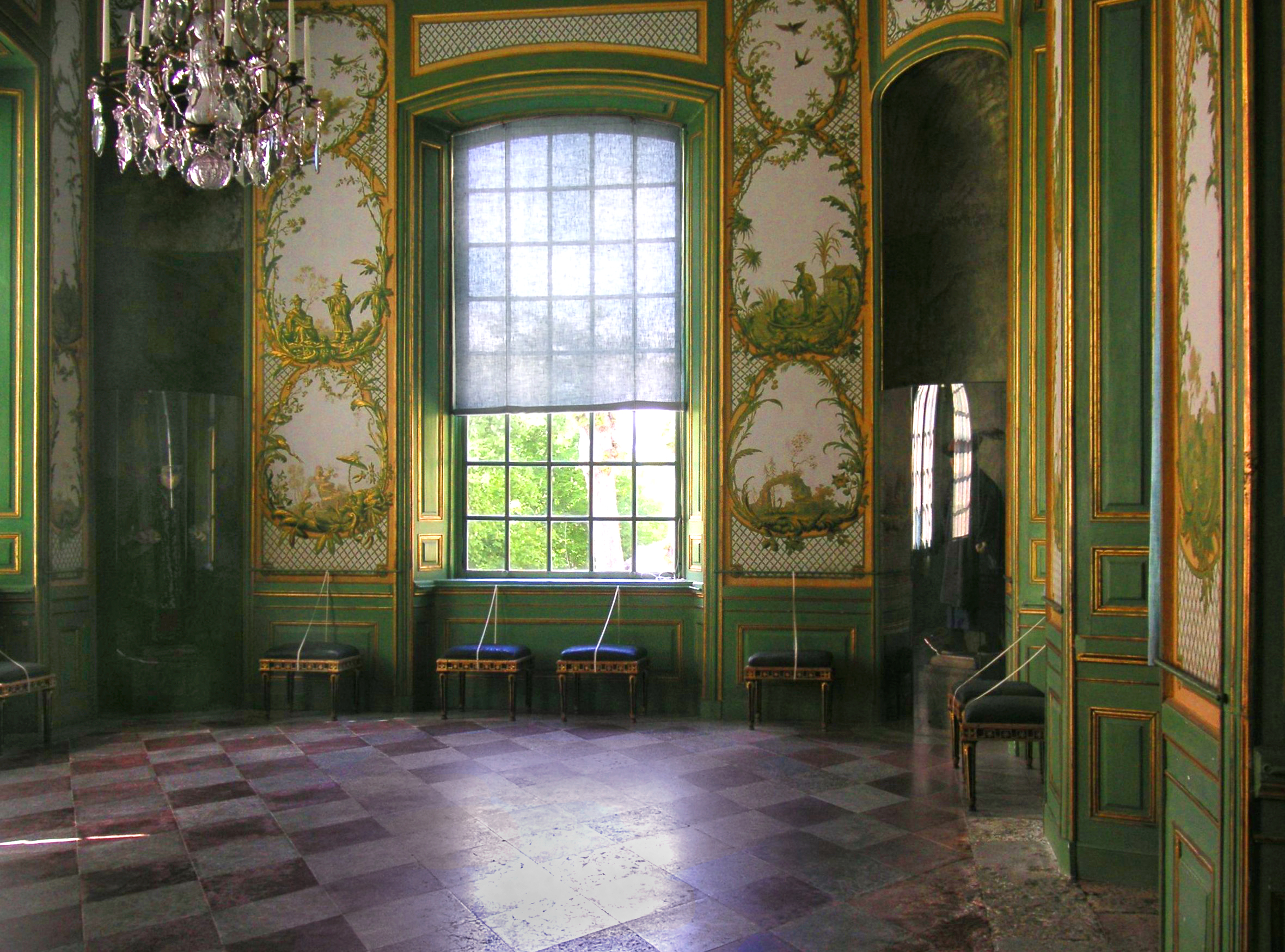
Interior al Pavilionului Chinezesc din Comuna Ekerö
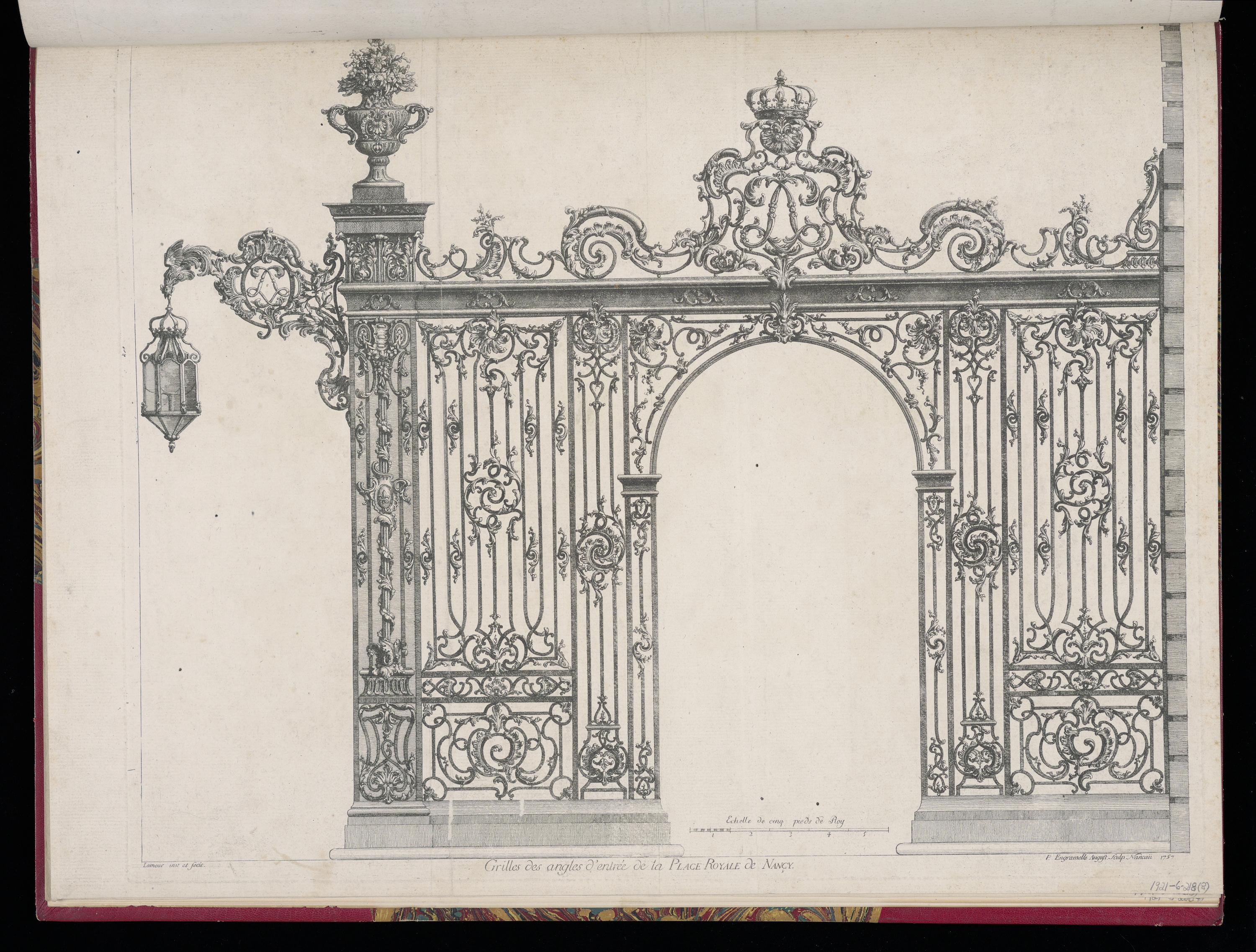
Design al unui gard din Piața Stanislas (Nancy, Franța), în Cooper Hewitt, Smithsonian Design Museum (New York City)
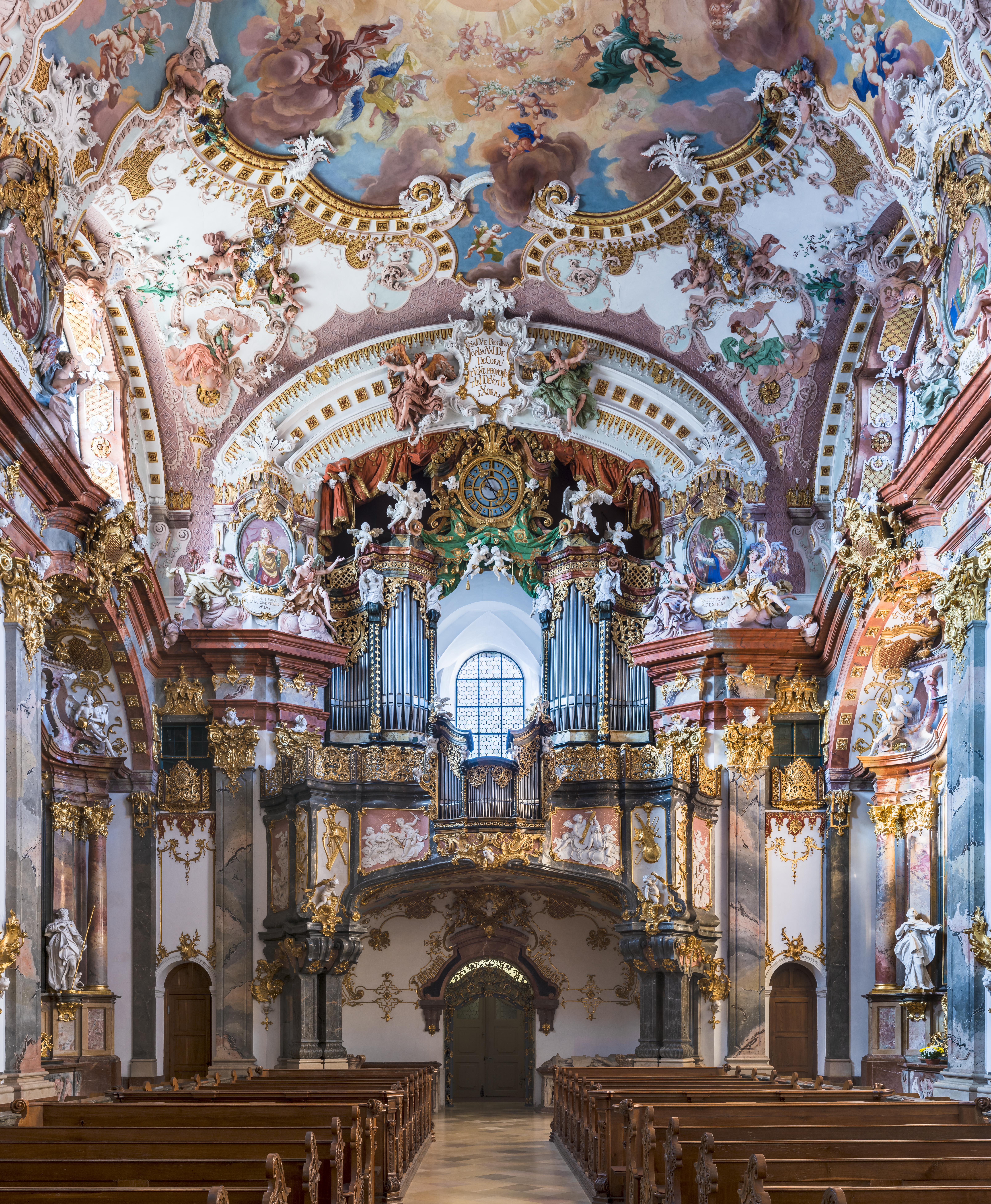
Interiorul Mănăstirii Wilhering (Wilhering, Austria)
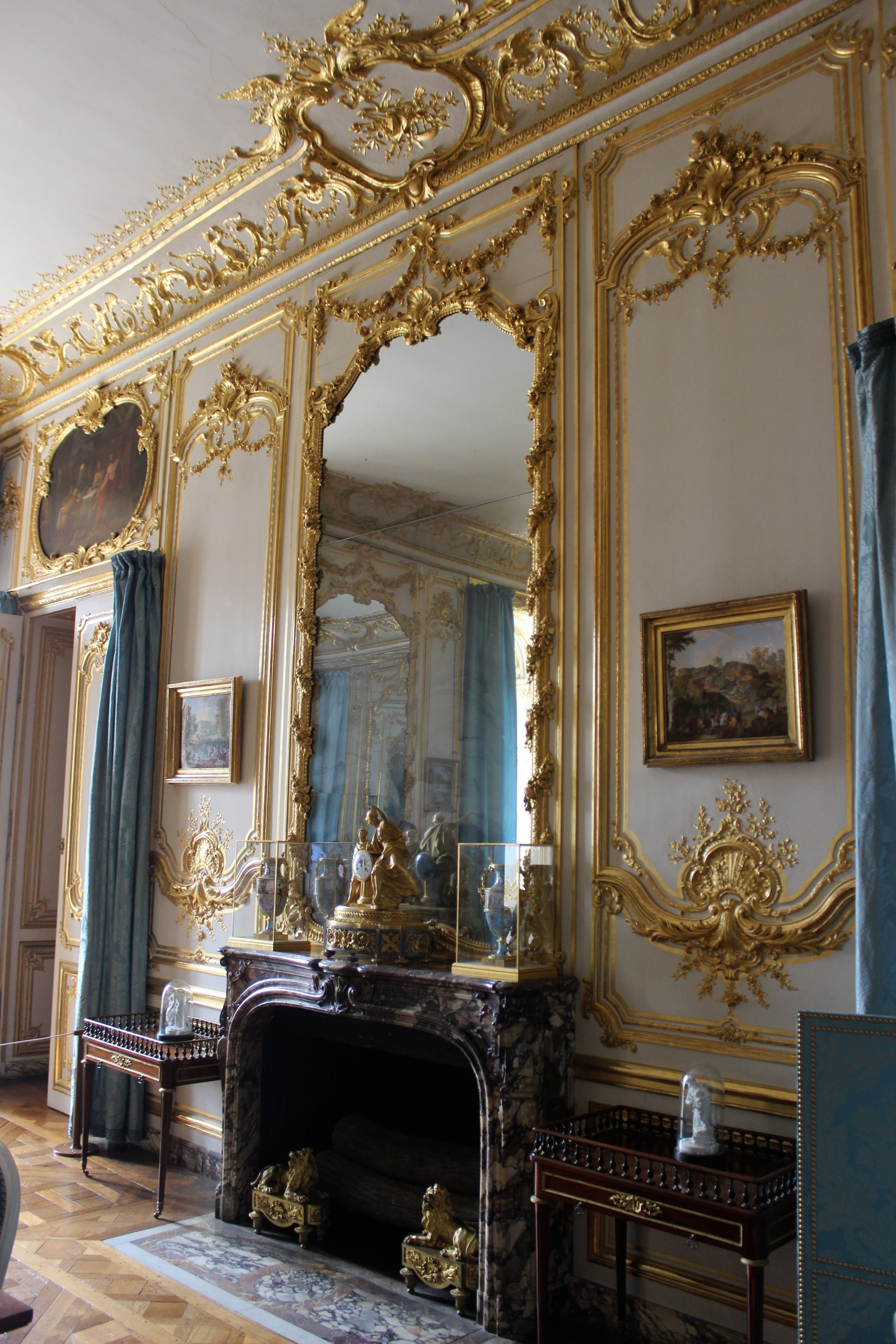
Salle à manger aux salles neuves (Palatul de la Versailles, Franța)
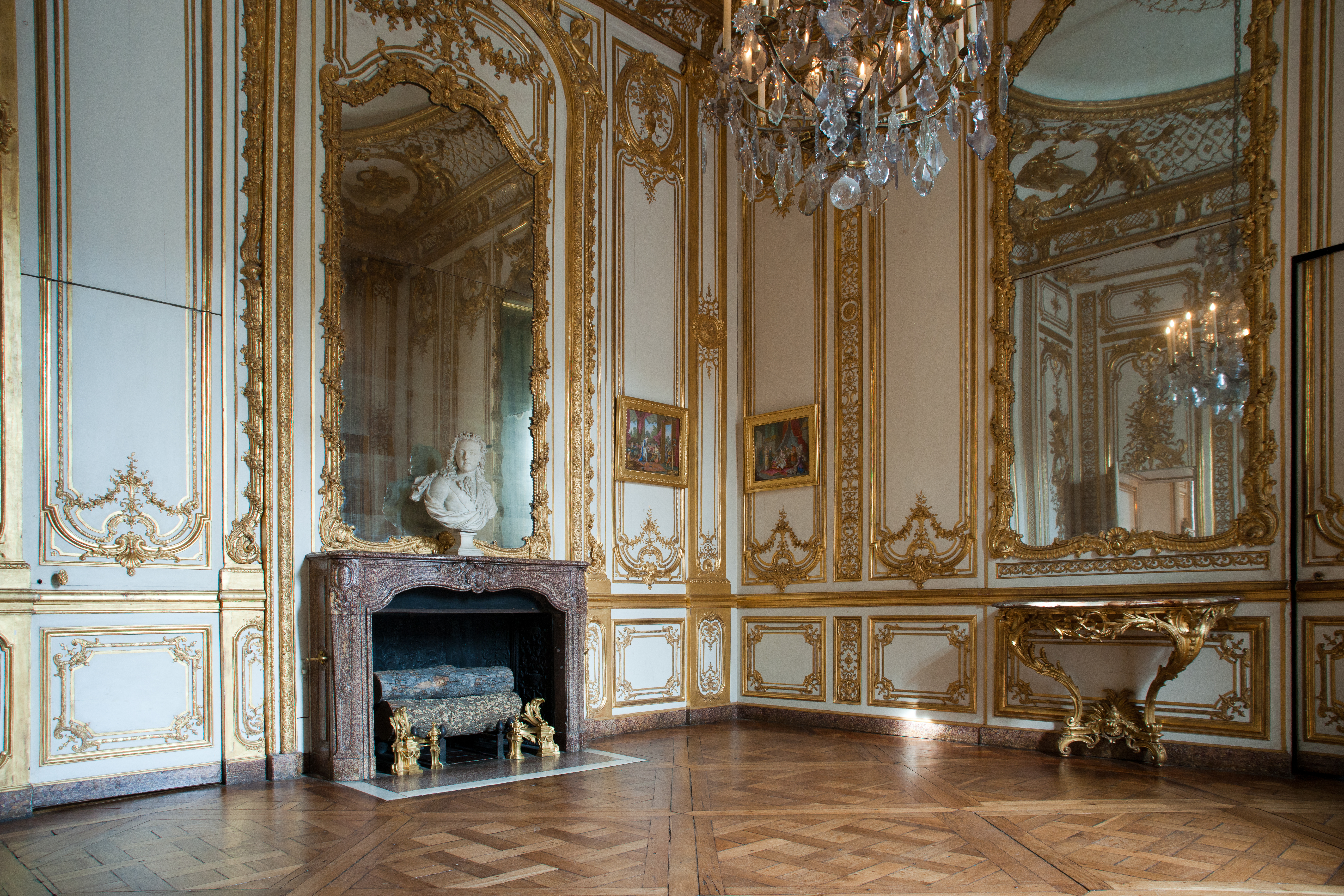
Pièce de la vaisselle d'or (Palatul de la Versailles)

### Reîntoarcerea la clasicism: neoclasicismul
La sfârșitul secolelor al XVII-lea și al XVIII-lea, operele și teoriile lui Andrea Palladio (din Veneția secolului al XVI-lea) aveau să fie din nou interpretate și adoptate în Anglia, răspândite prin traducerea în engleză a cărții I quattro libri dell'architettura, și a unor cărți cu modele ca Vitruvius Brittanicus de Colen Campbell. Această arhitectură paladiană și continuare a artei clasice urmau să-l influențeze la rândul lor pe Thomas Jefferson și pe alți arhitecți din Statele Unite în căutarea unei noi arhitecturi naționale.
Până la mijlocul secolului al XVIII-lea, a existat o ornamentare și o folosire mai restrânsă a formelor clasice autentice decât cea din baroc, informate de vizite sporite ale ruinelor clasice ca parte a Marelui Tur, împreună cu săpăturile din Pompei și Herculaneum. La mijlocul secolului al XVIII-lea, antichitatea a fost menținută ca un standard pentru arhitectură ca niciodată. Neoclasicismul a fost o investigație fundamentală a bazelor însăși ale formei și semnificației arhitecturale. În anii 1750, a început o alianță între explorarea arheologică și teoria arhitecturală, care a continuat în secolul al XIX-lea.
Trecerea la arhitectura neoclasică e datată în mod convențional în anii 1750. A câștigat mai întâi influență în Anglia și Franța; în Anglia, săpăturile lui Sir William Hamilton la Pompei și în alte situri, influența Marelui Tur și opera lui William Chambers și Robert Adam, au fost esențiale în acest sens. În Franța, mișcarea a fost propulsată de o generație de studenți francezi de artă instruiți la Roma, și a fost influențată de scrierile lui Johann Joachim Winckelmann.
Stilul a fost adoptat și de cercurile progresiste ale altor țări ca Suedia și Rusia. Arhitectura în stilul federal e numele arhitecturii clasiciste construită în America de Nord între circa 1780 și 1830, în special din 1785 până în 1815. Acest stil își împărtășește numele cu epoca sa, Perioada Federală. Termenul e, de asemenea, folosit în asociere cu designul de mobilă în Statele Unite al aceleiași perioade de timp. Stilul corespunde, în linii mari, clasicismului clasei de mijloc a stilului Biedermeier în țările vorbitoare de germană, stilului Regency în Marea Britanie și stilul francez Empire (pronunție [ampir]). În Europa Centrală și de Est, stilul e denumit de obicei clasicism (germană Klassizismus, rusă Классицизм).

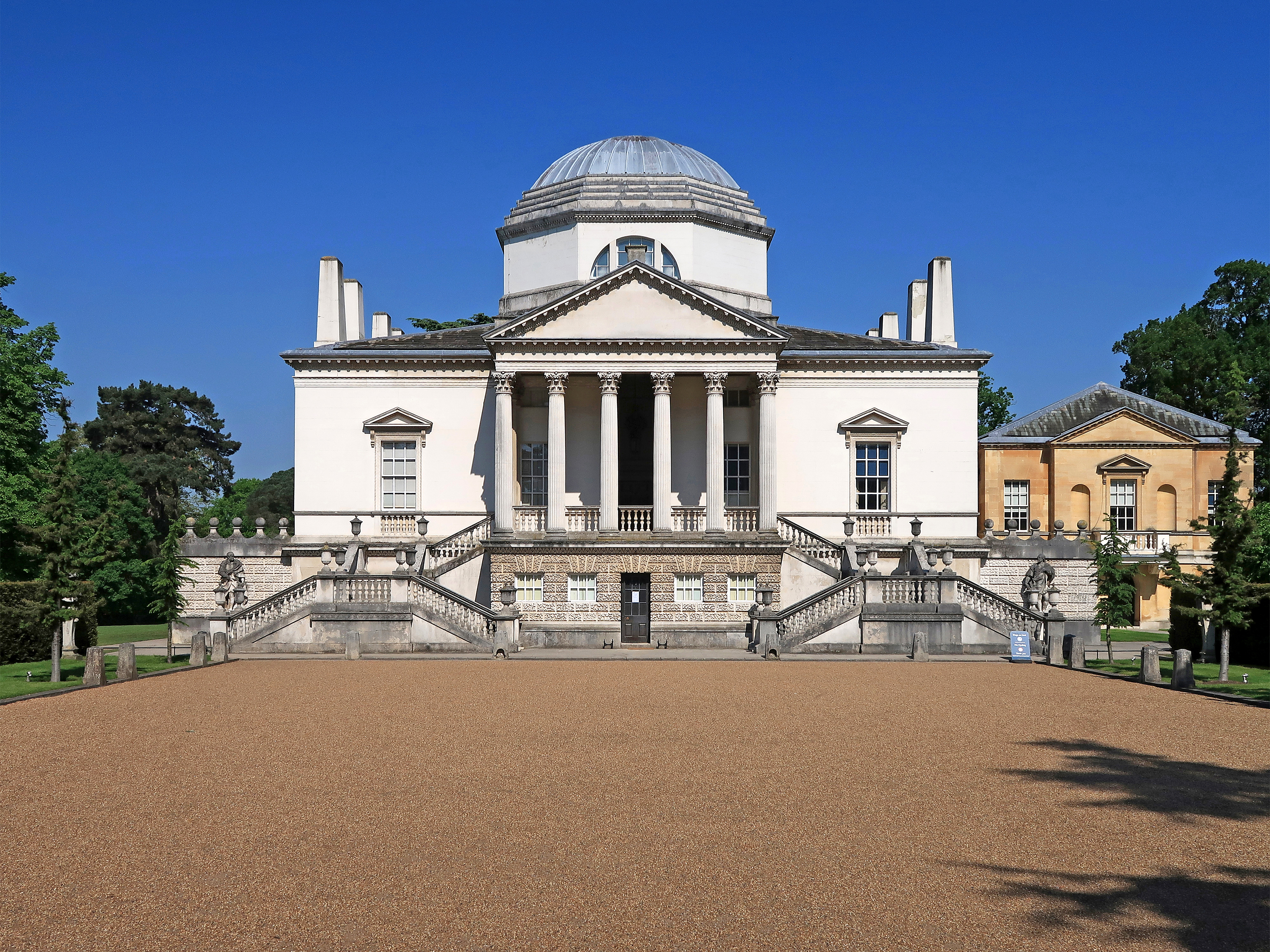
The Chiswick House (Chiswick, Londra), 1727, de diverși arhitecți
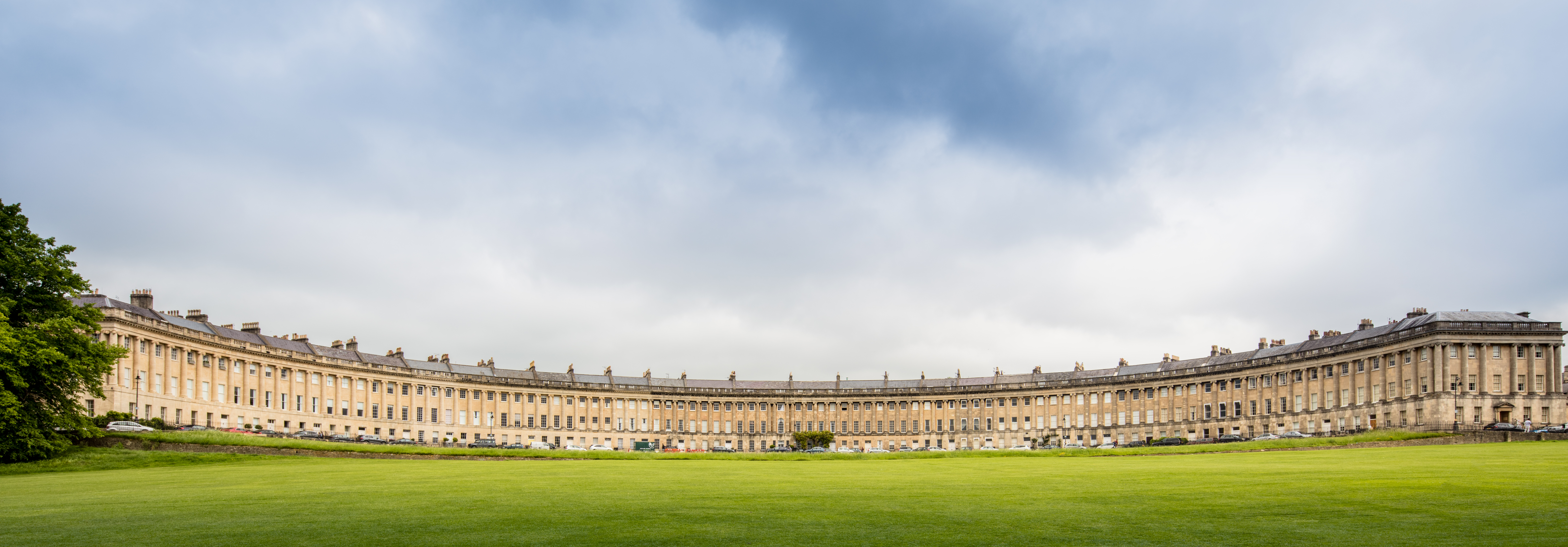
Royal Crescent (Bath, Anglia), 1728-1781, de John Wood cel Tânăr
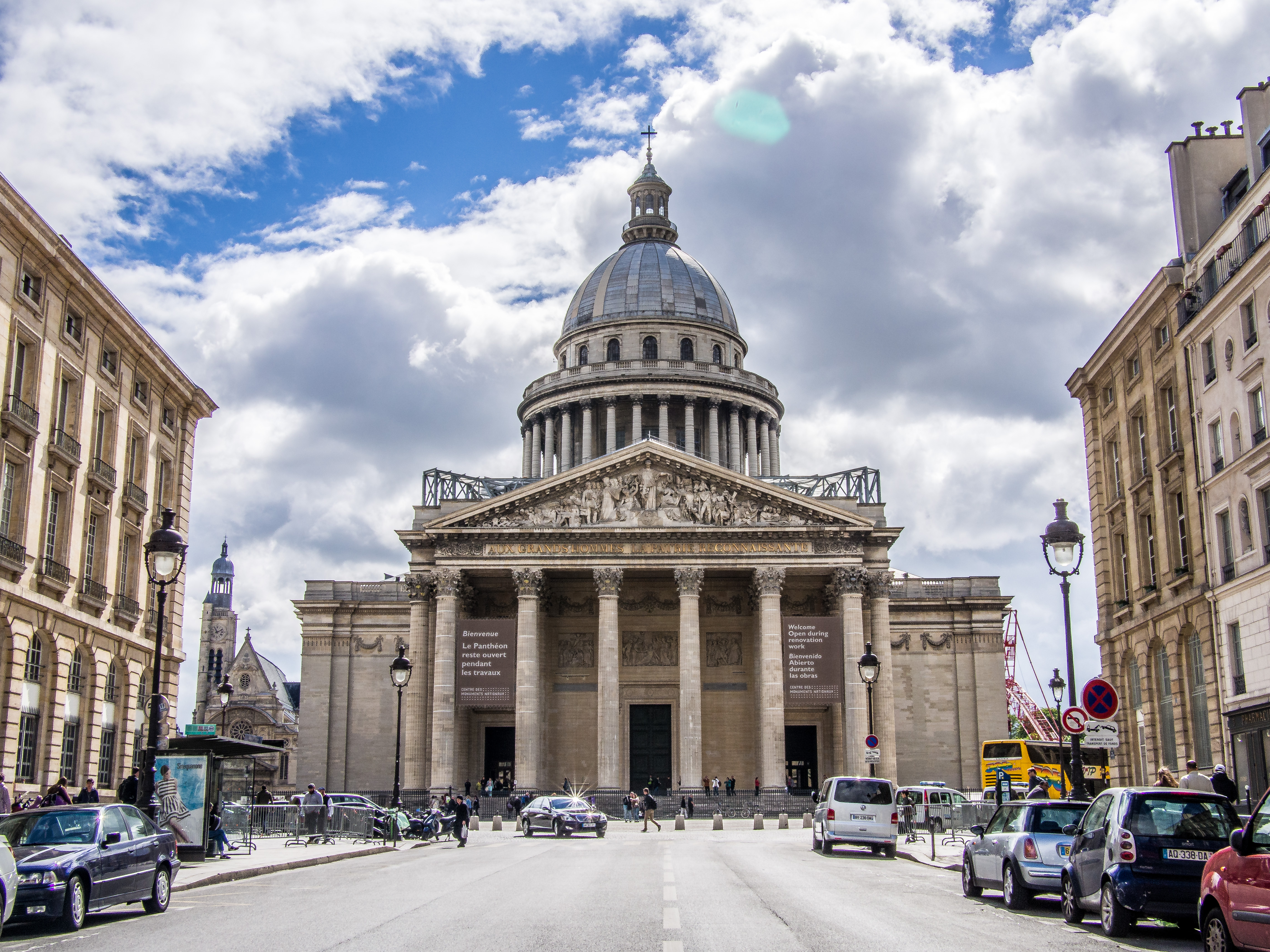
Panthéonul din Paris, 1758-1790, de Jacques-Germain Soufflot (1713-1780) și Jean-Baptiste Rondelet (1743-1829)
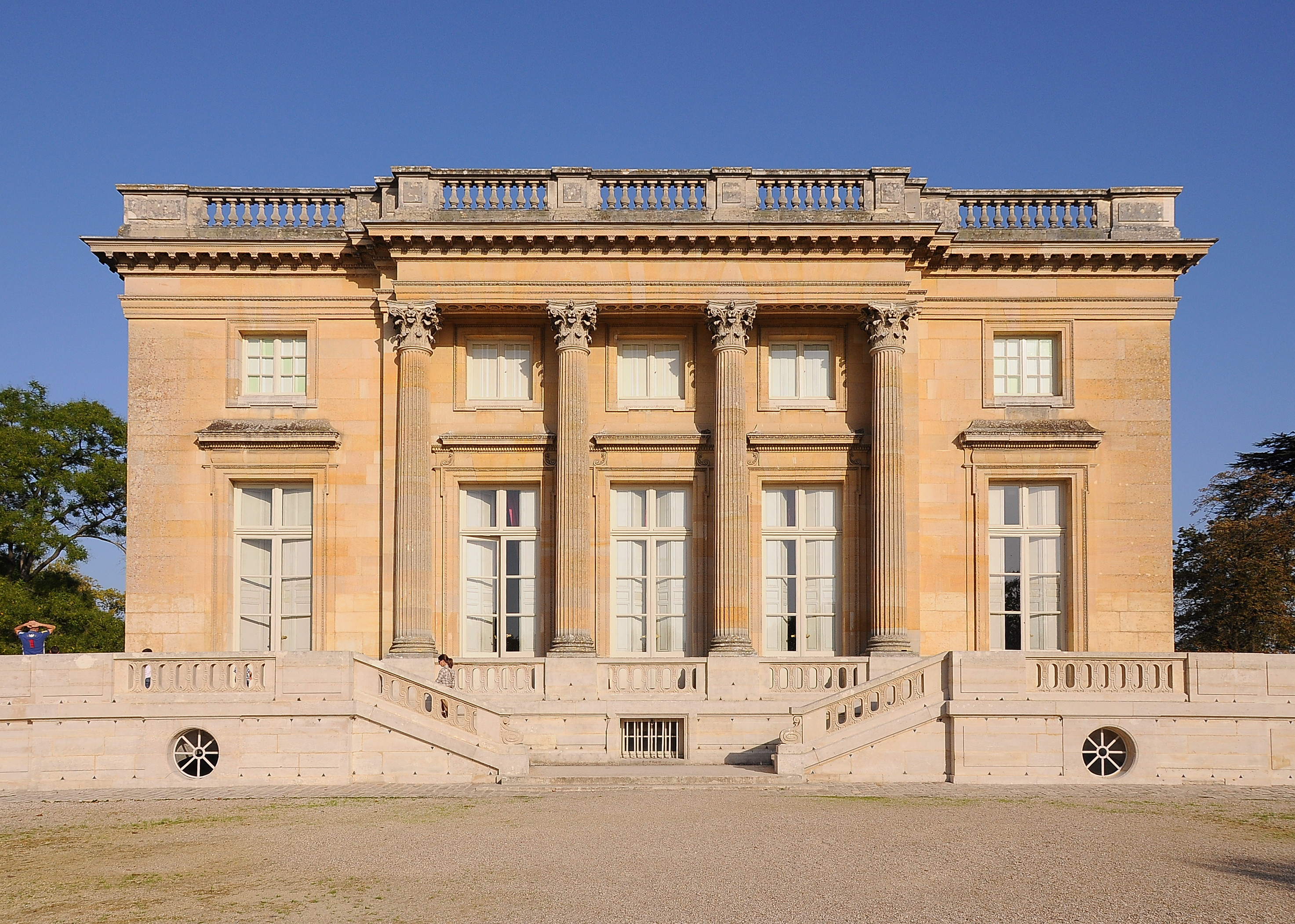
Fațada de vest a Micului Trianon (Versailles, Franța), 1764, de Ange-Jacques Gabriel
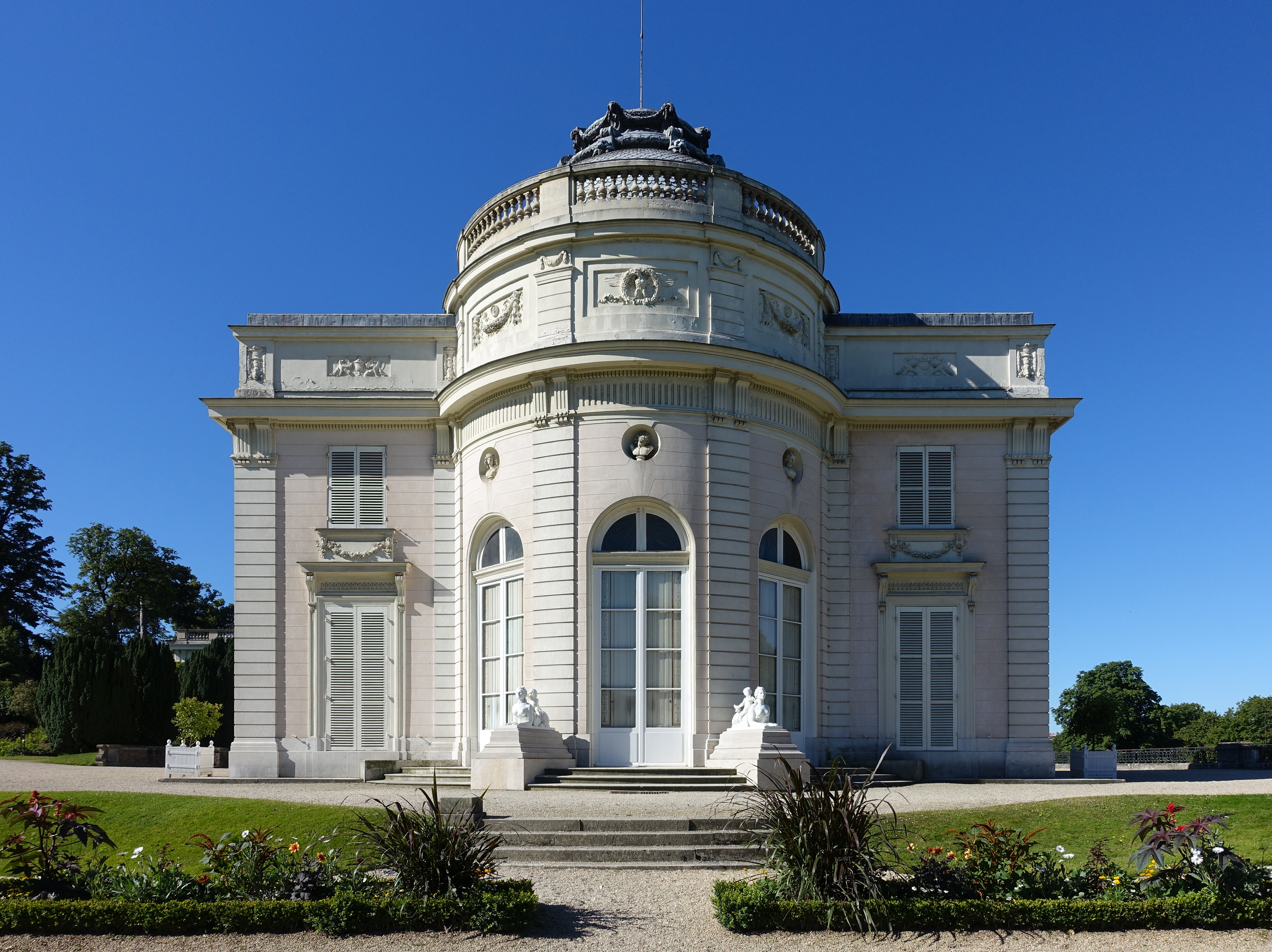
Château de Bagatelle din Paris, un mic château neoclasic, 1777, de François-Joseph Bélanger
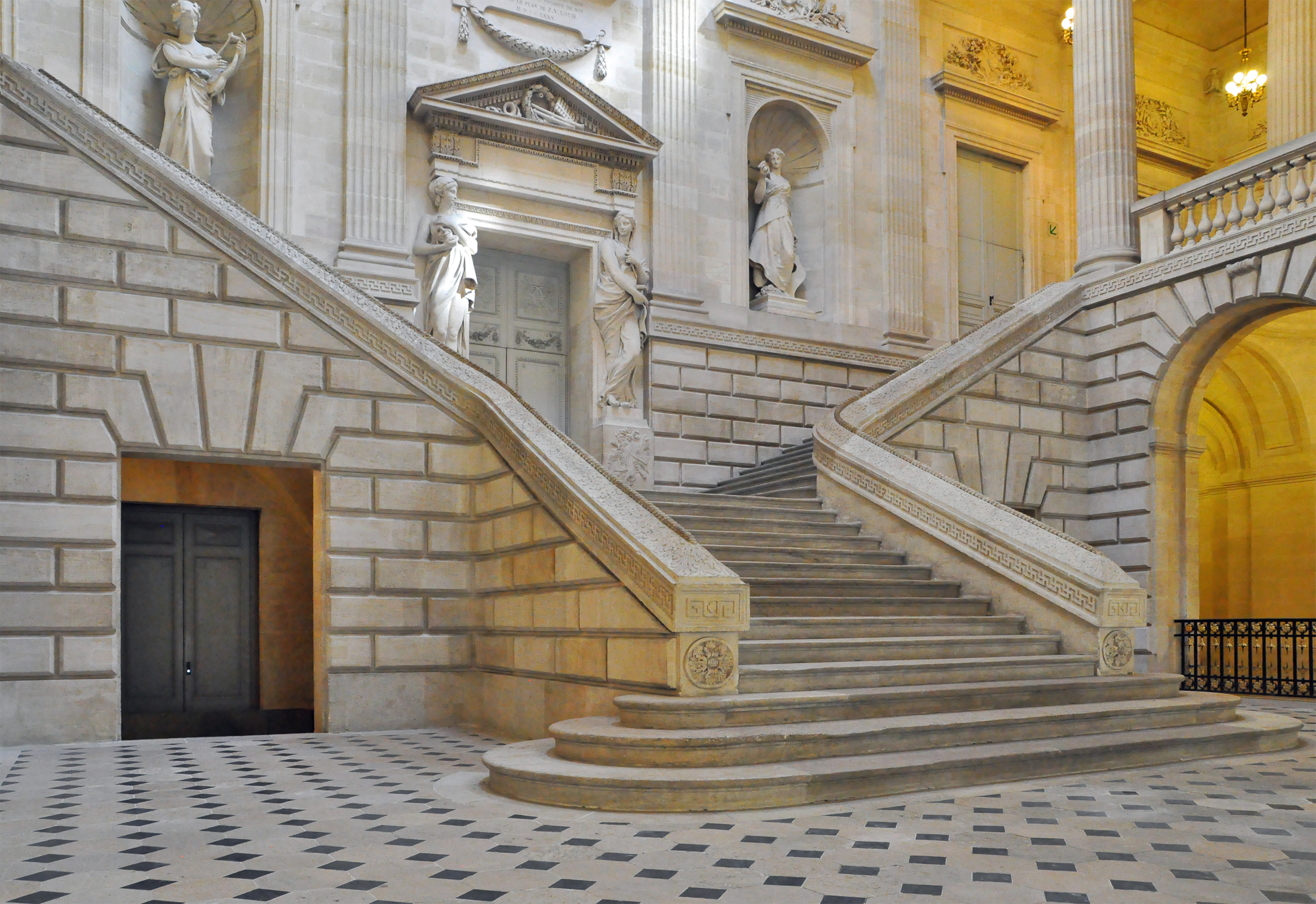
Scara Teatrului Mare din Bordeaux, 1780, de Victor Louis
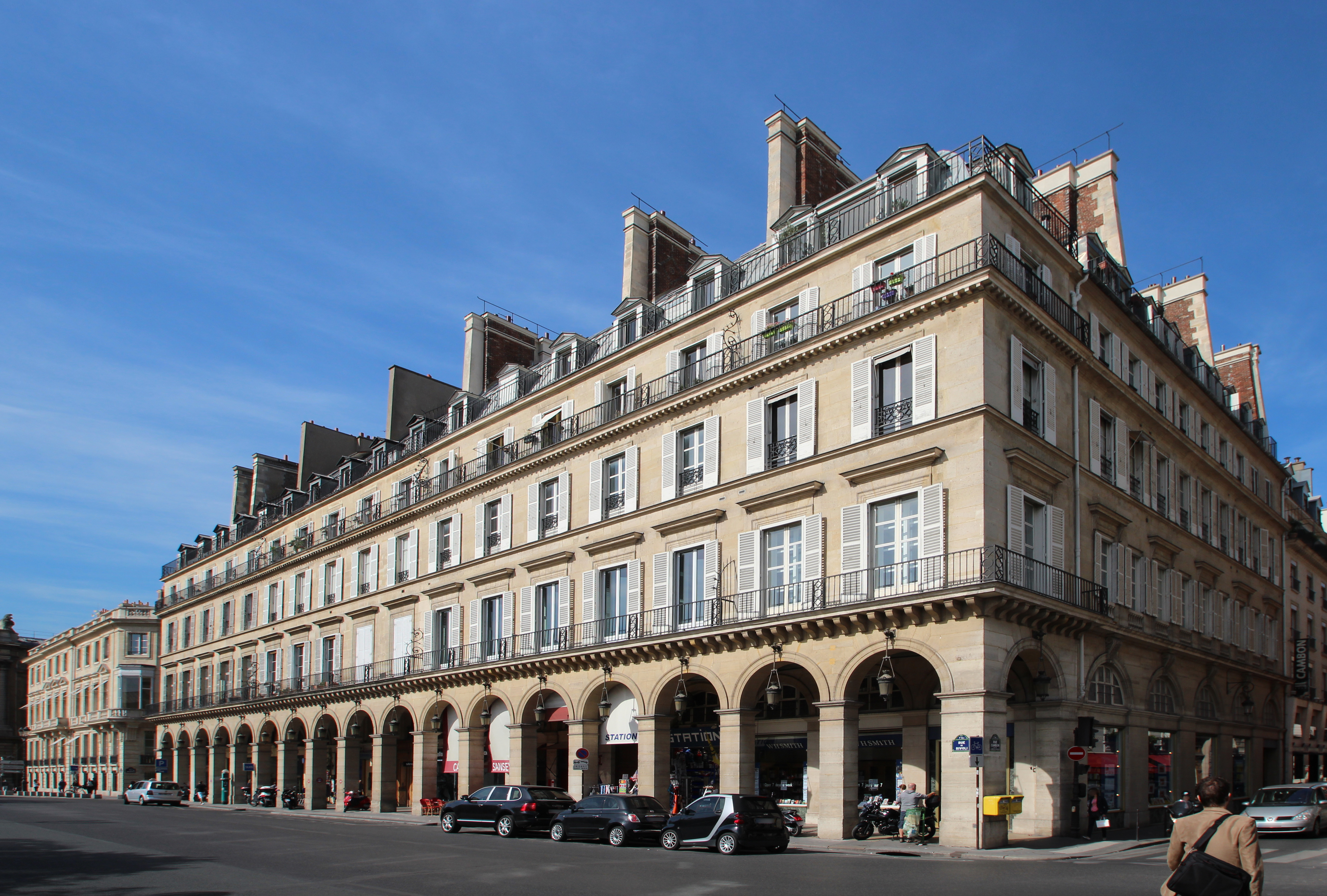
Blocuri pariziene pe Rue de Rivoli. Numele străzii vine de la victoria lui Napoleon asupra austriecilor la Bătălia de la Rivoli (1797)
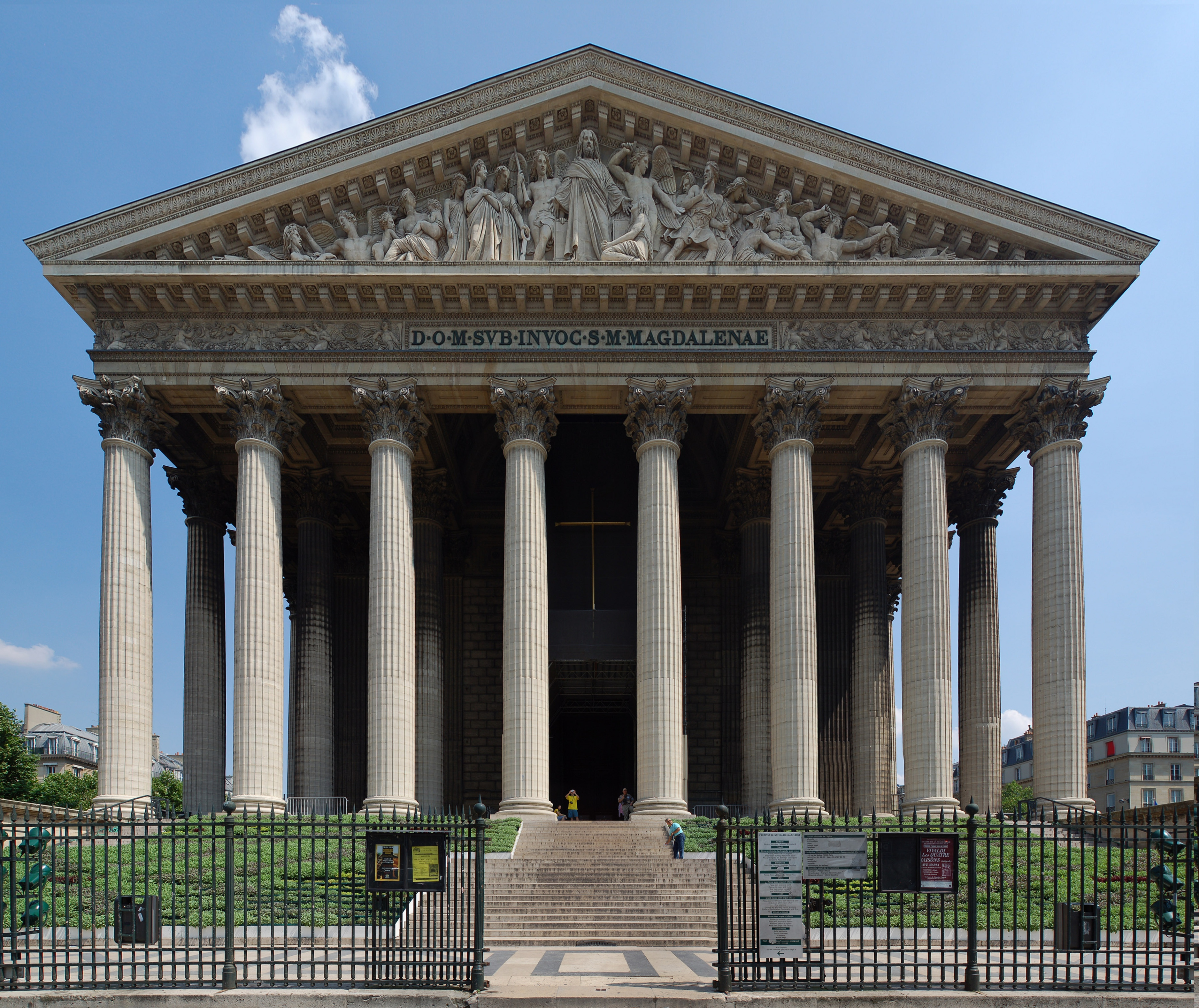
Biserica Madeleine din Paris, 1807-1828, de Pierre-Alexandre Vignon
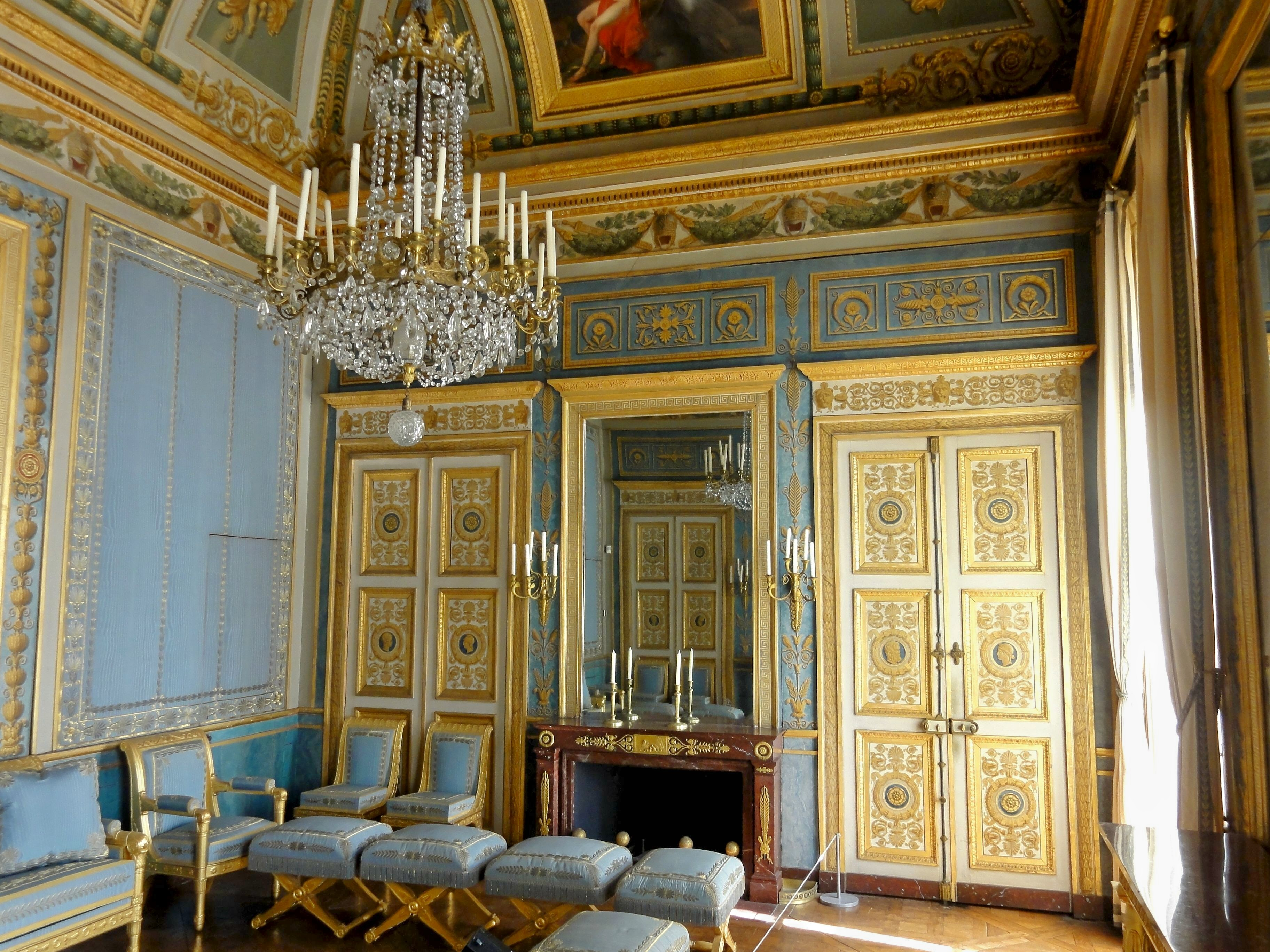
Salonul Albastru din Château de Compiègne (Compiègne, France), un exemplu de interior Empire
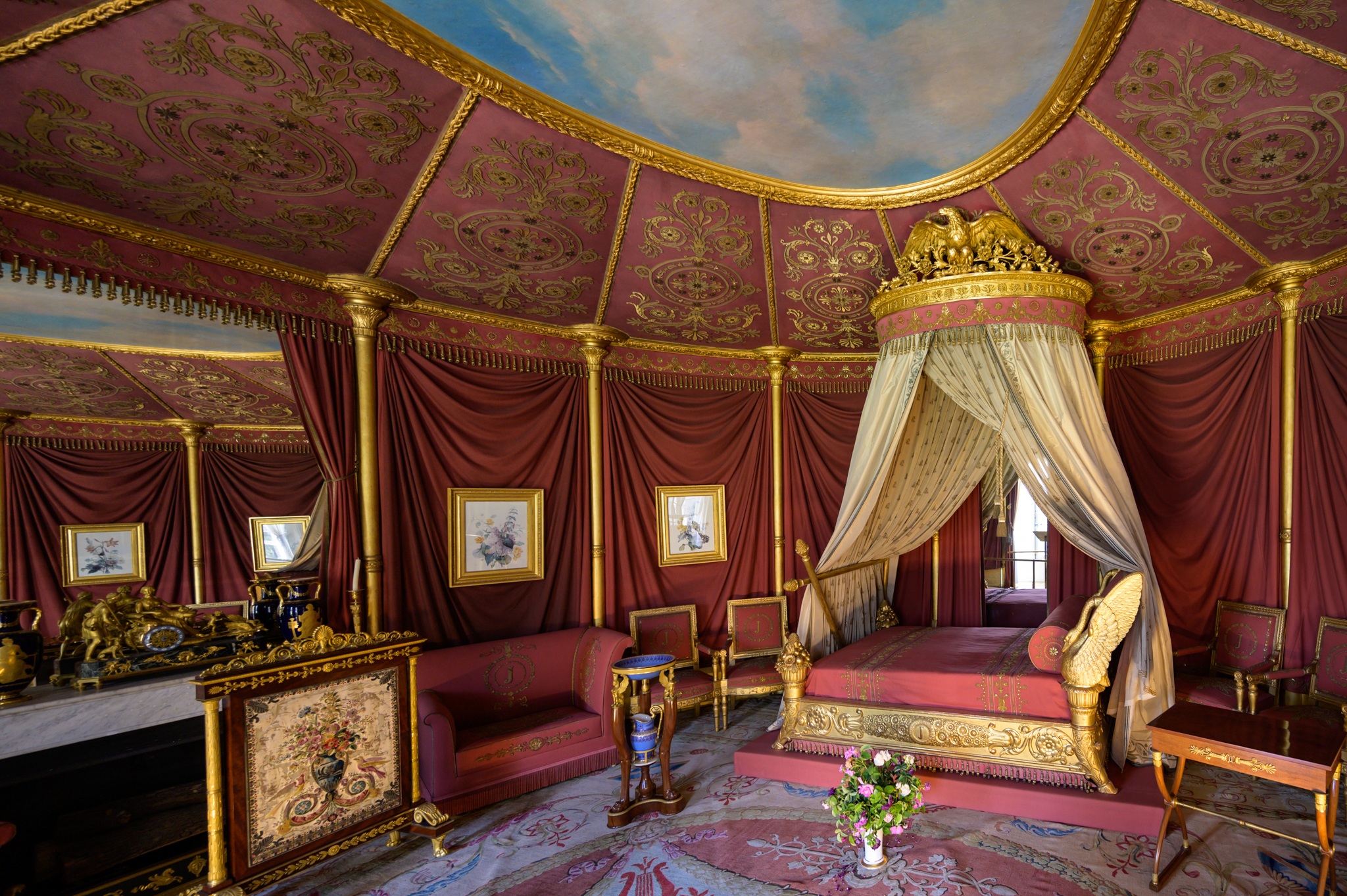
Dormitorul împărătesei din Château de Malmaison (Franța), un alt interior Empire
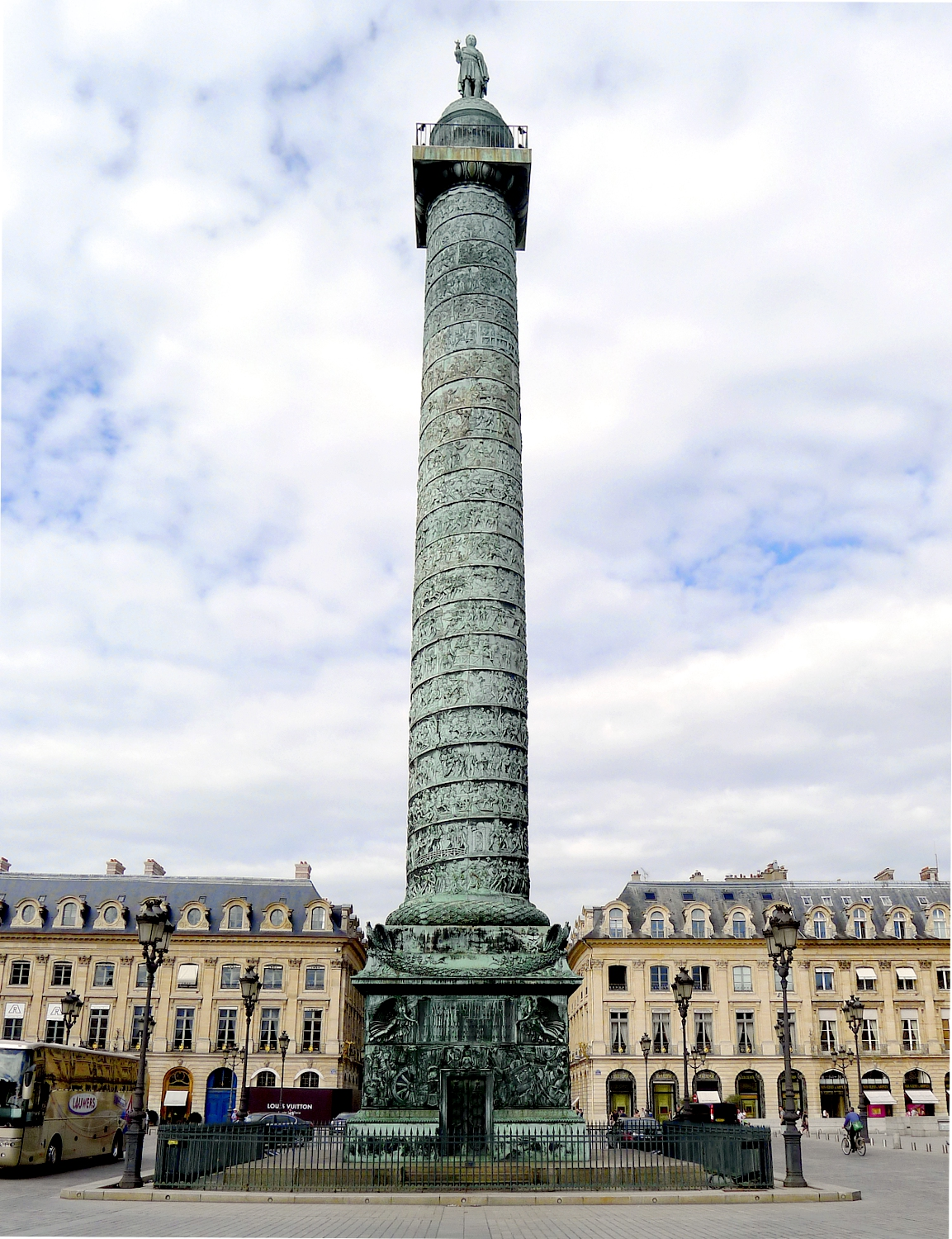
Columna Vendôme din Paris, modelată după Columna lui Traian, 1810
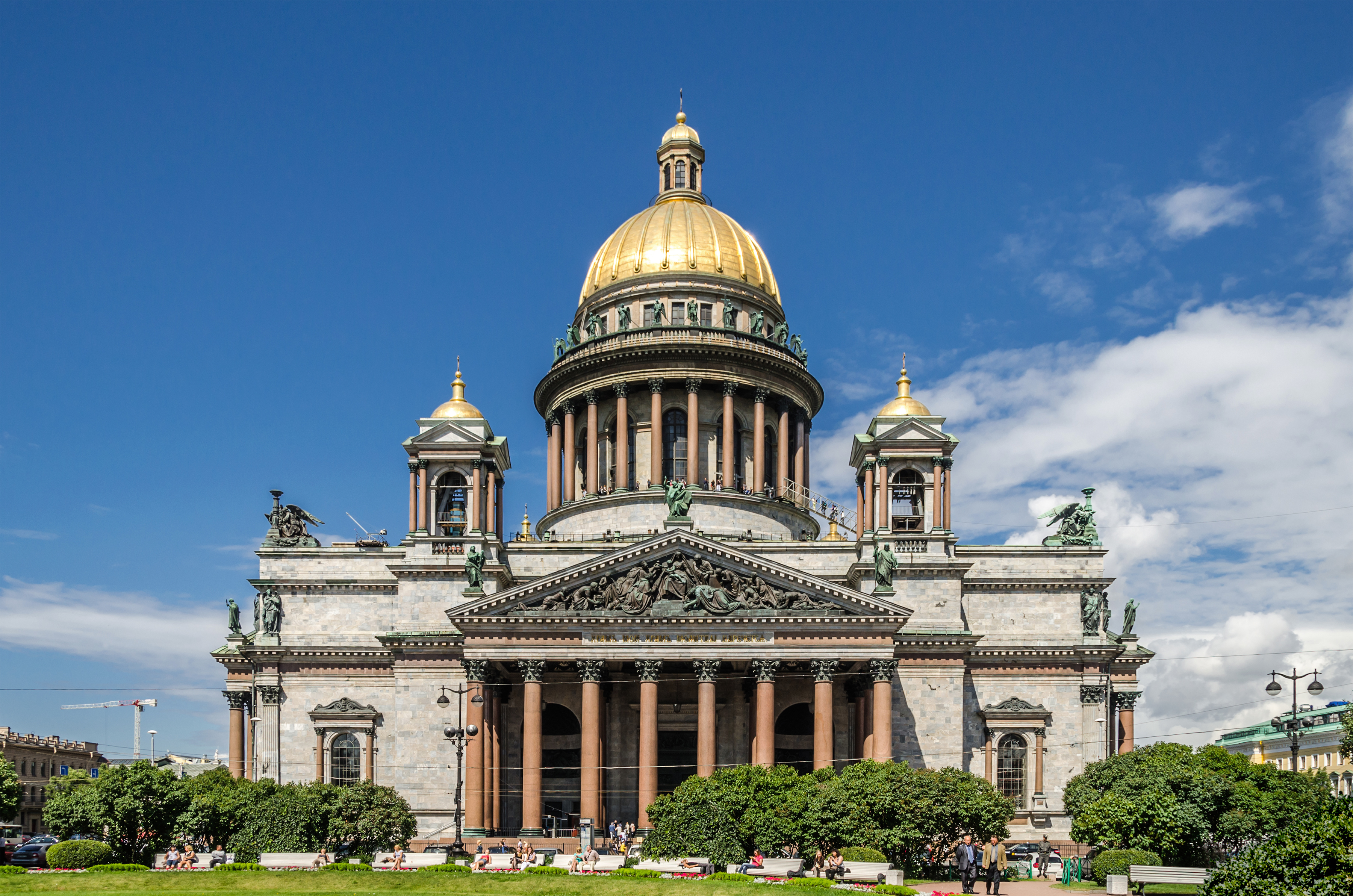
Catedrala Sfântul Isac din Sankt Petersburg (Rusua), un exemple de arhitectură neogreacă, 1818-1858, de Auguste de Montferrand
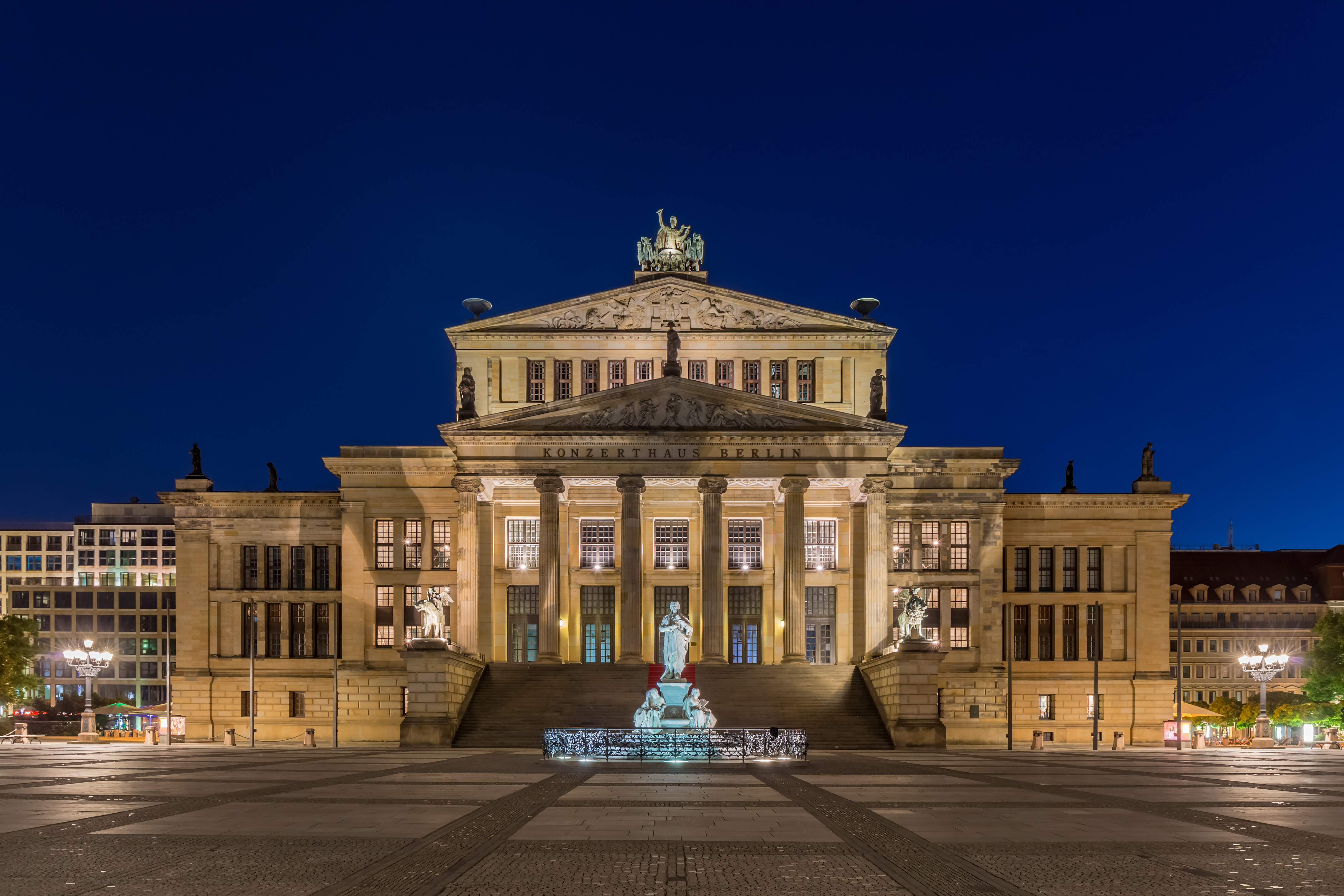
Konzerthaus Berlin (Germania), 1821, de Karl Friedrich Schinkel
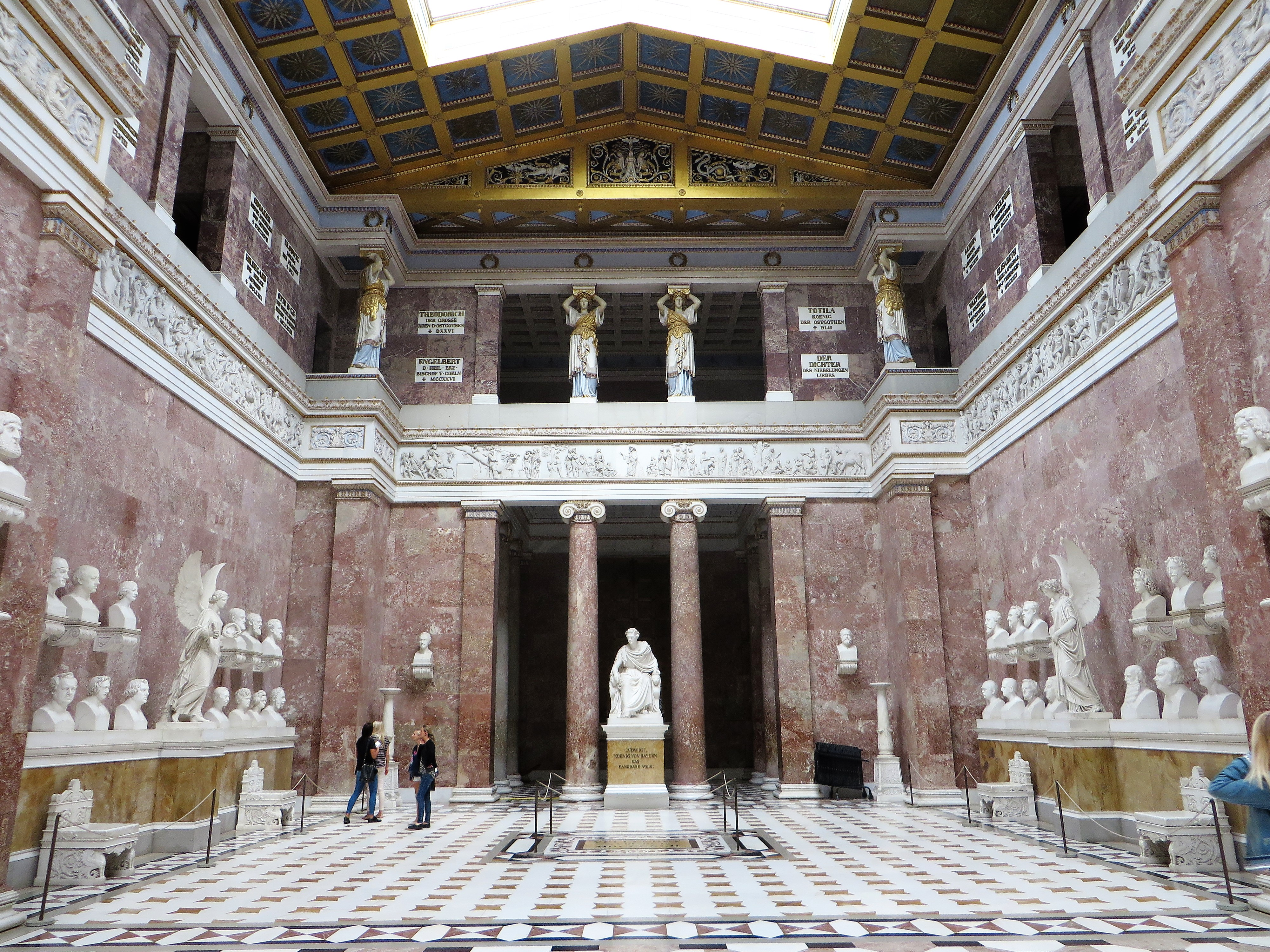
Templul Doric Walhalla (Germania), 1830-1841, de Leo von Klenze
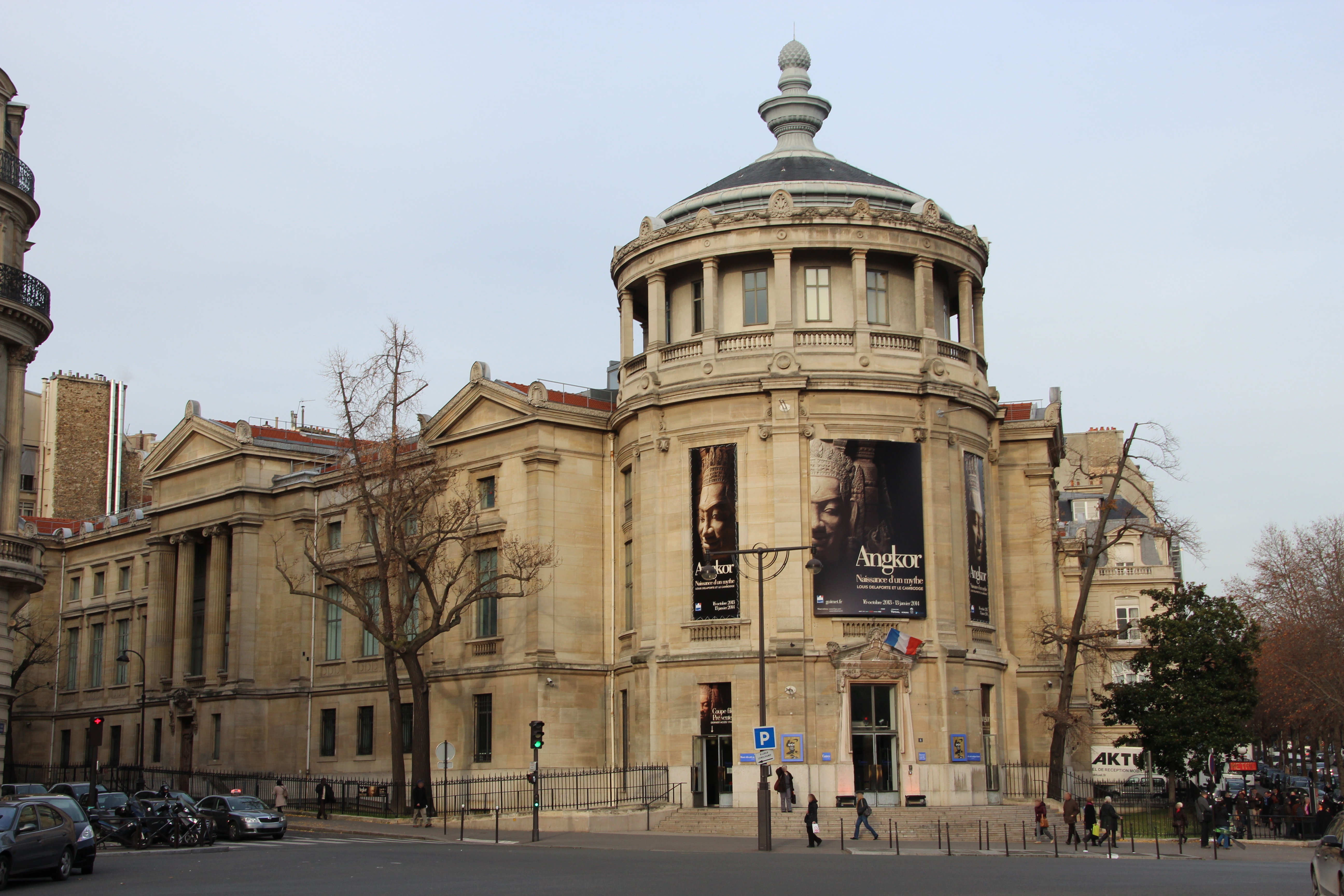
Muzeul Guimet (Paris), de Jules Chatron
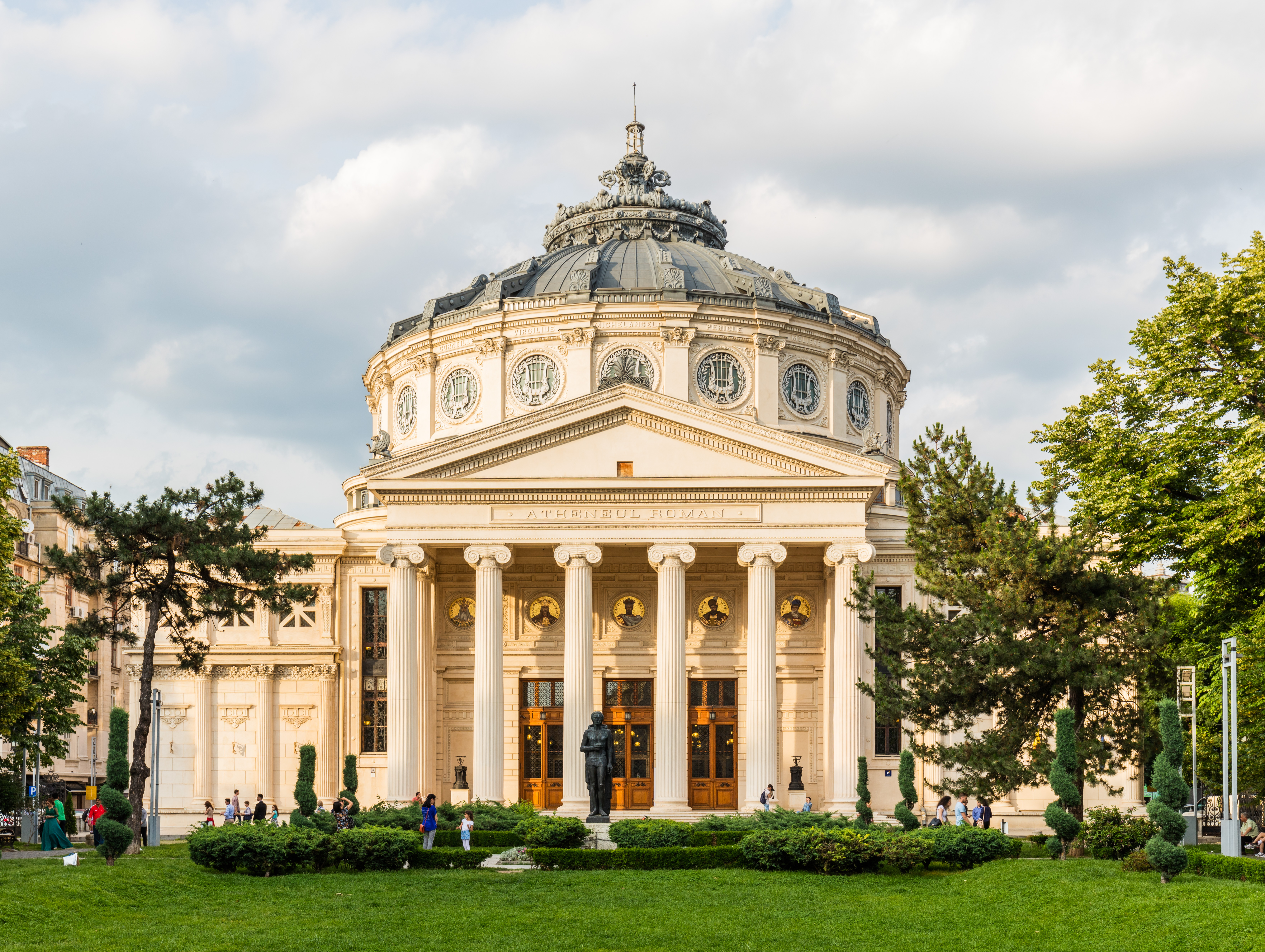
Ateneul Român (București), 26 octombrie 1886-14 februarie 1888, de Paul Louis Albert Galeron

### Reviviscentismul și orientalismul

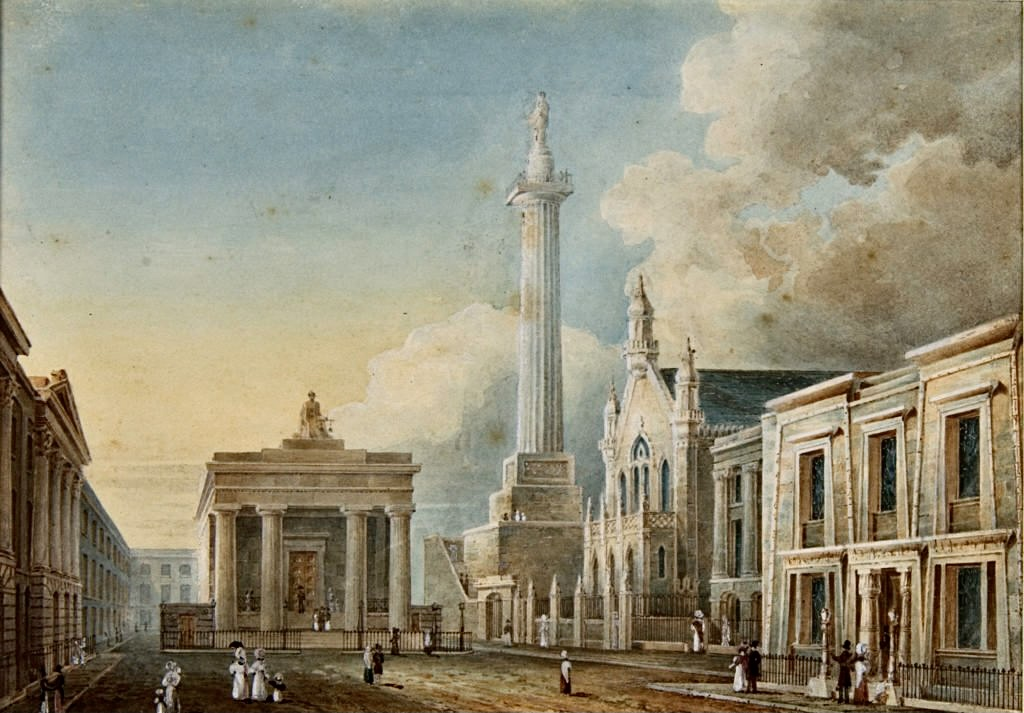
Priveliște cu Devonpart, lângă Plymouth (Marea Britanie), de John Foulston, anii 1820, incluzând o bibliotecă „egipteană”, o capelă non-conformistă „indiană”, o primărie „dorică primitivă” și o stradă de case cu un ordin roman corintic

Secolul al XIX-lea a fost dominat de o mare varietate de reviviscențe stilistice, variații și interpretări. Reviviscentismul în arhitectură constă în refolosirea stilurilor unor ere arhitecturale anterioare. Stilurile moderne reviviscente pot să fie rezumate în cadrul arhitecturii clasice noi și, uneori, sub termenul umbrelă de arhitectură tradițională.
Ideea că arhitectura ar putea să reprezinte gloria regatelor poate să fie urmărită până la începuturile civilizației, dar noțiunea că arhitectura poate să poarte caracterului național e o idee modernă, care a apărut în gândirea istorică a secolului al XVIII-lea și a primit putere politică la apariția Revoluției Franceze. Pe măsură ce harta Europei se schimba în mod repetat, arhitectura a fost folosită ca să dea aura unui trecut glorios chiar și celor mai recente națiuni. În plus față de credo-ul clasicismului universal, la începutul secolului al XIX-lea existau două atitudini noi, adesea contradictorii, asupra stilurilor istorice. Pluralismul a promovat folosirea simultană a gamei extinse de stiluri, în timp ce reviviscentismul a susținut că un singur model istoric era potrivit pentru arhitectura modernă. Au apărut asocieri între stiluri și tipuri de clădiri, de exemplu: egiptean pentru închisori, gotic pentru biserici sau renascentist pentru bănci și construcții comerciale. Aceste alegeri au fost rezultatul altor asociații: faraonii cu moartea și eternitatea, Evul Mediu cu creștinismul sau familia Medici cu apariția comerțului bancar și modern.
Indiferent dacă a fost aleasă arhitectura clasică, cea medievală sau cea renascentistă, toți reviviscentiștii au împărtășit strategia de a susține un anumit stil bazat pe istoria națională, una dintre marile întreprinderi ale istoricilor de la începutul secolului al XIX-lea. Se credea că o singură perioadă istorică ar fi singura capabilă să ofere modele bazate pe tradiții, instituții sau valori naționale. Problemele legate de stil au devenit chestiuni de stat.
Cel mai cunoscut stil reviviscentist e cel neogotic, care a apărut la mijlocul secolului al XVIII-lea în casele unui număr de anticari bogați din Anglia, un exemplu notabil fiind Casa Strawberry Hill. Scriitorii și arhitecții romantici germani au fost primii care au promovat neogoticul ca o expresie puternică a caracterului național și, la rândul său, îl folosesc ca simbol al identității naționale în teritoriile încă divizate. Johann Gottfried Herder a propus întrebarea „De ce ar trebui să imităm mereu străinii, ca și cum am fi greci sau romani?”.
În istoria artei și a arhitecturii, termenul orientalism se referă la operele artiștilor occidentali care s-au specializat în subiecte orientale, produse din călătoriile lor în Asia de Vest, în timpul secolului al XIX-lea. În acea perioadă, artiștii și cărturarii erau descriși ca orientaliști, în special în Franța. Unele dintre cele mai populare stiluri reviviscente sunt cel bizantin (în principal în țările ortodoxe ca România, Rusia sau Serbia), cel neogotic, cel neobaroc (în principal pentru clădirile administrative, palate și conace) și cel neorenascentist.
În India, în timpul ocupației britanice, s-a dezvoltat un nou stil, cel indosarazin (cunoscut și ca indogotic, gotic mogul sau neomogul), care a încorporat diverse elemente indiene cu cele occidentale. Bisericile și mănăstirile din Goa sunt un alt exemplu de îmbinare a stilurilor tradiționale indiene cu cele vest-europene. Majoritatea clădirilor publice indosarazine au fost construite între 1858 și 1947, cu apogeul în 1880. Stilul a fost descris ca „parte a unei mișcări din secolul al XIX-lea pentru a se proiecta ca succesori naturali ai mogulilor”. Construcțiile astea au fost de multe ori construite pentru funcții moderne, cum ar fi stații de transport, birouri guvernamentale sau instanțe de judecată.  E mult mai prezent în centrele de putere britanice din subcontinent, ca Mumbai, Chennai și Kolkata.

Arhitectura neogotică - Interiorul Bisericii Tuturor Sfinților (Londra), 1850-1859, de William Butterfield
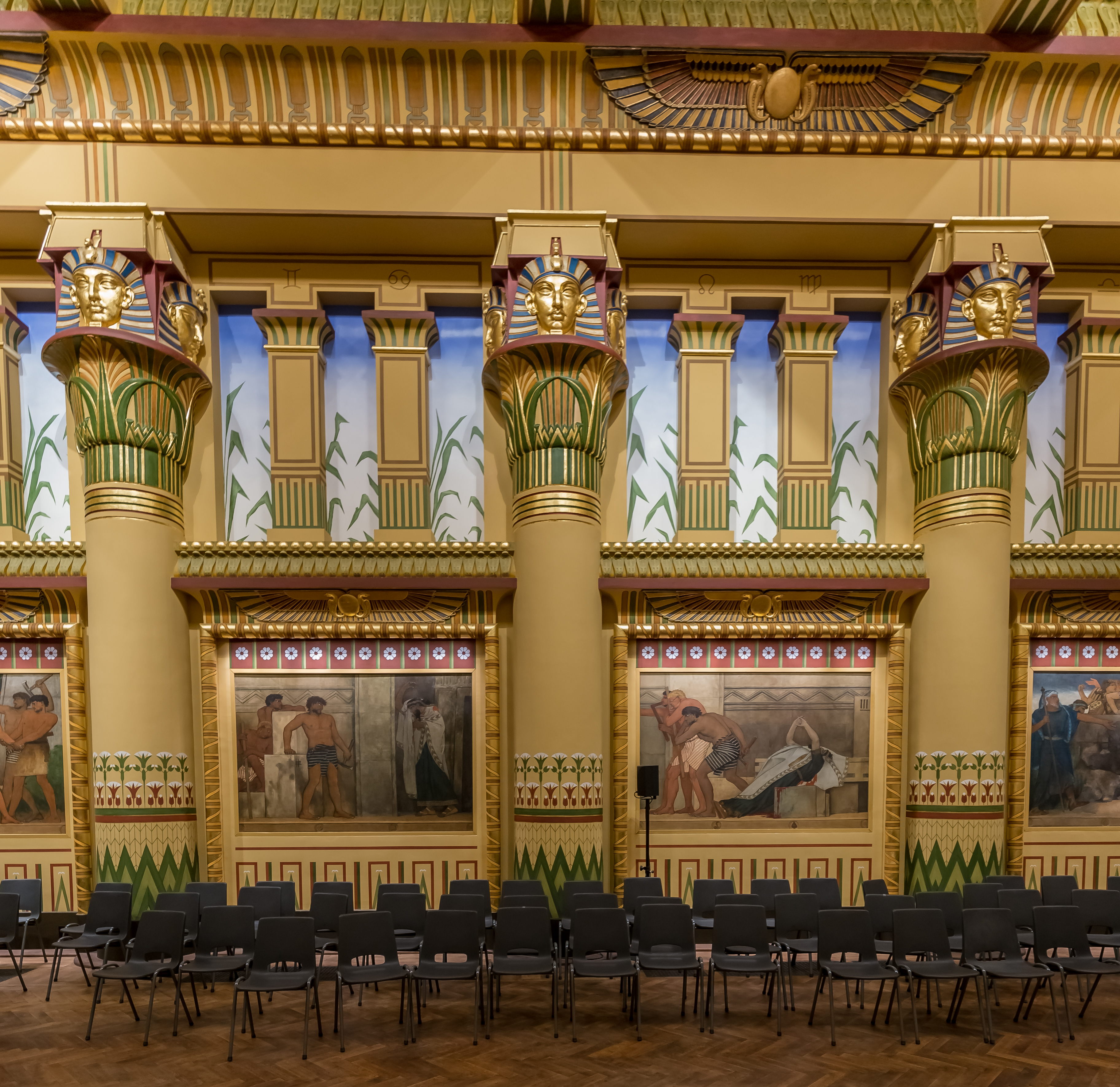
Arhitectura neoegipteană - Interior din Temple maçonnique des Amis philanthropes (Bruxelles (Belgia)
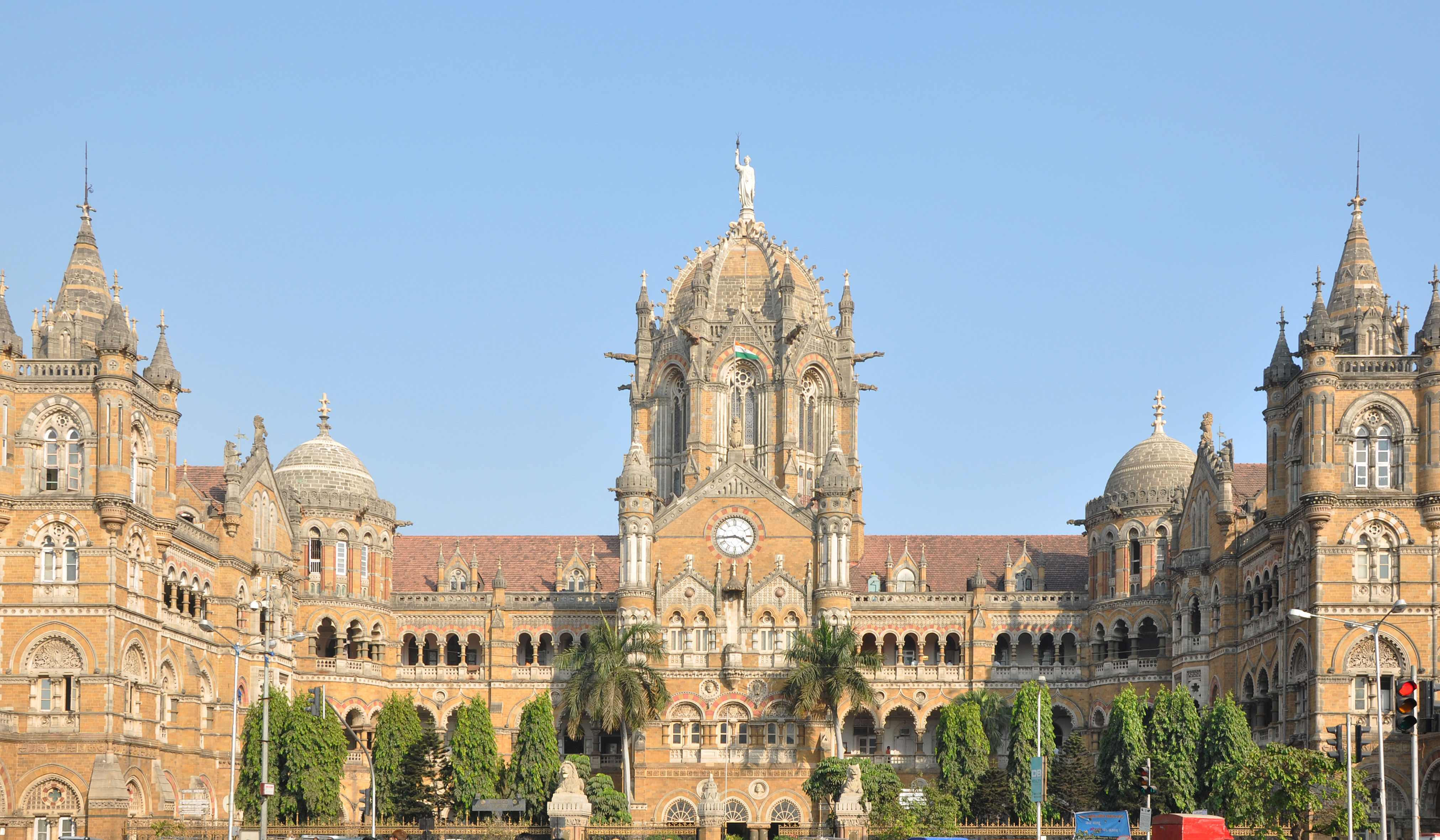
Arhitectura indosarazină - Gara Chhatrapati Shivaji Maharaj, fosta Gară Victoria (Mumbai, India), 1878–88, o combinație de elemente romanice, gotice și indiene
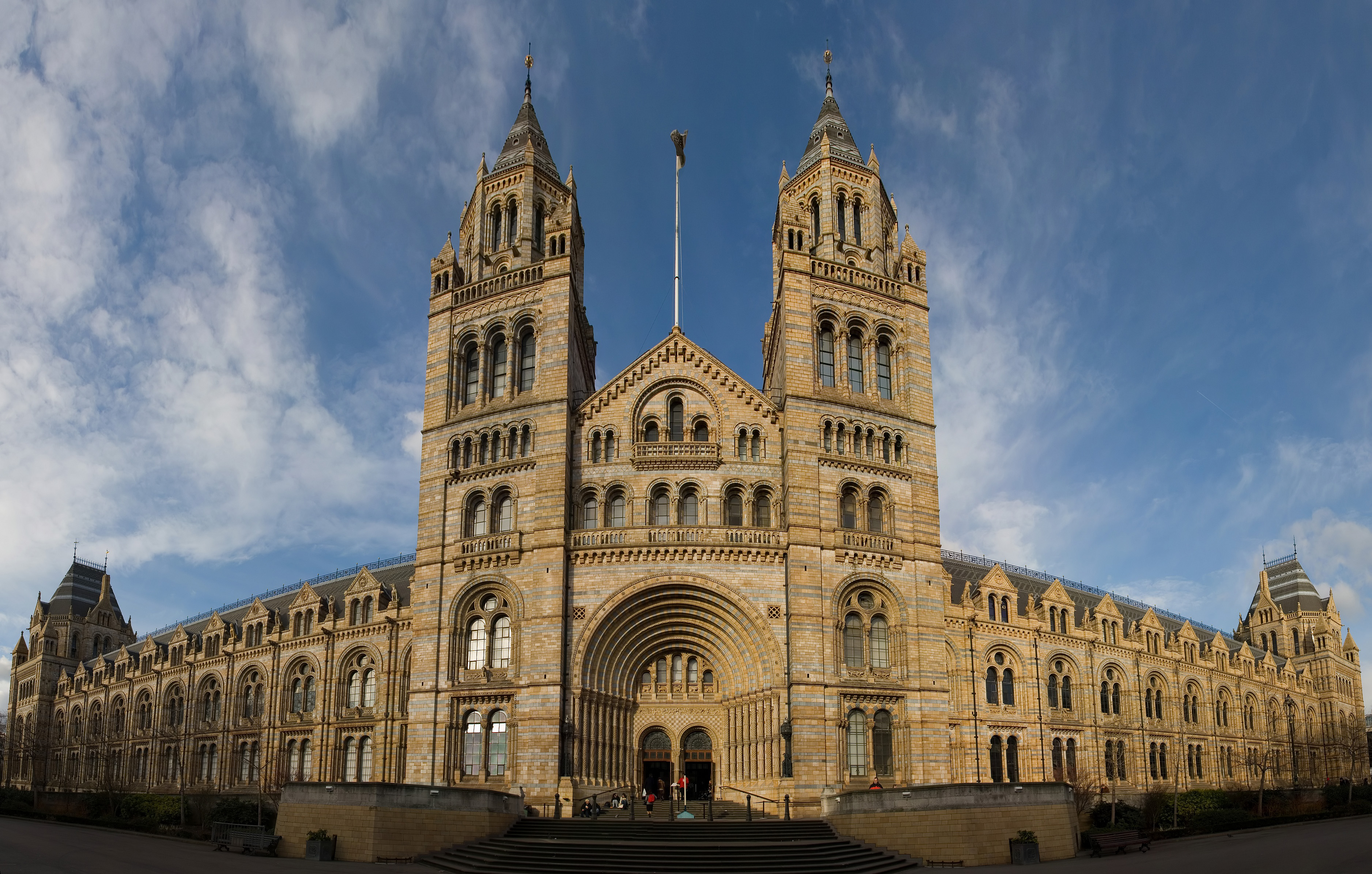
Arhitectura neoromanică - Muzeul de Istorie Naturală din Londra, 1881, de Alfred Waterhouse
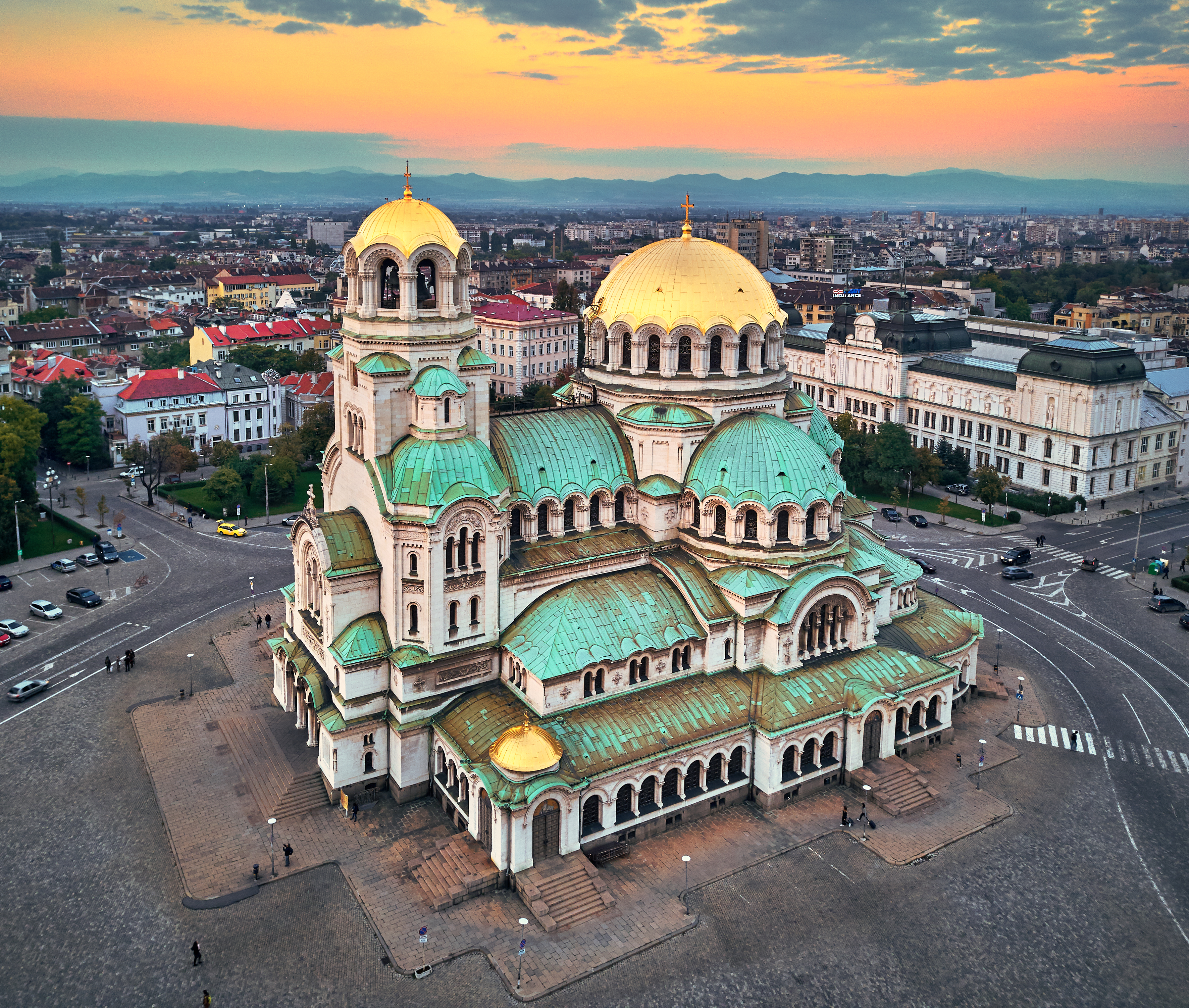
Arhitectura neobizantină - Catedrala Alexandr Nevski (Sofia, Bulgaria), 1882-1912, de Alexander Pomerantsev
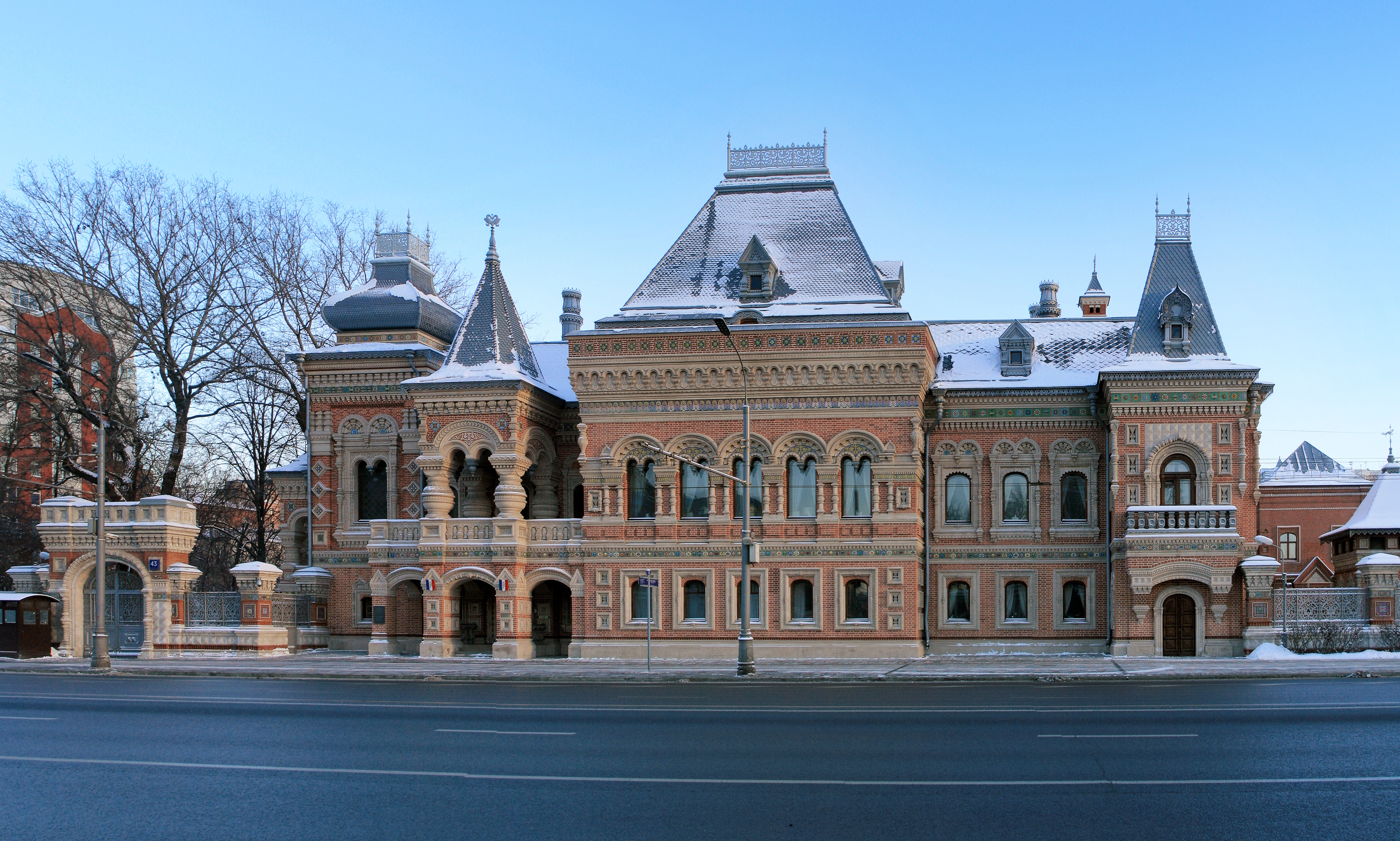
Arhitectura neorusă - Casa Igumnov (Moscova), 1883-1893, de Nikolay Pozdeyev
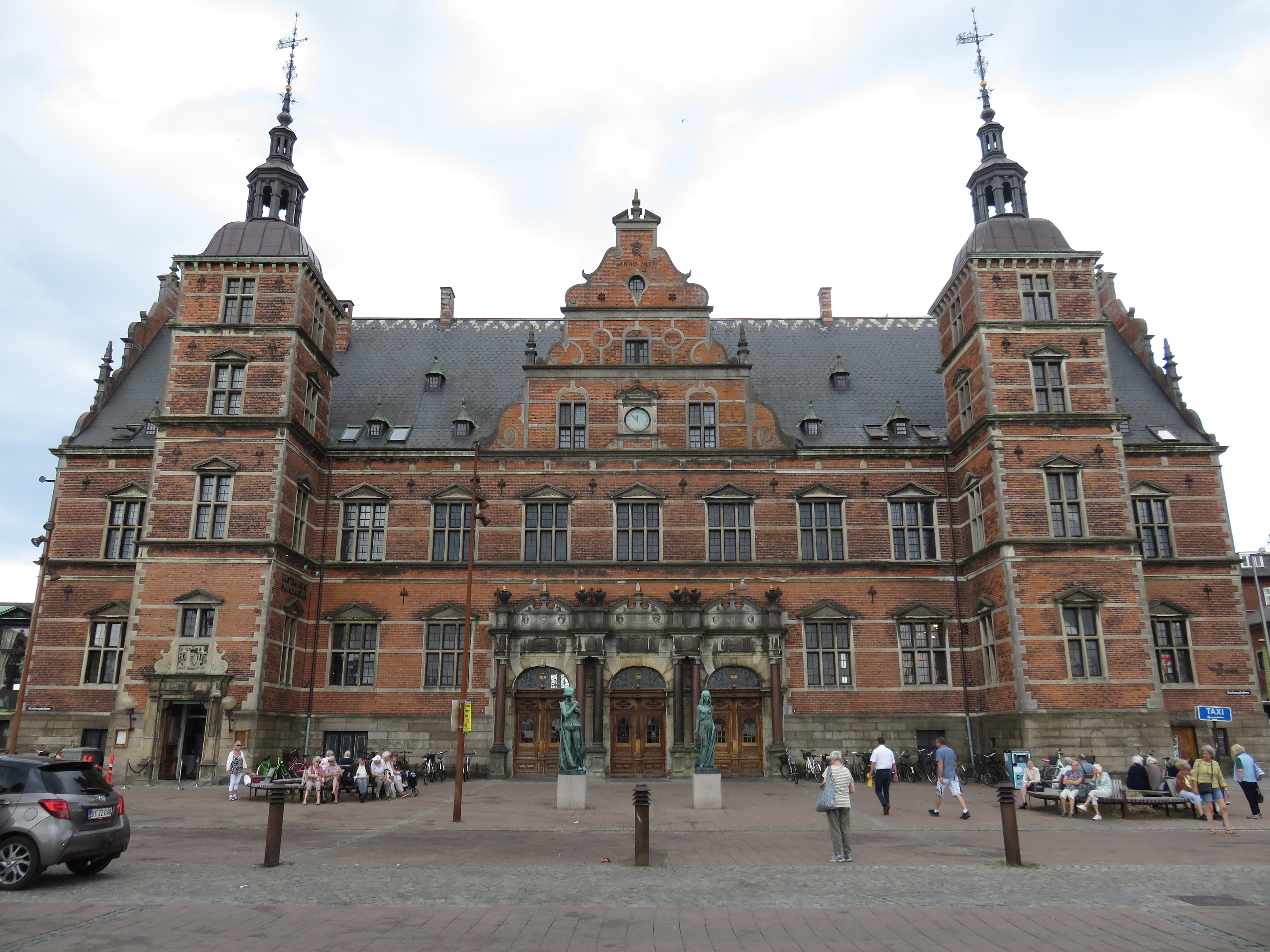
Arhitectura neorenascentistă - Gara din Helsingør (Helsingør, Danemarca), deschisă pe 24 octombrie 1891, de Heinrich Wenck și Niels Peder Christian Holsøe
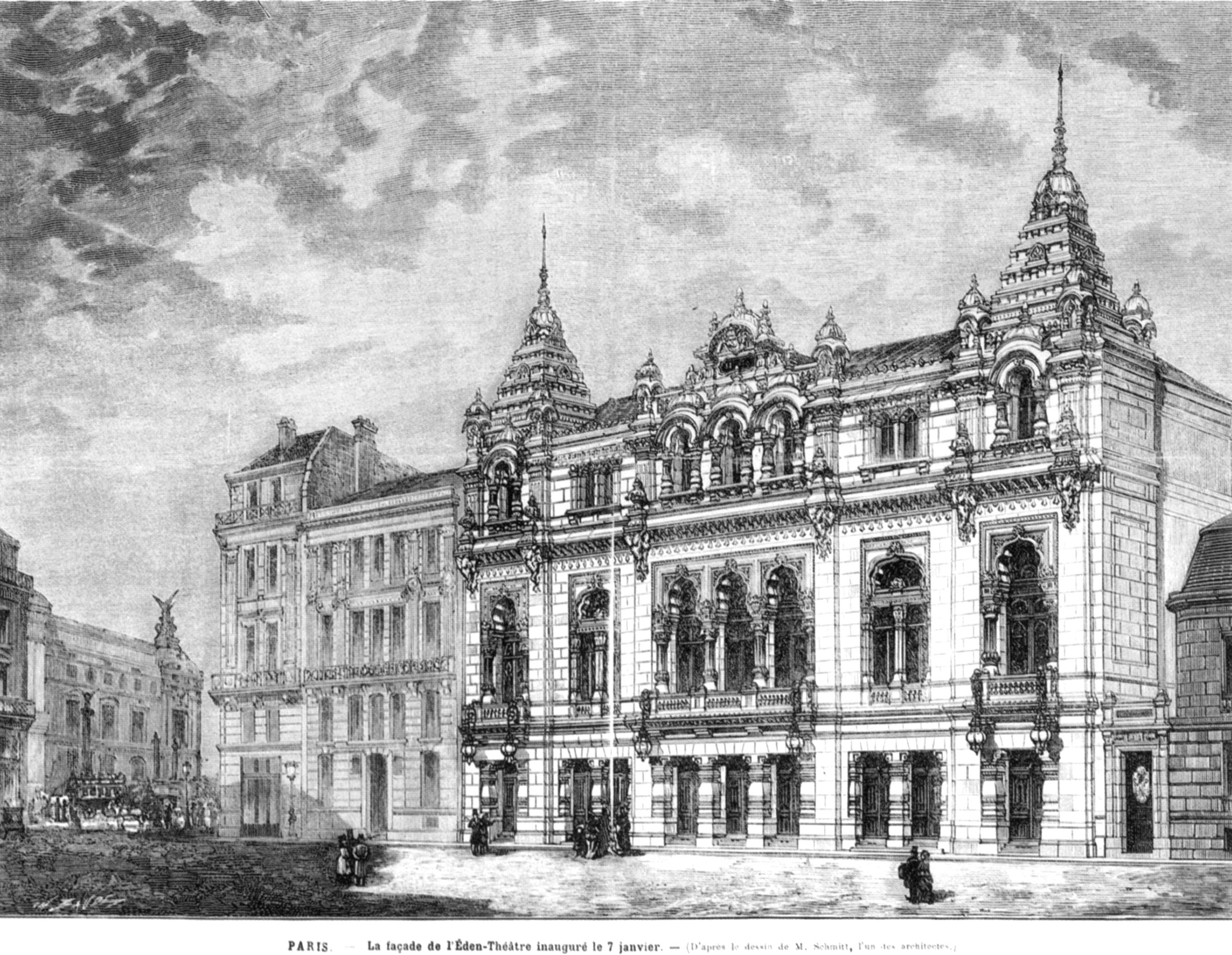
Arhitectura orientalistă - Éden-Théâtre (Paris), începutul anilor 1880 și din păcate demolat în 1895, de William Klein și Albert Duclos
Arhitectura neobarocă - Primăria din Belfast (Belfast, Regatul Unit), 1898-1906, de Brumwell Thomas
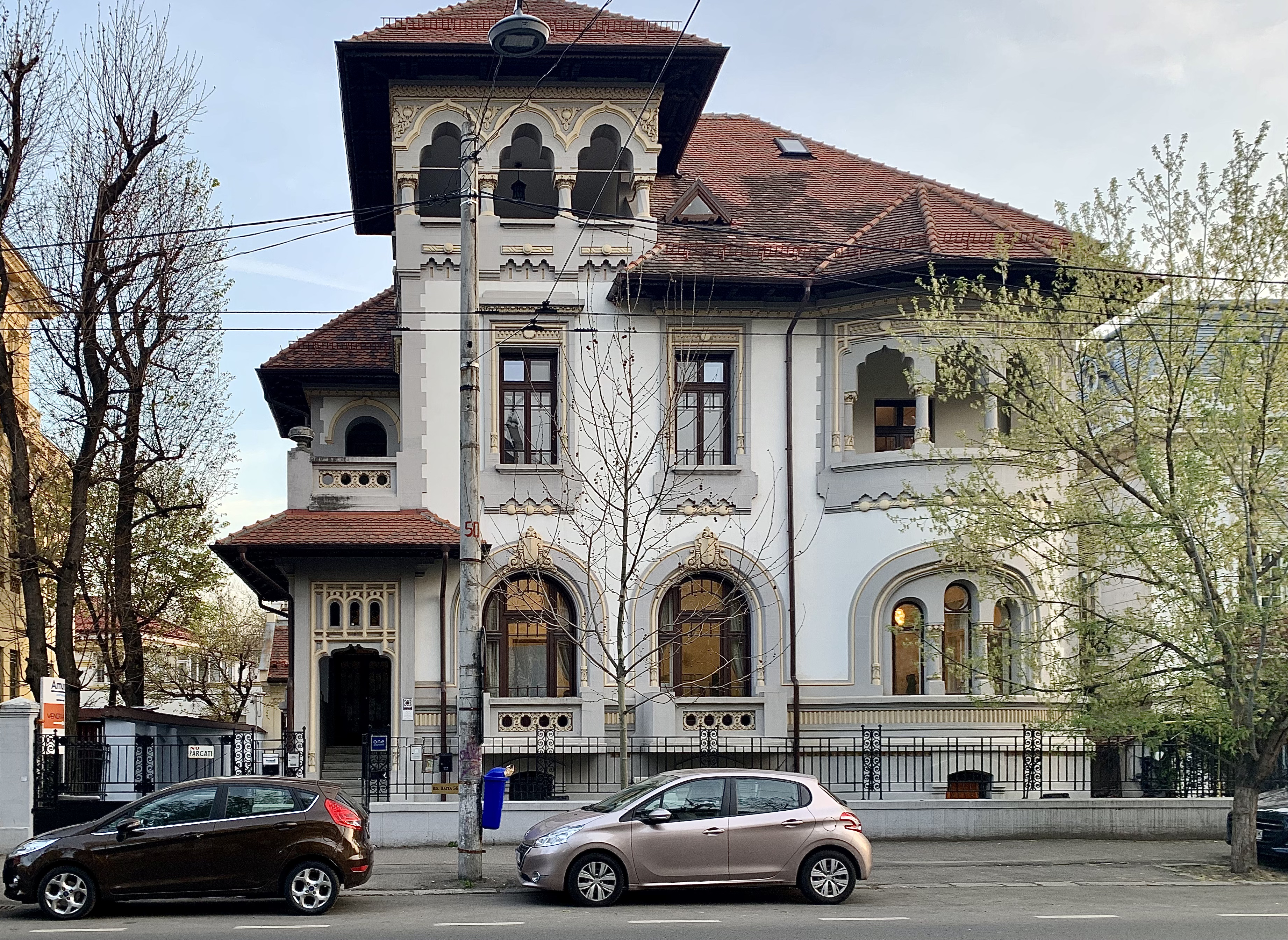
Arhitectura neoromânească - Casa C.N. Câmpeanu de pe Bulevardul Dacia (București), c.1923, de Constantin Nănescu
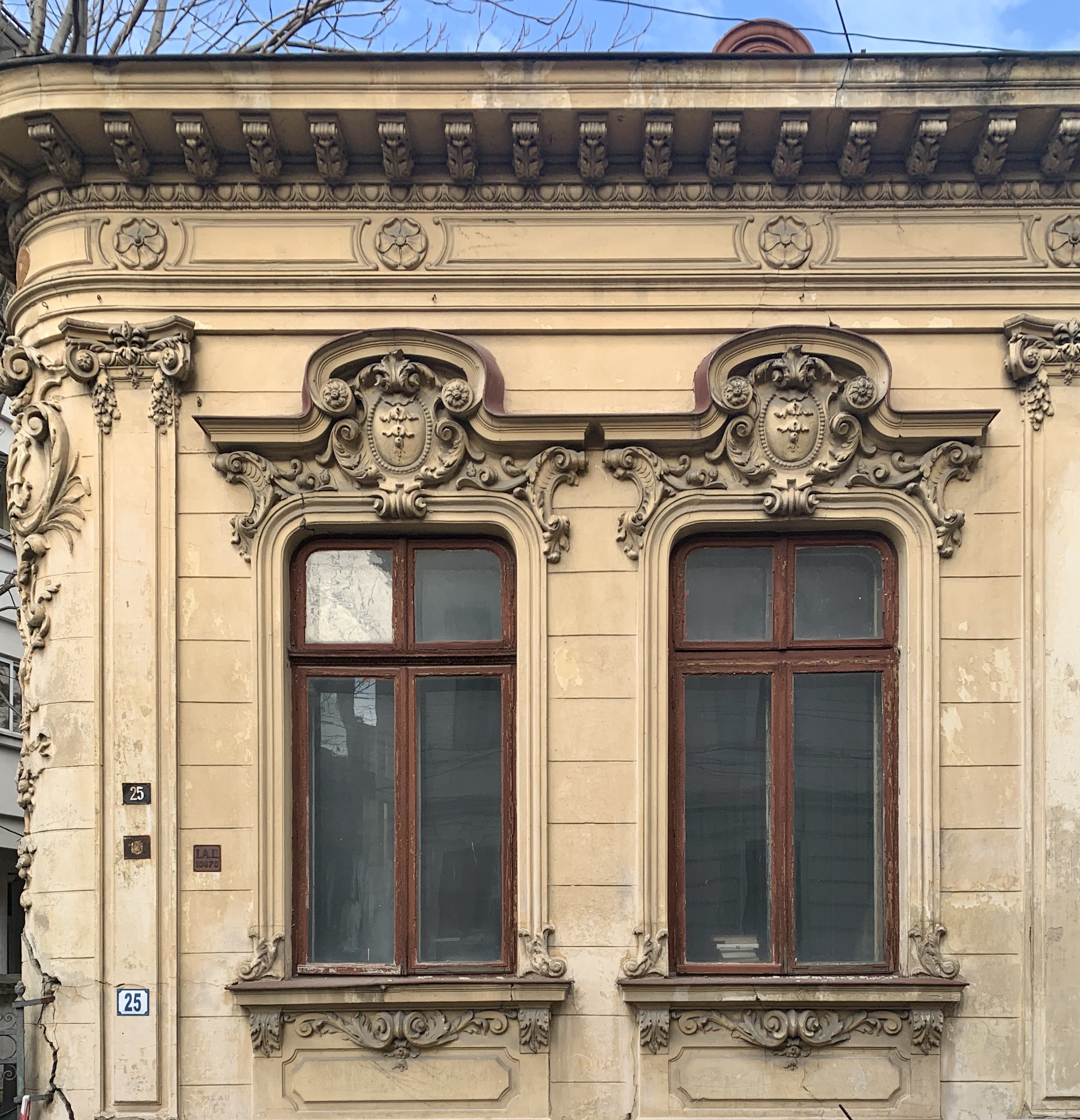
Arhitectura neorococo - Pereche de ferestre a unei case de oraș de pe Strada Ernest Broșteanu din București, probabil circa 1900, arhitect necunoscut
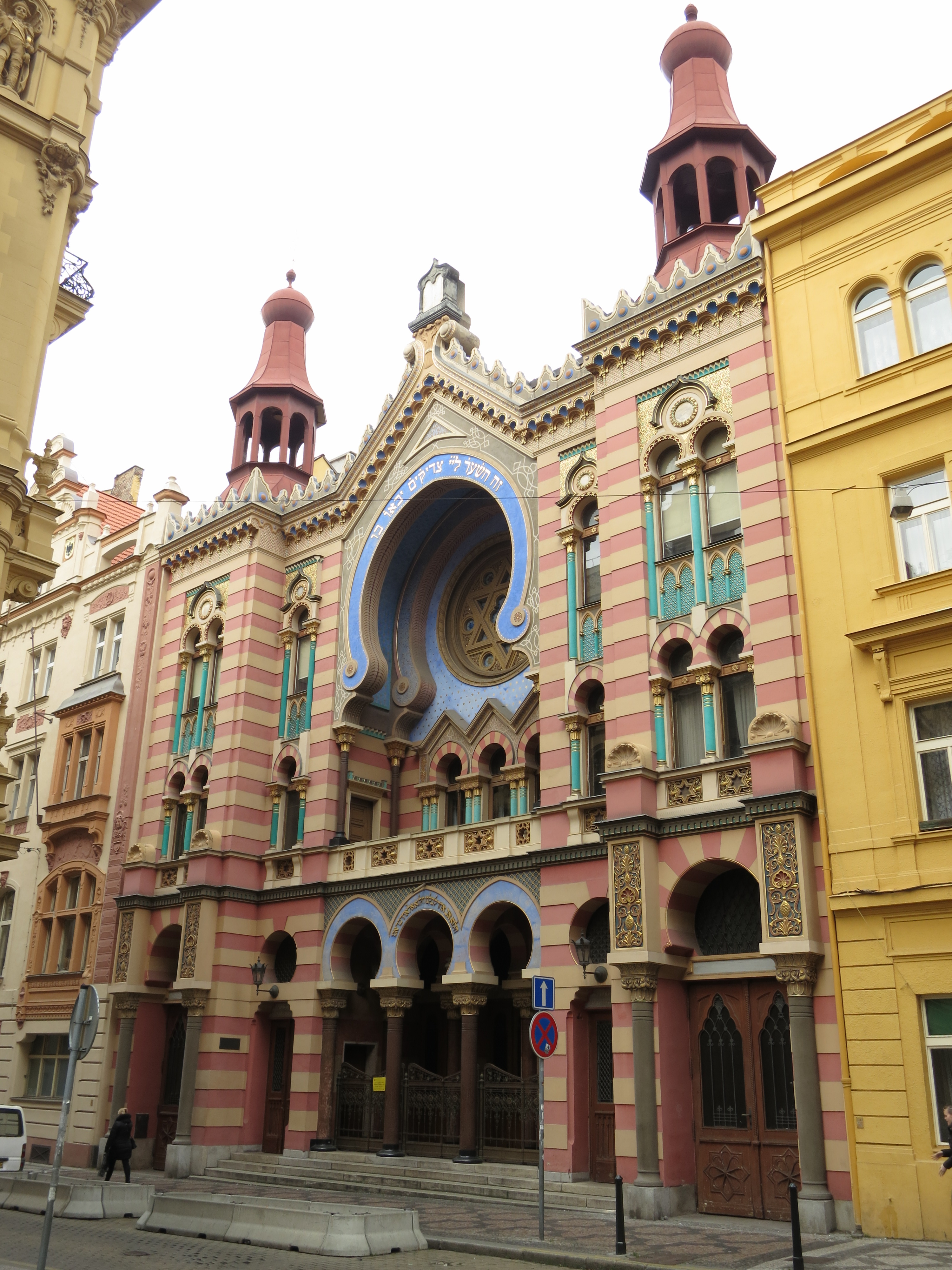
Arhitectura neomaură - Sinagoga Jubilee din Praga (Republica Cehă), 1905–1906, de Wilhelm Stiassny
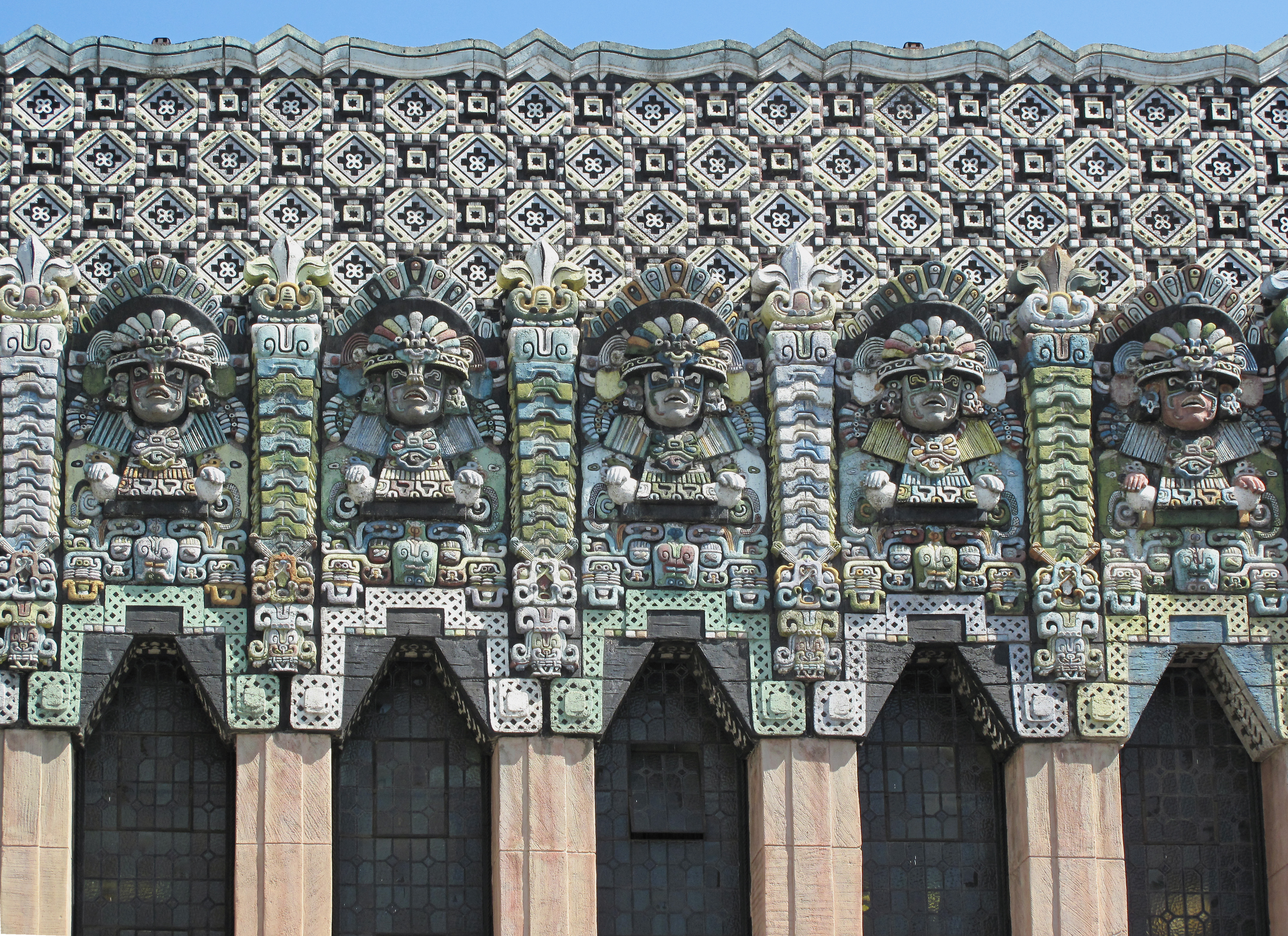
Arhitectura neomayașă - Detaliu al Teatrului Mayaș din Los Angeles (SUA), deschis pe 15 august 1927, de Stiles O. Clements

### Beaux-Arts

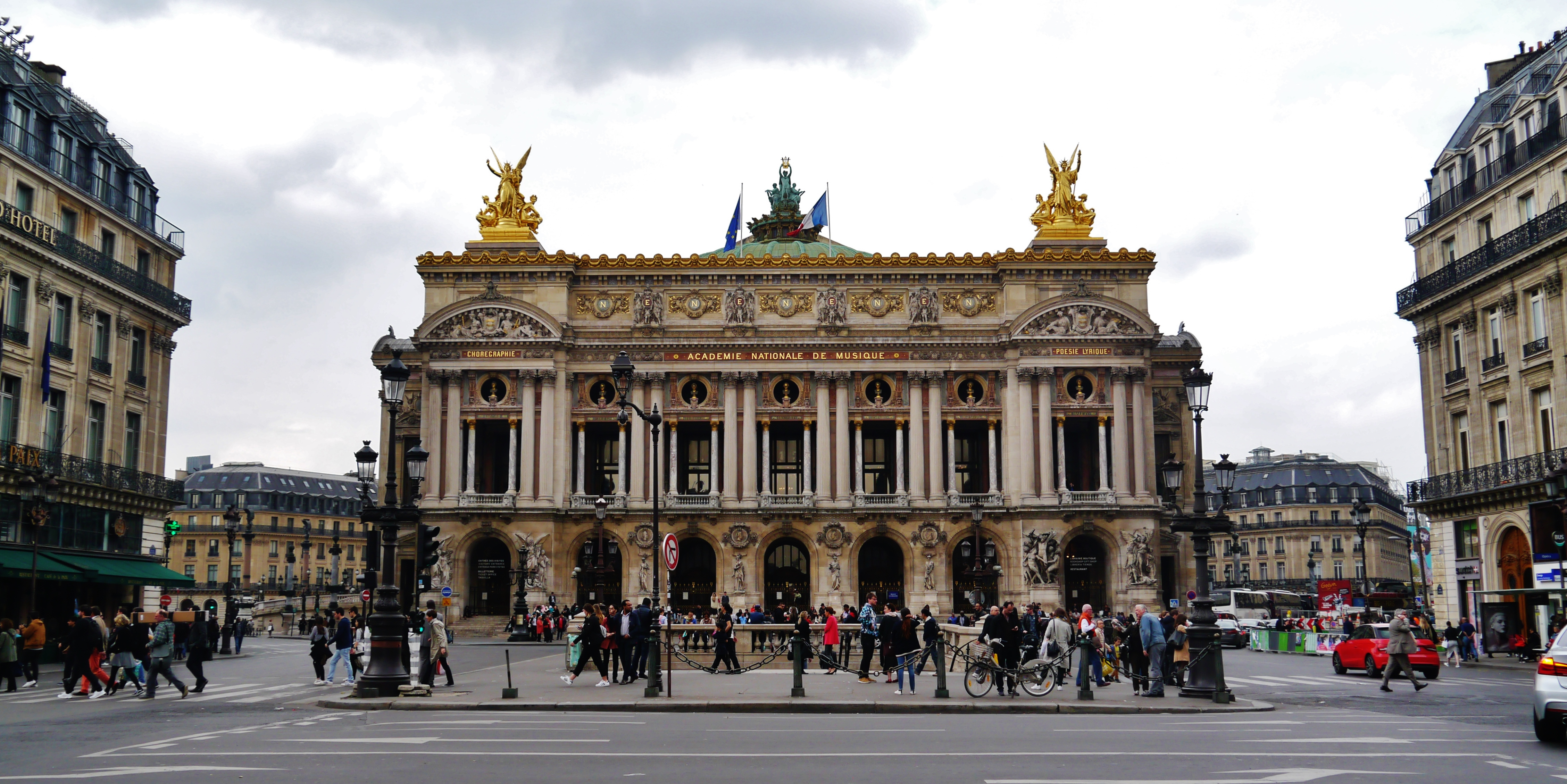
Opera Garnier (Paris), 1860-1875, de Charles Garnier. E o capodoperă a arhitecturii Beaux-Arts descrisă de Émile Zola ca fiind „bastardul opulent al tuturor stilurilor”

Arhitectura Beaux-Arts denotă stilul arhitectural clasic academic care a fost predat la École des Beaux Arts din Paris. Stilul Beaux-Arts e mai presus de toate produsul cumulativ al a două secole și jumătate de instruire sub autoritate, mai întâi Académie royale d'architecture, apoi, după Revoluție, secțiunea de Arhitectură a Académie des Beaux-Arts. Organizarea în cadrul vechiului regimului al competiției pentru Marele Prix de Rome la arhitectură, oferind șansa de a studia la Roma, și-a imprimat codurile și estetica cursului de instruire, care a culminat în timpul celui de-al Doilea Imperiu (1850-1870) și celei de-a Treia Republică care a urmat. Stilul de instruire care a produs arhitectura Beaux-Arts a continuat fără o schimbare majoră până în 1968. Caracteristici arhitecturii Beaux-Arts includ:
- Aspecte monumentale și greoaie
- Acoperișuri plate sau în patru ape[60]
- Partere înălțate și cu fațadele cu bosaje[61]
- ierarhie a spațiilor, de la „spații nobile” - intrări și scări grandioase – la cele utilitare
- Ferestre arcuite[61]
- Uși arcuite și cu frontoane deasupra[61]
- Detalii clasice:[61] referințe ale unei sinteze de stiluri istorice și o tendință spre eclectism; fluent într-un număr de „mamiere”
- Simetrie[61]
- Sculptură statuară[61] (panouri cu basoreliefuri, sculpturi figurale, grupuri sculpturale), picturi murale, mozaicuri, și alte opere de artă, toate coordonate în temă astfel încât să afirme identitatea clădirii
- Detalii arhitecturale clasice:[61] balustrade, pilaștri, festoane, cartușe, acrotere, cu o expunere proeminentă a consolelor și a coloanelor decorative
- Policromie subtilă

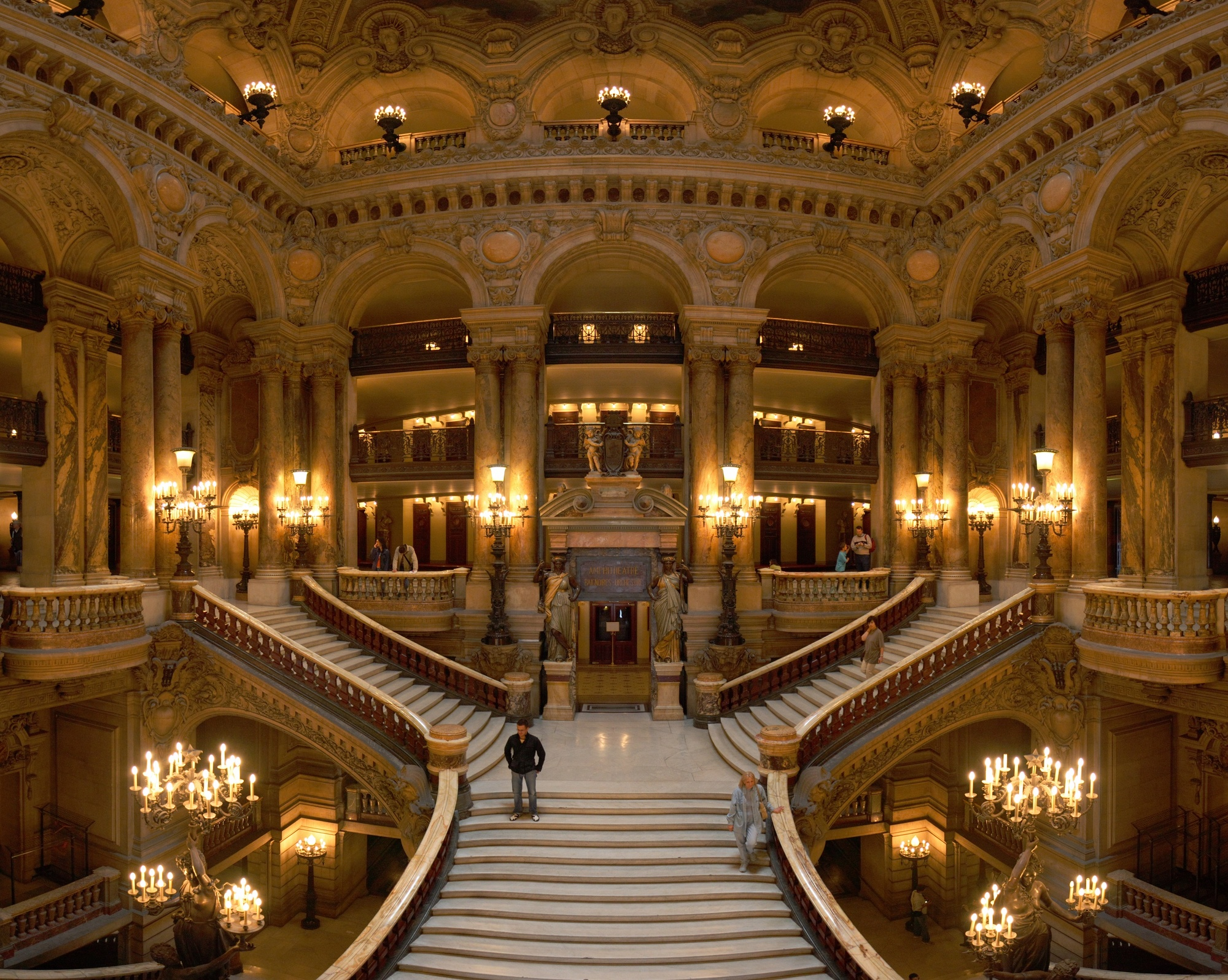
Marea scară a Operei Gernier (Paris), o scară ceremonială mare de marmură albă cu balustradă de marmură roșie și verde, 1860-1875, de Charles Garnier
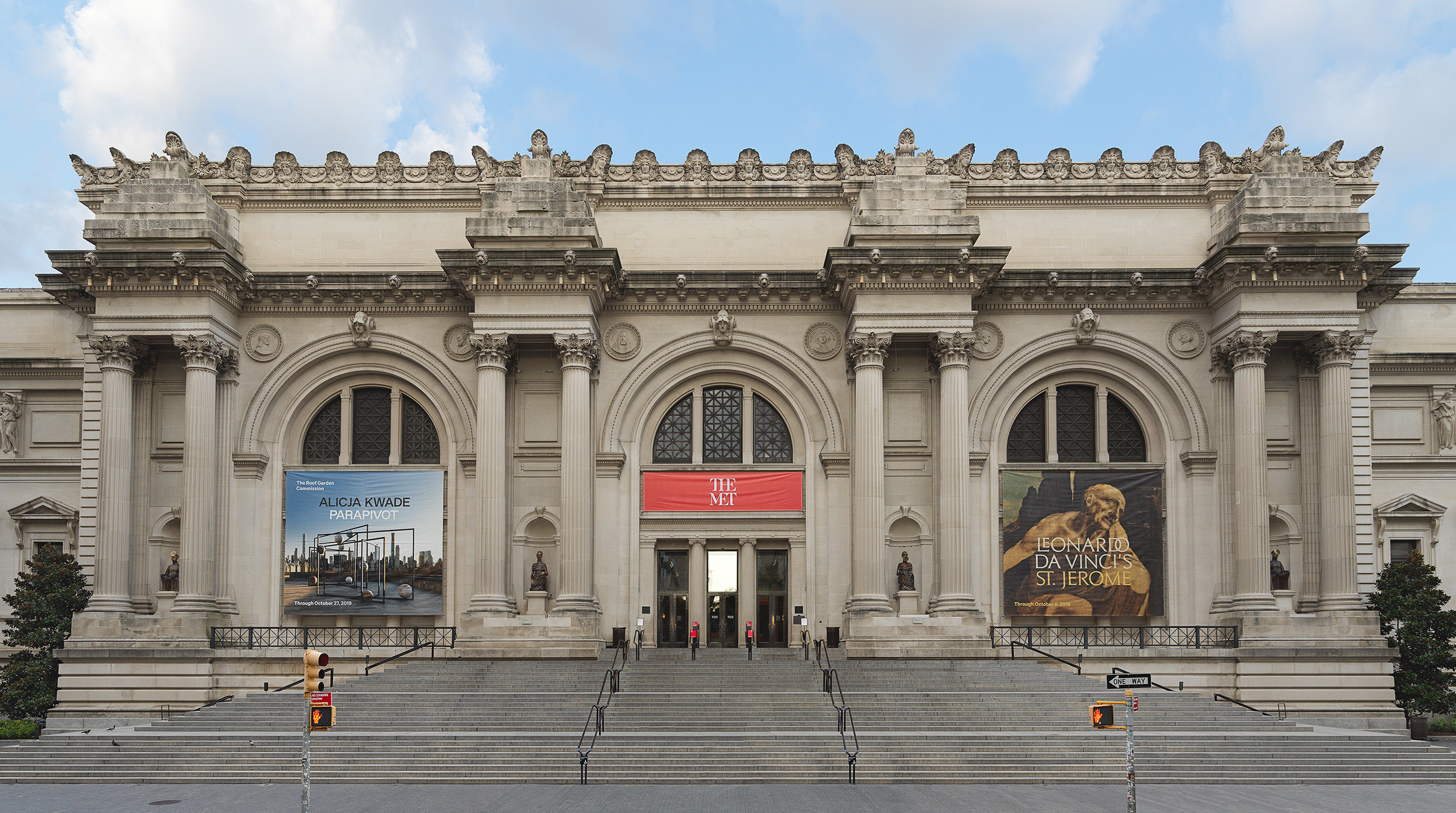
Muzeul Metropolitan de Artă (New York City), 1874, de Richard Morris Hunt, Calvert Vaux și Jacob Wrey Mould
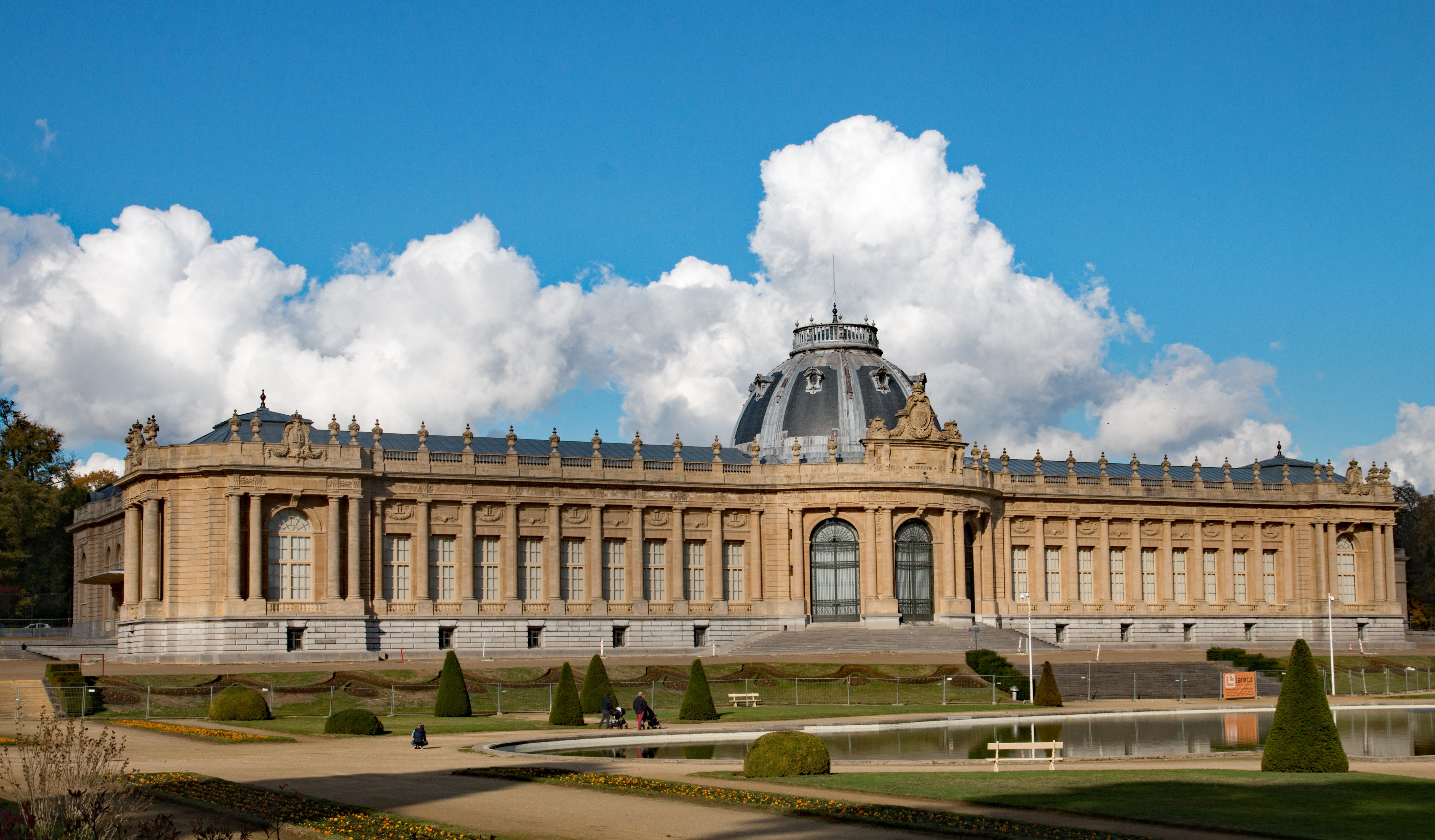
Muzeul Regal al Africii Centrale (Tervuren, Belgia), înainte de 1898
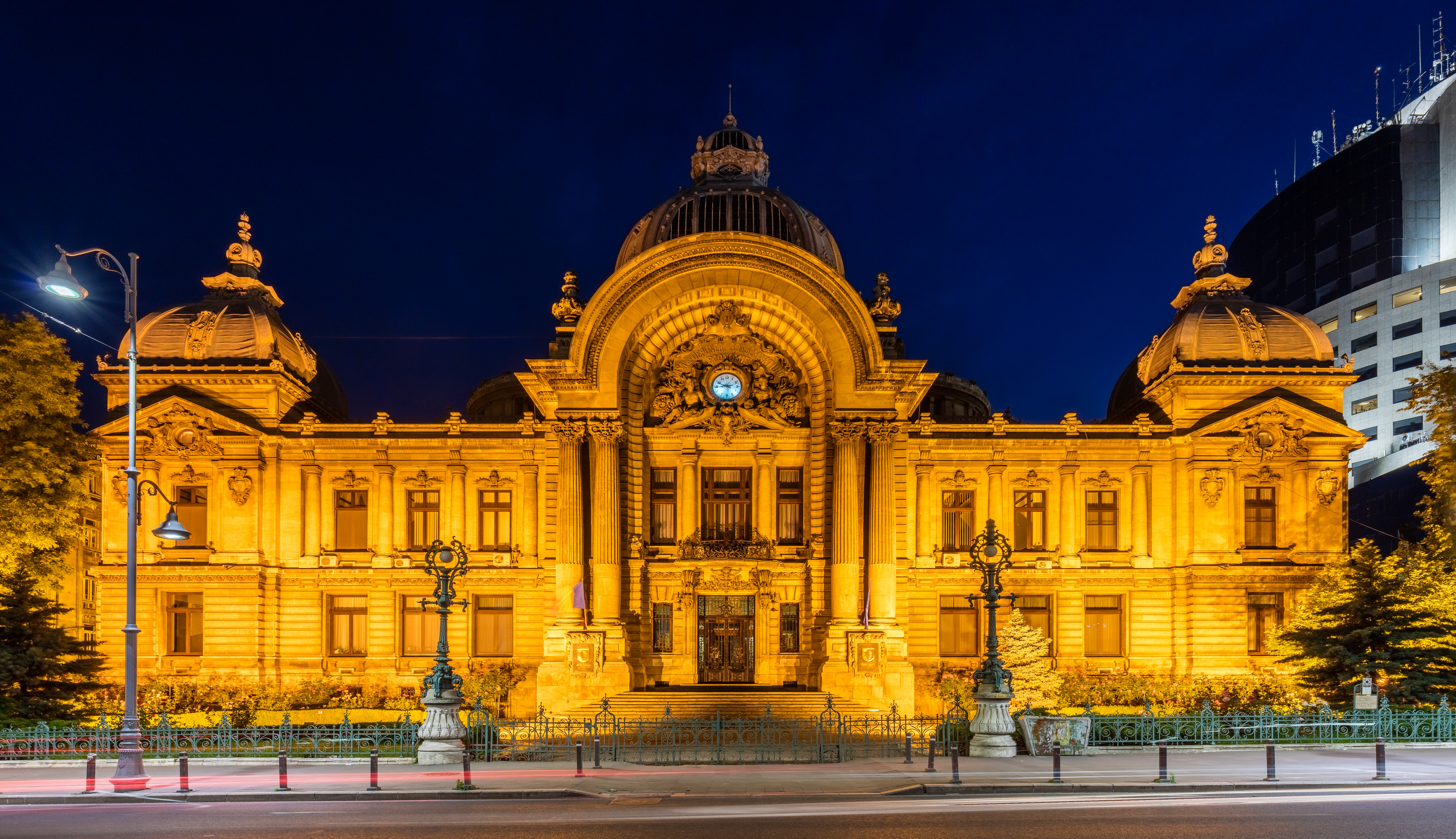
Palatul CEC de pe Calea Victoriei (București), 8 iunie 1897-1900, de Paul Gottereau
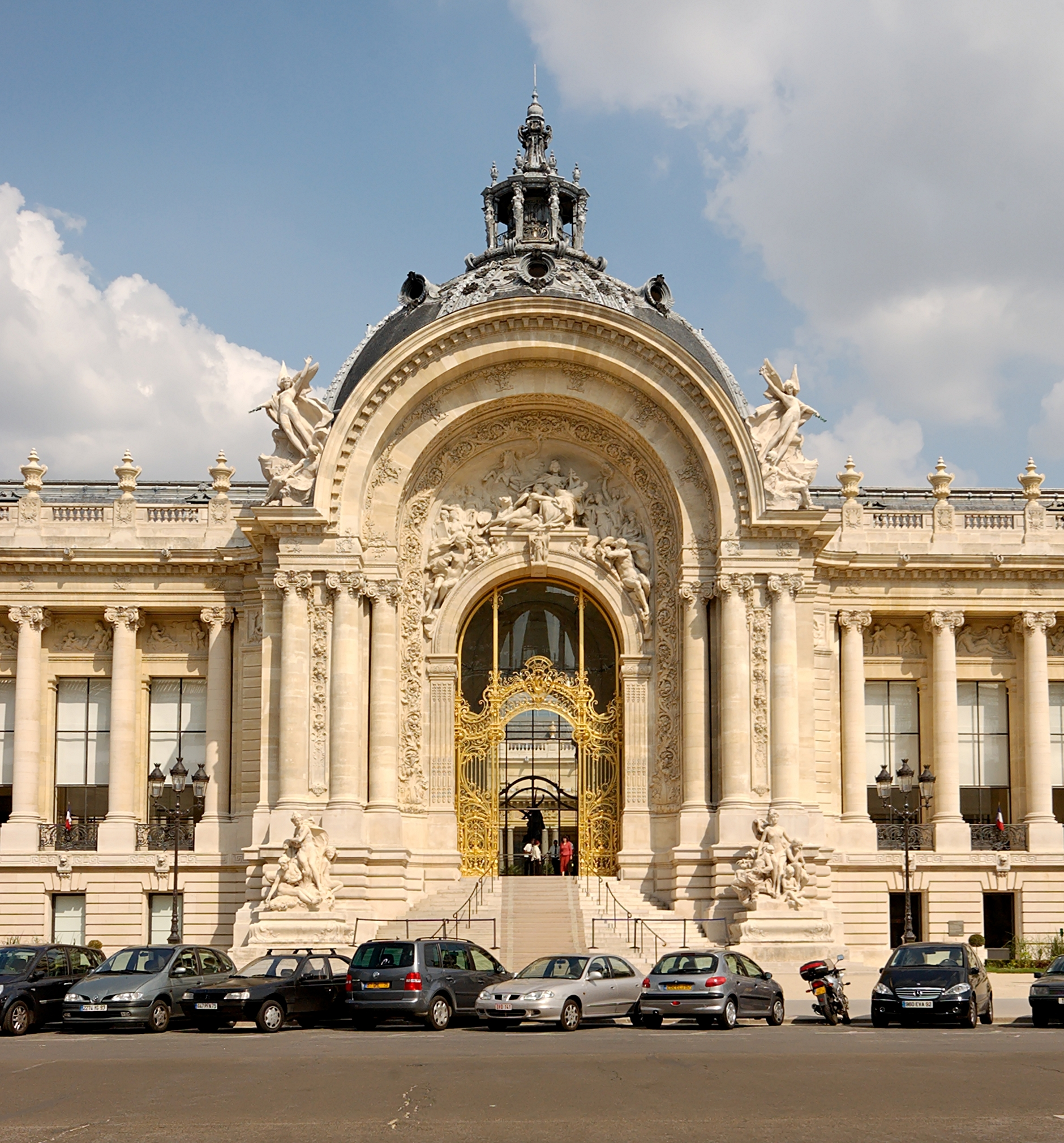
Petit Palais (Paris), 1900, de Charles Girault
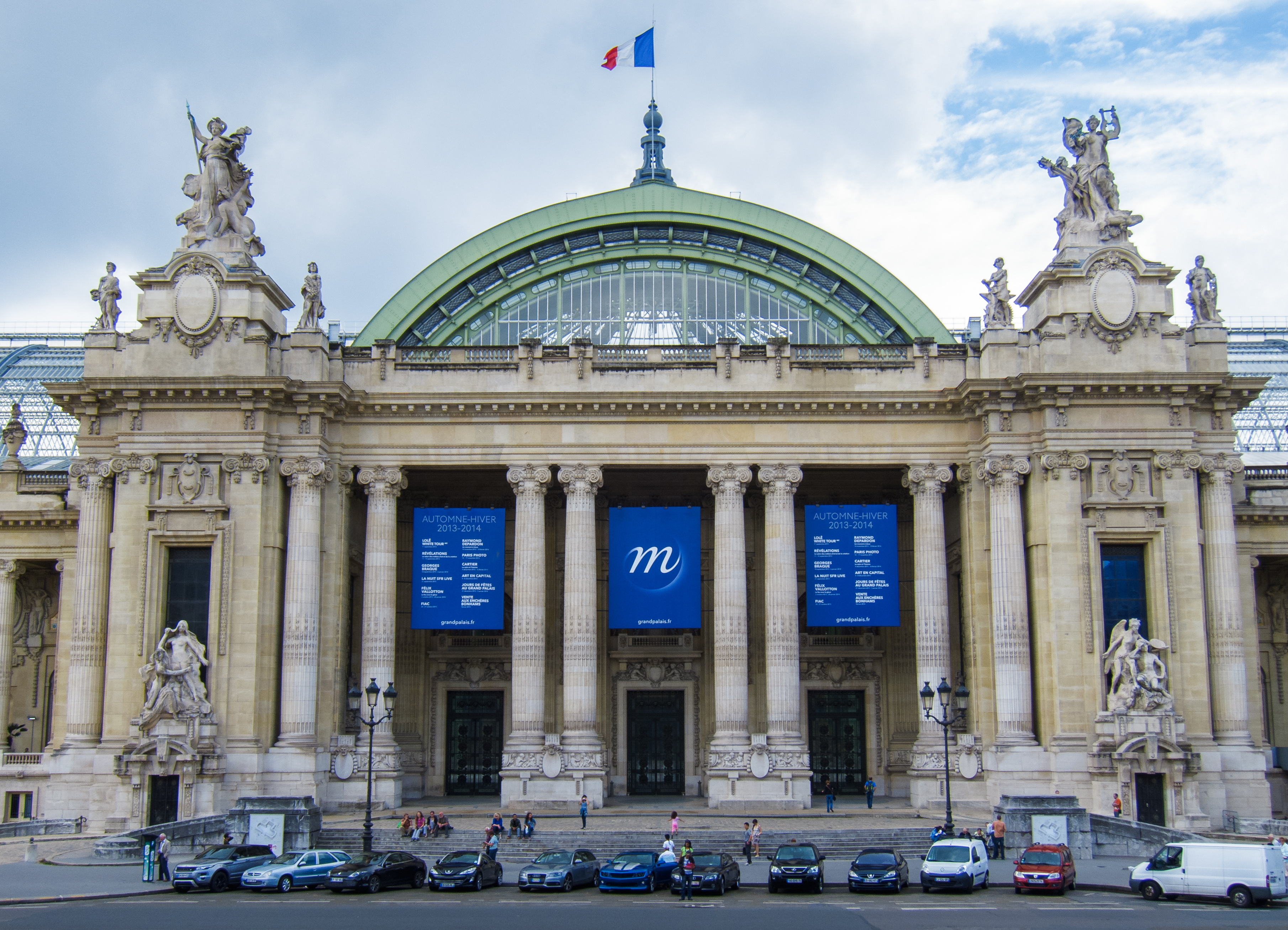
Grand Palais (Paris), 1900, de Charles Girault
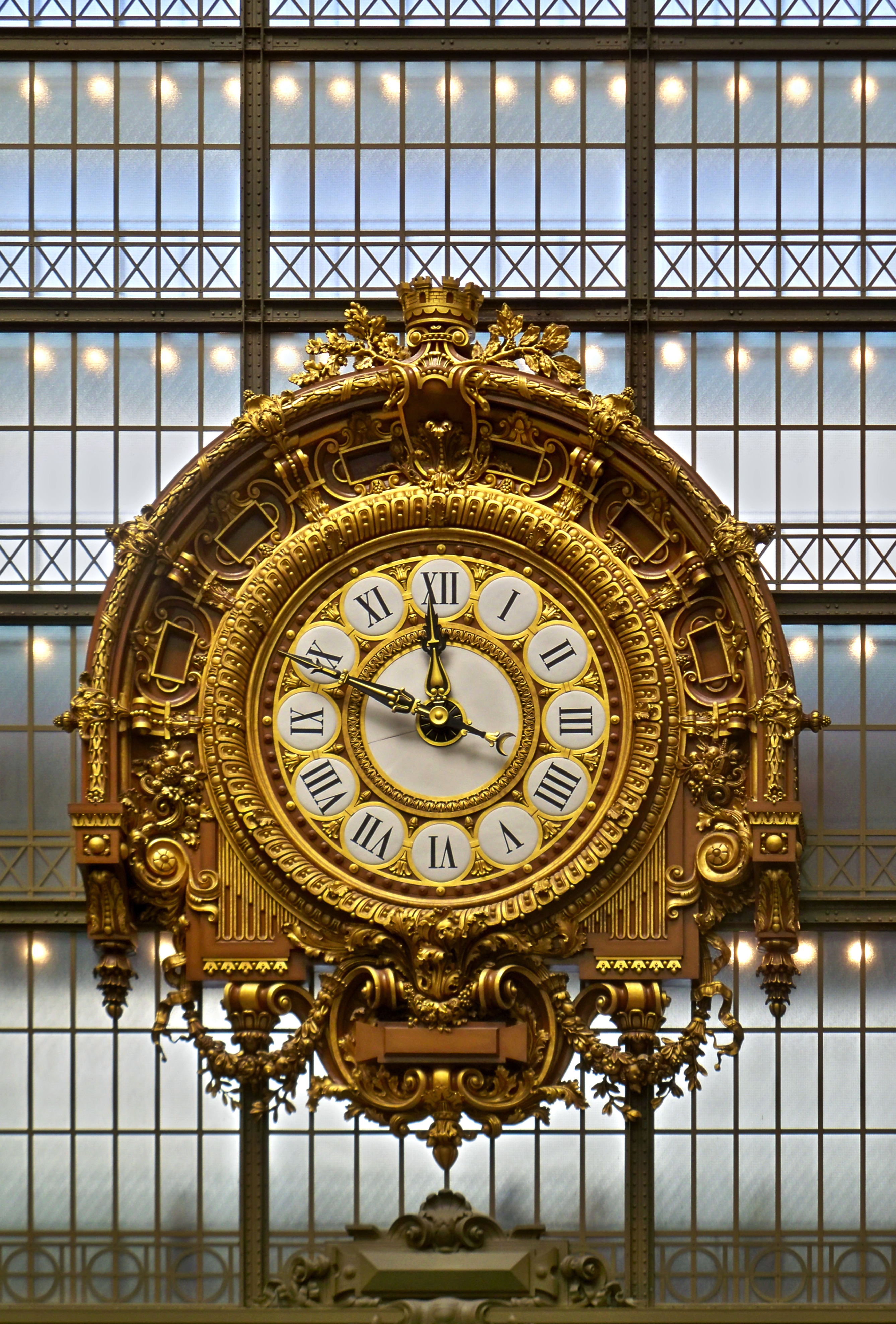
Ceas interior mare al Gării d'Orsay (Paris), acum Musée d'Orsay, 1900, de Victor Laloux
Interiorul Gării d'Orsay
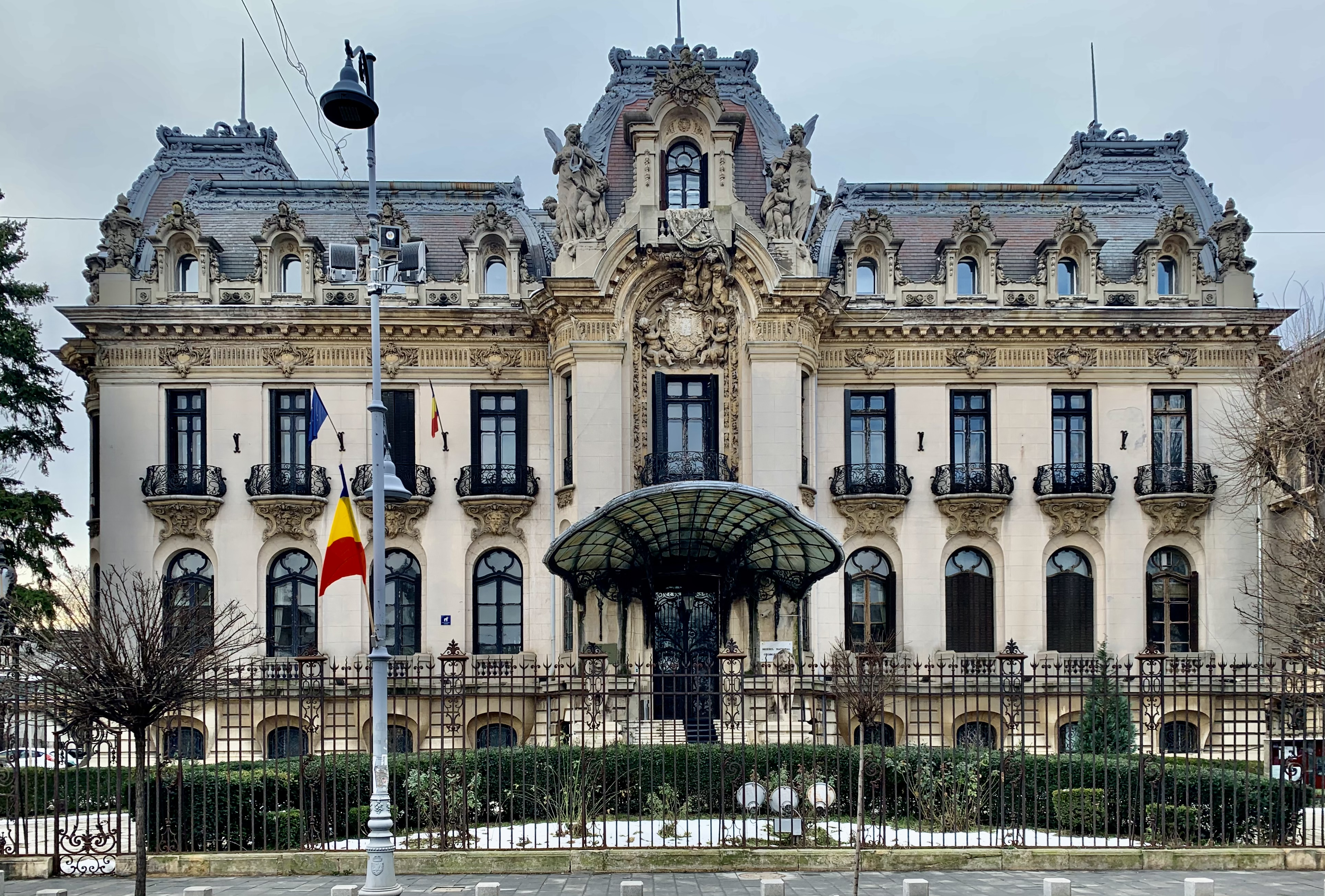
Palatul Cantacuzino de pe Calea Victoriei, 1901-903, de Ion D. Berindey
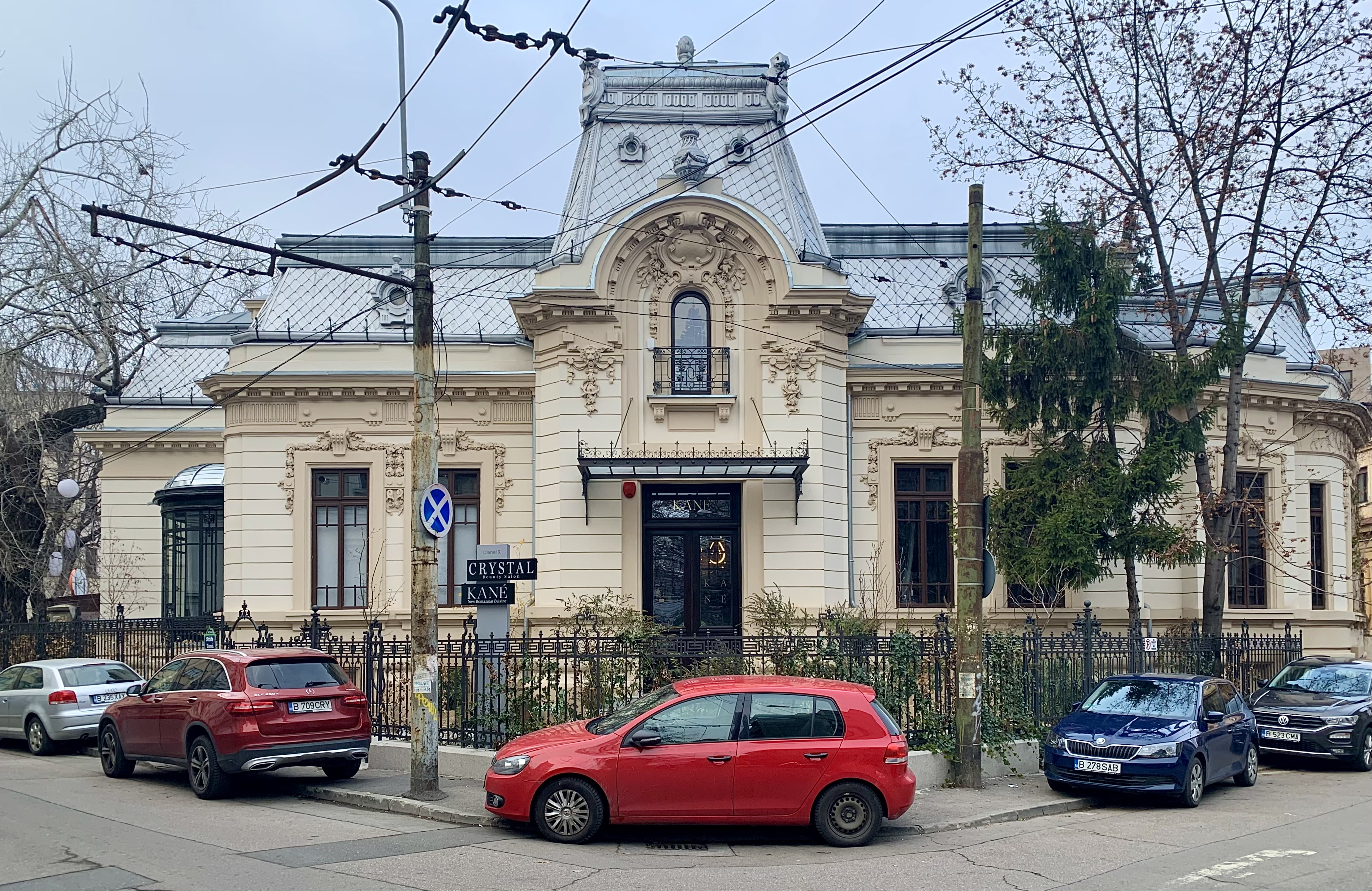
Casa Stroescu (București), de Ernest Donaud, circa 1900
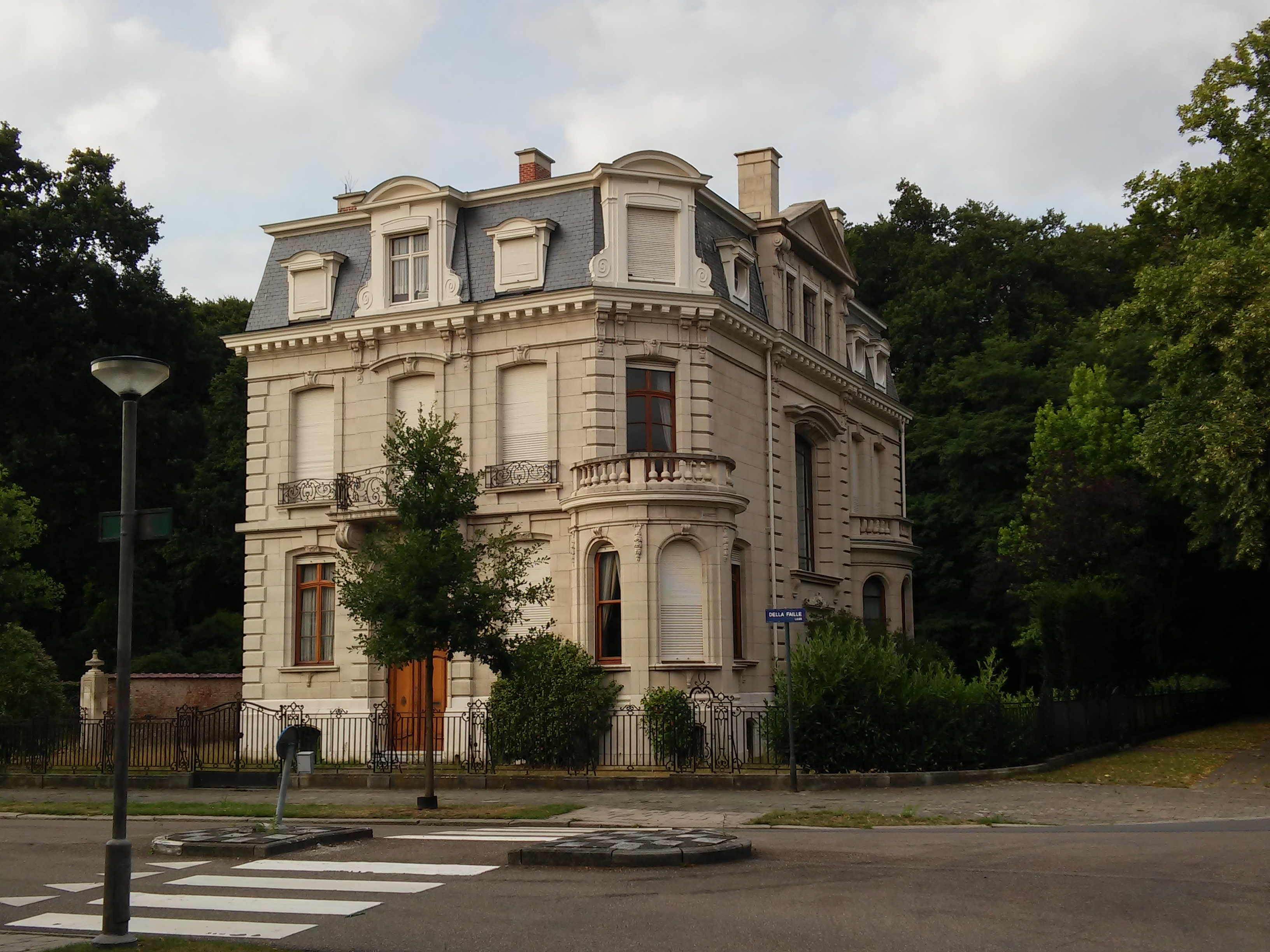
Vilă Beaux-Arts (Antwerp, Belgia), 1913, de Michel de Braey

### Industria și noile tehnologii
Datorită Revoluției Industriale și noilor tehnologii, au apărut tipuri noi de construcții. Până în 1850 fierul era destul de prezent în viața cotidiană la orice scară, de la detalii arhitecturale decorative produse în masă și obiecte ale clădirilor de apartamente și ale spațiilor comerciale până la locurile trenurilor. O clădire bine cunoscută din sticlă și fier din secolul al XIX-lea a fost Crystal Palace din Parcul Hyde (Londra), construit în 1851 ca să găzduiască Marea Expoziție, având un aspect asemănător cu o seră. Scara sa a fost descurajantă.
Piața a inițiat noi folosiri ale fierului și sticlei, creând o arhitectură pentru expunerea produselor și consum care a făcut din expunerea temporară a expozițiilor universale o caracteristică permanentă a vieții urbane moderne. Imediat după un an de la dezmembrarea Crystal Palace, Aristide Boucicaut a deschis ceea ce istoricii consumului de masă au etichetat primul magazin universal, Le Bon Marché din Paris. Pe măsură ce magazinul s-a extins, exteriorul său a luat forma unui monument public, fiind foarte decorat cu motive neorenascentiste franceze. Intrările au avansat subtil pe trotuar, în speranța de a captiva atenția potențialilor clienți. Între 1872 și 1874, interiorul a fost remodelat de Louis-Charles Boileau, în colaborare cu firma de inginerie a lui Gustave Eiffel.  În locul curții interioare necesare pentru a permite mai multă lumină în interior, noua clădire s-a concentrat în jurul a trei atrii de luminatoare.

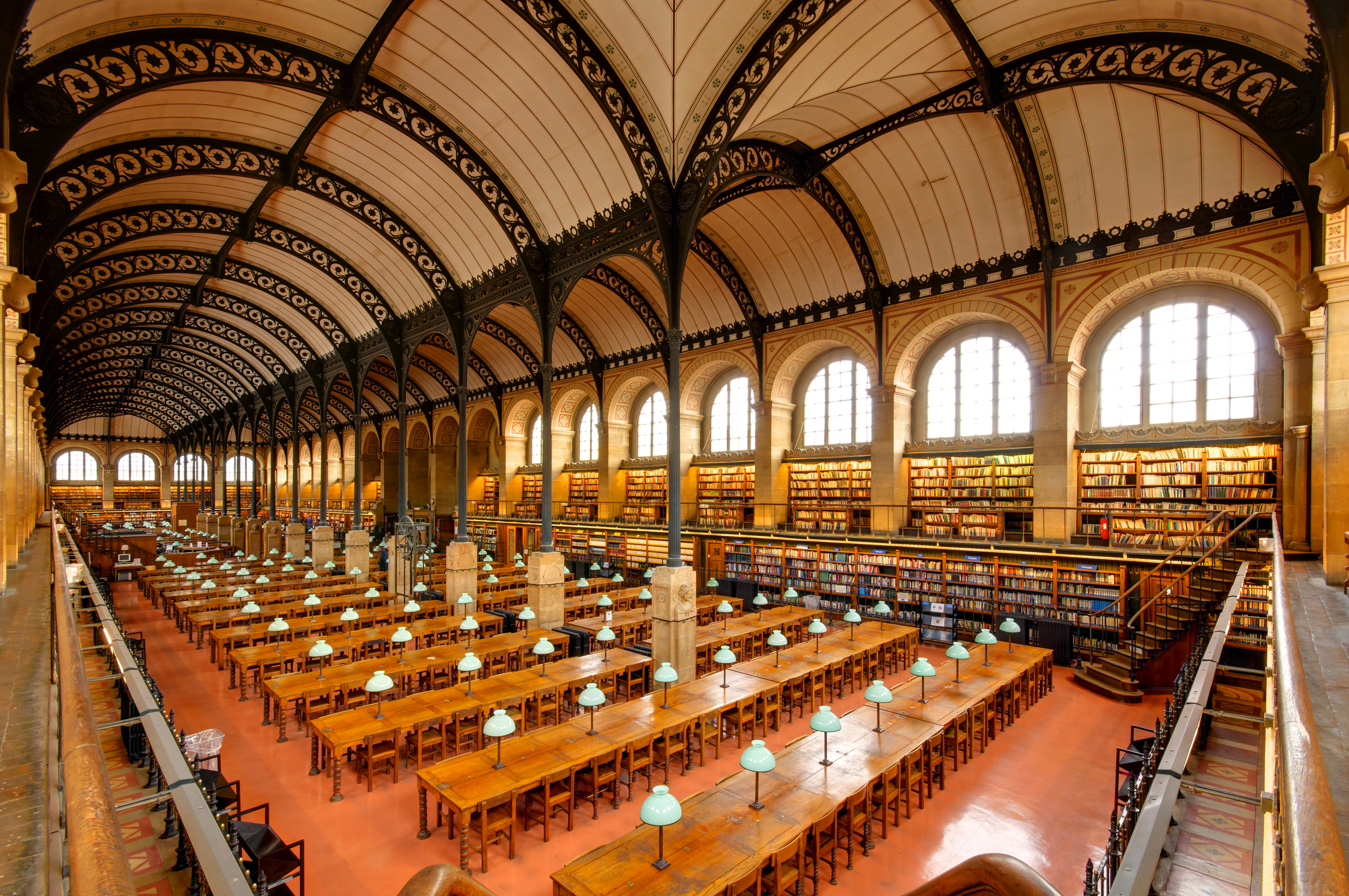
Interiorul Bibliotecii Sainte-Geneviève, 1843-1850, de Henri Labrouste
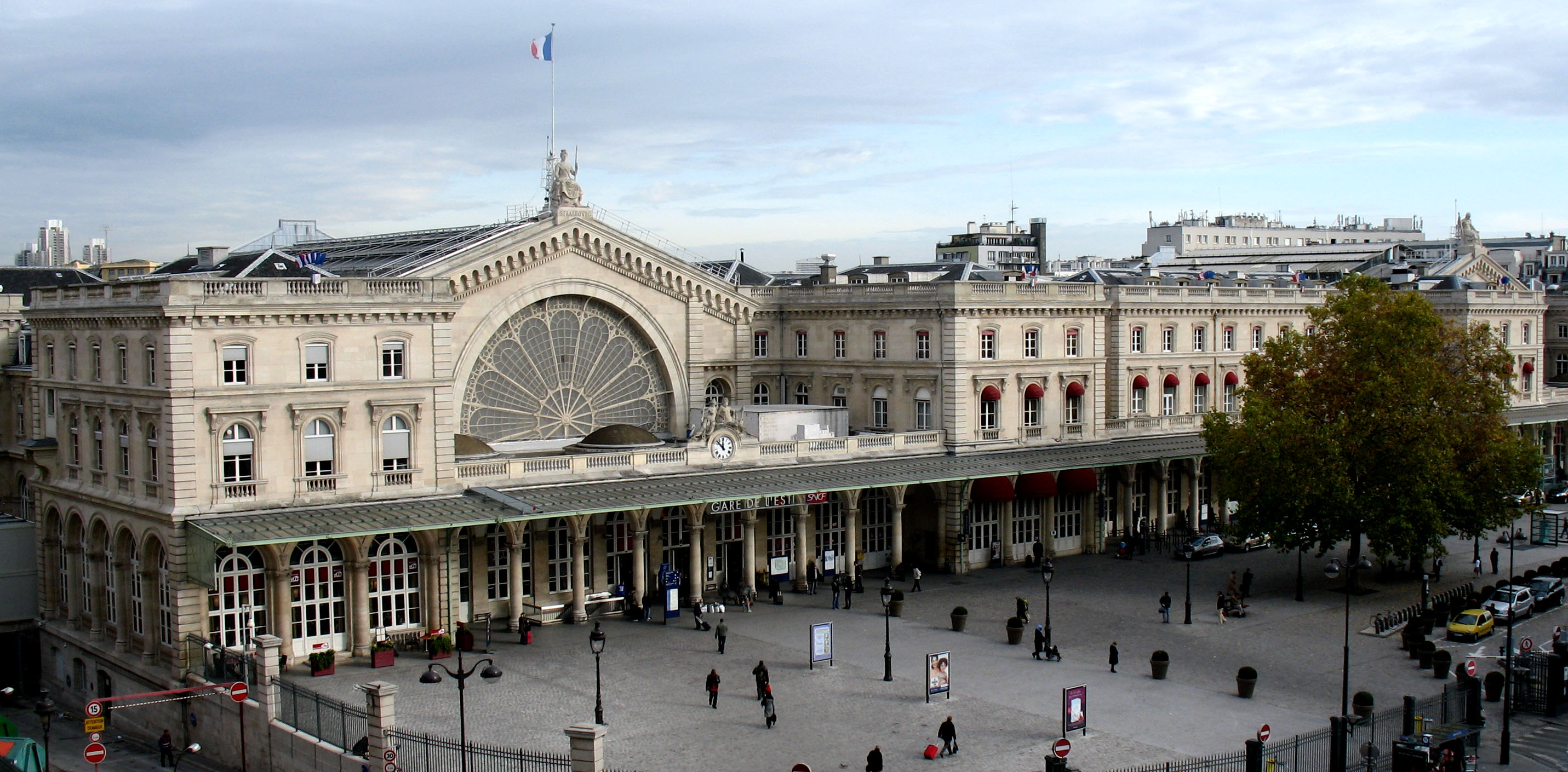
Gare de l'Est (Paris), cu o lunetă monumentală, 1847-1852, de François-Alexandre Duquesney
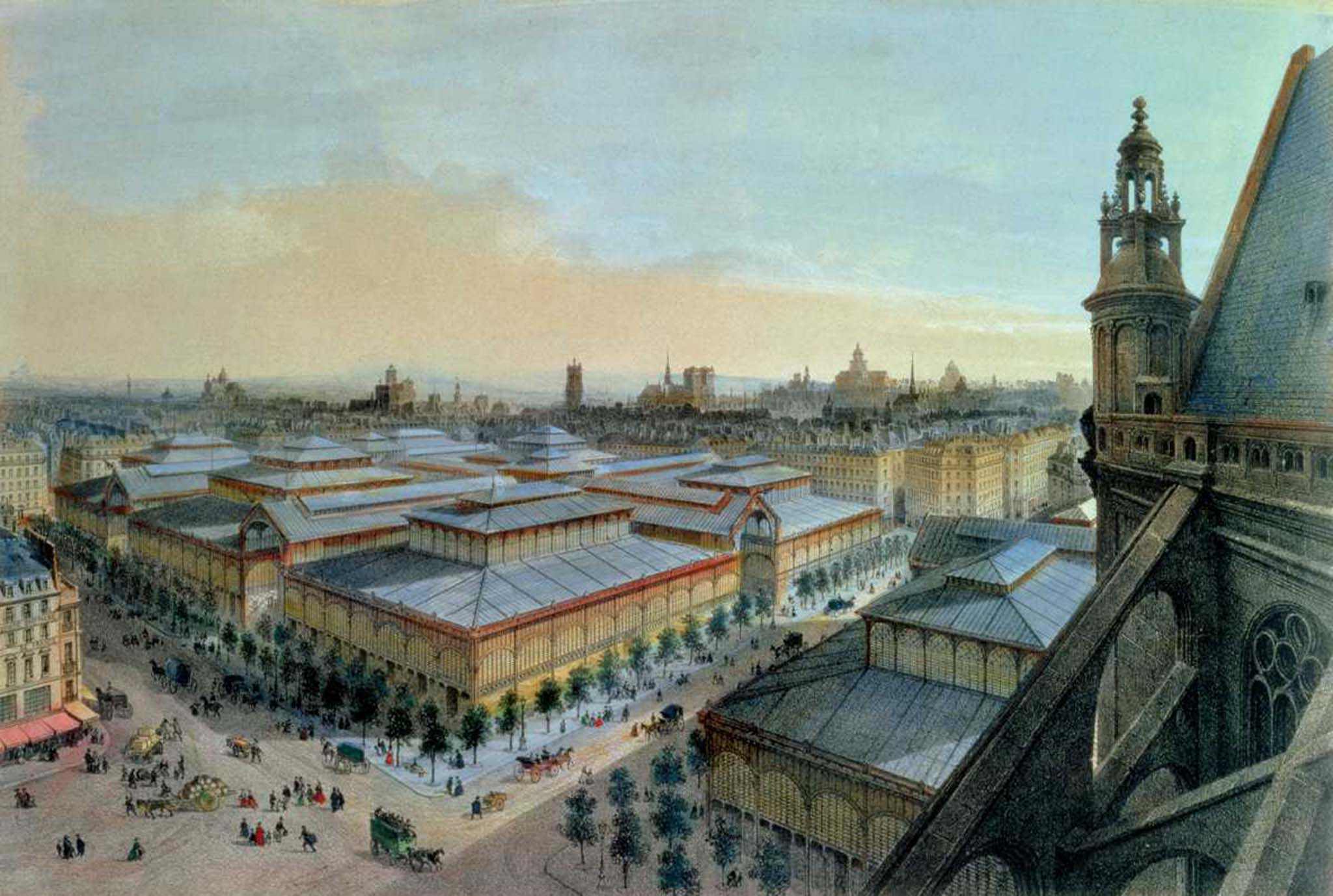
Les Halles (Paris), 1850s, de Victor Baltard
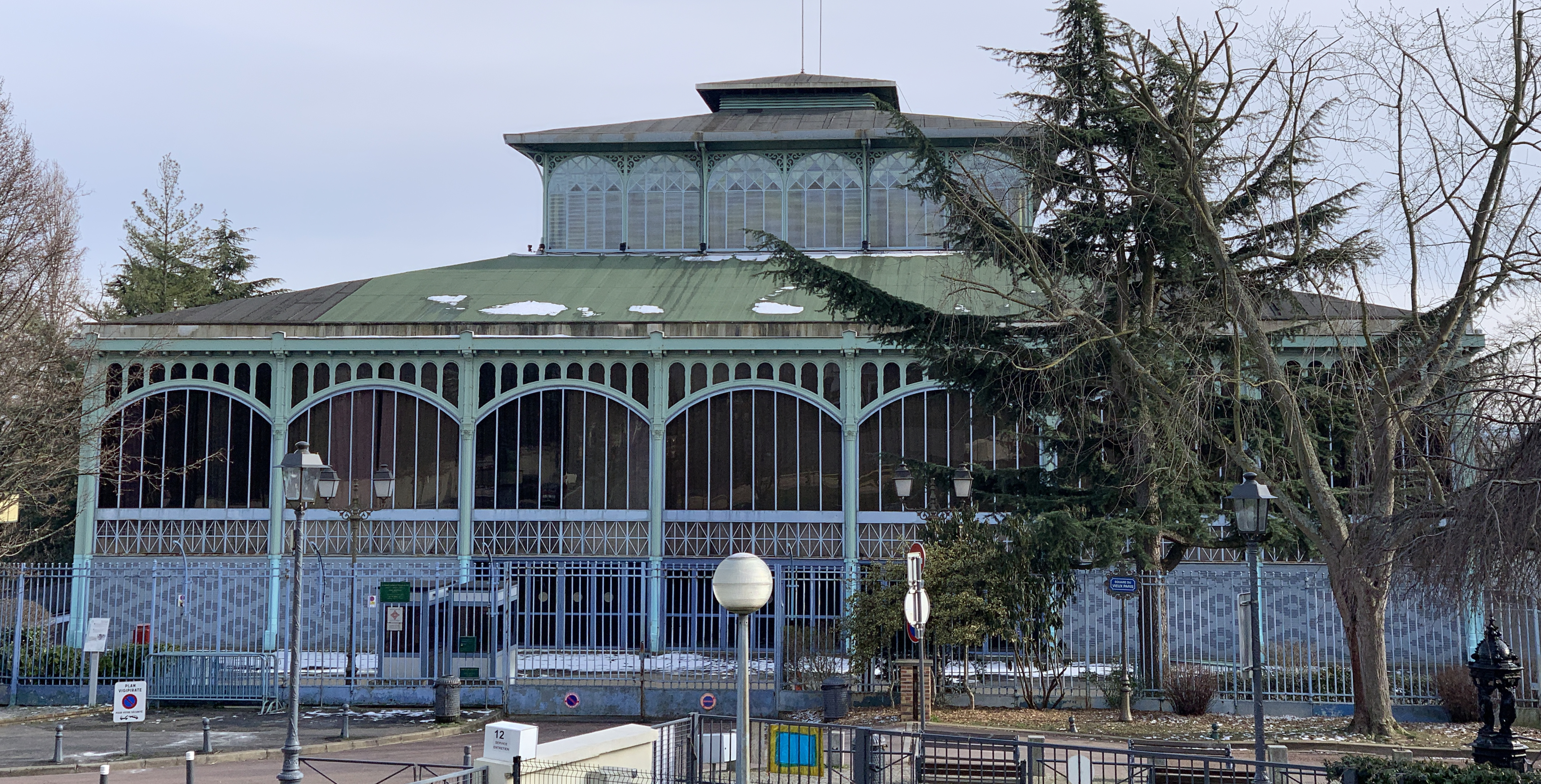
Pavillon Baltard (Nogent-sur-Marne, Franța), 1850s, de Victor Baltard
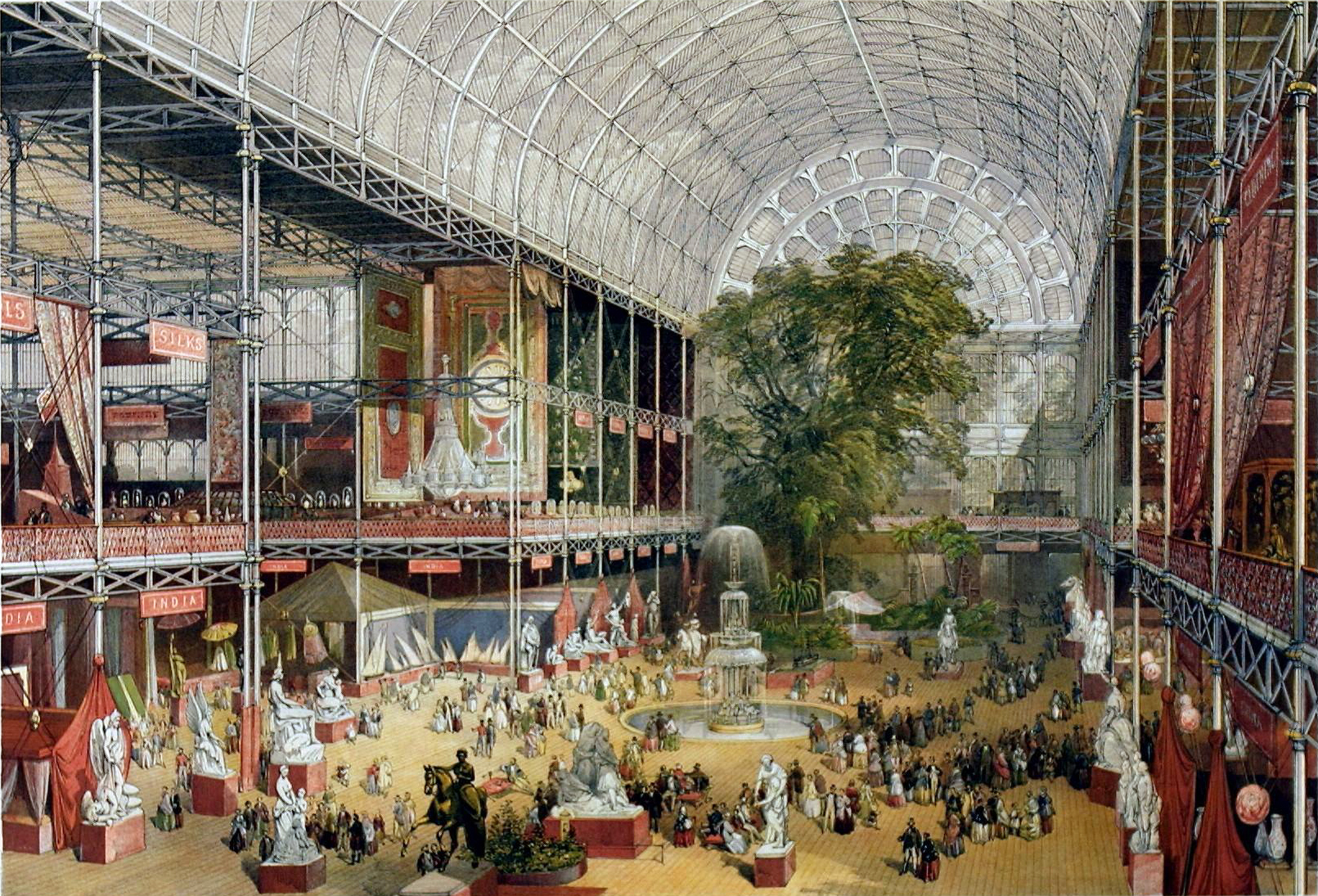
Interior din the Crystal Palace (Londra), 1851-distrus de un incendiu pe 30 noiembrie 1936, de Joseph Paxton
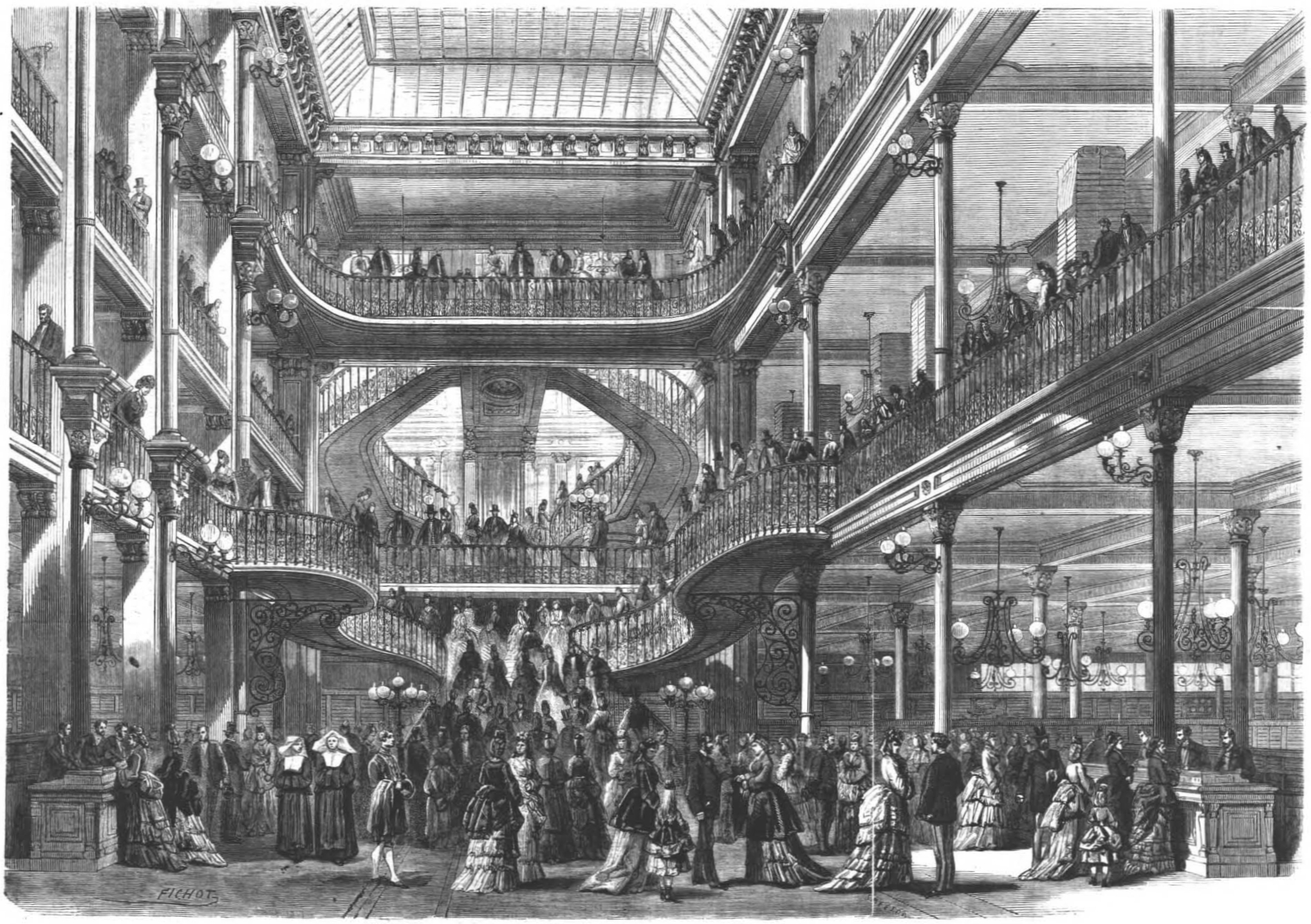
Interior din Le Bon Marché (Paris), cu scări asemănătoare cu cele ale Opérei Garnier a lui Charles Garnier, 1872-1874, de Louis-Charles Boileau în colaborare cu firma de inginerie a lui Gustave Eiffel
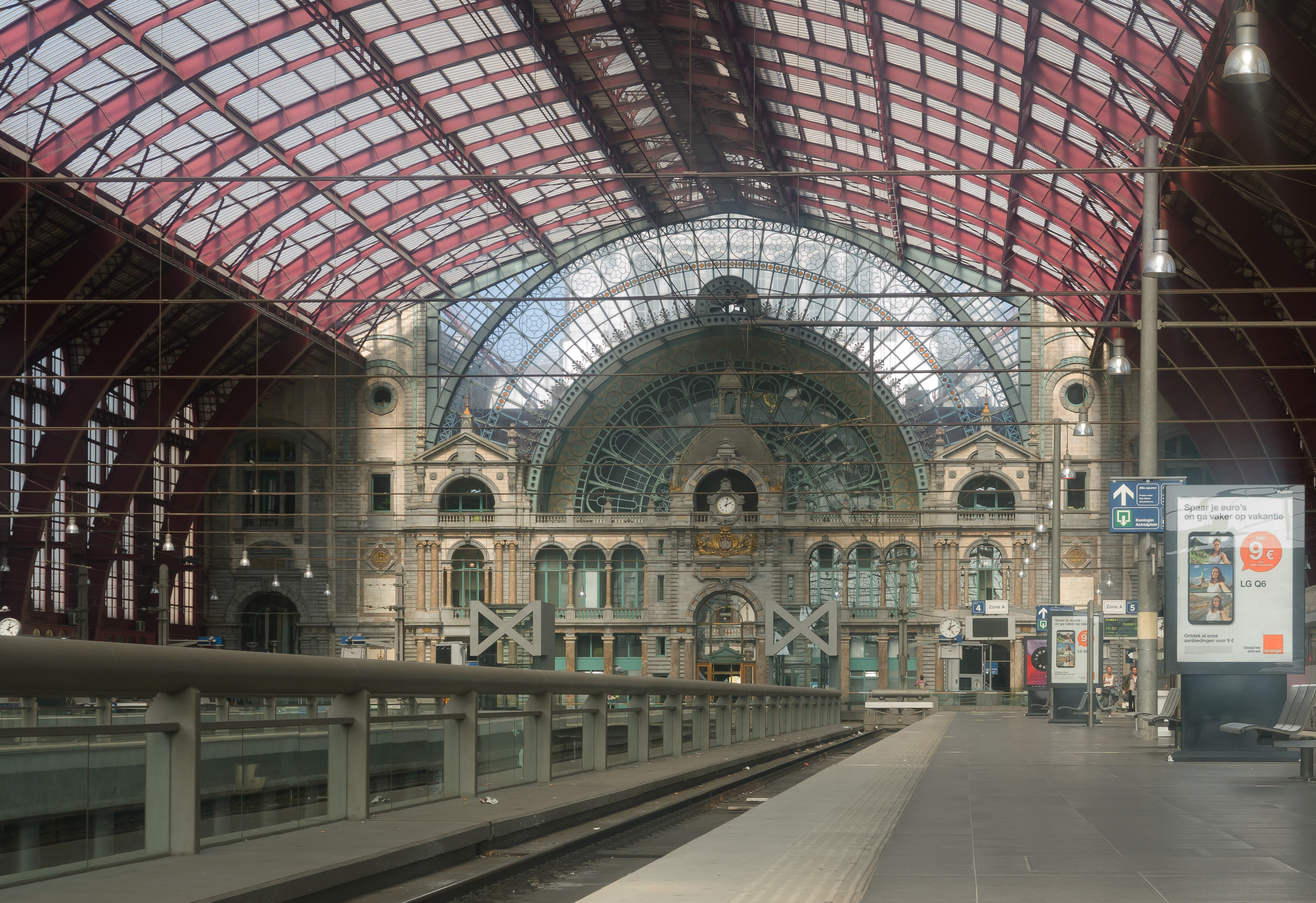
Interior al Gării Antwerpen-Centraal, 1895-1905, de Louis Delacenserie
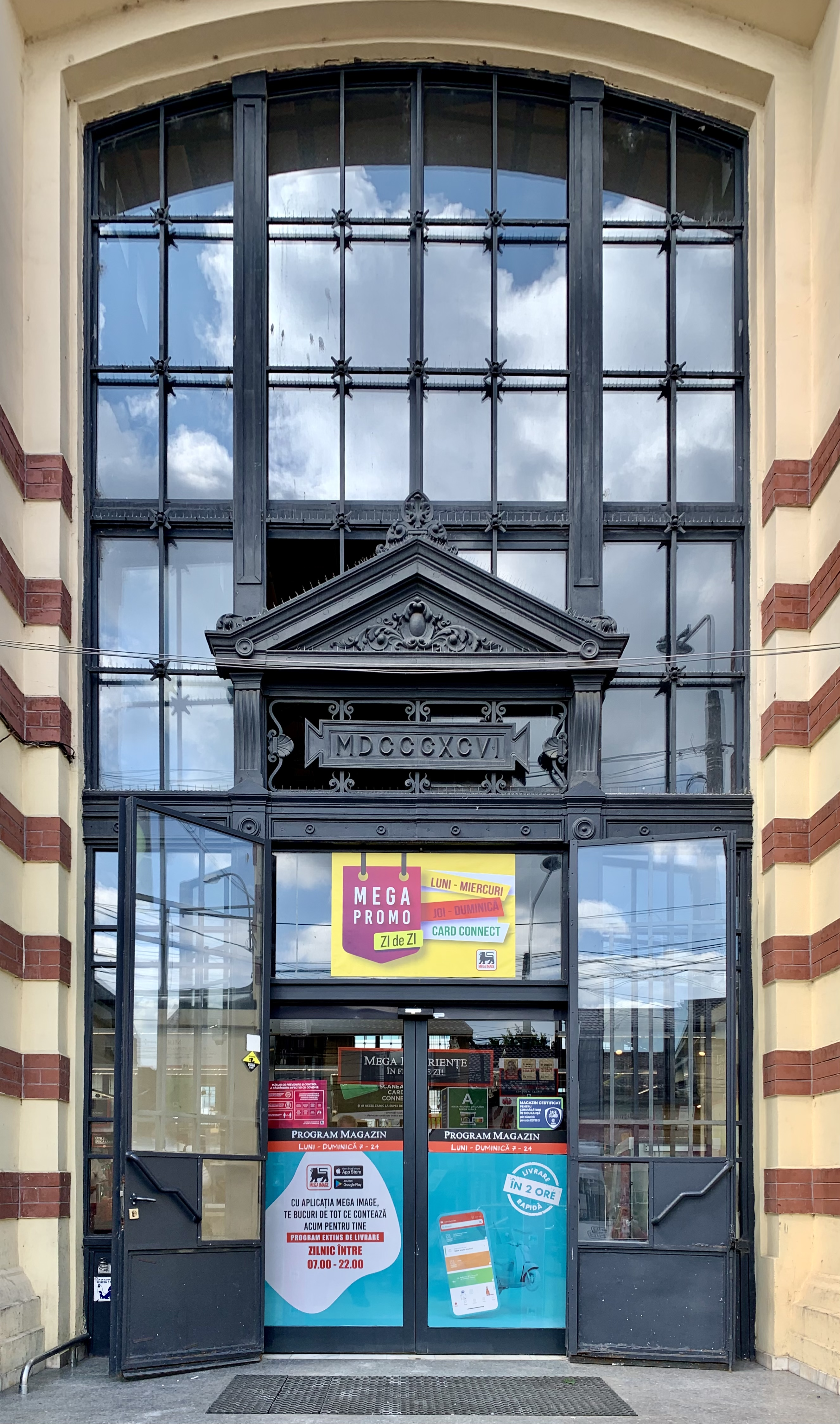
Intrarea Halei Traian (București), cu cartușe metalice în și sub un fronton, acum un Mega Image, 1896, de Giulio Magni

### Art Nouveau

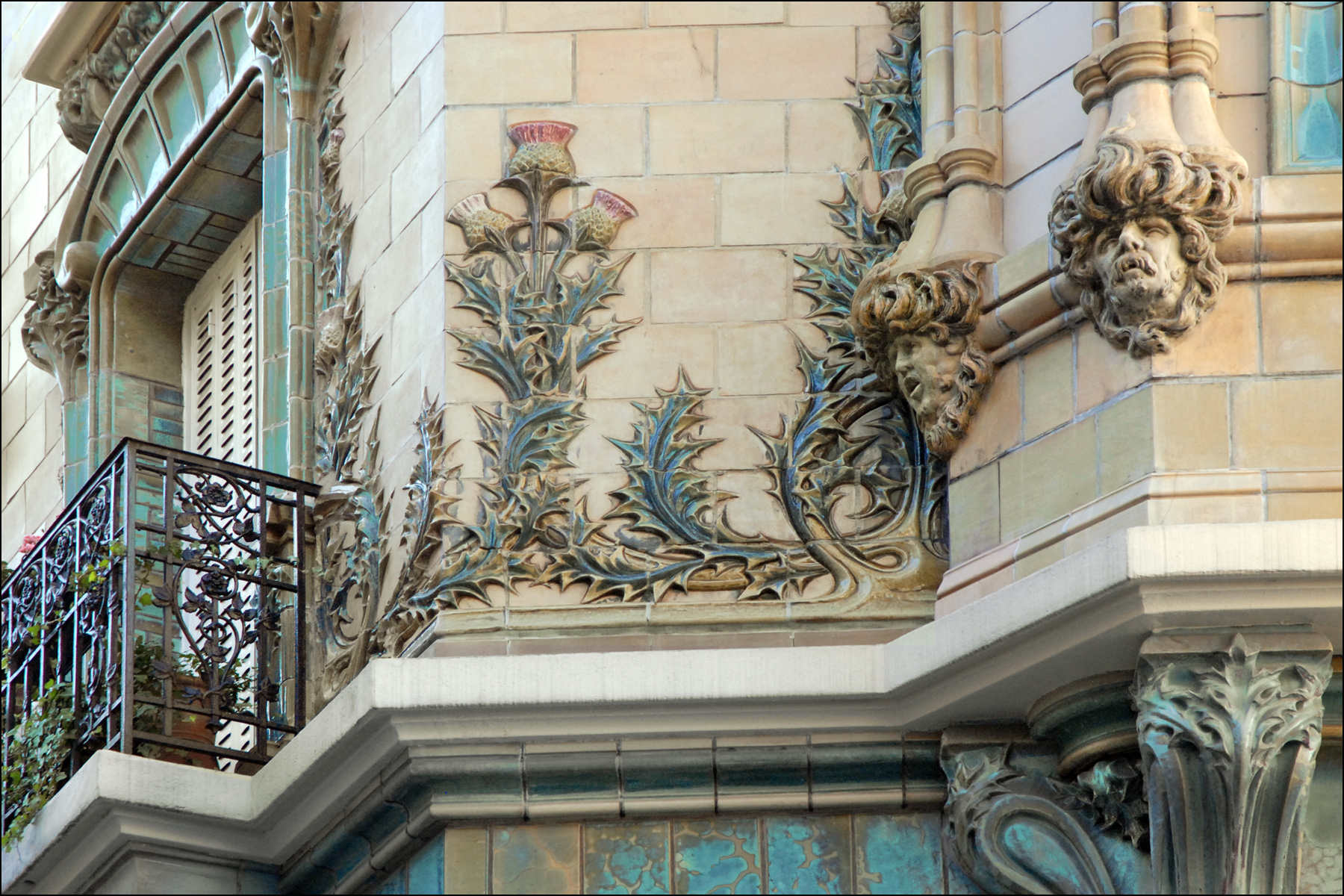
Ciulini cu mascaroane cu păr ondulat pe Clădirea Les Chardons (Paris), 1903, de Charles Klein

În jurul anului 1900, un număr de arhitecți din toată lume au început să dezvolte noi soluții arhitecturale pentru integrarea precedentelor tradiționale cu noile cerințe sociale și posibilități tehnologice, inspirându-se din forme și structuri naturale, în special liniile curbate ale plantelor și florilor. Opera lui Victor Horta și Henry van de Velde la Bruxelles, Antoni Gaudí la Barcelona, Otto Wagner la Viena și Charles Rennie Mackintosh la Glasgow, printre mulți alții, poate să fie văzută ca o luptă comună între vechi și nou.
Arhitectura Art Nouveau a fost o reacție împotriva stilurilor eclectice care au dominat arhitectura europeană în a doua jumătate a secolului al XIX-lea. S-a exprimat prin decorare: fie ornamentală (pe bază de flori și plante, de exemplu ciulini, iriși, ciclameni, orhidee, nuferi etc.), fie sculpturală. În timp ce fețe de oameni (sau mascaroane) sunt denumite ornamente, folosirea figurii umane în diferite forme de sculptură (statui și reliefuri) a fost, de asemenea, tipică pentru Art Nouveau. Înaintea Secesiunii Vieneze, a stilului romantic național, și a Jugendstil-ului, fațadele erau asimetrice și adesea decorate cu plăci ceramice policrome. Decorul sugerează de obicei mișcarea; nu a existat nicio distincție între structură și ornament. Motivul biciului adoptat de la formele vegetale a fost folosit pe scară largă.

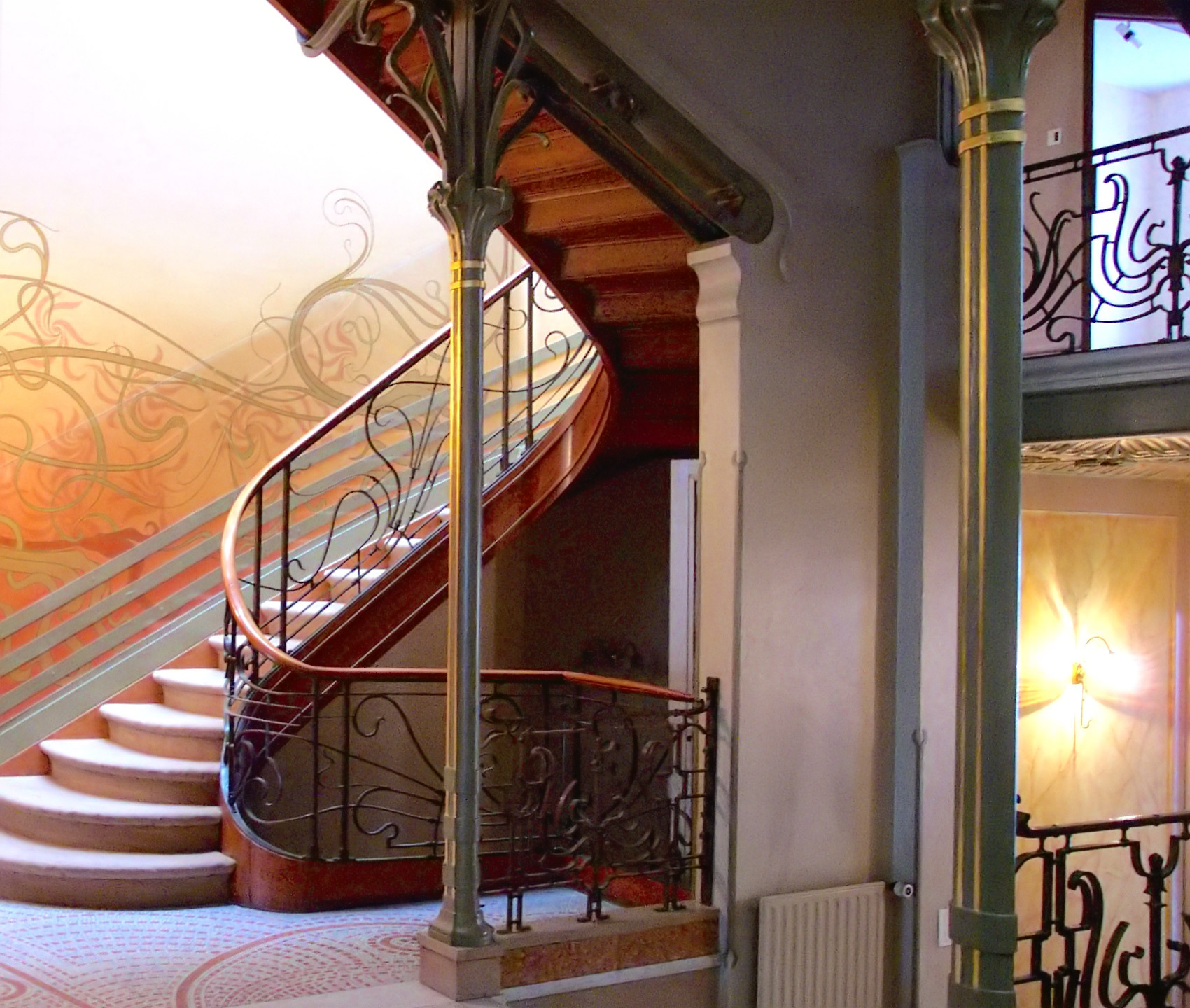
Interior din Hôtel Tassel (Bruxelles, Belgia), 1892-1893, de Victor Horta
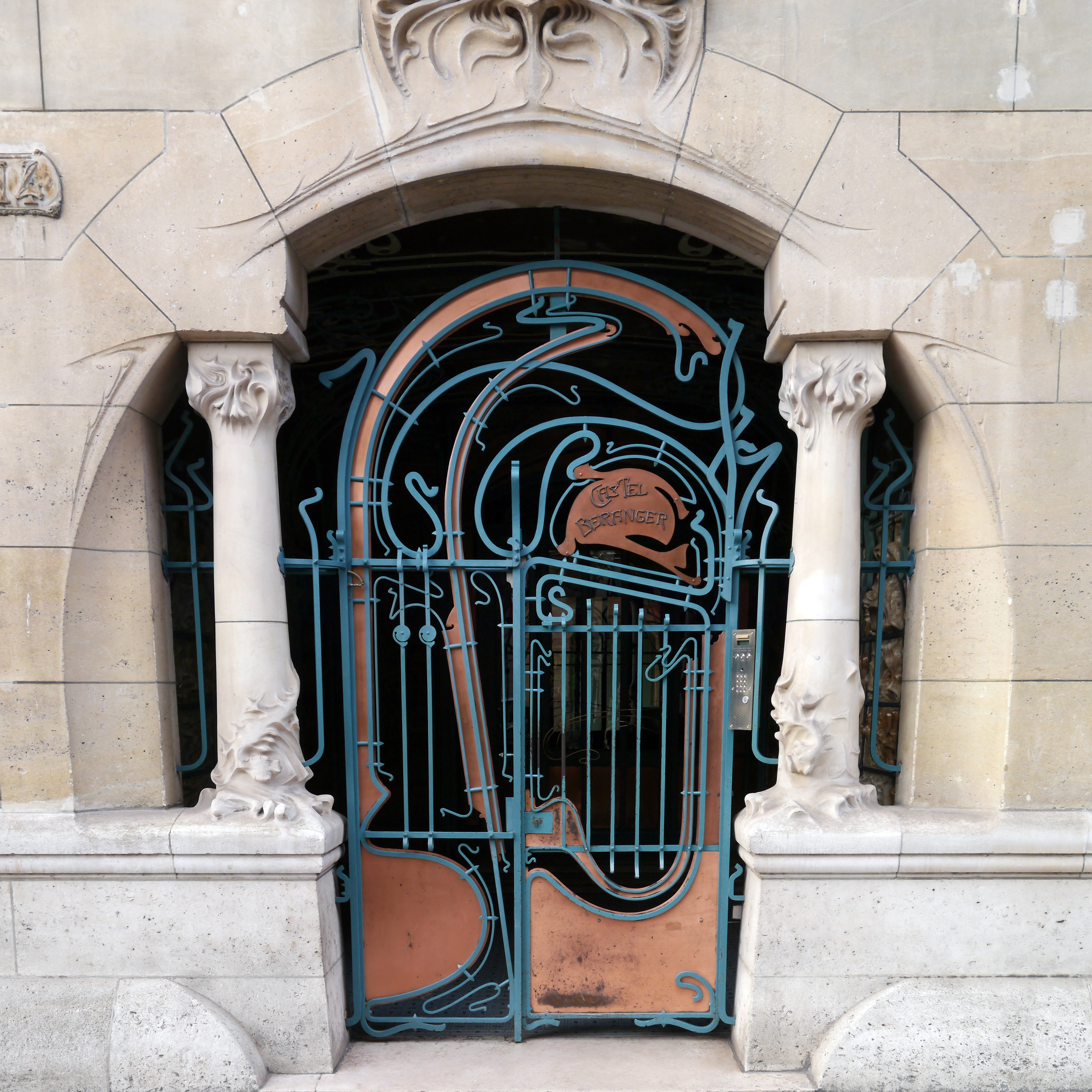
Intrare a Castelului Béranger (Paris), 1895–1898, de Hector Guimard
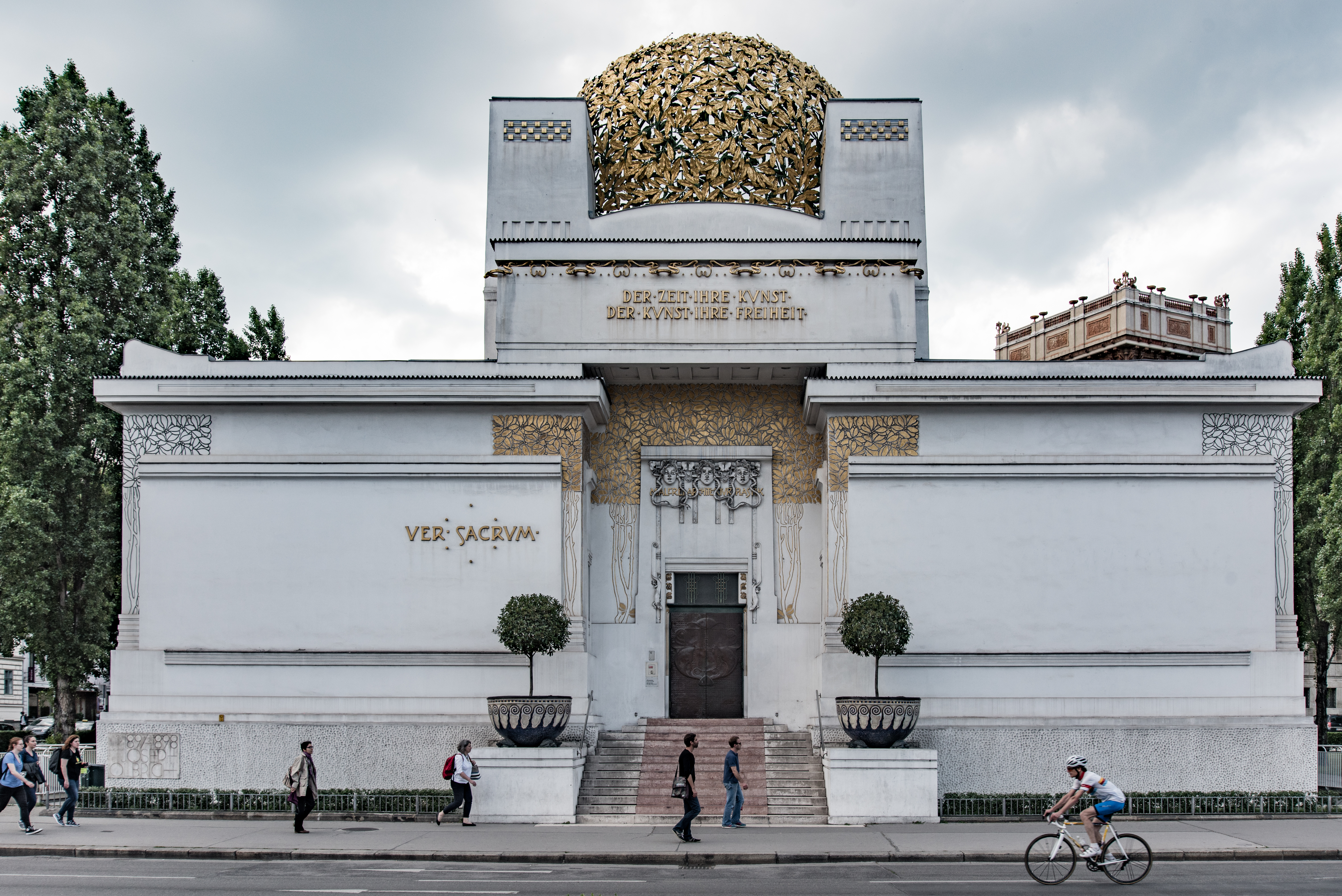
Clădirea Secesiunii (Viena, Austria), 1897-1898, de Joseph Maria Olbrich
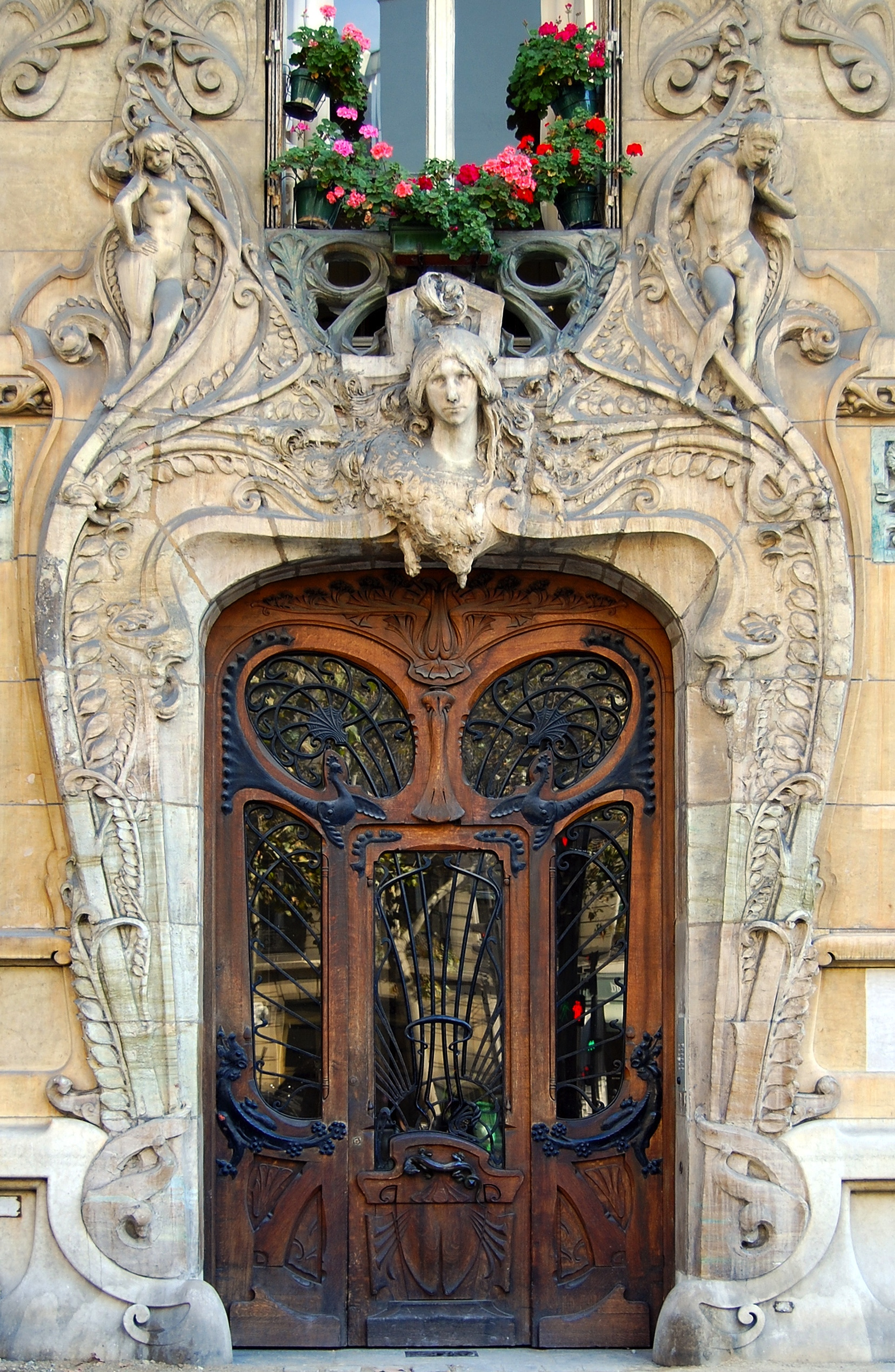
Intrarea ornamentată a Clădirii Lavirotte (Paris), 1900, de Jules Lavirotte
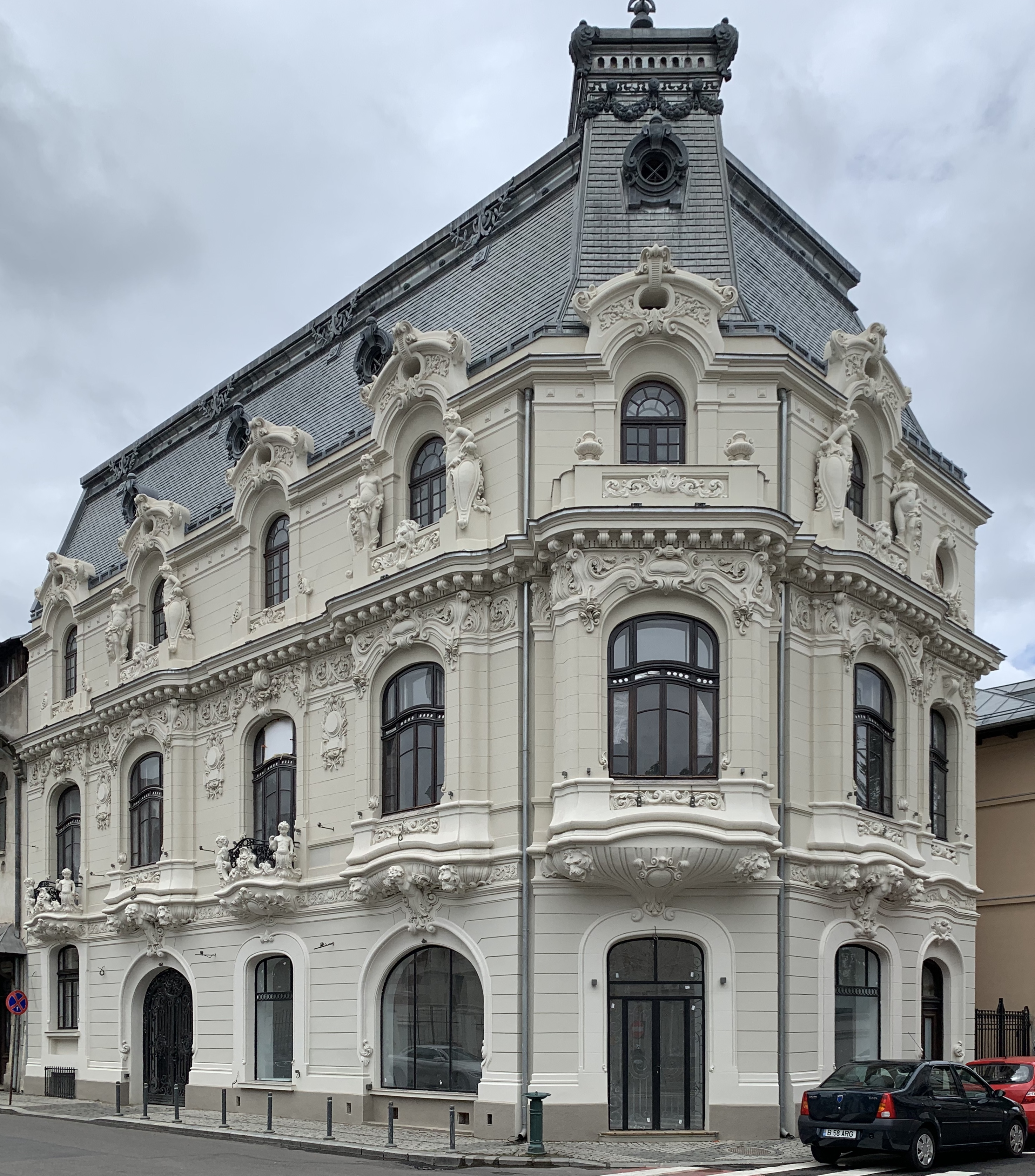
Casa Mița Biciclista din (București), 1910, combinație între neobaroc și Art Nouveau
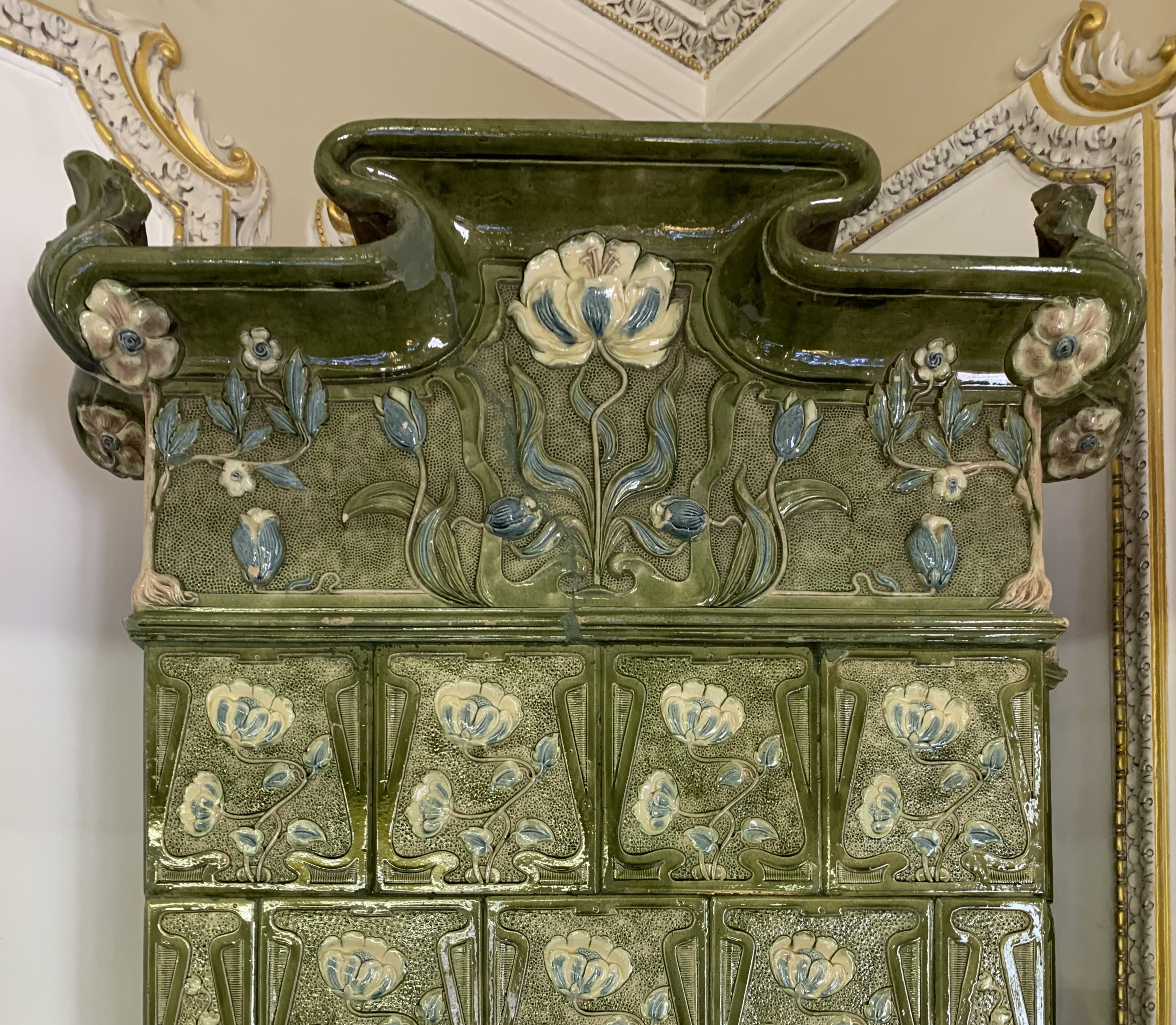
Partea de sus a unei sobe din Muzeul George Severeanu (București), dată necunoscută (probabil 1900)
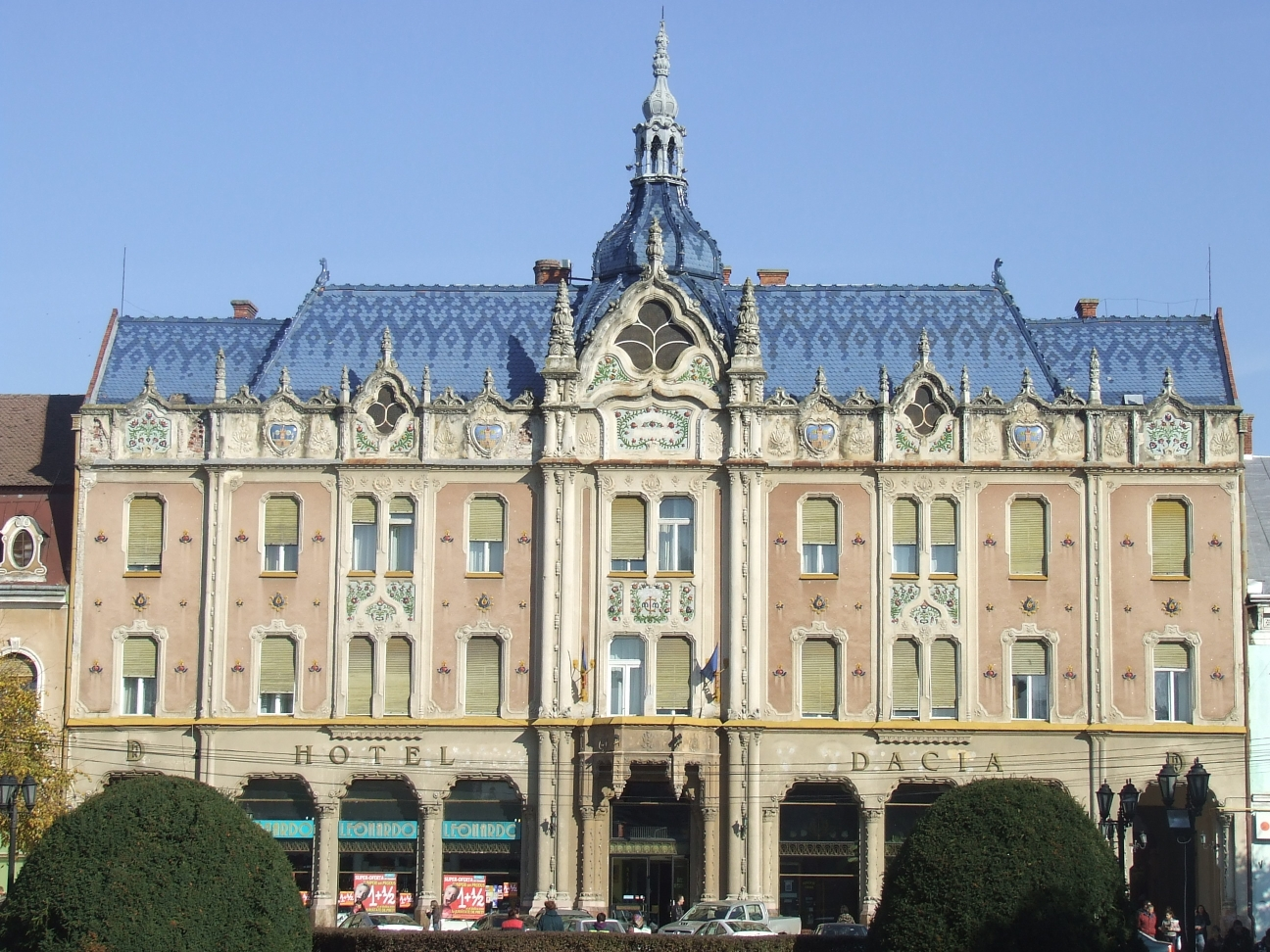
Hotelul Dacia (Satu Mare, România), un exemplu de Art Nouveau austro-ungar, 1902, de Bálint Zoltán și Jámbor Lajos
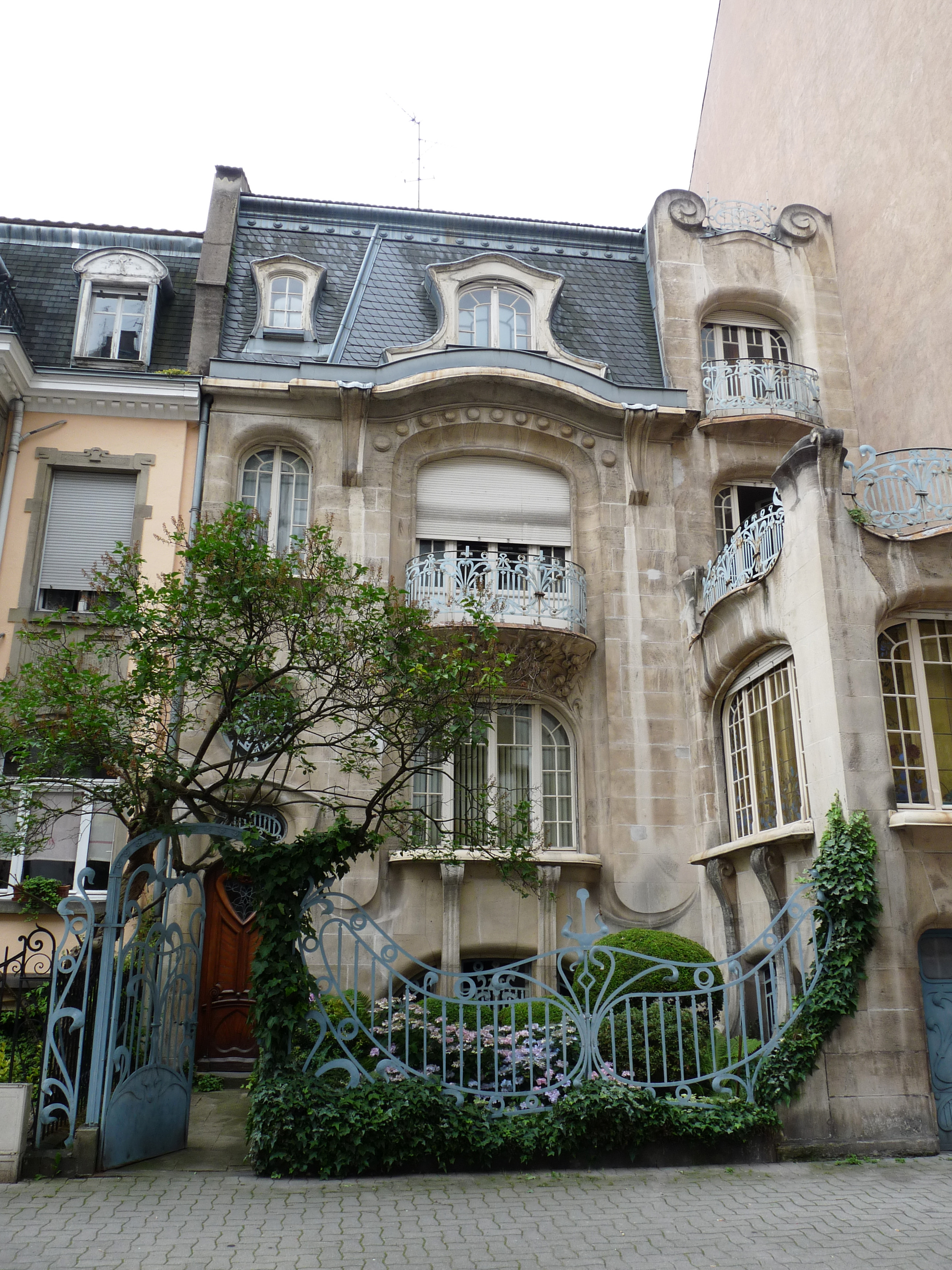
Hôtel Brion (Strasbourg, Franța), 1904, de Auguste Brion
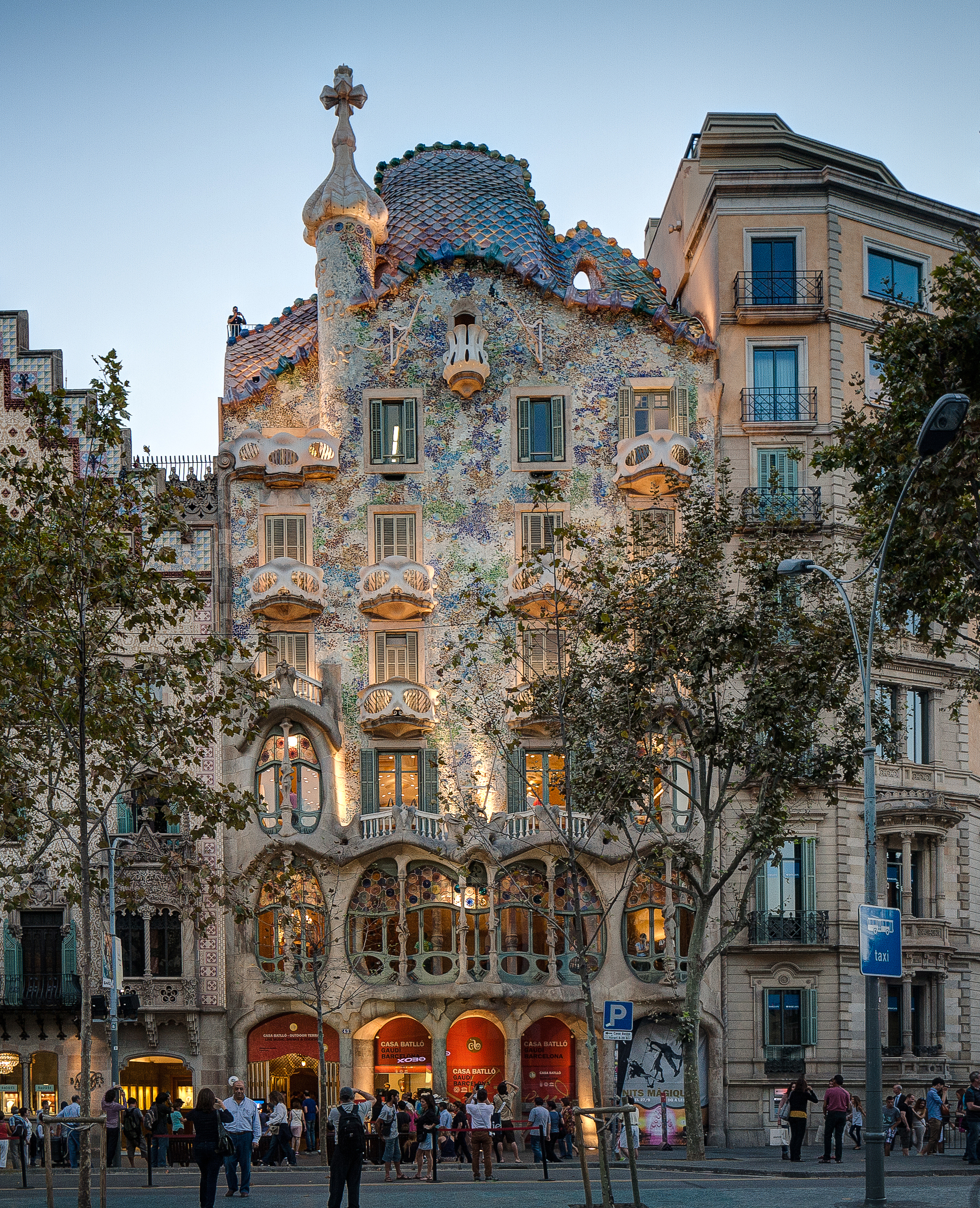
Casa Batlló (Barcelona, Spania), o capodoperă Art Nouveau cunoscută, 1904-1906, de Antoni Gaudí
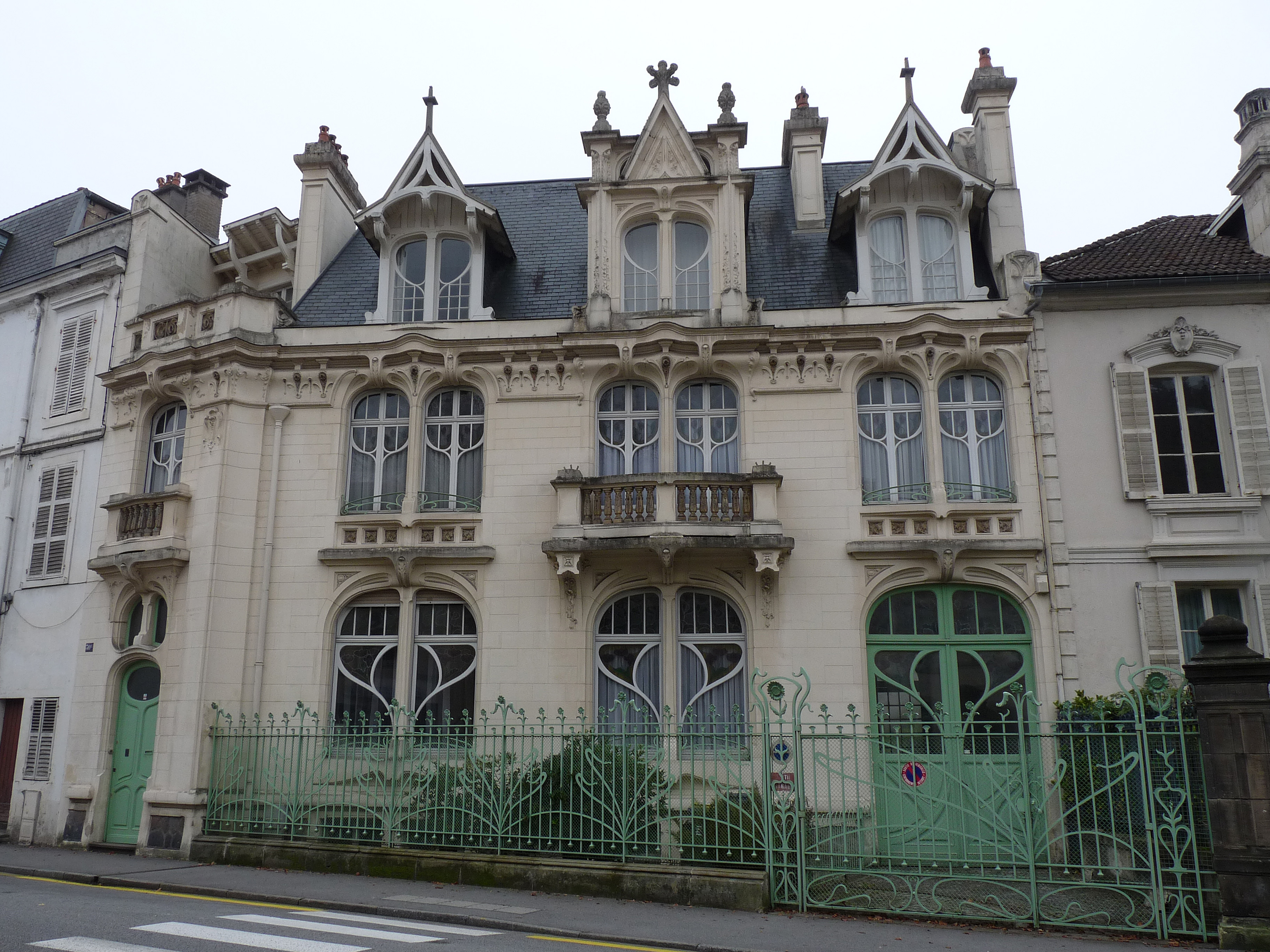
Casa 30 bis de pe Rue Thiers (Strasbourg, Franța), cu influențe neogotice la acoperiș și la ferestrele acoperișului, 1906
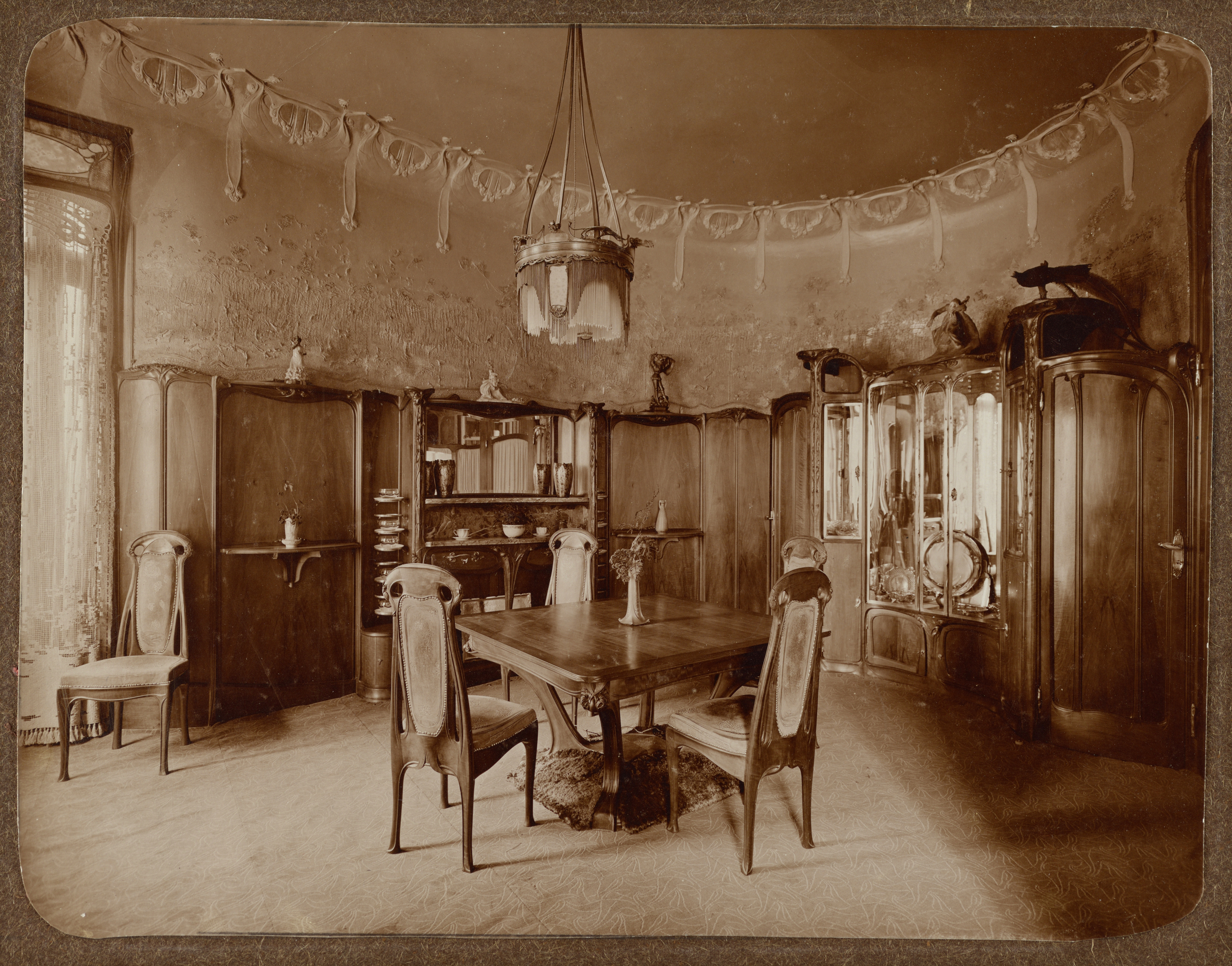
Sală de Mese a Hôtelului Guimard, aproximativ 1910
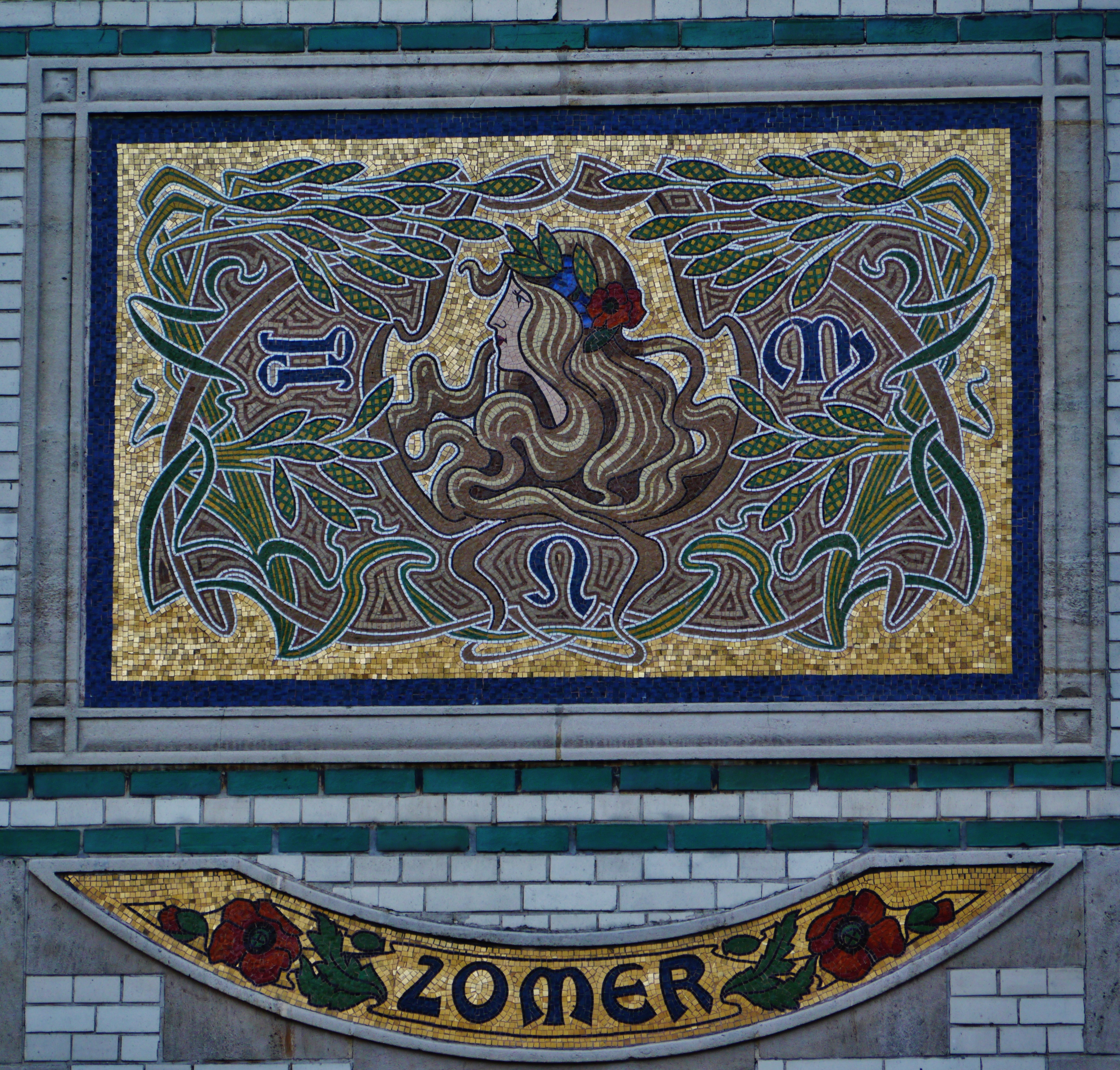
Mozaic care reprezintă vara, pe o casă din Antwerp (Belgia)

### Modernismul Timpuriu
Arhitectura modernă timpurie a început cu o serie de stiluri de construcții cu caracteristici similare, în primul rând simplificarea formei și eliminarea ornamentelor, care au apărut prima dată în jurul anului 1900. Până în anii 1940, aceste stiluri s-au consolidat în mare parte și au fost identificate ca stilul internațional. 
Caracteristicile și originile exacte ale arhitecturii moderne sunt încă deschise interpretării și dezbaterii. Un declanșator important pare să fi fost maxima atribuită lui Louis Sullivan: „Forma urmează funcția”. Funcționalismul în arhitectură e principiul conform căruia arhitecții ar trebui să proiecteze o clădire pe baza scopului acelei clădiri. Această afirmație este mai puțin evidentă decât pare prima dată și e o chestiune de confuzie și controversă în cadrul profesiei, în special în ceea ce privește arhitectura modernă.

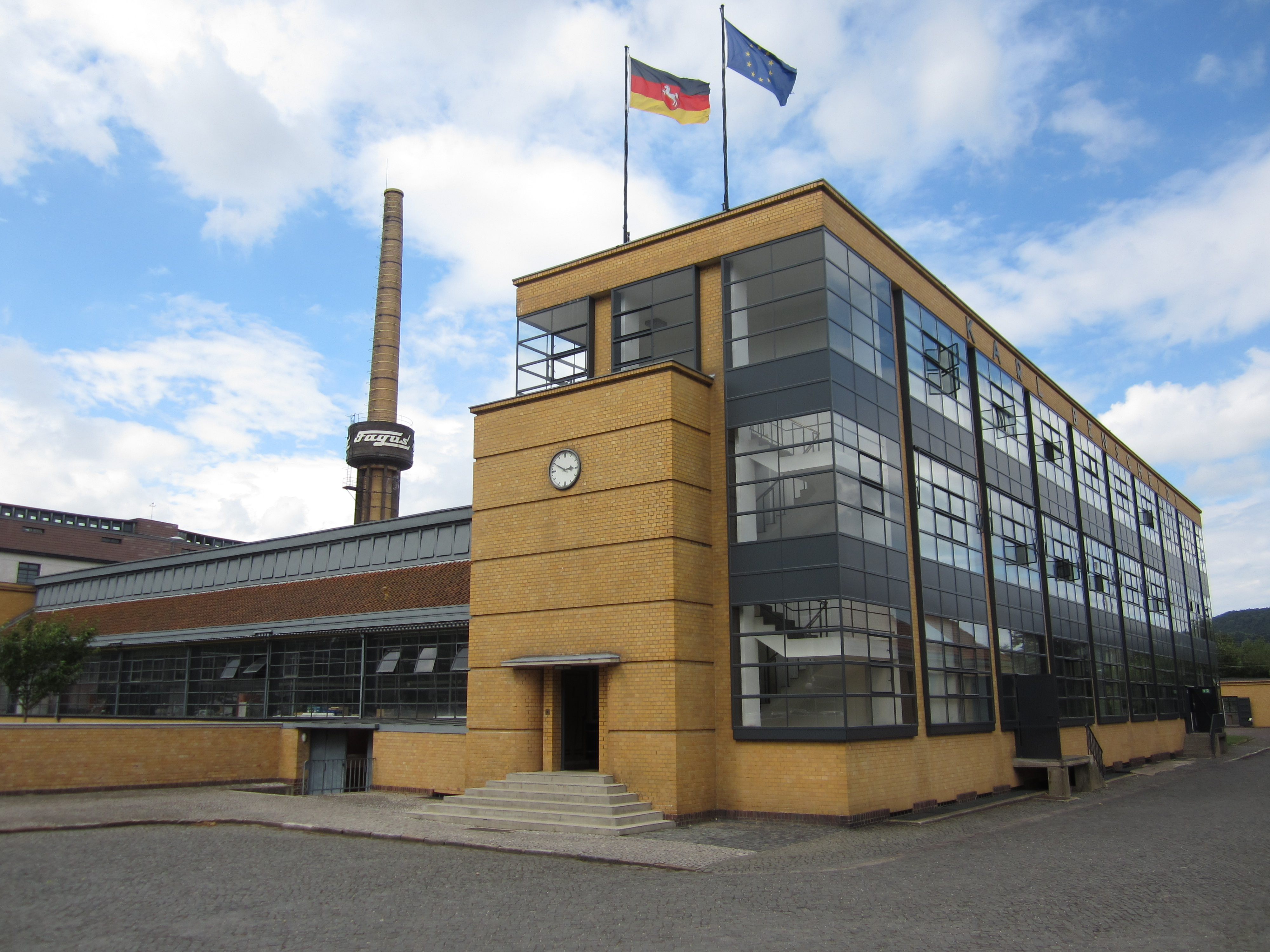
Fabrica Fagus (Alfeld, Germania), 1911, de Walter Gropius
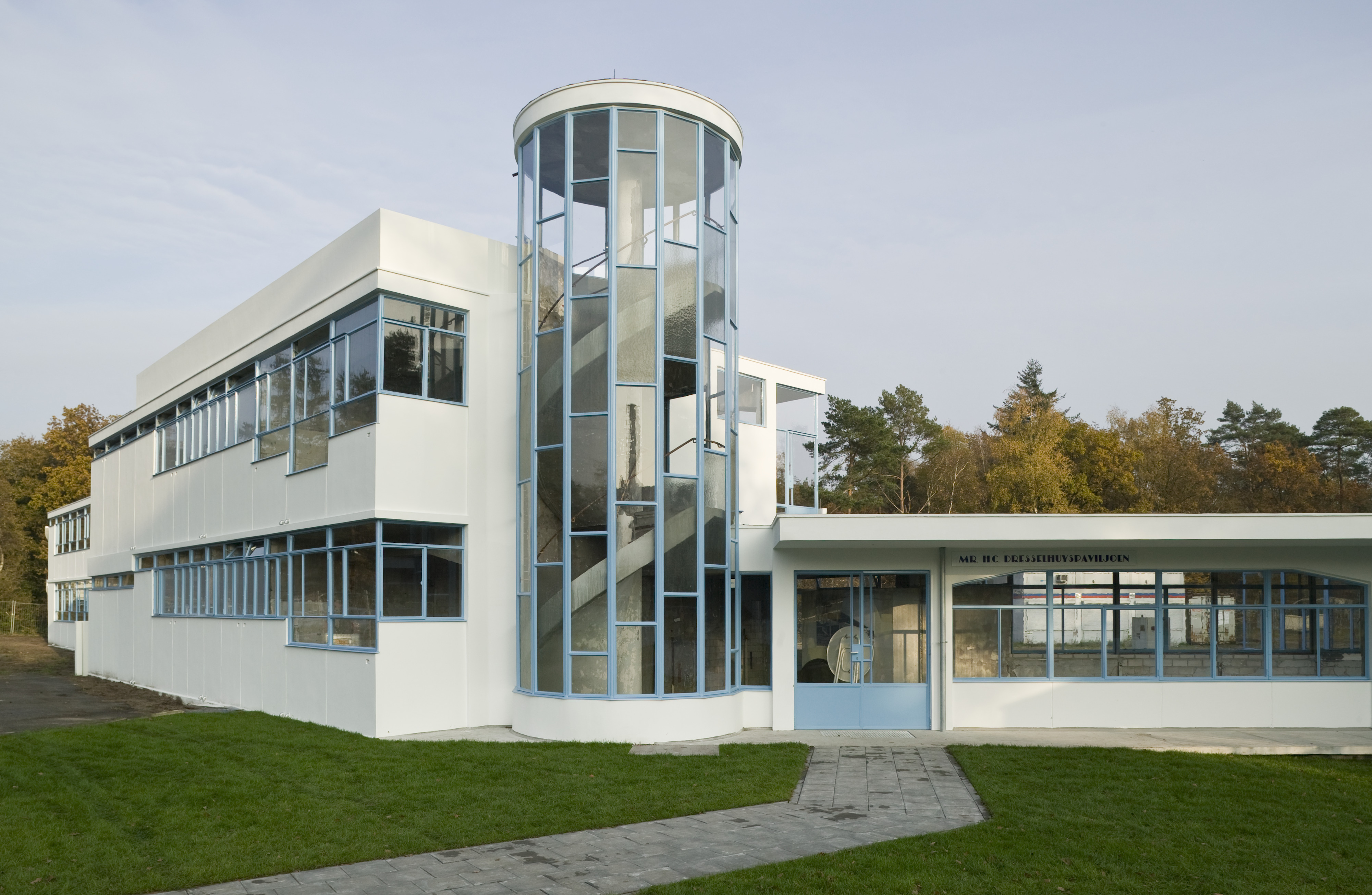
Zonnestraal (Hilversum, Țările de Jos), 1927, de Jan Duiker și Bernard Bijvoet
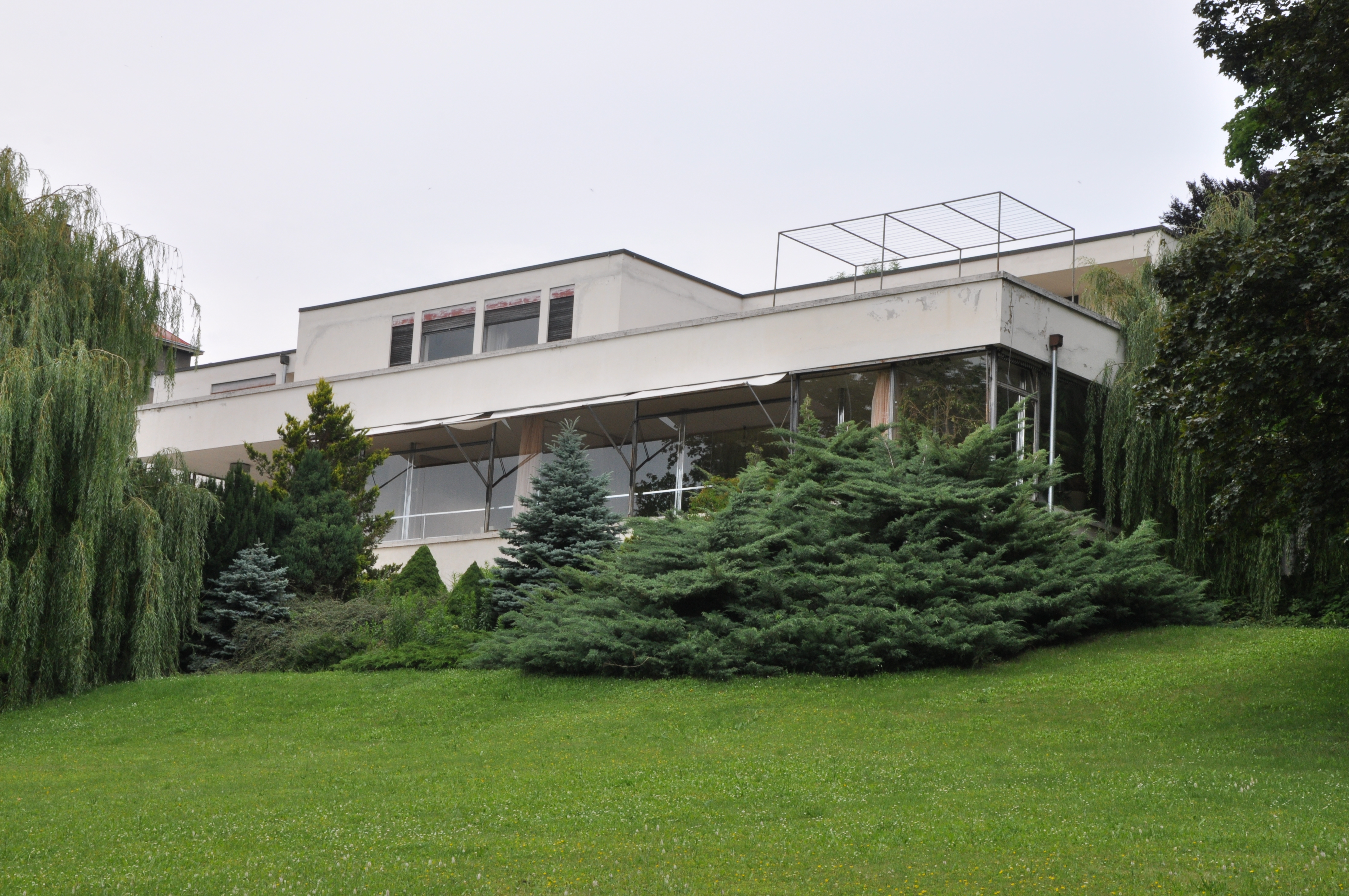
Vila Tugendhat (Brno, Republica Cehă), 1930, de Ludwig Mies van der Rohe și Lilly Reich
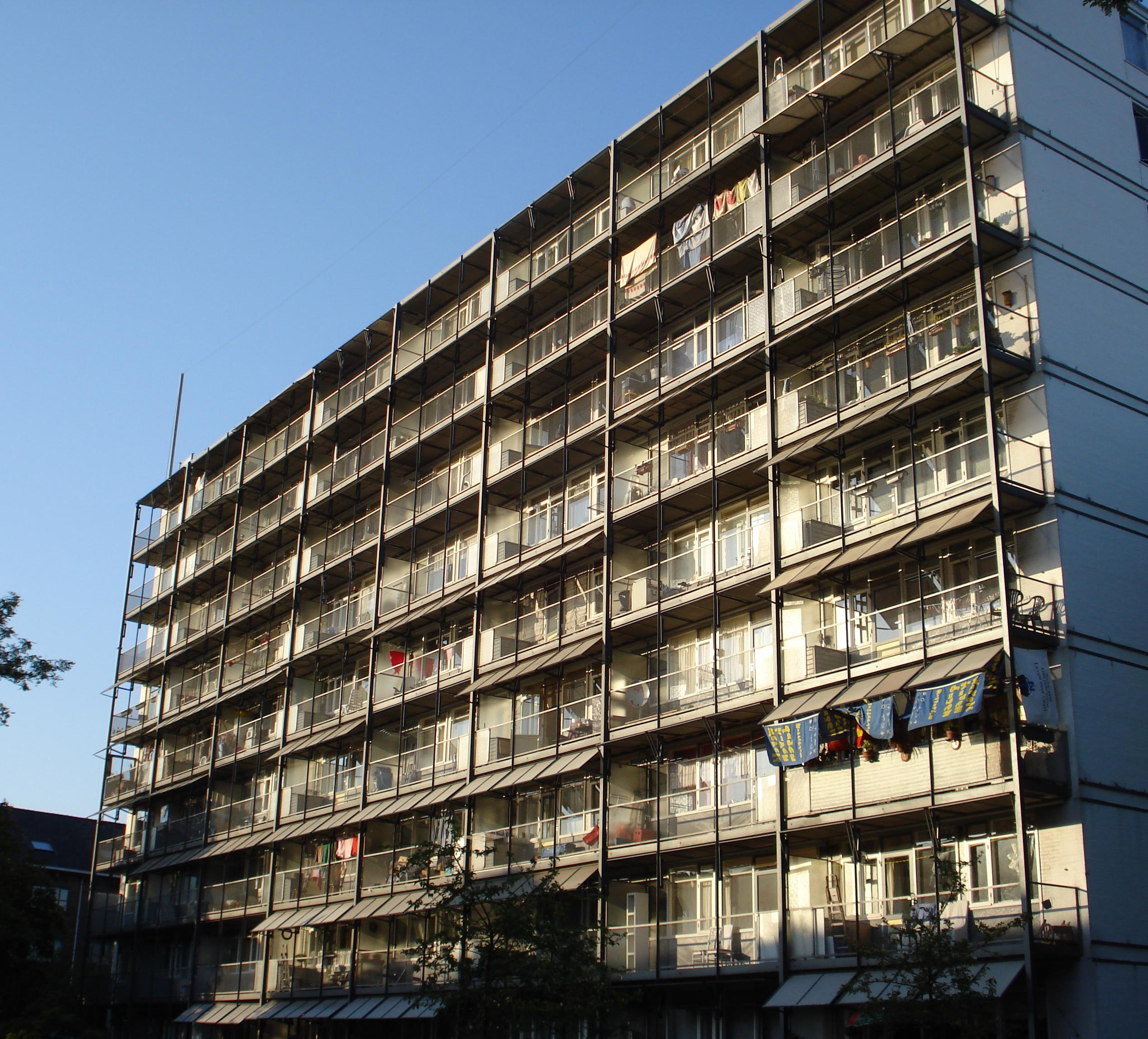
Bergpolderflat (Rotterdam, Țările de Jos), 1935, de Willem van Tijen, Johannes Brinkman și Leendert van der Vlugt

#### Expresionismul
Arhitectura expresionistă a fost o mișcare arhitecturală care s-a dezvoltat în Europa de Nord în primele decenii ale secolului al XX-lea în paralel cu artele vizuale expresioniste.
Stilul s-a caracterizat printr-o adopție modernistă timpurie de materiale noi, inovație formală și dispuneri foarte neobișnuite ale maselor, fiind uneori inspirat de forme biomorfe naturale, alteori de noile posibilități tehnice oferite de producția în masă a cărămizii, oțelului și în special sticlei. Mulți arhitecți expresioniști au luptat în Primul Război Mondial și experiențele lor, combinate cu frământările politice și răsturnările sociale care au urmat Revoluției germane din 1919, au dus la o perspectivă utopică și la o agendă socialistă romantică. Condițiile economice au limitat sever numărul de comenzi de clădiri construite între 1914 și mijlocul anilor 1920, având ca rezultat multe dintre cele mai importante lucrări expresioniste care au rămas ca proiecte pe hârtie, ca Arhitectura alpină a lui Bruno Taut și Casa Nova. Zukunftsarchitektur - Formenspiel und Feinbau. a lui Hermann Finsterlin.

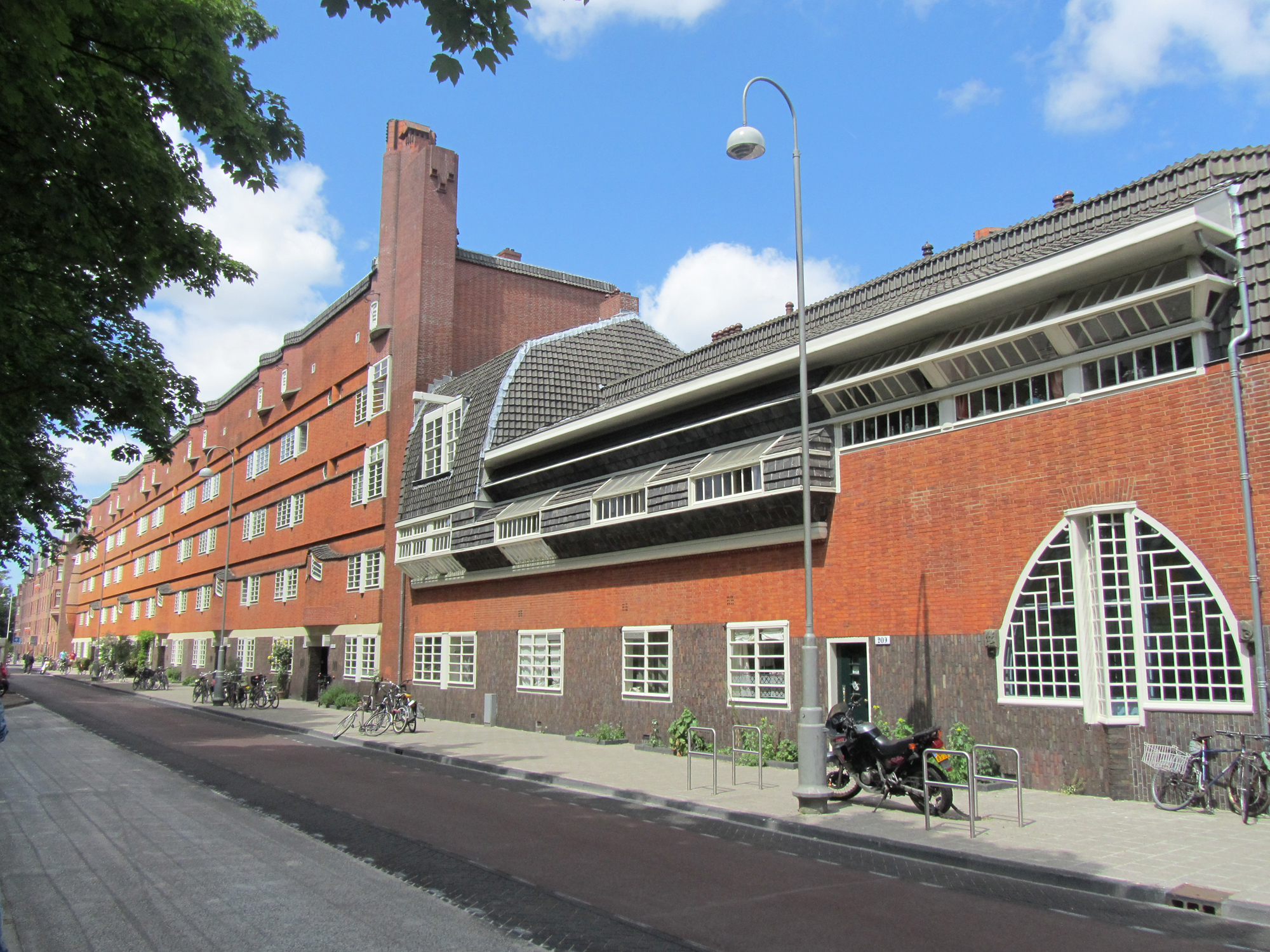
Het Schip (Amsterdam, Țările de Jos), 1917–1920, de Michel de Klerk
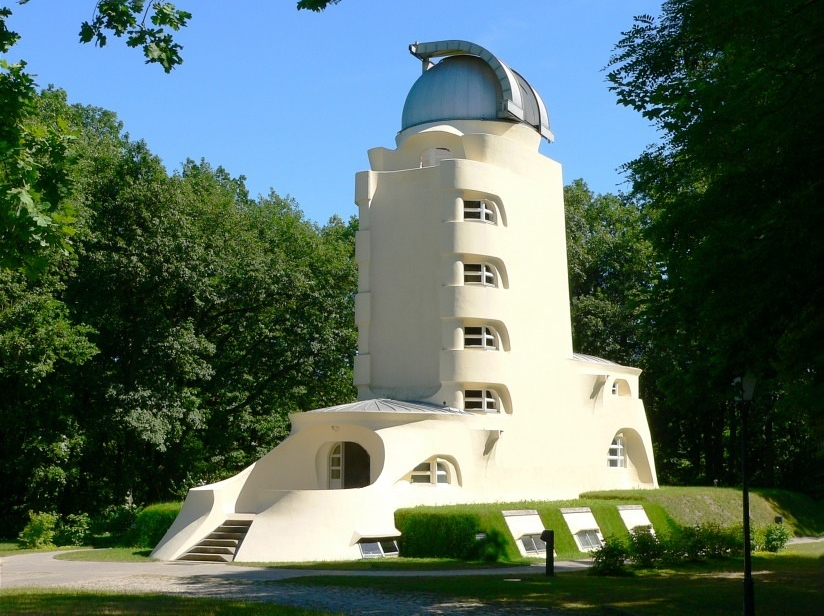
Turnul Einstein (Potsdam, aproape de Berlin), 1919–1922, de Erich Mendelsohn
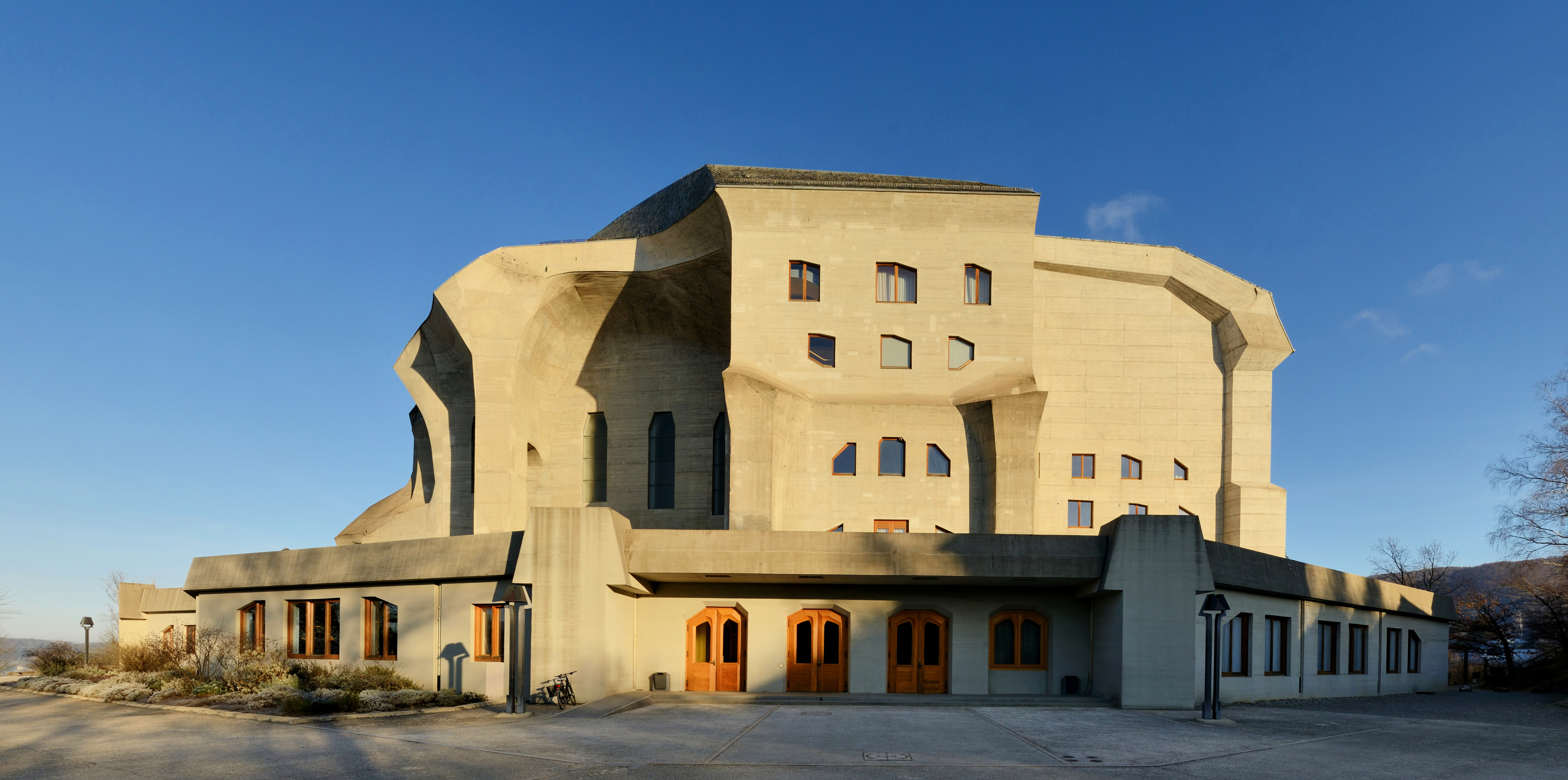
Goetheanum (Dornach, aproape de Basel, Elveția), 1924–1928, de Rudolf Steiner
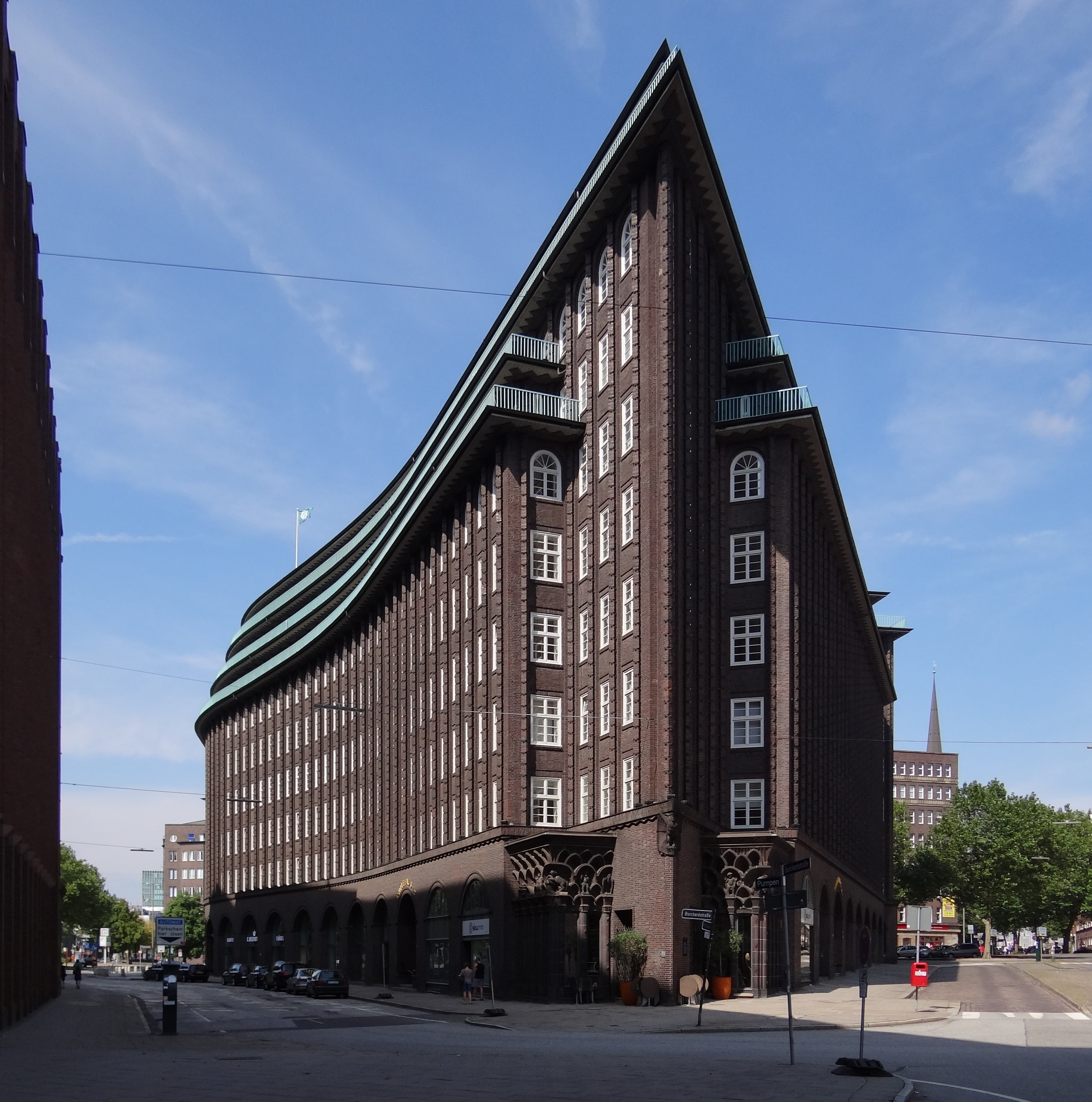
Chilehaus (Hamburg, Germania), 1923, de Fritz Höger

### Art Deco
Stilul Art Deco în arhitectură a apărut la Paris chiar înainte de Primul Război Mondial cu Théâtre des Champs-Élysées al lui Auguste Perret (1911–1913) și Clădirea Majorelle a lui Henri Sauvage (1913). Folosirea revoluționară a betonului armat, a formelor geometrice, a liniilor drepte și a sculpturii decorative aplicate pe exterioarele clădirilor în plăci de marmură, ceramică și stuc, și mai târziu din oțel inoxidabil, au fost o abatere de la Art Nouveau. Apogeul stilului a fost în anii 1920 și 1930 și și-a luat numele de la Expoziția Internațională de Arte Moderne, Industriale și Decorative de la Paris din 1925.
Art Deco a devenit deosebit de popular în Statele Unite la sfârșitul anilor 1920, unde stilul a fost folosit pentru zgârie-nori, inclusiv la Chrysler Building (1930) și Empire State Building (1931), și pentru palatele fastuoase de film, inclusiv Radio City Music Hall (1932) în New York și Paramount Theatre din Oakland (California). În anii 1930, a apărut o variantă dezactivată numită modernism pachebot, care a fost inspirată de formele curbate aerodinamice ale avioanelor și trenurilor. Art Deco a fost folosit pentru clădiri de birouri, clădiri guvernamentale, gări și cinematografe din întreaga lume în anii 1930, dar a scăzut rapid la sfârșitul deceniului din cauza Marii Crize Economice și a criticilor intense ale stilului de către arhitecții moderniști ca Le Corbusier, care a denunțat ceea ce a simțit că ar fi ornamentarea sa excesivă. Până în 1939, stilul a devenit în mare parte demodat și a fost înlocuit cu stilul internațional mai auster, colțuros și sec.

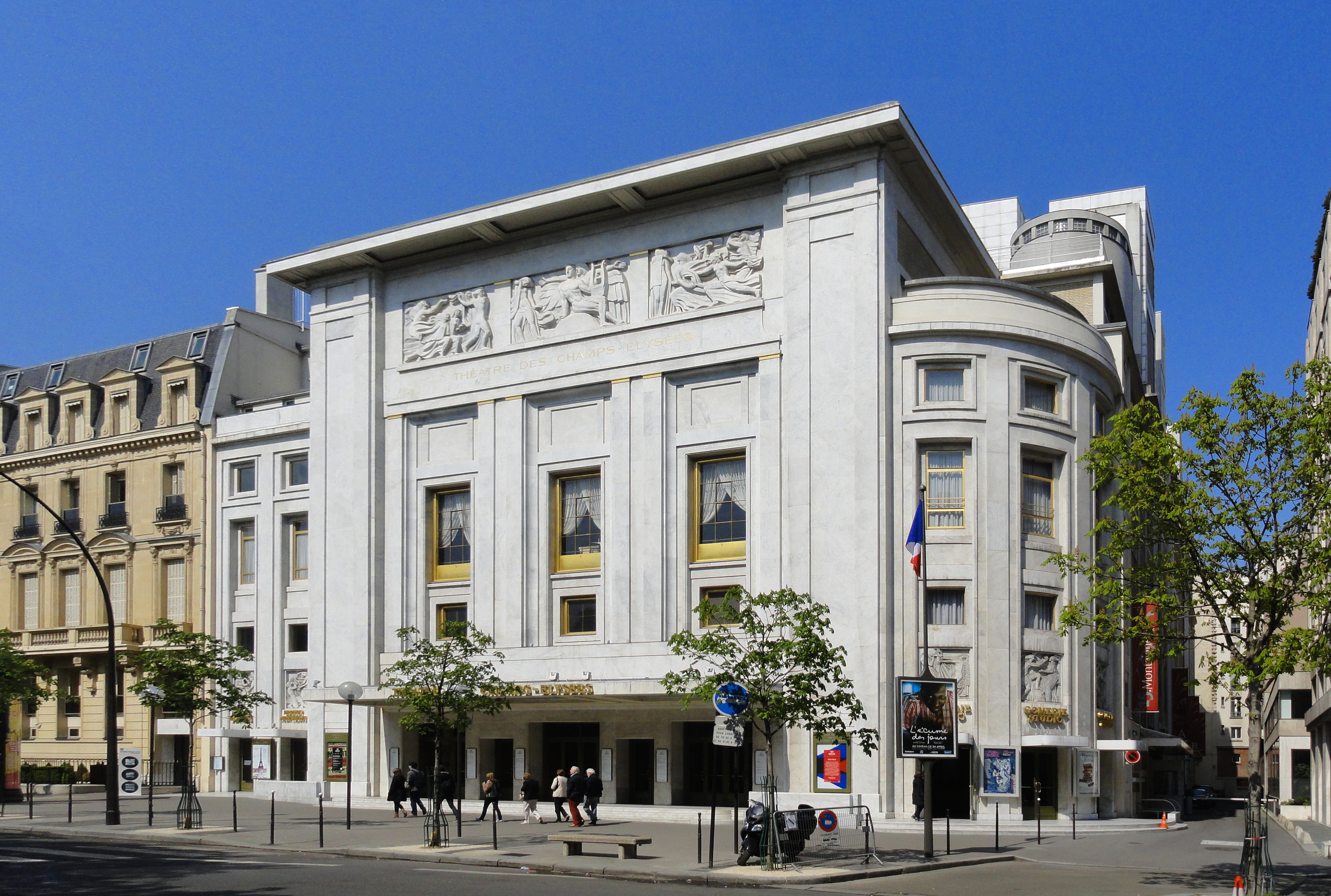
Théâtre des Champs-Élysées (Paris), 1910–1913, de Auguste Perret
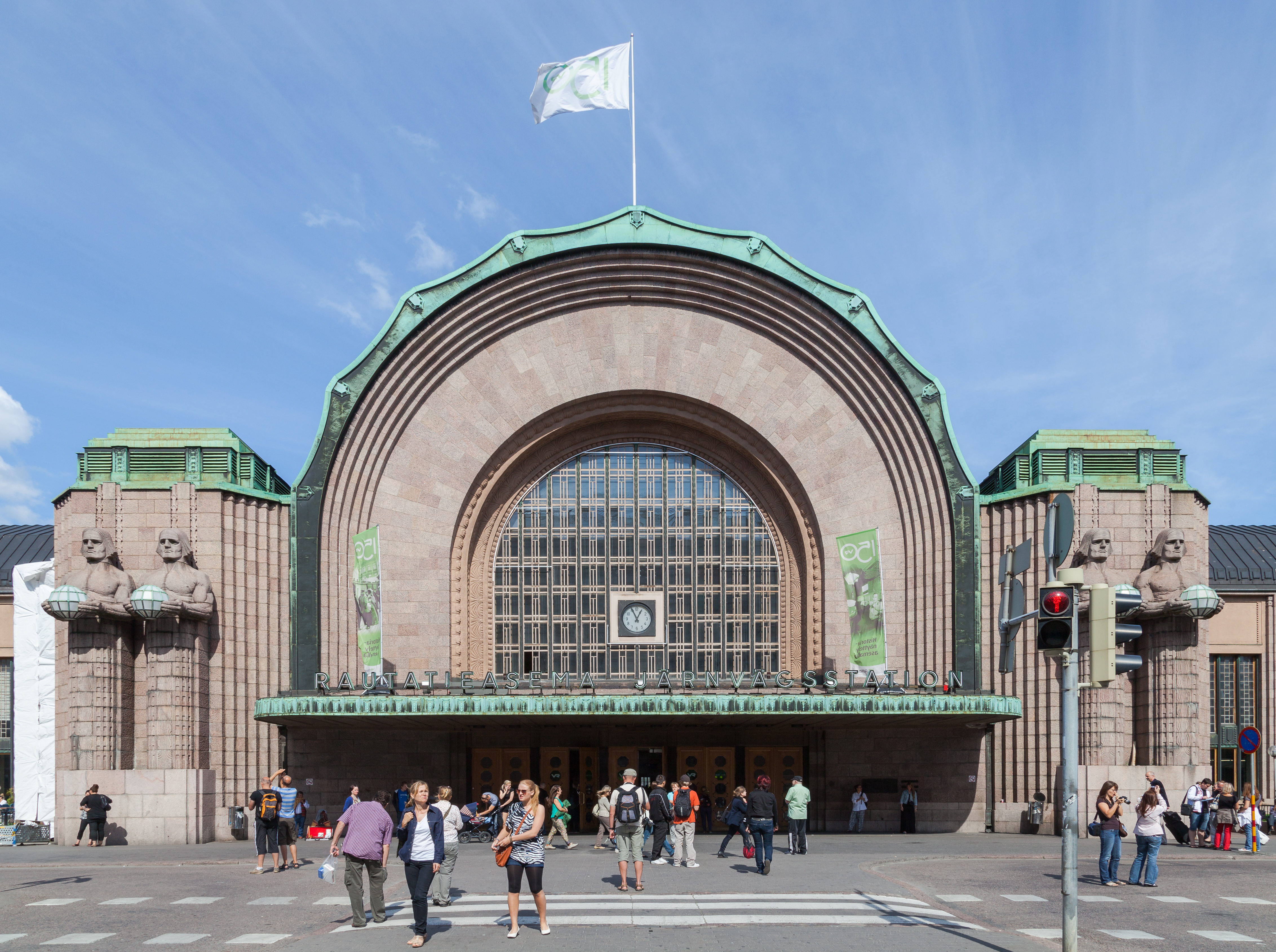
Gara Centrală din Helsinki (Helsinki, Finlanda), 1919, de Eliel Saarinen
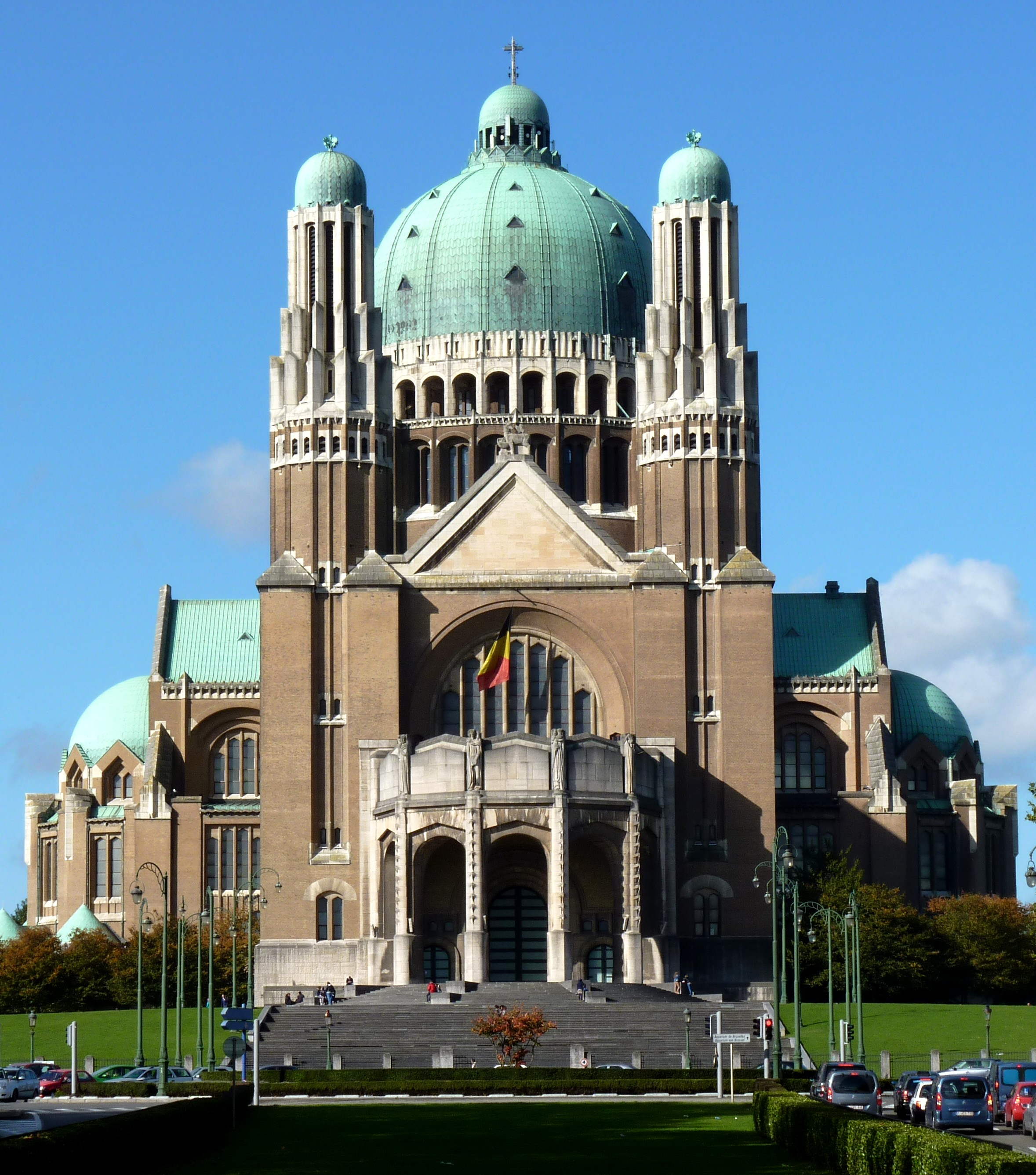
Bazilica Inimii Sacre (Bruxelles, Belgia), 1919–1969, de Pierre Langerock, Albert Van Huffel și Paul Rome
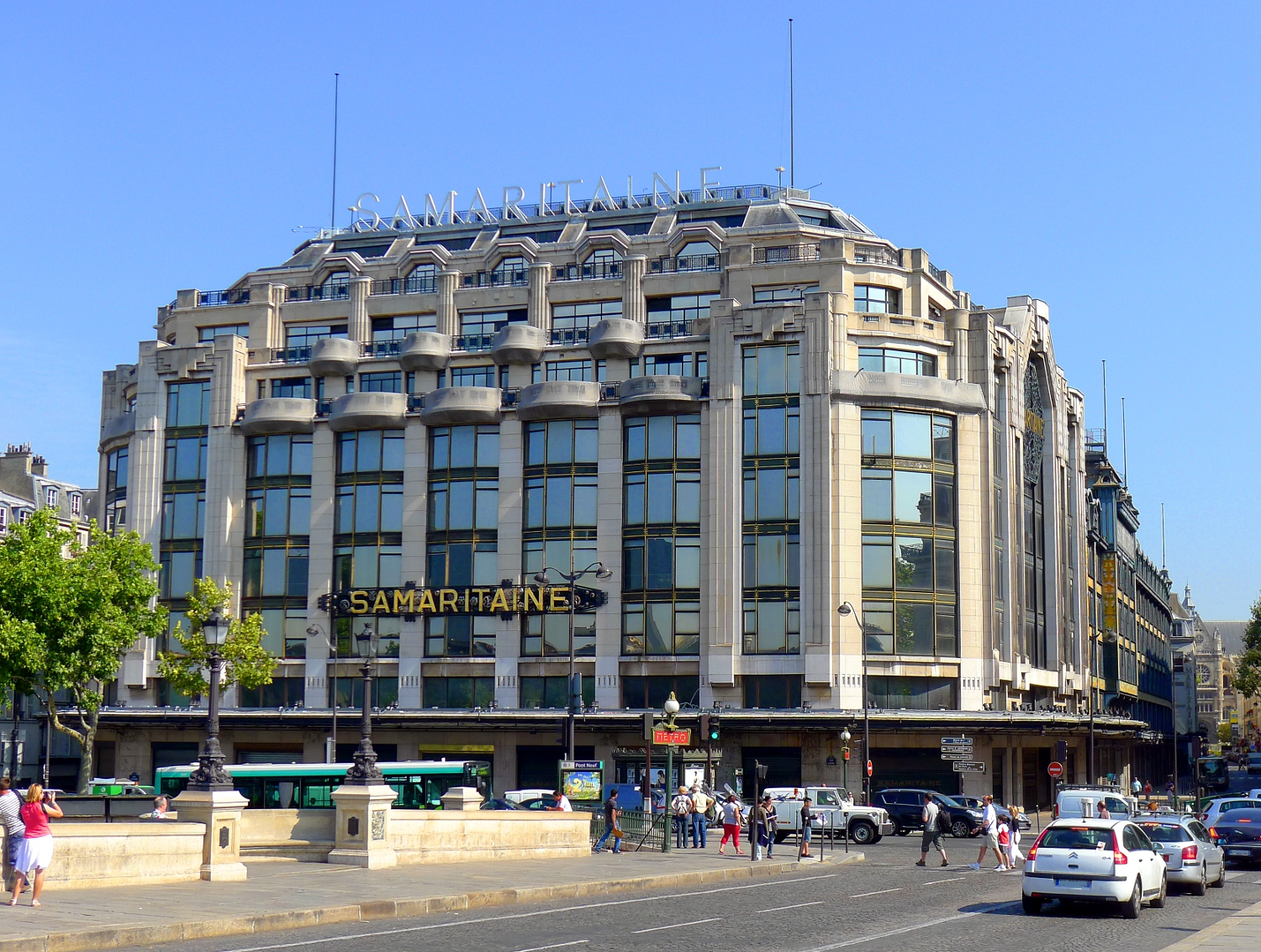
La Samaritaine (Paris), 1925–1928, de Henri Sauvage
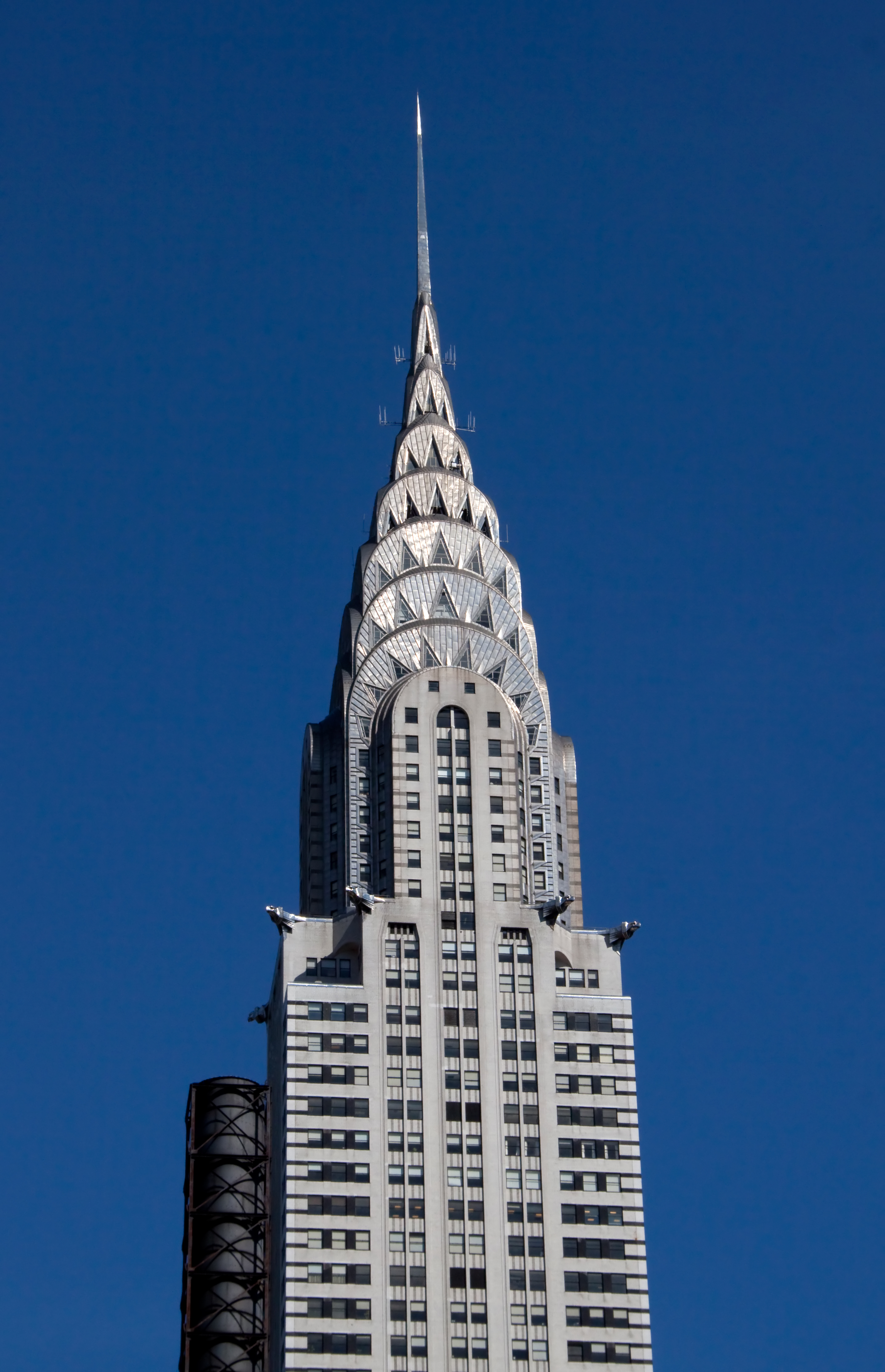
The Chrysler Building (New York City), 1930, de William Van Alen
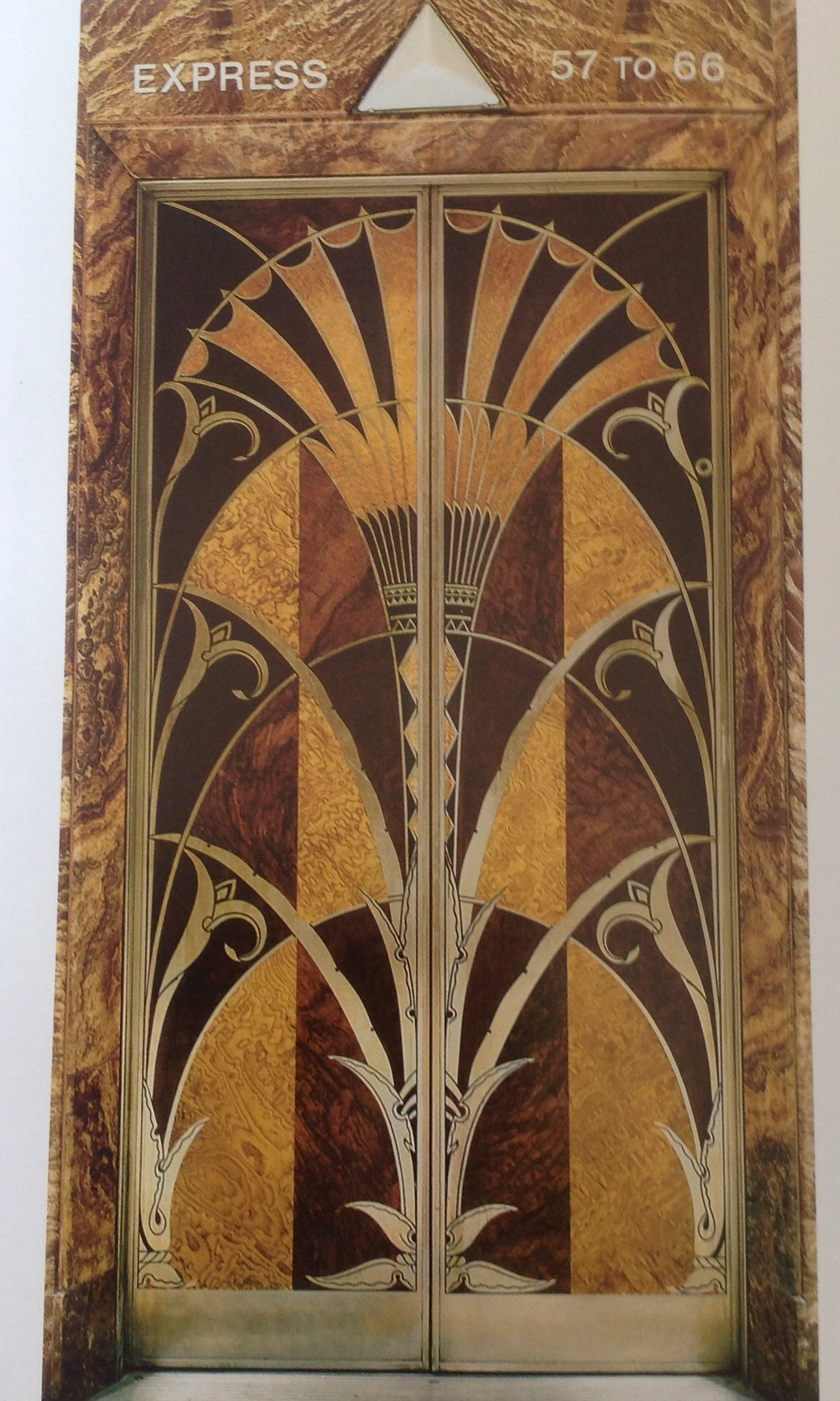
Ușile unui lift din Chrysler Building
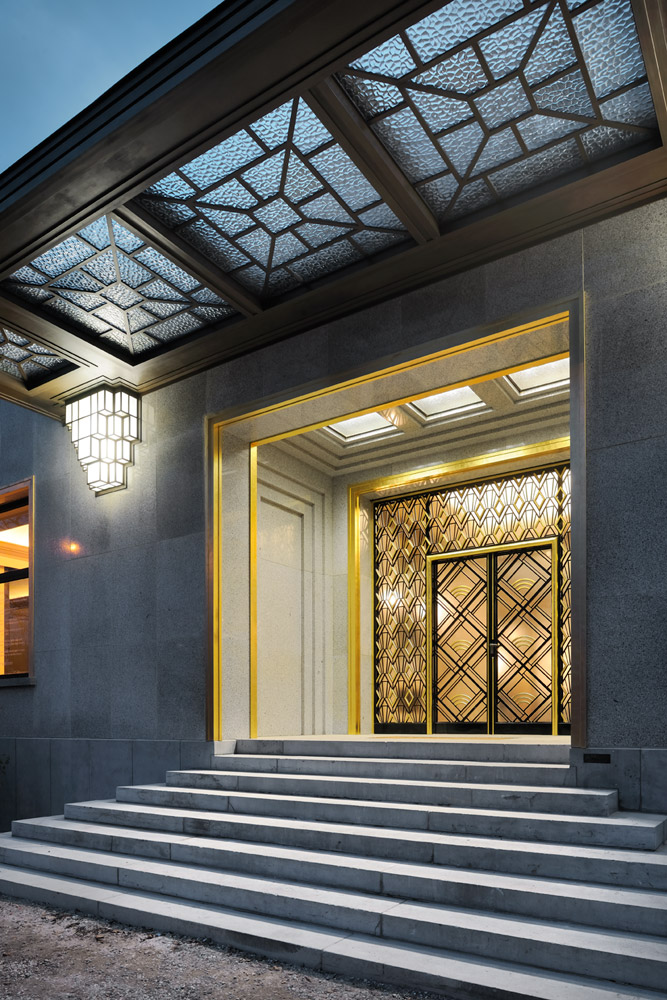
Intrarea Vilei Empain (Bruxelles), 1930–1934, de Michel Polak
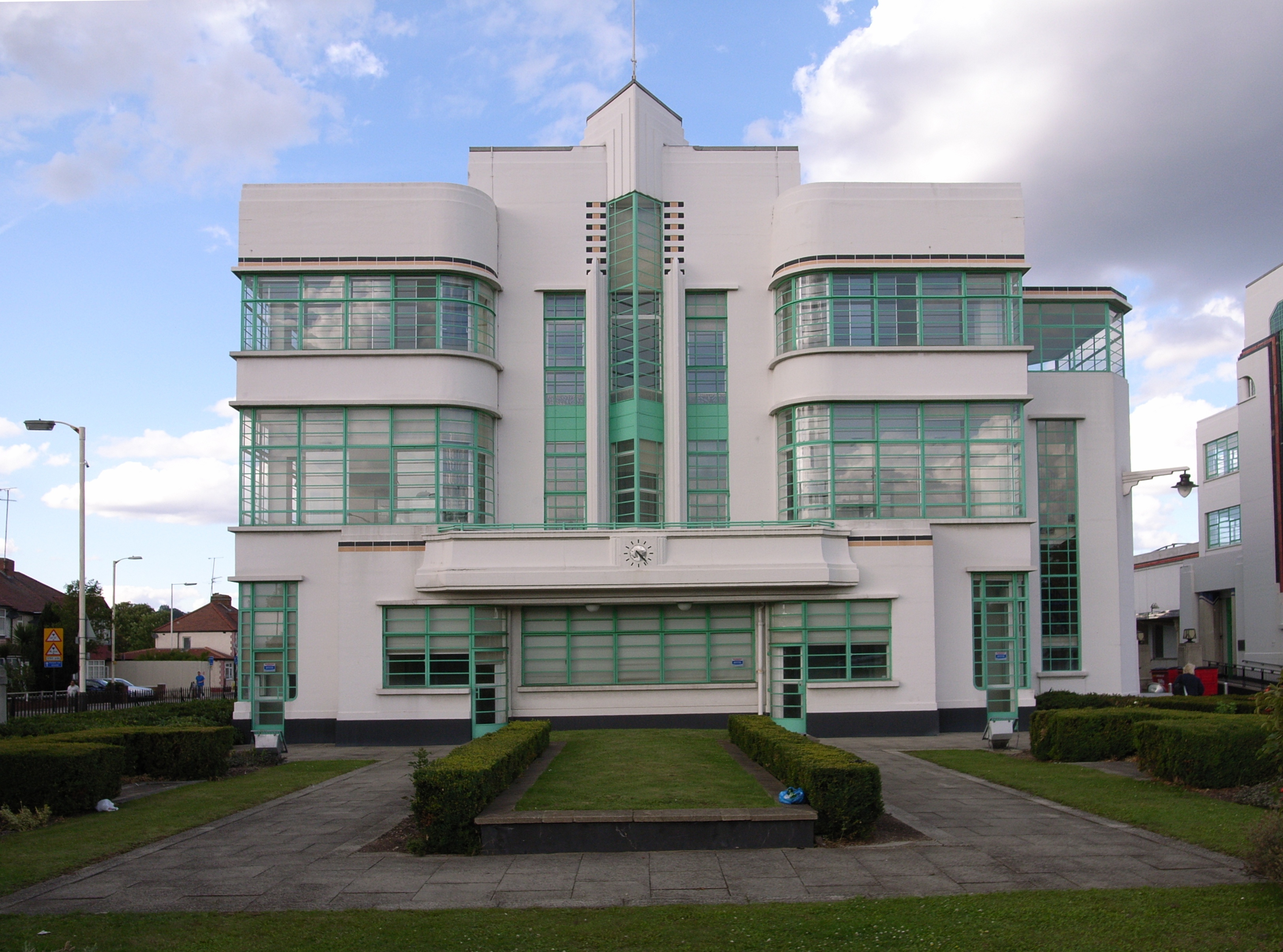
Clădirea Hoover (Londra), 1931-1933, de Wallis, Gilbert and Partners

### Stilul internațional
Stilul internațional a fost o tendință arhitecturală majoră din anii 1920 și 1930. Termenul se referă de obicei la clădirile și arhitecții deceniilor formative ale modernismului, înainte de cel de-Al Doilea Război Mondial.  Termenul își are originea din numele unei cărți de Henry-Russell Hitchcock și Philip Johnson care a identificat, clasificat și extins pe caracteristici comune modernismului în întreaga lume. Ca urmare, accentul a fost pus mai mult pe aspectele stilistice ale modernismului. Prin urmare, principiile de bază ale stilului internațional fac parte din modernism.
Ideile modernismului au fost dezvoltate în special în ceea ce a fost predat la Școala Germană Bauhaus din Weimar (din 1919), Dessau (între 1926 și 1932) și în cele din urmă Berlin între 1932 și 1933, sub conducerea mai întâi a fondatorului său, Walter Gropius, apoi a lui Hannes  Meyer și, în cele din urmă, Ludwig Mies van der Rohe.  Teoria modernistă în arhitectură rezida în încercarea de a ocoli întrebarea în ce stil ar trebui construită o clădire, o preocupare care umbrise arhitectura secolului al XIX-lea și dorința de a reduce forma la cea mai minimă expresie a structurii și funcției sale. În Statele Unite, Philip Johnson și Henry-Russell Hitchcock au tratat acest nou fenomen în 1931 ca și cum ar reprezenta un stil nou - stilul internațional, reprezentându-și astfel misiunea principală doar ca o chestiune de eliminare a ornamentelor tradiționale. Efortul de bază de a urmări arhitectura modernă ca un program științific abstract a fost dus mai fidel în Europa, dar problemele stilului au umbrit întotdeauna obiectivele sale mai stricte și mai puritane, nu în ultimul rând în lucrarea lui Le Corbusier.

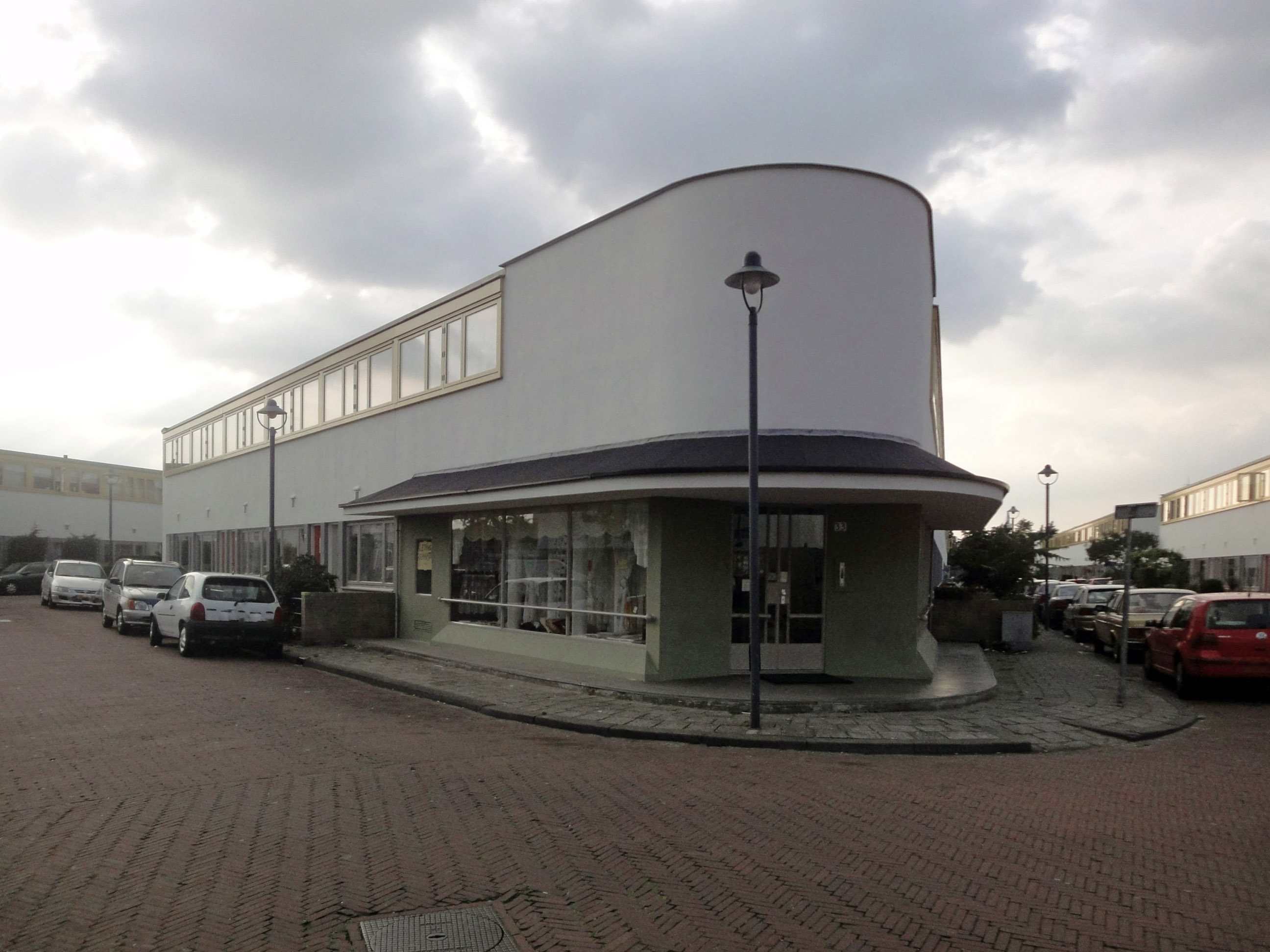
Casă din cartierul Kiefhoek (Rotterdam, Țările de Jos), 1928–1930, de Jacobus Johannes Pieter Oud
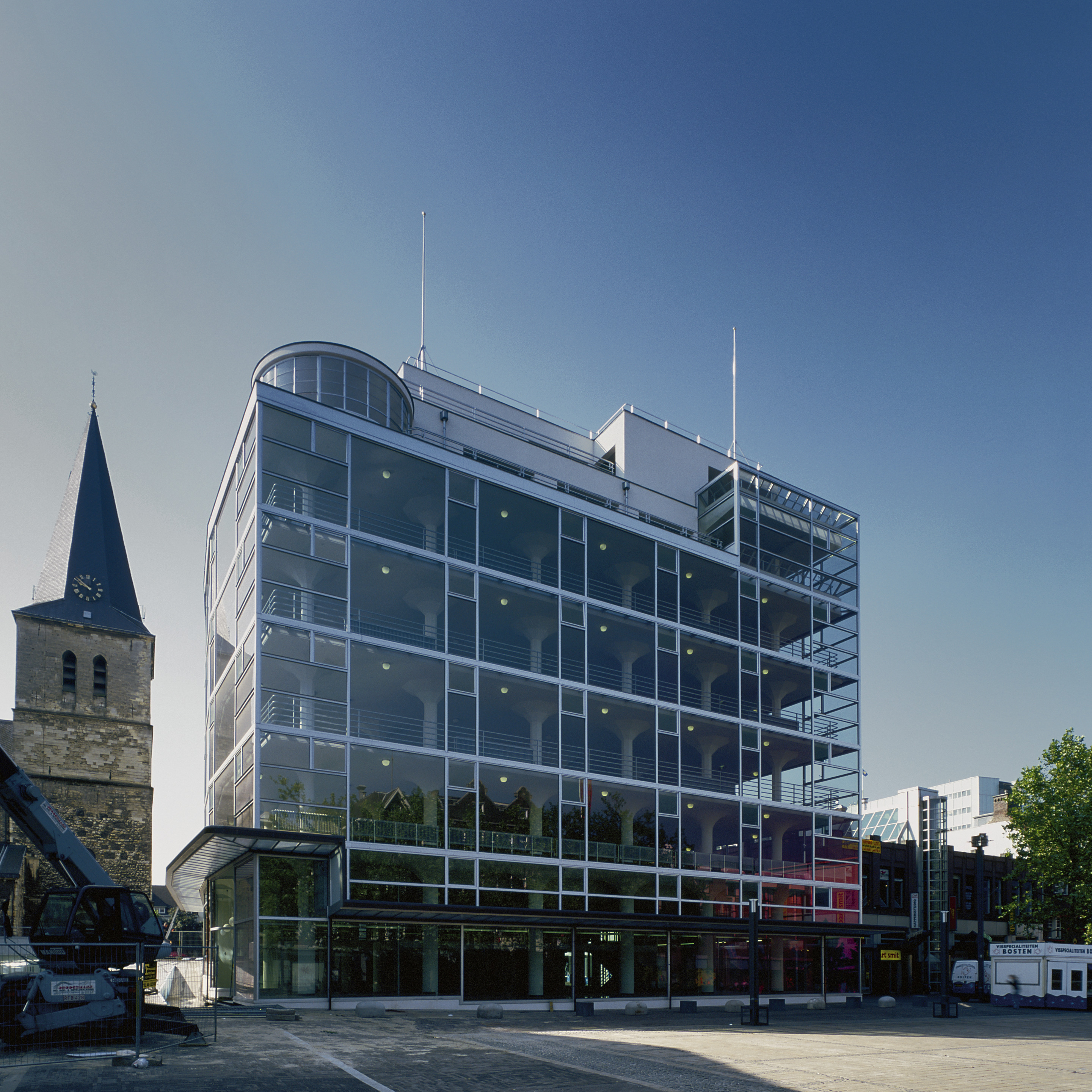
Glaspaleis (Heerlen, Țările de Jos), 1934–1935, de Frits Peutz și Philip Johnson
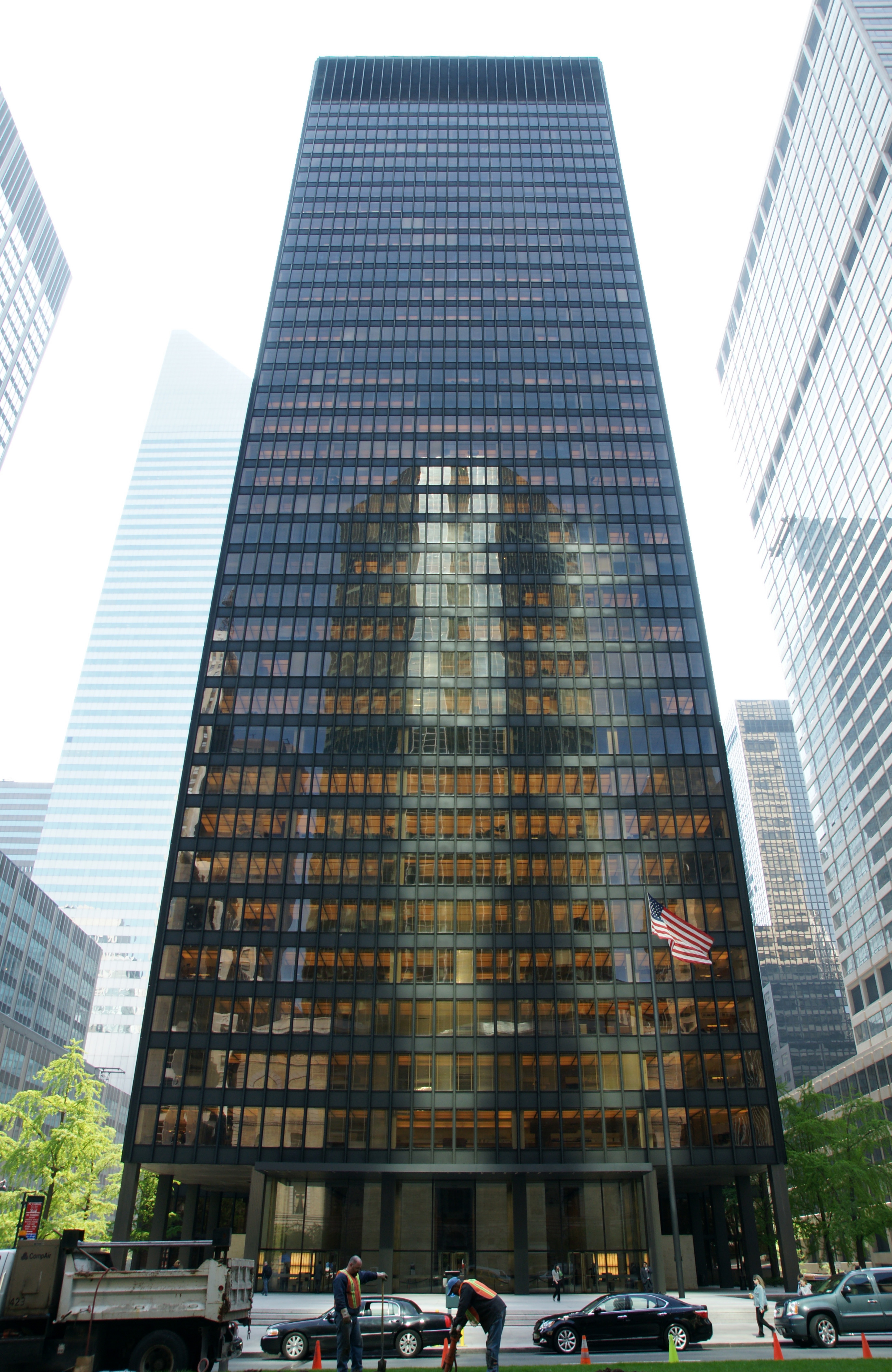
The Seagram Building (New York City), 1958, de Ludwig Mies van der Rohe și Philip Johnson
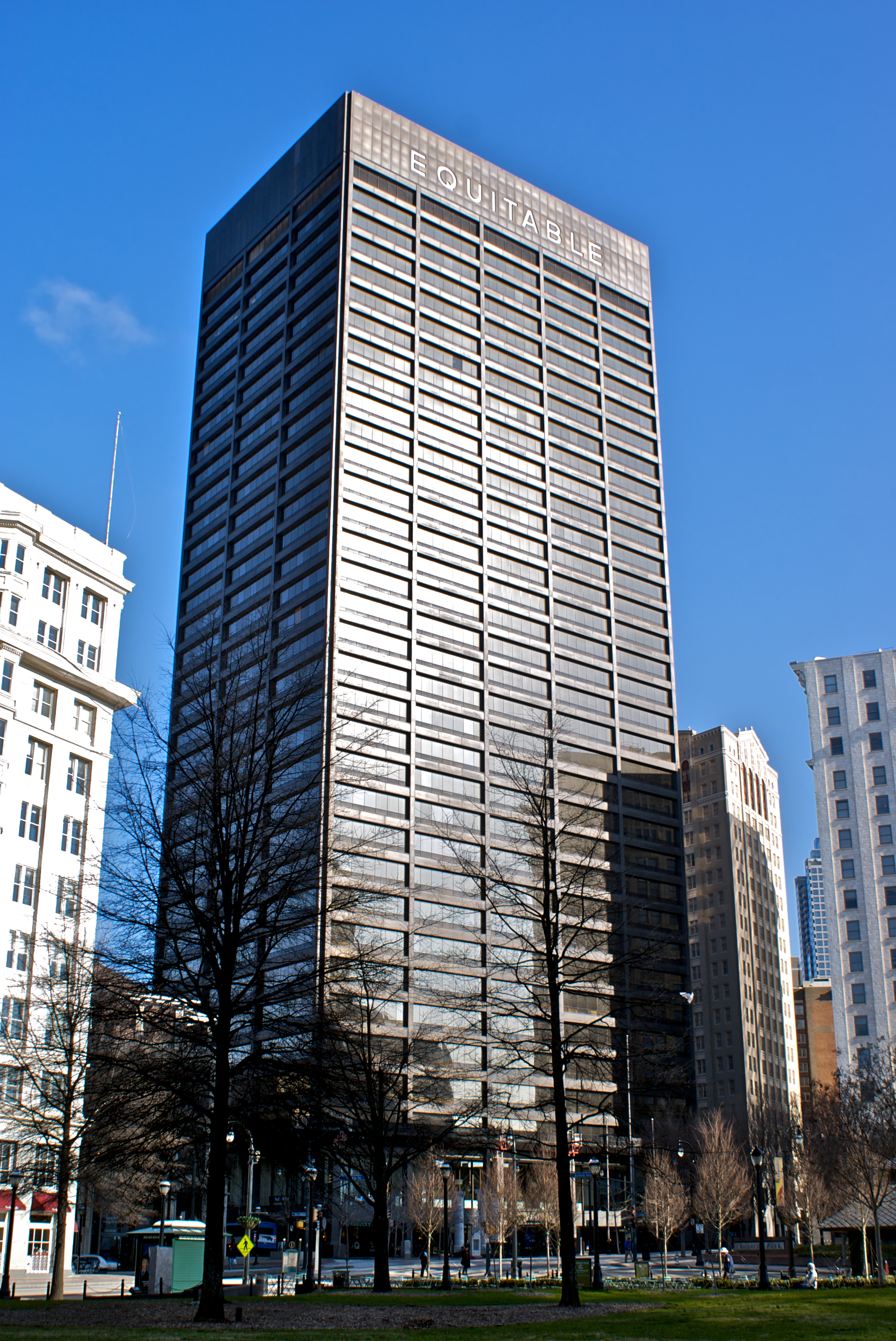
The Equitable Building (Atlanta, SUA), 1968, de Skidmore, Owings & Merrill